# Estonie
République d'Estonie
(et) Eesti Vabariik
L'Estonie (en estonien : Eesti), en forme longue la république d'Estonie (en estonien : Eesti Vabariik) est un État souverain d'Europe du Nord dont le territoire s'étend sur le flanc oriental et sur près de 2 200 îles de la mer Baltique. La partie continentale possède des frontières terrestres avec la Russie à l'Est et la Lettonie au Sud, tandis que l'Archipel d'Estonie-occidentale constitue l'essentiel de la partie insulaire du pays.
L'Estonie est une république unitaire ayant un régime parlementaire. Elle a pour capitale Tallinn et pour langue officielle l'estonien. Au 1er janvier 2023, la population de l'Estonie est d'environ 1,36 million d'habitants.
Habité par des populations fenniques apparentées aux actuels finnois depuis le VIe millénaire av. J.-C., le territoire de l'Estonie connait un âge viking avant d'être colonisé et christianisé par des moines-soldats allemands lors des croisades baltes. Durant le Moyen Âge, les Allemands asservissent les populations indigènes et développent le commerce sur la mer baltique. Tout au long de l'histoire, le pays est convoité par les puissances environnantes : Danemark, Pologne, Suède puis Russie ; qui envahissent tour à tour le pays tout en s'alliant avec le pouvoir local allemand. L'influence tardive du libéralisme et du nationalisme romantique dans cette région d'Europe pousse les indigènes estoniens à s'émanciper des tutelles allemandes et russes puis à développer un sentiment national à partir du XIXe siècle. Profitant de l'instabilité consécutive à la révolution russe, les Estoniens créent leur propre État à partir de 1918. La république d'Estonie est reconnue par les grandes puissances après la victoire dans sa guerre d'indépendance contre la Russie bolchévique en 1920. Lors de la Seconde Guerre mondiale, la population estonienne est victime de persécutions et de crimes de masse par l'Union soviétique et l'Allemagne nazie. L'URSS occupe ensuite illégalement le territoire jusqu'en 1991, date à laquelle l'Estonie retrouve le contrôle plein et entier de son territoire après des décennies d’exil.
L'Estonie réintègre à partir des années 1990 la sphère d'influence européenne. Elle rejoint l'Union européenne et l'OTAN à partir de 2004. L'Estonie est également membre de la zone euro, de l'ONU, de l'OMC, du Conseil de l'Europe, de l'espace Schengen, de l'OCDE ou encore du Conseil des États de la mer Baltique, et est observateur au Conseil nordique et à l'Organisation internationale de la francophonie. En 2020 et 2021, l'Estonie siège au Conseil de sécurité des Nations unies.
Pays de culture autochtone nordique fennique possédant un folklore, une origine et langue semblables à celles de la Finlande, (toutes deux berceaux du sauna,), l'Estonie a aussi été influencée par les traditions baltes et la culture allemande,,.
Elle est politiquement rattachée à ses voisins méridionaux baltes : la Lettonie et la Lituanie, avec lesquelles elle est engagée contre l’impérialisme russe,,,. Malgré sa faible population et son statut de petite nation, l'Estonie est un pays développé avec un Indice de développement humain élevé (31e sur 191 pays) et figure parmi les chefs de file mondiaux dans des domaines tels que la qualité de vie, le niveau d'éducation (premier pays européen selon l'OCDE), l'absence de corruption ou encore la liberté de la presse.
La résilience de l'État estonien et de son économie est attribuée entre autres à la digitalisation de l'administration et des services publics, effectuée au sortir de l'occupation,, au point que le pays est régulièrement qualifié d'État plateforme,,. Cette stratégie, conjuguée à une politique plus libérale que ses voisins nordiques permet à l'Estonie de bien figurer au classement de facilité de faire des affaires et d'avoir le plus grand nombre de start-ups par habitants en Europe.

## Toponymie
Le nom « Estonie » tire son nom du peuple estonien. Les origines du nom de ce peuple au cours de l'histoire pourraient provenir de racines germaniques via le nom tribal gothique aistan (« respect, honneur »), ou via les mots āst, eest (« grange, grenier »), ou encore aistmar (« mer d'ambre »). Elles pourraient aussi provenir alors de racines baltes que l'on retrouverait dans certains lieux-dits dans les actuelles Lettonie et Lituanie.
L'une des premières traces de ce terme pour qualifier un peuple est le mot Aestii, le nom latinisé de tribus de l'Antiquité mentionnées dans l'ouvrage de l'historien romain Tacite La Germanie (vers 98 ap. J.-C.) et décrit aux côtés des Germains et des Goths qui peuplent les régions au-delà des limites Nord-Est de l'Empire romain. La plupart des chercheurs pensent que ce nom s'appliquait en réalité aux tribus baltes actuelles (notamment lituaniens), et non aux ancêtres des actuels estoniens, situés plus au Nord. D'autres chercheurs considèrent que Tacite désignait toute la région de la Baltique orientale, incluant à la fois les peuples fenniques (dont les estoniens) et les peuples baltes.
Le même ethnonyme Esti, Aesti ou Haesti apparaît également au VIe siècle dans les œuvres de l'écrivain antique Cassiodore. Adam de Brême, au XIe siècle, mentionne trois îles, dont la plus septentrionale est appelée Aestland. La forme iestlatum se retrouve dans les runes scandinaves (XIe siècle). Les sagas scandinaves sont considérées comme la source la plus ancienne (seconde moitié du XIIe siècle), où le nom de lieu Eistland est utilisé au sens moderne. L'historien danois Saxo Grammaticus mentionne en latin la terre Hestia, Estia et l'ethnonyme Estones comme forme plurielle d'Esto dans sa chronique « Gesta Danorum » (XIIe – XIIIe siècles). Par l'intermédiaire des Scandinaves, le mot a atteint l'Allemagne en remplaçant la diphtongue ei par la voyelle longue e : Ehstland (Estonie), Ehste (Estonien), qui devient Estland en abrégeant la voyelle de la racine. Ce nom rentre depuis l'allemand dans les textes latins : Issu du pluriel de l'ethnonyme latin Estones, le terme « Estonia » est employé par le chroniqueur Henri, qui raconte la conquête allemande de l'actuelle Estonie au XIIIe siècle.
À partir du XIXe siècle, les premiers intellectuels estoniens, notamment Friedrich Reinhold Kreutzwald et Johann Voldemar Jannsen se réapproprient la racine du mot qu'ils transforment en Eesti ou Eestimaa pour désigner le territoire, et Eestirahwas (plus tard orthographié Eestirahvas) pour désigner le peuple.C ette expression remplace alors le terme maarahvas (« les gens du pays ») utilisés jusqu'alors.
Dans les langues étrangères, la version déclinée dans la plupart des langues germaniques est Estland, tandis que dans les langues issues du latin, c'est le terme Estonia qui prédomine et donne le mot français Estonie, autrefois orthographié Esthonie. Le terme, aussi trouvé sous la forme germanique francisée Estlande, a souvent été utilisé par les envahisseurs pour qualifier la province correspondant au Nord de l'Estonie actuelle, le Sud était autrefois considéré comme une partie de la province limitrophe de Livonie.
En dehors des deux principales versions latines et germaniques, les pays voisins : la Lettonie au Sud, et la Finlande au Nord appellent respectivement l'Estonie Igaunjia et Viro, en références aux noms des régions estoniennes les plus proches de ces pays. Le terme Igaunjia vient de la province historique d'Ungannie, tandis que Viro fait référence au Comté de Viru.

## Géographie

### Localisation, frontières et superficie

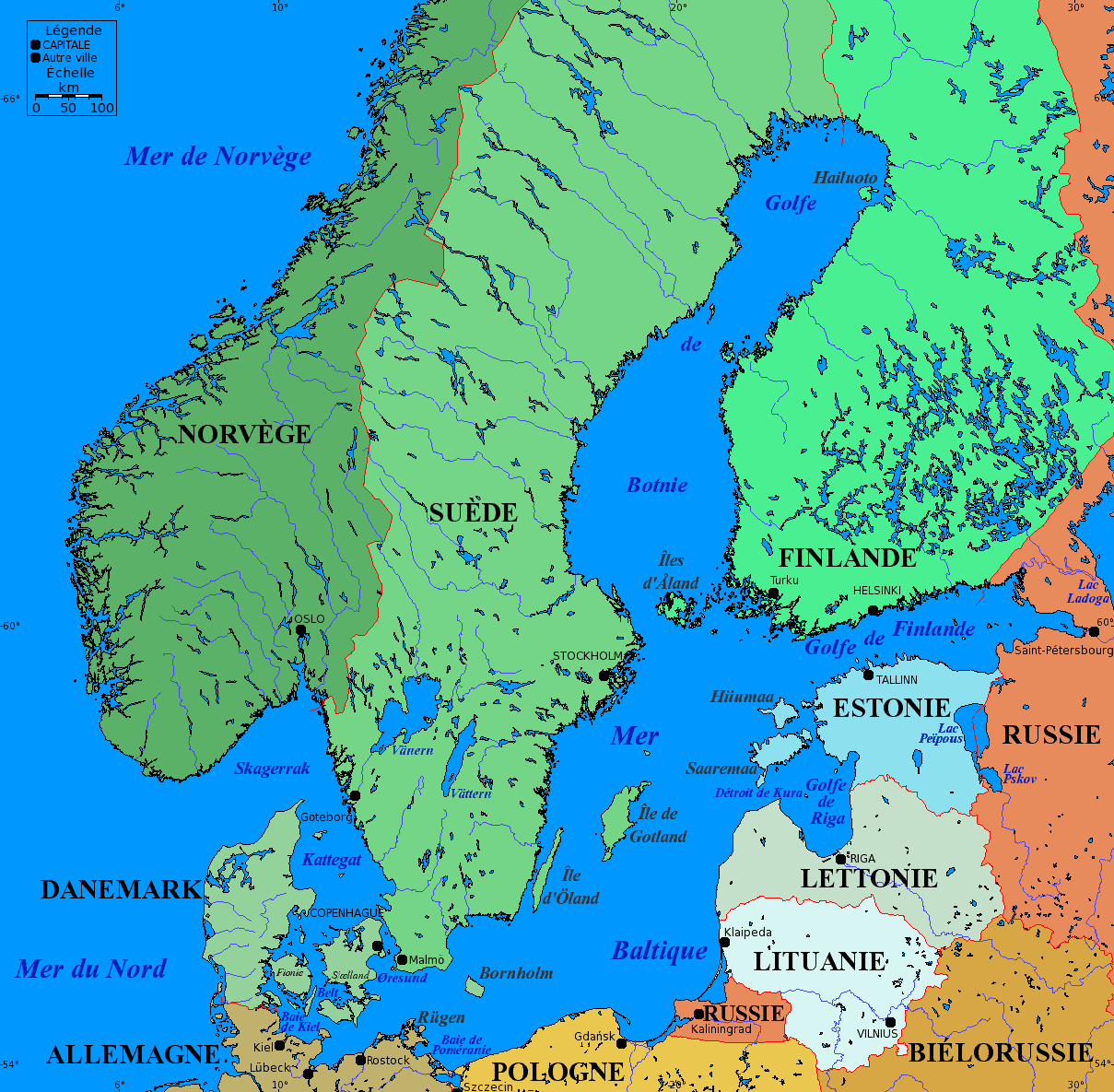
Carte des états bordant la Mer Baltique.

L'Estonie située sur le flanc oriental de la mer baltique, à l'extrémité orientale de l'Europe géopolitique (hors Russie), sur l'axe Nord-Sud qui s'étend de la Finlande (dont elle est séparée par le Golfe de Finlande), à la Lituanie. Le pays, d'une superficie de 45 339 km2, a des frontières terrestres avec la Lettonie et la Russie à l'Est, et possède des frontières maritimes avec ces deux pays, ainsi qu'avec la Suède et la Finlande,.

La partie continentale de l'Estonie est bordée par la Mer Baltique à l'Est via le Golfe de Riga et la Väinameri, et au nord via le Golfe de Finlande. 

Frontières de l'Estonie en pointillés. En vert fluo: le territoire cédé à l'Estonie lors du Traité de Tartu (1920), puis annexé par la Russie pendant l'Occupation soviétique (1944).

Si le territoire indigène estonien était historiquement divisé en deux entités administratives distinctes (l'Estlande au nord et la Livonie au Sud, qui comportait également une partie lettone), les changements suivants la révolution russe font coïncider les frontières administratives et ethniques à partir de 1917,,. À la suite de la victoire lors de la guerre d'indépendance, le Traité de Tartu de 1920 élargit le territoire de la nouvelle république, mais après la fin de l'occupation soviétique de 1944-1991, la Russie conserve quelques territoires annexés après la Seconde Guerre mondiale. Un traité de 2014 fixant les frontières avec la Russie, signé à la suite de nombreux désaccords sur la validité du traité de Tartu, n'a pas été ratifié par les parlements des deux pays, la délimitation actuelle n'est donc pas officiellement appelée frontière mais "Ligne de contrôle temporaire".
La ligne de contrôle Estonie-Russie longue de 194 km se fonde principalement sur des éléments naturels, tels que le fleuve Narva et le Lac Peïpous (Lac Peipsi). La frontière avec Lettonie au Sud a été tracée par le fonctionnaire britannique Stephen George Tallents en 1920 à la suite de la guerre d'indépendance, elle coupe en deux l'ancienne ville de Walk (avec Valga coté estonien, et Valka coté letton) et s'étend sur 339 km,.
La partie maritime de l'Estonie est constituée de près de 2 200 îles situées au large de cotes de l'Estonie continentale. Les plus grandes îles telles que Saaremaa, Hiiumaa, Muhu ou Vormsi se trouvent à l'Ouest du continent. L'Estonie contrôle toutes les îles du Golfe de Riga, y compris celle de Ruhnu, pourtant située au large de la Lettonie. Les îles maritimes ne comptent que pour 9,% de la superficie totale du pays, mais comptent pour plus de la moitié de ses 3 780 km de littoral, soit 1 540 km.

### Géologie, topographie et hydrographie
Le territoire de l'Estonie est généralement plat : 40 % du territoire se trouve à une altitude absolue de 50 à 100 m, et seulement un dixième possède une altitude supérieure à 100 m au-dessus du niveau de la mer. Le plus haut sommet d’Estonie et des pays baltes est la colline de Suur Munamägi, dans le Sud-Est du pays, à près de 318 m d’altitude.
Les quelques collines et plateaux alternent avec des plaines, des dépressions et des formes similaires à de grandes vallées: ainsi on distingue 25 régions paysagères notables. La hauteur moyenne au-dessus du niveau de la mer est d’environ 50 m et les hauteurs relatives des formes du relief ne dépassent que rarement cette hauteur.

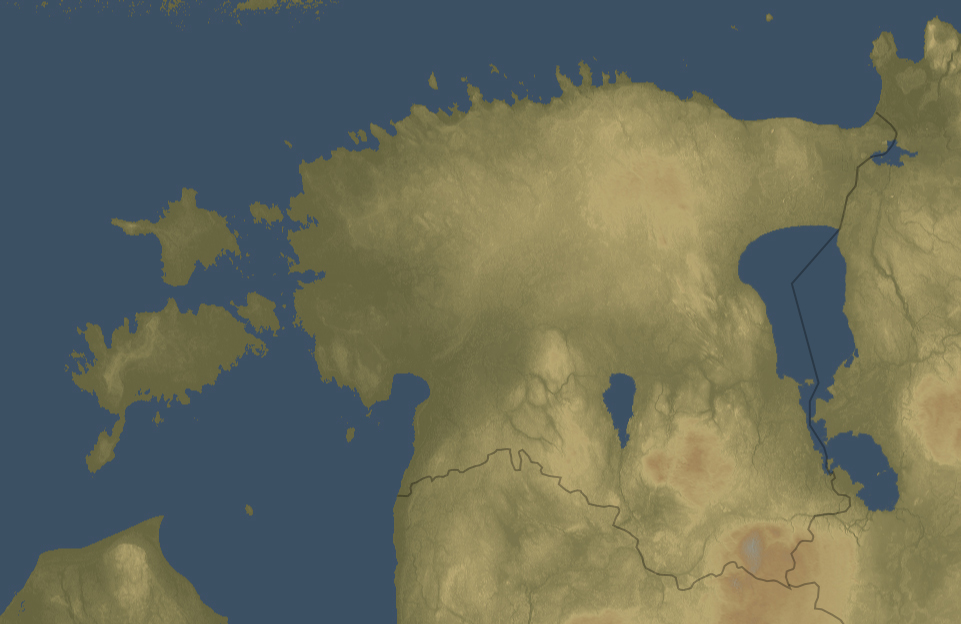
Carte du relief estonien. Les zones les plus claires sont les plus surélevées.

L'Estonie constitue la partie Nord-Ouest de la plateforme d'Europe de l'Est et du bouclier russe, à la frontière avec le versant Sud du bouclier scandinave (fennoscandien). Dans les profondeurs du sol se trouve un socle cristallin incliné vers le Sud, formé il y a environ 1,6-1,8 milliard d'années et composé essentiellement d'amphibolite de Gneiss, de Migmatite et de Quartzite. Il existe en outre une différence progressive de géologie entre le nord et le sud du pays: Les roches cambriennes du Nord du pays sont du grès, du limon et de l’argile, les roches ordoviciennes et siluriennes au Nord et au centre de l’Estonie sont de types calcaires, dolomies, domérites et marnes tandis que les roches dévoniennes du sud sont principalement des limons et du grès. La croûte terrestre libérée des glaces après la fin de l'Ère glaciaire, a contribué à l'élévation progressive du terrain et à l'apparition d'iles et de péninsules.
L'hydrographie de l'Estonie est caractérisée par un très faible écoulement. Il existe plus de 7 000 rivières, ruisseaux et canaux en Estonie. 90 % des cours d’eau sont courts, jusqu’à 10 km et seulement quinze s’étendent sur plus de 50 km. Les plus longs sont la rivière Võhandu (166 km) et le fleuve Pärnu (144 km). Seulement trois cours d’eau possèdent un écoulement moyen supérieur à 50 m3/s à leur embouchure : le fleuve Narva qui relie le lac Peipsi/Peipoüs au golfe de Finlande (399 m3/s), l’Emajõgi, qui traverse Tartu (72 m3/s) et le fleuve Pärnu (64 m3/s). L'Estonie compte de très nombreuses zones humides (telles que des marais ou des marécages). Le pays compte environ 45 309 tourbières, la majorité d'entre elles sont de petites tailles, seules 16 500 tourbières font plus d’un hectare. L'Estonie compte 1 562 lacs naturels : Le lac Võrtsjärv (270 km2) se trouve au centre de l'Estonie et le lac Peipsi (3 555 km2) est le quatrième plus grand lac d'Europe, ces lacs comptent à eux deux 95 % de la surface totale des lacs du pays.

### Climat

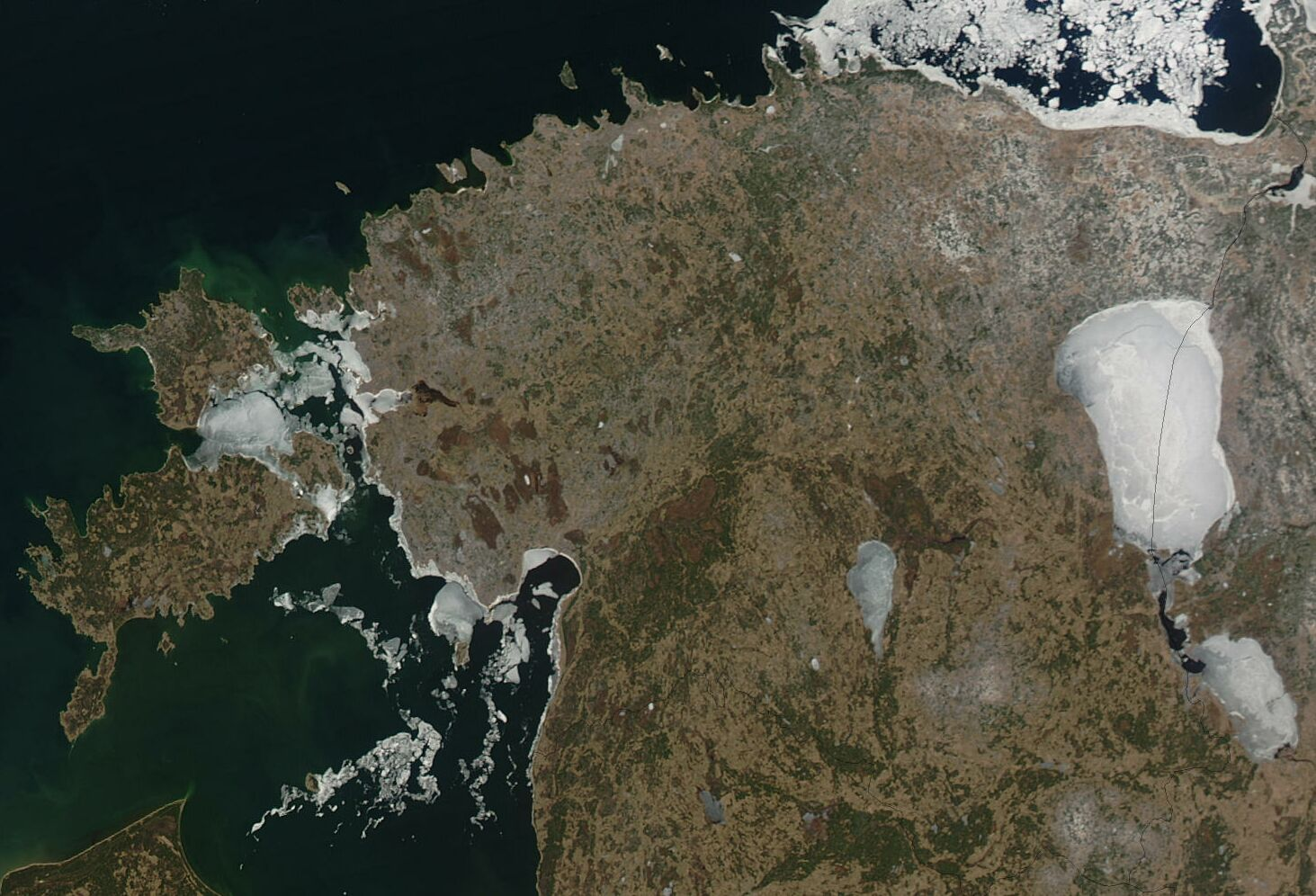
Les températures négatives peuvent parfois subsister jusque début avril. Image satellite des étendues de glace d'Estonie (avril 2004).

L'Estonie se situe dans la partie septentrionale de la zone climatique tempérée et dans la zone de transition entre le climat maritime et le climat continental. Comme l'Estonie (et toute l'Europe du Nord) est continuellement réchauffée par l'air maritime influencé par le contenu thermique du nord de l'océan Atlantique, son climat est plus doux malgré sa latitude septentrionale. Même si le climat est relativement homogène sur l'ensemble du pays, la Mer baltique entraîne des différences entre le climat des zones côtières et celui des zones intérieures.
L'Estonie connaît quatre saisons d'une durée presque égale. Les températures moyennes vont de 17,8 °C sur les îles de la Baltique à 18,4 °C à l'intérieur des terres en juillet, le mois le plus chaud, et de −1,4 °C sur les îles de la Baltique à −5,3 °C à l'intérieur des terres en février, le mois le plus froid.
La température annuelle moyenne en Estonie est de 6,4 °C et augmente graduellement depuis le début des années 2000. Les températures moyennes, principalement hivernales, sont amenées à augmenter dans les prochaines années en raison du changement climatique.

Carte du climat estonien selon la Classification de Köppen sur la période 1991-2020.

L'Estonie est située dans une zone humide où la quantité de précipitations est supérieure à l'évaporation totale.
Les précipitations moyennes pour la période 1991-2020 ont été comprises entre 573 et 761 millimètres (22,6 et 30,0 pouces) par an et ont été les plus importantes à la fin de l'été.
Il y a eu entre 102 et 127 jours de pluie par an.
Comme dans les autres pays nordiques, la latitude élevée de l'Estonie engendre une importante différence de lumière de jour entre l'hiver et l'été. Ainsi, au solstice d'hiver, le jour le plus court compte plus de 6 heures d'ensoleillement, et le solstice d'été plus de 18 heures. Le nombre annuel d'heures ensoleillées varie entre 1 600 et 1 900, ce nombre étant plus élevé sur la côte et les îles et plus faible à l'intérieur du pays. Cela correspond à moins de la moitié de la quantité maximale de soleil possible.

### Paysages et environnement
Malgré une certaine homogénéité, l'Estonie compte une variété de paysages naturels, avec des grands lacs, de larges littoraux préservés, des zones humides, mais aussi des terres agricoles et de nombreuses forêts. L'Estonie est un des pays les plus boisés d'Europe, les forêts occupant plus de la moitié du territoire (53,6 %), soit 23,308 km2. La superficie forestière est notamment composée de 34 % de pins sylvestres, 31 % de bouleaux et 16 % d'épicéas communs.

Paysages d'Estonie
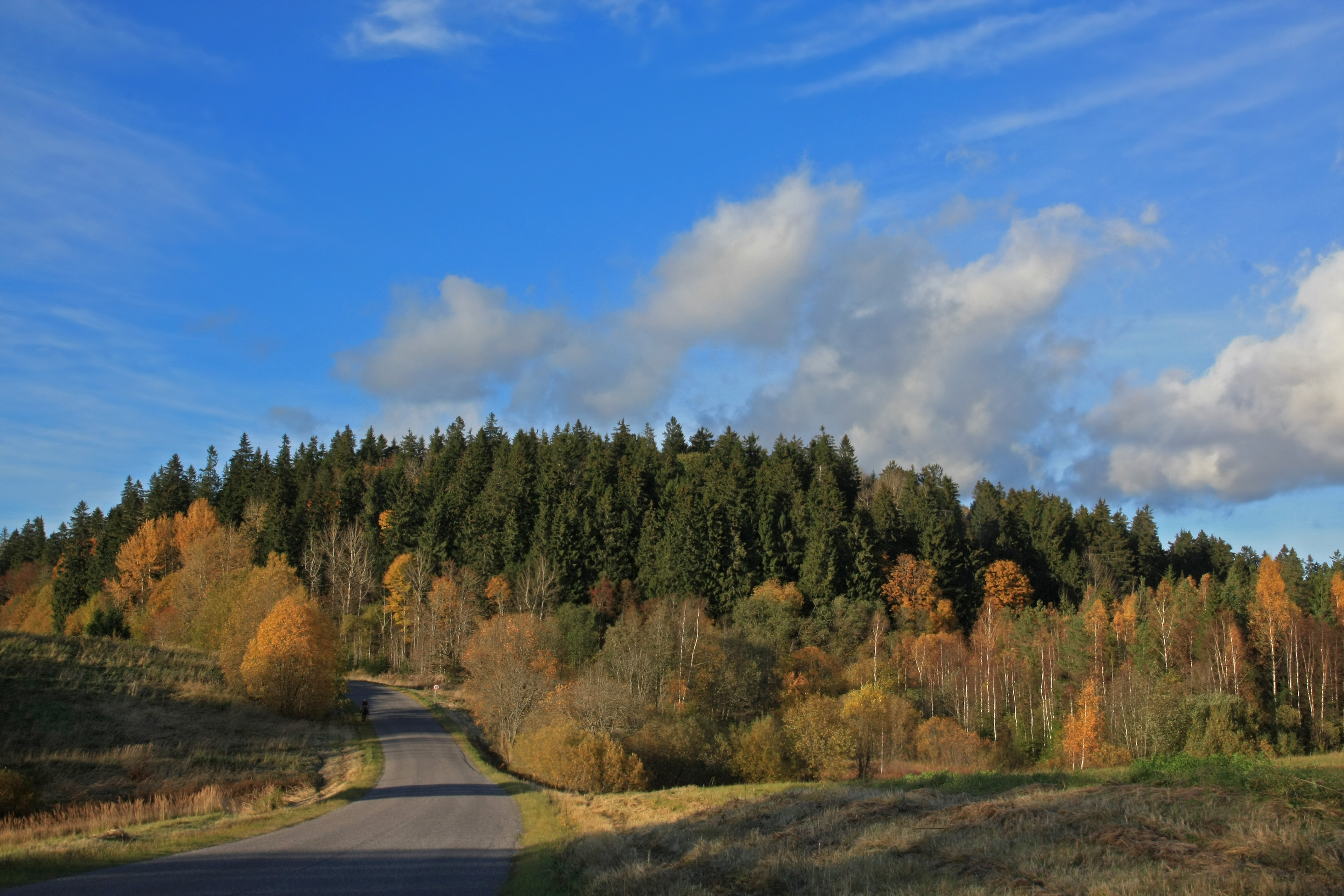
Colline de Suur Munamägi, plus haut sommet de l'Estonie, à Haanja, Rõuge.
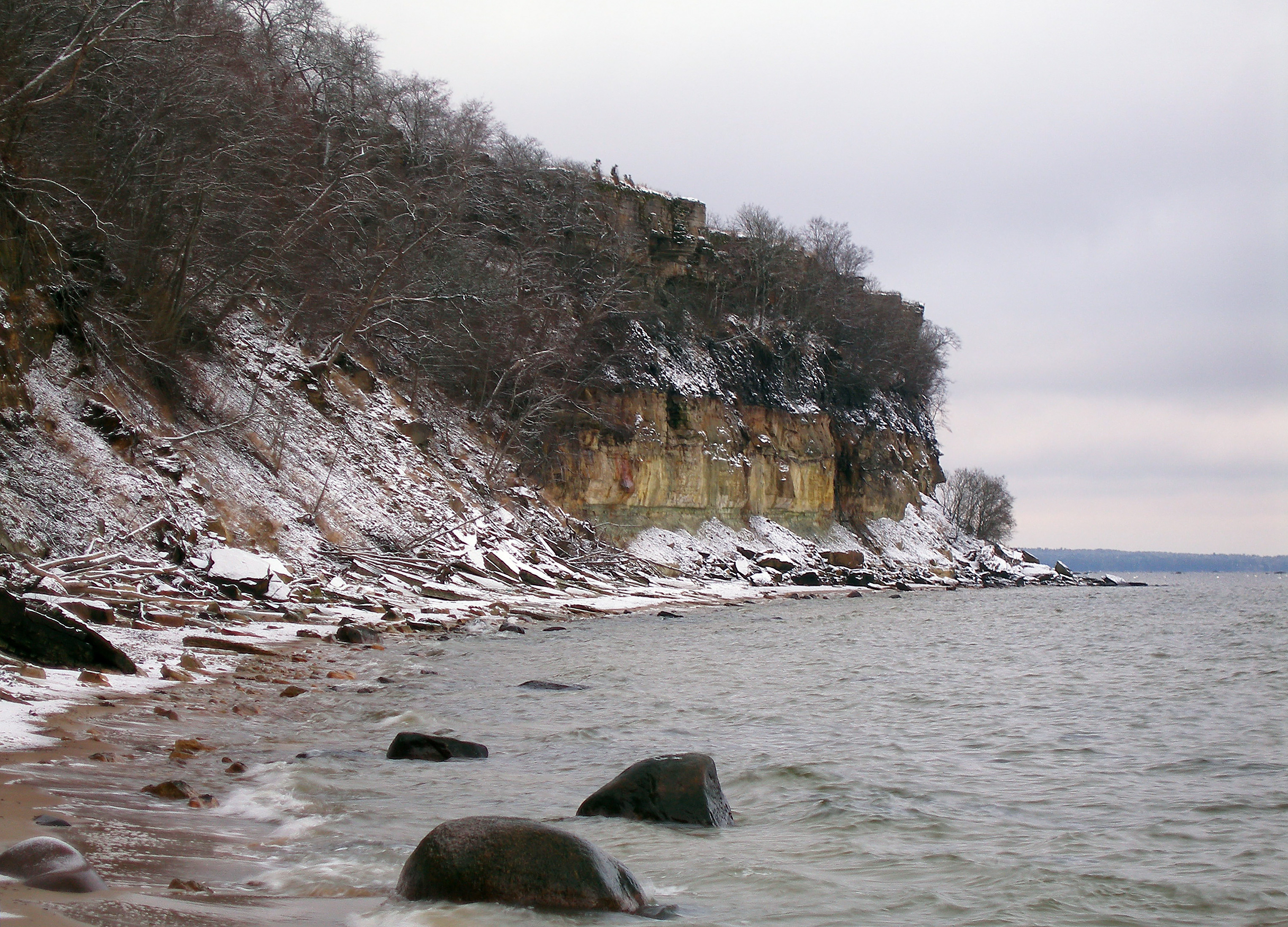
Falaises de Türisalu, Harku.
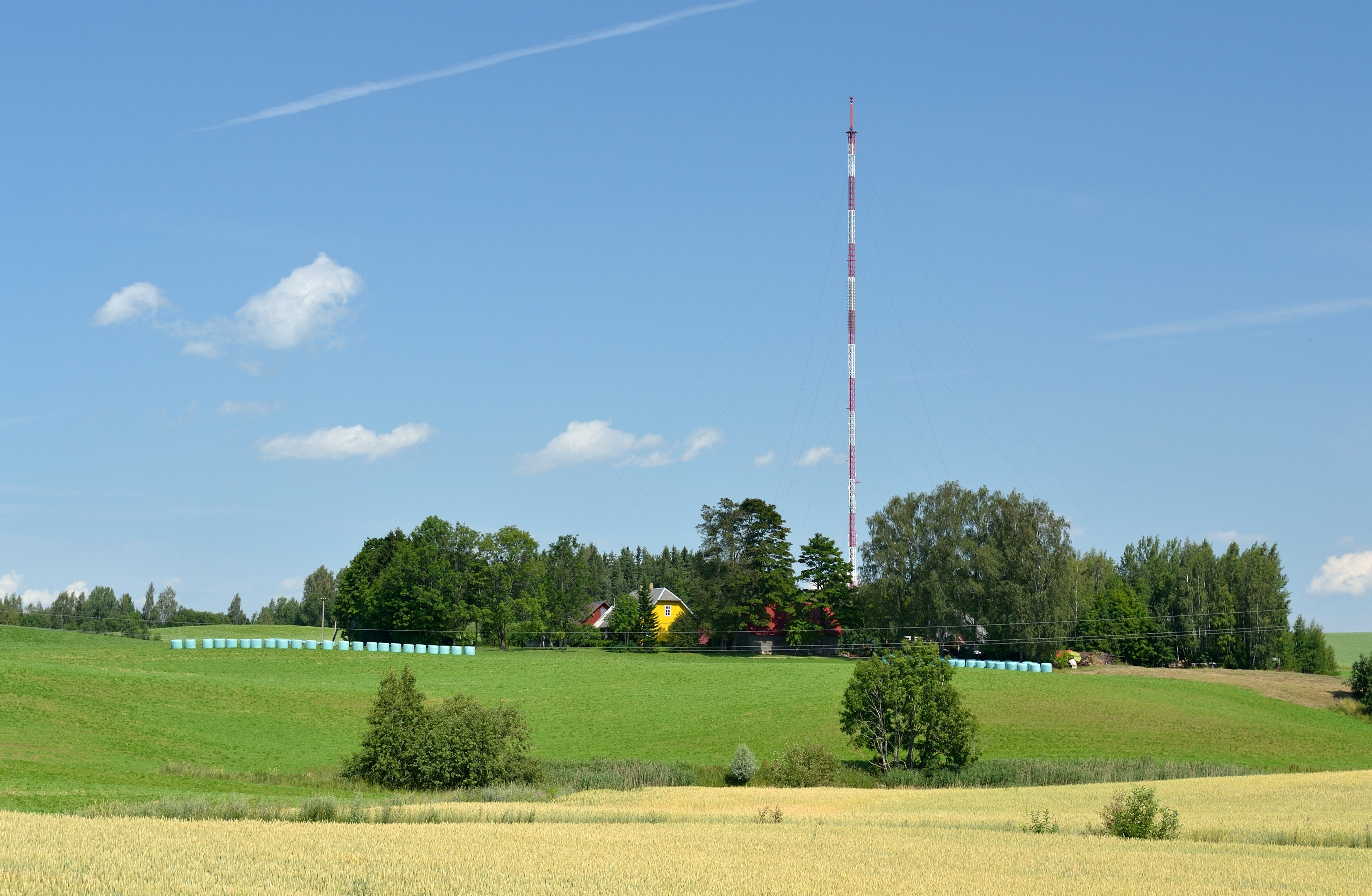
Le village de Pikareinu, Kanepi.
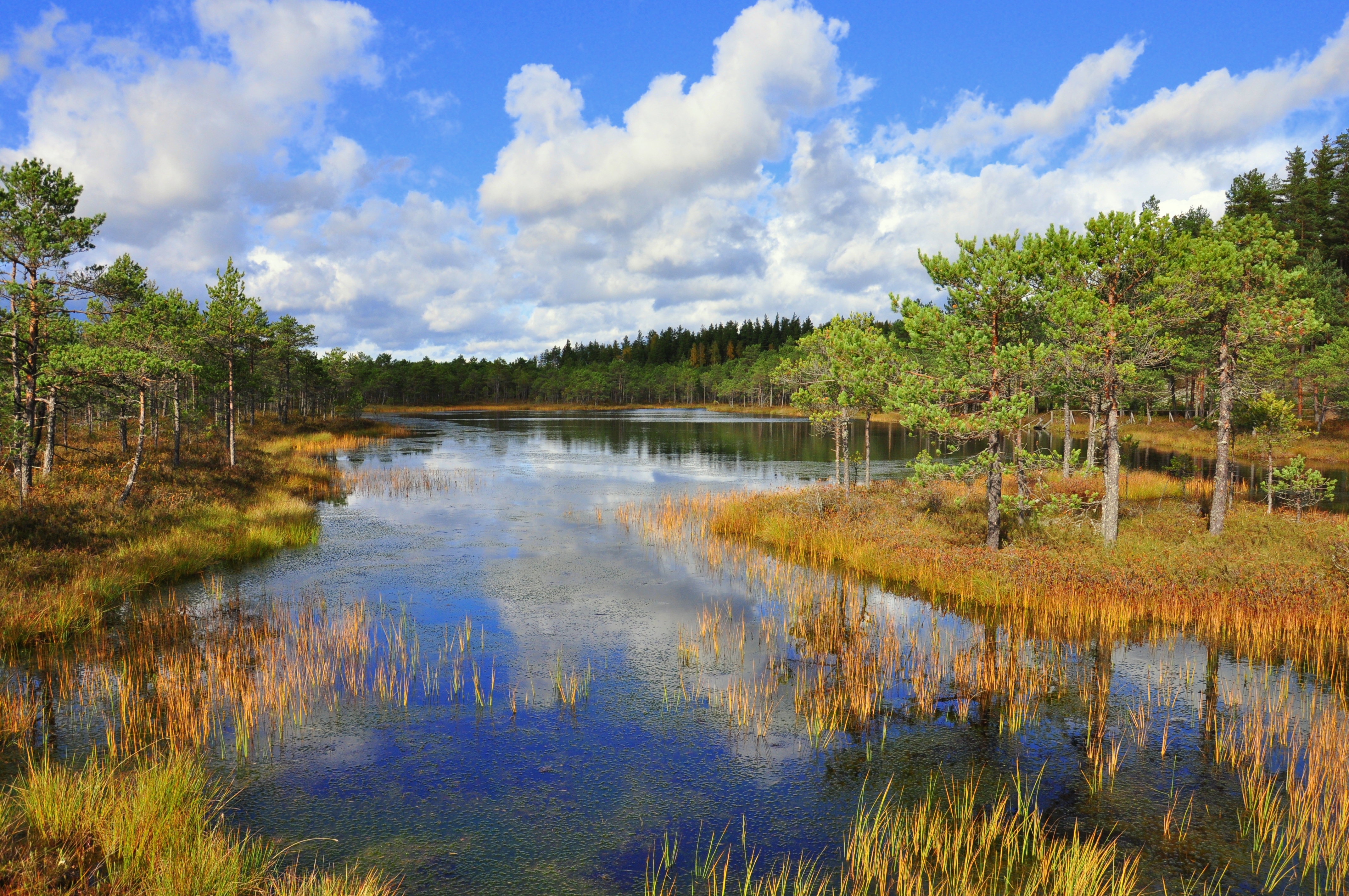
Marais de Meenikunno, à Nohipalo, Räpina.
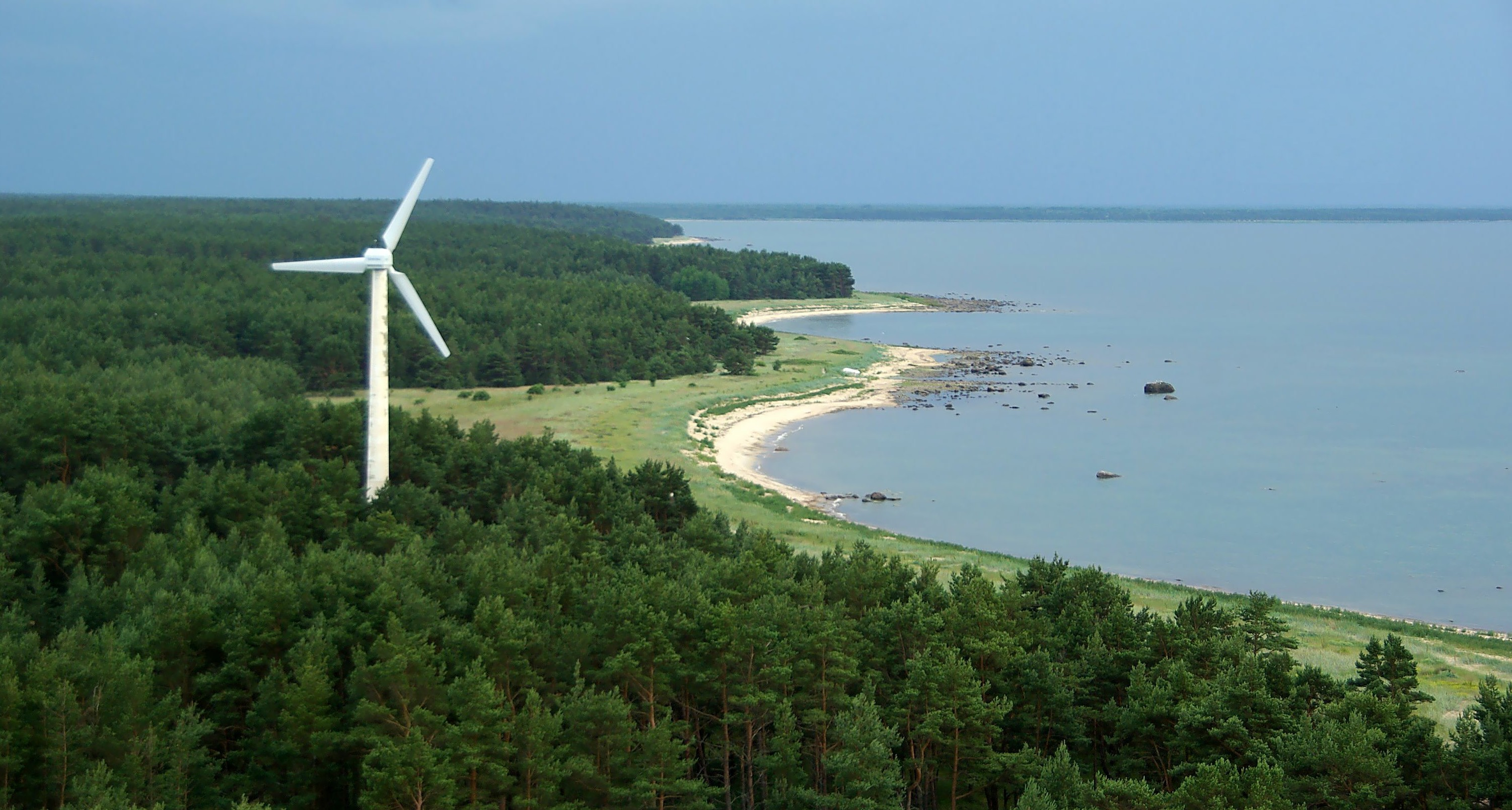
Côte de l'île d'Hiiumaa.
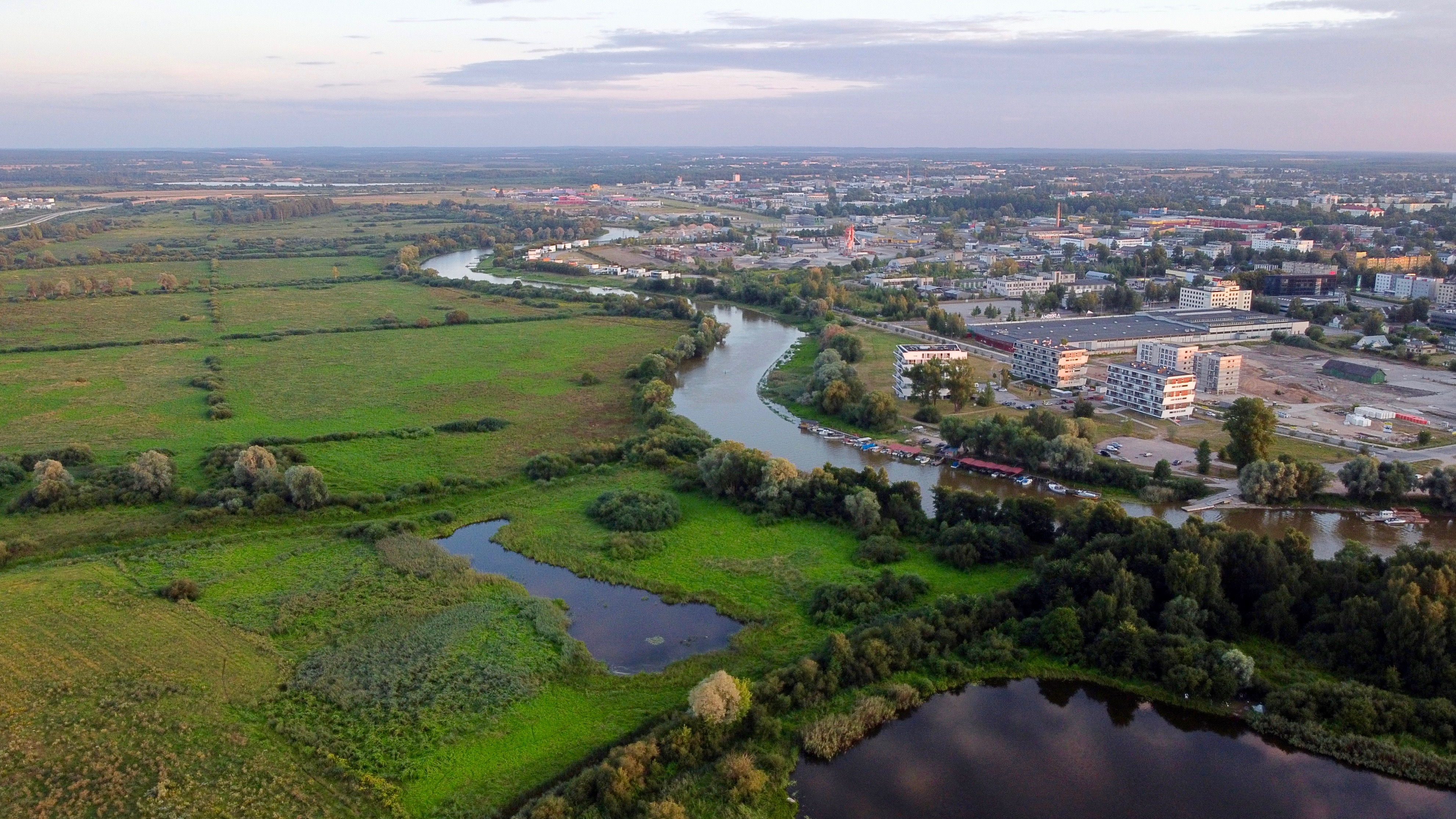
Emajõgi traversant Tartu.
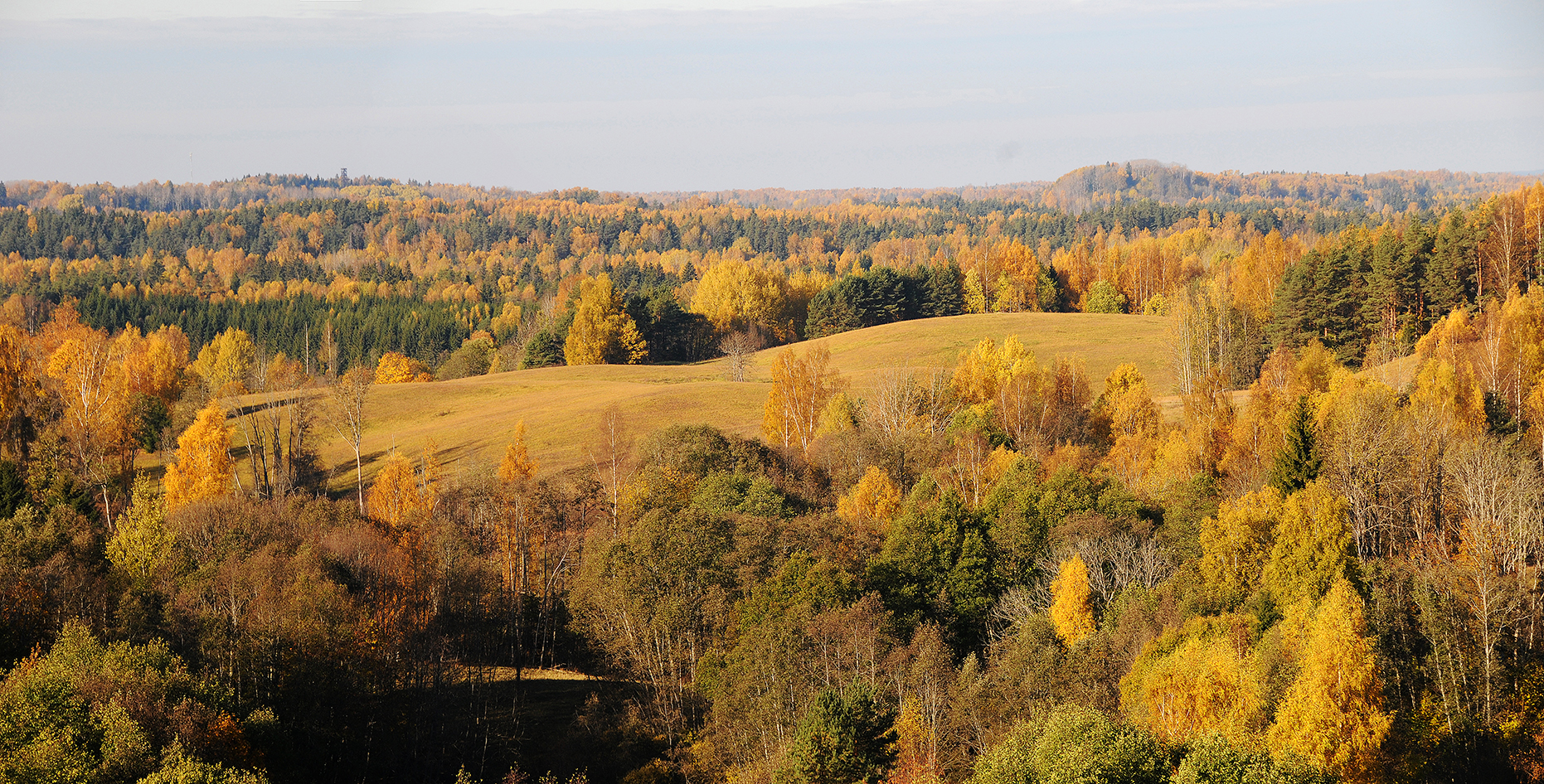
Parc national de Karula, Anstla.
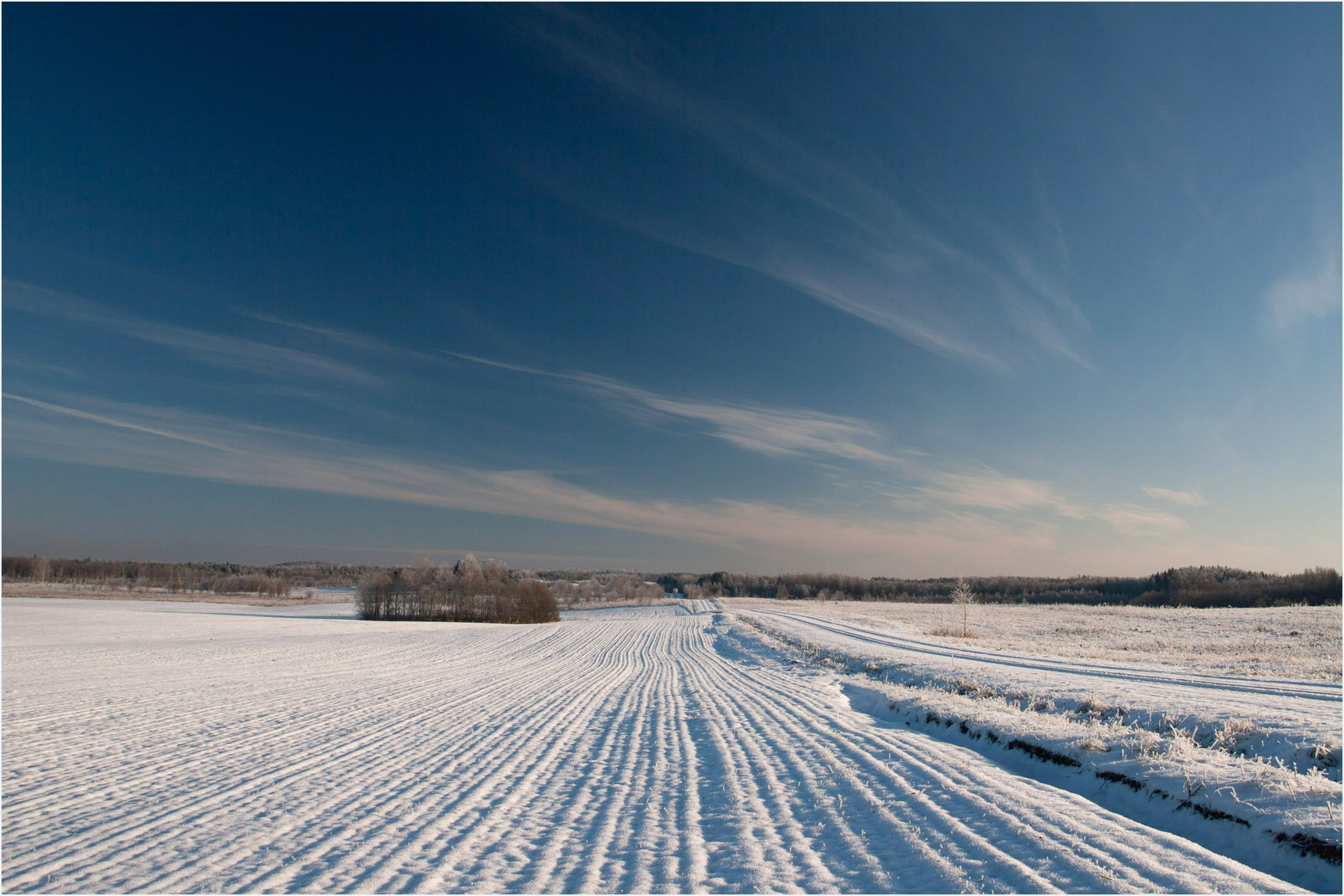
Champs enneigés à Taheva, Valga.
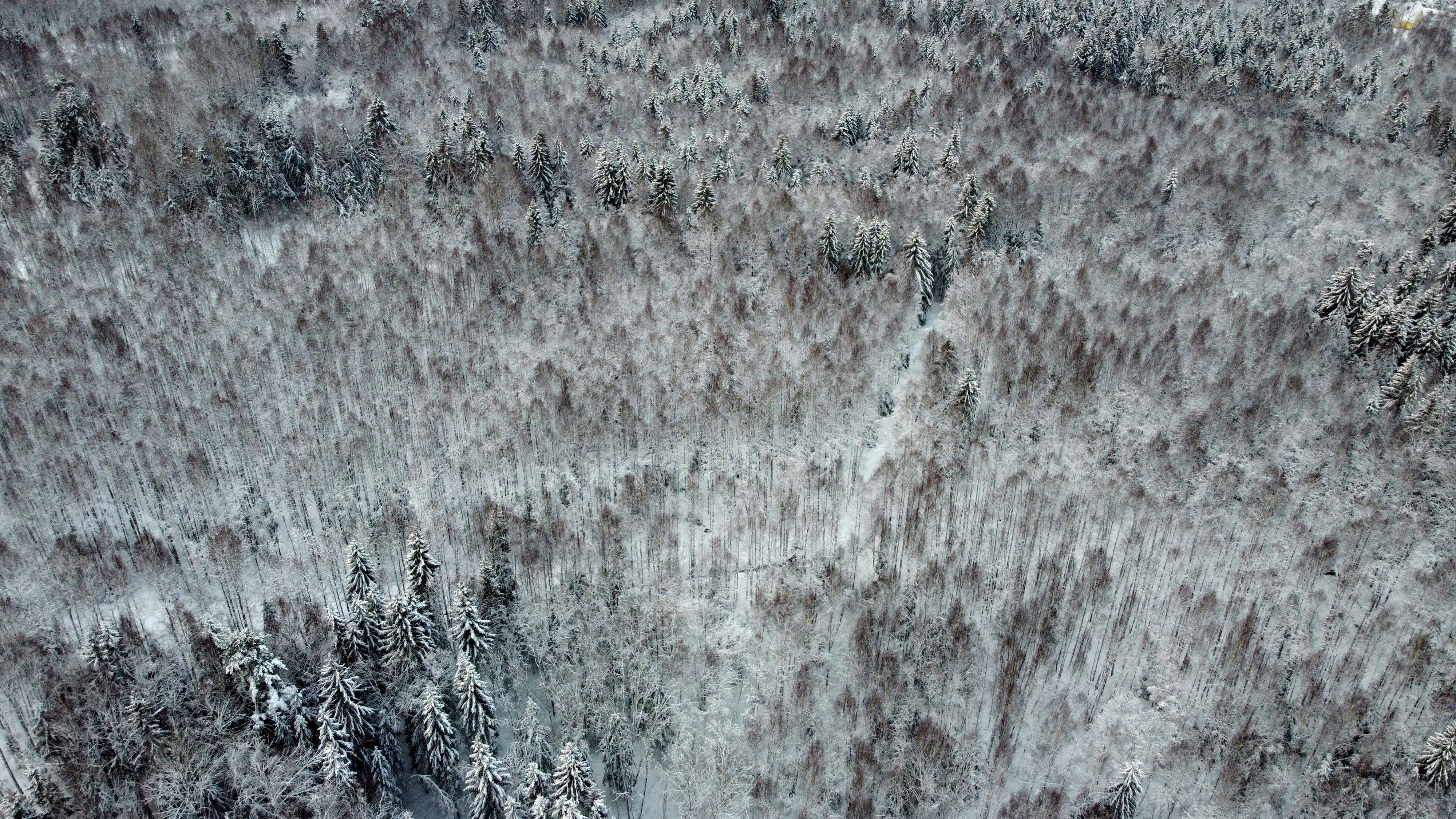
Forêt de Põhja-Kõrvemaa enneigée à Pillapallu, Anija.
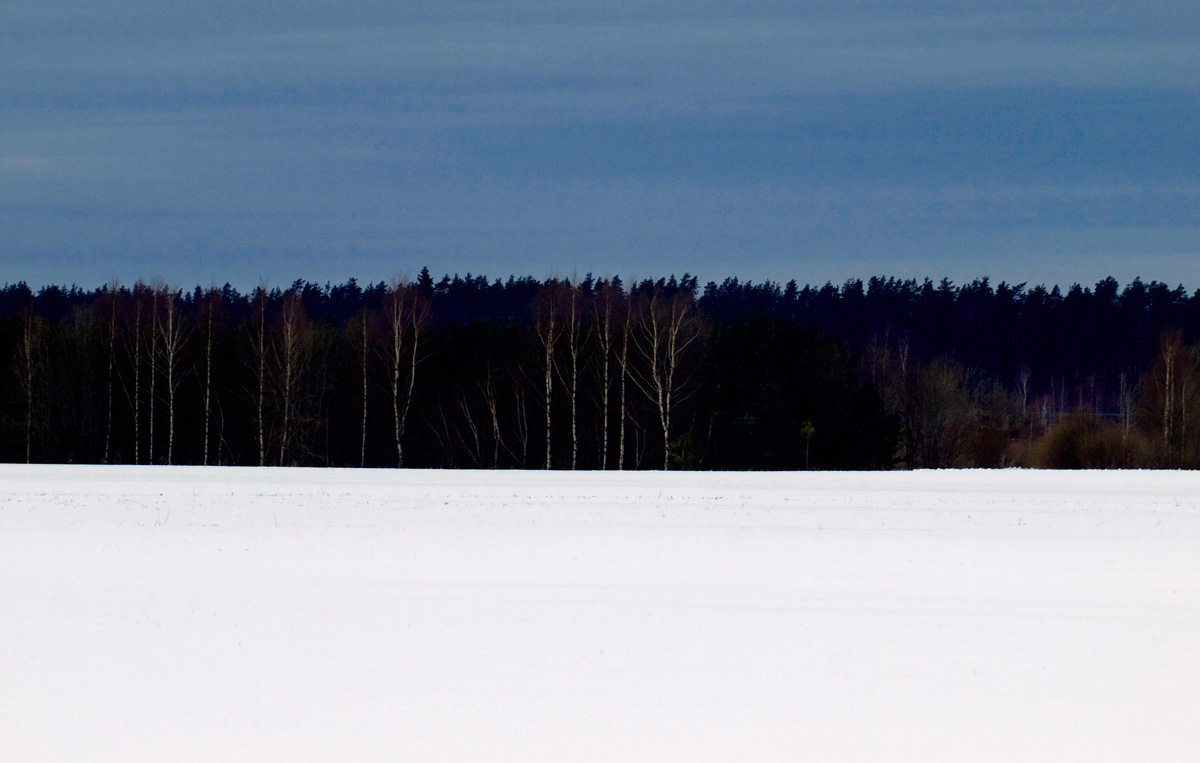
Le paysage hivernal reproduit les couleurs du drapeau de l'Estonie.

Les paysages et les écosystèmes ont été largement détériorés pendant l'occupation soviétique, notamment en raison de l'exploitation des ressources naturelles, de l'industrialisation intensive et des activités militaires sans considération environnementale. La négligence et mauvaise qualité des infrastructures ont notamment entrainé la dispersion de polluants issus de gisements de schiste bitumineux, de centrales thermiques, d'usines à papier, de cimenteries, et même l'abandon en pleine nature de déchets toxiques voire radioactifs,. L'Estonie entame dès le rétablissement de l'indépendance, une campagne de nettoyage sur les sites les plus sensibles suivie d'une stratégie nationale de réduction massive de la pollution avec l'aide d'autres pays européens.
Depuis les années 2000, l'Estonie fait face aux problématiques environnementales similaires à de nombreux pays développés : la croissance rapide de l'étalement urbain entraine une plus forte artificialisation des sols, et l'utilisation de pesticides dues à l'intensification de l'agriculture provoque la présence de substances nocives dans les eaux de surface,,. En dehors de la région très industrialisée d'Ida-Virumaa, les eaux souterraines sont considérées comme étant de bonne qualité en Estonie.

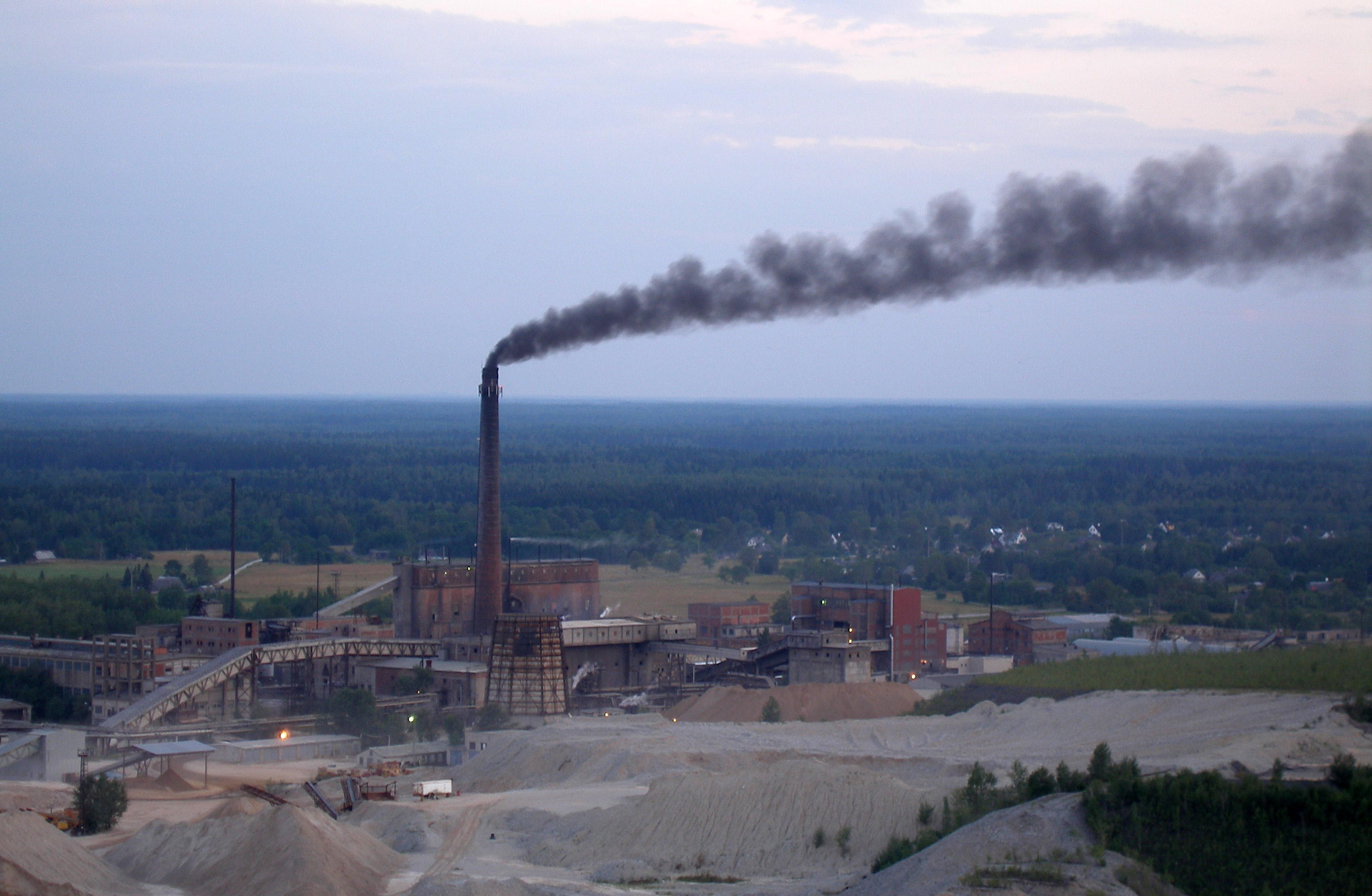
Usine de schiste bitumineux de Kiviõli à Lüganuse émettant des rejets polluants (2007). Centrale de production d'éléctricité et de chauffage. Image antérieure à l'installation du système de filtration de la cheminée dans les années 2010.

Si les émissions de gaz à effet de serre de l'Estonie restent insignifiantes à l'échelle de l'Europe en valeur absolue, elles sont importantes rapportées au nombre d'habitants. Avec 10,72 kilotonnes équivalent CO2 par habitant en 2022, l'Estonie possède la cinquième plus forte empreinte carbone par habitant parmi les pays de l'Union européenne. Les émissions de gaz à effet de serre ont connu un pic dans les années 1980 en raison de l'exploitation intensive du charbon et du pétrole issus des schistes bitumineux avant de diminuer après le rétablissement de l'indépendance, elles ont ensuite stagnés pour diminuer à nouveau lors de la pandémie de Covid-19,. Bien qu'elle ait diminuée au fil du temps, l'utilisation des schistes bitumineux pour la production d'énergie représente encore plus de la moitié des émissions de GES du pays,.
En Estonie, les forêts et les zones humides constituent d'importants stocks de carbone contenu dans la biomasse vivante, la biomasse morte et les sols,. Considéré comme un puits de carbone jusqu'en 2017, le bilan en Estonie du secteur UTCATF présente pourtant depuis cette date davantage d'émissions de CO2 que d'absorption et a des difficultés à améliorer la capture du carbone, notamment en raison de manquements dans la politique de gestion et de préservation des forêts,,.
Avec une empreinte écologique par habitant de 7,2 hectares globaux (Hag), l'Estonie est en déficit écologique et est, en 2024, le quatorzième pays du monde avec la plus forte empreinte écologique par habitant et le deuxième pays européen après le Luxembourg.
Malgré des problèmes de pollution de l'air commun à d'autres pays développés, l'Estonie fait partie des sept pays du monde à avoir un niveau de particules fines inférieurs aux limites fixées l'Organisation mondiale de la santé,.

### Protection et préservation de l'environnement

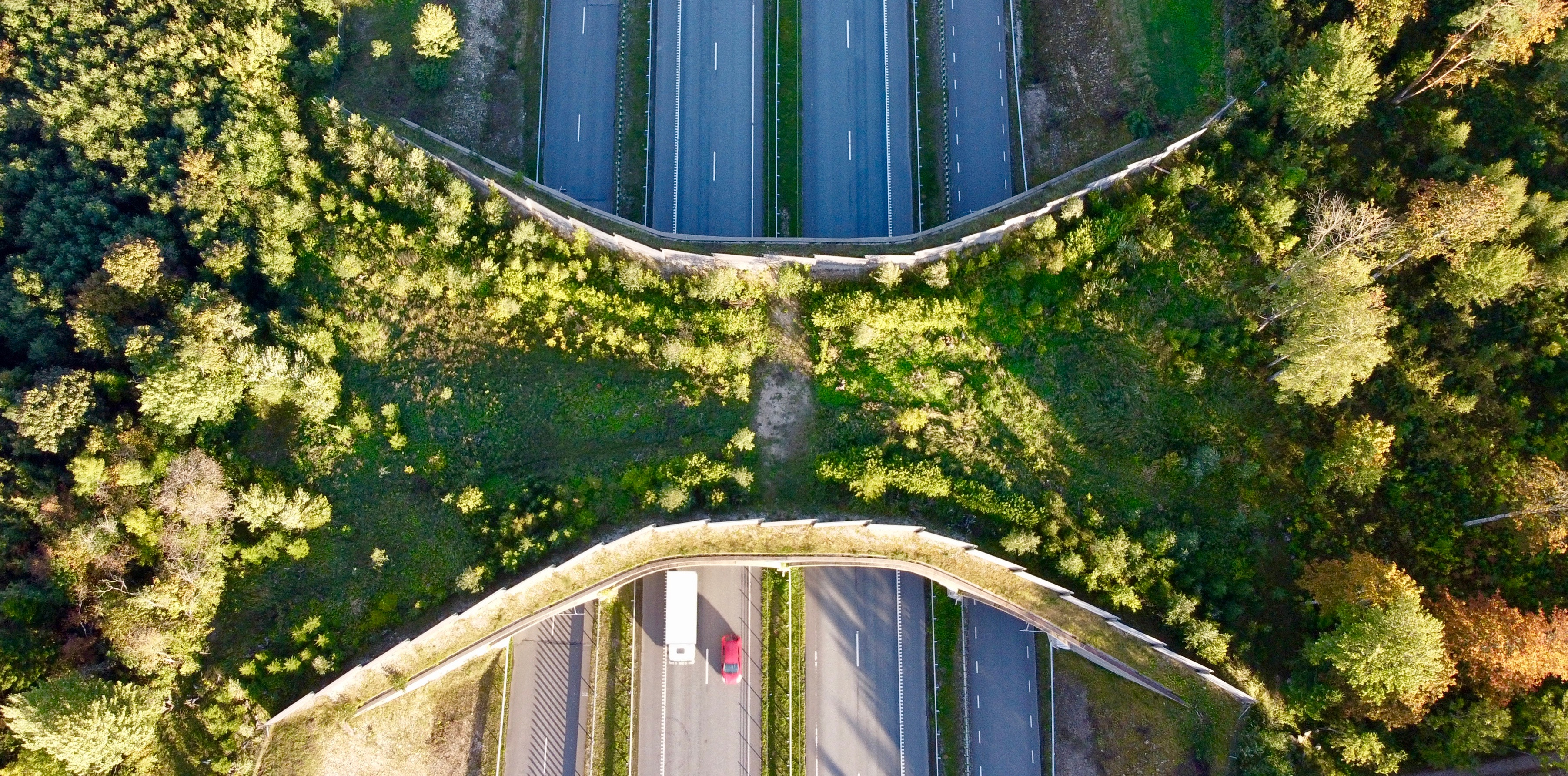
Écoduc permettant à la faune de traverser la Route nationale 2.

Depuis le rétablissement de l'indépendance, les pouvoirs publics estoniens tentent de répondre aux défis environnementaux. L'Estonie se dote depuis 2004 d'une politique de protection des espaces naturels,. Les 21 564 aires protégées du pays couvrent 22 % de la surface du territoire et 19 % du littoral,. Elles sont gérées par l'Agence de l'environnement (qui dépend du ministère dédié) et incluent notamment 8 parcs nationaux.
Le réseau Natura 2000 rassemble des sites naturels ou semi-naturels de l'Union européenne ayant une grande valeur patrimoniale, par leurs faune et la flore exceptionnelles. En décembre 2018, l'Estonie comptait 567 sites dont 66 zones de protection spéciale (ZPS) pour les oiseaux sur une superficie de 12 683 km2 et 541 zones spéciales de conservation (ZSC) (dont les pSIC, SIC) pour les habitats et les espèces sur une superficie de 11 689 km2. La superficie totale est de 14 861 km2, ce qui représente 17,9 % de la surface terrestre et marine du territoire de l'Estonie.

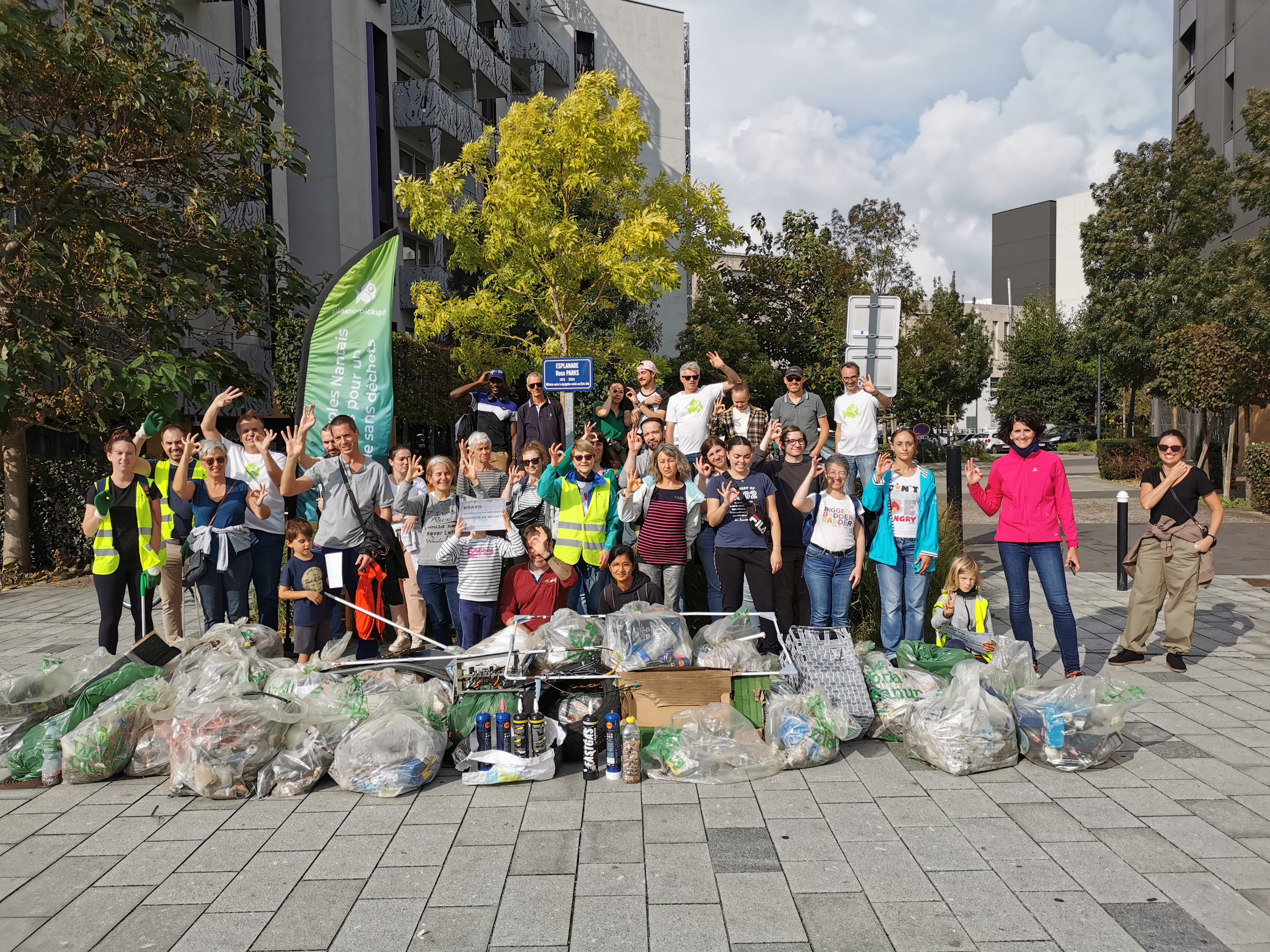
Le World Clean Up Day, journée mondiale du nettoyage des déchets, est une initiative estonienne débutée en 2008. Ici à Nantes en France (2024).

Du fait des similitudes sur les plans géographiques et culturels, la tradition du droit d'accès à la nature des pays nordiques est aussi présente en Estonie,. Plus généralement, la société civile estonienne est sensibilisée à la protection de la nature et des forêts, dont une grande partie du folklore traditionnel est issu,,,,. L'intérêt pour l'environnement est également entretenu par des initiatives de dépollution telles que la Journée mondiale du nettoyage de la planète, créée en Estonie par une ONG locale. L'Estonie possède ainsi une image, parfois exagérée, de pays proche de la nature et l'utilise pour promouvoir l'écotourisme sur son territoire,,,,.
Si l'Estonie se donne pour objectif de produire une électricité entièrement décarbonée à partir de 2030 et d'atteindre une neutralité carbone en 2050, la limitation des émissions de Gaz à effet de serre se heurte aux besoins d'indépendance énergétique du pays,,,,. L'Estonie recherche ainsi un moyen de diversifier ses sources d'énergies pour remplacer l'exploitation très polluante des schistes bitumineux,,. Le développement des énergies renouvelables (notamment éolien et photovoltaïque) ainsi que l'utilisation de l'énergie nucléaire font partie entre autres, des solutions prevues,,,,.

### Répartition spatiale des hommes et des activités

Localisation des six plus grandes villes estoniennes.

L'Estonie est marquée par une faible densité de population et des déséquilibres spatiaux multiples. La capitale Tallinn concentre 33 % de la population et plus de la moitié des entreprises du pays, et sa contribution au PIB national (48,2 %) est six fois supérieure à celle de Tartu, seconde ville d'Estonie,,. Bien qu'ayant chacune des économies et activités diversifiées, les quatre plus grandes villes d'Estonie sont communément associées à des spécialités très marquées : Tallinn (453 864 habitants) est le centre politique et économique, Tartu (100 724 habitants) est la ville universitaire, Narva (53 875 habitants) la ville industrielle et Pärnu (52 362 habitants) la ville touristique,,.
L'aire d'attraction de Tallinn couvre essentiellement le comté de Harju environnant, mais aussi le pays dans sa globalité, tandis que Tartu sert de capitale régionale : son aire d'attraction couvre notamment les régions du Sud-Est plus éloignées de la capitale. Le Nord-Est, caractérisé par un important passé industriel et minier débuté sous l'Empire russe et intensifié lors de l'occupation soviétique, connait un lent déclin démographique et économique. Le centre géographique du pays est marqué par une très faible densité de population et par un phénomène d'exode rural. Les zones rurales situées loin des villes se vident, créant un phénomène de polarisation spatiale au bénéfice des grandes aires urbaines. En 2023, la part de la population urbaine atteint près de 70 %.

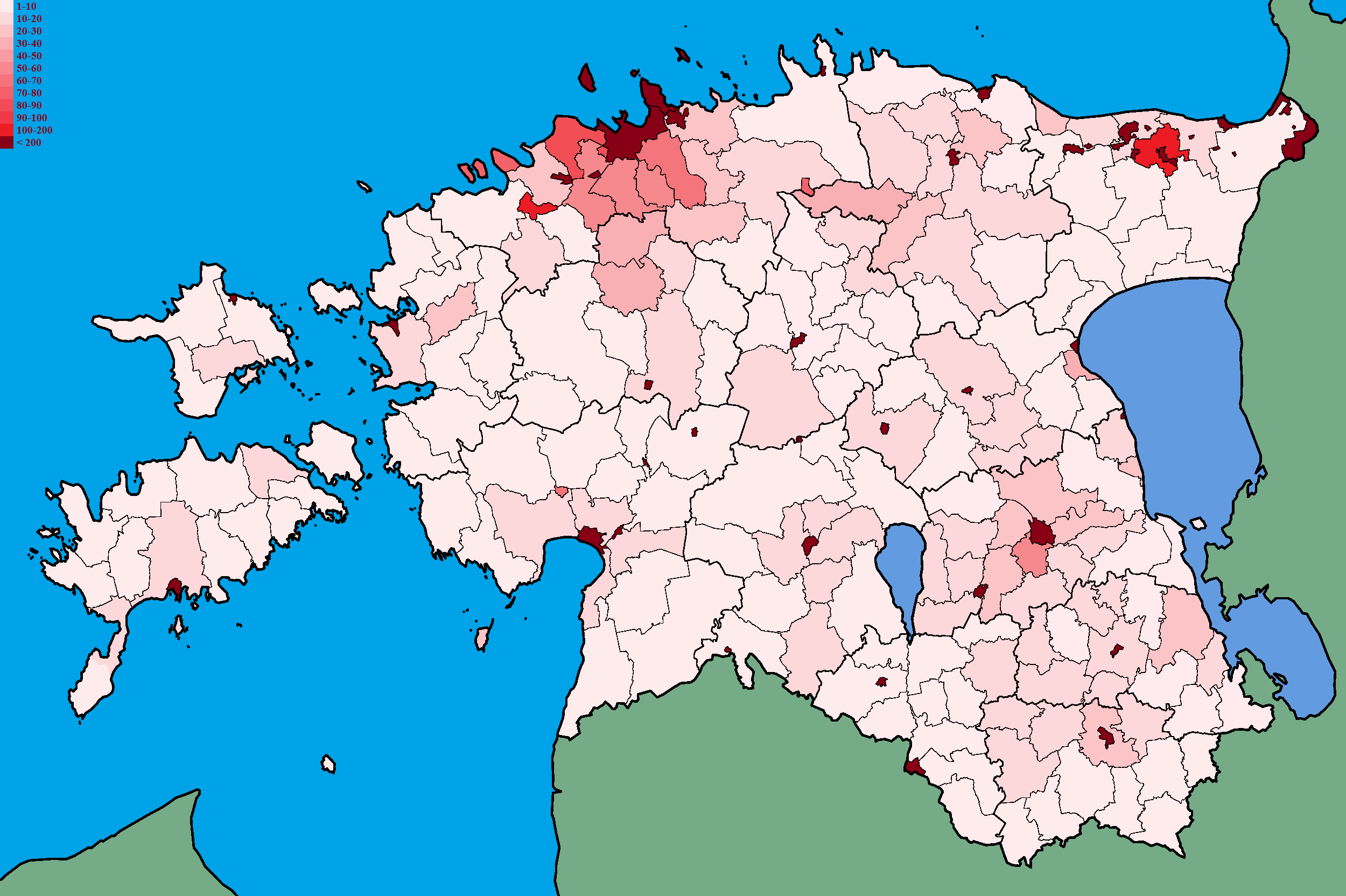
Densité de population en Estonie.

La plupart des villes ont été historiquement fondées par et pour les colons allemands ; les estoniens ethniques restent une population principalement rurale et paysanne pendant la majeure partie de leur histoire. Le peuplement et la prise de contrôle des villes par les estoniens à partir du XIXe siècle va de pair avec leur émancipation politique et économique. L'industrialisation conduit ensuite à un exode rural, bien que la majorité de la population vive dans les campagnes jusqu'à l'entre-deux-guerres. Les estoniens commencent alors à bâtir de modestes maisons de vacances à l'écart des villes. Pendant l'occupation soviétique, le développement des maisons d'été (Suvilad), de construction sommaire et propriétés de coopératives, est planifié et couplé aux jardins ouvriers. Les travailleurs estoniens passent ainsi les jours de repos et les périodes estivales hors des grands ensembles urbains. Lors du rétablissement de l'indépendance, les suvilas sont conservées ou converties en véritables résidences secondaires ou il est possible de vivre en permanence, sur le modèle des maisons de campagne familiales des pays nordiques.
De nos jours, l'essentiel de la croissance urbaine se fait dans les zones périurbaines des deux plus grandes villes (Tallinn et Tartu), de plus en plus éloignées de l'agglomération-centre, qui permettent de retrouver un niveau de tranquillité semblable à l'habitat rural. L'étalement urbain est cependant insuffisamment contrôle par les pouvoirs publics et contribue à l'isolement et la dépendance des habitants, des aménagements jugés inadaptés au contexte de stagnation et de vieillissement de la population par l'OCDE.

### Axes de communication et de transports
La colonisation allemande au Moyen Âge fait de l'Estonie l'extrémité orientale de l'Europe germanique hanséatique et sert de point de passages et d'échanges avec la Moscovie (ancêtre de la Russie) à l'est. Le caractère frontalier du territoire estonien subsiste lors des conquêtes par la Suède, la Pologne-Lituanie ou l'Empire russe. Aux XVIIIe et XIXe siècles, les villes allemandes d'Estonie sont une étape entre Saint-Pétersbourg et le reste de l'Europe et servent de relais à l'européanisation culturelle, scientifique et économique de la Russie impériale. À partir des années 1920, les échanges de la nouvelle république d'Estonie se font notamment avec l'Allemagne et la Grande-Bretagne via la mer Baltique, mais très peu avec la Russie devenue soviétique. À l'inverse, l'occupation soviétique d'après-guerre prive l'Estonie de la plupart des flux venants de l'Ouest, bien que sa position géographique lui permette de rester en première ligne des quelques opportunités de commerce extérieur.
L'ouverture complète sur la mer baltique se fait après le retour de l'indépendance. À partir des années 2000, l'intégration de l'Estonie dans les schémas de transports européens renforce l'axe Nord-Sud, et tend à privilégier la façade maritime ouest du pays au détriment de l'intérieur des terres, plus enclavé et situé à la frontière orientale de l'Union européenne. L'axe Tallinn-Tartu, traversant le pays en diagonale est un des plus fréquentés.

#### Transport routier
Le transport routier est le principal mode de transport utilisé en Estonie. Apparu au début du XXe siècle avec les premières automobiles, ce moyen de transport se répand pendant l'occupation soviétique et prend un essor considérable après le rétablissement de l'indépendance. Dans les années 1990 et jusqu'à la fin des années 2000, l'Estonie connait une forte hausse de l'utilisation de la voiture sur des infrastructures encore sous-dimensionnées, engendrant de nombreux accidents,. La mortalité routière a néanmoins fortement diminuée depuis le rétablissement de l'indépendance. Premier pays du monde à s'équiper d'un réseau national de stations de recharge de véhicules électriques en 2013, l'Estonie connaît l'électrification croissante de son parc automobile,,.

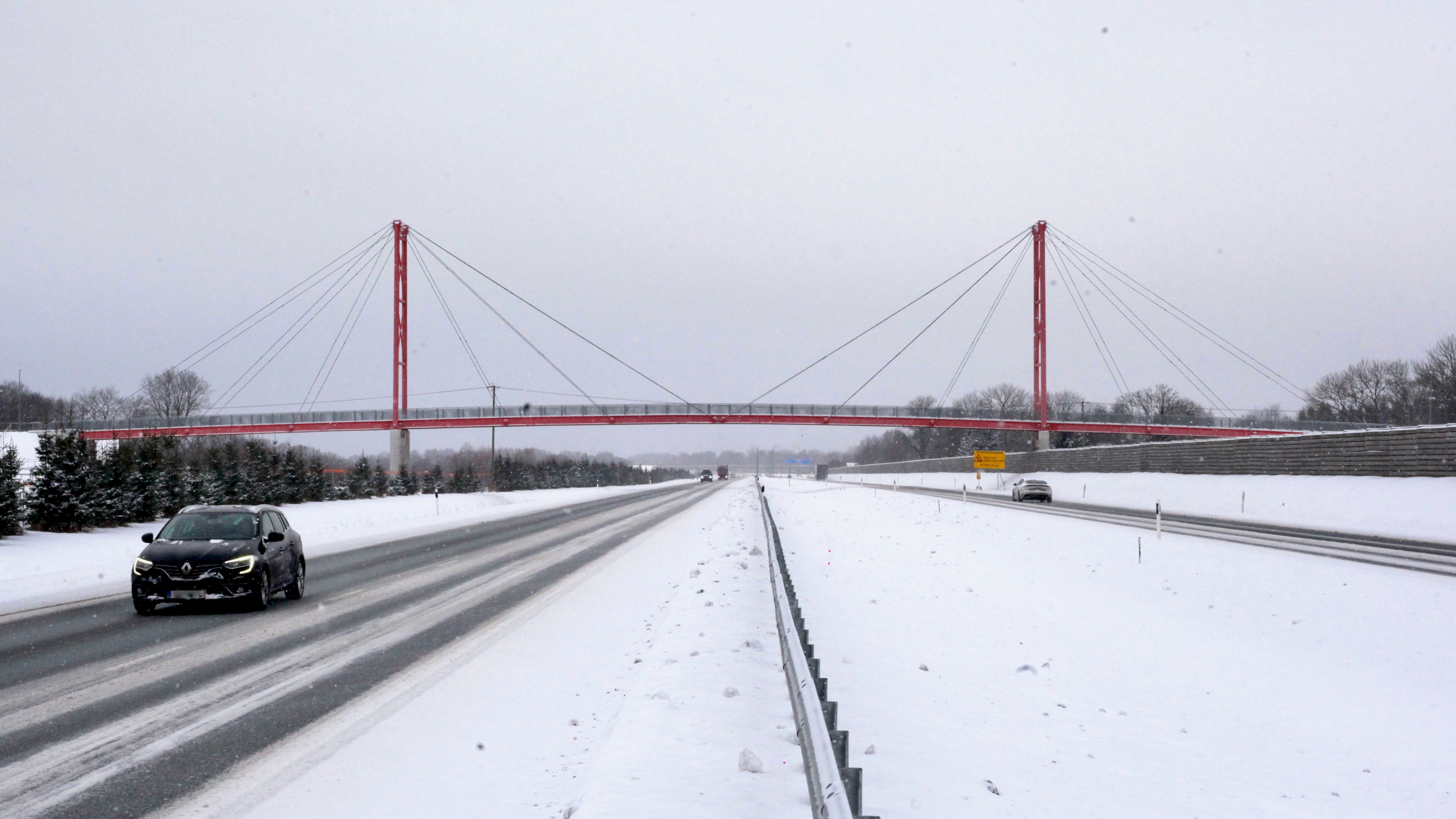
La route Talllinn-Tartu enneigée (pont de Vaida à Rae).

En 2023, l'Estonie comptait 16 969 km de routes nationales, dont 1 603 km de routes dites principales. En hiver, le réseau routier peut s'étendre de 87 km de routes nationales supplémentaires tracées sur la glace des baies, lacs et rivières gelées. L'augmentation régulière du nombre de voitures et de l'usage de cette dernière au quotidien sont un symptôme de la croissance économique du pays, mais aussi de l'étalement urbain à la périphérie des villes, et se font au détriment des autres moyens de transports,,. La place accordée aux voitures commence à être remise en question dans les centres des grandes agglomérations.
L'Estonie compte également des réseaux de bus urbains, les plus développés sont à Tartu et Tallinn. Le réseau urbain de Tartu utilise des véhicules autonomes dans ses rues en été. Des réseaux de bus régionaux organisés par l'état desservent les régions rurales reculées et sont gratuits pour les jeunes et les personnes âgées ou en situation de handicap. Le transport de car reliant les grandes villes est géré par des opérateurs privés.

#### Transport ferroviaire
Construit par les Allemands-Baltes, le réseau ferroviaire date de la fin du XIXe siècle et est contraint de respecter les normes d'écartement russe (1 520/1 524 mm). L'Estonie voit ensuite les deux standards d'écartements cohabiter sur son territoire jusqu'à la seconde occupation soviétique, ou le standard russe est favorisé.

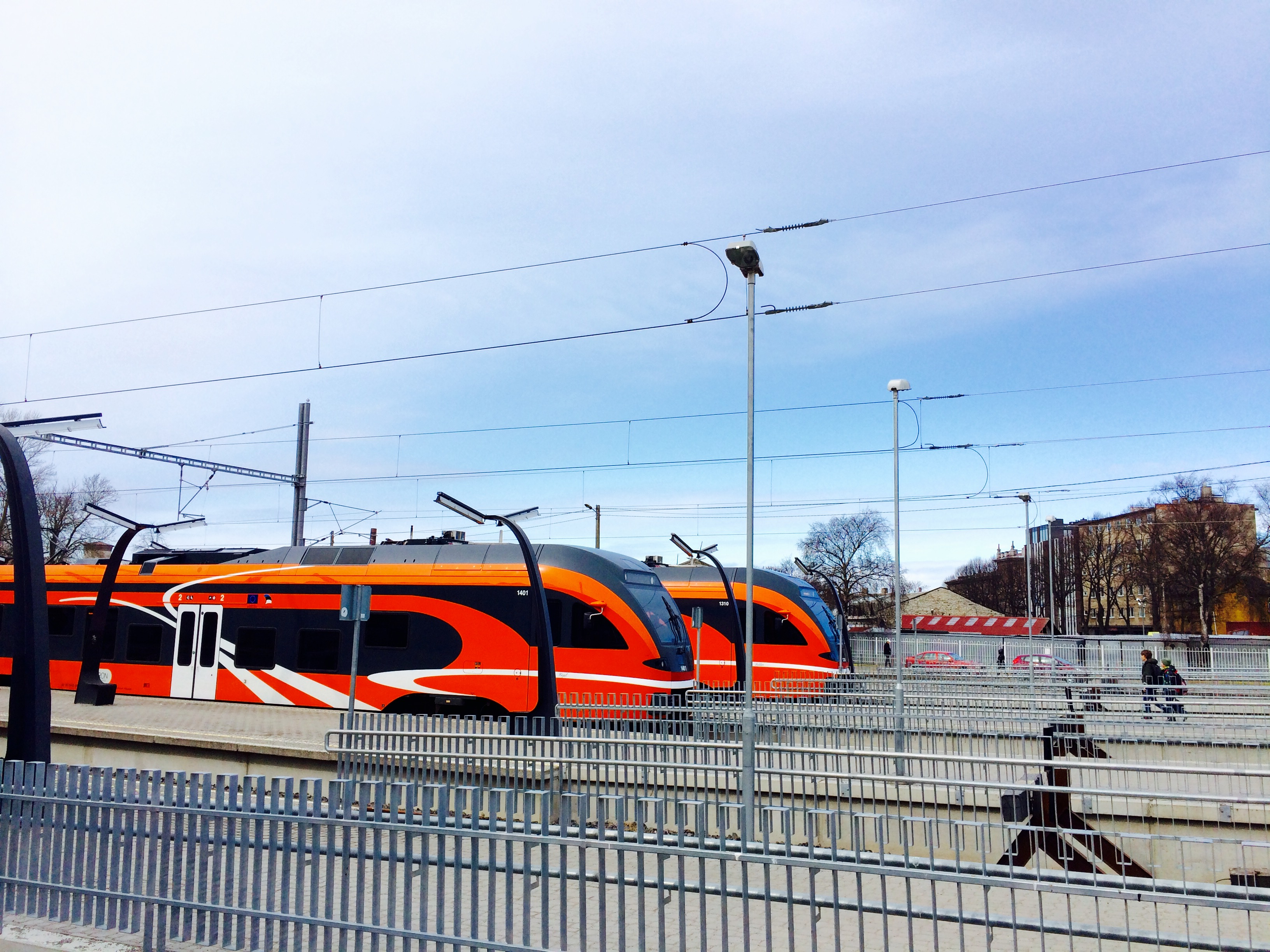
Trains de passagers opérés par Elron. La couleur orange des wagons leur vaut le surnom de « carottes » (Porgandid).

Les 1 219 km du réseau ferroviaire estonien sont gérés par la compagnie Eesti Raudtee, reformée après le rétablissement de l'indépendance. Privatisée en 1998, la société revient sous le contrôle complet de l'État estonien à partir de 2007. Le réseau ferroviaire estonien conserve l'écartement russe et est en voie d'électrification,. Le transport des voyageurs est assuré par l'opérateur public Elron et était fréquenté par 7,83 millions de passagers en 2023. Le transport de fret est assuré par la société privée Edelaraudtee, et le volume de marchandises transportés s'élève à 23 millions de tonnes en 2023, un chiffre en diminution.
Le projet de ligne ferroviaire Rail Baltica traversant les trois Pays baltes est réalisé avec des voies d'écartement standard afin de connecter l'Estonie au reste de l'Union européenne. Son ouverture est planifiée pour 2030.
En dehors des grandes lignes ferroviaires, la capitale Tallinn dispose de son tramway depuis 1888, électrifié à partir de 1920, dont le réseau se développe encore dans les années 2020 avec l'ouverture de nouvelles lignes,.

#### Transport aérien
Le transport aérien en Estonie remonte au début du XXe siècle. Dès 1921, la création de la compagnie Aeronaut fait de l'Estonie le treizième pays au monde à se doter d'une compagnie aérienne nationale. Après le rétablissement de l'indépendance en 1991, l'État estonien tente sans succès de faire renaitre une compagnie aérienne nationale, d'abord avec Estonian Air puis Nordica,. La compagnie régionale la plus implantée sur l'aéroport de Tallinn est l'opérateur letton AirBaltic,,.

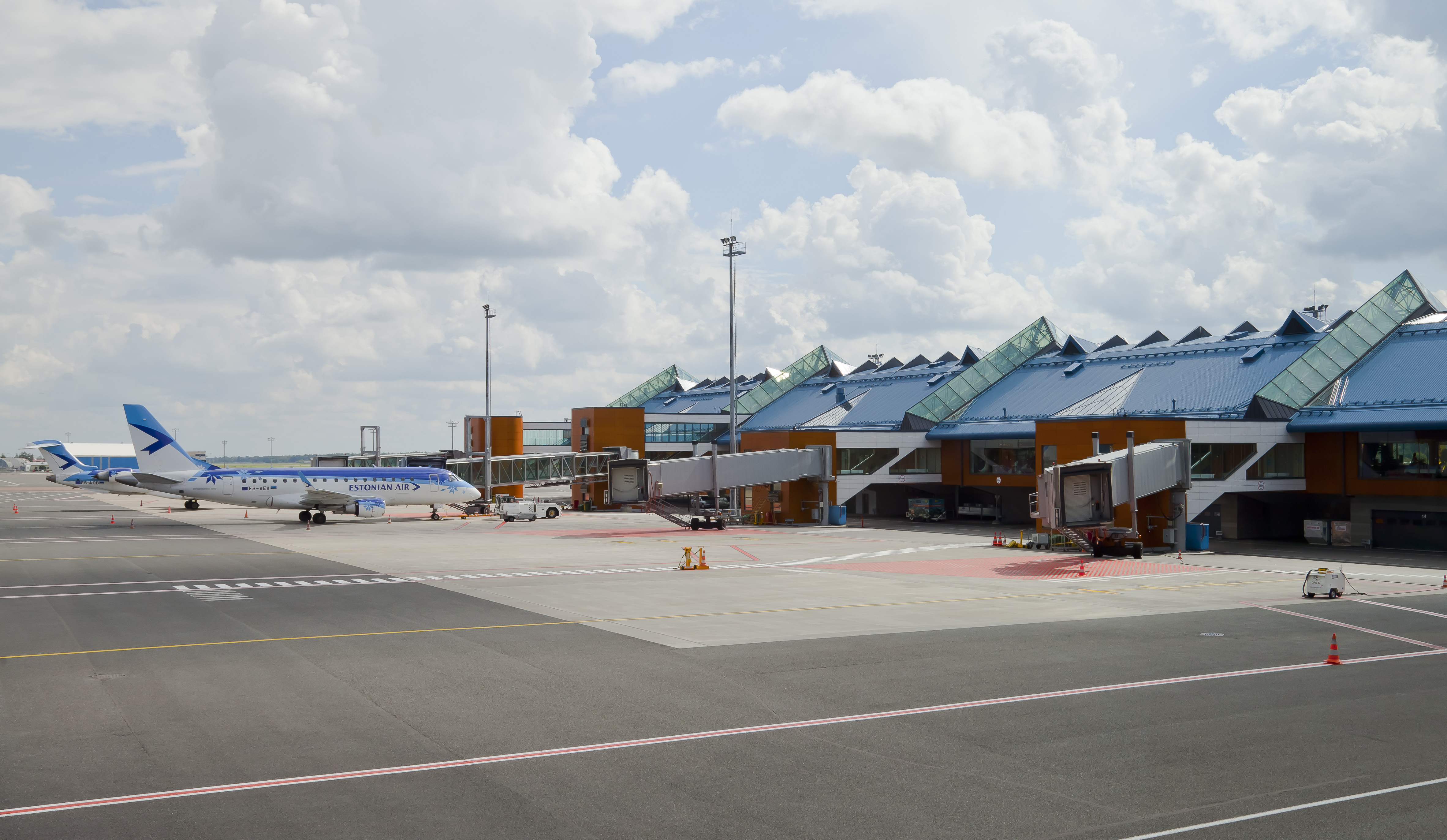
Terminal de l'aéroport Lennart Meri de Tallinn.

L'Estonie se dote dans les années 1930 de nombreux aéroports ; ils seront transformés en bases militaires pendant l'occupation soviétique. L'aéroport Lennart Meri de Tallinn, rénové à l'occasion des Jeux olympiques d'été de 1980 puis en 1999 après le rétablissement de l'indépendance, concentre l'essentiel du trafic aérien et constitue l'un des principaux points d'arrivée dans le pays. Après un premier pic de fréquentation en 2019, l'aéroport de Tallinn connaît un agrandissement de ses infrastructures en 2023 et atteint son record absolu en 2024 avec 3,6 millions de voyageurs,,,. L'Estonie compte beaucoup de pistes privées, ainsi que 5 aéroports régionaux (dont 3 situés dans les îles) proposant des trajets réguliers: l'Aéroport de Tartu propose notamment une ligne internationale avec Helsinki. En 2024, les aéroports régionaux ont accueilli 87 000 passagers, dont la moitié sur l'aéroport de Kuressaare.

#### Transport maritime

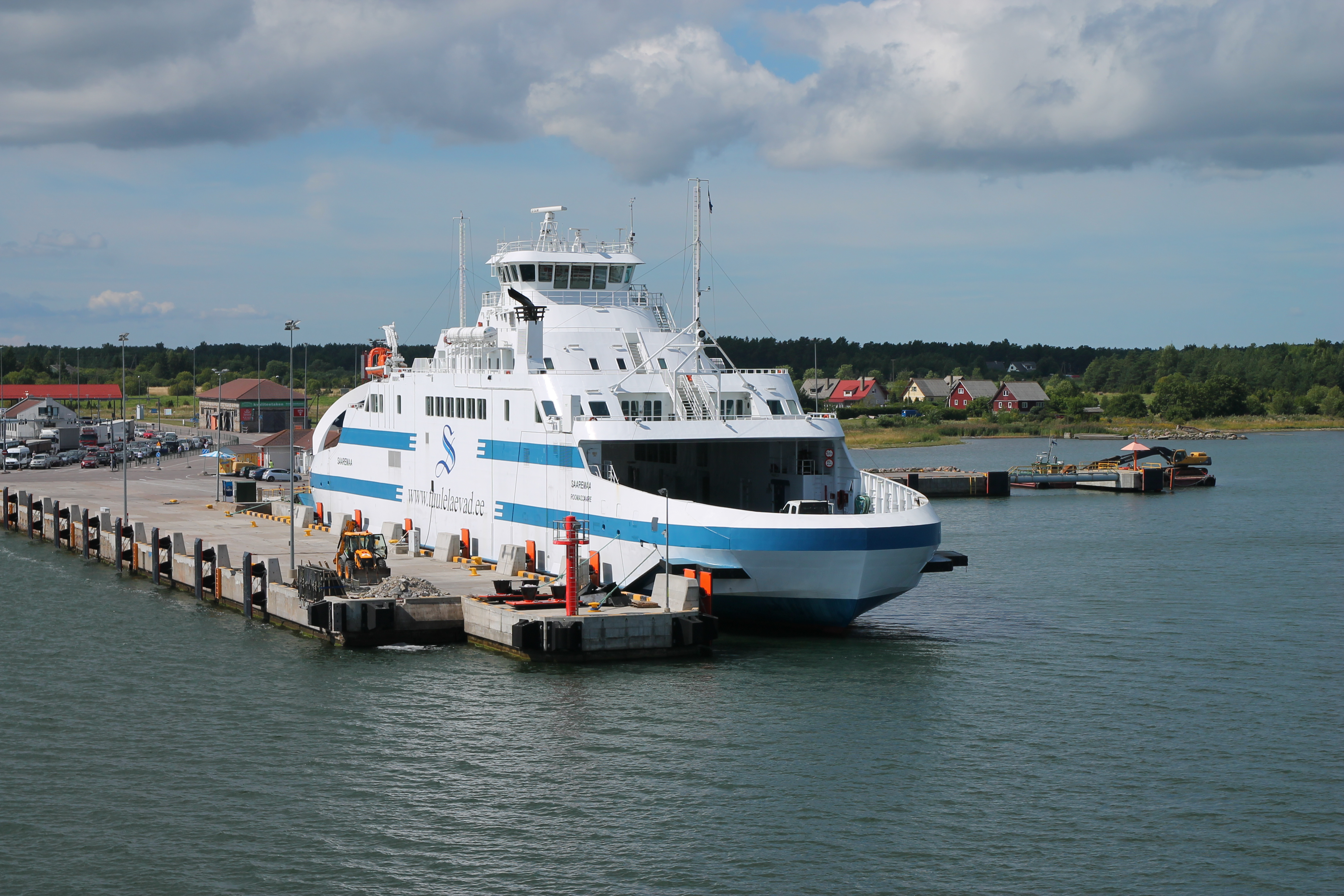
La liaison de Ferry vers Muhu/Saaremaa permet de compléter le tracé de la Route nationale 10.

Disposant d'une façade sur la mer Baltique, l'Estonie est depuis le Moyen Âge, un pays largement connecté au transport maritime. L'Estonie comptait en 2023 236 ports recensés.
La capitale Tallinn, autrefois ville importante de la ligue hanséatique, est aujourd'hui le premier port passager du pays. Son statut de ville touristique pousse notamment les navires de croisière à s'y arrêter. Le transport de passager international connecte l'Estonie à la Finlande et la Suède principalement via les lignes Tallinn-Stockholm, et surtout Tallinn-Helsinki qui totalisait 7,1 millions de voyageurs en 2023. Les lignes maritimes intérieures relient le continent aux îles du golfe de Riga et du golfe de Finlande.
Le transport de marchandises est assuré à Tallinn, ainsi que dans les ports de Muuga et de Paldiski, qui sont les trois plus grands ports marchands du pays. En 2021, 40 millions de tonnes de chargement sont passées par les ports estoniens, 53 % des marchandises étant en transit vers d'autres pays.

## Histoire

### Préhistoire, âge Vikings et tribus estoniennes

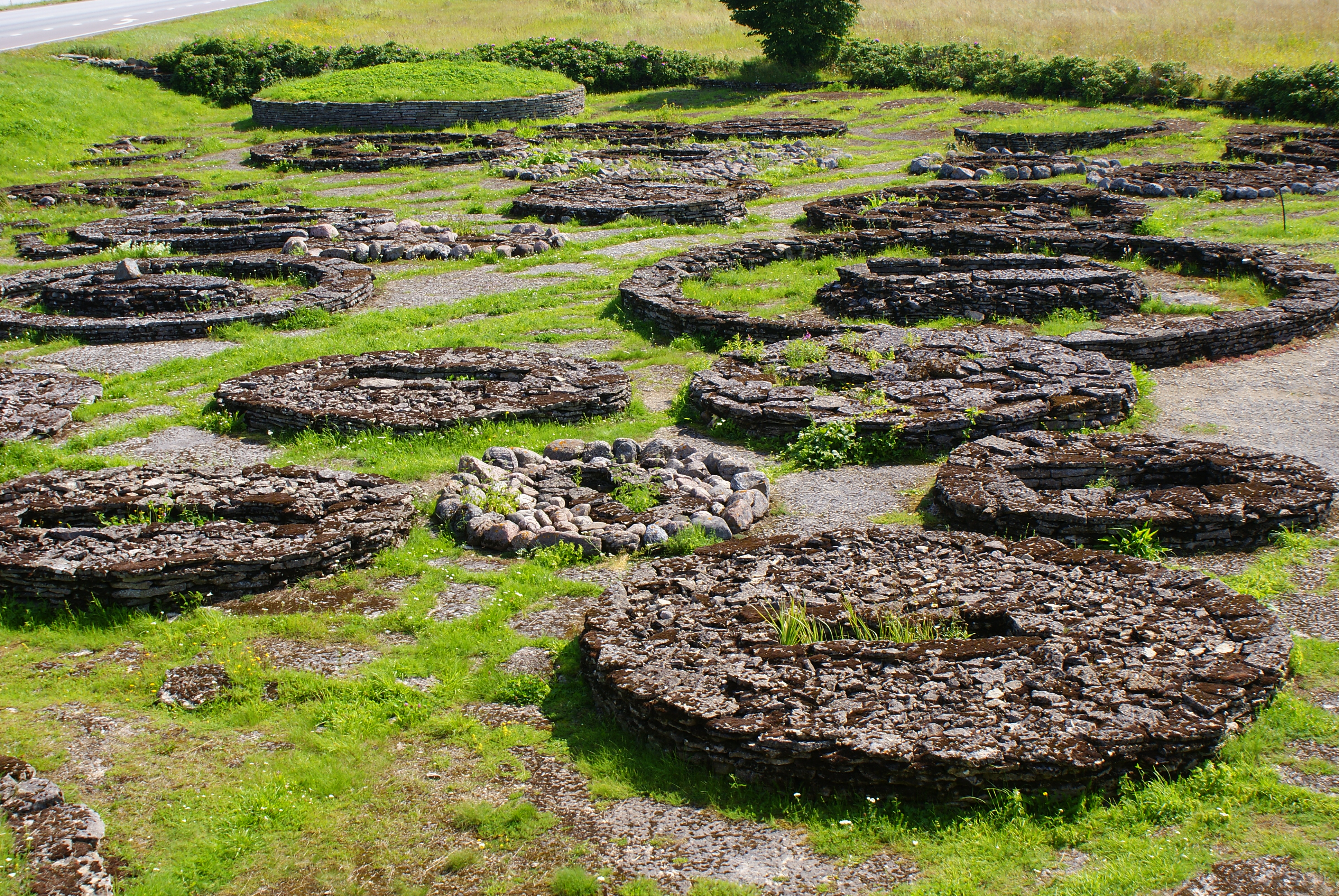
Tombes à ciste du nord de l'Estonie datant de l'Âge du bronze.

L'implantation humaine en Estonie est devenue possible il y a 13 000-11 000 ans, lorsque la glace de la dernière ère glaciaire fond. La plus ancienne colonie connue en Estonie est celle de Pulli, sur les rives du fleuve Pärnu dans le sud-ouest de l'Estonie. Selon la datation au carbone 14, elle a été colonisée il y a environ 11 000 ans.
La première habitation humaine pendant la période Mésolithique est liée à la culture de Kunda. À l'époque, le pays est couvert de forêts, et les gens vivent dans des communautés semi-nomades près des plans d'eau. Les activités de subsistance comprennent la chasse, la cueillette et la pêche. Vers 4900 av. J.-C., des céramiques apparaissent pendant la période Néolithique, connue sous le nom de culture de Narva. À partir d'environ 3200 av. J.-C., la culture de la céramique cordée apparaît ; cela inclut de nouvelles activités telles que l'agriculture primitive et l'élevage.

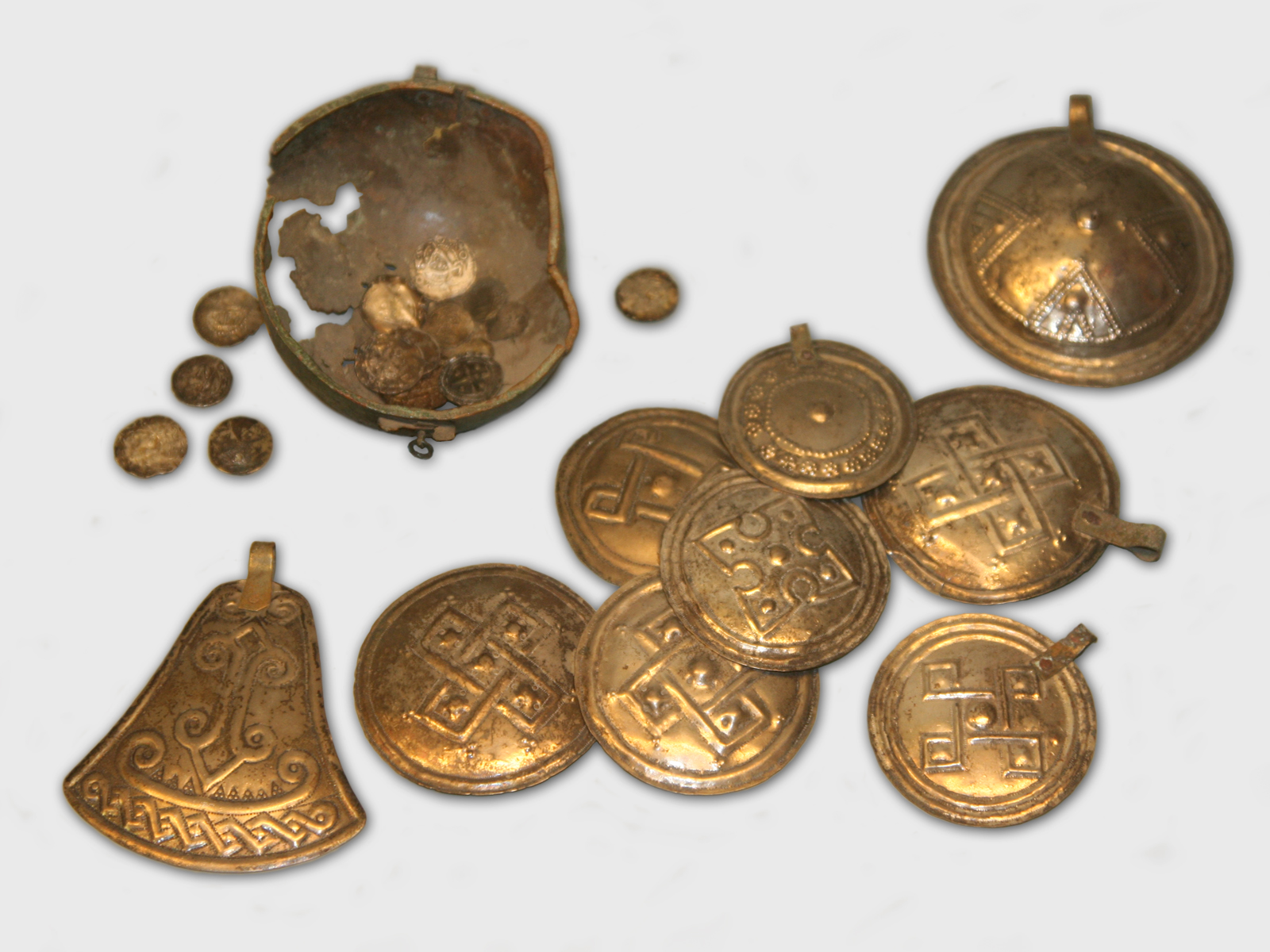
Âge du fer: objets d'un trésor de Kumna

L'Âge du bronze commence vers 1800 av. J.-C. et voit la création des premières oppida. Une transition de la subsistance par la chasse et la pêche à l'établissement basé sur une seule ferme commence vers 1000 av. J.-C. et est complète au début de l'Âge du fer vers 500 av. J.-C., La grande quantité d'objets en bronze indique l'existence d'une communication active avec des tribus scandinaves et germaniques.
Pendant l'âge du fer moyen, le territoire de l'Estonie fait l'objet de conflit et d'incursions venant de deux territoires différents. Plusieurs Sagas scandinaves évoquent des confrontations majeures avec les Estoniens, notamment lorsque, au début du VIIe siècle, les « Vikings estoniens » ont vaincu et tué Ingvar, le Roi des Suiones (ancêtres des Suèdois).
Des menaces similaires apparaissent à l'est, où les principautés slaves de l'Est s'étendent vers l'ouest.
Vers 1030, les troupes de la Rus' de Kiev dirigées par Iaroslav le Sage soumettent les Estoniens et établissent un fort dans l'actuelle Tartu.
Les slaves auraient conservé le contrôle du fort jusqu'en 1061 environ. Il est détruit par une tribu estonienne appelée « Sosols » par les slaves,,,.
Vers le XIe siècle, l'ère viking scandinave autour la mer Baltique est remplacée par l'ère des vikings baltes, avec des raids maritimes menés par les Coures (Couroniens) et les Estoniens de l'île de Saaremaa, connus sous le nom d'« Oeseliens ». En 1187, les Estoniens (Oeseliens), les Couroniens et/ou les Caréliens pillent Sigtuna, à l'époque ville importante de Suède,.

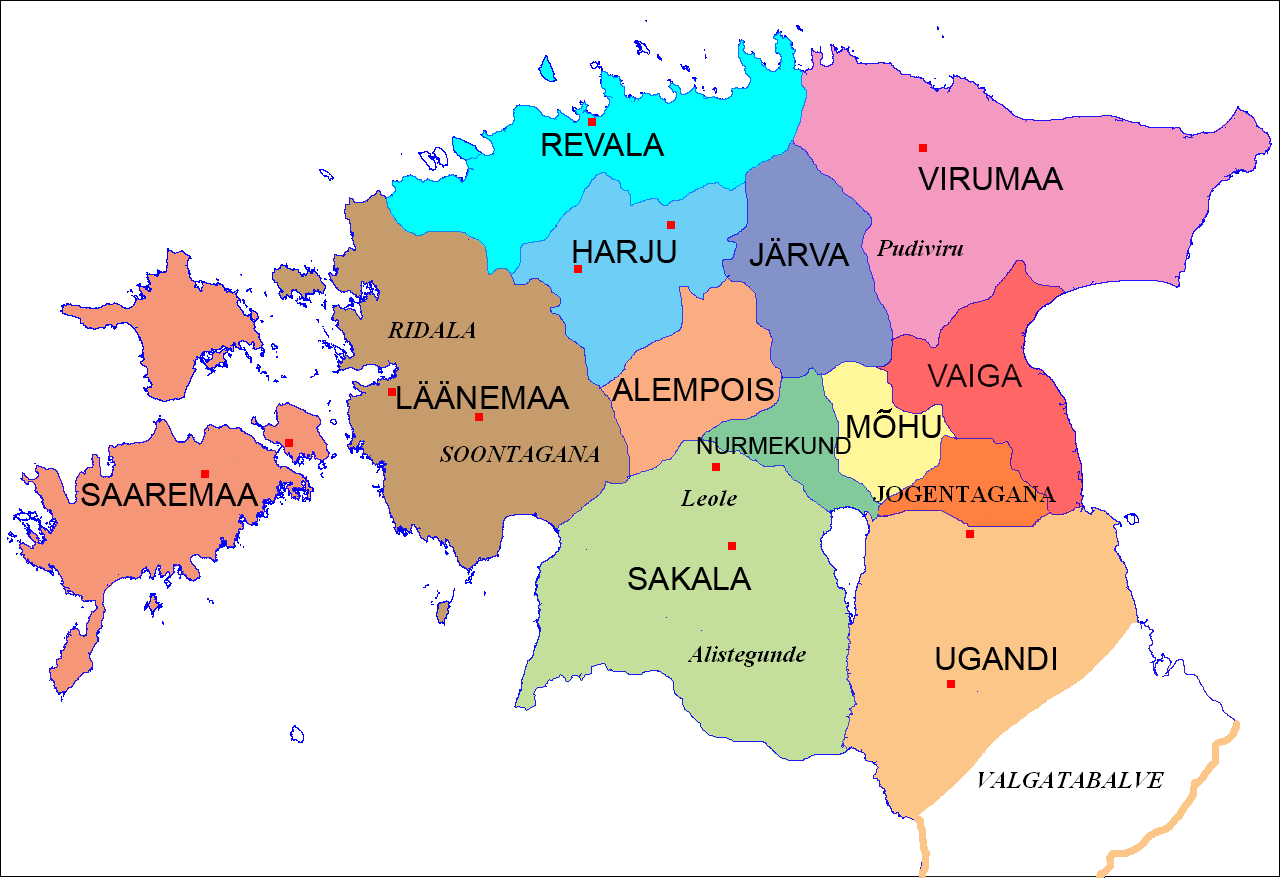
Comtés indépendants de l'Estonie ancienne au début du XIIIe siècle.

L'Estonie peut à cette époque être divisée en deux principales zones culturelles. Les zones côtières du nord et de l'ouest entretiennent des contacts étroits avec la Scandinavie et la Finlande, tandis que le sud intérieur de l'Estonie a davantage de contacts avec les Baltes et la région de Pskov. Le paysage de l'Estonie ancienne est parsemé de nombreux oppida. Des sites portuaires préhistoriques ou médiévaux ont été découverts sur la côte de Saaremaa. L'Estonie compte également plusieurs tombes de l'ère viking, tant individuelles que collectives, avec des armes et des bijoux très répandus dans l'Europe du Nord et la Scandinavie,.
Aux premiers siècles après J.-C., des subdivisions politiques et administratives émergent en Estonie. Deux subdivisions plus importantes apparaissent : la paroisse (estonien : kihelkond) et le comté (estonien : maakond), qui se composent de plusieurs paroisses. Une paroisse est dirigée par des « aînés » (vanemad) et centrée sur un oppidum ; dans certains cas rares, une paroisse peut avoir plusieurs oppida. Au XIIIe siècle, l'Estonie comprend huit grands comtés : Harjumaa, Järvamaa, Läänemaa, Revala, Saaremaa, Sakala, Ungannie, et Virumaa; elle comprend aussi six petits comtés à une seule paroisse : Alempois, Jogentagana, Mõhu, Nurmekund, Soopoolitse, et Vaiga. Les comtés sont des entités indépendantes et ne coopèrent ensemble qu'en cas de menace étrangère,.
On sait peu de choses sur les pratiques spirituelles et religieuses des Estoniens médiévaux avant la Christianisation. La Chronique d'Henri le Letton mentionne Tharapita comme la divinité supérieure des habitants de Saaremaa de l'époque (Oeseliens). Des preuves historiques attestent l'existence de « bosquets sacrés », en particulier des bosquets de chêne, ayant servi de lieux de culte « païen »,.

### Croisades, domination allemande et essor du commerce au Moyen Âge

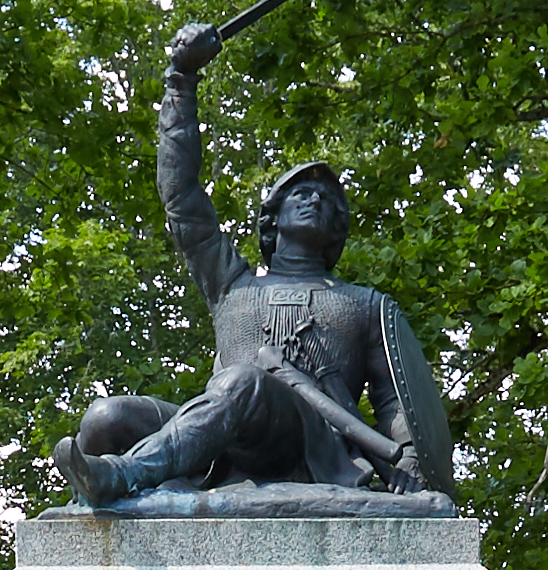
Statue de Lembitu, seigneur indigène ayant défendu les estoniens contre la croisade, devenu un symbole national de résistance à l'oppression à partir du XIX siècle.

En 1199, le pape Innocent III lance les croisades baltes pour imposer le christianisme à grande échelle dans la région, après plusieurs tentatives de conversions infructueuses, et invoque la défense des quelques chrétiens présents sur le territoire. Les moines-soldats atteignent l'actuelle Estonie en 1206, lorsque le roi du Danemark Valdemar II tente sans succès d'envahir Saaremaa. L'ordre religieux allemand des chevaliers Porte-Glaive soumet les peuples indigènes au Sud, tels que les Livoniens, les Latgaliens et les Séloniens, et poursuit sa campagne au Nord contre les Estoniens en 1208. Les années suivantes sont marquées par de nombreuses batailles et contres-attaques, avec des raids et des conquêtes menés par les deux camps. 

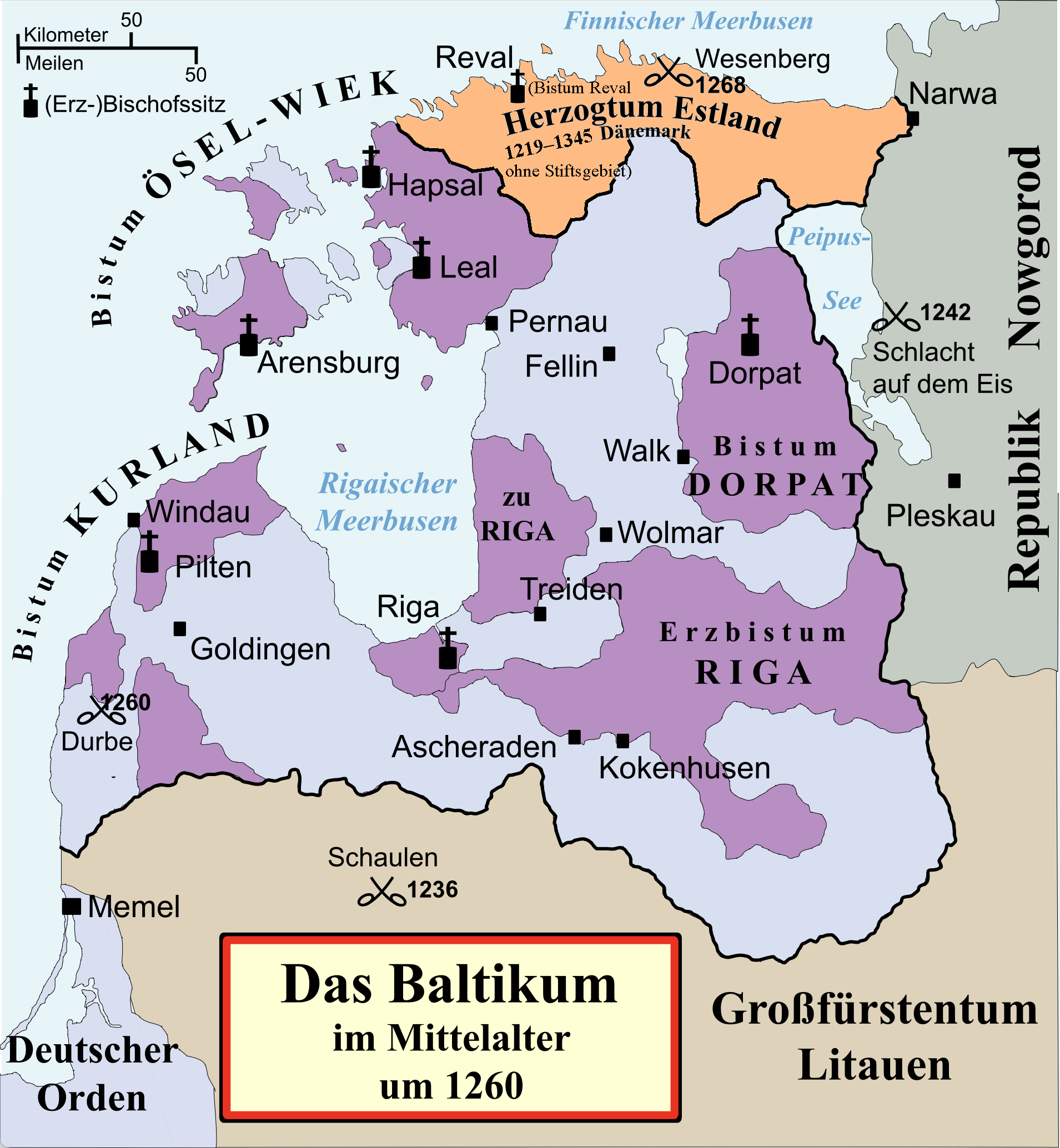
Carte de la Livonie allemande (violet) et de l'Estlande danoise (orange) après la conquête (1260).

Le chef de la résistance estonienne est Lembitu, le doyen (vanem) du comté de Sakala. Il est tué pendant la défaite estonienne à la Bataille de la Saint-Mathieu en 1217. En 1219, l'armée danoise emmenée par Valdemar II débarque sur la côte Nord, bat les Estoniens lors de la bataille de Lyndanisse, et commence à conquérir le nord de l'Estonie (dit « Estlande »),. L'année suivante, la Suède envahit l'Estonie occidentale, mais est repoussée par les Oeseliens. En 1223, une révolte majeure chasse les Allemands et les Danois de toute l'Estonie, sauf Reval (Tallinn, fondée à l'emplacement de Lyndanisse). Les croisés finissent par reprendre leur offensive, et en 1227, Saaremaa est le dernier maakond (comté) à se rendre,.

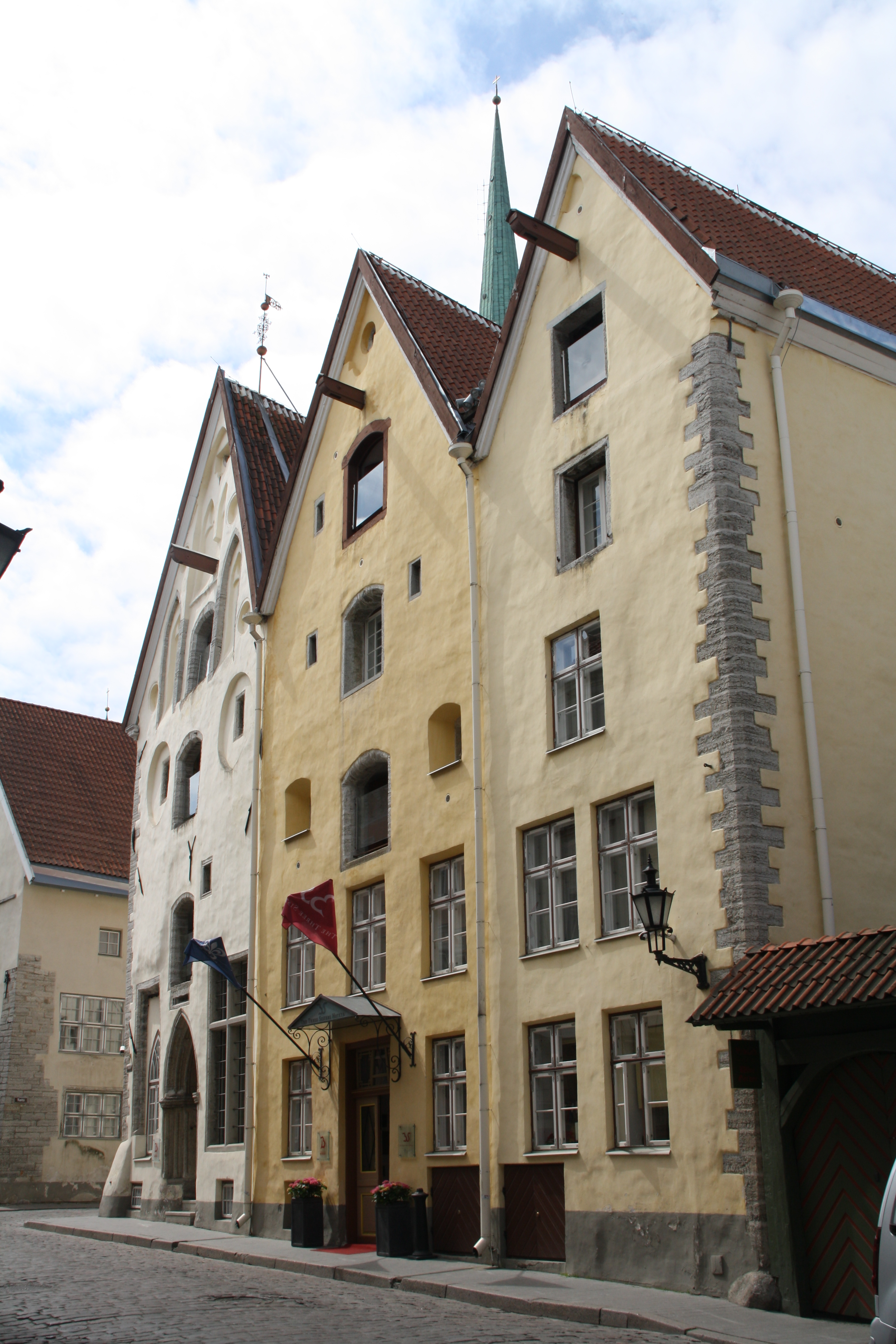
Les Trois Sœurs de Tallinn, maisons de commerçants construites au Moyen Âge.

Après la croisade, le territoire de l'Estonie et de la Lettonie actuelle est appelé Terra Mariana ; plus tard, il portera simplement le nom de Livonie. Le nord de l'Estonie devient le duché d'Estlande (colonie du Danemark), tandis que les terres sont réparties entre les Porte-Glaive et les Principautés épiscopales de Dorpat et Ösel–Wiek. En 1236, après avoir subi une défaite majeure, les Porte-Glaive fusionnent avec l'Ordre teutonique devenant l'Ordre livonien. Dans les décennies suivantes, il y a plusieurs rébellions des habitants contre les dirigeants allemands à Saaremaa. En 1343, un important soulèvement englobe le nord de l'Estonie et Saaremaa. L'Ordre teutonique réprime la rébellion en 1345, et en 1346, le roi du Danemark vend son territoire d'Estonie à l'Ordre,. La rébellion infructueuse conduit à une consolidation du pouvoir pour la minorité allemande. Pendant les siècles suivants, le dialecte bas allemand reste la langue de l'élite dirigeante dans les villes estoniennes et à la campagne.
Reval (Tallinn), la capitale de l'Estlande, adopte la Loi de Lübeck et obtient tous les droits de ville en 1248. La Ligue hanséatique contrôle le commerce en mer Baltique, et les quatre plus grandes villes de l'actuelle Estonie en deviennent membres : Reval (Tallinn), Dorpat (Tartu), Pernau (Pärnu) et Fellin (Viljandi). Reval agit en tant qu'intermédiaire commercial entre Novgorod et les villes hanséatiques occidentales, tandis que Dorpat remplit le même rôle avec Pskov. De nombreuses guildes d'artisans et de marchands sont formées pendant cette période. Protégées par leurs remparts de pierre et par leur adhésion à la ligue, des villes prospères comme Reval et Dorpat peuvent défier d'autres souverains de la Confédération livonienne médiévale. L'Estlande et la Livonie sont alors de véritables colonies allemandes en dehors des frontières du Saint-Empire romain germanique.

### Réforme protestante puis invasions par les puissances voisines (XVIeauXVIIIesiècle)

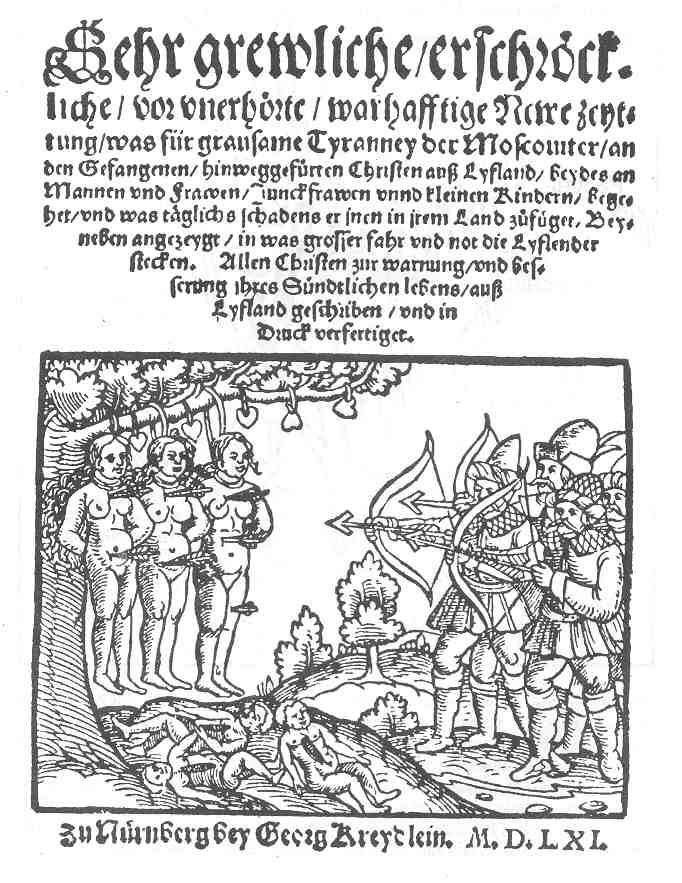
Massacres en Livonie en 1561.

La Réforme débute en Europe centrale en 1517 et se propage vers le nord jusqu'en Livonie malgré l'opposition de l'Ordre livonien. Les villes sont les premières à adopter le protestantisme dans les années 1520, et dans les années 1530, la majorité des propriétaires terriens et de la population rurale adoptent le Luthéranisme,. Les services religieux sont conduits dans la langue vernaculaire, à savoir le bas allemand, mais à partir des années 1530, des offices religieux réguliers se déroulent en estonien,.
Pendant le XVIe siècle, les monarchies expansionnistes de Moscovie, de Suède et de Pologne-Lituanie consolident leur pouvoir, faisant peser une menace croissante sur la Livonie décentralisée affaiblie par des conflits entre les villes, la noblesse, les évêques et l'Ordre,. En 1558, le tsar Ivan le Terrible de Moscovie envahit la Livonie, lançant la Guerre de Livonie. L'Ordre livonien est défait en 1560. La majorité de la Livonie accepte la domination de la Pologne, tandis que Reval et les nobles allemands du nord de l'Estonie prêtent allégeance au roi de Suède et que l'évêque d'Ösel-Wiek vend ses terres au roi du Danemark. Les forces russes conquièrent progressivement la majorité de la Livonie ; à la fin des années 1570, les armées polono-lituanienne et suédoise lancent leurs propres offensives ; la guerre sanglante prendra fin en 1583 par la défaite russe,. Conséquence de la guerre, le nord de l'actuelle Estonie devient l'Estlande suédoise, le sud de l'actuelle Estonie devient la Livonie polonaise, et Saaremaa reste sous le contrôle danois.

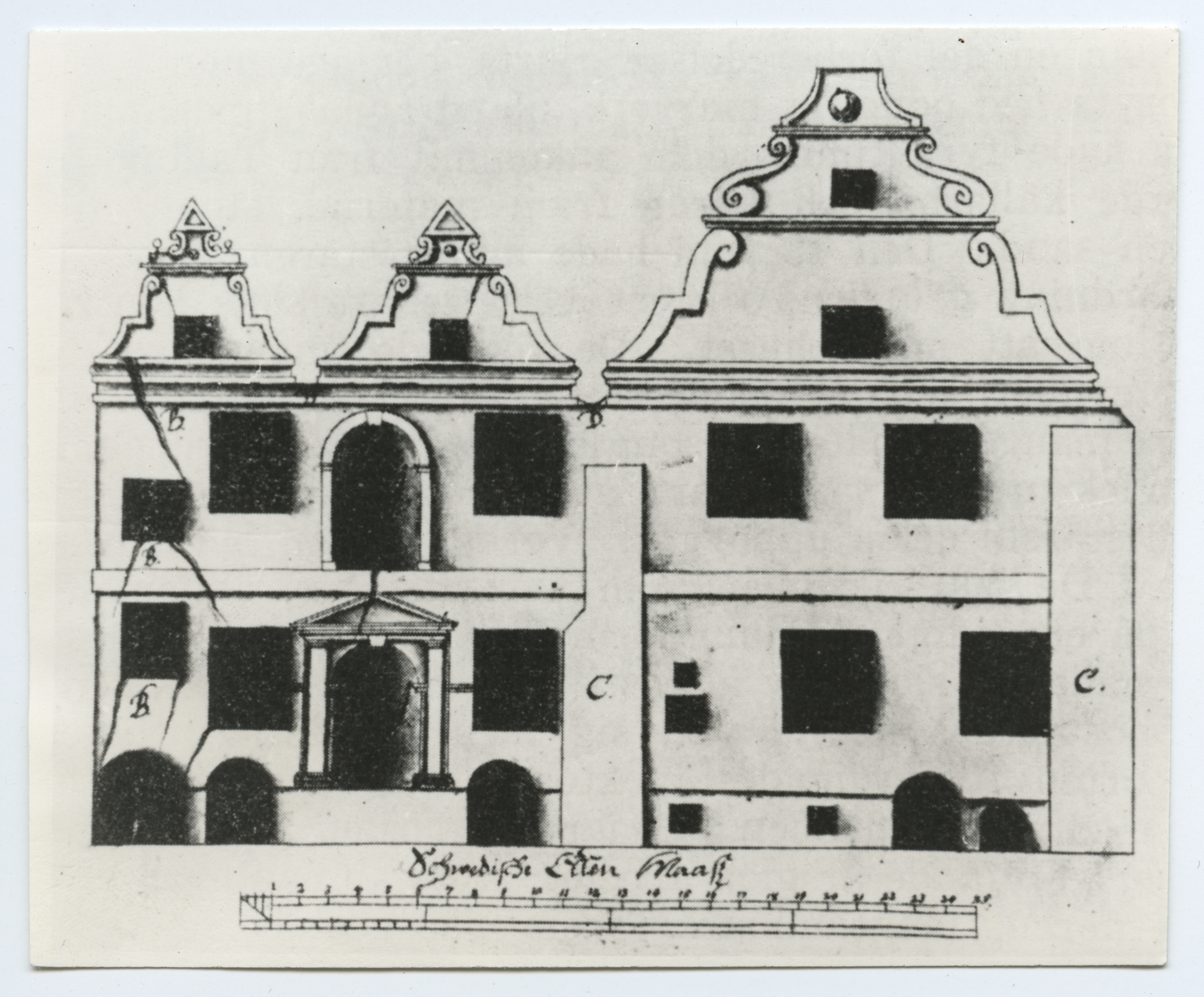
« Academia Dorpatensis » (de nos jours université de Tartu) a été fondée en 1632 par le roi Gustave II Adolphe. Après la mort du roi, elle devient « Academia Gustaviana ».

En 1600, la guerre polono-suédoise éclate, causant d'importants dégâts. La guerre prolongée se termine en 1629 avec la Suède gagnant la Livonie, y compris les régions du sud de l'Estonie et du nord de la Lettonie. L'ile de Saaremaa danoise est transférée à la Suède en 1645. Les guerres ont réduit de moitié la population de l'Estonie, qui passe d'environ 250 000 à 270 000 personnes au milieu du XVIe siècle à 115 000 à 120 000 dans les années 1630.
Bien que de nombreux paysans restent des Serfs pendant la domination suédoise, des réformes juridiques renforcent à la fois les droits d'utilisation des terres et d'héritage des serfs et des fermiers libres - d'où la réputation de cette période sous le nom de « Bonne vieille époque suédoise » dans la mémoire populaire et l'historiographie estonienne. Le roi suédois Gustaf II Adolf établit des lycées à Reval et Dorpat ; celui de Dorpat est élevé au rang d'université en 1632. Des imprimeries sont également établies dans les deux villes. Dans les années 1680, les débuts de l'éducation élémentaire estonienne apparaissent, en grande partie grâce aux efforts de Bengt Gottfried Forselius, qui introduit également des réformes orthographiques pour l'écriture de la langue estonienne. La population de l'Estonie augmente rapidement jusqu'à la Grande Famine de 1695–97 au cours de laquelle 70 000-75 000 personnes meurent - soit environ 20 % de la population.
Pendant la grande guerre du Nord (1700–1721) le tsarat de Russie (Moscovie) conquiert l'ensemble de l'Estonie à partir de 1710. La guerre ravage à nouveau la population de l'Estonie, la population est alors estimée à 150 000–170 000 en 1712. En 1721, l'Estonie est divisée en deux gouvernements : le gouvernement d'Estlande, qui comprend Tallinn et la partie nord de l'Estonie, et le gouvernement de Livonie, qui comprend Tartu et s'étend jusqu'à la partie nord de la Lettonie au sein du nouvel Empire russe. Le pouvoir russe rétablit tous les droits politiques et fonciers des nobles Allemands baltes et leur laisse une grande autonomie dans l'administration du territoire. La condition des paysans, au service des nobles allemands, se dégrade alors complètement, le servage domine dans les activités agricoles au cours du XVIIIe siècle. Le servage est officiellement aboli en 1816–1819 ; cela a initialement très peu d'effet pratique sur la conditions des paysans. L'amélioration de la condition paysanne commencera avec les réformes du milieu du XIXe siècle, inspirées par les idées libérales et le nationalisme romantique venant d'Europe occidentale et apportées par les Allemands.

### Réveil national et affirmation de l'identité estonienne (XIXeetXXesiècles)

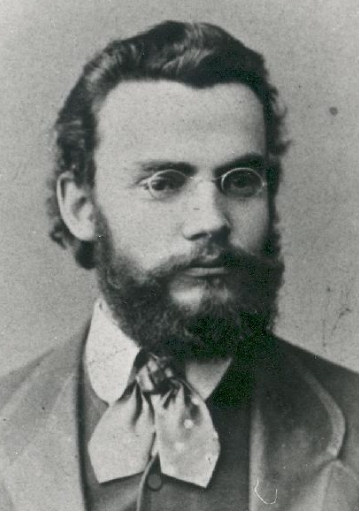
Carl Robert Jakobson joue un rôle clé dans le réveil national estonien.

Le Réveil national estonien débute dans les années 1850 lorsque plusieurs figures de l'élite paysanne commencent à promouvoir une identité nationale estonienne parmi la population. Les rachats massifs de fermes par des Estoniens et la classe croissante de fermiers propriétaires qui en résulte fournissent la base économique de la formation de cette nouvelle « identité estonienne ». En 1857, Johann Voldemar Jannsen commence à publier le premier journal quotidien en langue estonienne et utilise pour la première fois le terme de eestlane (Estonien) pour définir son appartenance ethnique. Le directeur d'école Carl Robert Jakobson et le pasteur Jakob Hurt deviennent des figures de proue d'un mouvement national, encourageant les agriculteurs estoniens à être fiers de leur identité estonienne. Les premiers mouvements nationaux se forment : campagne pour établir l'école Alexandre de langue estonienne, fondation de la Société estonienne de littérature et de la Société des étudiants estoniens, et premier festival national de chanson, qui a lieu en 1869 à Tartu,,. Les réformes linguistiques contribuent au développement de la langue estonienne. L'épopée nationale Kalevipoeg est publiée en 1862, et, en 1870, ont lieu les premières représentations du théâtre estonien,. En 1878, une scission se produit dans le mouvement national. L'aile modérée dirigée par Hurt se concentre sur le développement de la culture et de l'éducation estonienne, l'aile radicale, dirigée par Jakobson, réclame des droits politiques et économiques accrus.

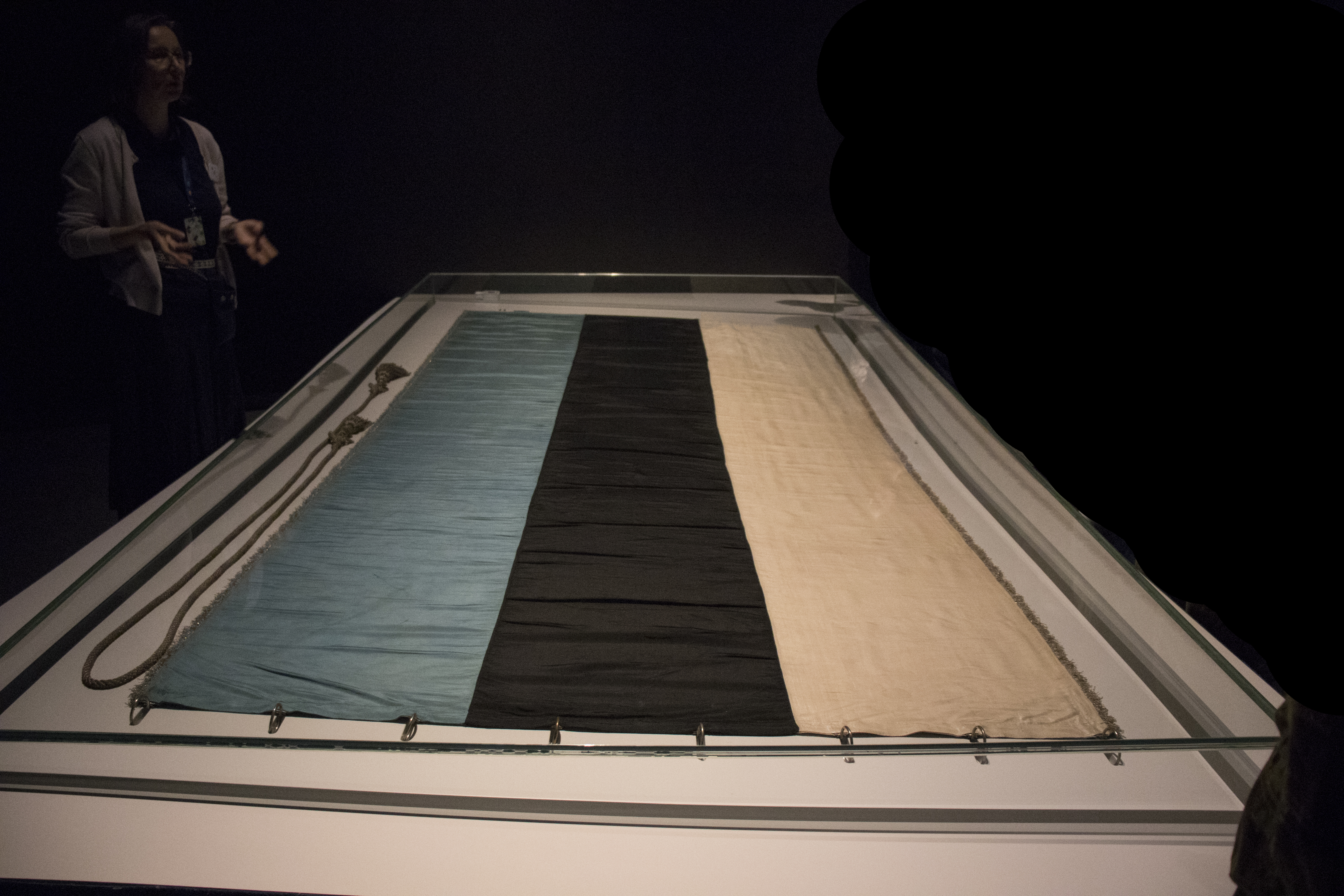
Le drapeau originel de la Société des étudiants estoniens, datant de 1881, exposé au Musée national estonien à Tartu. Les couleurs du drapeau deviennent l'emblème du nationalisme estonien, puis le drapeau officiel de l'Estonie à l'indépendance.

À la fin du XIXe siècle, le gouvernement impérial russe prends des mesures administratives et culturelles pour diminuer l'autonomie des régions baltes façonnées par des siècles de domination germanique et nordique, en vue de les russifier. La langue russe remplace l'allemand et l'estonien dans la plupart des écoles secondaires et universités, et de nombreuses activités sociales et culturelles dans les langues locales sont réprimées. À la fin des années 1890, en réponse, une nouvelle vague de nationalisme surgit, avec la révélation de figures éminentes : Jaan Tõnisson et Konstantin Päts. Au début du XXe siècle, les Estoniens commencent à prendre le contrôle des gouvernements locaux dans les villes, et détrônent les nobles Allemands.
Pendant la Révolution russe de 1905, les premiers partis politiques estoniens légaux sont fondés. Un congrès national estonien est convoqué : il demande l'unification des régions estoniennes en un seul territoire autonome, ainsi que la fin de la russification. Des manifestations politiques pacifiques s'accompagnent parfois d'émeutes violentes ; il y a des pillages dans le quartier commercial de Tallinn et dans les manoirs de propriétaires terriens allemands. Le gouvernement tsariste répond par une répression brutale ; environ 500 personnes sont exécutées, des centaines d'autres emprisonnées ou déportées en Sibérie,.

### Lutte pour l'indépendance puis Estonie libre dans l'entre-deux-guerres (1917-1939)

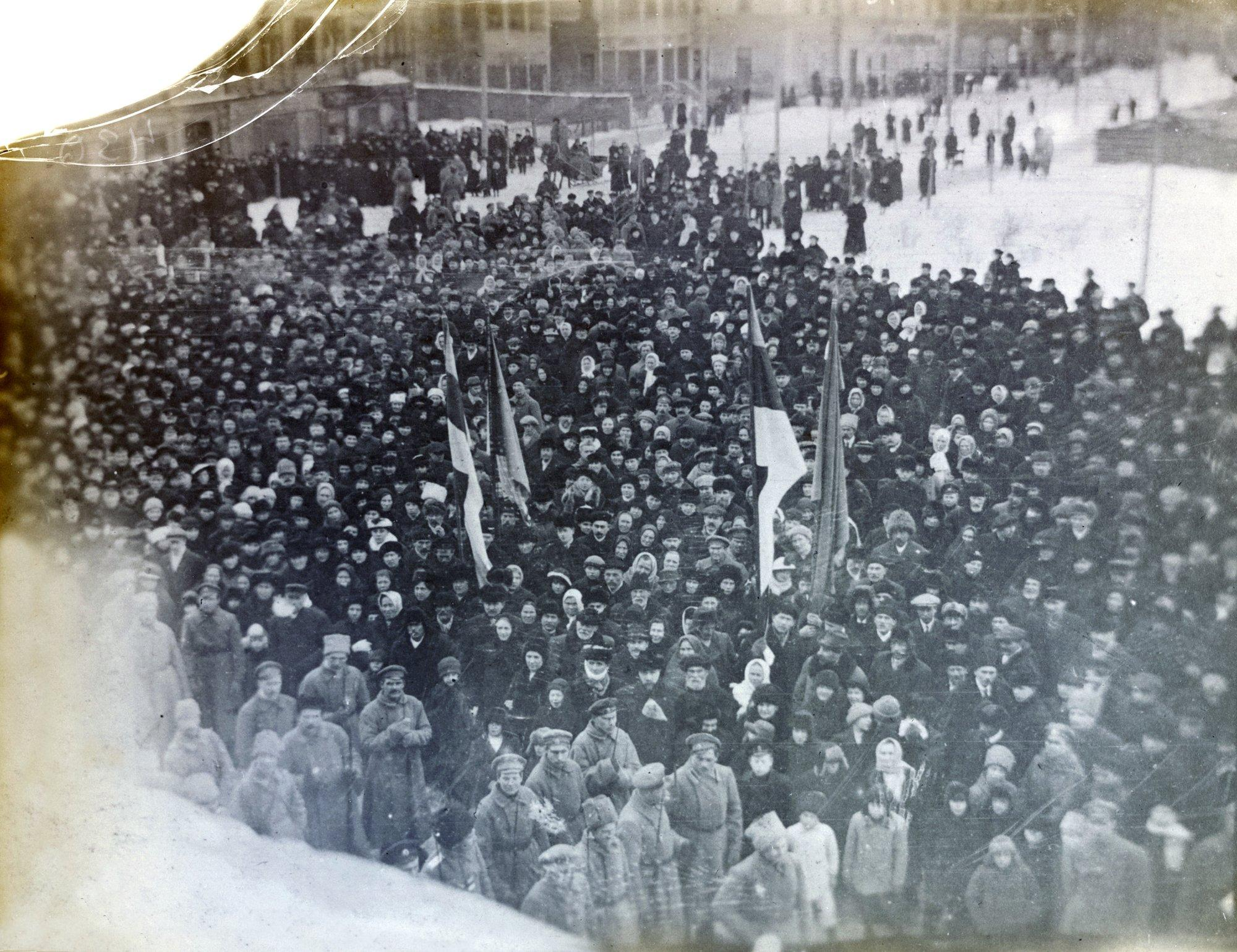
Les drapeaux de l'Estonie brandis lors de l'annonce publique de la Déclaration d'indépendance de l'Estonie à Pärnu le 23 février 1918.

En 1917, après la Révolution de Février, le Gouvernement provisoire russe accepte la demande des Estoniens de redessiner les frontières pour inclure tous les territoires de culture authentique estonienne (Estlande et Nord de la Livonie) au sein de la nouvelle Province autonome d'Estonie ; cela permet la formation de l'Assemblée provinciale estonienne. Un coup d'état des Bolcheviks à lieu en novembre 1917, et l'Assemblée provinciale est dissoute. L'Assemblée provinciale crée alors le Comité de salut public estonien, et pendant la courte période entre la retraite russe et l'occupation allemande, le comité déclare l'indépendance le 24 février 1918. Il forme le Gouvernement provisoire estonien. L'occupation allemande a lieu peu après. Vaincus, les Allemands restituent le pouvoir au gouvernement provisoire le 19 novembre 1918,.
Le 28 novembre 1918, la Russie, devenue soviétique, envahit l'Estonie, lançant la guerre d'indépendance estonienne. L'Armée rouge s'approche à moins de 30 km de Tallinn. En janvier 1919, l'Armée estonienne, dirigée par Johan Laidoner, lance une contre-offensive, et chasse les forces bolchéviques en quelques mois. Les contre-attaques soviétiques échouent, et, au printemps, l'armée estonienne, en coopération avec les armées blanches russes, avance en Russie et en Lettonie,. 
En juin 1919, l'Estonie bat la Landeswehr allemande qui avait tenté de dominer la Lettonie, rendant le pouvoir au gouvernement de Kārlis Ulmanis. Après l'effondrement des forces russes blanches, l'Armée rouge lance une offensive majeure contre Narva à la fin de 1919, mais ne parvient pas à percer. Le 2 février 1920, le Traité de paix de Tartu est signé par l'Estonie et la Russie soviétique : cette dernière s'engage à renoncer définitivement à toutes les revendications souveraines sur l'Estonie,.

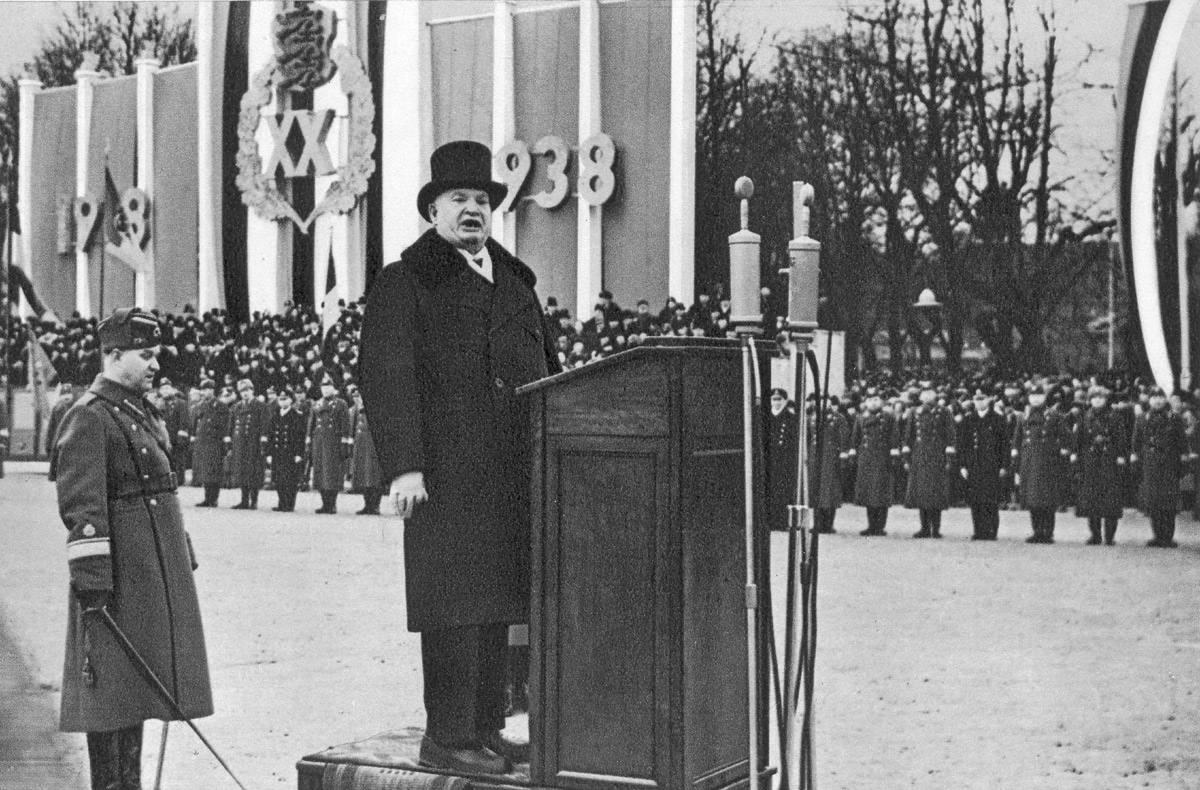
Discours de Konstantin Päts en 1938.

En avril 1919, l'Assemblée constituante estonienne est élue. L'Assemblée constituante adopte une vaste redistribution des terres, exproprie de grands domaines et manoirs autrefois propriétés des nobles allemands, et adopte une nouvelle constitution extrêmement libérale établissant l'Estonie comme une démocratie parlementaire,.
En 1924, l'Union soviétique organise une tentative de coup d'État communiste en Estonie, qui échoue rapidement. La loi estonienne sur l'autonomie culturelle des minorités ethniques, adoptée en 1925, est reconnue comme l'une des plus libérales du monde à l'époque. La Grande Dépression exerce une forte pression sur le système politique estonien, et en 1933, le mouvement populiste Vaps mène une réforme constitutionnelle instaurant une présidence forte,.
Le 12 mars 1934, le chef d'État intérimaire, Konstantin Päts, déclare l'état d'urgence, sous le prétexte que le mouvement Vaps planifiait un coup d'État. Päts, avec le général Johan Laidoner et Kaarel Eenpalu, établissent un régime autoritaire pendant l'« ère du silence », où le parlement ne se réunit pas et la nouvelle Ligue patriotique devient le seul mouvement politique légal. Une nouvelle constitution est adoptée par référendum, et des élections ont lieu en 1938. Les candidats pro-gouvernementaux ou de l'opposition sont autorisés à participer, mais uniquement en tant qu'indépendants. Le régime de Päts est plutôt clément, comparé à d'autres régimes autoritaires de l'entre-deux-guerres en Europe ; il n'a jamais utilisé la violence contre les opposants politiques.L'Estonie rejoint la Société des Nations en 1921. Les tentatives d'établir une alliance avec la Finlande, la Pologne et la Lettonie échouent ; seule une alliance de défense mutuelle est signée avec la Lettonie en 1923, suivie de l'Entente baltique de 1934,. Dans les années 1930, l'Estonie s'engage dans une coopération militaire secrète avec la Finlande. Des pactes de non-agression sont signés avec l'Union soviétique en 1932 et avec l'Allemagne en 1939,. En 1939, l'Estonie déclare sa neutralité, mais cela se révèlera inutile pendant la Seconde Guerre mondiale.

### Seconde Guerre mondiale, occupations allemandes et soviétiques (1940-1944)

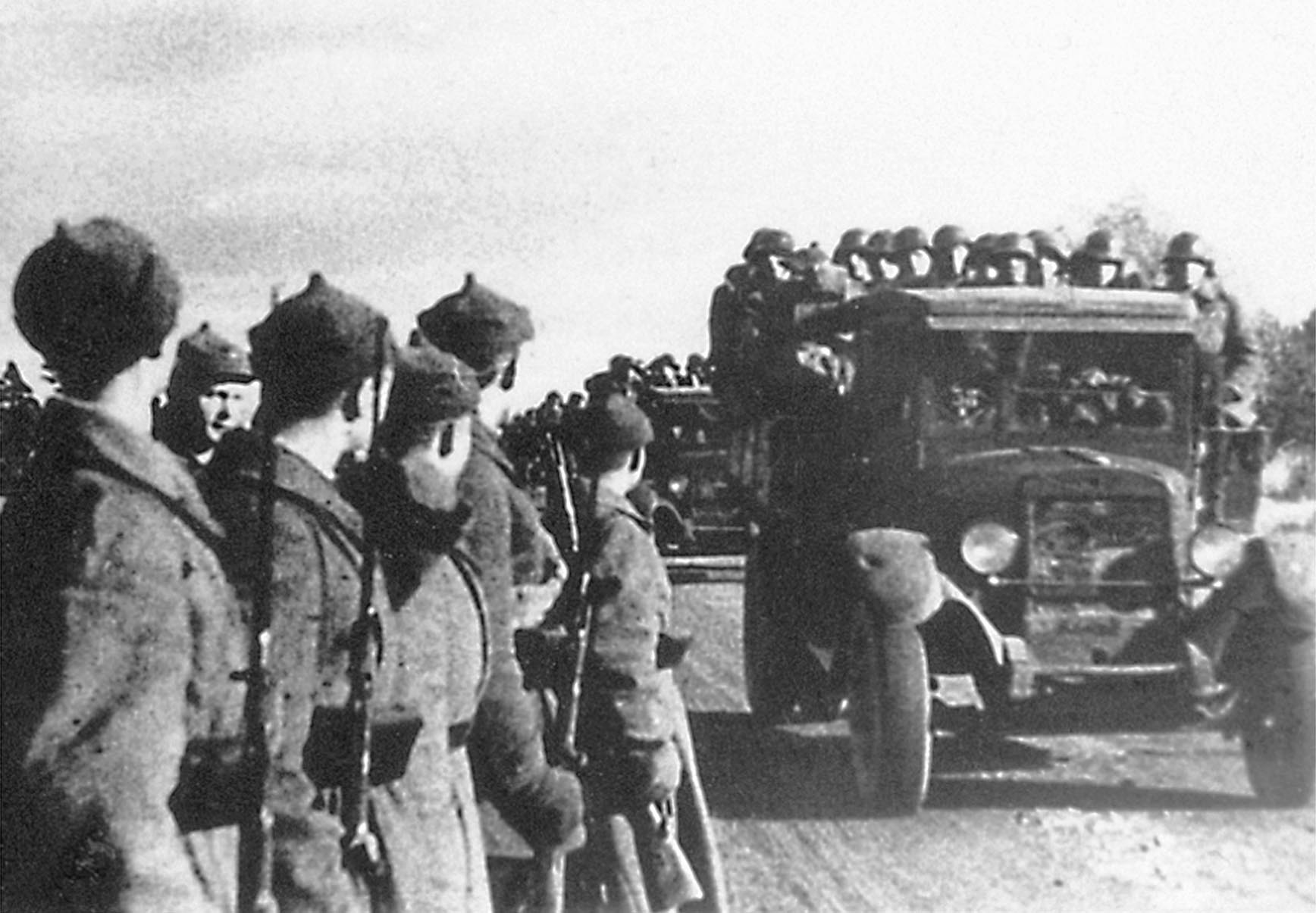
Les troupes de l'Armée rouge entrent dans les bases militaires en Estonie en octobre 1939, après que l'Union soviétique a forcé l'Estonie à signer le Traité des bases.

Une semaine avant le déclenchement de la Seconde Guerre mondiale, le 23 août 1939, l'Allemagne nazie et l'Union soviétique stalinienne signent le Pacte germano-soviétique. Dans un protocole secret du pacte, la Pologne, la Roumanie, la Lituanie, la Lettonie, l'Estonie et la Finlande sont divisées entre l'URSS et l'Allemagne en « sphères d'influence », l'Estonie étant assignée à la « sphère » soviétique. Le 24 septembre 1939, l'Union soviétique exige que l'Estonie signe un traité d'« assistance mutuelle » qui permettrait à l'Union soviétique d'établir des bases militaires dans le pays. Le gouvernement estonien estime qu'il n'a d'autre choix que de se soumettre, et le Traité d'assistance mutuelle soviéto-estonien est signé le 28 septembre 1939. Le 14 juin 1940, l'Union soviétique impose un blocus naval et aérien total sur l'Estonie. Le même jour, l'avion Kaleva est abattu par les Forces aériennes soviétiques. Le 16 juin, l'URSS présente un ultimatum exigeant le passage libre complet de l'Armée rouge en Estonie et l'établissement d'un gouvernement pro-soviétique. Sans possibilité de s'y opposer, le gouvernement estonien est contraint d'abdiquer et, le lendemain, le pays entier est occupé,. Le 6 août 1940, la république d'Estonie est annexée par l'Union soviétique, qui créé la république socialiste soviétique d'Estonie sur son territoire.

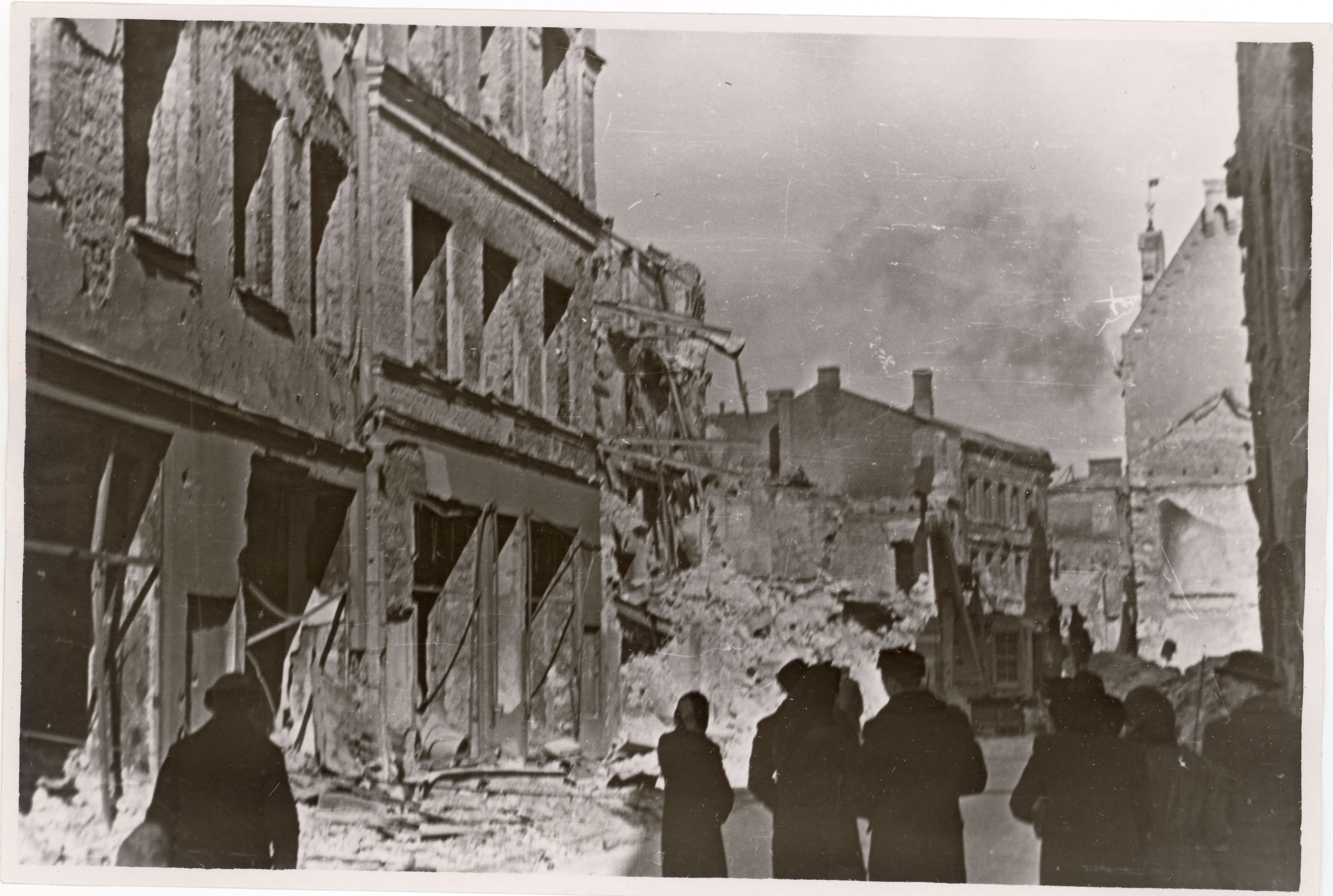
La capitale Tallinn après le bombardement par la Force aérienne soviétique pendant la guerre sur le Front de l'Est en mars 1944

L'URSS établit un régime de guerre répressif en Estonie occupée. Beaucoup de hauts fonctionnaires civils et militaires du pays, ainsi que des intellectuels et des industriels, sont arrêtés. Les répressions soviétiques culminent le 14 juin 1941 avec les déportations de masse d'environ 11 000 personnes vers la Russie,. Une lutte de soldats estoniens partisans (les « Frères de la forêt ») s'engage contre l'Union soviétique et coïncide avec l'invasion allemande le 22 juin 1941 lors de la « guerre d'été » (en estonien suvesõda)). Environ 34 000 jeunes hommes estoniens sont enrôlés de force dans l'Armée rouge, moins de 30 % d'entre eux survivront à la guerre. Les bataillons de destruction soviétiques initient une politique de la terre brûlée. Les prisonniers politiques qui n'ont pas pu être évacués sont exécutés par le NKVD,. De nombreux Estoniens rejoignent les « Frères de la forêt », et commencent une guérilla anti-soviétique. En juillet, la Wehrmacht allemande atteint le sud de l'Estonie. L'URSS évacue Tallinn fin août, avec des pertes massives, et la capture des îles estoniennes est achevée par les forces allemandes en octobre.
Une fois les soviétiques chassés, de nombreux Estoniens espèrent que l'Allemagne va restaurer l'indépendance de l'Estonie, en vain. Seule, une administration autonome de collaboration est établie, et l'Estonie occupée est intégrée au Reichskommissariat Ostland ; son économie est entièrement subordonnée aux besoins militaires allemands. Environ un millier de Juifs estoniens n'avaient pas réussi à partir  : ils sont presque tous tués en 1941. De nombreux camps de travail forcés sont construits, où mouront des milliers d'Estoniens, de Juifs étrangers, de Roms et de prisonniers de guerre soviétiques. Les autorités d'occupation allemandes recrutent des hommes pour de petites unités volontaires. Les recrutements donnant peu de résultats, la situation militaire s'aggravant, les occupants allemands mettent un place une conscription forcée en 1943. Elle conduit à la formation de la division estonienne de la Waffen-SS. Des milliers d'Estoniens échappent au service militaire allemand, et fuient en Finlande, où beaucoup se portent volontaires pour combattre aux côtés des Finlandais contre les Soviétiques.

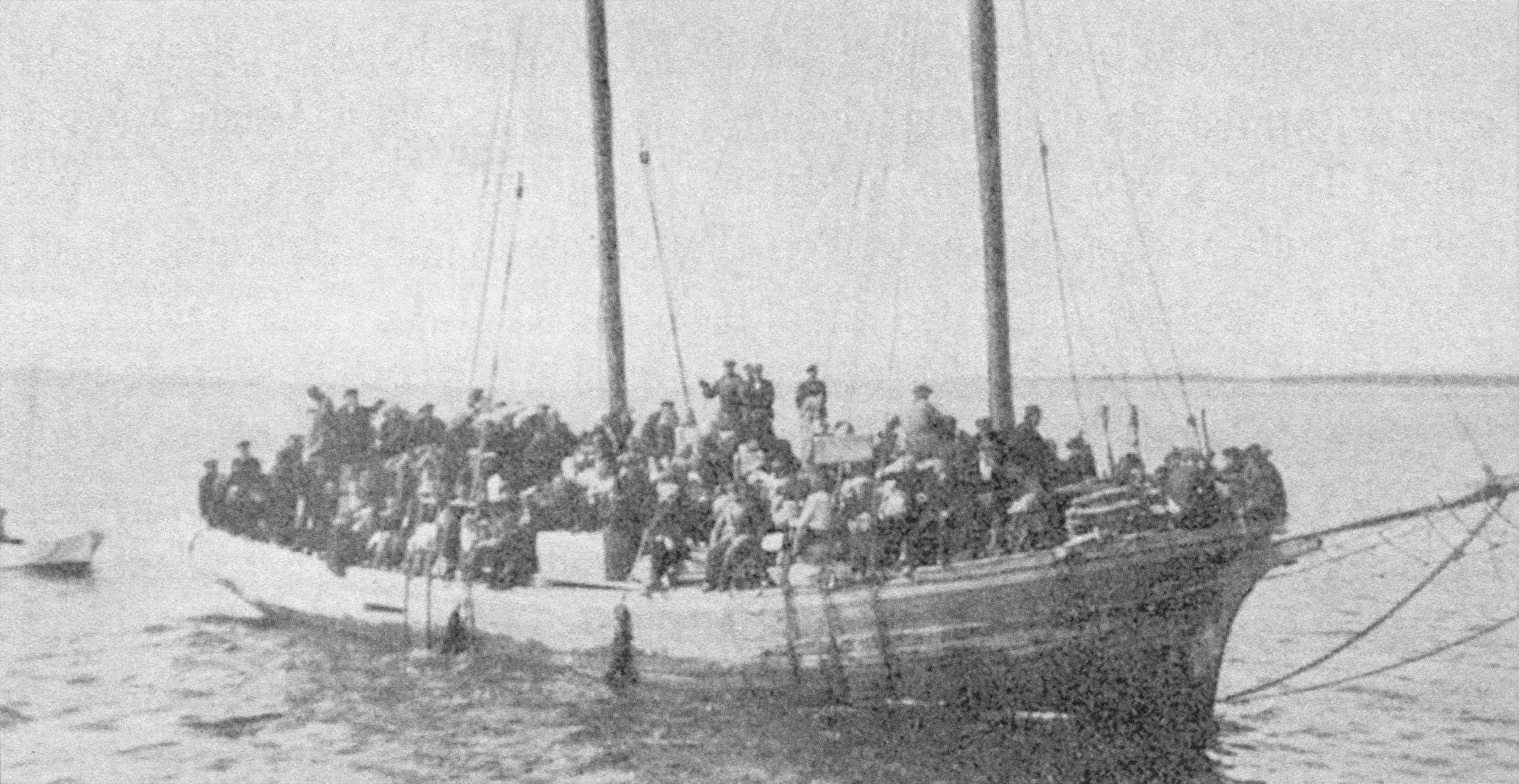
Un navire avec des Suédois estoniens fuyant vers l'ouest à cause de l'invasion soviétique (1944)

L'Armée rouge atteint à nouveau les frontières estoniennes au début de 1944 ; son avancée en Estonie est stoppée dans de violents combats près de Narva pendant six mois par les forces allemandes, comprenant les unités d'estoniens enrôlés de force. En mars, les forces aérienne soviétiques effectuent d'intenses bombardements contre Tallinn et d'autres villes estoniennes. En juillet, les Soviétiques lancent une offensive majeure depuis le sud, forcent les Allemands à abandonner l'Estonie continentale en septembre et les îles estoniennes en novembre. Alors que les forces allemandes se retirent de Tallinn, le dernier Premier ministre d'avant-guerre, Jüri Uluots, nomme un gouvernement dirigé par Otto Tief dans une tentative infructueuse de reprendre le contrôle du territoire de l'Estonie. Des dizaines de milliers d'Estoniens, dont la plupart des Suédois d'Estonie, fuient vers l'ouest pour éviter la nouvelle occupation soviétique.
L'Estonie perd environ 25 % de sa population dans les décès, les déportations et les évacuations de la Seconde Guerre mondiale. Les occupations soviétiques et allemandes contribuent à décimer la société estonienne tout entière, parfois à l'intérieur même de familles. Les soldats estoniens enrôlés de force par le premier occupant sont contraints de se battre contre leurs compatriotes enrôlés par le second. L'Estonie subit des pertes territoriales irréversibles : l'Union soviétique transfère des zones frontalières de la RSS d'Estonie à la RSFS de Russie. Cela représente environ 5 % du territoire estonien d'avant-guerre.

### Deuxième occupation soviétique, Estonie en exil et révolution chantante (1945-1990)

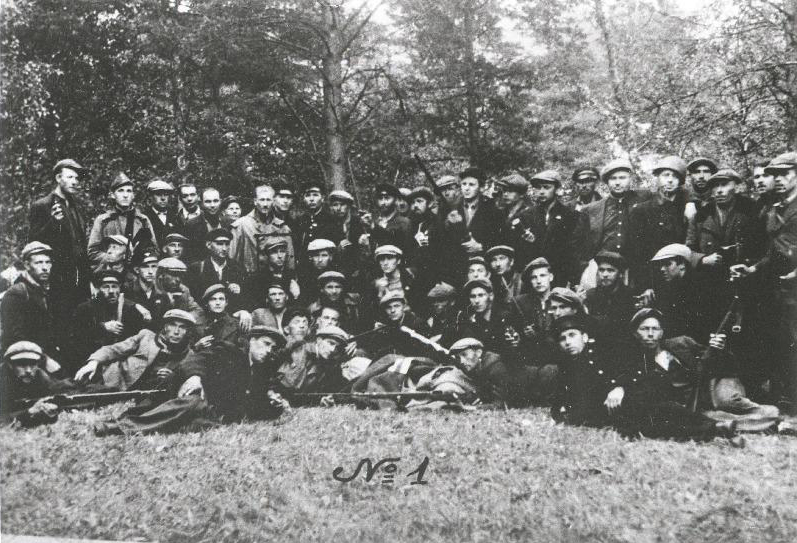
Partisans estoniens, les « Frères de la forêt ».

Des milliers d'Estoniens s'opposant à la deuxième occupation soviétique rejoignent un mouvement de guérilla connu sous le nom de « Frères de la forêt » (en estonien Metsavennad). La résistance armée est la plus intense au cours des premières années après la guerre, mais les autorités soviétiques l'affaiblissent progressivement par l'usure, et la résistance cesse effectivement d'exister au milieu des années 1950. Les Soviétiques lancent une politique de collectivisation, mais comme les agriculteurs y restent opposés, une campagne de terreur est déclenchée. En mars 1949, environ 20 000 Estoniens sont déportés en Sibérie. La collectivisation est entièrement achevée peu de temps après,.
Les autorités d'occupation, dominées par les Russes sous l'Union soviétique, commencent la colonisation de peuplement couplée d'une Russification, incitant des centaines de milliers de Russes ethniques et quelques autres peuples de l'Union soviétique à s'installer en Estonie occupée, dans un processus qui menace de transformer les Estoniens autochtones et leur culture en une minorité dans leur propre pays natal. En 1945, les Estoniens représentaient 97 % de la population, mais en 1989, leur part dans la population était tombée à 62 %.
Les campagnes de déportations massives des populations locales conduisent à une perte de 3 % de la population autochtone de l'Estonie. En mars 1949, 60 000 personnes sont déportées d'Estonie et 50 000 de Lettonie vers le Goulag en Sibérie, où les taux de mortalité atteignent 30 %. Le régime d'occupation crée un Parti communiste estonien, où les Russes sont majoritaires parmi les membres du parti. Économiquement, l'industrie lourde est fortement priorisée, mais cela n'améliore pas le bien-être de la population locale et cause d'énormes dommages environnementaux dus à la pollution. Le niveau de vie sous l'occupation soviétique continue de stagner par rapport à la Finlande indépendante voisine, en plein développement économique.
Le pays est fortement militarisé, avec des zones militaires fermées couvrant 2 % du territoire. Les îles et la plupart des zones côtières sont transformées en une zone frontalière restreinte qui nécessite un permis spécial d'entrée.
L'Estonie est fermée jusqu'à la deuxième moitié des années 1960, lorsque progressivement les Estoniens commencent à regarder clandestinement la Télévision finlandaise dans les parties nord du pays, obtenant ainsi un aperçu du mode de vie derrière le rideau de fer.
La majorité des pays occidentaux considèrent l'annexion de l'Estonie par l'Union soviétique comme une occupation illégale.
La continuité juridique de la république d'Estonie (surnommée Vaba Eesti - « l'Estonie libre ») est préservée grâce au gouvernement en exil et aux services diplomatiques estoniens basés à l'étranger - particulièrement depuis les pays nordiques ainsi qu'aux États-Unis - qui continuent d'émettre des passeports, et que les gouvernements occidentaux continuent de reconnaître,.
La diaspora estonienne, composée entre autres de 70 000 réfugiés, est très présente dans les pays anglo-saxons tels que les États-Unis, le Royaume-Uni, le Canada et l'Australie, et tente, non sans difficultés, d'alerter l'opinion publique locale à l'histoire de leur pays d'origine.

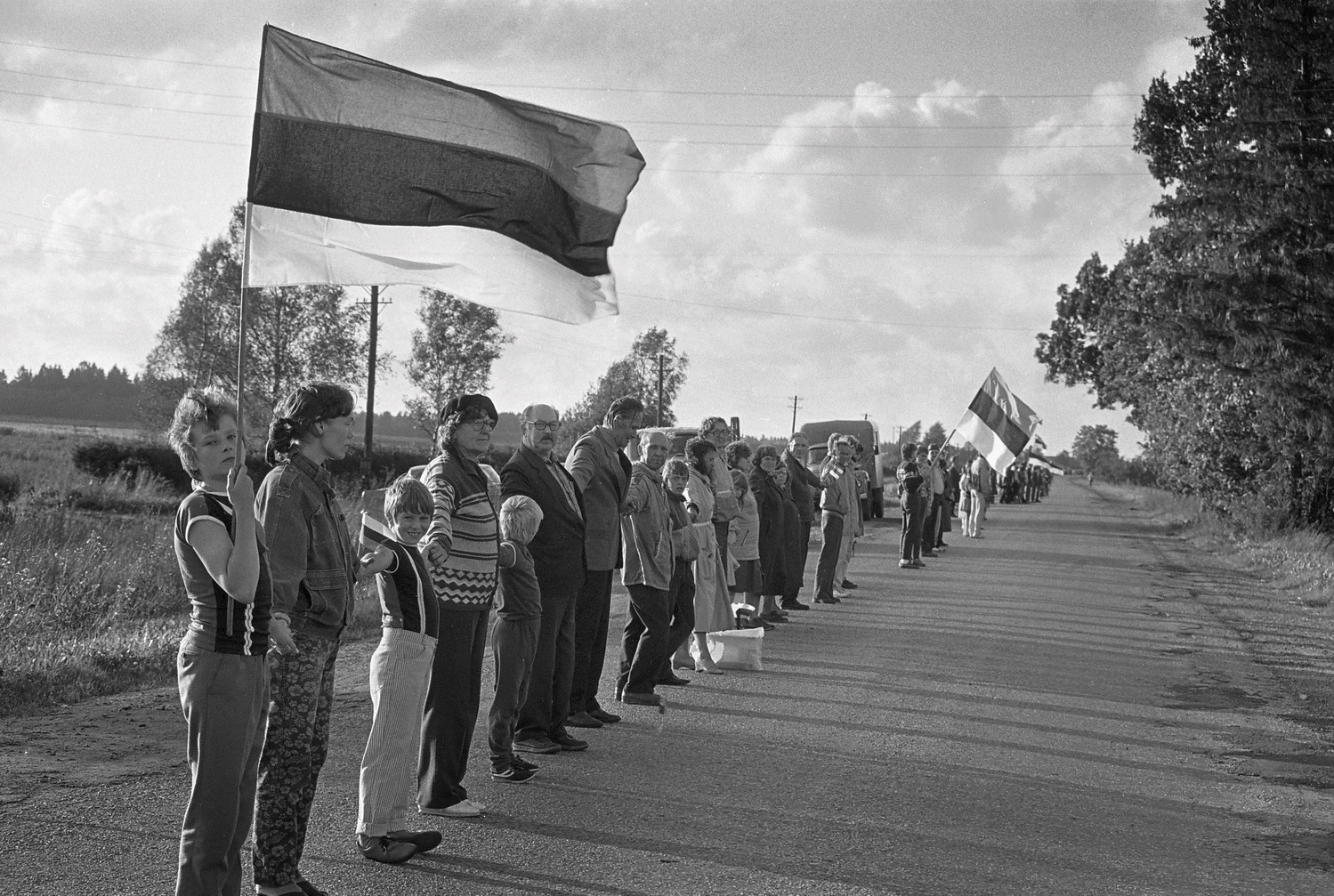
Lors de la Voie balte le 23 août 1989, deux millions de personnes forment une chaîne humaine à travers trois pays lors d'une manifestation de masse contre l'occupation soviétique.

L'introduction de la perestroïka par le gouvernement central soviétique en 1987 rend possible une activité politique ouverte en Estonie, déclenchant un processus de restauration de l'indépendance. Le mouvement est plus tard connu sous le nom de révolution chantante (en estonien laulev revolutsioon) en raison des chants traditionnels baltes utilisés lors des manifestations.
La campagne environnementale Fosforiidisõda (« guerre du phosphore ») devient le premier grand mouvement de protestation contre le gouvernement central.
En 1988, de nouveaux mouvements politiques apparaissent, tels que le Front populaire estonien, qui représente l'aile modérée du mouvement indépendantiste, et le plus radical Parti de l'indépendance nationale estonienne, premier parti non communiste de l'Union soviétique, exigeant le rétablissement complet de l'indépendance.
Le 16 novembre 1988, après la tenue des premières élections multipartis non truquées depuis un demi-siècle, le parlement de l'Estonie sous contrôle soviétique émet la Déclaration de souveraineté, affirmant la primauté des lois estoniennes. Au cours des deux années suivantes, de nombreuses autres parties administratives (ou républiques) de l'URSS suivent l'exemple estonien en émettant des déclarations similaires,.
Le 23 août 1989, environ 2 millions d'Estoniens, de Lettons et de Lituaniens participent à une manifestation de masse, formant la chaîne humaine de la Voie balte à travers les trois pays. En février 1990, des élections ont lieu pour former le Congrès de l'Estonie. En mars 1991, un référendum a lieu où 78,4 % des électeurs soutiennent une indépendance totale. Pendant le putsch de Moscou, l'Estonie déclare la restauration de la République le 20 août 1991.

### L'Estonie depuis 1991: intégration européenne, croissance accélérée et digitalisation

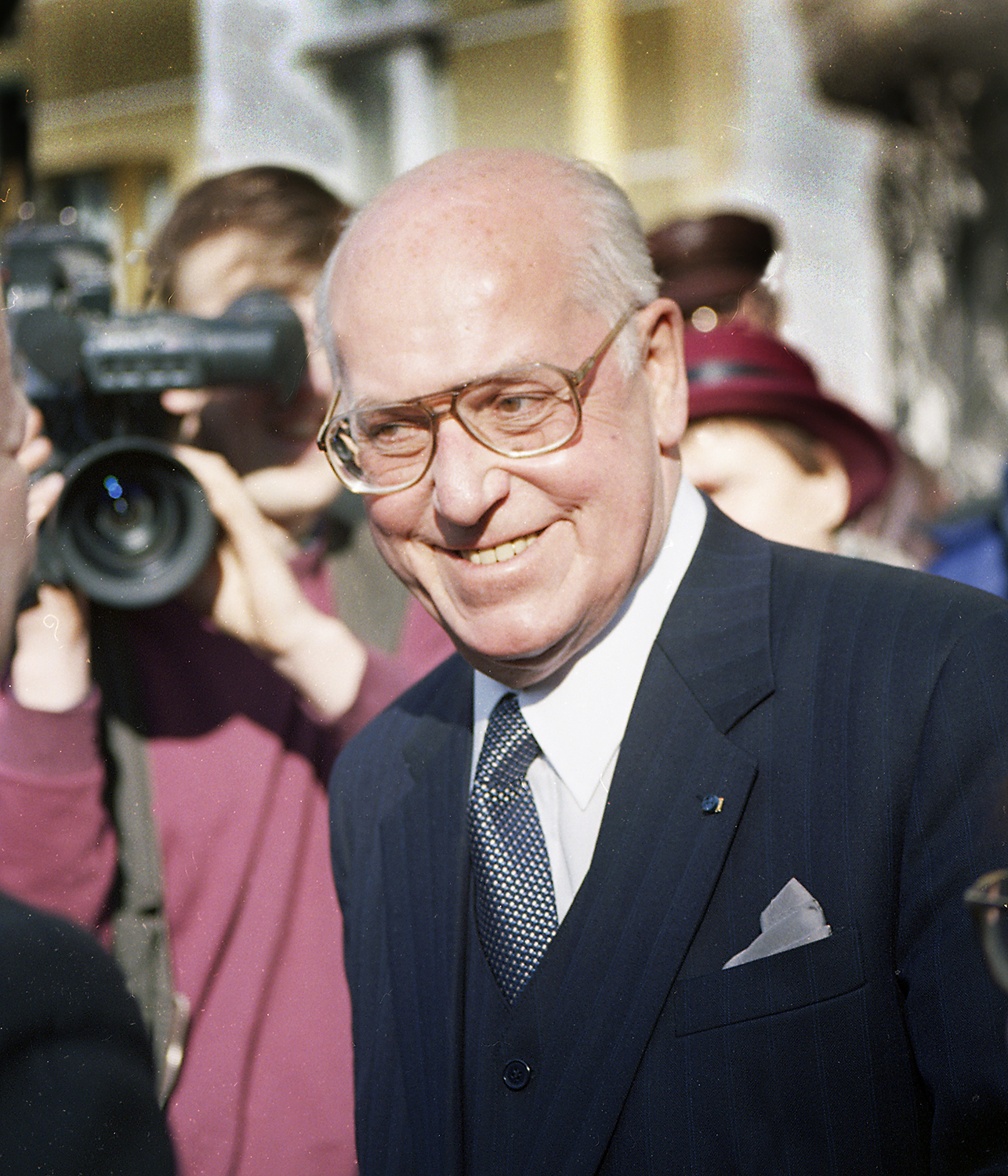
Lennart Meri, premier président de l'Estonie après le retour de l'indépendance.

Les autorités soviétiques reconnaissent l'indépendance estonienne le 6 septembre 1991, et le 17 septembre, l'Estonie est admise dans les Nations unies. Le gouvernement de retour d'exil passe le flambeau au nouveau président élu Lennart Meri en 1992. Les dernières unités de l'armée russe quittent l'Estonie en 1994. Le 28 septembre de la même année, le ferry MS Estonia reliant Tallinn à Stockholm coule dans la Mer Baltique. La catastrophe cause la mort de 852 personnes (dont 501 Suédois), constituant l'une des pires catastrophes maritimes du XXe siècle.
Le début des années 1990 est une période instable ou l'accession aux biens de première nécessité est difficile entre l'effondrement du système soviétique et la transition vers une économie de marché. De nombreuses mafias estoniennes en lien avec la Russie, prospèrent dans la continuité du marché noir dans l'ex-URSS. Les activités criminelles finissent par se réduire progressivement avec la restauration du système judiciaire et de la police. Dès 1992, des réformes économiques radicales sont initiées pendant le mandat du premier ministre Mart Laar pour passer à une économie de marché. Elles comprennent la privatisation, le lancement d'une nouvelle monnaie (la Couronne estonienne), un système fiscal simplifié et plus largement une politique plutôt libérale favorable à l'entrepreneuriat. Le développement économique rapide vaut à l'Estonie d'être le seul pays de l'ancien Bloc de l'Est à débuter les discussions en vue d'une adhésion à l'Union européenne sans période de transition. L'Estonie rejoint l'OMC le 13 novembre 1999.

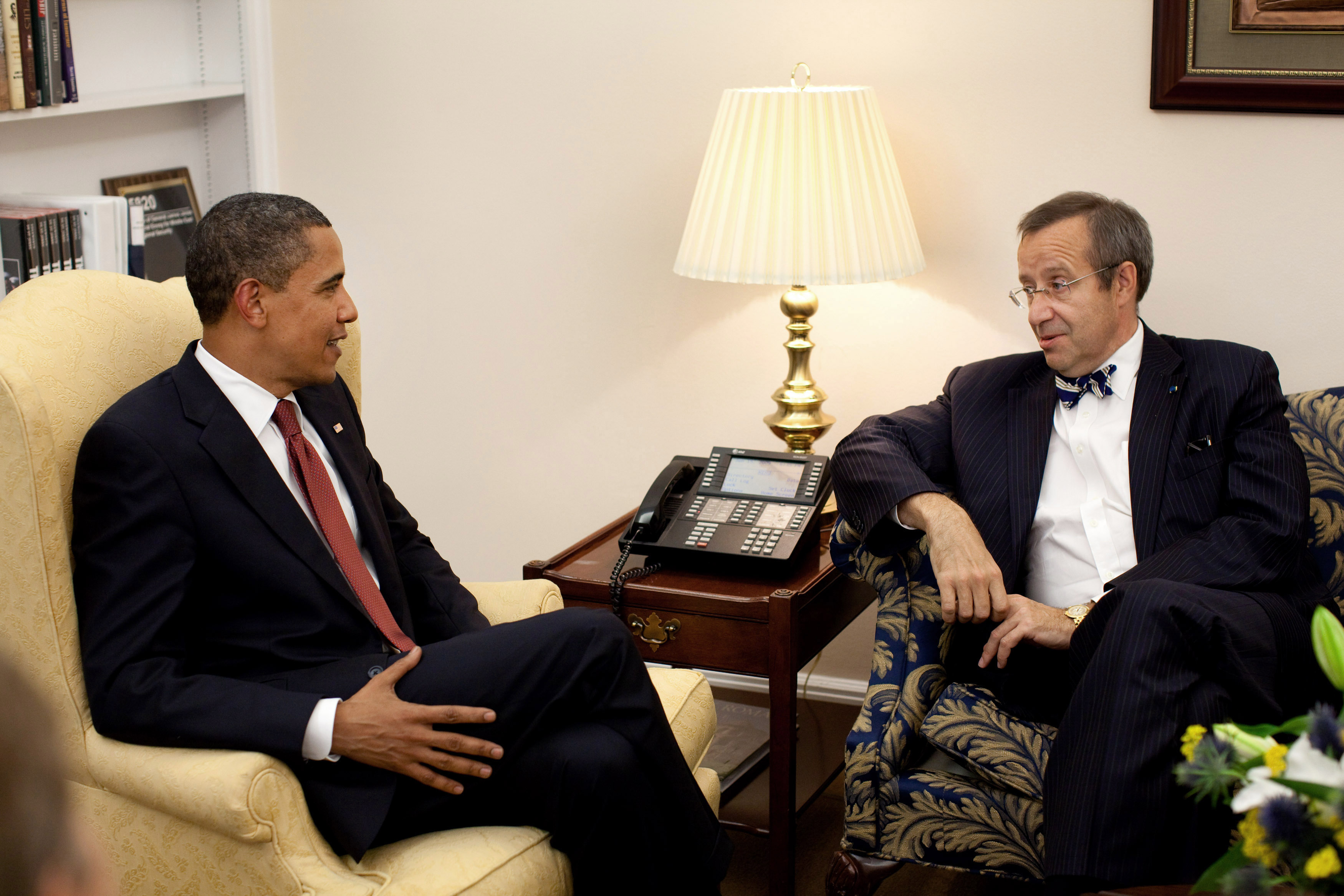
Échange entre le Président américain Barack Obama et le Président estonien Toomas Hendrik Ilves, lui-même descendant d'exilés estoniens aux États-Unis (2009).

En plus de revendiquer son héritage nordique, l'Estonie aligne sa politique étrangère sur celle des autres démocraties occidentales et se soustrait à l'influence de la Russie[réf. souhaitée]. Environ 300 000 descendants de colons russes de la période soviétique restent néanmoins vivre en Estonie, et disposent jusqu'en 2030 d'écoles publiques dans leur propre langue. L'Estonie rejoint l'Union européenne et l'OTAN en 2004.
Malgré un faible soutien de l'opinion publique, l'Estonie intervient lors de la Guerre en Irak à partir de 2003. En 2007, le déplacement d'un mémorial de l'époque soviétique controversé à Tallinn est suivi d'émeutes déclenchées par des membres de la minorité russe et d'une cyberattaque de très grande ampleur attribuée à la Russie. En réponse, l'Estonie installe sur son territoire le Centre d'excellence pour la cyberdéfense en coopération de l'OTAN. Après une très forte croissance, l'économie estonienne subit de plein fouet la crise financière de 2008 et traverse une intense période de récession. L'Estonie retrouve la croissance et rejoint l'OCDE en 2010 puis la zone euro en 2011.

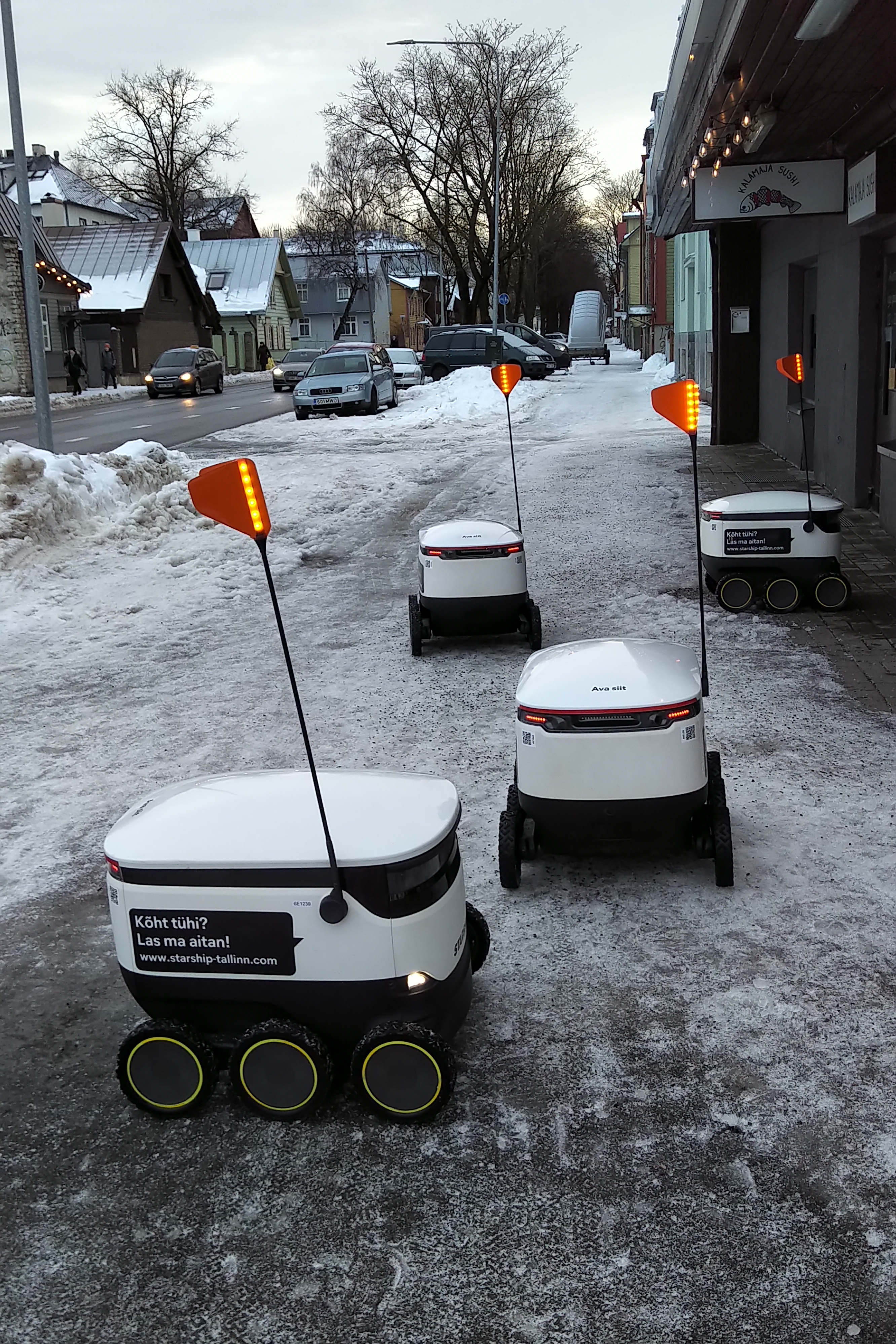
Robots de livraison de la société Starship Technologies, conçus et testés en Estonie.

Sous l'impulsion des Estoniens de retour d'exil menés par Toomas Hendrik Ilves et témoins de l'arrivée d'Internet dans les pays anglo-saxons, le gouvernement lance en 1996 la politique du « bond du tigre » (en estonien Tiigrihüpe), qui promeut massivement l'utilisation du numérique, notamment dans les écoles. En plus de rattraper son retard, l'Estonie devient précurseur dans l'utilisation des technologies de l'information pour les besoins du quotidien. Les innovations numériques pénètrent la société estonienne avant même de se répandre dans les pays de l'ancien bloc de l'ouest : banques en ligne dès 1996, administration des tâches gouvernementales (e-cabinet), impôts en ligne et paiements de parking par téléphone mobile dès 2000, système X-Road d'échange de données en 2001, carte d'identité à puce et signature numérique dès 2002, vote en ligne dès 2005, E-santé en 2008 et 2010, portail d'administration routière et E-Residence en 2014, distribution automatique des prestations sociales aux familles et authentification digitale des actes notariés en 2020 et même contrat de mariage en ligne en 2022.
Avec une politique basée sur le numérique, l'Estonie devient très vite une destination pour les entrepreneurs et investisseurs du secteur au point d'être surnommée « la Silicon Valley de l'Europe » par la presse étrangère, Tallinn devient la ville avec le plus de start-ups par habitants au monde et l'université de Tartu voit la création de plus de 50 entreprises spin-off. Bien qu'ayant parfois un siège à l'étranger, de nombreuses entreprises installent tout ou parties de leurs bureaux pour concevoir leurs produits depuis l'Estonie. Skype, Playtech, Glia, Veriff, ID.me, Gelato, Zego, Pipedrive, Bolt et Wise deviennent les 10 premières « licornes » estoniennes ou d'origine estonienne. De nouvelles sociétés en lien avec l'innovation industrielle, la deep tech et l'intelligence artificielle telles que Starship Technologies, Cleveron, Auve Tech ou Skeleton, voient ensuite le jour en Estonie dans les années 2010.

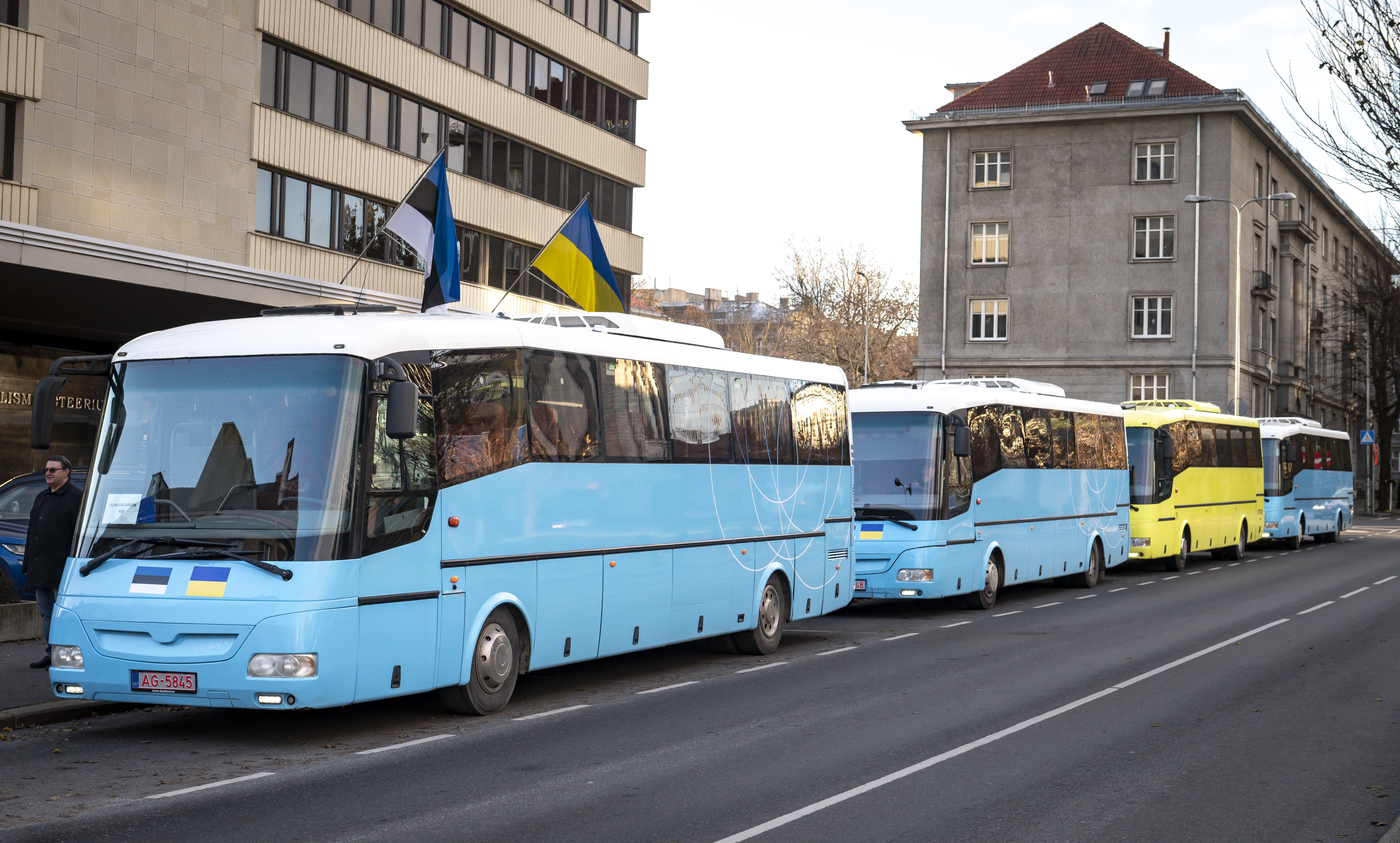
Départ d'un convoi humanitaire estonien vers l'Ukraine en novembre 2023.

La république d'Estonie célèbre son centenaire le 24 février 2018. En 2020, la pandémie de Covid-19 en Estonie fait plus de 3 000 morts.
L'Estonie est membre du Conseil de sécurité de l'ONU de 2020 à 2021.
Kaja Kallas, du Parti de la réforme, succède à Jüri Ratas au poste de Première ministre sous la présidence de Kersti Kaljulaid, faisant de l'Estonie le premier pays du monde avec deux femmes à sa tête. Témoins historiques de l'impérialisme russe, la société estonienne et le gouvernement soutiennent massivement l'Ukraine lors de son invasion par la Russie en 2022 (débutée le même jour que la fête nationale estonienne) avec de l'aide humanitaire, militaire et l'accueil de près de 50 000 réfugiés,. En réponse à l'agression russe, l'Estonie accélère le processus inachevé de décolonisation/dérussification sur son territoire,. Le pays fait face à la plus forte vague d'inflation de l'Union européenne avec un record de près de 25 % en août 2022. Après la réélection de Kaja Kallas sous la présidence d'Alar Karis, l'Estonie autorise en 2024 le mariage homosexuel. À la suite de la nomination de Kaja Kallas à la commission européenne, Kristen Michal devient le nouveau premier ministre.

## Politique et administration
L'Estonie est une démocratie libérale, dont le gouvernement a la forme d'une république. Les fondements de l'organisation politique et administrative de l'Estonie ont été énoncés pour la première fois par la Constitution estonienne de 1920, mais la constitution (põhiseadus) en vigueur date de 1992. Selon son article premier, « L'Estonie est une république démocratique indépendante et souveraine, où le pouvoir suprême appartient au peuple. L'indépendance et la souveraineté de l'Estonie sont intemporelles et inaliénables. »

### Organisation des pouvoirs
L'organisation des pouvoirs en Estonie est définie dans la constitution de 1992. L'Estonie possède un régime politique parlementaire comportant de nombreuses similarités avec ses voisins baltes et nordiques.
Le pouvoir législatif appartient au Parlement (Riigikogu, littéralement « Assemblée d'État ») formé d'une seule chambre formée de 101 députés élus tous les quatre ans au suffrage universel. L'élection prend la forme d'un scrutin proportionnel plurinominal avec listes ouvertes et vote préférentiel, conçu de manière complexe dans l'idée de rapprocher le plus possible les résultats en sièges à ceux du vote de la population,. Dans les faits, l'obtention de la majorité absolue des sièges par un seul parti politique est souvent impossible, ce qui encourage la formation de coalitions comprenant plusieurs partis. Le représentant ou dirigeant de la coalition peut ainsi être nommé par le président pour former un gouvernement.
Le pouvoir exécutif appartient en premier lieu au Gouvernement de la République (Vabariigi Valitsus) représenté et dirigé par le Premier ministre (Peaminister, littéralement « ministre de tête »). Le président de la République nomme un candidat-premier ministre (le plus souvent le représentant/dirigeant d'un parti ou d'une coalition majoritaire) qui doit ensuite être autorisé à former un gouvernement par le Parlement. Une fois nommés, les membres du gouvernement prêtent serment devant le Parlement. Le gouvernement est officiellement composé de 11 ministères ainsi que de la Chancellerie d'État (Riigikantselei) qui organise le travail gouvernemental.
Le chef de l'État est le président de la République (Vabariigi President), également pourvu du pouvoir exécutif. Il se tient néanmoins écarté du gouvernement. Le président, au minimum âgé de 40 ans, est élu pour cinq ans par le parlement et ne doit appartenir à aucun parti ou mouvement politique durant son mandat. Il promulgue les lois après le vote par le parlement mais dispose néanmoins du droit de renvoyer un texte de loi au parlement, ou encore de consulter la Cour d'État pour en vérifier la constitutionnalité. Il dispose également d'un pouvoir spécial, notamment en cas d'état d'urgence ou de guerre, ainsi qu'un rôle de représentation.

Personnages de l'état estonien
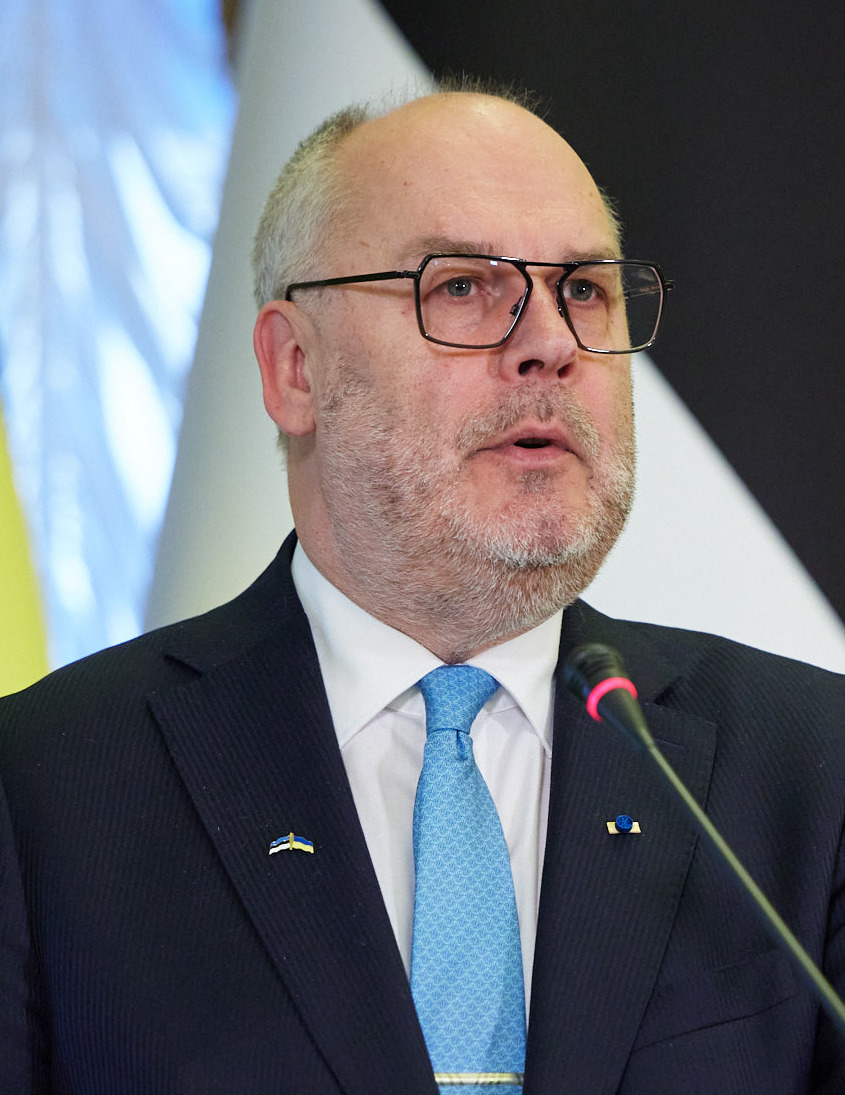
Alar Karis, président de la République depuis le 11 octobre 2021.
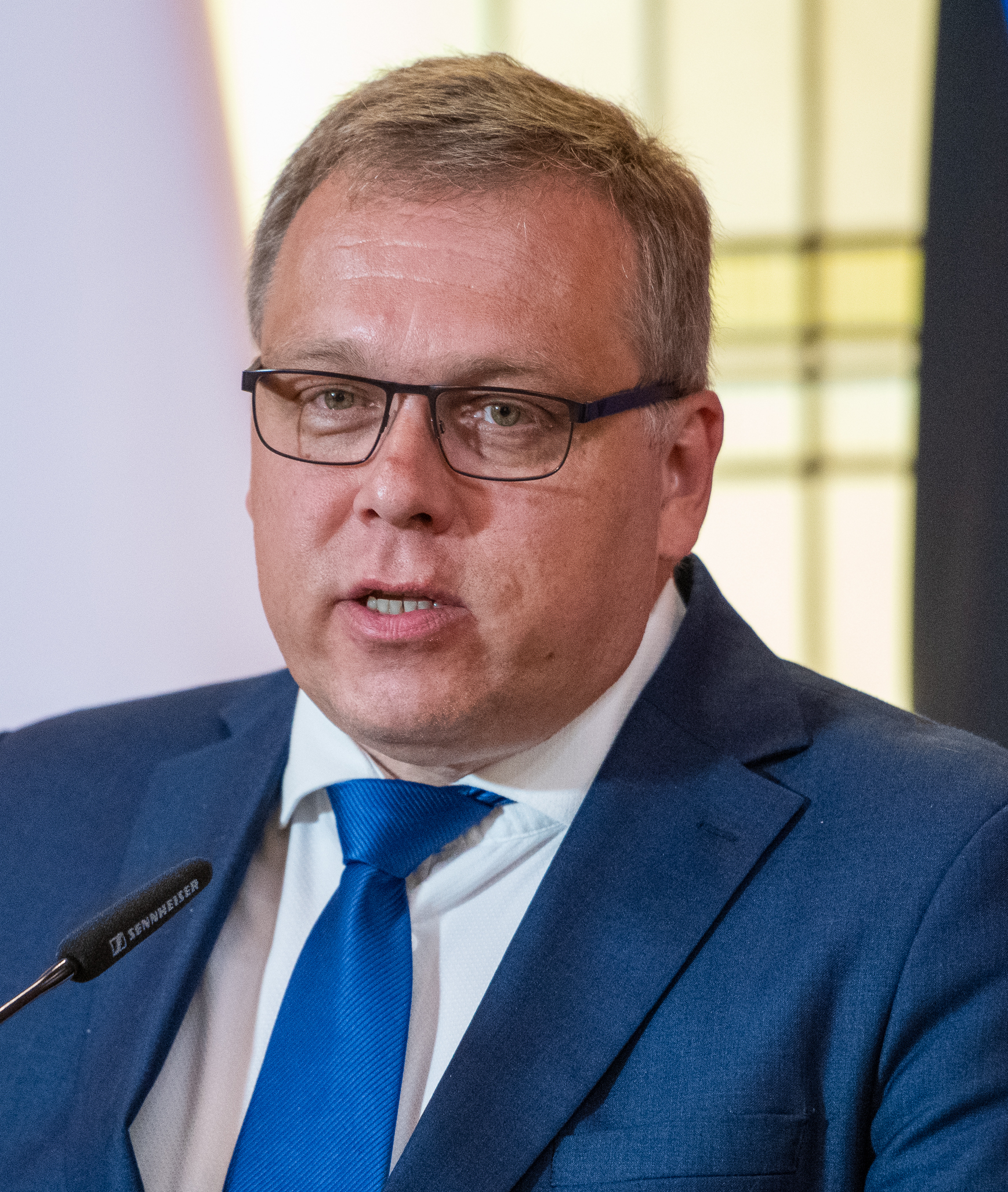
Lauri Hussar, président du Riigikogu (parlement) depuis le 10 avril 2023.
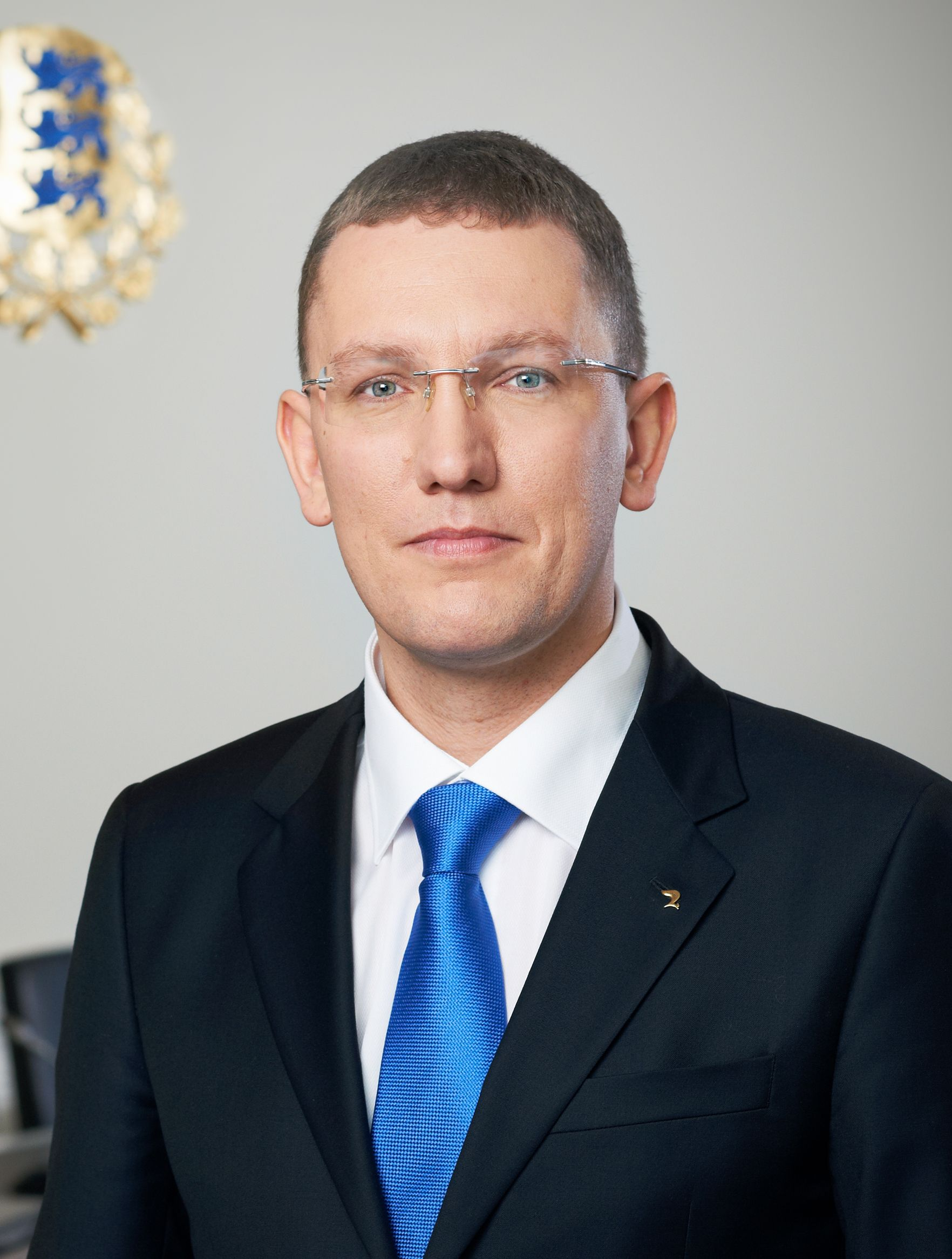
Kristen Michal, Premier ministre depuis le 23 juillet 2024

Le pouvoir judiciaire, quant à lui, est séparé des deux autres, bien que le président de la République dispose d'un droit de grâce. Le système judiciaire estonien est divisé en trois niveaux: les tribunaux administratifs et de comtés en première instance, les cours d'appels de districts en seconde instance, et la Cour d'État (Riigikohus), aussi appelée Cour suprême, en dernière instance. L'ordre administratif du pouvoir judiciaire est assuré par le Conseil d'administration des tribunaux, dirigé par le Juge en chef de la Cour d'État. La conformité des lois à la Constitution, la régularité des scrutins et, plus largement, le respect des institutions sont également contrôlés par la Cour d'État. Le droit estonien est de tradition romano-civiliste de type germanique (austro-allemand), et dispose que tout accusé, avant d'être condamné, est présumé innocent, et qu'une affaire peut être rejugée en appel sur demande d'une des parties.

### Gouvernement

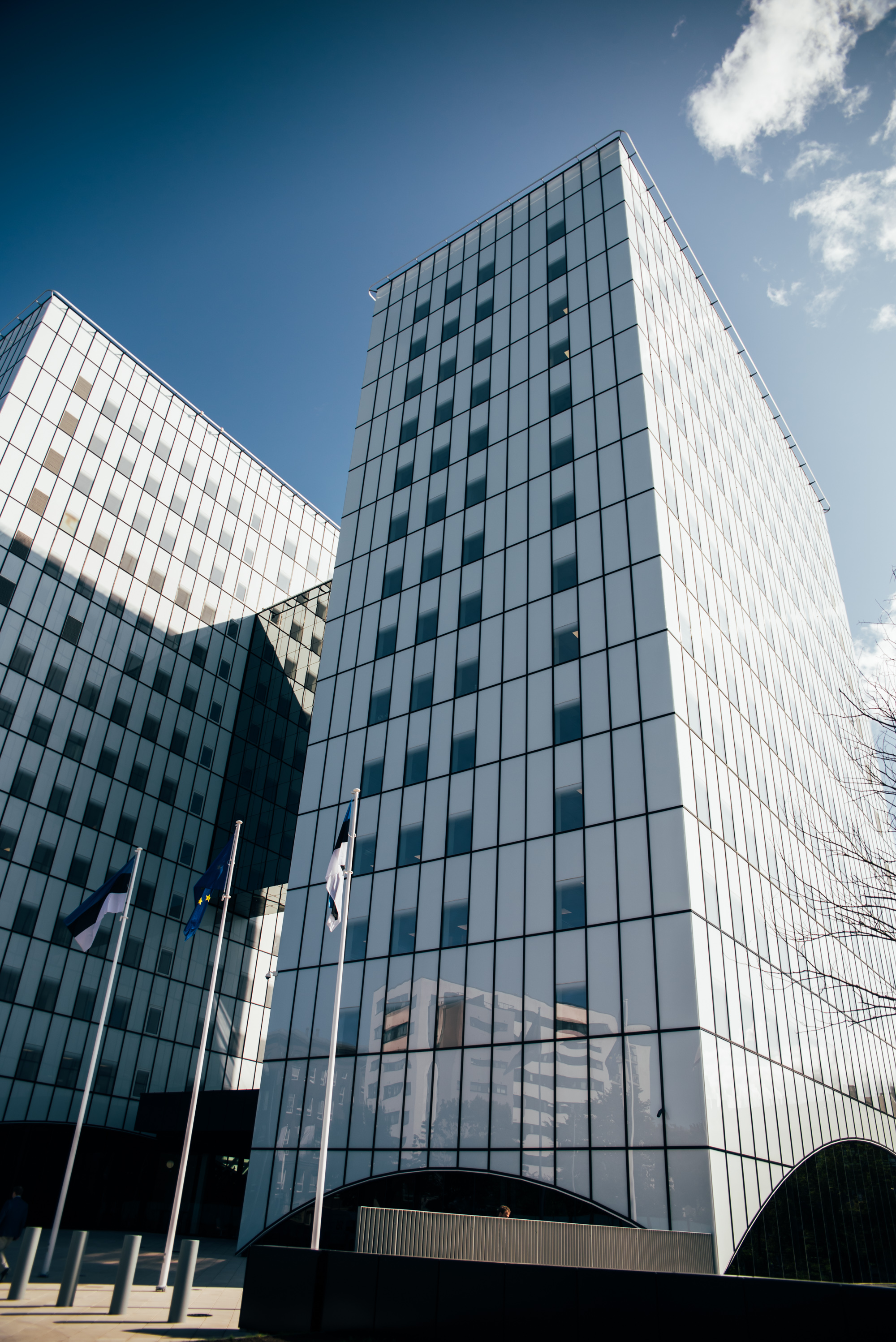
Le Superministeerium, bâtiment regroupant les administrations de plusieurs ministères.

- Par rapport au gouvernement Kaja Kallas III, les nouveaux ministres sont indiqués en gras, ceux ayant changé d'attribution le sont en italique.

| Fonction                                                               | Titulaire       | Parti |
| ---------------------------------------------------------------------- | --------------- | ----- |
| Premier ministre                                                       | Kristen Michal  | ERE   |
| Ministre de l'Éducation et de la Recherche                             | Kristina Kallas | E200  |
| Ministre de la Justice                                                 | Liisa Pakosta   | E200  |
| Ministre de la Défense                                                 | Hanno Pevkur    | ERE   |
| Ministre du Climat et de l'Environnement                               | Yoko Alender    | ERE   |
| Ministre des Infrastructures                                           | Vladimir Svet   | SDE   |
| Ministre de la Culture                                                 | Heidy Purga     | ERE   |
| Ministre des Affaires rurales et régionales                            | Piret Hartman   | SDE   |
| Ministre des Affaires économiques et des Technologies de l'information | Erkki Keldo     | SDE   |
| Ministre des Finances                                                  | Jürgen Ligi     | ERE   |
| Ministre de l'Intérieur                                                | Lauri Läänemets | SDE   |
| Ministre de la Santé                                                   | Riina Sikkut    | SDE   |
| Ministre de la Protection sociale                                      | Signe Riisalo   | ERE   |
| Ministre des Affaires étrangères                                       | Margus Tsahkna  | E200  |

### Découpage territorial et décentralisation
L'Estonie est divisée en 79 collectivités locales d'un seul niveau: les communes (kohalik omavalitsus, littéralement « gouvernements-propres locaux »). 64 communes d'Estonie sont dites rurales (en estonien : vallad au pluriel, vald au singulier), 15 autres sont dites urbaines (linnad au pluriel, linn au singulier). Chaque commune est gérée par un conseil municipal (rural : vallavolikogu, urbain : linnavolikogu) élu par les habitants tous les 4 ans, qui élit le maire parmi ses membres et nomme les adjoints au maire. Le maire (rural : vallavanem, urbain : linnapea) et ses adjoints forment le gouvernement (rural: vallavalitsus, urbain : linnavalitsus). Les communes ont leur propre budget et prélèvent des impôts locaux. Officiellement, les communes organisent les services sociaux, les activités culturelles et sportives, l'aide à la dépendance, le logement, la gestion de l'eau, la salubrité publique, l'ordre public, l'aménagement du territoire, l'urbanisme, les transports publics et prend en charge les équipements publics (écoles, bibliothèques, musées...) sauf si la loi estonienne confie ces services à un tiers.
Les communes ont souvent une surface très étendue avec parfois une très faible densité de population et incluent elles-mêmes ou une plusieurs localités (asustusüksus) qui peuvent être des villes (singulier linn, pluriel linnad), des bourgs (alev / alevid), des petits bourgs (alevik / alevikud) ou des villages (küla / külad). Des communes dites rurales peuvent inclure des localités urbaines et des communes dites urbaines peuvent inclure une ou plusieurs localités rurales. La superficie actuelle des communes date de la réforme de fusion des communes de 2017, qui à fait passer leur nombre de 213 à 79.
L'Estonie est également découpée en comtés (maakonnad au pluriel, maakond au singulier) qui n'ont pas de rôle politique. Les premiers comtés correspondent aux territoires des premières tribus estoniennes, le développement du féodalisme et la christianisation sous domination allemande ont divisés le territoire en villes, paroisses (kihelkonnad au pluriel, kihelkond au singulier) et en domaines/manoirs. Les comtés réapparaissent sous domination suédoise. Sous le règne polonais, les régions du Sud sont des voïvodies. Sous l'Empire russe, les gouvernements germano-baltes d'Estlande et de Livonie sont divisés en arrondissements (en allemand kreis). Les comtés deviennent une entité territoriale propre lors de l'indépendance de l'Estonie à partir de 1918. Dissous lors de l'occupation soviétique, ils réapparaissent sous une nouvelle forme avec des compétences à partir de 1991. Dotés d'un gouvernement (maavalitsus) jusqu'à une réforme territoriale votée en 2017, les comtés ne conservent aujourd'hui qu'un rôle symbolique sans institution dédiée.

### Tendances politiques, partis et élections
XIVe
Château de Toompea
Le système politique estonien, basé sur un régime parlementaire et une volonté de large représentativité, donne un fort pouvoir législatif au moment de son élaboration, ce qui mène à la formation de 16 gouvernements successifs entre 1924 et 1934. L'entre-deux-guerres est marquée par un fort soutien aux partis agrariens conservateurs et travaillistes patriotiques avec une percée populiste au milieu des années 1930. Après 1934, une période de transition autoritaire avec l'interdiction temporaire des partis voit au contraire un déséquilibre des pouvoirs en faveur de l'exécutif, elle entraine la création d'une nouvelle constitution en 1938 avec notamment la création du poste de président de la République.
Les occupations successives allemandes et soviétiques à partir de 1940 interrompent la vie politique estonienne. L'URSS organise, via le gouvernement fantoche de la RSS d'Estonie, des élections truquées (faux plébiscites) plaçant systématiquement en tête le Bloc communiste. La république d'Estonie, constitutionnellement maintenue en 1944, ne contrôle pas le territoire et n'organise plus d'élections, mais possède néanmoins un gouvernement en exil et un service diplomatique installé depuis l'étranger.
À la fin des années 1980, la révolution chantante réveille la conscience nationale estonienne, jusque-là transmise uniquement dans le cadre privé du fait de la répression politique. Le rétablissement de l'indépendance entraîne ensuite une dislocation de grandes coalitions ayant participé au renouveau politique estonien telles que le Front populaire ou Union de la patrie et engendre une recomposition politique. La nouvelle constitution de 1992 offre un meilleur équilibre entre l'exécutif et le parlement, tout en conservant le rôle central de ce dernier.
La vie politique de l'Estonie après la fin de l'occupation est marquée par des orientations libérales, à la fois sur le plan sociétal (liberté d'expression, pluralité des partis, liberté de la presse...) et économique (privatisations, ouvertures à la concurrence, politique favorable à l'entrepreneuriat...), avec néanmoins l'instauration de prestations sociales en parallèle. La plupart des coalitions au pouvoir depuis 1992 sont dominées par des formations de centre droit ou de droite libérale. Le Parti de la réforme gagne en soutien à partir du début des années 2000 et compte le plus de participations à des gouvernements, avec notamment les premiers ministres Siim Kallas, Andrus Ansip, Taavi Rõivas et Kaja Kallas. Les plateformes récentes Parempoolsed (centre-droit à droite) et Estonie 200 (centre) se veulent être des alternatives au Parti de la réforme. Plus à droite se trouvent le parti Isamaa, héritier de l'Union de la Patrie, ainsi que l'Assemblée des Agriculteurs, plus minoritaire, qui se veut héritière des partis agrariens d'avant-guerre.
La fin des années 2010 est notamment marquée par une montée du populisme d'extrême droite du Parti populaire conservateur (EKRE), issus de la fusion d'anciens partis conservateurs. Les dirigeants du parti sont ouvertement eurosceptiques, LGBTphobes, anti-immigration et suprémacistes blancs. Le parti parvient à entrer dans la coalition gouvernementale de 2019 à 2021. Les multiples déclarations des ministres du parti font alors l'objet de nombreuses controverses dans le pays et participent à la démission du premier ministre en 2021.
Le principal mouvement de gauche est le Parti social-démocrate. Ayant pris part aux gouvernements à de nombreuses reprises, le parti soutien l'amélioration des services publics et l'aide aux plus démunis, et se veut progressiste sur le plan sociétal. Il a notamment milité en faveur de l'introduction du mariage pour tous en 2023. Le Parti vert est le principal parti écologiste du pays. Le Parti du futur, beaucoup moins influent, est un mélange de mouvement agrarien et écologiste.
Le positionnement politique du Parti du centre d'Estonie, héritier du Front Populaire, est sujet à de nombreux débats. Officiellement affiché au centre-gauche, le Parti du centre est parfois perçu comme conservateur sur certains aspects,. Il reçoit entre autres un large soutien des membres de la minorité russophone du pays, plutôt conservatrice,,,,,. La ligne du parti fait l'objet de divergences internes qui entraînent le départ de plusieurs responsables fin 2023.
Il n'existe pas de parti politique ethnique notable en Estonie. En revanche, la politique d'opposition à l'invasion de l'Ukraine par la Russie du gouvernement en 2023 conduit en réponse à la création de micro-mouvements pro-russes très localisés à destination de la minorité russophone, comme Vasakpoolsed se réclamant du communisme,, ou encore le parti Ensemble (Koos).
Depuis le rétablissement de l'indépendance, le taux de participation aux élections nationales stagne autour de 60 %. Le résultat des élections législatives de 2023 remportées par le Parti de la Réforme accentuent la polarisation entre la coalition gouvernementale (Réforme, Sociaux-démocrates, Estonie 200) vue comme progressiste d'un côté, et l'opposition (EKRE, Isamaa, Parti du centre) plus conservatrice de l'autre,.
En Estonie, l'enregistrement des partis et de leurs membres est rendu public et consultable par tous.
Depuis 2007, l'Estonie est le seul pays au monde à avoir complètement généralisé le vote par internet dans tous ses scrutins. L'élection en ligne a lieu sous forme de vote anticipé la semaine précédant le jour de l'ouverture des bureaux de votes physiques. Les électeurs ayant déjà voté en ligne peuvent alors remplacer leur choix précédent en votant depuis le bureau de vote physique,,. Ce mode de scrutin a néanmoins été critiqué en raison de potentielles failles de sécurité, notamment dans une étude détaillée en 2014, la plateforme de vote en ligne fait néanmoins l'objet d'améliorations et mises à jour régulières dans ce domaine. Le record de participation en ligne est atteint lors des Élections législatives de 2023 avec plus de la moitié des voix comptabilisées obtenues par le vote par internet.

### Finances publiques
En Estonie, les prélèvements obligatoires représentaient 32,8 % du PIB en 2022, soit un taux presque identique à la moyenne des pays membres de l'OCDE, ce taux stagne. Les cotisations sociales représentent près de 34,75 % du total, soit environ dix points de plus que la moyenne des pays de l'OCDE ; à l'inverse, l'Estonie est l'un des pays développés où les impôts sur le revenu et sur les sociétés représentent une part plutôt faible du total des prélèvements obligatoires.
Les dépenses publiques totalisent 41,5 % du PIB en 2022. Le déficit public a augmenté, atteignant 3 % du PIB en 2023.
La dette publique de l'Estonie s'établit à 18,5 % du PIB au milieu de l'année 2023, faisant de l'Estonie le pays le moins endetté de toute l'Union européenne. Le record absolu de la dette publique est de 19,2 % du PIB en 2021, faisant suite à des emprunts contractés pour aider les entreprises et les ménages lors de la pandémie de Covid-19. L'Estonie est tenue de respecter les critères du Pacte de stabilité et de croissance de la zone euro, qui limite le déficit budgétaire à 3 % du PIB et la dette publique à 60 % du PIB, ainsi que les critères du Pacte budgétaire européen de 2012 qui limite le déficit structurel à 0,5 % du PIB pour l'objectif budgétaire à moyen terme.
Les trois principales agences de notation financière attribuent aux obligations estoniennes des notes convenables sans toutefois jamais attribuer les notes maximales. La note de Moody's est la plus élevée de la catégorie moyenne-haute (A1), tandis que Standard & Poor's et Fitch attribuent les notes les plus faibles de la catégorie haute (AA-),.

### Défense

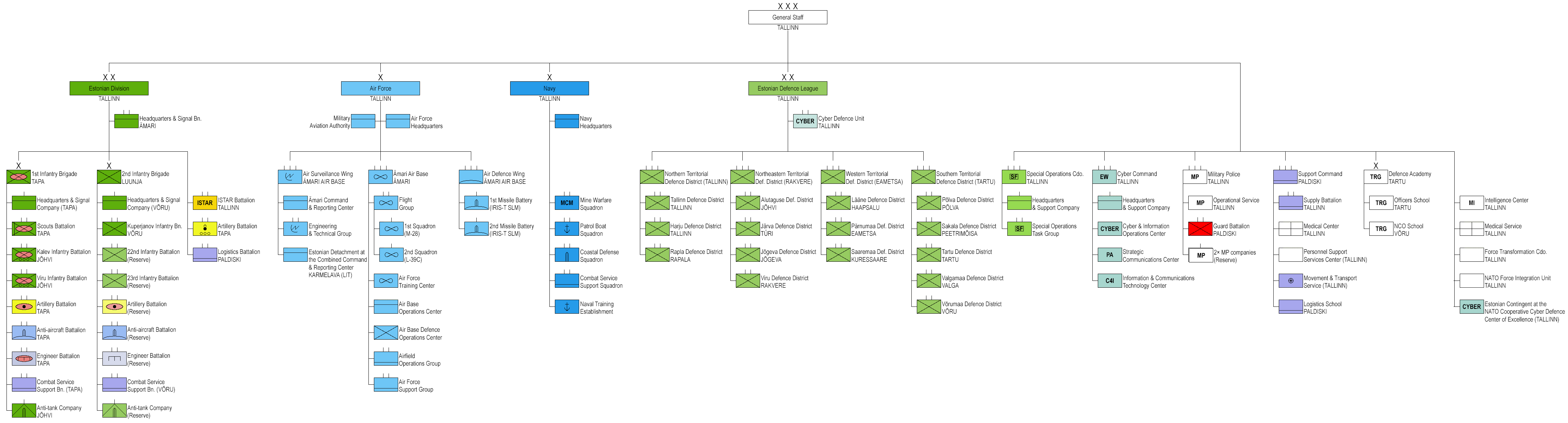
Organigramme de l'Armée estonienne.

L'Estonie dépense chaque année depuis 2015 plus de 2 % de son PIB dans son armée selon les données du SIPRI. Pour répondre entre autres, à la menace russe, l'Estonie a augmenté continuellement ses dépenses militaires depuis la fin de l'occupation en 1991, avec plus d'1 milliard d'Euro, soit 2,73 % de son PIB en 2023. Les forces armées estoniennes sont composées d'une armée de terre, d'une armée de l'air et d'une marine complétées par des unités logistiques de support, une police militaire, une académie militaire, des forces spéciales, un service de renseignement militaire et des unités de cyberdéfense.
Les forces de défense estoniennes se composent principalement de réservistes qui doivent avoir achevé le service militaire au cours des dix dernières années. Le service militaire dure généralement 8 ou 11 mois, est obligatoire pour les hommes âgés de 17 à 27 ans inclus, et volontaire pour les femmes,. La partie active des forces armées se compose de 43 000 soldats, dont 4200 professionnels à plein temps. En comptant les réservistes et les appelés, l'armée estonienne dispose de 230 000 soldats mobilisables à tout moment, soit 20 % de la population. Comme ses voisins lettons et finlandais, l'Estonie applique le principe de défense totale, à savoir l'implication de la société tout entière dans la protection du pays contre les agressions extérieures. Elle compte entre autres pour cela sur sa propre organisation paramilitaire : la Ligue de défense estonienne qui prépare la population aux situations de combats et de crises. Elle compte près de 30 000 volontaires.
L'occupation de l'Estonie par l'URSS a été à l'origine de la militarisation de nombreuses localités telles que Tartu, devenue ville fermée, ou encore l'aéroport de Pärnu,. Les derniers soldats de l'Armée rouge (devenue armée russe) ont quitté le territoire en 1994. Une partie des installations, alors vétustes, ont été progressivement rénovées pour accueillir l'armée estonienne reconstituée.
L'Estonie est engagée dans une coopération avancée avec la Lettonie et la Lituanie en matière de défense avec notamment plusieurs bataillons communs. L'Institut de défense de la Baltique, commun aux trois pays baltes, est basé à Tartu. L'Estonie participe également à la Politique de sécurité et de défense commune de l'UE via son engagement au sein du groupement tactique nordique,.
L'Estonie a rejoint l'Organisation du traité de l'Atlantique nord (OTAN) en 2004 et sa défense est assurée en collaboration avec plusieurs membres de l'alliance. La Police de l'Air baltique est chargée de lutter contre les multiples violations de l'espace aérien des pays baltes par la Russie,. De 2014 à 2023, la mission dispose d'unités sur la Base aérienne d'Ämari et a vu se succéder le Danemark, l'Allemagne, l'Espagne, le Royaume-Uni, la Belgique, l'Italie, la France, la Tchéquie, la Pologne et les États-Unis sur le sol estonien,. La base est temporairement fermée pour rénovation en 2024.
Un bataillon multinational de 2 200 soldats du Plan d'action « réactivité » de l'OTAN est également présent sur la Base militaire de Tapa depuis 2022 avec des troupes britanniques, américaines, française, danoises, et islandaises.
L'Estonie possède d'une expertise reconnue dans le domaine de la cyberdéfense. Elle possède depuis 2006 une unité spécialisée, le CERT (en Anglais Computer Emergency Response Team, littéralement « Équipe d'interventions rapides d'urgence informatique »), au sein de son administration. Elle accueille depuis 2008 le Centre d'excellence pour la cyberdéfense en coopération de l'OTAN.
Depuis les années 1990, l'Estonie a participé à de nombreuses opérations militaires extérieures dans le cadre des Nations unies (Croatie, Liban, Syrie et Mali), de l'Europe (Bosnie, Macédoine, Corne de l'Afrique et en Centrafrique) et de l'OTAN (Bosnie, Méditerranée). L'Estonie a également participé à la Guerre en Irak et est plus récemment intervenue en Afghanistan aux côtés des États-Unis, et au Mali aux côtés de la France.

### Appartenance à des organisations internationales
Après son indépendance, l'Estonie a intégré la Société des Nations en 1921. Elle fait partie des Nations unies depuis le rétablissement de son indépendance en 1991. À ce titre, l'Estonie a participé à plusieurs missions de maintien de la paix en Europe, Afrique et au Moyen-Orient. L'Estonie a fait partie du Conseil de sécurité des Nations unies en 2020 et 2021.
En 1995, l'Estonie signe un traité de libre-échange avec l'Union européenne et ouvre la question de son adhésion à cette dernière. Un autre accord d'harmonisation avec l'UE et déjà ratifié par la plupart des pays de l'ancien bloc de l'Est est signé en 1995. L'accord n'est ratifié par l'UE qu'en 1998, mais l'Estonie participe aux discussions stratégiques dès 1995 du fait de son développement économique prématuré. Les négociations d'adhésion se tiennent de 1999 à 2002, suivies par le traité d'adhésion et l'approbation par référendum en 2003, et l'entrée dans l'union européenne en 2004 aux côtés de 9 autres pays. L'Estonie fait partie de l'espace Schengen depuis 2007, et de la Zone euro depuis 2011. Sur la période 2021-2027, la contribution de l'Estonie au Budget de l'UE est de 320 millions d'euros, en augmentation. Les fonds européens reçus par l'Estonie sont plus élevés que sa contribution à l'UE,. Ce statut de bénéficiaire net pourrait toutefois évoluer après 2027. Le siège de l'Agence européenne de gestion des systèmes d'information (EU-LISA) est situé à Tallinn depuis 2012. L'Estonie a exercé la Présidence du Conseil de l'Union européenne dans la seconde moitié de l'année 2017.

L'Estonie, État membre de l'Union européenne.

Outre sa proximité culturelle, l'Estonie entretient des relations très étroites avec les Pays nordiques sur de nombreux aspects, notamment des coopérations en matière d'éducation, de défense, de finance et d'administration,,,,,. Le Conseil nordique des ministres possède une représentation officielle à Tallinn et des bureaux à Tartu et Narva,,. L'Estonie est membre de l'Assemblée balte et du Conseil des ministres baltes aux côtés de la Lettonie et de la Lituanie,. L'Estonie fait également partie du format Nordic-Baltic Eight (NB8) regroupant les coopérations nordiques et baltes.
L'Estonie fait également partie de l'Organisation mondiale du commerce (OMC), l'Organisation de coopération et de développement économiques (OCDE), du Conseil de l'Europe, et du Conseil des États de la mer Baltique. L'Estonie est aussi membre observateur de l'Organisation internationale de la francophonie.

### Politique étrangère et diplomatie

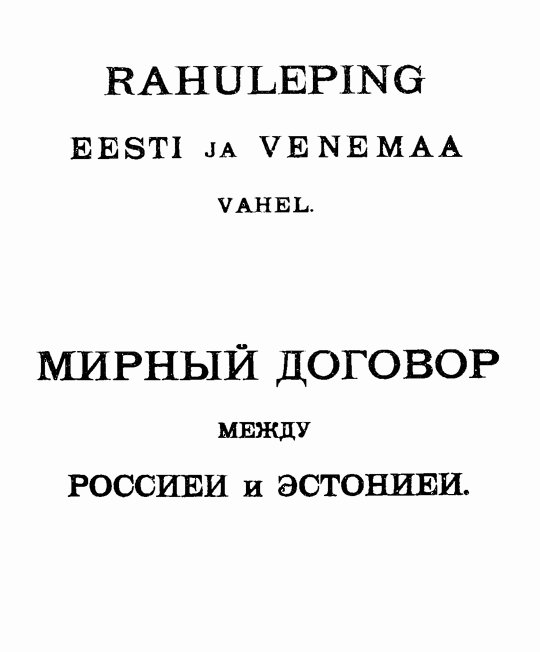
Première page du Traité de paix de Tartu de 1920, premier document reconnaissant la souveraineté de jure de la jeune république d'Estonie.

La république d'Estonie est reconnue par la plupart des pays du monde. En 2022, elle entretient des relations diplomatiques avec 191 pays et possède 41 ambassades. Elle est également représentée auprès des grandes organisations internationales dont elle fait partie telles que l'ONU et l'UE.
L'existence en droit de l'Estonie est reconnue pour la première fois par une puissance étrangère, la Russie bolchévique perdante de la Guerre d'indépendance, lors du traité de Tartu de 1920. Les grandes puissances de l'Entre-deux-guerres doutent de la viabilité politique et économique du jeune État estonien, avant de le reconnaître officiellement à partir de 1921,. Lors de la Seconde Guerre mondiale, l'Estonie est officiellement neutre mais subit les pressions politiques de l'URSS, qui finit par l'envahir et l'occuper en 1940,,.
Les représentations diplomatiques dans les pays du Bloc de l'Ouest sont les seules administrations estoniennes à ne pas être passées sous contrôle soviétique lors de l'invasion. Les légations à l'étranger maintiennent un embryon d'État estonien, en particulier depuis les villes de Londres et New York, et continuent de délivrer des passeports et d'aider les estoniens réfugiés. Pendant cette période, l'Estonie est le seul des trois pays baltes à posséder un gouvernement en exil, non reconnu à l'étranger, mais qui maintient la continuité constitutionnelle de la République jusqu'au rétablissement de son indépendance,.
Après 1991 et la fin de l'occupation, la politique étrangère de l'Estonie est marquée par une volonté de réintégration dans l'espace politique et économique européen et plus largement occidental, ainsi qu'une sortie rapide de la sphère d'influence de la Russie, perçue comme une menace pour sa souveraineté,. Les deux pays maintiennent néanmoins une coopération transfrontalière minimale malgré un désaccord sur les frontières,,. L'Estonie travaille à sensibiliser l'opinion internationale en témoignant des conséquences de l'impérialisme russe et soutient les pays menacés ou attaqués par la Russie, ce qui a pour effet de régulièrement détériorer les relations avec cette dernière,. L'Estonie réagit à l'invasion de l'Ukraine par la Russie en 2022 en apportant à l'Ukraine la plus forte aide rapportée au PIB parmi les pays alliés,.
L'Estonie entretient de proches relations avec les pays nordiques via le format Nordic-Baltic Eight, avec lequel elle mutualise une partie de ses activités diplomatiques,,,. Elle entretient des liens plus étroits avec la Finlande avec laquelle elle partage une culture similaire, et dans une moindre mesure avec la Suède, dont l'Estonie est une ancienne colonie,,. À partir de 1999, l'Estonie revendique son identité nordique, bien qu'elle ne fasse pas partie du groupe des pays nordiques constitué lorsque l'Estonie était sous occupation,.

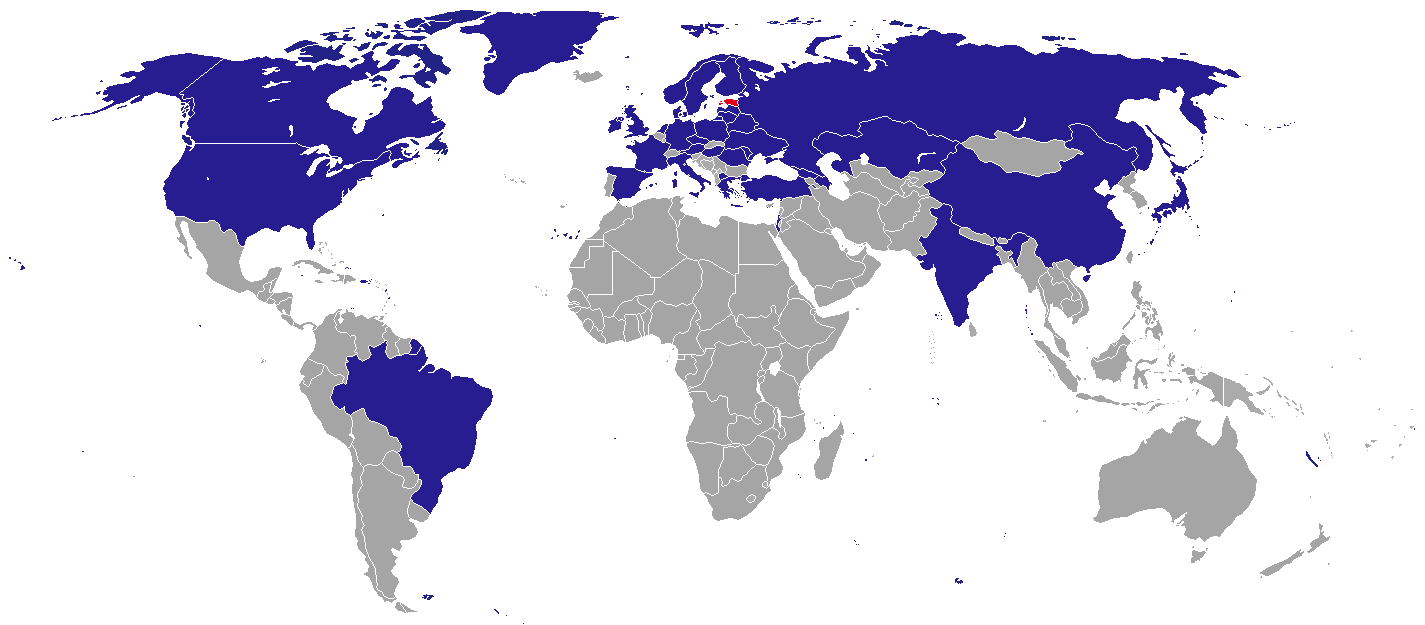
Représentations diplomatiques de l'Estonie à travers le monde. L'Estonie entretient des relations diplomatiques avec de nombreux pays en gris sans toutefois avoir de représentation permanente sur place.

De nos jours, l'Estonie fournit des services d'assistance et d'expertise en administration numérique à d'autres États et gouvernements dans le monde, ce qui lui permet de d'acquérir un certain soft power,,. Le pays aide ainsi au développement des systèmes d'informations souverains de divers pays, notamment en Afrique,. Elle collabore également avec d'autres pays européens comme l'Ukraine, ou encore des organismes internationaux comme l'Organisation mondiale de la santé,. L'Estonie possède elle-même une ambassade digitale au Luxembourg à la suite d'un partenariat entre les deux pays,. Elle héberge une partie des données souveraines de l'Estonie et permet de les préserver en cas d'éventuelle invasion.
L'Estonie dépense 0,16 % de son PIB dans des programmes humanitaires et d'aide au développement et se donne pour objectif d'augmenter sa participation à 0,30 % en 2030.

### Symboles nationaux

Les armoiries de l'Estonie trouvent leurs sources dans celles de la région de Tallinn, elles-mêmes venues du Danemark lors des Croisades baltes.

Les symboles actuels de l'Estonie datent de son indépendance au début des années 1920 et proviennent tant de son origine indigène fennique que des influences allemandes et scandinaves sur le pays.
Le drapeau national est constitué de trois bandes horizontales superposées de couleurs bleue (haut), noire (milieu) et blanche (bas). Le format du drapeau trouve sa source dans la tradition germanique des associations d'étudiants pendant la domination allemande de cette région (alors partie de l'Empire russe) au XIXe siècle. Le drapeau est d'abord celui de la Société des étudiants estoniens de l'université de Tartu avant de devenir le drapeau ethnique du peuple estonien. Le drapeau est installé devant chaque bâtiment lors des fêtes nationales et son utilisation fait l'objet de règles strictes énoncées dans une loi de 2005. Des modifications du drapeau incluant une croix scandinave pour rappeler l'identité nordique de l'Estonie ont plusieurs fois été proposées sans succès,.
Les armoiries de l'Estonie sont le symbole officiel de l'État estonien. Elles représentent trois lions bleus l'un sur l'autre. Elles trouvent leur source dans les armoiries de Tallinn et de l'ancienne province d'Estlande, elles-mêmes basées sur les armoiries du Danemark, dont la région et la ville sont des anciennes colonies. Les armoiries font également l'objet d'une loi spécifique datant de 2001.
L'hymne national de l'Estonie est Mu isamaa, mu õnn ja rõõm, écrit par l'écrivain et poète Johann Voldemar Jannsen sur une mélodie du compositeur allemand Fredrik Pacius. La mélodie, également connue en Suède est initialement celle de Maamme, l'hymne national de la Finlande et a connu un succès populaire après avoir été chantée au Festival estonien de la Chanson en 1869. Malgré des propositions faites au Riigikogu, l'utilisation de l'hymne n'est pas encadrée par la loi.
D'autres symboles issus de la nature ont également été choisis à la suite de consultations populaires. Ainsi, le Bleuet est la fleur nationale, l'Hirondelle rustique, le Hareng baltique, le Machaon et le Loup eurasien sont respectivement les oiseau, poisson, papillon et mammifère nationaux,,,. Le Calcaire gris est la pierre nationale.
Lors de l'occupation soviétique, les trois symboles de l'État estonien sont interdits et leur utilisation est punie de déportation ou d'une peine de prison. Les Estoniens chantent néanmoins un hymne non officiel Mu isamaa on minu arm lors des démonstrations publiques et trouvent des moyens détournés pour montrer les couleurs nationales,.

## Population et société

### Démographie
D'après le Statistikaamet, 1 366 491 habitants vivent en Estonie au 1er janvier 2024. D'après Eurostat la population de l'Estonie représente 0,3 % de la population de l'Union européenne. Au 7 juin 2023, 453 864 personnes, soit plus de 33 % d'entre eux, vivent dans la capitale Tallinn.
L'Estonie organise des recensements environ tous les 10 ans, y compris pendant l'occupation soviétique. Le dernier grand recensement date de 2021.

Espérance de vie en Estonie.

L'Estonie connait des variations brutales de population tout au long de l'histoire en raison des multiples guerres, invasions étrangères, famines et épidémies. L'Estonie passe de 240 000 à 100 000 habitants après la Guerre de Livonie au Moyen Âge. La population atteint environ 350 000 habitants à la fin du XVIIe siècle, mais est touchée par une grande famine, une épidémie de peste et la Grande guerre du Nord, réduisant à nouveau sa population à 150 000 habitants en 1712. L'absence de guerre et le développement du commerce au XIXe siècle porte la population à 730 000 en 1850. L'Estonie en plein processus d'indépendance vis-à-vis de l'Empire russe connait ensuite une transition démographique, quoique freinée par la première guerre mondiale. Le pays vit aussi à cette époque un Exode rural, bien que la majorité de la population vive encore dans les campagnes jusqu'à l'entre-deux-guerres.

Évolution animée de la pyramide des âges de l'Estonie.

La Seconde Guerre mondiale, les déportations puis la colonisation russe ethnique durant l'occupation soviétique changent drastiquement la composition de la population du pays. En 1953, la colonisation russe porte la population à un niveau similaire à celui d'avant-guerre. La population d'Estonie atteint un pic à plus d'1,5 million d'habitants en 1989 avant de baisser progressivement après la dislocation de l'URSS et le départ de certains colons russes. En 2015, la population atteint son plus bas niveau depuis le rétablissement de l'indépendance avec 1,313 million de personnes. La population augmente à nouveau légèrement chaque année depuis 2016, principalement en raison de l'immigration,.
Dans des projections allant jusqu'à l'année 2080, l'office des statistiques d'Estonie prévoit une stagnation ou une baisse progressive de la population selon différents scénarios incluant la fécondité et l'immigration.
L'augmentation de l'espérance de vie moyenne en Estonie est la plus rapide de toute l'Union européenne. L'espérance de vie moyenne est de 78,82 ans, et reste néanmoins en dessous de la moyenne européenne, et connait un écart important entre les sexes: les hommes vivent en moyenne 8,4 années de moins que les femmes,.

### Citoyenneté, minorités nationales et migrations

#### Nationalité ethnique et minorités nationales
La république d'Estonie reconnait une distinction entre la citoyenneté (ou nationalité politique) et la nationalité ethnique (ou culturelle) d'un individu. Les résidents d'Estonie peuvent déclarer leur appartenance ethnique lors des recensements. L'État publie des statistiques ethniques et donne à partir de 1925 un cadre spécifique aux minorités nationales. La loi sur l'autonomie culturelle de 1993 considère comme minorité nationale un groupe ethnique distinct des estoniens ayant des liens durables avec le pays, et permet aux membres de ces minorités de conserver leurs spécificités (langue, culture, religion...). Le ministère de la Culture recense 211 groupes ethniques différents sur le territoire national.

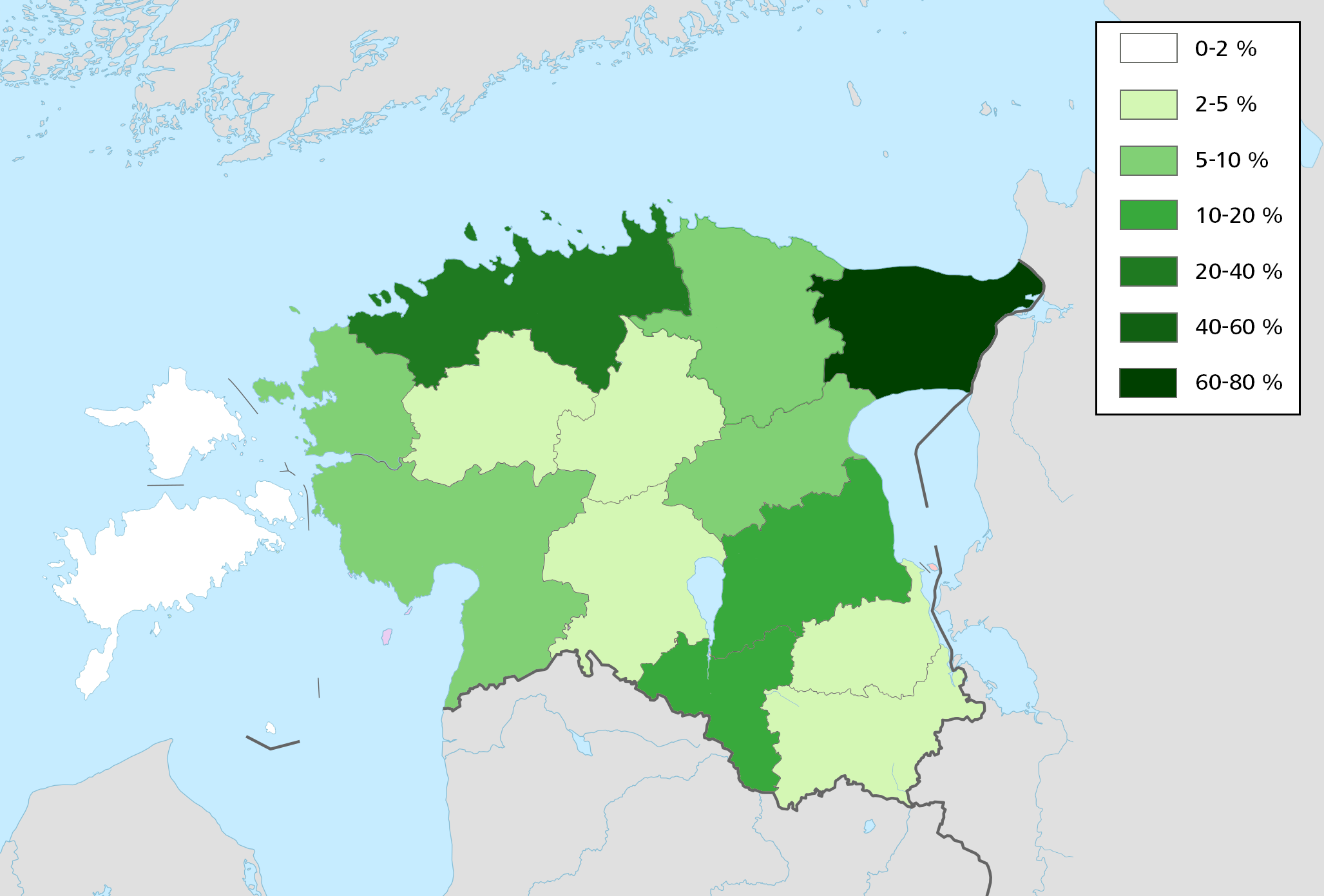
Part de la population russe ethnique dans chaque comté d'Estonie (2020).

Les minorités nationales historiques d'Estonie (Allemands de la baltique, Suédois d'Estonie, Juifs, Lettons et Russes baltes) formaient ensemble environ 12 % de la population avant la Seconde Guerre mondiale. Les invasions allemandes et soviétiques pendant la guerre entraînent le déplacement des Allemands, la fuite des suédois et l'extermination des juifs. Pendant l'occupation soviétique, la colonisation de peuplement augmente fortement le nombre de Russes ethniques, atteignant 30,3 % de la population totale en 1989. Ils bénéficient alors d'un système de ségrégation sociale mis en place par les autorités et disposent de leurs propres quartiers, écoles et institutions dans leurs propres langues ainsi que d'emplois plus attractifs. Les russes ethniques perdent leurs privilèges lors du rétablissement de l'indépendance en 1991 et se retrouvent ainsi marginalisés en raison de leur faible intégration dans la société. La situation des russes ethniques fait encore de nos jours l'objet de nombreux débats et controverses en Estonie. Néanmoins, cette minorité s'intègre progressivement et sa culture et son mode de vie tendent à converger avec ceux des Estoniens ethniques.

#### Citoyenneté
Depuis les années 1920, l'accession à la citoyenneté estonienne repose sur le droit du sang : un individu l'obtient dès sa naissance si au moins un des parents est citoyen estonien. Malgré l'occupation soviétique, les citoyens estoniens nés dans l'entre-deux-guerres n'ont légalement jamais perdu la citoyenneté, et leurs descendant l'ont ainsi obtenu automatiquement. En 2021, 1 128 433 habitants du pays sont des citoyens estoniens, soit environ 80 % de la population. Il est possible d'acquérir la citoyenneté du pays par naturalisation. Cependant, l'Estonie n'accepte pas la possession de la double citoyenneté pour les citoyens naturalisés, et exige un renoncement de leur citoyenneté d'origine,.
En 1991, la fin de l'occupation soviétique engendre le rétablissement de la souveraineté des lois estoniennes sur le territoire. Parallèlement, l'effondrement de l'URSS entraine l'expiration de la citoyenneté soviétique des colons installés en Estonie. De ce fait, des centaines de milliers de résidents se retrouvent apatrides. En raison de leur entrée sur le territoire dans un cadre illégal - transgression par l'URSS de l'article 49 de la Quatrième convention de Genève interdisant le transfert de populations civiles dans les territoires occupés, et invocation du principe de droit international Ex injuria jus non oritur (« les actes illégaux ne font pas loi ») -, l'Estonie impose à ces résidents d'effectuer les démarches de droit commun pour obtenir la citoyenneté estonienne,,,.
Ainsi, 180 000 ex-soviétiques (souvent d'ethnie russe, biélorusse ou ukrainienne) deviennent des citoyens estoniens via les procédures régulières de naturalisation depuis 1991. Près de 80 000 ex-citoyens soviétiques résidents ont choisi la citoyenneté russe et vivent en tant qu'étrangers sur le sol estonien. Près de 60 000 autres n'ont engagé aucune procédure de naturalisation depuis 1991, et sont toujours classées en tant que personnes à la citoyenneté indeterminée. Leurs descendants bénéficient néanmoins de facilités pour obtenir la citoyenneté estonienne,.

#### Migrations, populations étrangères et diaspora
À partir des années 2010, l'Estonie met en place diverses mesures pour attirer les étudiants, entrepreneurs et employés qualifiés du monde entier, l'origine des immigrants tend depuis à se diversifier. Le pays comptait en 2021 20 000 citoyens de l'Union européenne (hors Estoniens) dont des Lettons (5 038), Finlandais (4 677), Lituaniens (1 871), Allemands (1 796), Français (1 300) et Italiens (1 267). Le nombre de citoyens ne venant ni d'UE, ni des pays slaves orientaux (Russie, Ukraine, Bélarus) passe de 6 885 en 2018 à 17 052 en 2023. En 2021, l'Estonie comptait ainsi plus de 2 000 ressortissants africains, dont la moitié venant du Nigeria, et près de 7 000 asiatiques dont 1 300 Indiens. Enfin l'Estonie compte près de 2 000 personnes provenant d'Amérique, dont 855 ressortissants des États-Unis.
Selon Eurostat, l'Estonie possède en 2014 la quatrième plus forte proportion d'étrangers et non-nationaux parmi les pays de l'Union européenne, derrière le Luxembourg, Chypre et la Lettonie. À partir de 2015 le population augmente grâce à l'immigration, ce qui lui permet de compenser la faible natalité. En 200 595 habitants du pays étaient nés à l'étranger, soit environ 15 % de la population. À la suite de l'invasion de l'Ukraine par la Russie en 2022, près de 121 000 Ukrainiens, ont fui la guerre en passant par l'Estonie où ils bénéficient d'une protection temporaire,. La population d'Ukrainiens installés de manière permanente en Estonie passe de 15 934 en 2022 a 48 712 personnes en 2023.

Carte de la diaspora estonienne dans le monde.

L'Estonie a connu plusieurs vagues d'émigrations, notamment lors des différentes guerres et invasions. Le ministère des Affaires étrangères estime à 200 000 le nombre de personnes d'origine estonienne à travers le monde, et mène une politique active de lien avec la diaspora estonienne. La Finlande voisine compte environ 50 000 Estoniens, tandis que la Suède, les États-Unis et le Canada comptent chacun entre 20 000 et 30 000 citoyens estoniens,,. Toronto est la ville qui compte le plus d'Estoniens à l'étranger, elle héberge les organisations et réseaux d'Estoniens les plus actifs,.

### Famille, sexualité et égalité des sexes
En 2022, le taux de fécondité en Estonie est d'environ 1,41 enfant par femme, en baisse depuis 2018.
Du Moyen Âge jusqu'au XVIIIe siècle, les indigènes estoniens sont décrits comme ayant des mœurs plus libres concernant les relations sexuelles prénuptiales que les autres populations vivant sur le territoire. Pendant l'occupation soviétique, les relations hors mariages sont dissimulées car non acceptées par la société. L'absence de politique de santé sexuelle à destination de la population et d'accessibilité des moyens de contraception engendre alors un taux de naissance élevé dans la jeunesse ainsi qu'un usage étendu d'Interruptions volontaires de grossesse (autorisées en 1955) et une prolifération des maladies sexuellement transmissibles,,,.
Le rétablissement de l'indépendance de l'Estonie en 1991 génère plusieurs mutations dans les familles estoniennes. À partir de 1996, l'État met en place une politique active de prévention et d'éducation sexuelle, faisant chuter drastiquement le taux de naissance et d'avortements,. Le taux de mariage pour 1 000 habitants chute brutalement pour ensuite stagner entre 4 et 5. En 2022, le taux de mariage est de 5,27 mariages pour 1 000 habitants, un chiffre plus élevé que la moyenne européenne (4,2). Le taux de divorce connait un pic dans les années 1990 avant de redescendre a entre 1 et 2 divorces pour 1 000 habitants. La majorité sexuelle est fixée à 16 ans depuis 2022. Depuis 2014, l'Estonie reconnait l'union civile comme forme d'alternative au mariage, néanmoins les décrets d'application ne sont pas votés en même temps, créant des vides juridiques multiples jusqu'en 2023.

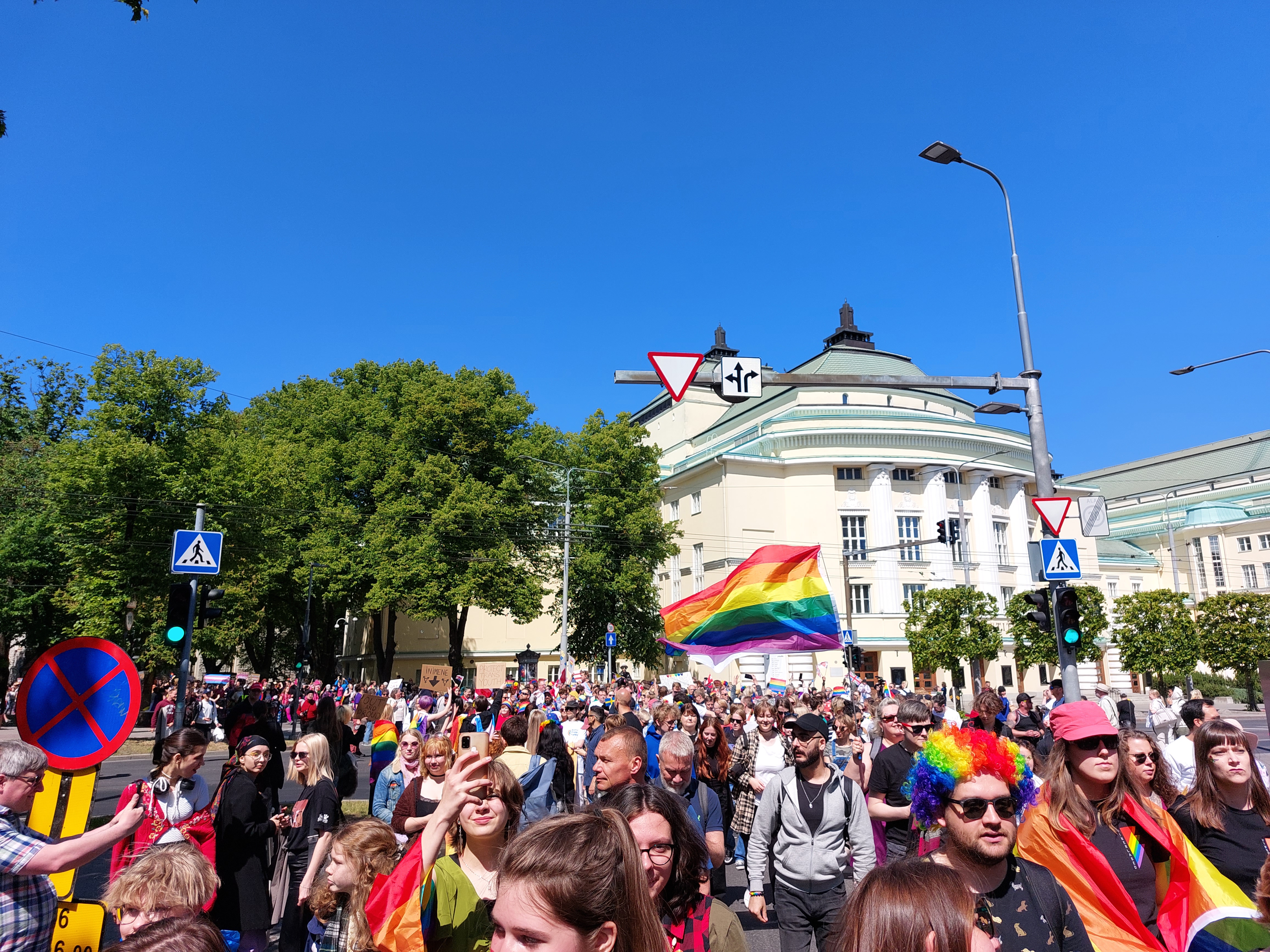
Marche des fiertés de Tallinn en 2023.

L'Estonie indépendante d'avant-guerre applique les anciennes règles de l'Empire russe contre l'homosexualité jusqu'en 1929, date à laquelle les relations homosexuelles sont légalisées,,. L'homosexualité est bannie par Staline pendant l'occupation soviétique, puis classée comme maladie mentale jusqu'à la révolution chantante à la fin des années 1980, ou se tiennent les premières réunions et conférences sur les minorités de genre,. Les droits des personnes LGBT s'améliorent progressivement dans l'Estonie indépendante, entre autres grâce au militantisme,. Les lois contre la discrimination, reconnaissant les unions de couples de même sexe à l'étranger, l'adoption pour les couples homosexuels et le droit de changer de genre à l'état civil pour les personnes transgenres sont votées dans les années 2010. Le mariage homosexuel est autorisé à partir de 2024,. Sur les questions LGBT, l'Estonie est de nos jours perçu comme le pays le plus progressiste et libéral parmi les pays d'Europe centrale et orientale, souvent dominés par le conservatisme,,,. Il existe néanmoins des différences entre les générations, les populations plus jeunes étant en moyenne plus tolérantes que les personnes âgés.
Dans la société indigène estonienne médiévale, les femmes disposent de droits significatifs, comme le droit d'hériter des terres. Le patriarcat s'impose progressivement, en raison de l'européanisation/christianisation de la société, ainsi l'élite nationaliste estonienne du XIXe siècle est dominée par les hommes. Selon l'Institut européen pour l'égalité (EIGE), l'Estonie possède de nos jours un index d'égalité de genre de 60/100 en 2023, faisant de l'Estonie l'un des pays d'Europe avec le moins d'égalité entre les sexes. Non documentées et largement ignorées pendant l'occupation soviétique, les violences domestiques et/ou sexuelles à l'égard des femmes et des mineurs sont un fléau dont la prise en charge par les autorités n'a réellement débuté qu'à partir du début des années 2000. Si l'Estonie est l'un des rares territoires de l'ancien Bloc de l'Est à avoir pris des mesures pour lutter contre les violences, elles restent néanmoins largement en deçà des politiques menées en Europe de l'Ouest.En outre, l'écart de salaire entre hommes et femmes s'élève à 19 %, la moyenne des pays de l'OCDE étant 12 %. L'un des facteurs d'inégalité est entre autres l'inégalité de temps entre les congés maternités (l'un des plus longs en Europe) et les congés paternités entraînant des répercussions sur les carrières professionnelles,. L'Estonie mène néanmoins une politique active contre les inégalités des genres, qui tendent à se réduire,,.

### Langues

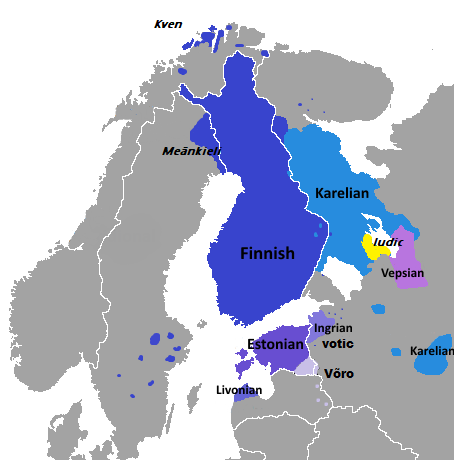
Carte des langues fenniques.

L'estonien est la langue officielle de l'Estonie et est parlée par 84 % de la population (dont 67 % en tant que langue maternelle),. La Loi sur les langues de 2011 donne à l'État la responsabilité de préserver la langue estonienne ainsi que ses dialectes régionaux. L'usage de l'estonien est régi par le Conseil de la langue estonienne (Eesti keelenõukogu). L'Estonie mène une politique active de protection de sa langue dans l'espace public via différentes lois (notamment inspirées de la Loi 101 de protection du français au Québec) et dispose d'une administration dédiée, le Keeleamet. L'Estonie reconnait également l'usage de la Langue des signes estonienne,. Malgré un attachement à la langue nationale, l'Estonie reste marquée par un fort multilinguisme : En 2021, 240 langues maternelles étaient recensées à travers le pays et 76 % des habitants maitrisaient au moins une langue étrangère,.
Seuls pays au monde a posséder des langues officielles fenniques, l'Estonie et la Finlande sont engagées dans la préservation des langues et des cultures indigènes fenniques (et plus largement finno-ougriennes et ouraliennes) présentes en Estonie, Finlande, Lettonie, Scandinavie, ainsi qu'en Russie où elles sont réprimées,,,,,. Le finnois, cousin de l'estonien, est par ailleurs la quatrième langue la plus parlée du pays, avec 10,7 % de locuteurs dans la population en 2021.

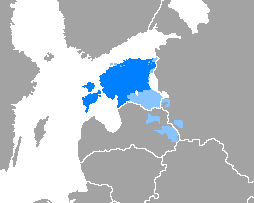
Zone d'usage de l'estonien et ses dialectes.

L'estonien du Nord et l'estonien du Sud formaient deux groupes de langues distinctes au Moyen Âge. L'estonien du Nord du pays a ensuite gagné en influence grâce au développement de l'imprimerie dans la région, puis s'est imposé comme norme pour l'estonien standard au XIXe siècle, y compris à Tartu, foyer intellectuel du pays pourtant situé au Sud. Les langues sud-estoniennes, dont les peuples Võros et les Setos comptent le plus grand nombre de locuteurs, sont officiellement considérés comme des dialectes. Du Moyen Âge au XIXe siècle, les langues indigènes se mélangent aux langues et dialectes des colons allemands et scandinaves. Ainsi l'estonien a reçu une très forte influence de l'allemand et des langues germaniques au sens large, notamment dans son vocabulaire et sa grammaire,.
La langue allemande a été largement parlée en Estonie jusqu'au début du XXe siècle et le départ des Allemands ethniques. En 2021, l'allemand est parlé par 6,9 % de la population et subsiste encore largement dans les noms propres des personnes et des lieux à travers le pays,,,.
Initialement peu développé sur un territoire germanisé pendant des siècles, l'enseignement du russe y est imposé à partir de la russification de l'Empire à la fin du XIXe siècle, puis est rendu à nouveau obligatoire pendant l'occupation soviétique. D'après le recensement de 2021, le russe est parlé par 66,6 % de la population d'Estonie, mais est associé à l'impérialisme de la Russie, et son usage et son apprentissage sont progressivement abandonnés par la population estonienne indigène,,,,. Le russe est cependant encore largement utilisé au sein de la minorité russe ethnique.
Avec 47 % de locuteurs dans la population, l'anglais est en 2021 la langue étrangère la plus largement comprise, parlée et apprise par la jeunesse, et elle remplace le russe en tant que seconde langue pour les générations d'Estoniens nés après le rétablissement de l'indépendance,,. En plus de l'anglais et des trois langues historiques du pays (estonien, russe et allemand), le français est enseigné dans de nombreuses écoles, l'Estonie étant membre observateur de l'Organisation internationale de la francophonie.

### Religions et croyances
Religions en Estonie (2021)
- Sans religion (58,4 %)
- Orthodoxie (16,3 %)
- Protestantisme Luthérien (7,7 %)
- Autres chrétiens (2,7 %)
- Islam (0,5 %)
- Néopaganisme estonien (0,5 %)
- Bouddhisme (0,2 %)
- Autres religions (0,9 %)
- Non-déclaré (12,7 %)

L'article 40 de la Constitution de 1992 garantit aux individus et organisations la liberté de conscience, de religion et de croyance. La république d'Estonie n'a pas de religion d'État, mais reconnait l'organisation des cultes et leur fournit un cadre juridique via la loi sur les églises et congrégations de 2002,. Certaines missions liées à l'État civil, comme l'enregistrement des mariages, peuvent être assurées par des congrégations religieuses via des accords avec le ministère de l'Intérieur,. L'Estonie est un des rares pays en Europe où la religion historique dominante (protestantisme luthérien) est différente de la religion majoritaire en nombre d’adeptes (orthodoxie),.
En 2021, 58,4 % de la population déclarait n'appartenir à aucune religion et en 2009, seuls 14 % des habitants déclaraient que la religion avait une place importante dans leur vie. De ce fait, l’Estonie est le pays le moins religieux du monde en termes d'appartenances déclarées,,.
Les premières populations d'Estonie pratiquent initialement des rites païens autour de pierres ou de bosquets sacrés,. Ils prient ensuite leurs propres divinités liées à la religion nordique ancienne, du fait des échanges avec les peuples scandinaves pendant l'Âge des Vikings. Le catholicisme des colons allemands apporté lors les croisades baltes du XIIIe siècle est massivement remplacé par le protestantisme luthérien, venu directement d'Allemagne continentale à partir du XVIe siècle, puis renforcé par la conquête suédoise à partir du XVIIe siècle, avec une parenthèse piétiste. Du fait de la séparation sociale avec l'élite allemande, les paysans estoniens ne sont pas complètement convertis et certains continuent de pratiquer des rites païens en parallèle, créant des formes de syncrétismes,.
À partir du XIXe siècle, les nationalistes estoniens cherchent à s'émanciper des croyances venues de l'extérieur et créent leur propre religion néo-païenne à la fois basée sur les pratiques folkloriques anciennes et sur l'invention artificielle de nouveaux dieux, créant un panthéon et une mythologie. Dans l'Estonie indépendante de l'entre-deux-guerres, près de 80 % des estoniens se déclarent toujours luthériens, mais seulement 27 % d'entre eux déclarent participer activement à la vie des congrégations,. Les invasions allemandes et soviétiques pendant la Seconde Guerre mondiale conduisent les membres du clergé à fuir le pays. Pendant l'occupation soviétique, les croyances religieuses sont rejetées par le pouvoir soviétique, qui cherche à y imposer son idéologie. L'église luthérienne connait alors un fort déclin dans les années 1970.

Les religions connaissent un léger regain d’intérêt au moment du rétablissement de l'indépendance, même si la société est en très grande majorité laïcisée. Les membres de la minorité russe ethnique, plus croyants et conservateurs, retrouvent l'Église orthodoxe qui devient la première religion du pays en nombre d'adhérents. La religion luthérienne domine néanmoins toujours la culture et la société estonienne: une grande partie du patrimoine bâti religieux, des traditions ainsi que les fêtes et jours fériés sont luthériennes, à la manière des pays voisins (Finlande, Suède et Lettonie).

Monuments religieux notables d'Estonie
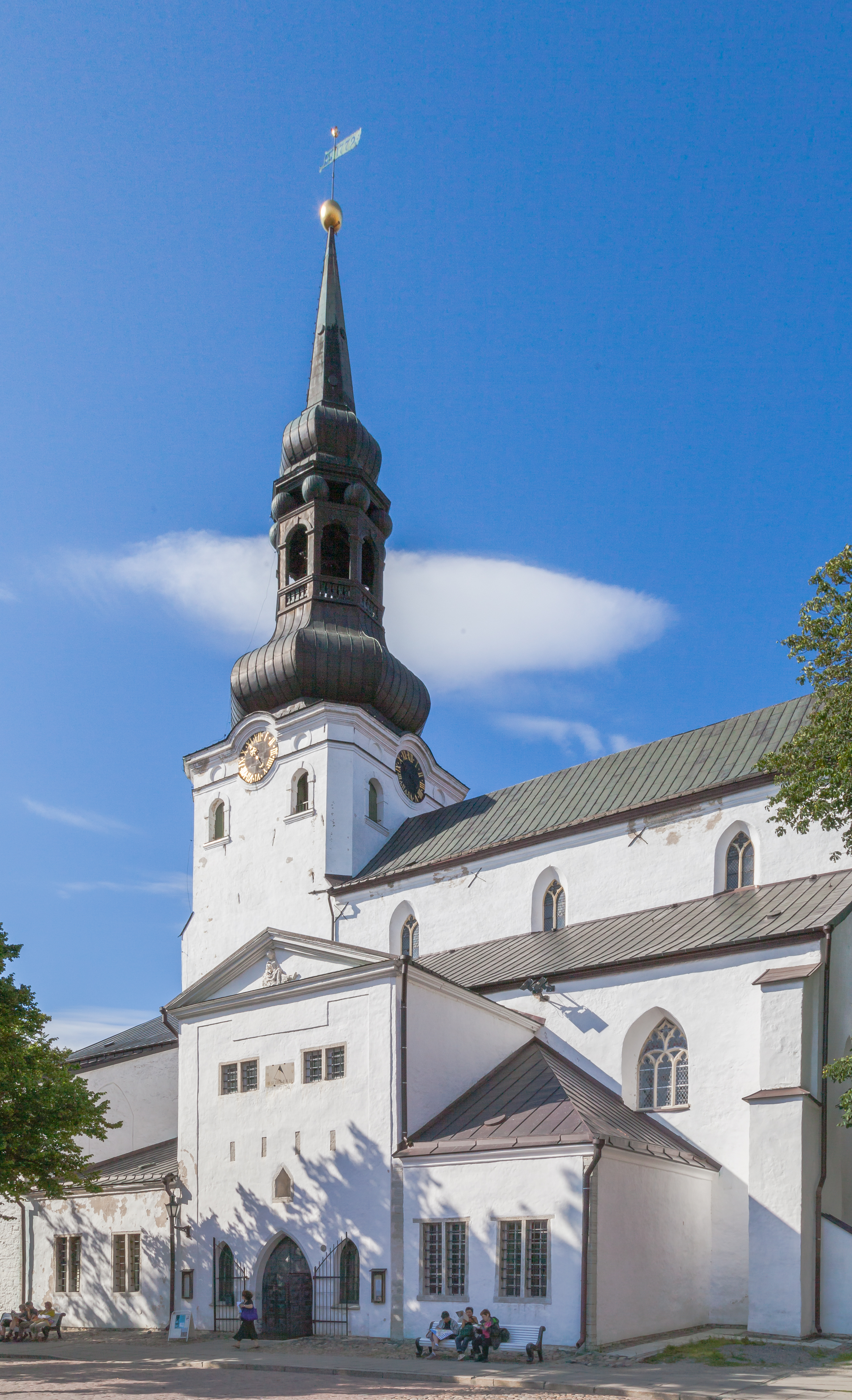
Cathédrale luthérienne Sainte-Marie de Tallinn.
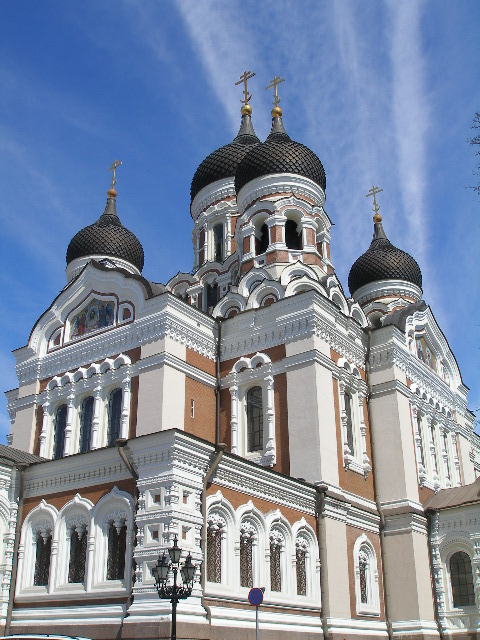
Cathédrale orthodoxe Alexandre-Nevski de Tallinn.
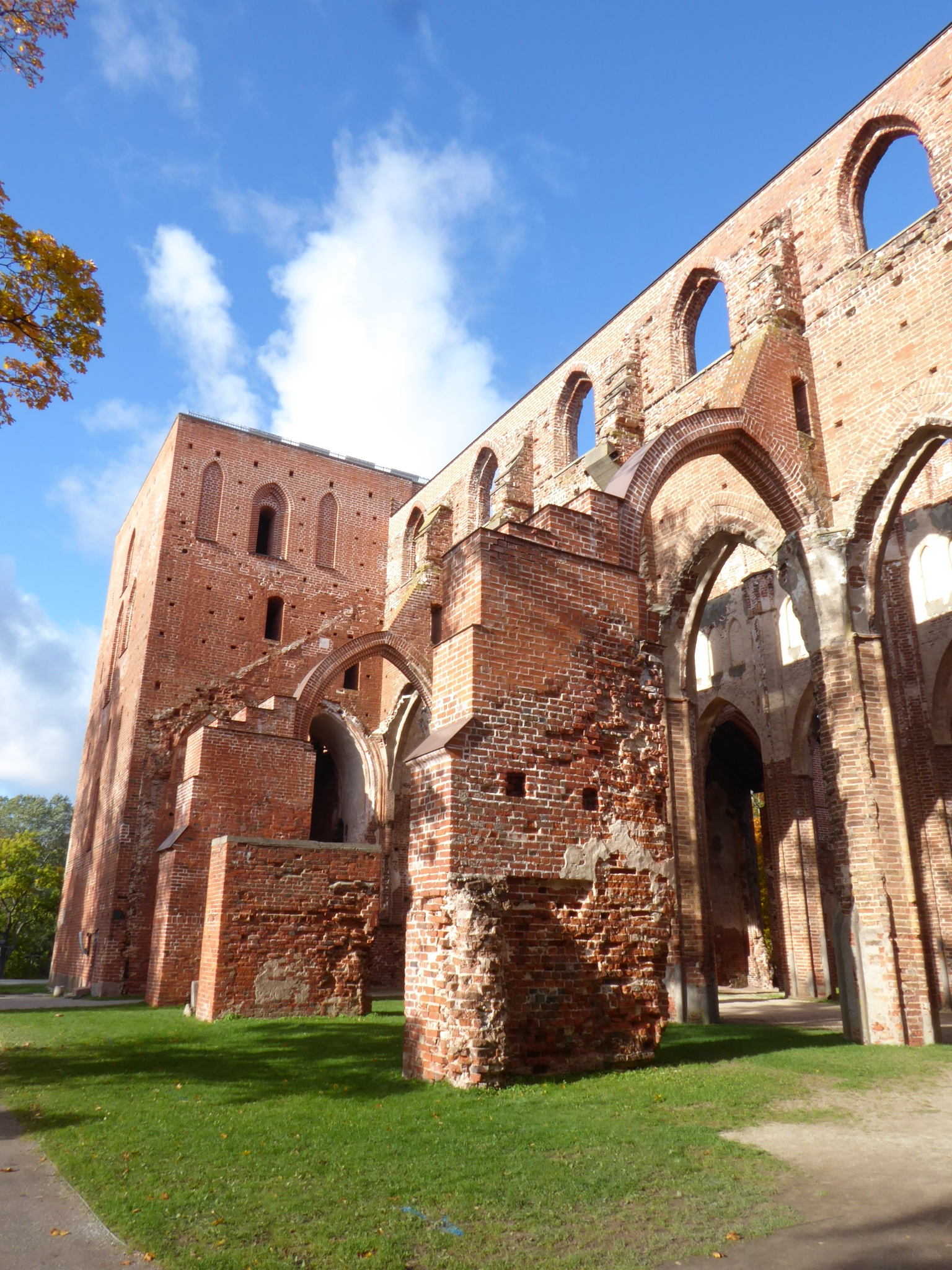
Ruines de la Cathédrale catholique de Tartu, endommagée pendant la Réforme protestante.
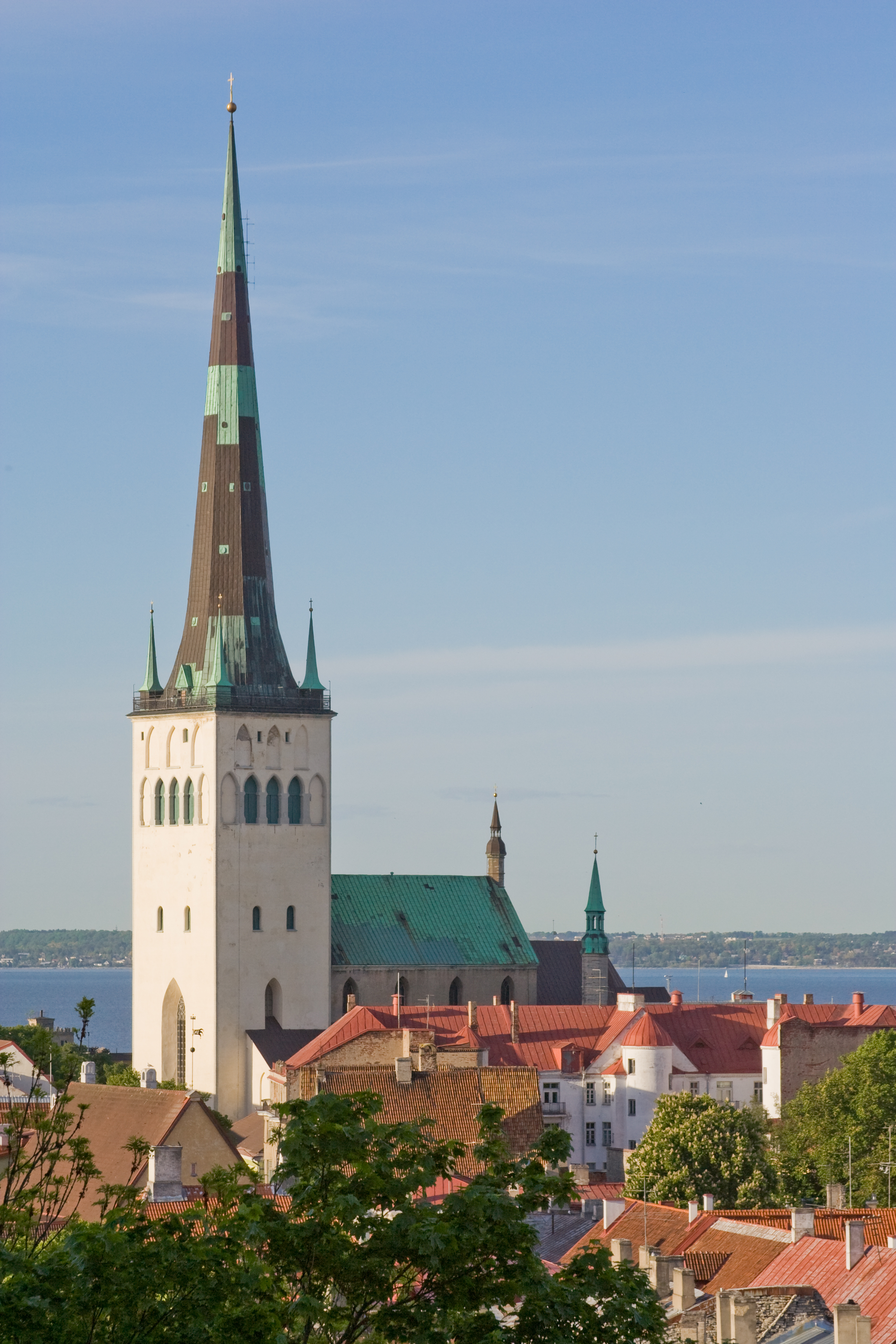
Église baptiste Saint-Olaf de Tallinn, anciennement église luthérienne scandinave.

L'Estonie compte aujourd'hui une large diversité de religions minoritaires telles que les Catholiques, les Orthodoxes vieux-croyants, les Juifs d'Estonie, les néo-païens, les Bouddhistes, les Musulmans ou encore d’autres branches du protestantisme (Baptistes, Pentecôtistes...). Les syncrétismes entre les croyances païennes indigènes et les religions chrétiennes sont encore présentes de nos jours chez les peuples autochtones Setos (orthodoxes) et Võros (luthériens) dans le Sud du pays. Par ailleurs, les Témoins de Jéhovah sont considérés comme une religion en Estonie.
La sécularisation puis l'ouverture et la libéralisation du pays après 1991 voit apparaître une forme consumériste de la spiritualité,,. Des croyances multiples inspirées du néo-paganisme estonien se mélangent aux pratiques répandues dans le monde occidental basées sur le New Age ou l'Ésotérisme. L'Estonie compte de nos jours une forte concentration d'entrepreneurs proposant des activités basées sur ces croyances, notamment des pseudo-médecines comme le Reiki ou la médecine chinoise,.

### Éducation

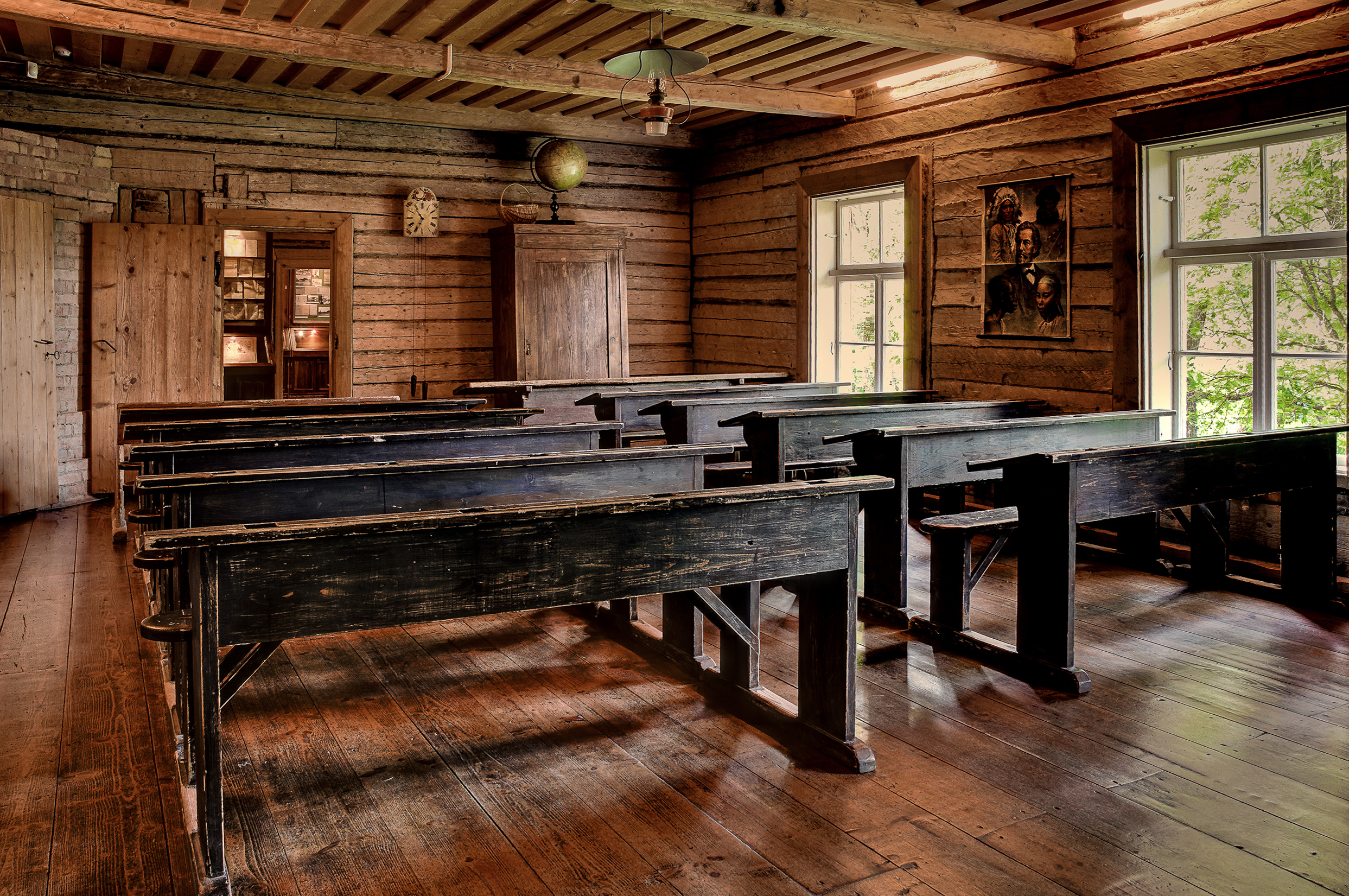
Ancienne école de Palamuse datant du XVIIe siècle, devenue un musée.

L'origine du système d'éducation formelle en Estonie remonte aux premières écoles religieuses fondées pendant la colonisation allemande au Moyen Âge à destination des Allemands-baltes. Par la suite, le règne suédois du XVIIe siècle et le développement de la pensée protestante parmi les Allemands encourage l'accès à l'instruction pour les paysans autochtones. Ainsi, aux XVIIIe et XIXe siècles, les indigènes estoniens comme les germano-baltes font partie des peuples avec le plus fort taux d'alphabétisation de tout l'Empire russe : plus de 90 % des habitants des provinces d'Estlande et Livonie savent lire et écrire, alors que les trois quarts de la population totale de l'Empire sont analphabètes,. Depuis le XVIIe siècle, l’éducation joue un rôle central dans la société estonienne, où elle est perçue comme un vecteur d’émancipation et de liberté,.
D'après Eurostat, les dépenses d'éducation représentent 6,4 % du PIB en 2022, faisant de l'Estonie le quatrième pays européen en la matière après l'Islande, la Belgique et la Suède,. Selon les enquêtes PISA menées parmi les pays de l'OCDE, l'Estonie est le premier pays européen pour l'acquisition des savoirs en mathématiques, sciences et compréhension écrite. D'après les évaluations, l'Estonie est l'un des pays de l'OCDE ou le contexte socio-économique a l’impact le plus faible sur les performances des élèves.

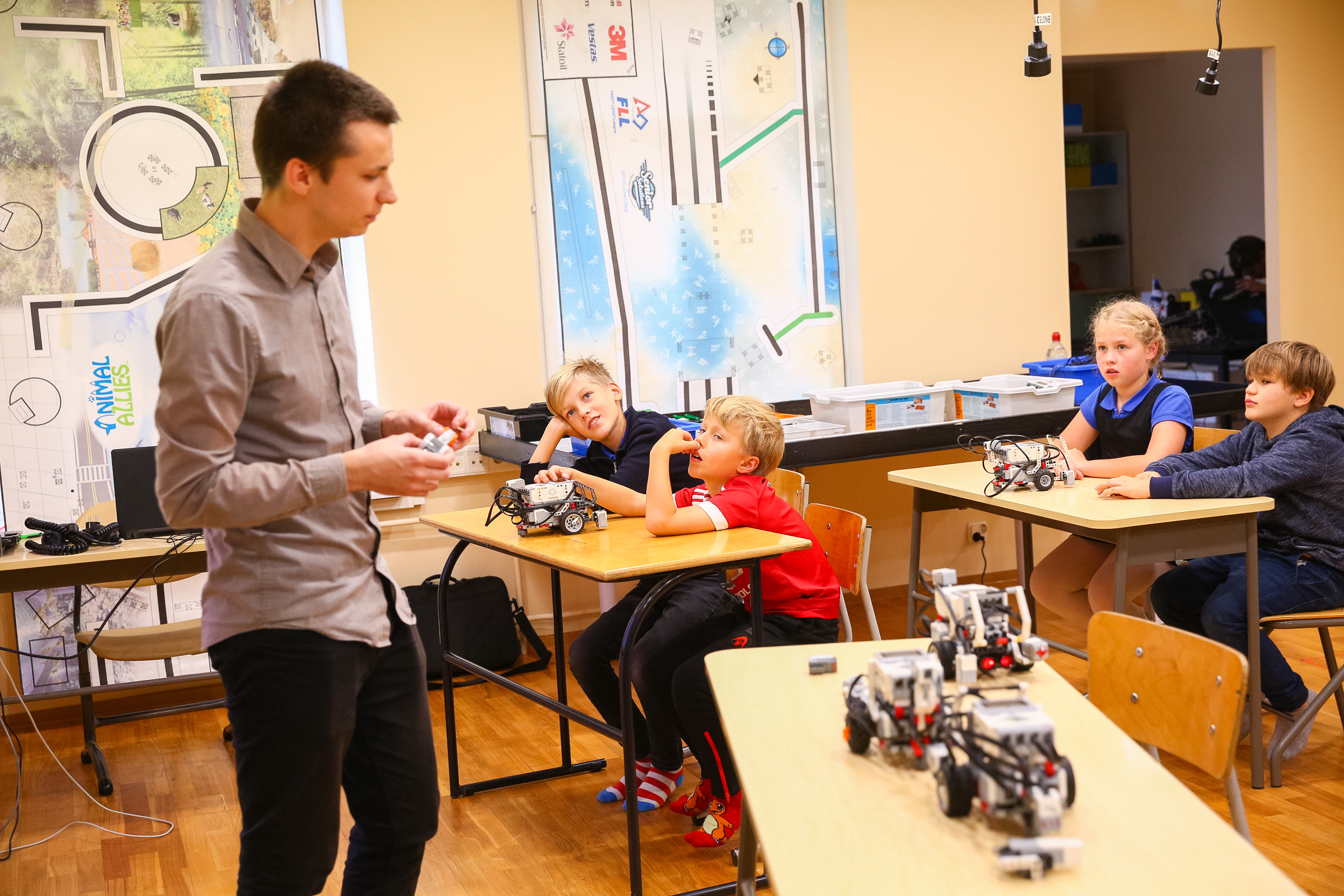
Atelier d'initiation à la robotique pour les écoliers à Tallinn (2017).

Le système éducatif estonien encourage la vulgarisation scientifique au travers de ses différents musées, évenements et centres d'interprétations, ainsi que l'utilisation des nouvelles technologies tels que l'enseignement massif de l'informatique dès les années 1990 ou l'introduction de l'intelligence artificielle à l'école en 2025. Depuis 2002, la politique éducative de l'Estonie tend à développer l'apprentissage par la pratique et l'acquisition de compétences tout au long de la vie. Depuis le rétablissement de l'indépendance, le système estonien est également caractérisé par une importante autonomie accordées aux écoles, qui disposent d'une large liberté pour établir les programmes sur la base des standards établis par le Ministère de l'Éducation et de la Recherche, chargé de la politique éducative du pays,,,. Le financement et la gestion des écoles publiques est assurée en priorité par les communes. Il existe cependant des écoles d'État, directement financées et gérées par ce dernier, ainsi que des écoles privées.

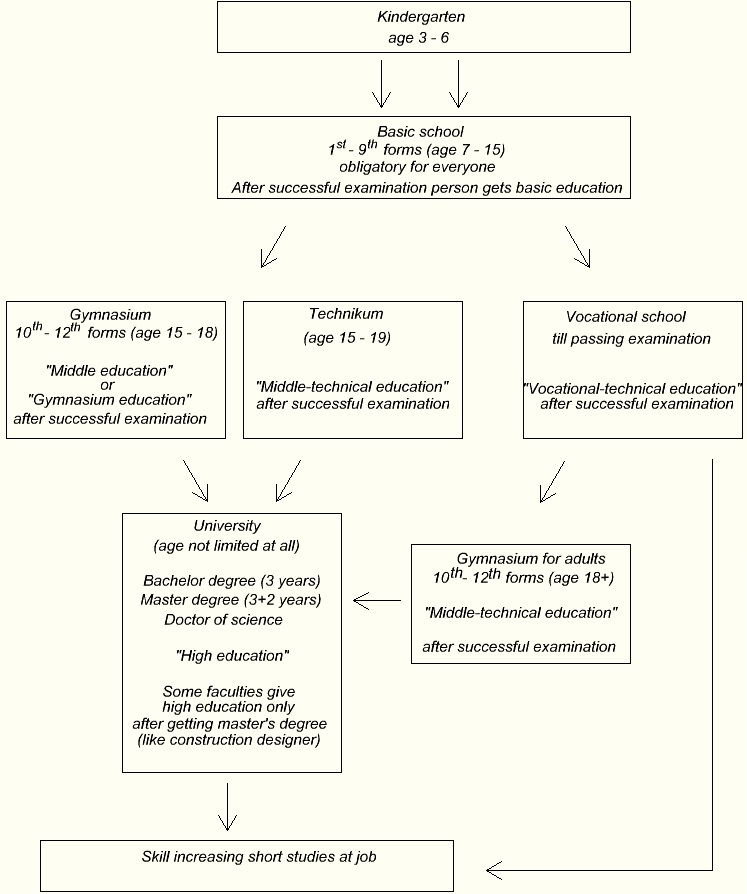
Schéma du système éducatif estonien (en anglais).

L'éducation préscolaire est dispensée dans des écoles maternelles (appelées Lasteaed, « jardin d'enfants ») ouvertes à partir de 1,5 an et jusqu'à sept ans. Si l'éducation n'est pas obligatoire avant sept ans, 94 % des enfants entre quatre et sept ans participent déjà aux activités des jardins d'enfants selon le ministère.
L'éducation basique (Põhiharidus) est gratuite, obligatoire et concerne les classes 1 à 9 (de 7 à 16 ans). L'enseignement basique se veut être assez uniforme entre les différentes écoles et se termine par un examen de trois épreuves standardisées avec deux matières obligatoires: mathématiques, littérature et un troisième examen au choix entre différentes matières.
L'enseignement secondaire (Üldkeskharidus), gratuit mais non-obligatoire, concerne les classes de niveau 10 à 12 (de 16 à 18-19 ans) et est dispensée dans des lycées (Gümnaasium) ou dans des écoles de formation professionnelle. Certains lycées se spécialisent dans des domaines, tandis que d'autres sont sélectifs et incluent des examens d'entrée, créant un phénomène de concurrence scolaire. L'enseignement secondaire général se conclut par un examen de fin d'études avec trois épreuves nationales standardisées, une épreuve propre à l'école ainsi que des travaux pratiques. Si 70 % des élèves se tournent vers l'enseignement secondaire général, 26 % des élèves vont dans des écoles de formation professionnelles. La politique actuelle tend néanmoins à créer des passerelles les deux systèmes (général et professionnel).
L'Estonie compte 19 établissements d'enseignement supérieur (Kõrgharidus), suivant les standards européens (Processus de Bologne), dont 6 universités publiques. La plus ancienne et reconnue d'entre elles est l'université de Tartu, autrefois épicentre de l'influence germanique sur le territoire puis berceau du nationalisme estonien au XIXe siècle. L'enseignement supérieur est gratuit pour les étudiants à plein temps suivant un cursus en langue estonienne.

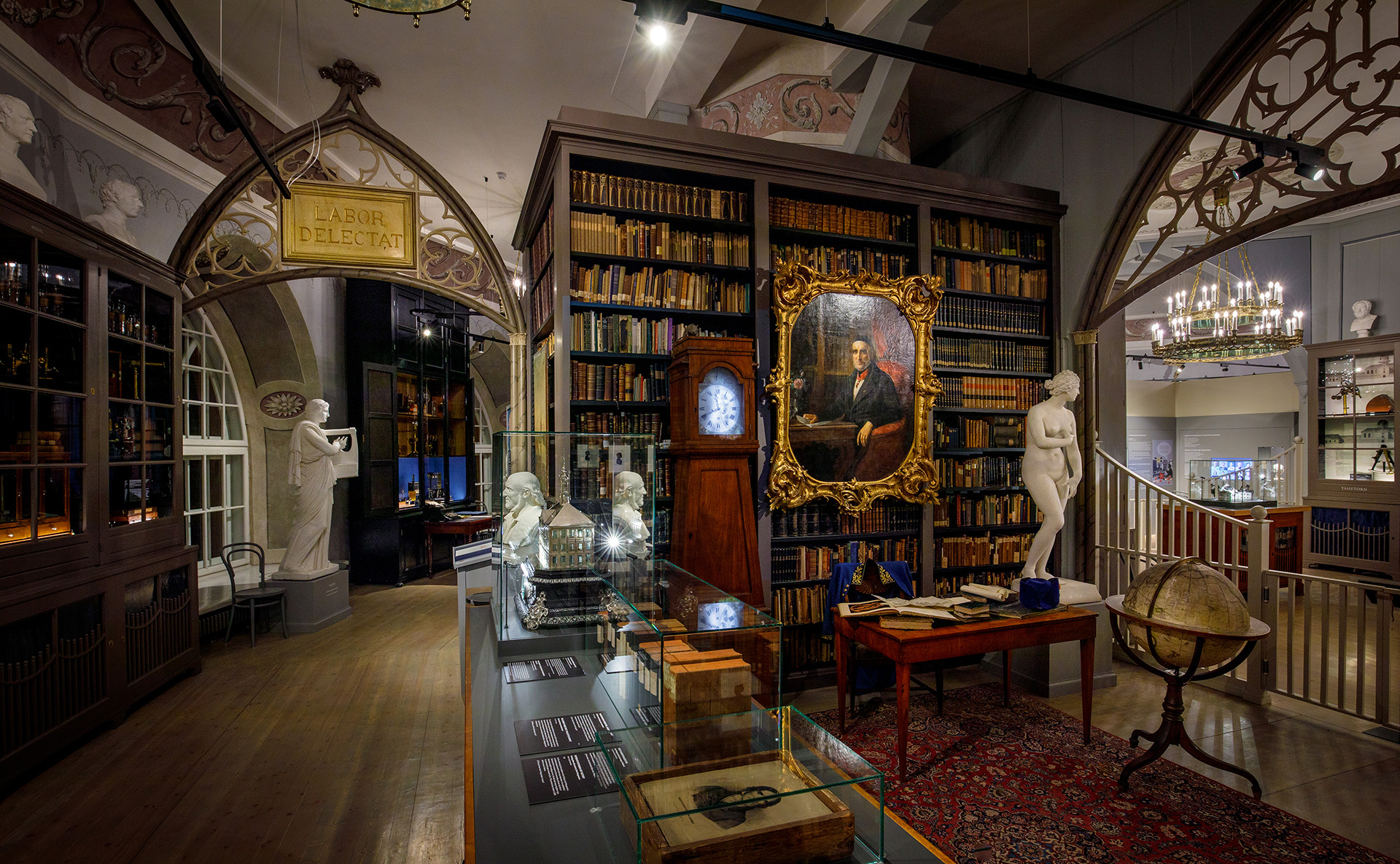
Le Musée de l'université de Tartu raconte les traditions de la vie étudiante en Estonie.

Du fait des similitudes culturelles et historiques, la vie scolaire et étudiante estonienne est largement imprégnée des traditions scolaires allemandes et nordiques telles que les cours centrés sur la matinée, les gymnasiums, le quart d'heure académique ainsi que les associations étudiantes de type Corps ou Studentenverbindung. L'estonien est la langue d'apprentissage la plus courante même si, du fait de l'héritage de l'occupation soviétique, certaines écoles de quartiers à majorité russophone utilisent encore le russe comme langue d'apprentissage dans une partie des enseignements jusqu'en 2030,. Il existe également des écoles internationales spécialisées publiques ou privées comme l'École européenne de Tallinn ou les lycées allemands, anglais et français de Tallinn.
Malgré une efficacité générale positive, le système éducatif estonien rencontre également quelques difficultés. Le pays souffre notamment d'une pénurie chronique d'enseignants,. Les enseignants dénoncent en outre une détérioration de leur conditions de travail dans les années 2020,,,,,. Il existe en outre des écarts de niveau entre les écoles de langue estonienne et les écoles de langue russe, généralement moins performantes.

### Santé et protection sociale

#### Protection sociale
L'Estonie indépendante depuis 1918 utilise d'abord un système social hérité de l'Empire russe. L'embryon d'État-providence est alors basé sur un système d'assurance sociale contributive ressemblant au système allemand bismarckien, et ne concerne qu'une minorité d'employés,. Un système de pension pour les fonctionnaires apparait en 1924, suivi en 1936 par la création d'une assurance pour les accidents du travail chez les agriculteurs, jusque-là écartés des régimes sociaux. L'instauration d'allocations pour les familles, personnes âgées, malades ou invalides est décidée en 1939, mais leur implémentation est interrompue par l'occupation soviétique de 1940. Pendant l'occupation, les citoyens bénéficient du système soviétique très redistributif et d'une couverture universelle pour la vieillesse, la maladie, l'invalidité et les familles, les niveaux de prestations étant cependant peu élevés. Si la politique sociale de l'URSS a généralement favorisé l'égalité entre les différentes classes sociales, le système était néanmoins plus avantageux pour les membres de la nomenklatura.
Après le rétablissement de l'indépendance, l'Estonie conserve le principe d'une couverture universelle, mais minimale en comparaison de ses voisins baltes, la priorité des gouvernements successifs des années 1990 et 2000 étant de rétablir rapidement la croissance économique pour améliorer le niveau de vie. L'Estonie développe les branches de son système de protection sociale dans un second temps, suivant entre autres les recommandations de la Banque mondiale, du FMI, de l'Union européenne, et dans une moindre mesure le modèle social nordique.
D'après les données du Statistikaamet, l'Estonie dépense en 2022 près de 5,74 milliards d'euros, soit environ 16 % de son PIB pour la protection sociale. L'Estonie est confrontée à une légère augmentation de ses dépenses sociales chaque année, notamment due au vieillissement de sa population et l'augmentation du nombre de retraités (23,8 % de la population en 2024). Le premier pilier de retraite est financé par répartition via la taxe sociale, tandis que les second et troisième piliers sont financés par capitalisation via des placements coordonnés par l'état dans des fonds privés. La contribution au second pilier est obligatoire depuis 2021, tandis que le troisième pilier est facultatif. Depuis 2017, l'âge légal de la retraite est de 65 ans, mais sera revu tous les ans et corrélé à l'espérance de vie moyenne à partir de 2027.
L'assurance-chômage est financée via les cotisations des employeurs et salariés. Les allocations chômages sont versées sous conditions par la caisse de chômage (Töötukassa).
En dehors des caisses chômage, maladie et retraites complémentaires, le système de protection sociale est directement financé et supervisé par l'état via le ministère des Affaires sociales. L'Office de l'assurance sociale (Sotsiaalkindlustusamet), dépendant du ministère des Affaires sociales, est notamment chargé du versement d'allocations spécifiques pour les familles, enfants et personnes en situation de handicap. À l'échelle locale, les communes organisent le versement d'un revenu minimal de subsistance et gèrent les infrastructures de santé comme les hôpitaux, ainsi que les structures d'accueil comme les maisons de retraites,.

#### Santé

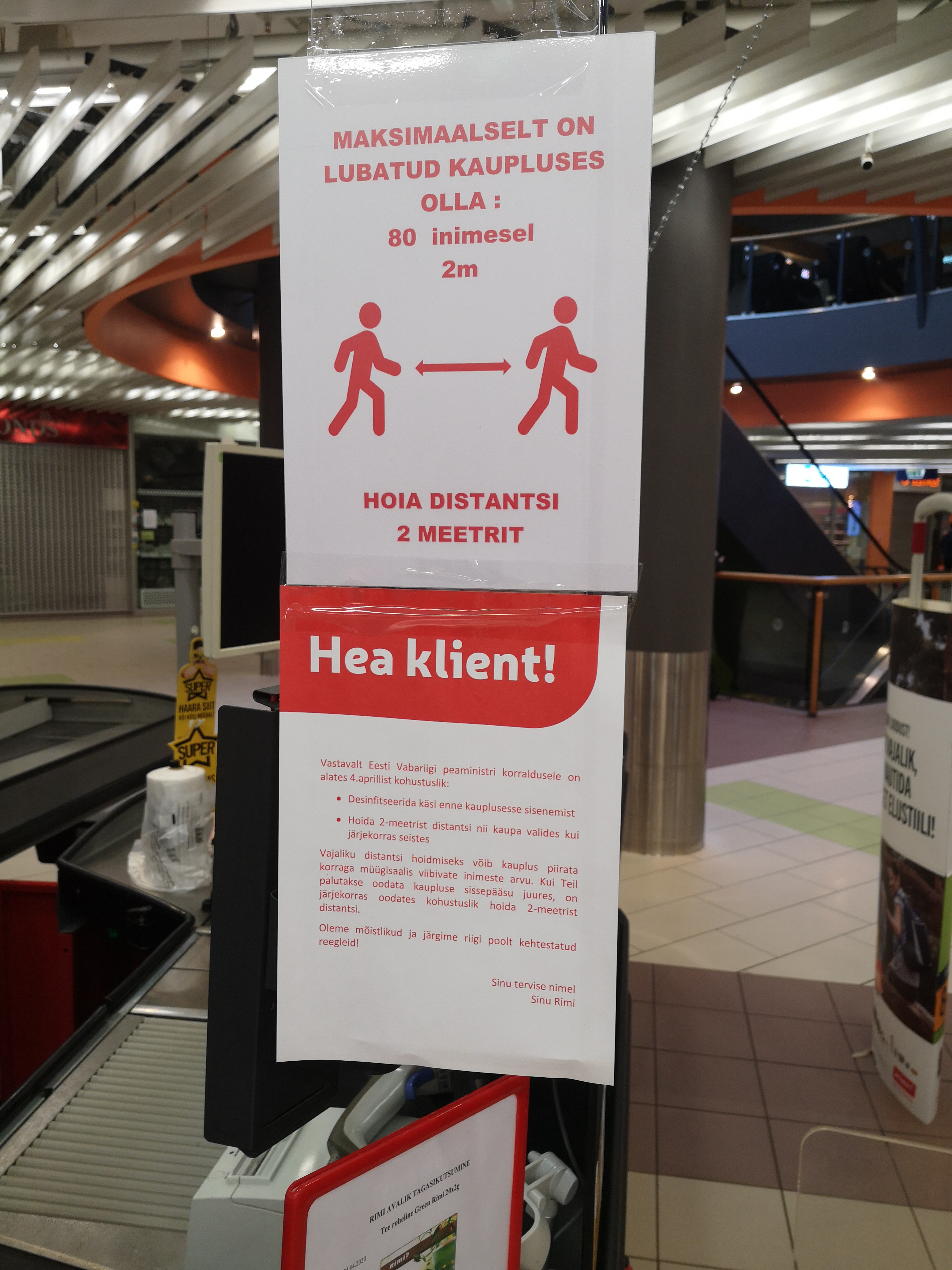
Affiches de prévention, incitation à la distanciation sociale pendant la Pandémie de Covid-19 dans un supermarché.

Le territoire de l'Estonie a traversé de nombreuses épidémies au cours de l'histoire, notamment la peste noire au Moyen Âge, ou encore la dysenterie lors de grandes famines de la fin du XVIIe siècle,. L'Estonie nouvellement indépendante fait face à sa première épidémie avec le typhus en 1920, qu'elle parvient à contrôler avec l'aide américaine. Au milieu des années 1930, la différence d'espérance de vie entre l'Estonie et la Russie soviétique voisine est d'environ 13 ans. Pendant l'occupation de l'Estonie par l'URSS, la politique de santé soviétique réussi à contrôler les principales maladies infectieuses jusqu'aux années 1990, mais ne parvient pas à traiter les maladies dégénératives et chroniques, ainsi les effets considérables de la baisse de la mortalité infantile ont été annulés par la hausse de la mortalité adulte et entraîné une période de 40 ans de stagnation globale de la mortalité.
À partir des années 1990, l'Estonie redevenue indépendante réforme largement son système de santé publique et de prévention, qui parvient à endiguer des problèmes sanitaires communs aux pays de l'ancien bloc de l'Est tels que les addictions, sans toutefois les faire disparaitre. Ainsi en 2016, l'Estonie avait un taux d'alcoolisme de 12,2 % (soit en dixième position mondiale), plus haut que la Finlande voisine malgré une consommation d'alcool bien plus élévée chez cette dernière,. La consommation d'alcool en Estonie a largement diminué à partir du milieu des années 2010, avant d'augmenter à nouveau au début des années 2020,,,. En 2022, l'Estonie fait partie des pays européens les plus touchés par les décès dus à la prise de drogue, principalement en raison de la consommation d'opioïdes,,,,,,,. Le taux d'infections sexuellement transmissibles a très largement diminué entre l'an 2000 et le début des années 2020,,,. D'après l'OCDE, l'Estonie était en 2020 le quatrième pays de l'Union européenne avec le plus haut taux de suicides, ce taux à néanmoins diminué de moitié depuis le début des années 2000,,.
Selon l'OMS, les dépenses de santé par habitant en 2021 s'élevaient à 2 094,50 $, soit supérieures a ses voisins baltes et largement supérieures à la Russie voisine (935,73 $), mais très inférieures à la Finlande (5 487,88 $) et reste l'un des plus bas de l'UE. L'Estonie comptait en 2020 3,9 médecins pour 1 000 habitants, soit légèrement plus que la moyenne des pays de l'OCDE (3,4). En 2019, l'Estonie était le pays d'Europe avec le plus haut taux d'insatisfaction concernant les besoins de santé avec un taux de 15 % contre 1,7 % dans l'UE. De plus, le système de santé estonien fait face à plusieurs difficultés: outre le vieillissement de la population, l'Estonie doit également affronter une pénurie de personnel soignant.
L'espérance de vie moyenne est de 78,82 ans, en augmentation rapide. Selon l'Organisation mondiale de la santé, le taux de mortalité prématurée était en 2015 plus élevé que la moyenne des pays de l'Union européenne, mais inférieur à la moyenne des pays de l'ancien bloc de l'Est, des pays baltes, et en constante diminution.

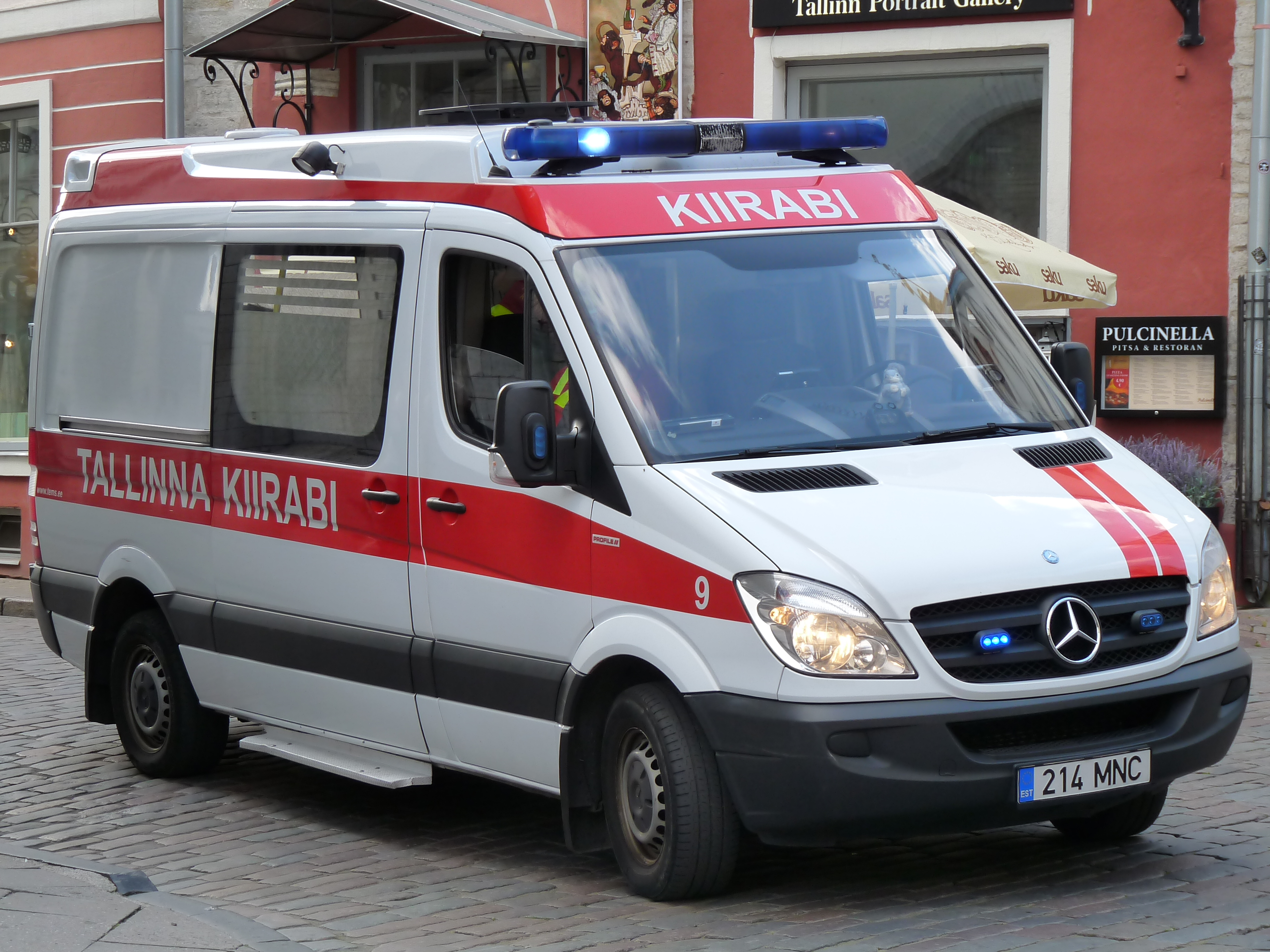
Ambulance estonienne.

Le système de santé estonien repose sur une assurance obligatoire basée sur un financement solidaire et sur l'accès universel aux services fournis par des prestataires privés. Tous les prestataires de services de santé sont des entreprises autonomes régies par le droit privé qui sont conventionnés par le Fonds estonien d'assurance maladie (Eesti Haigekassa), qui paie tous les prestataires sous contrat. La majorité des médecins généralistes travaillent pour eux-mêmes, pour des entreprises privées ou pour les autorités locales. En Estonie, la majorité des hôpitaux sont soit des fondations créées par les institutions (gouvernement, municipalités ou organismes publics), soit des entreprises à responsabilité limitée appartenant aux municipalités. Le système de santé estonien est en grande partie financé par la Caisse de Santé (Tervisekassa), entre autres via la taxe sociale payée par les employeurs. Les personnes affiliées à la caisse de santé (95 % de la population) doivent choisir un médecin de famille, dont les consultations sont entièrement gratuites. Si les consultations de spécialistes et les hospitalisations peuvent être payantes, les frais à la charge des patients assurés sont très encadrés, relativement peu élevés et certaines catégories de personnes (enfants, femmes enceintes, personnes âgées ou en soins intensifs...) en sont souvent exemptées. La même philosophie est appliquée pour les soins dentaires, gratuits jusqu'à l'âge de 19 ans. La caisse de santé détermine également la liste des médicaments prescrits pouvant faire l'objet d'un remboursement partiel ou total.
Depuis 2008, l'Estonie dispose d'un système centralisé de E-santé à disposition tant des patients que des fournisseurs de soins pour le dossier médicaux, la prise de rendez-vous et la prescription de soins et médicaments,. La politique de E-santé vaut régulièrement à l'Estonie de participer à l'élaboration de dispositifs similaires à l'échelle internationale aux côtés de l'OMS et de l'Union européenne, et une reconnaissance internationale, notamment lors de la Pandémie de Covid-19 en 2020-2021,,,,.

### Médias

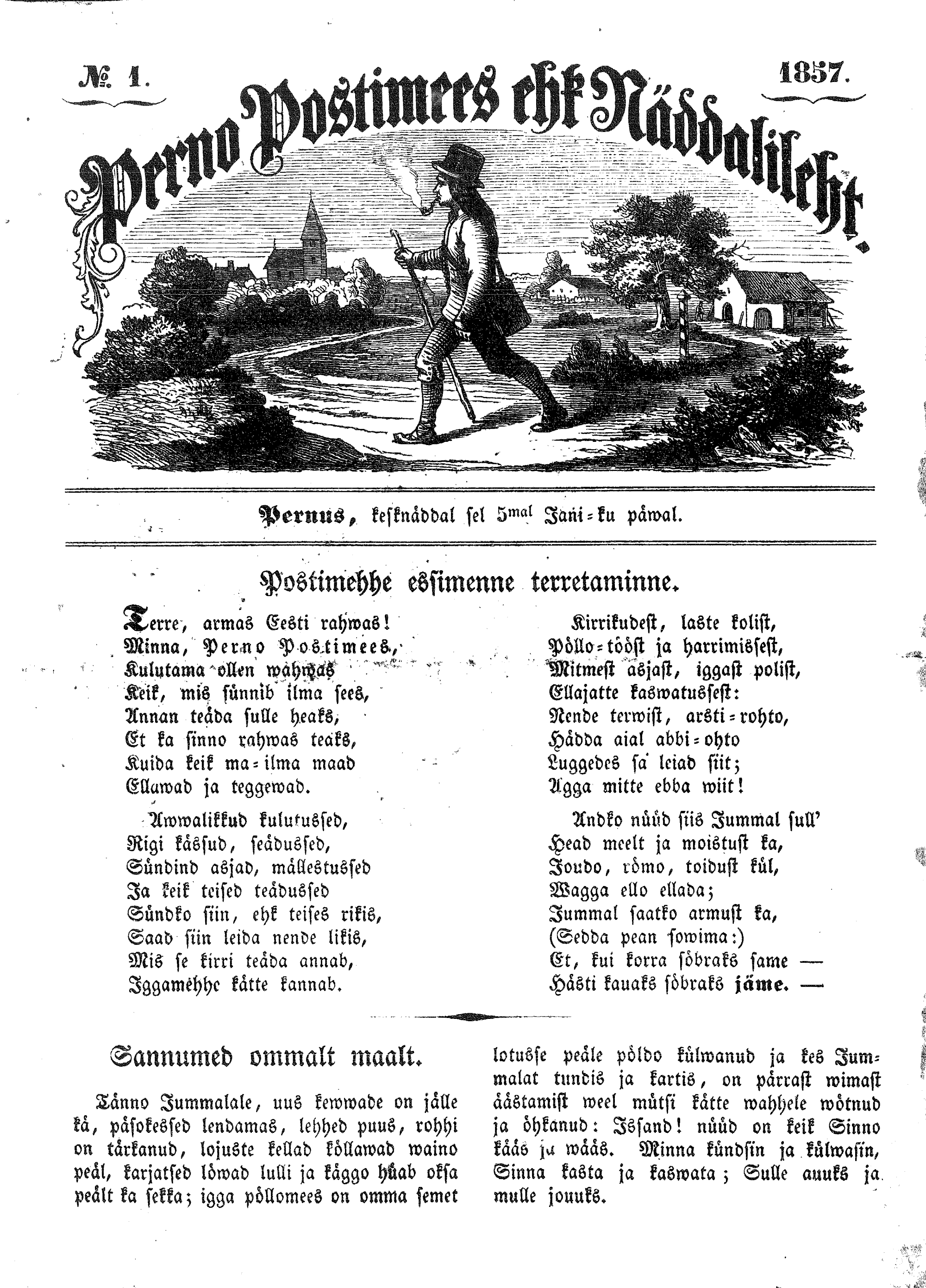
Premier tirage du journal Postimees, le plus ancien et le plus vendu d'Estonie (1857).

Initialement créée par et pour l'élite allemande-balte qui gouverne le territoire, y compris lors des dominations suédoises puis russes, la presse d'Estlande et Livonie est à l'époque surtout présente dans les villes et publiée exclusivement en Allemand. L'apparition de publications en langue estonienne, d'abord avec Tarto maa rahva Näddali-Leht (en dialecte de Tartu) en 1806, puis avec la création du journal Postimees par Johann Voldemar Jannsen en 1857, contribue à affirmer l'unité nationale et le désir de liberté dans un contexte de domination étrangère. Lors de l'occupation soviétique, les médias continuent de jouer un rôle émancipateur pour la population malgré la censure : l'étendue du signal de l'Émetteur de radiotélévision d'Espoo en Finlande permet aux Estoniens du Nord du pays de visionner la télévision finnoise dès les années 1970. Les estoniens, grands consommateurs de médias, contournent ainsi la censure et la propagande du régime, et s'informent sur l'actualité et la vie de l'autre coté du rideau de fer et dans le reste du monde.
Largement libéralisé dans les années 1990, le secteur de la presse est alors florissant dans l'Estonie redevenue indépendante. Le rachat des titres de presse par des groupes étrangers (en particulier scandinaves) jusqu'aux années 2000, et la multiplication des publications permet au secteur de conserver sa pluralité (contrairement à la formation d'oligarchies dans les autres territoires Bloc de l'Est). Malgré une inversion récente de la tendance et une re-concentration de médias privés dans de grands groupes (tels que Postimees ou Ekspress Grupp), l'Estonie continue de figurer parmi les premiers pays au classement de la liberté de la presse de l'ONG Reporters sans frontières, aux côtés des pays nordiques voisins,,.
En plus du journal historique Postimees, les journaux Eesti Päevaleht et Õhtuleht font aussi partie de la presse quotidienne nationale. L'Estonie compte également une variété de journaux régionaux, dont les déclinaisons locales de Postimees.

Logo de Delfi, le principal portail d'informations en ligne dans les Pays baltes.

Apparu en 1992, le réseau Internet à vu son utilisation bondir à partir de 1995, atteignant en 2024 92,9 % des ménages du pays et entrainant des changements dans les modes de consommation de l'information.
Ainsi, les tirages papiers de la presse nationale sont en fort déclin, poussant ces journaux à décliner leur version Web, concurrençant Delfi, le portail en ligne le plus consulté,. La télévision reste très prisée en Estonie malgré une forte concurrence des portails Web et surtout des réseaux sociaux, qui sont la première source d'informations et de divertissements chez les jeunes.

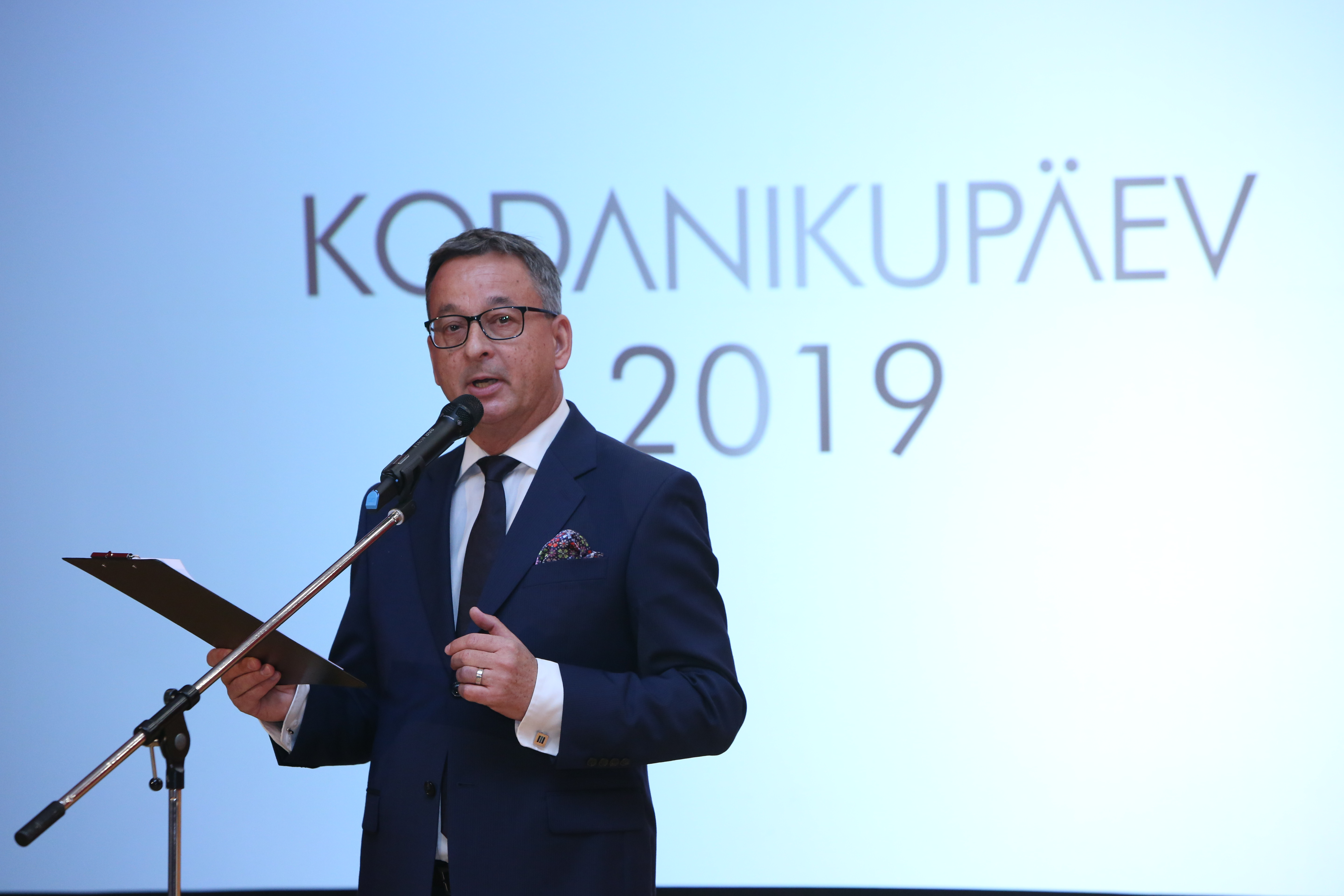
Margus Saar, journaliste emblématique du service public estonien, présentateur du Journal télévisé.

L'Estonie dispose d'un service audiovisuel public comprenant la télévision et la radio: Eesti Rahvusringhääling. La principale chaine de télévision publique est ETV. La principale radio du service public, Vikerraadio, est également la plus écoutée du pays. L'Estonie compte près de 35 radios privées dont Kuku Raadio, la plus ancienne et la plus écoutée, ou des radios musicales telles que SkyPlus ou MyHits. Le groupe Duo Media Network propose les chaines privées de divertissements les plus regardées du pays comme Kanal 2, qui diffuse les versions estoniennes des formats internationaux tels que Danse avec les Stars ou Le Juste Prix.
Les grands groupes du pays possèdent tous une déclinaison de leurs médias en langue russe à destination de la minorité russophone du pays. En télévision, on compte notamment la chaine publique d'information ETV+, ainsi que Kanal 7 (divertissement) ou Kino 7 (cinéma),.
Jusqu'aux années 2020, environ un tiers de la minorité russe ne consultait que les médias de Russie voisine eux-mêmes contrôlés ou surveillés par le gouvernement russe. Évoluant dans une sphère informationnelle fermée, cette population, principalement composée de personnes âgées, est alors exposée à la propagande et la désinformation de masse de la part de la Russie,,. À la suite de l'Invasion de l'Ukraine par la Russie en 2022 et aux multiples discours de haine envers l'Estonie sur ces canaux, le gouvernement estonien décide de limiter l'accès aux chaines de télévisions et sites russes concernés,.

### Sport

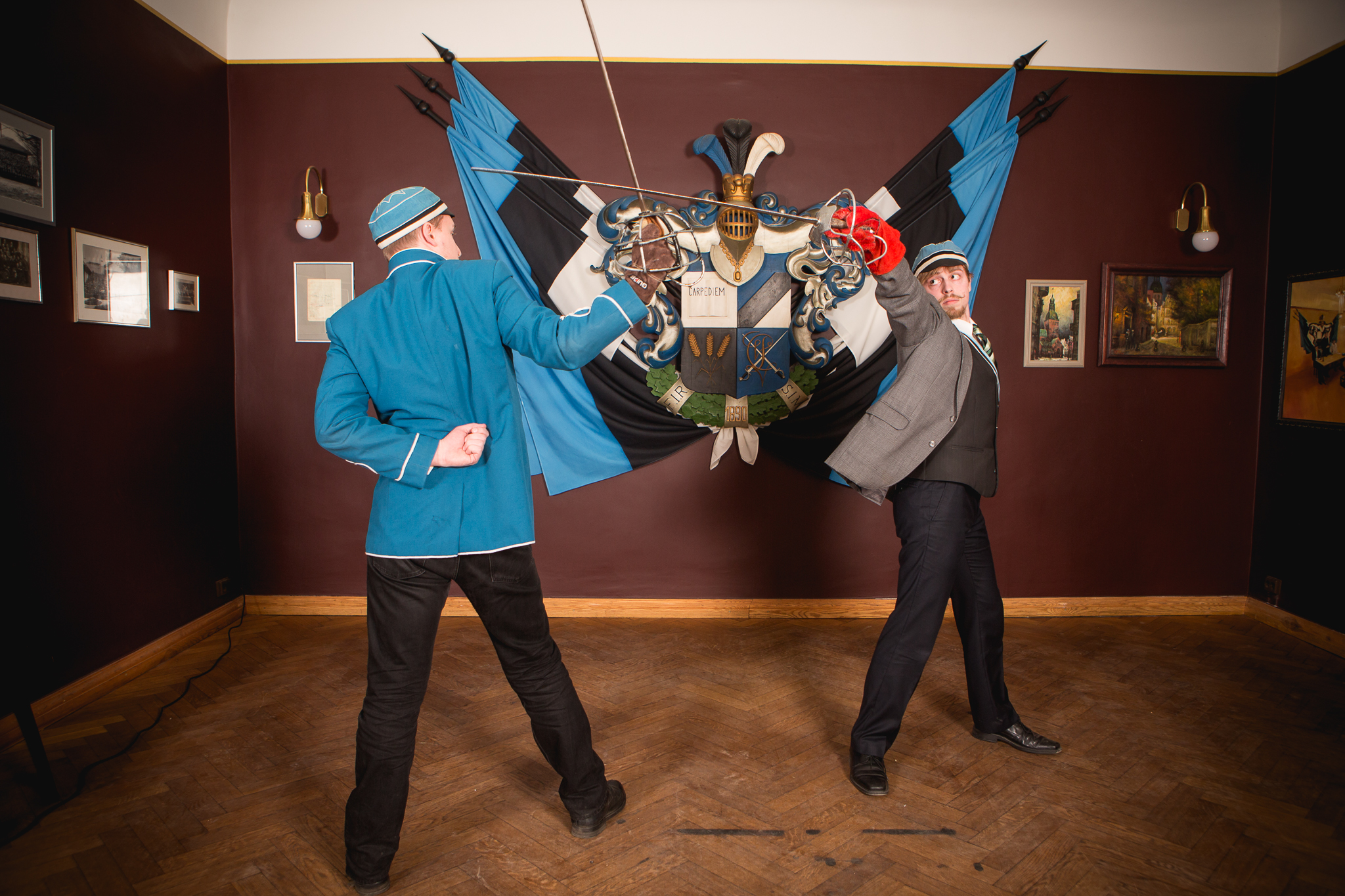
Démonstration de duel par les membres de la Société des étudiants estoniens de l'université de Tartu.

La pratique sportive sur le territoire est attestée dès le Moyen Âge, avec notamment des compétitions de Tir à l'arc. Au XIXe siècle, divers sports sont pratiqués à l'université de Tartu par les Germano-Baltes, qui importent leurs traditions depuis l'Allemagne, notamment via leurs associations d'étudiants,. On y retrouve ainsi les duels à l'épée (Mensur, arrivé à Tartu dès le XVIIe siècle, ancêtre de l'escrime), mais aussi l'équitation, la natation et la danse, puis la gymnastique,. Des sports traditionnels se développent également dans la population rurale autochtone, comme la balançoire (ancêtre du Kiiking). Entre la fin du XIXe siècle et le début du XXe siècle, les sportifs estoniens les plus populaires sont des lutteurs : Georg Hackenschmidt, Aleksander Aberg et Georg Lürich concourent tous les trois sous la bannière russe dans les compétitions internationales.

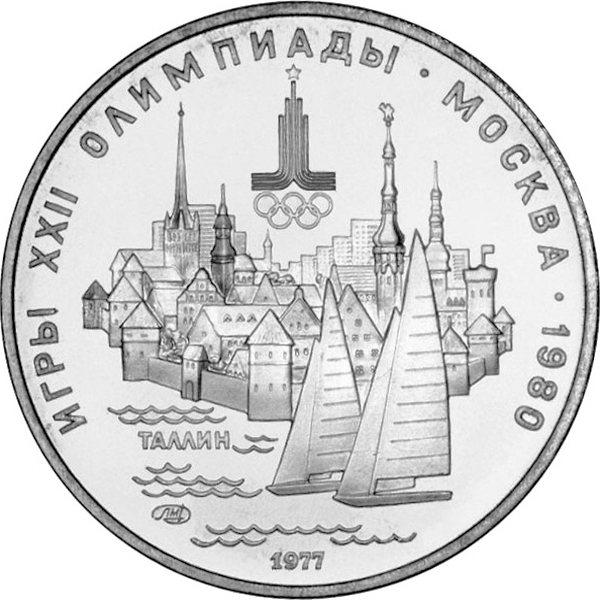
Pièce de monnaie de 5 roubles représentant les épreuves de voiles disputées à Tallinn lors des Jeux olympiques d'été de 1980.

Si des athlètes estoniens sont déjà dans l'équipe de la Russie impériale aux Jeux olympiques de 1908 et 1912, l'Estonie apparait en tant que nation indépendante pour la première fois aux Jeux olympiques de 1920 à Anvers. Le Comité olympique estonien est créé en 1923 et participe à tous les jeux de l'entre-deux-guerres, même si seulement 2 athlètes se présentent aux Jeux olympiques de 1932 à Los Angeles. Pendant l'occupation soviétique, les athlètes estoniens sont contraints d’intégrer la délégation de l’URSS. La ville de Tallinn accueille des épreuves de voile des Jeux olympiques d'été de Moscou en 1980 avec la construction d'installations dédiées. Les activités du Comité olympiques estonien reprennent dès 1989, et l'Estonie redevenue indépendante retrouve les Jeux olympiques en 1992. Le pays participe à toutes les éditions suivantes, portant son total de médailles à 36 (dont 10 en or) aux JO d'été, et 8 (dont 4 en or) aux JO d'hiver.

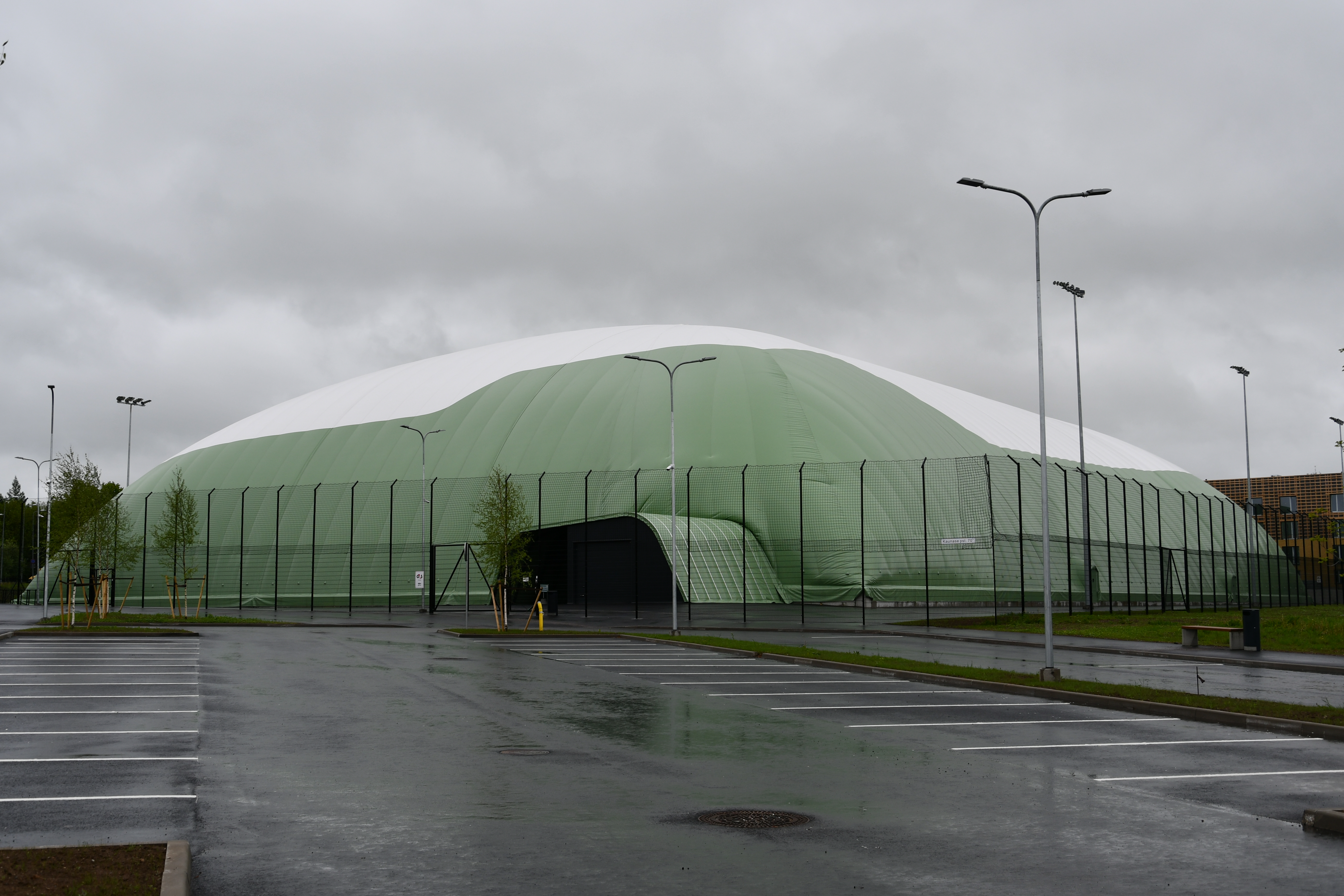
Terrain couvert d'Annemõisa à Tartu. Les dômes gonflables, répandus en Estonie, permettent de jouer au Football toute l'année malgré le froid hivernal.

En 2022, les dépenses sportives du gouvernement estonien représentaient 1,3 % de la dépense publique, soit la seconde dépense la plus élevée de l'Union européenne après la Hongrie. D'après le Statistikaamet, en 2015, 60 % des personnes de plus de 15 ans faisaient régulièrement du sport en Estonie. L'Estonie dispose d'une politique visant à porter le nombre de personnes actives à un tiers de sa population d'ici 2030 en s'inspirant des pays nordiques. En dehors des très populaires activités de fitness ou d'aérobic, les sports avec le plus de licenciés dans les organisations sportives sont le football (23 890 pratiquants), la natation (17 584), l'athlétisme (8 179) ainsi que le Basket-ball (7 574 licenciés). Du fait de sa faible population (et d'un plus faible vivier d'athlètes), l'Estonie n'est souvent pas en mesure de rivaliser avec les grandes nations mondiales dans ces sports. Le pays y a néanmoins connu des succès et des champions notables, ainsi qu'en cyclisme, escrime, volley-ball ou encore tennis.

Du fait des similitudes sur les plans climatiques, géograhiques et culturels, les sports de pleine nature populaires en Finlande et Scandinavie le sont également en Estonie. En hiver, le Ski (en particulier le ski de fond) se pratique autant dans les parcs à proximité des villes que dans les stations dédiées telles que Otepää, ou se déroule le Tartu Maraton. En été, le Disc golf est pratiqué dans les forêts et voit son nombre de pratiquant augmenter d'année en année. Développées dans les années 1930 pendant l'indépendance, les compétitions de sports mécaniques sont maintenues pendant l'occupation soviétique. Profitant des grands espaces à travers le pays, le rallye automobile y est ainsi popularisé au même rythme qu'en Finlande voisine. Les pilotes, équipes et voitures estoniennes sont alors surreprésentés aux palmarès des différents championnats automobiles soviétiques,,. L'Estonie redevenue indépendante possède depuis 2020 sa propre épreuve au Championnat du monde des rallyes.

Athlètes estoniens notables
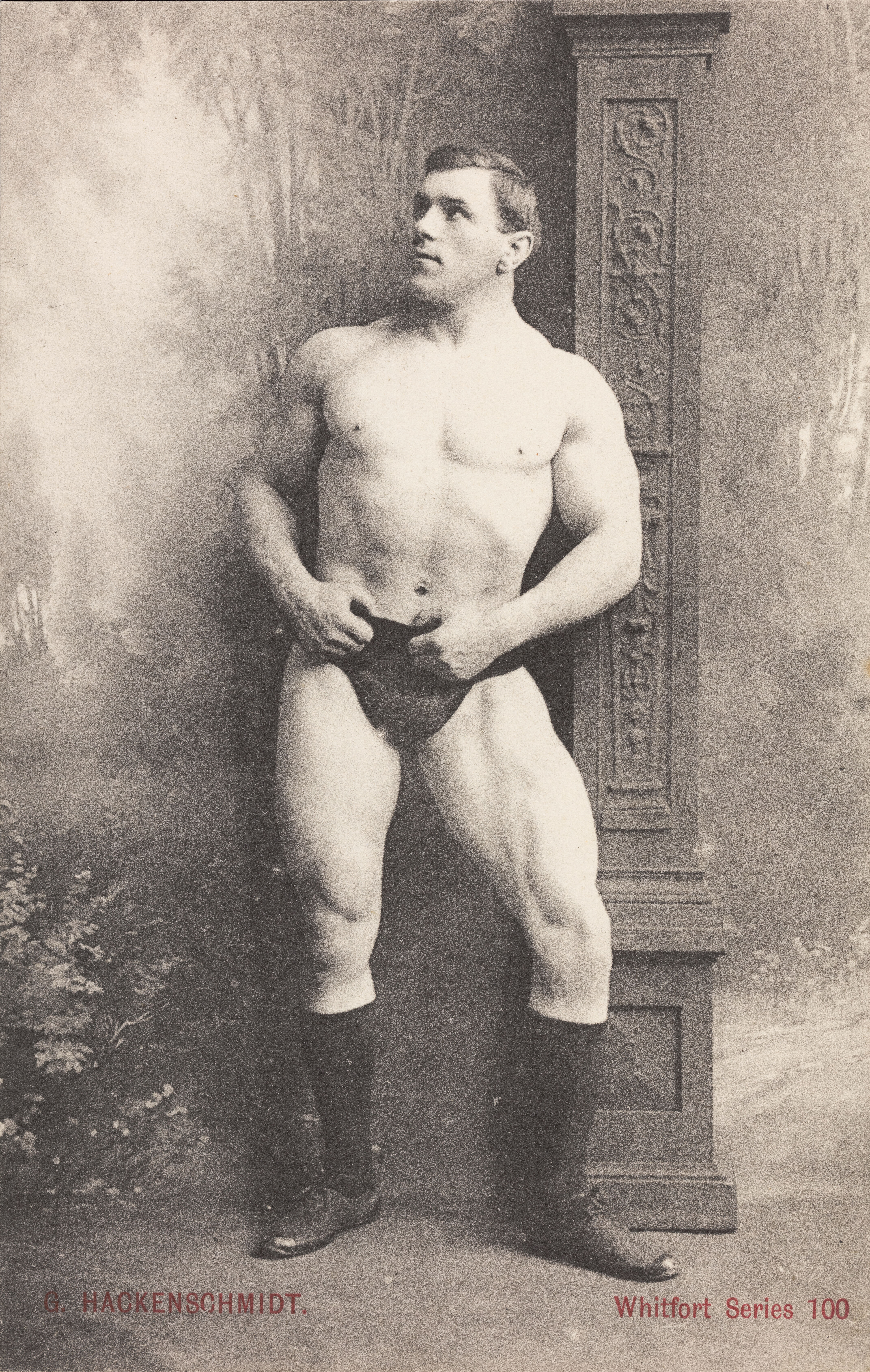
Georg Hackenschmidt, lutteur estonien.
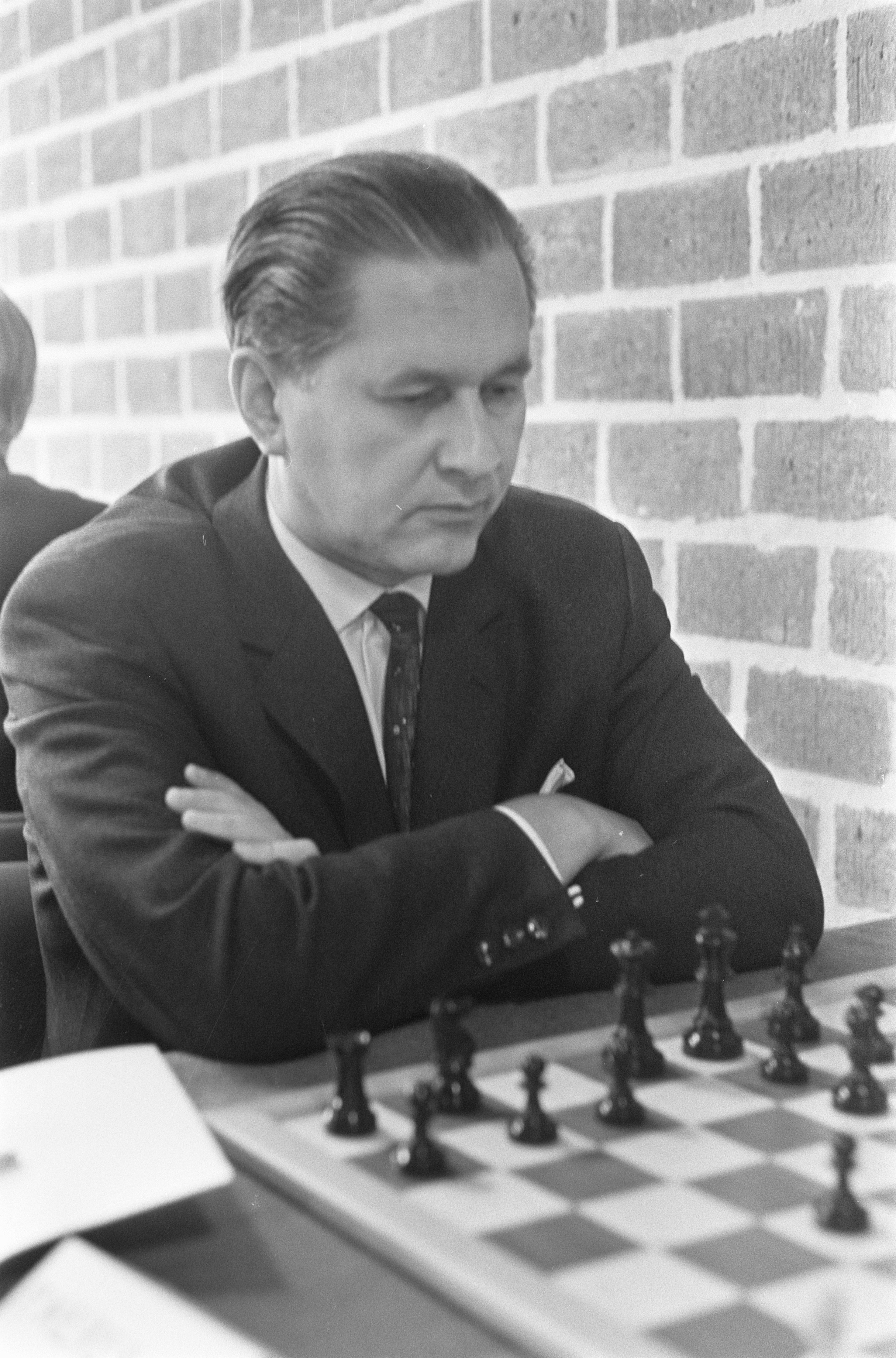
Paul Keres, joueur d'Échecs.
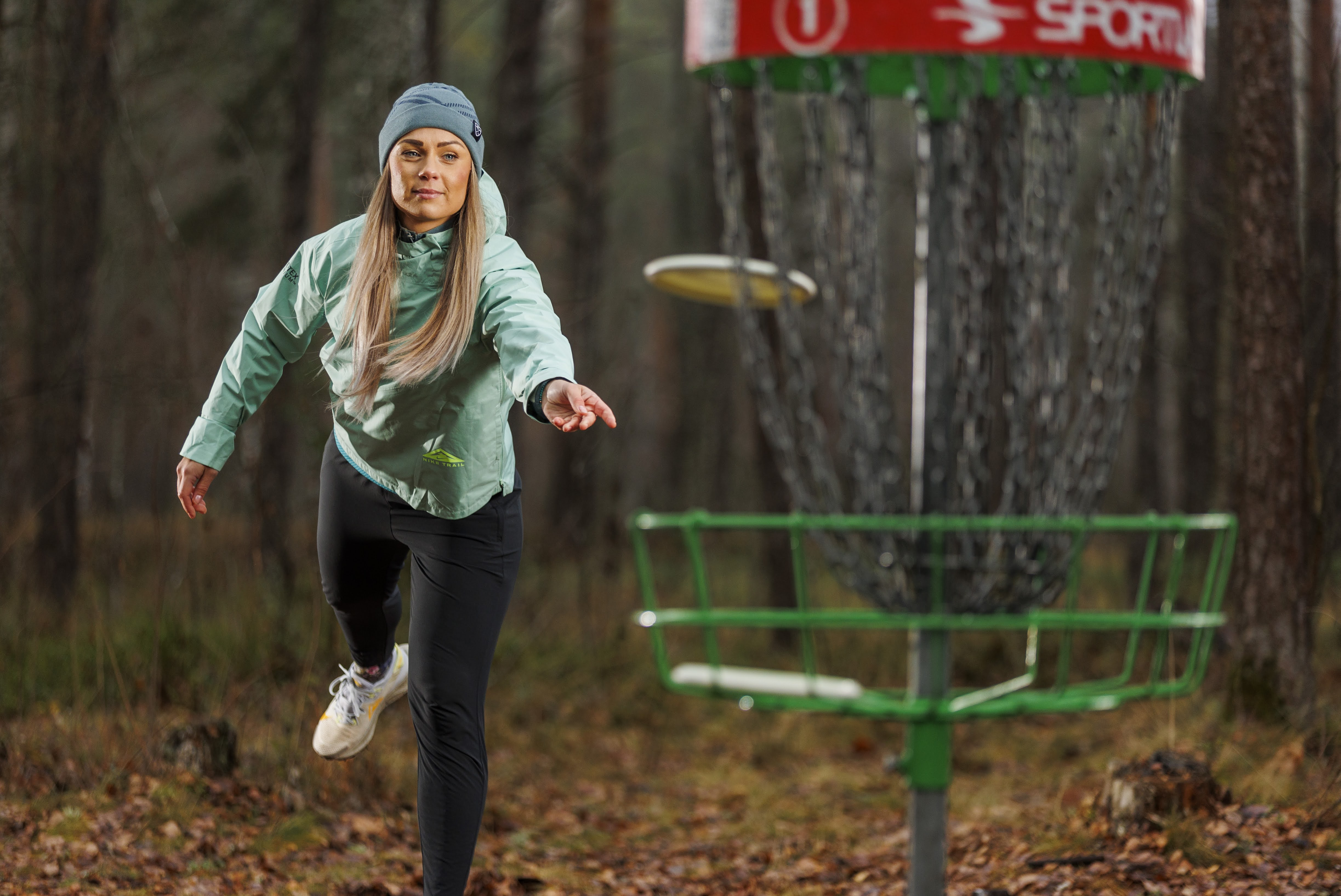
Kristin Tattar, multiple championne du monde de Disc golf.
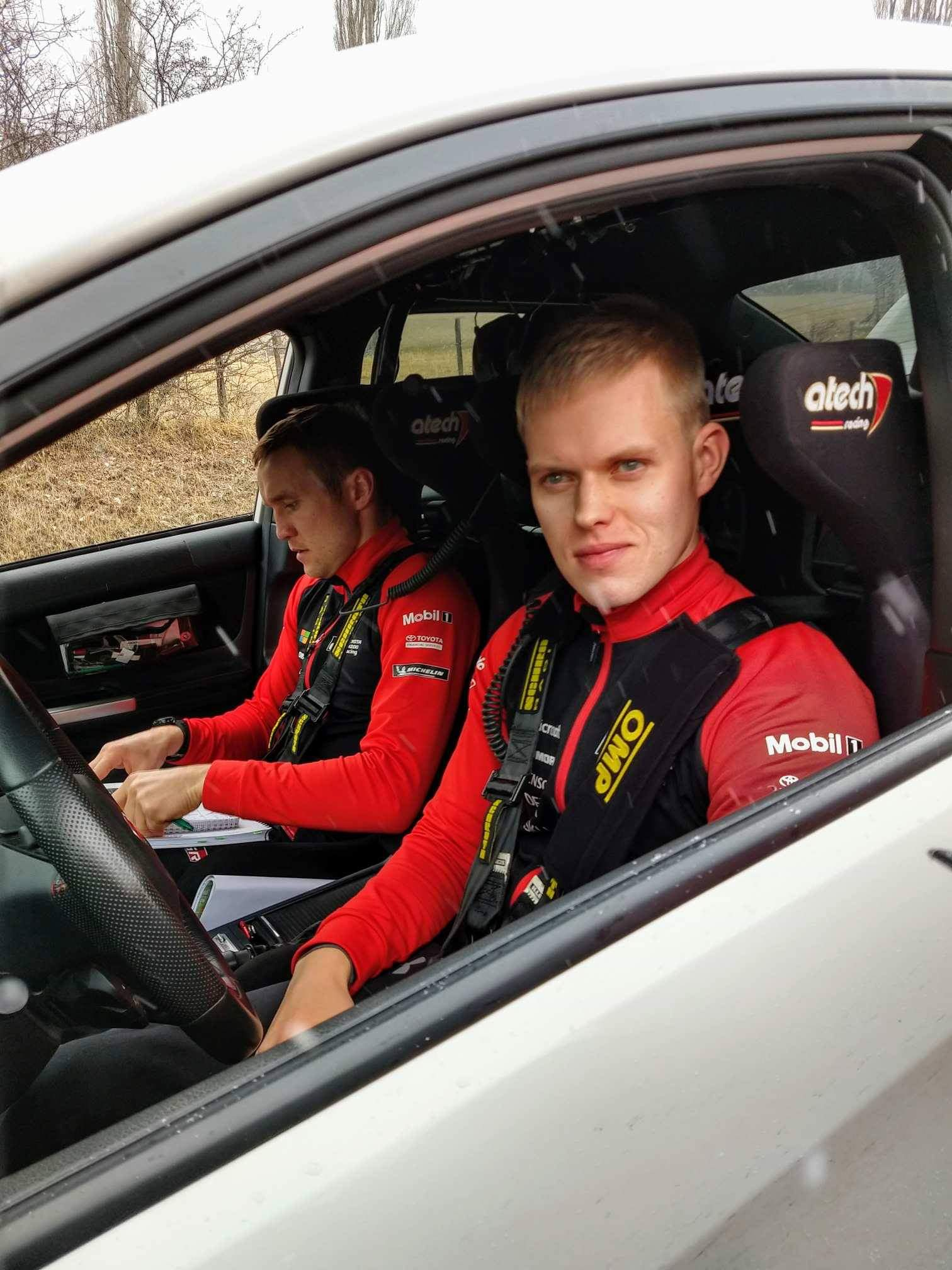
Ott Tänak et Martin Järveoja, champions du monde de rallye en 2019.
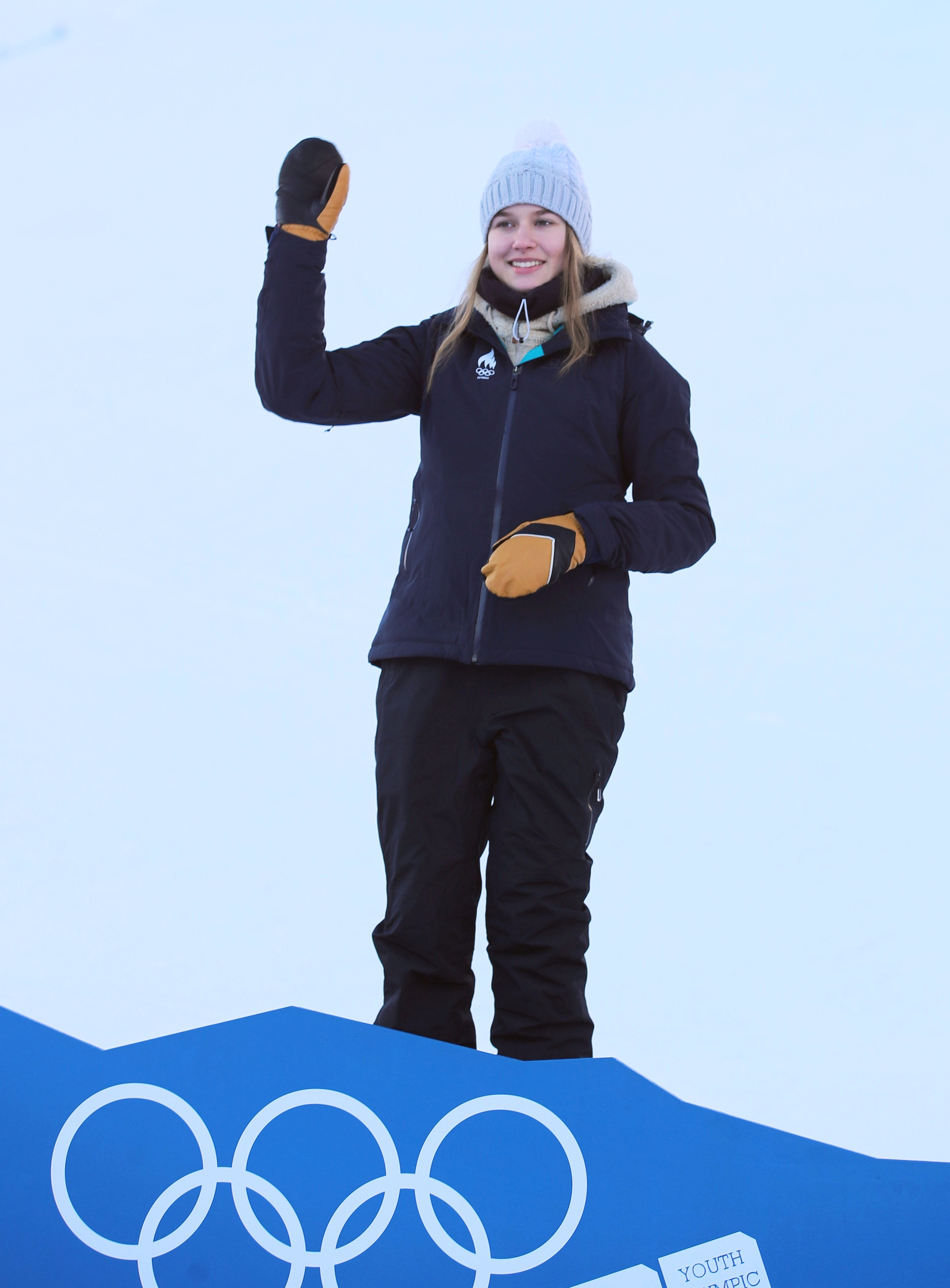
Kelly Sildaru, Skieuse acrobatique. Médaillée de Bronze aux Jeux olympiques d'hiver de 2022.
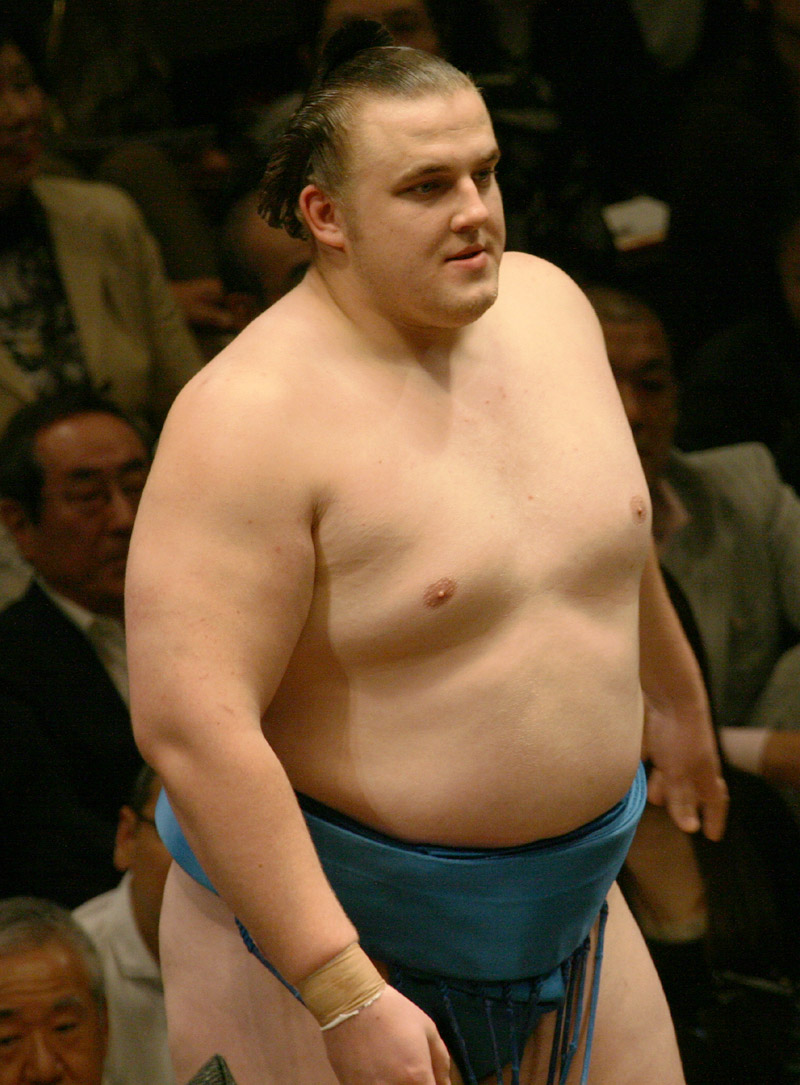
Baruto Kaito, Sumotori.
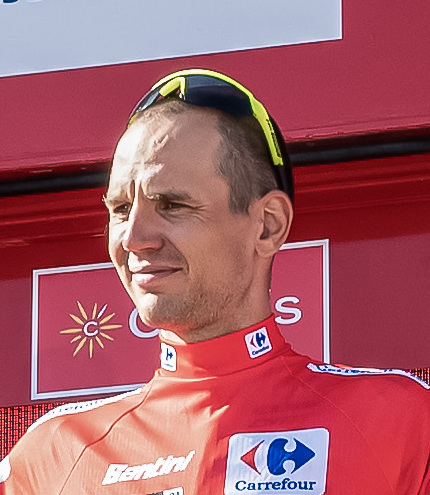
Rein Taaramäe, coureur cycliste.
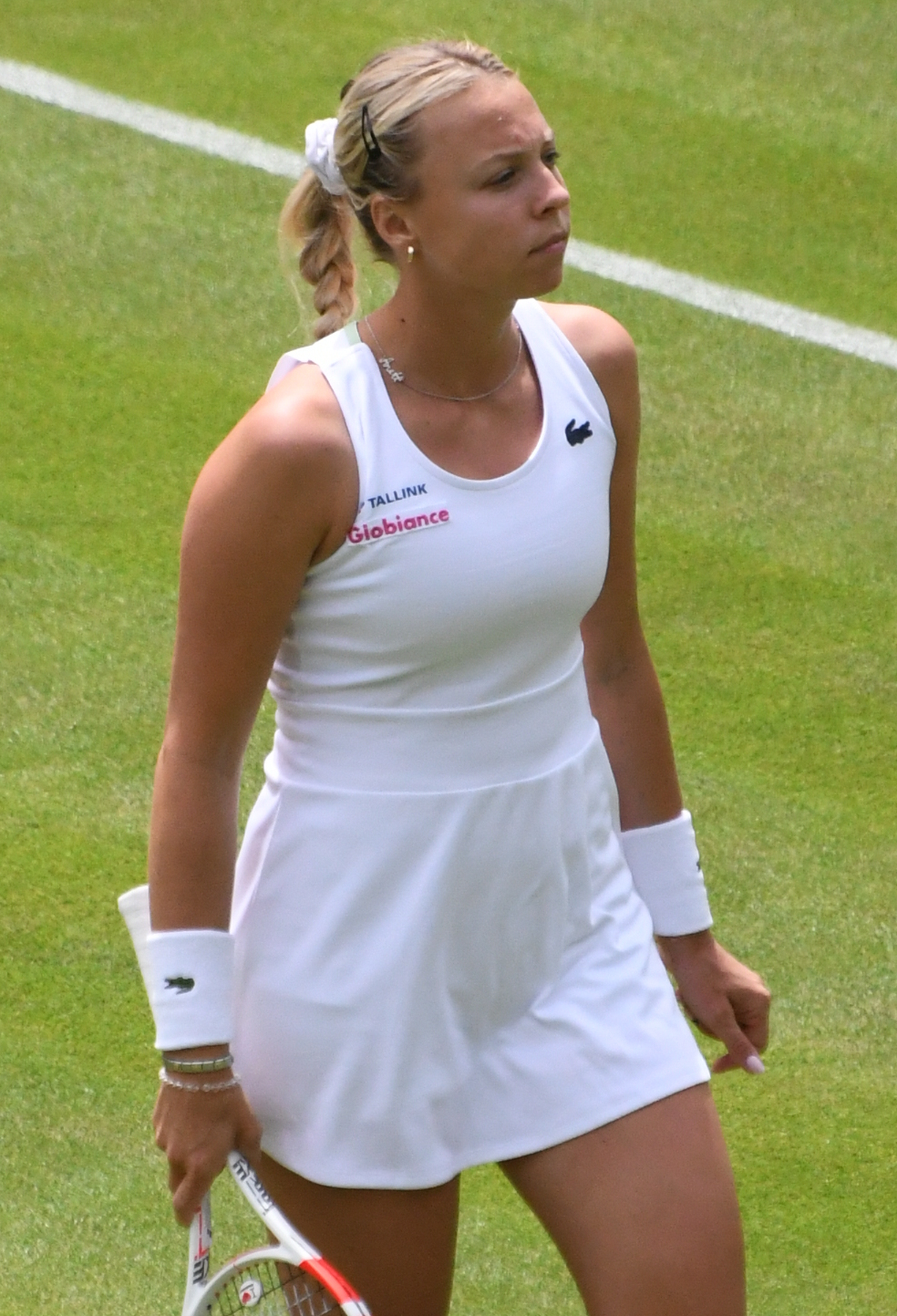
Anett Kontaveit, joueuse de Tennis.
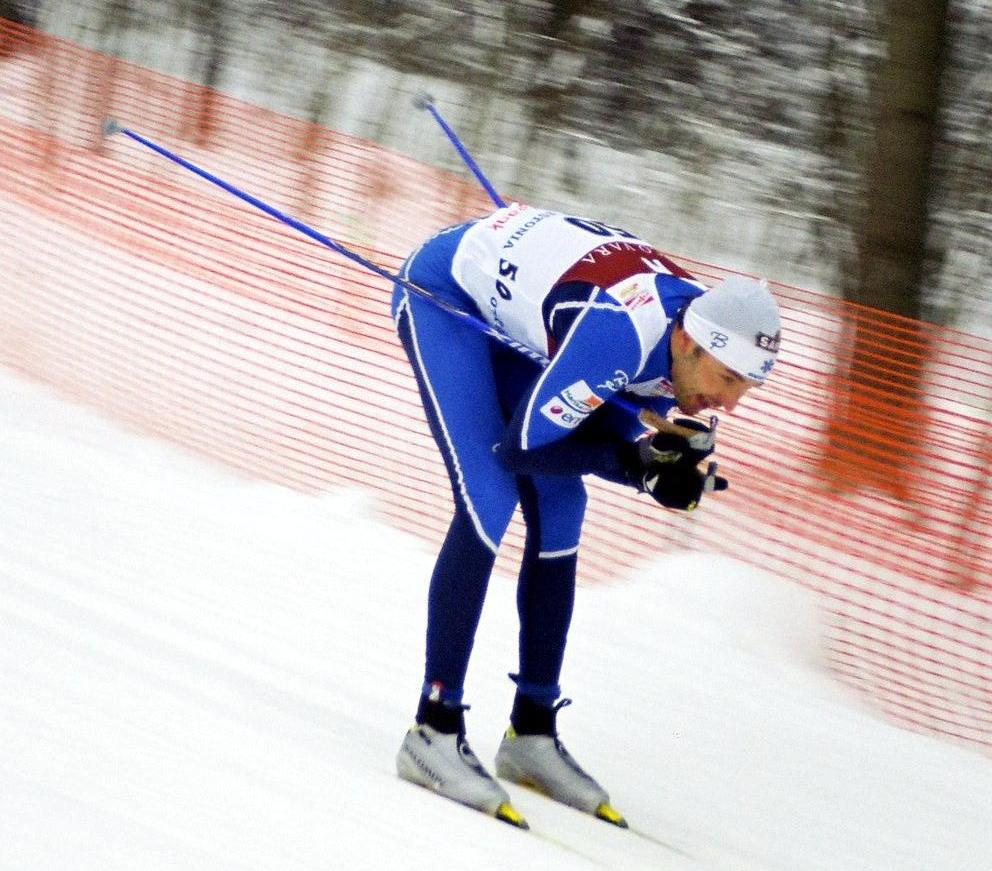
Andrus Veerpalu, multiple champion olympique de Ski de fond.
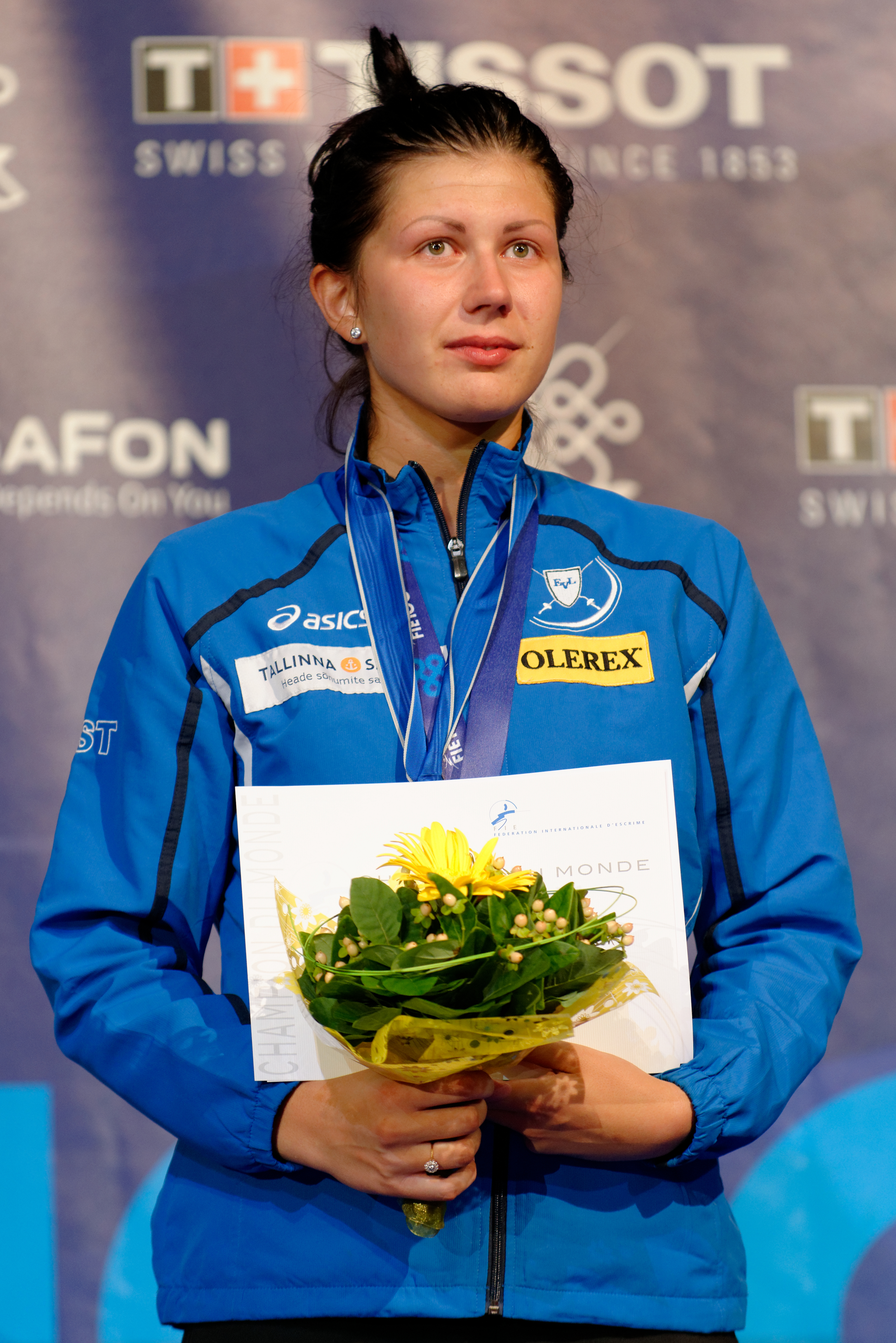
Julia Beljajeva, escrimeuse.

### Sécurité et criminalité

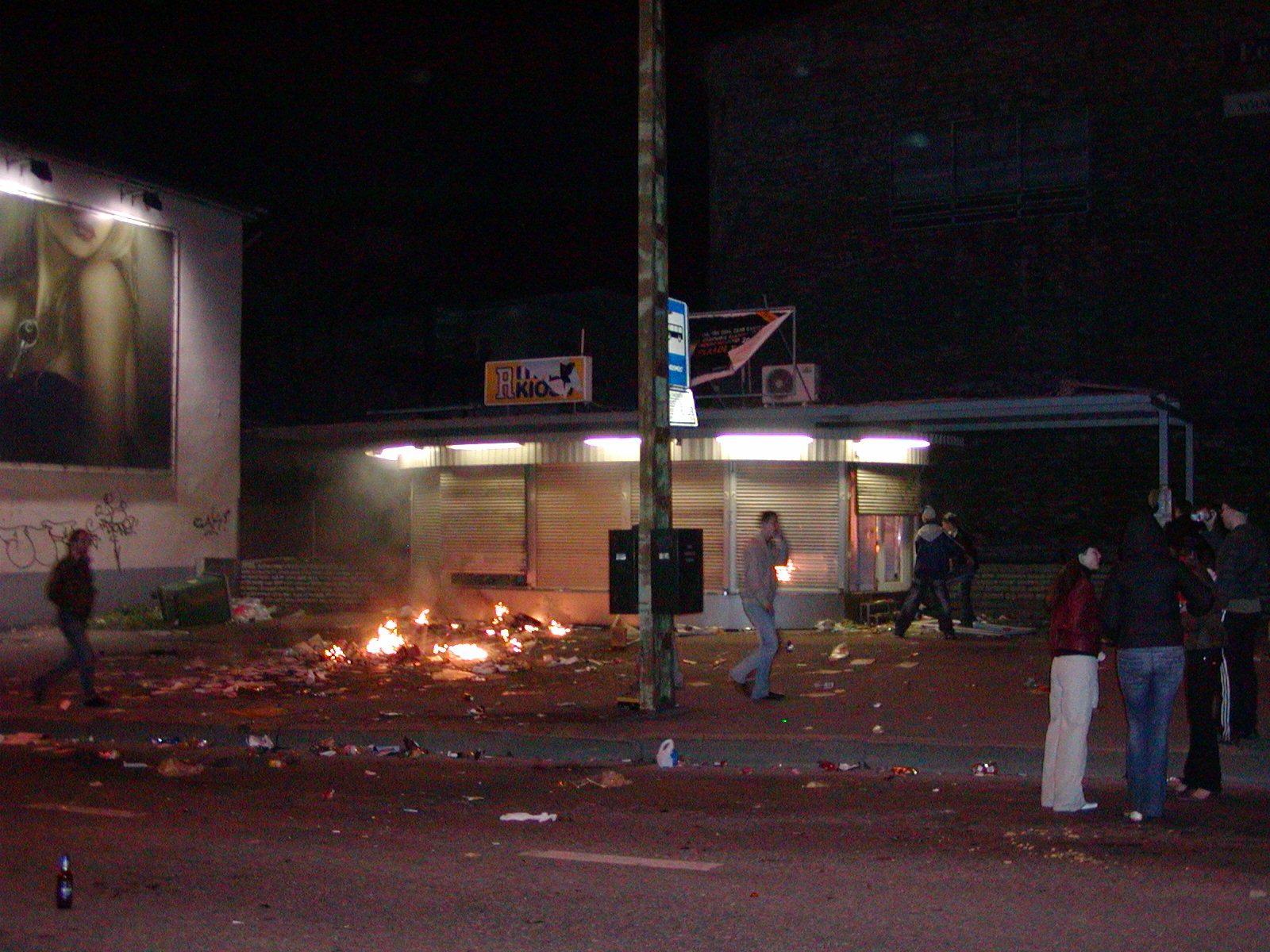
Dégradations de bâtiments par des Russes d'Estonie en réponse au déplacement d'un ancien monument de propagande soviétique par le gouvernement en 2007, unique émeute majeure depuis le rétablissement de l'indépendance.

Le rétablissement de l'indépendance de l'Estonie en 1991 est suivie par une période d'instabilité due au démantèlement du système soviétique et au passage à une économie de marché. Les années 1990 sont ainsi marquées par une forte criminalité avec une prévalence du crime organisé. L'Obtshak, une alliance informelle de groupes mafieux, principalement d'origine russe, se livre alors à un large éventail de trafics différents: prostitution, vol et recel de véhicules, trafic de drogue et, même « fourniture » de travailleurs pour des contrats de construction en Finlande, où les organisations criminelles confisquaient une partie des salaires des travailleurs,,. Le renforcement progressif de l'État de droit via un encadrement des échanges et une meilleure protection des personnes et de la propriété freine les activités du système mafieux, qui voit ses revenus fortement diminuer au milieu des années 2000 et la plupart de ses leaders arrêtés ou tués au début des années 2010,,,.
Ainsi, la délinquance et la criminalité sont en chute libre depuis le milieu des années 2000. Selon le Statistikaamet, le nombre total d'infractions de tous types est passé de 51 834 en 2006 à 25 982 en 2021. Le taux d'homicide pour 100 000 habitants est de 1,35 en 2022, plaçant l'Estonie à la septième position parmi les pays de l'Union européenne, derrière les pays voisins (Finlande, Lettonie, Lituanie) et juste devant la France. Les atteintes à la propriété (incluant les vols) diminuent drastiquement entre 2010 et 2020. À partir de 2021, tous les types de vols diminuent, sauf les vols à l'étalage, qui font à nouveau légèrement augmenter le chiffre global des atteintes à la propriété.

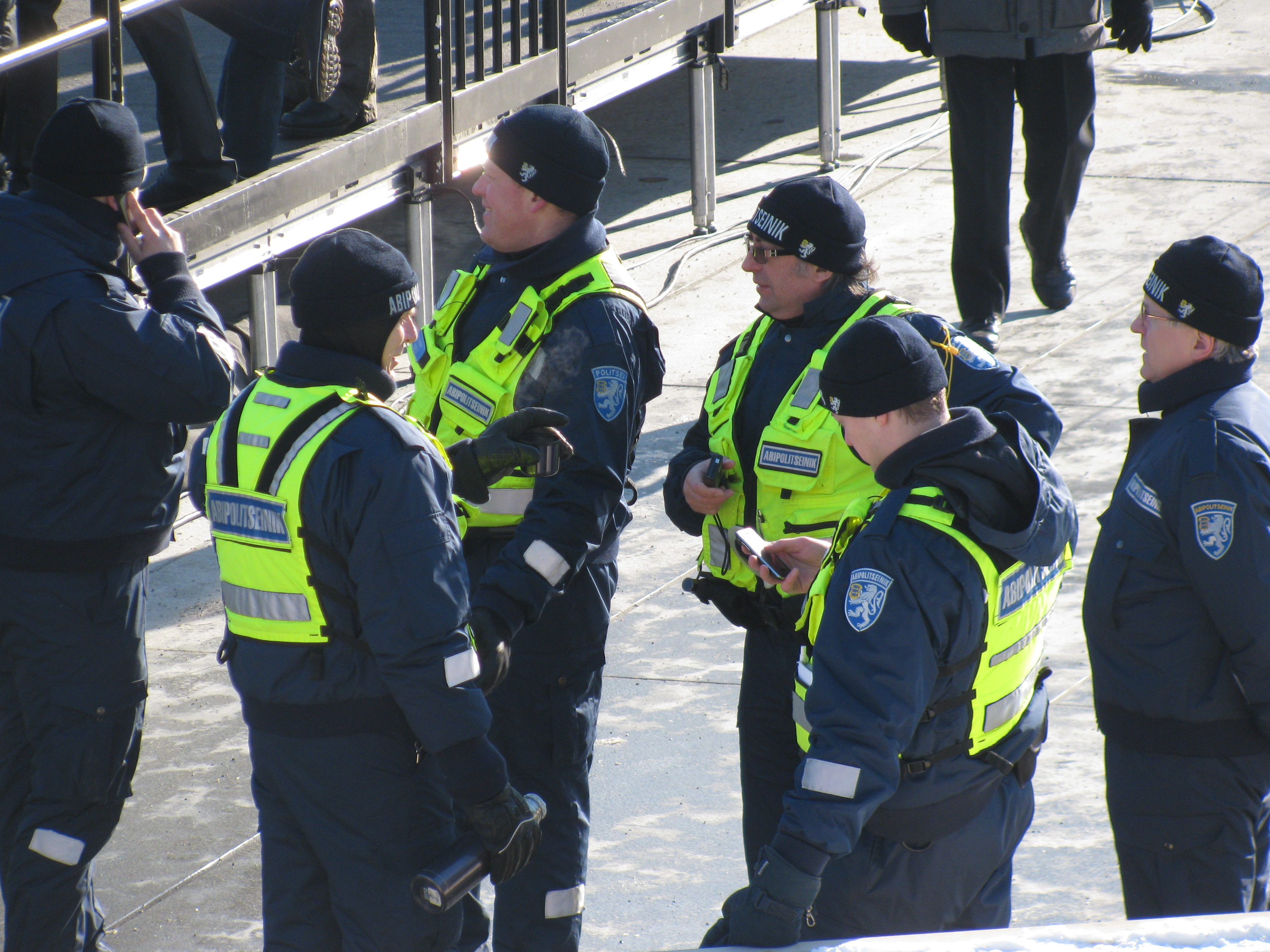
Les Abipolitseinikud, volontaires de la police, aident au maintien de l'ordre, entre autres, lors de grands évenements.

L'Estonie est de nos jours considéré comme un pays très sûr en matière de sécurité dans l'espace public. Selon les enquêtes du ministère réalisées en 2023, 70 % des personnes interrogées disent se sentir en sécurité le soir dans les rues.
À l'inverse, les violences ayant lieu dans la sphère privée restent de véritables fléaux en Estonie : une personne sur six a déjà été victime d'abus sexuels durant son enfance, le plus souvent commis par des proches ou des connaissances, 41 % des femmes et un tiers des hommes ont déjà vécu des violences conjugales,,,. L'absence de traitement des violences dans le cadre privé pendant l'occupation soviétique a pour conséquence de multiples défaillances dans leur compréhension et leur documentation encore de nos jours. De fait, les autorités n'anticipent pas suffisamment les phénomènes de violences domestiques, qui ne sont pas alors considérés comme une violation des droits de l'homme ou un crime contre la société, mais plutôt comme une affaire privée entre les membres de la famille. Ainsi, les premières stratégies nationales massives de lutte contre les violences domestiques, sexuelles et violences contre les enfants n'apparaissent qu'en 2010. La création de centres d'accueil, de numéros de téléphone d'urgence et de services spécialisés contribuent à améliorer la prise en charge des victimes. Cette stratégie permet de mieux détecter et enregistrer le phénomène, ce qui entraine mathématiquement une hausse continuelle du nombre de crimes sexuels depuis 2012.
Malgré une tolérance zéro de la part des autorités, les accidents de la route étaient encore en 2023 très souvent le fait de conducteur en état d'ébriété. Le nombre d'accidents de la route et d'accidents pour conduite en état d'ivresse diminue néanmoins d'année en année.
Autrefois très répandus, les crimes financiers de toute sortes enregistrés sont en constante diminution depuis 2013, et ont atteint leur plus bas niveau en 2023 avec 71 délits enregistrés. Contrairement à ses voisins lettons et lituaniens, l'Estonie améliore d'année en année sa position au classement de l'Indice de perception de la corruption de l'ONG transparency International. En 2023, elle atteint la 12e place aux côtés du Canada.
Par ailleurs, la cybercriminalité est en constante augmentation depuis le début des années 2010 et essentiellement caractérisée par des escroqueries en ligne tels que l'hameçonnage.

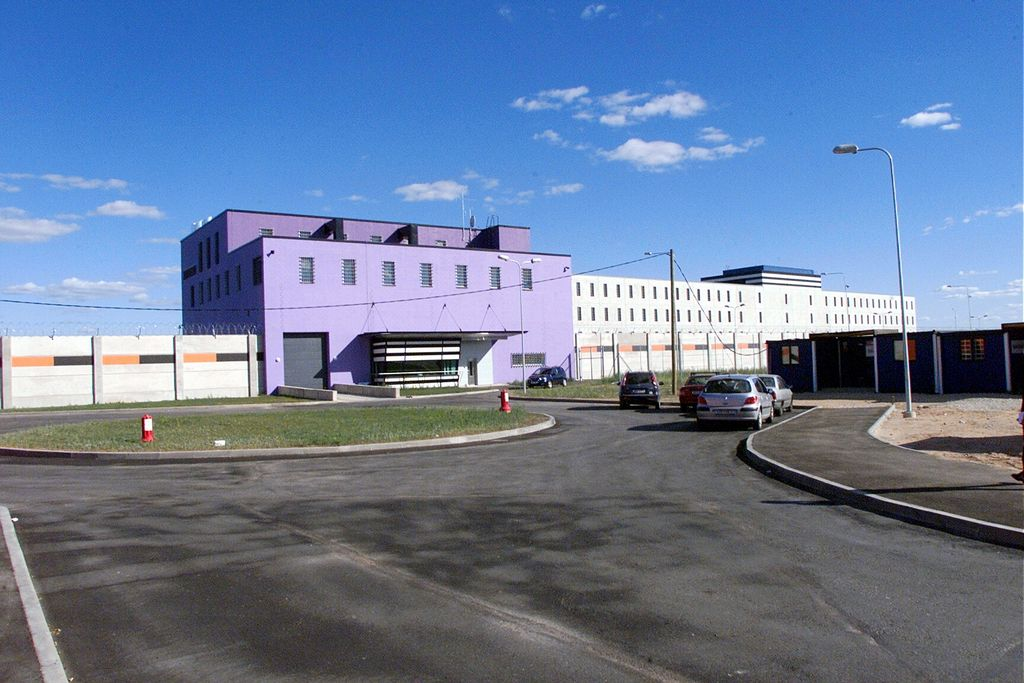
Entrée de la Prison de Tartu.

En 2022, l'Estonie dépensait 1,8 % de son PIB dans le maintien de l'ordre et la sécurité, soit légèrement plus que la moyenne européenne (1,8 %). Sur la période 2020-2022, l'Estonie possède 18 juges pour 100 000 habitants, ce qui place l'Estonie exactement dans la moyenne de l'UE. Le nombre de policiers est néanmoins inférieur à cette moyenne avec près de 300 agents pour 100 000 habitants. Par ailleurs, les 5000 policiers et gardes-frontières du pays sont aidés par une réserve de 1500 volontaires (abipolitseinik) qui assistent les agents dans leurs missions.
Le pays possède trois centres pénitentiaires à Jõhvi, Tallinn et Tartu. Construite en 2000, la prison de Tartu répond aux exigences modernes en matière de droit des prisonniers. Elle héberge entre autres, des criminels de guerre de la guerre de Bosnie-Herzégovine tels que Milan Martić,. Par ailleurs, la diminution constante de la population carcérale dans le pays depuis les années 2000 encourage en 2024 le gouvernement estonien à proposer de louer les cellules vides à d'autres pays européens pour y accueillir leurs détenus,,,,.

### Engagement associatif, syndical et politique
La vie démocratique dynamique de l'Estonie des années 1920 est réprimée lors de l'ère du silence à partir de 1934, où les partis politiques sont interdits. Une nouvelle constitution à la fin des années 1930 rétablit les partis politiques, mais la vie politique du pays est interrompue lors de l'occupation soviétique. L'administration soviétique, marquée par une répression politique, plonge la société estonienne dans la résignation et le cynisme, où chacun tente d'utiliser le système politique pour servir ses propres intérêts. À la fin des années 1980, la révolution chantante réveille la conscience nationale estonienne, jusque-là transmise uniquement dans le cadre privé. La culture politique de la société estonienne se rétablit alors en trois phases distinctes: une lutte commune transpartisane pour l'indépendance fortement idéalisée, une désillusion après le rétablissement des partis et idéologies venues des démocraties libérales européennes (mais déconnectées des attentes), et enfin l'émergence d'une vie politique active et critique où les idées se confrontent à la réalité du terrain.

Si les manifestations et grèves sont très peu fréquentes en Estonie, elles démontrent néanmoins une importance accordée par la population au thème de la protestation. Ainsi, dès 1987, les Estoniens manifestent contre l'ouverture des mines de phosphore par l'occupant soviétique. Les protestations s'amplifient ensuite contre l'occupation soviétique, notamment lors de la Voie balte en 1989. Si les manifestations publiques sont moins nombreuses après le rétablissement de l'indépendance, elle reprennent néanmoins dans les années 2000,.

Manifestations estoniennes notables
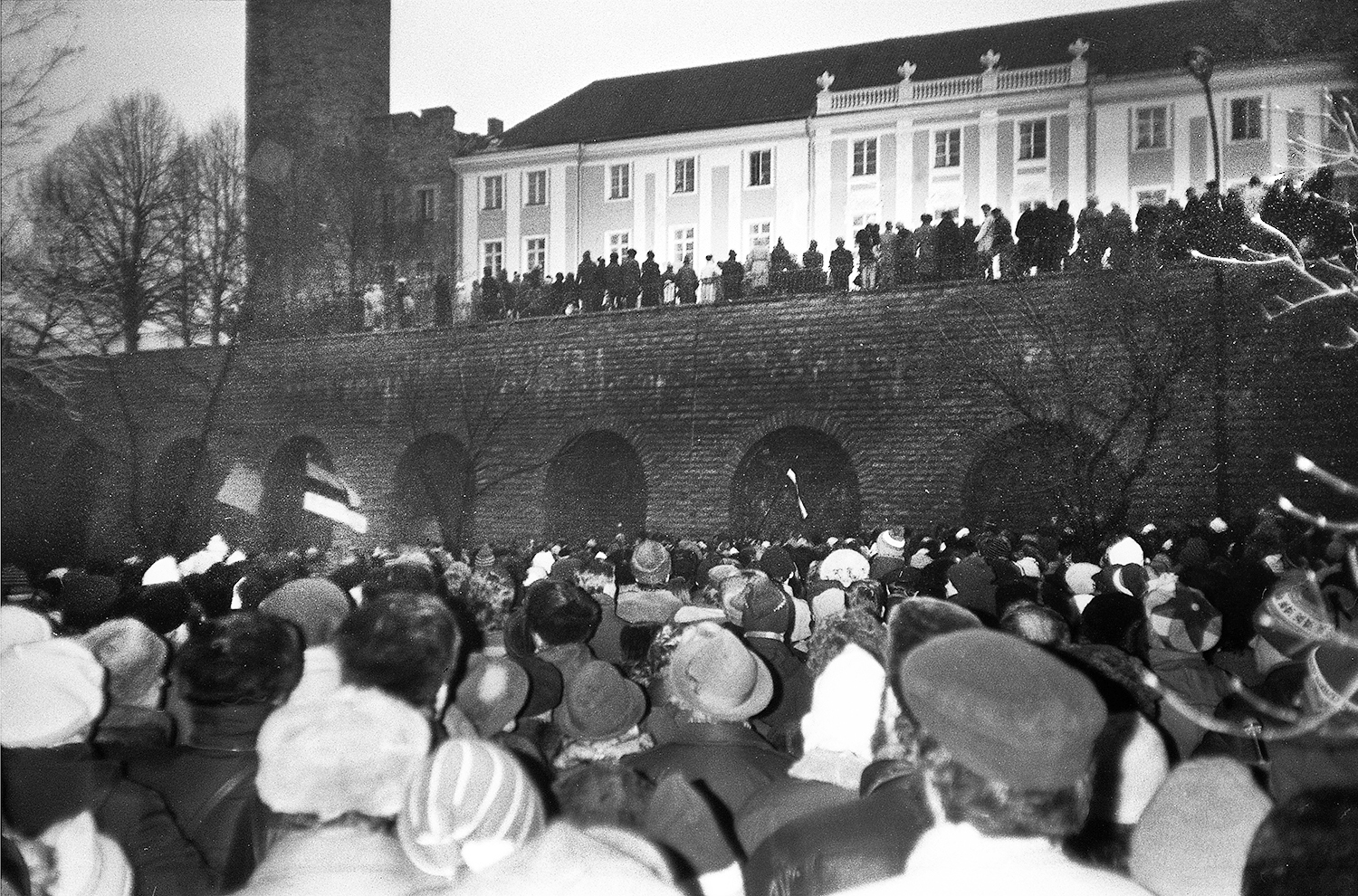
Rassemblement de la révolution chantante contre l'Occupation soviétique (anniversaire de la Déclaration d'indépendance), le 24 février 1989.
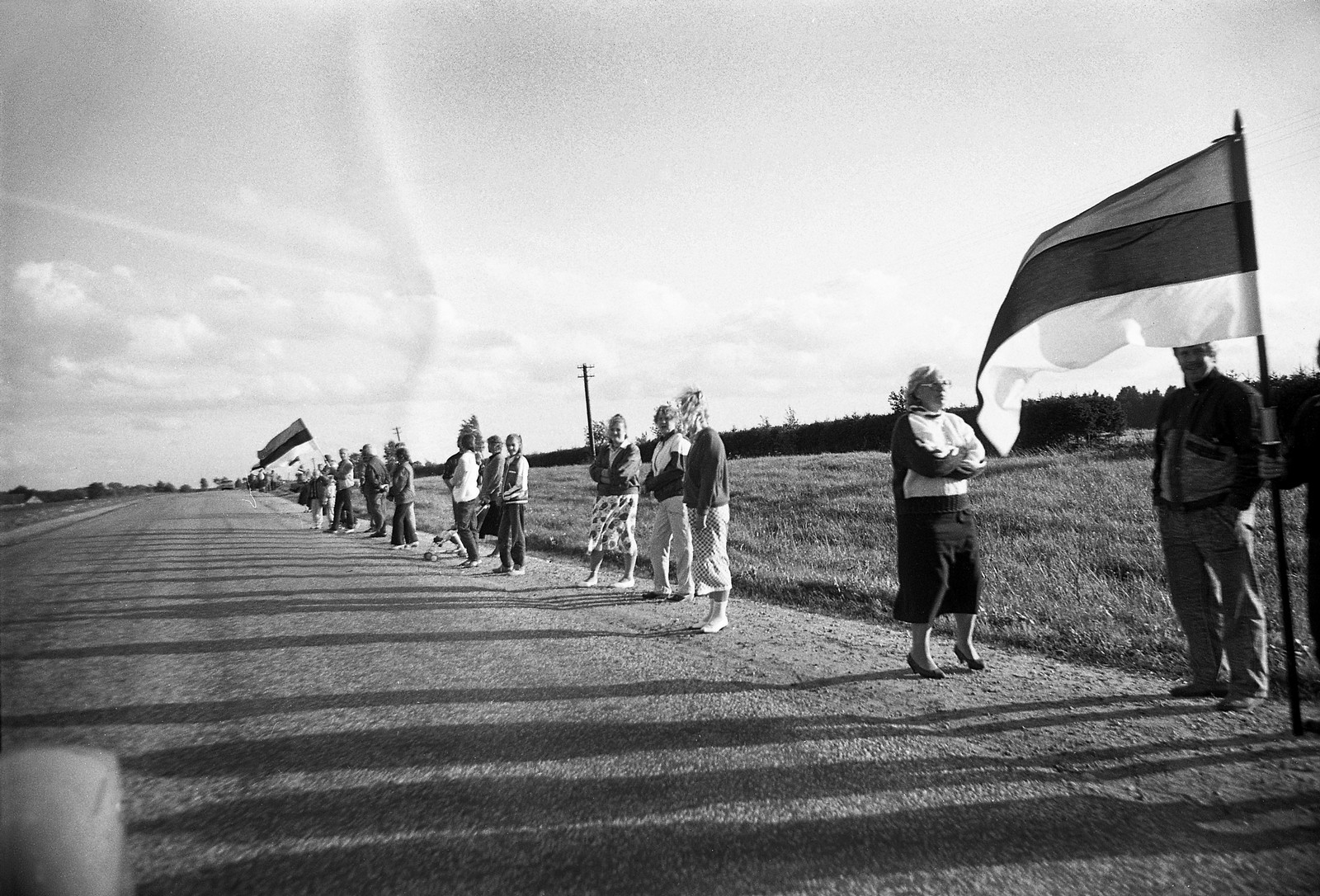
La Voie balte en Estonie, 1989.
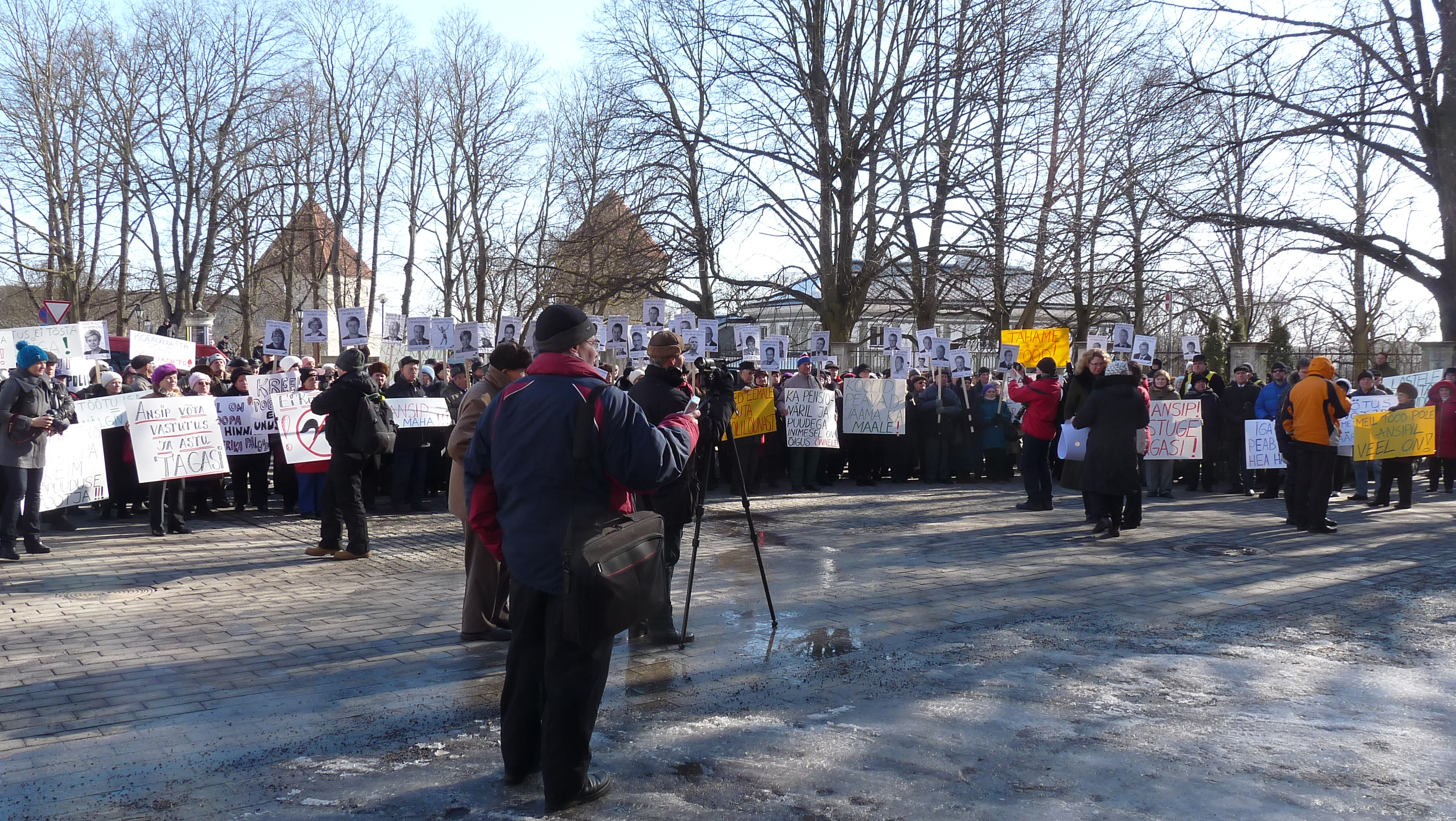
Manifestations devant le Riigikogu contre les hausses d'impôts du gouvernement en 2012.
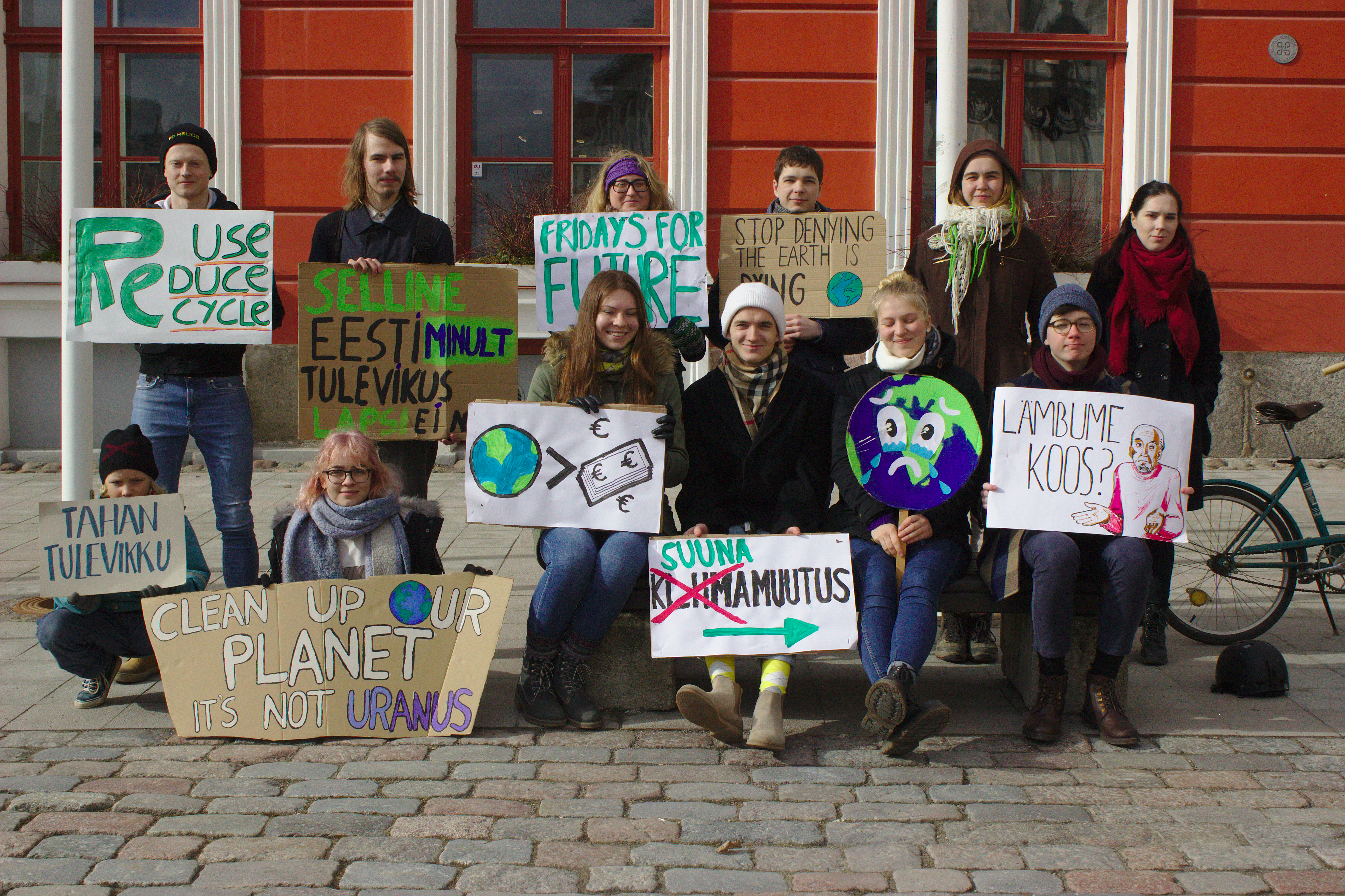
Grève étudiante pour le climat en mars 2019 devant la mairie de Tartu.
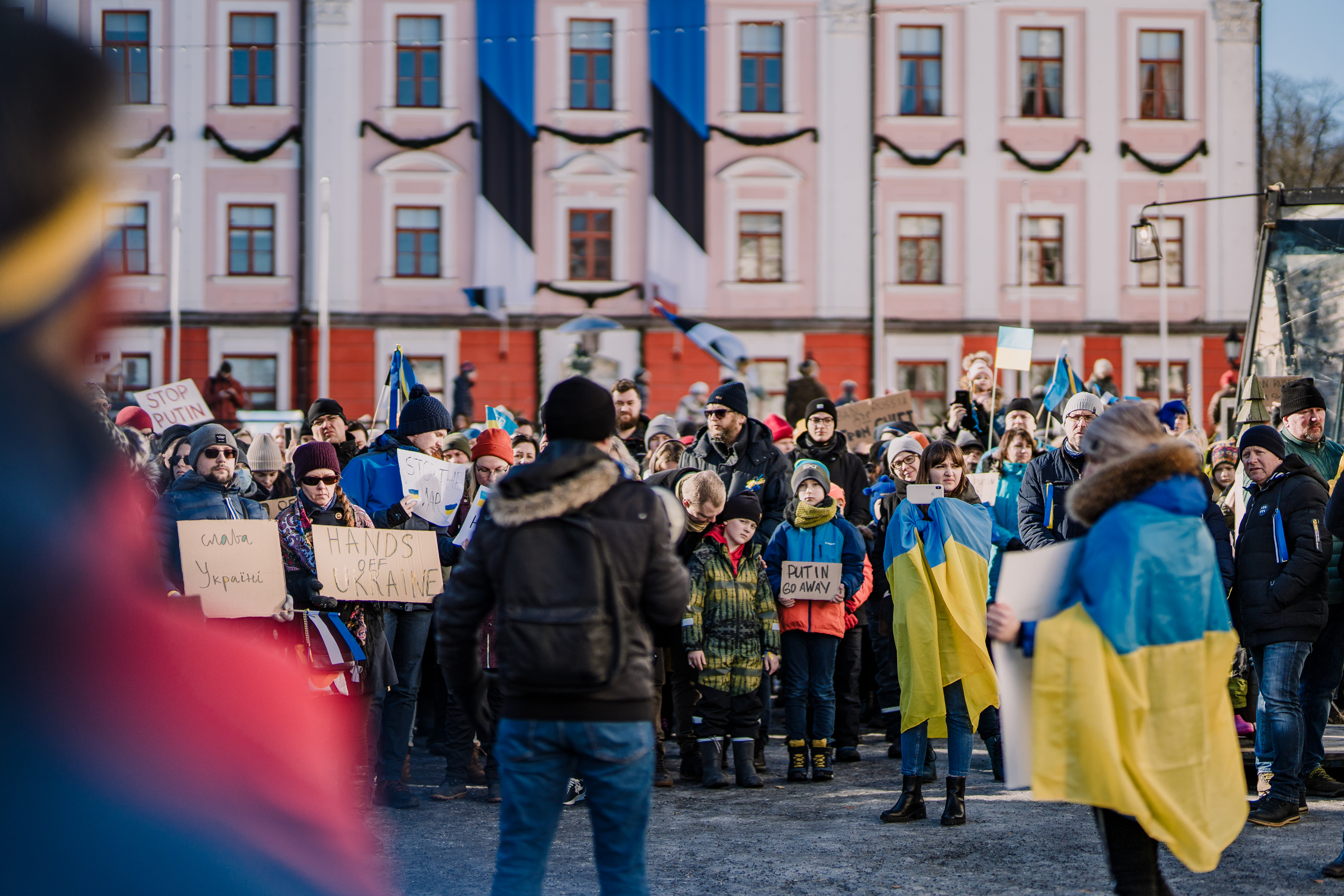
Rassemblement contre l'invasion de l'Ukraine par la Russie en 2022 devant la mairie de Tartu.

L'Estonie est caractérisée par un faible taux de syndicalisation,. Le syndicat du personnel de l'éducation (Eesti Haridustöötajate Liit, EHL) compte le plus de membres (environ 6000). La principale confédération de syndicats - confédération des syndicats d'Estonie (Eesti Ametiühingute Keskliit) - compte en tout près de 12 000 membres. D'autres syndicats sont également influents dans leurs secteurs respectifs tels que celui des travailleurs de la santé ou les marins. L'Estonie compte en outre un très large tissu associatif, avec près de 33 000 associations enregistrées.

### Droits humains et discriminations
L'égalité des citoyens en Estonie est inscrite dans l'article 12 de la constitution de 1992. En outre, elle est également spécifiée dans la loi sur l'égalité des sexes et la loi sur l'égalité de traitement,. L'interdiction des discriminations est mentionnée dans plusieurs textes tels que la loi sur le travail, la loi sur le service public et le code pénal. Selon l'insitut V-Dem de l'université de Göteborg, l'Estonie est le pays avec l'indice des droits humains le plus élevé au monde.
Pendant l'occupation soviétique, la population estonienne a été victime de nombreuses et multiples violations de droits humains, et d'une colonisation de peuplement tendant à rendre les Estoniens minoritaires sur leur propre territoire. Favorisés par le pouvoir soviétique, les colons, généralement russes ethniques et/ou russophones, ont progressivement imposé leur langue et leur culture en ignorant, voire rejetant, la langue et la culture estonienne. Entre autres pour cette raison, l'Estonie est de nos jours engagée auprès des Nations unies dans la protection des droits des peuples indigènes à travers le monde.
Lors du rétablissement de l'indépendance, la politique de restauration de l'État a eu notamment pour objectif prioritaire de réparer les dommages subis par la société estonienne, l'occupation étant considérée comme illégale par la loi locale et par le droit international. De fait, les populations ex-soviétiques n'ont reçu aucun traitement particulier de la part de l'État estonien en vue de leur intégration à cette époque, ce qui a entrainé des situations de discrimination rapportées par plusieurs ONG. Ainsi dès 1993, Human Rights Watch (HRW) rapportait le manque de politique volontariste pour réduire le nombre de personnes à la citoyenneté indéterminée (apatrides) vivant sur le territoire, qui n'ont pas effectué de démarches de naturalisation après l'expiration de leur citoyenneté soviétique. Le problème subsistait toujours en 2015 d'après HRW, et encore en 2022 d'après Amnesty International, bien que le Haut Commissariat des Nations unies pour les réfugiés ait rapporté des efforts significatifs réalisés par l'Estonie pour réduire l'apatridie, particulièrement chez les enfants,,,,.
L'un des principaux obstacles à l'obtention de la naturalisation, et plus largement à l'intégration des minorités et des étrangers, est le manque de maitrise de l'estonien. En ce sens, le Comité sur l'élimination de la discrimination raciale et les ONG rapportent que l'Estonie ne traitait la politique linguistique qu'avec une approche punitive plutôt que d'encourager son apprentissage et sa pratique en tenant compte des spécificités individuelles et des réalités locales,. En conséquence, entre le milieu des années 2000 et le début des années 2010, l'État prend plusieurs mesures pour généraliser l'accès aux cours de langue estonienne.
Les écoles de quartiers à majorité russe ethnique utilisent le russe comme principale langue d'enseignement. Pour répondre aux problèmes d'intégration des russophones dans la société estonienne, l'État augmente la place de l'estonien dans ces écoles à partir des années 2010, puis fait de l'estonien la seule langue d'enseignement à partir de 2024, tout en maintenant les cours de langue et culture russe en parallèle. Si les ONG locales y voient des mesures favorisant la cohésion sociale, l'ONG FUEN et par les rapporteurs des Nations unies dénoncent un risque d'assimilation culturelle et une potentielle violation des droits des minorités,,,.
Défendant la liberté d'expression, les différents gouvernements estoniens ont fait l'objet de critiques quant à la difficulté de faire appliquer les lois condamnant les incitations à la haine pendant plusieurs années. L'Estonie renforce ses instruments législatifs en la matière à partir de 2023,.

## Économie
L'Estonie fait partie de l'espace commercial germanique au sein de la Hanse pendant le Moyen Âge. Du XVIe au XVIIIe siècle, l'économie du territoire stagne en raison du déplacement des principaux flux commerciaux européens (notamment vers l'Atlantique) et des différentes guerres et épidémies sur son sol (notamment guerre de Livonie et grande guerre du Nord). À la fin du XIXe siècle, l'Estlande et la Livonie font partie des régions les plus prospères de l'Empire russe, car ouvertes sur le reste de l'Europe et tardivement concernées par la révolution industrielle,,. L'Estonie devenue indépendante des années 1920 reste cependant largement dominée par l'agriculture, qui compte pour 60 % de son PIB,. Elle est à cette époque la plus développée des régions de l'ancien Empire, et son PIB par habitant est alors comparable à celle de la Finlande voisine,.
Après avoir subi la Seconde Guerre mondiale, l'économie estonienne fait ensuite face à l'occupation soviétique : La collectivisation, le passage à une économie planifiée et l'orientation des exportations vers l'Est bouleversent profondément le pays. L'Estonie occupée accuse alors un retard économique grandissant sur ses voisins finnois et scandinaves. En revanche, le développement industriel et la conservation de liens avec l'autre côté du rideau de fer (qui alimentent notamment le marché noir) permettent à l'Estonie d'être l'« Ouest soviétique », le territoire le plus avancé de l'URSS. À la fin des années 1980 puis dans les années 1990, les liens avec l'Ouest participent de la reconstruction de son état et de son économie de marché basée sur la propriété privée.

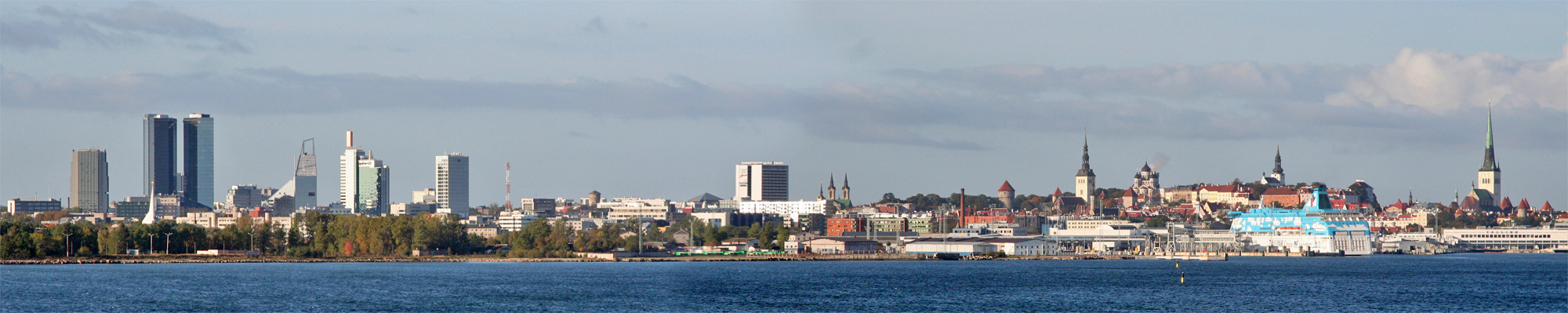
Le Panorama de Tallinn (depuis l'Est de la baie), emblématique de l'évolution économique de l'Estonie : la Vieille-ville allemande commerçante médiévale (à droite) et le quartier d'affaires de Maakri (à gauche) alors en construction en 2007. Les hôtels Olümpia (tout à gauche) et Viru (au centre), symboliques des échanges subsistants avec le Bloc de l'Ouest pendant l'Occupation soviétique.

Malgré une période d'incertitude entre 1992 et 1995 suivant l'adoption d'une nouvelle monnaie, l'Estonie redevenue indépendante connaît une forte croissance, une libéralisation et une réorientation de son économie vers les services,,. L'économie du pays, ouverte et libéralisée, se détache peu à peu de la Russie, notamment après la crise financière russe de 1998, et dans le même temps s'oriente vers l'Ouest, et en particulier l'Allemagne et les pays nordiques.
Une politique en faveur de l'innovation (notamment via l'adoption massive des technologies de l'information), un budget équilibré, une faible dette publique et de faibles taxes et contraintes pour la création d'entreprise permettent à l'Estonie de devenir un modèle de développement et de croissance parmi les pays de l'ancien bloc de l'Est : Entre 1998 et 2007, l'Estonie est le territoire de l'ex-URSS avec le plus haut PIB par habitant à parité de pouvoir d'achat (PPA). À l'échelle de l'ancien bloc de l'Est, elle n'est dépassée que par la Slovénie et la Tchéquie. La croissance connaît néanmoins un revers pendant la crise financière mondiale de 2008 et l'Estonie ne retrouve son rôle de chef de file régional qu'en 2014, son PIB par habitant PPA dépasse alors celui du Portugal. Entre-temps, l'Estonie adopte la monnaie unique européenne en intégrant la zone Euro en 2011. L'Estonie connaît néanmoins à nouveau des périodes de faible croissance, voire de récession, notamment pendant la crise liée à la pandémie de Covid-19 en 2020 puis l'Inflation en 2022-2023,,. Au total entre 1992 et 2023, le PIB par habitants de l'Estonie en dollars courants est multiplié par huit.

### Revenus de la population et développement humain

Évolution du PIB nominal par habitants de l'Estonie et de ses voisins baltes (Lettonie, Lituanie) entre 1973 et 2018. L'Estonie, chef de file des pays baltes, est peu à peu rejoint par la Lituanie.

D'après le FMI, le Produit intérieur brut par habitant de l'Estonie est de 29 838,985 dollars et le PIB par habitant à parité de pouvoir d'achat est de 44 268,651 dollars en 2023.
En 2023, selon le World Inequality Database, en Estonie, les 1 % les plus aisés captent 12,8 % du revenu national avant impôt, les 10 % les plus aisés en captent 35,8 % et les 50 % les plus pauvres 18 %. Les inégalités ont fortement augmenté dans les années 1990, puis fluctué dans les années 2000, pour finalement se stabiliser à partir de 2015-2016.
Si les inégalités de revenus sont proche de la moyenne de l'Union européenne, la richesse est néanmoins plus inégalement répartie que dans la plupart des pays européens: Ainsi, en 2023, l'indice de Gini mesurant les écarts de richesse était de 31,8 (à l'échelle 100), seuls 6 pays (dont la Lettonie et Lituanie voisines) ont un score plus élevé. D'après les étues économiques relayées par la Banque centrale d'Estonie, les inégalités de richesses semblent liées au volume élevé de créations d'entreprises, dont les actifs représentent en moyenne 22,6 % du total des actifs du pays (contre 8,6 % en moyenne dans la zone Euro), ainsi qu'aux différences de prix de l'immobilier entre les régions, au taux élevé d'accession à la propriété dans la population, et enfin aux taxes, qui cumulées, rendent la fiscalité estonienne dégressive (en comparaison des pays avec un niveau de revenu similaire).
La Banque mondiale classe l'Estonie parmi les pays à haut revenu. Entre 2000 et 2021, le revenu disponible brut ajusté des ménages par personne a triplé en Estonie, passant de 6 000 € à plus de 18 000 €. Il est en 2023 de 19 937 euros. Le taux d'épargne brut des ménages a très fortement fluctué depuis l'an 2000. Ayant atteint un pic a 12,96 % en 2020, il est retombé à 3,1 % à la suite de la Crise économique du Covid-19 et de l'inflation en 2021-2023. En Estonie, le salaire brut mensuel moyen s'élève en 2023 à 1 832 € selon le Statistikaamet. En constante augmentation depuis 1992, il dépasse le seuil des 2 000 € pour la première fois au deuxième trimestre de l'année 2024,. Le salaire brut mensuel médian s'élève en 2023 à 1 501 €.
Selon le Statistikaamet, l'écart salarial entre les hommes et les femmes a très fortement chuté, passant de 22,9 % en 2011 à 17,7 % en 2022, puis à 13,1 % en 2023,. En revanche, d'après Eurostat, en 2022, cet écart s'élevait à 21,3 %, ce qui ferait de l'Estonie le pays d'Europe avec le plus haut écart salarial,. Néanmoins, selon le Statistikaamet, l'écart de rémunération publié par Eurostat ne prend pas en compte les indicateurs des entreprises et des institutions comptant moins de 10 salariés. Sont également exclus les revenus des salariés de l'agriculture, de la sylviculture et de la pêche, ainsi que de l'administration publique et de la défense.
Le seuil de risque de pauvreté, fixé par Eurostat à 60 % du revenu disponible équivalent médian national (après transferts sociaux), s'établit en 2023 à 9 295 €, une valeur comparable à celles de la Tchéquie et de la Pologne et qui place l'Estonie en 18e position sur les 27 pays de l'Union européenne. Le taux de population qui vit sous ce seuil de risque de pauvreté est de 22,5 %, soit le niveau le plus haut de toute l'UE. Les revenus d'une population n'évoluant jamais de façon uniforme, l'augmentation très rapide du revenu médian ces dernières années en Estonie a mécaniquement augmenté le taux statistique de risque de pauvreté, sans pour autant traduire une augmentation effective de la pauvreté,. En revanche, les plus de 65 ans forment la catégorie d'âge avec le plus fort taux de risque de pauvreté, soit 39,4 % en 2023. Cette catégorie, et plus largement les retraités, est l'une des plus exposées en raison des faibles montants des pensions. Ce phénomène commun aux trois pays baltes, en raison du manque de financement des retraites après la fin du système soviétique, fait de l'Estonie le pays avec les retraités ayant le plus fort risque de pauvreté de toute l'Union européenne,.

Indice de développement humain (IDH) en Europe. La Slovénie et l'Estonie sont les seuls territoires de l'ancien bloc de l'Est à posséder un IDH supérieur ou égal à 0,889.

Le statistikaamet considère un taux de pauvreté absolue d'une personne à partir d'un seuil calculé sur la base du revenu disponible équivalent, qui tient compte de la composition du ménage. Le seuil de pauvreté absolue est le minimum vital estimé, qui représente le coût financier de la satisfaction des besoins minimaux. En 2023, le pourcentage de la population en deçà de ce seuil (taux de pauvreté absolue) était de 2,7 %, contre 29,7 % en 1997. Les chômeurs forment la catégorie socio-professionnelle avec le plus fort taux de pauvreté absolue (21,7 %) en 2023. Par ailleurs, selon la Banque mondiale, 0,7 % de la population vivait avec moins de 6,85 dollars par jour en 2017, un taux semblable à celui du Royaume-Uni et inférieur à celui de la Suède, de l'Espagne et de l'Italie.

L'Estonie est un pays avec un très haut développement humain. En 2022, selon les Nations unies, l'indice de développement humain (IDH) de l'Estonie était de 0,899, la plaçant 31e du classement mondial de l'IDH non loin derrière l'Italie, Chypre, la France et l'Espagne et devançant la Tchéquie et la Grèce. En outre, le pays possède un IDH ajusté selon les inégalités remarquable, car supérieur à celui de la France et des États-Unis, plaçant l'Estonie à la 22e place mondiale derrière la Corée du Sud.

### Emploi
Entre la fin des années 1990 et le milieu des années 2010, l'Estonie connaît d'importantes fluctuations de son taux de chômage, très vulnérable aux périodes de crise: Ainsi, des pics apparaissent lors de la crise financière russe de 1998 puis lors de la crise financière mondiale de 2007-2008. Depuis 2014, le taux de chômage tend à se réduire puis se stabiliser, et descend même à 4,4 % en 2019. Le chômage augmente à nouveau pendant la crise économique liée à la pandémie de Covid-19 et l'inflation en 2021-2023 mais sans jamais excéder 8 %. En 2023, le taux de chômage estonien était de 6,4 %,. Le Nord-Est de l'Estonie, ancien bassin industriel datant de l'occupation soviétique et très peuplé, est plus touché par le chômage que les autres régions du pays.
En 2023, le taux d'emploi en Estonie était de 69,2 %. Le peu de destructions d’emplois en parallèle de l'augmentation du nombre de chômeurs s’explique par le nombre croissant d’employés sur le marché du travail: la population active connaît alors un record avec 694 000 personnes, qui peut s’expliquer par l’arrivée des réfugiés ukrainiens et également par la hausse du coût de la vie forçant des personnes inactives à chercher un emploi,.
Du fait de la pauvreté chez les personnes âgées, 35 % des 65-69 ans travaillent pour compléter leurs revenus, un taux largement plus élevé que la moyenne européenne (16,7 %). Le marché de l'emploi en Estonie est en situation de pénurie de main-d'œuvre chronique dans certains secteurs, notamment dans les technologies de l'information, chez le personnel de santé, du droit et de l'éducation,,. Par ailleurs, en 2021, l'Estonie comptait 28 424 fonctionnaires, soit 2,9 % de la population en âge de travailler.
En 2023, en Estonie, selon l'OCDE, le temps de travail hebdomadaire moyen des employés était de 37,6 heures (soit un chiffre en légère baisse, il était de 38,8 en 2010).

### Principaux secteurs d'activité
L'économie estonienne est largement tournée vers le secteur des services. En 2022, le services composaient 61,64 % du PIB de l'Estonie, l'industrie 24,02 % et l'agriculture 2,52 %. En 2022, les emplois de services composaient 68,78 % des emplois en Estonie, 28,62 % pour l'industrie et 2,6 % pour l'agriculture.
En 2023, les activités économiques contribuants le plus au PIB de l'Estonie sont l'industrie (14 % du PIB), le commerce de gros et de détail (12 % du PIB) et les activités liés à l'immobilier (10 %),. En dehors de ces trois secteurs, les autres activités majeures du pays contribuent à part presque égales. L'information-communication comptait pour 7,6 % du PIB, le secteurs de l'administration publique (dont la défense), la construction, l'ingéniérie/recherche scientifique, la finance/assurance, le transport comptaient chacun pour 6 % du PIB. L'éducation et le secteur de la santé/social comptaient chacun pour 5 % du PIB,. Au cumulé, tous les secteurs comptant chacun pour moins de 5 % du PIB tels que le tourisme, l'agriculture, l'exploitation forestière, l'eau, les mines ou le secteur de l'énergie forment les 17 % restant.

#### Agriculture, pêche et agroalimentaire
Comme d'autres pays industrialisés, l'Estonie a connu des phénomènes d'exode rural et de chute de l'emploi agricole. À la fin du XIXe siècle, le territoire cesse progressivement d'être uniquement centré sur l'agriculture, mettant un terme à sept siècles de domination allemande locale ayant cantonnés les estoniens à la paysannerie. Un début de mécanisation agricole se met en place au début du XXe siècle. Le poids de l'agriculture dans la production du pays diminue légèrement, puis brutalement après le début de l'occupation soviétique en raison du développement industriel et ce malgré une intensification de la production,.
Le secteur agricole connait une grande vague de modernisation à partir du rétablissement de l'indépendance,. Le pays développe ensuite son agriculture dans le cadre de la politique agricole commune (PAC) de l'Union européenne : l'Estonie reçoit ainsi 280 millions d'euros de fonds européens entre 2023 et 2027, soit 0,48 % du budget total de l'UE,. L'Estonie comptait 8 000 emplois agricoles en 2021, un nombre qui tend diminuer au cours des années. Si, l'agriculture, la sylviculture et la pêche ne représentaient que 2,2 % du PIB total de l'Estonie, et l'agroalimentaire 1,8 % en 2023, ces domaines d'activités cumulés formaient le troisième secteur le plus exportateur du pays avec 1,4 million d'euros de marchandise d'origine estonienne exportée en 2023,.

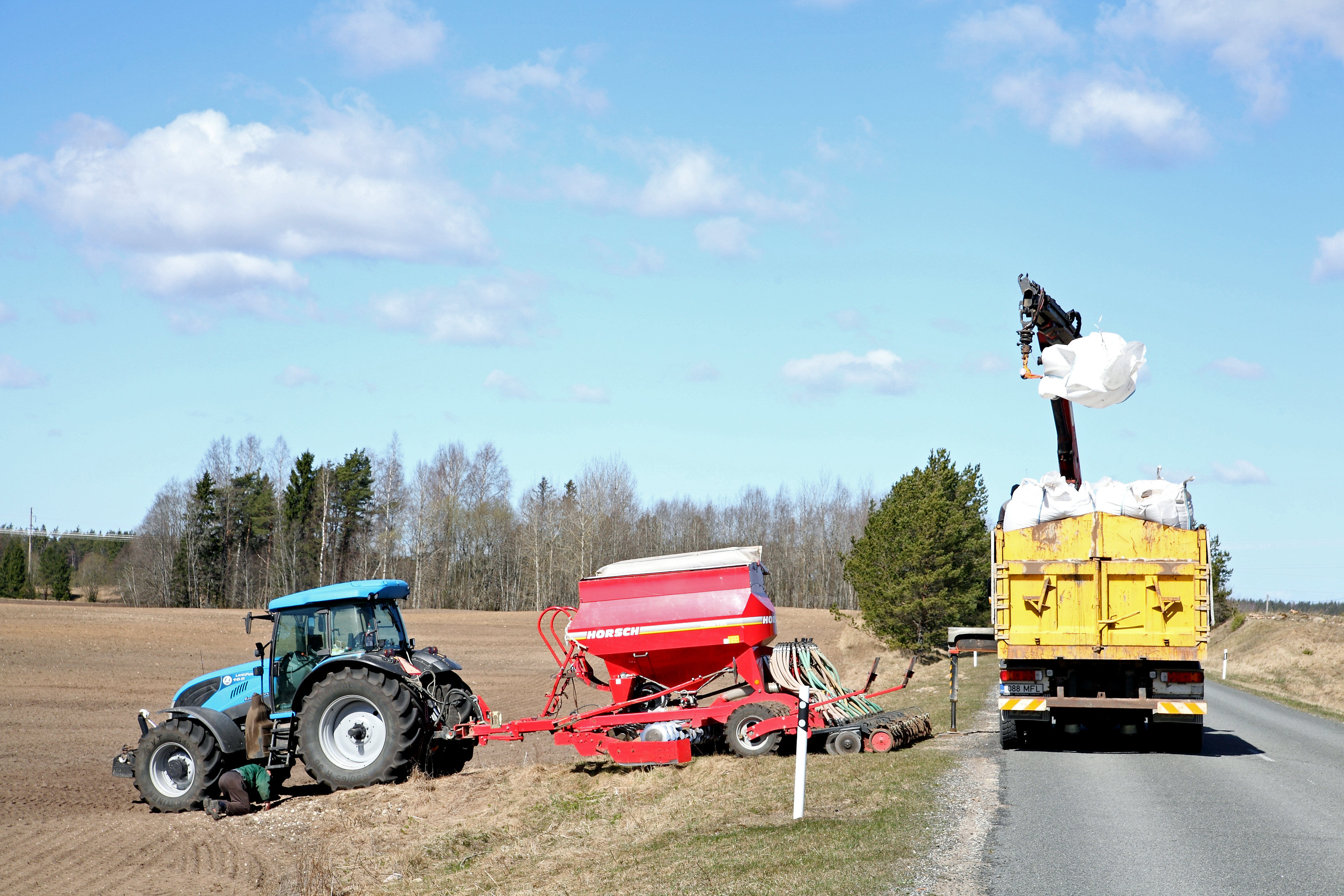
Semis dans un champ de Lehtmetsa (2015).

Si le nombre d'exploitations agricoles (environ 11 000) diminue, la surface moyenne de celles-ci (980 000 hectares au total) tend à augmenter,. En 2023, la surface agricole moyenne par exploitation était de 91 hectares, loin devant la moyenne européenne (17 hectares), et fait de l'Estonie le troisième pays de l'UE avec la plus grande surface moyenne par exploitation derrière la Tchéquie et la Slovaquie. Les exploitations agricoles ont néanmoins des surfaces et un niveau de productivité très inégal: ainsi, si la majorité des exploitations sont de petite taille, les 2 400 plus grandes exploitations ont produit 93 % de la production agricole totale du pays en 2023. En 2022, 23,4 % (231 000 hectares) de la surface agricole du pays était consacrée à l'agriculture biologique, ce qui fait de l'Estonie le deuxième pays de l'UE avec la plus grande part d'agriculture biologique dans sa superficie agricole après l'Autriche,.

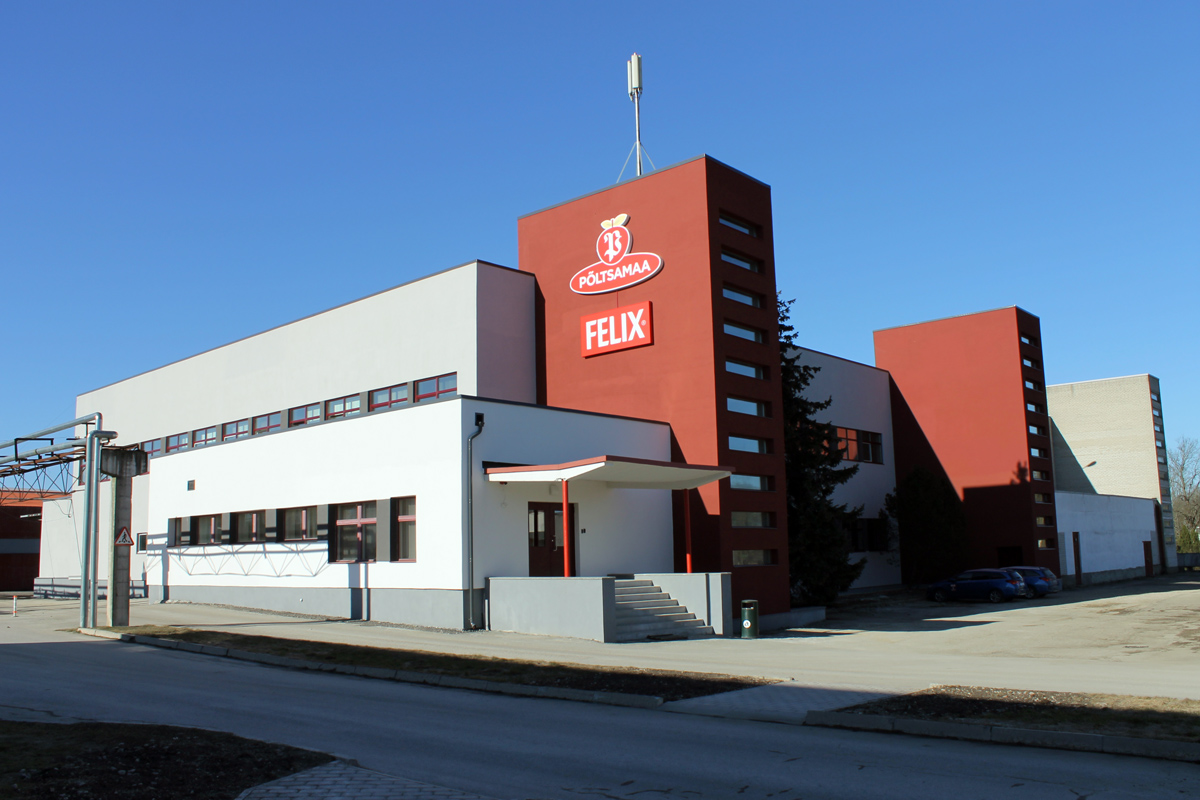
L'ancêtre de l'usine agroalimentaire de Põltsamaa fournissait la nourriture des cosmonautes du programme spatial soviétique à partir des années 1960.

En 2023, l'Estonie a produit 1 353 227 tonnes de Céréales, 87 326 tonnes de Pomme de terre, 231 838 tonnes de Lait et 27 528 tonnes de Viande. Le poisson pêché en Estonie s'élevait à 2 505,9 tonnes dans les eaux intéreures et 57 504,9 tonnes dans la mer baltique. Les poissons les plus pêchés dans la baltique sont le Hareng baltique et le Sprat européen avec respectivement 29 000 et 25 000 tonnes.
Certaines appellations d'origine de produits alimentaires (transformés ou non) sont préservées grâce au système de label européen, qui prend en considération un terroir, c'est-à-dire un savoir-faire agricole populaire et historique attaché à un territoire. Ainsi, la Vodka estonienne et le fromage traditionnel Sõir bénéficient d'une Indication géographique protégée,. Plus généralement, les sociétés agro-alimentaires, héritières des sites industriels du XIXe siècle, sont souvent toujours rattachés à leur lieu d'origine et en portent le nom. Collectivisées pendant l'occupation soviétique, ces usines ont été privatisées lors du rétablissement de l'indépendance et sont devenues des marques déposées: On compte notamment les farines de Tartu, la bière de Saku, le fromage de Saaremaa, la charcuterie de Nõo et la viande de Rakvere. La société d'eau minérale de Värska et l'entreprise de fabrication de concentrés et jus de fruits de Põltsamaa bénéficient tous deux d'une labellisation nationale.

#### Sylviculture et filière bois

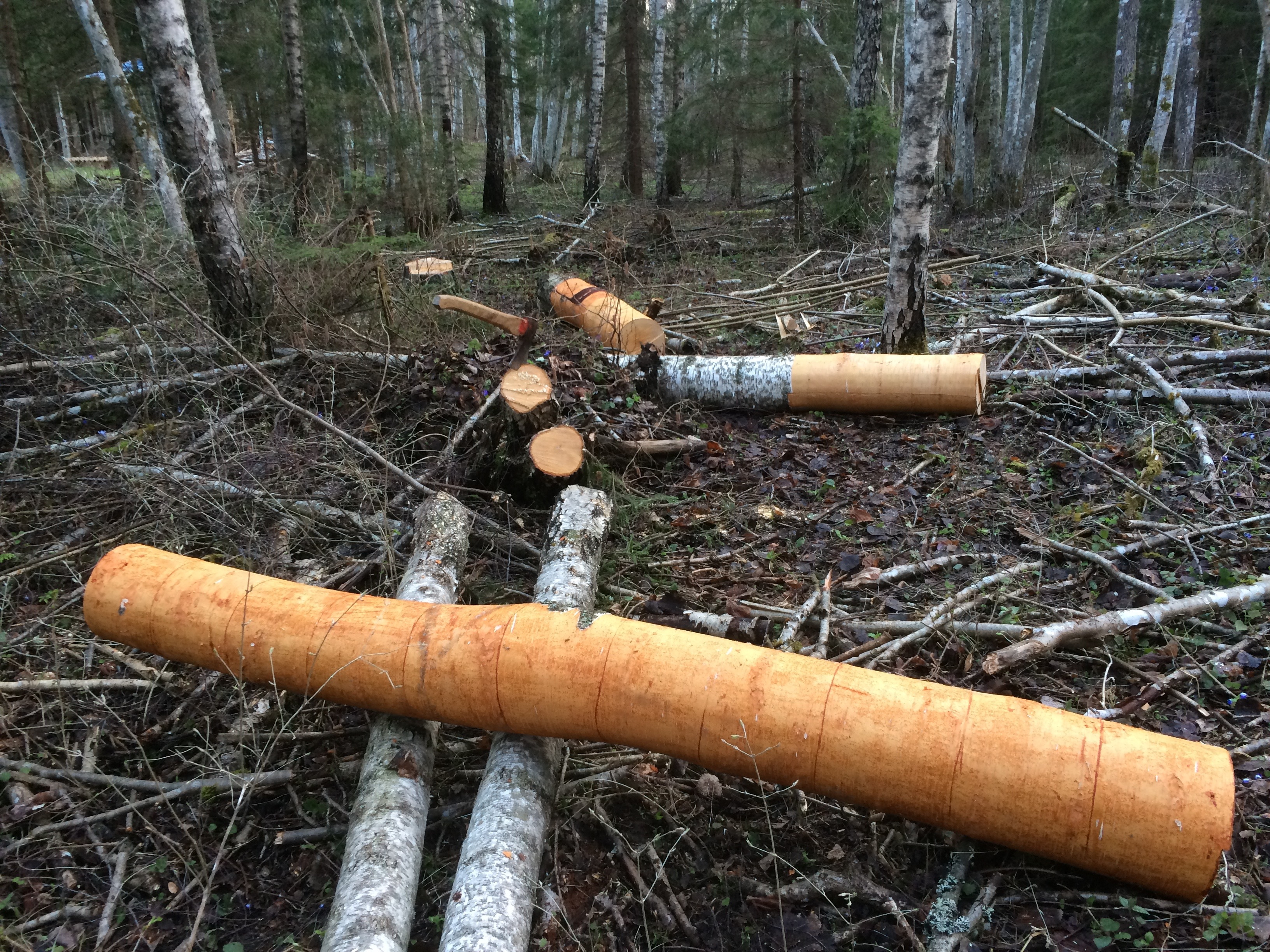
Écorçage de Bouleau dans la forêt de Kõrvemaa (2017).

Étant un des pays les plus boisés d'Europe, les forêts occupent plus de la moitié du territoire (53,6 %), soit 23,308 km2. La superficie forestière est notamment composée de 34 % de pins sylvestres, 31 % de bouleaux et 16 % d'épicéas communs.
Si la forêt joue un rôle social important et est au cœur des traditions et de la culture nordique estonienne, la sylviculture et de l'industrie du bois jouent également un rôle important dans l'économie du pays: Si l'industrie du bois proprement dite représente 3 % du PIB, la contribution totale (directe et indirecte) de la filière bois est estimée à 16 % du PIB,.
Au total, la filière bois compte pour environ 5 à 6 % des emplois du pays. Le secteur comptait 31 500 travailleurs en 2021, un nombre qui devrait augmenter de 4 % en 2031. Sur les 2,33 millions d'hectares de forets présents dans le pays, 12,08 millions de m3 d'arbres ont été abattus en 2022.
L'industrie du bois et des produits dérivés est une source majeure d'exportations pour l'Estonie: En 2023, l'Estonie exportait pour 1,8 million d'euros de produits en bois d'origine estonienne, notamment vers la Scandinavie,. Les produits à base de bois constituent près de 11 % du total des produits exportés depuis l'Estonie.
Selon les acteurs de la filière, l'Estonie est le premier exportateur de maisons préfabriquées en bois d'Europe, une maison sur quatre exportée depuis l'UE est construite en Estonie,,. 90 % de la production estonienne de maison en bois préfabriquées et 75 % de la production de meubles est destinée à l'export,. Malgré sa taille, l'Estonie est également le 21e plus gros exportateur de bois scié du monde.

#### Industrie

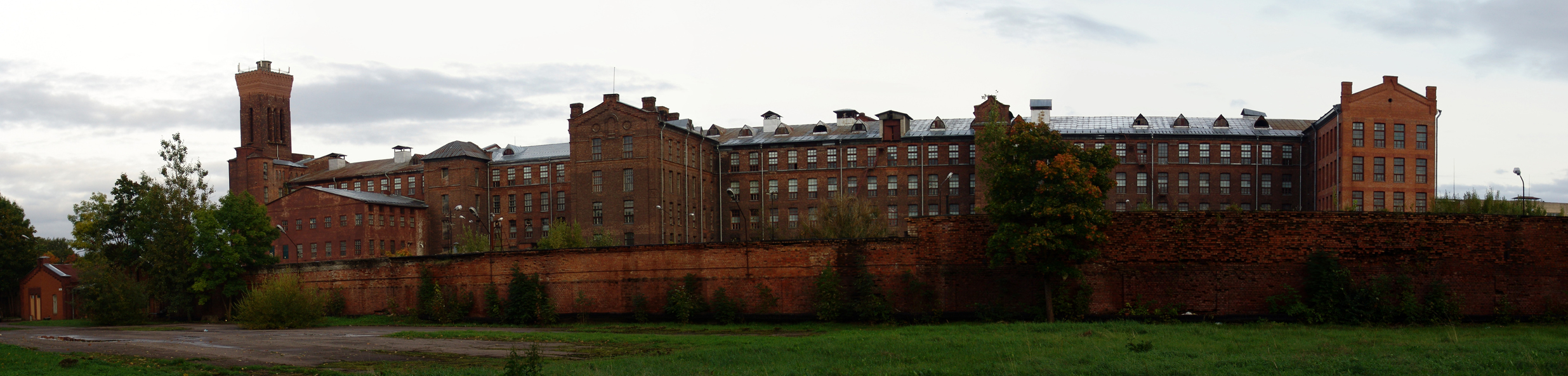
Ancienne usine de Kreenholm à Narva.

À partir du XIXe siècle, le territoire de l'Estonie bénéficie tardivement du rayonnement de la révolution industrielle en comparaison des grandes puissances européennes. Néanmoins, la minorité allemande dominante et ses liens économiques avec le reste de l'Europe permettent aux provinces baltes de s'industrialiser avec beaucoup plus d'intensité que dans le reste de l'Empire russe: Ainsi, l'usine textile emblématique de Kreenholm, ouverte en 1857 à Narva, hébergeait pendant un temps les plus grands ateliers de filature et de fabrication de coton au monde,. À la même époque, d'autres secteurs industriels se développent à travers le pays, avec notamment les usines de papiers et cellulose. Ensuite, l'Estonie des années 1930 voit se développer plusieurs secteurs notamment celui des équipements électriques.

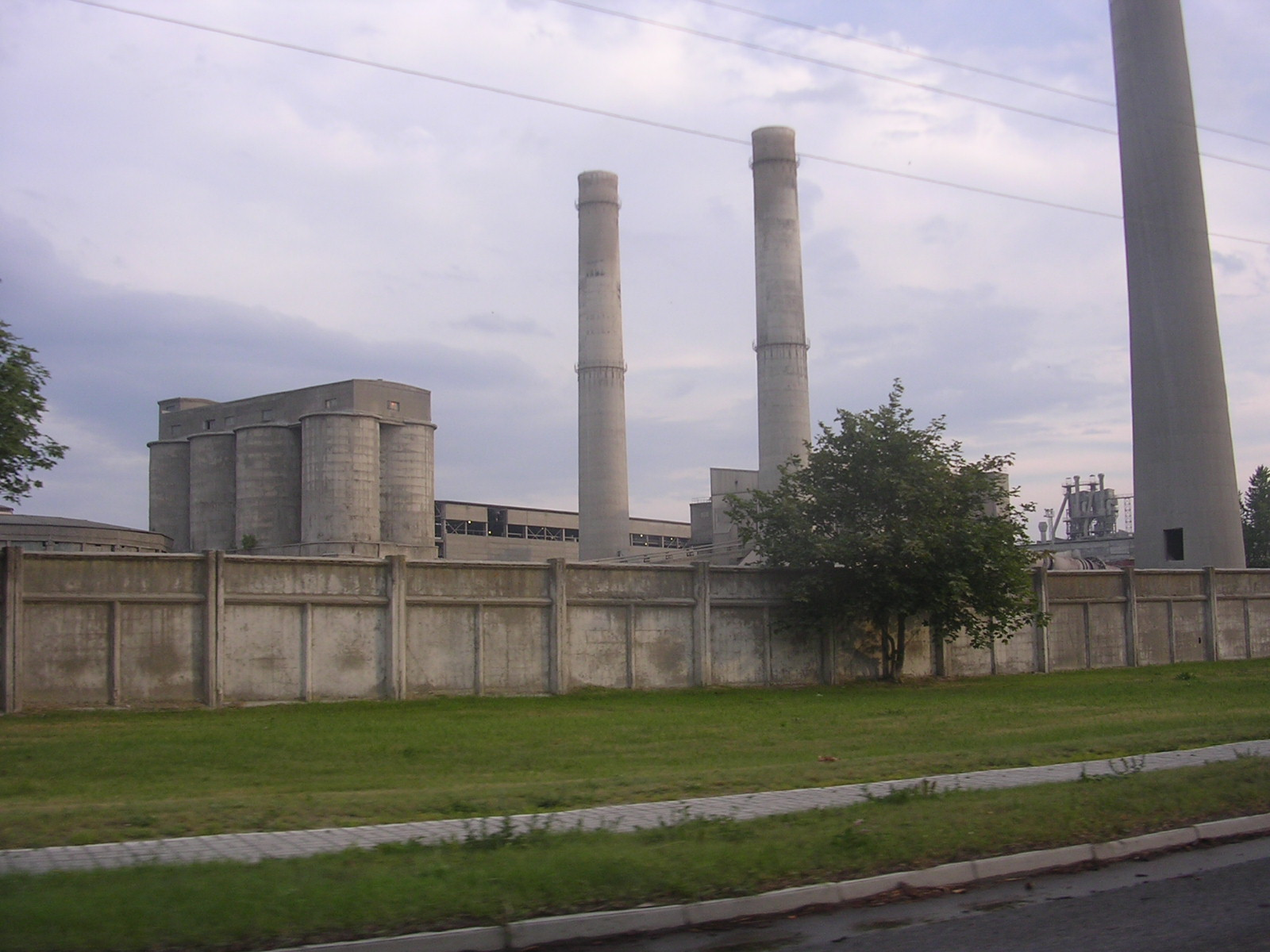
Cimenterie de Kunda.

Pendant l'occupation soviétique, les industries ayant prospérés pendant l'indépendance sont nationalisées par les autorités de l'URSS. La mise sur pied de pans entiers de l'industrie, telles que l'outillage et de la métallurgie, s'ajoute aux secteurs existants afin de répondre aux besoins du plan de développement de l'industrie lourde soviétique. Privatisés après le rétablissement de l'indépendance, ces trois secteurs se sont diversifiés et restent des domaines-clés de l'industrie estonienne : la métallurgie comptait pour 1,8 milliard d'euros de chiffre d'affaires en 2023, les équipements électriques 1 milliard (et 14,2 % des exportations) et l'outillage 683 millions,.
Si de nombreuses usines disparaissent après le rétablissement de l'indépendance, d'autres secteurs industriels se développent avec notamment les ordinateurs et équipements électroniques (1,4 milliard d'euros de chiffre d'affaires en 2023) ou la production de véhicules (600 millions),. Avec environ 500 millions d'euros de chiffre d'affaires chacun en 2023, la chimie, la plasturgie et l'ameublement sont également des secteurs significatifs de la production industrielle estonienne.

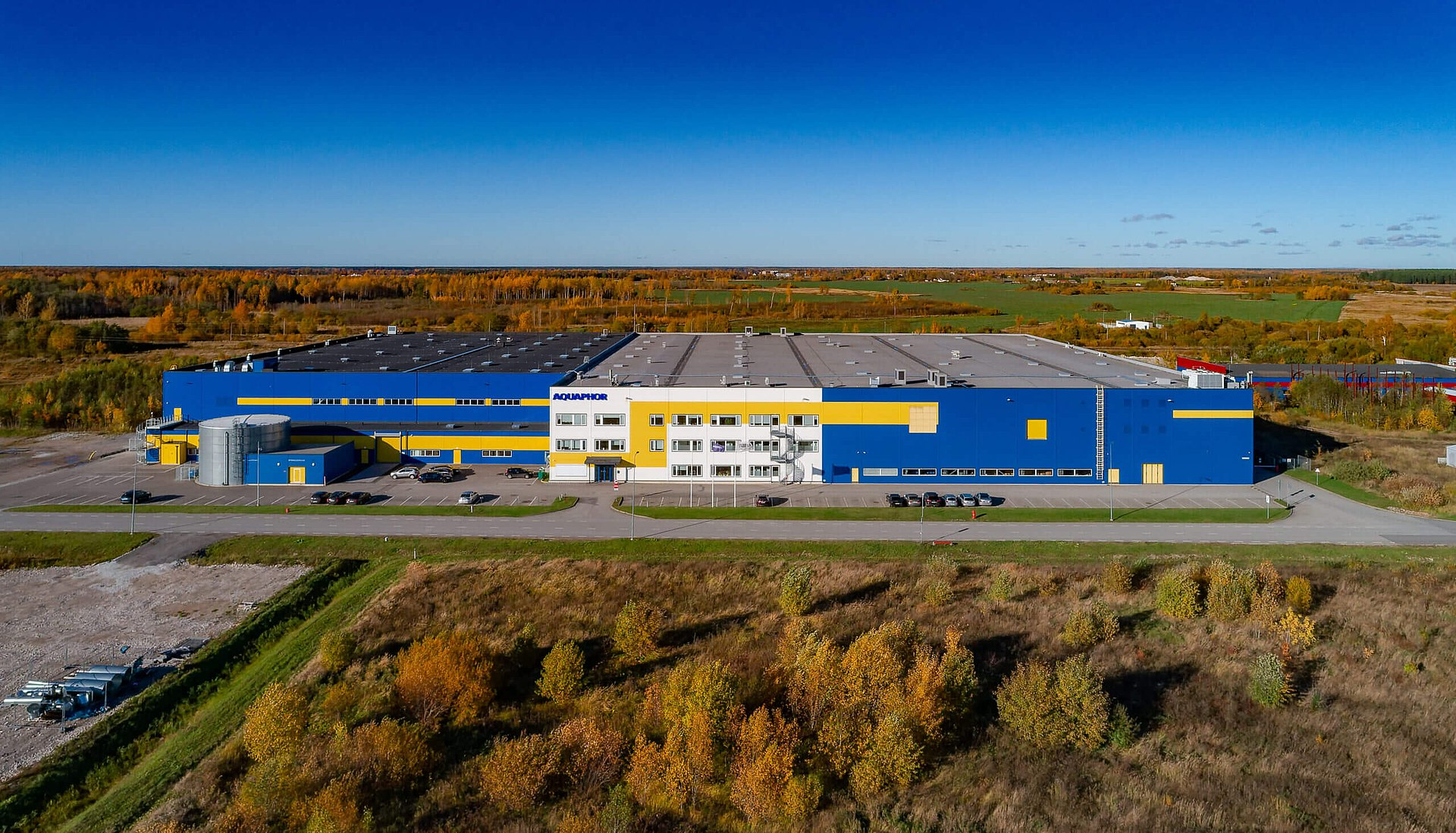
Usine de la marque Aquaphor (équipements de filtration d'eau) à Narva.

Avec 19 milliards d'euros de chiffre d'affaires en 2023, les industries manufacturières représentent au total environ 13 % du PIB de l'Estonie. Selon le Statistikaamet, plus de la moitié de la production industrielle du pays est destinée à l'export.
Si la plupart des sociétés industrielles estoniennes sont de petite ou moyenne taille, leurs volumes élevés d'exportations en font des leaders régionaux, on compte notamment Palms (véhicules pour l'industrie forestière), Balteco (meubles) ou NTT (équipements sportifs),,. En outre, l'Estonie attire les usines de multinationales telles que GPV, Ericsson (électronique), Würth (distribution de produits électriques) ou ABB (équipements électriques),.

#### Énergie

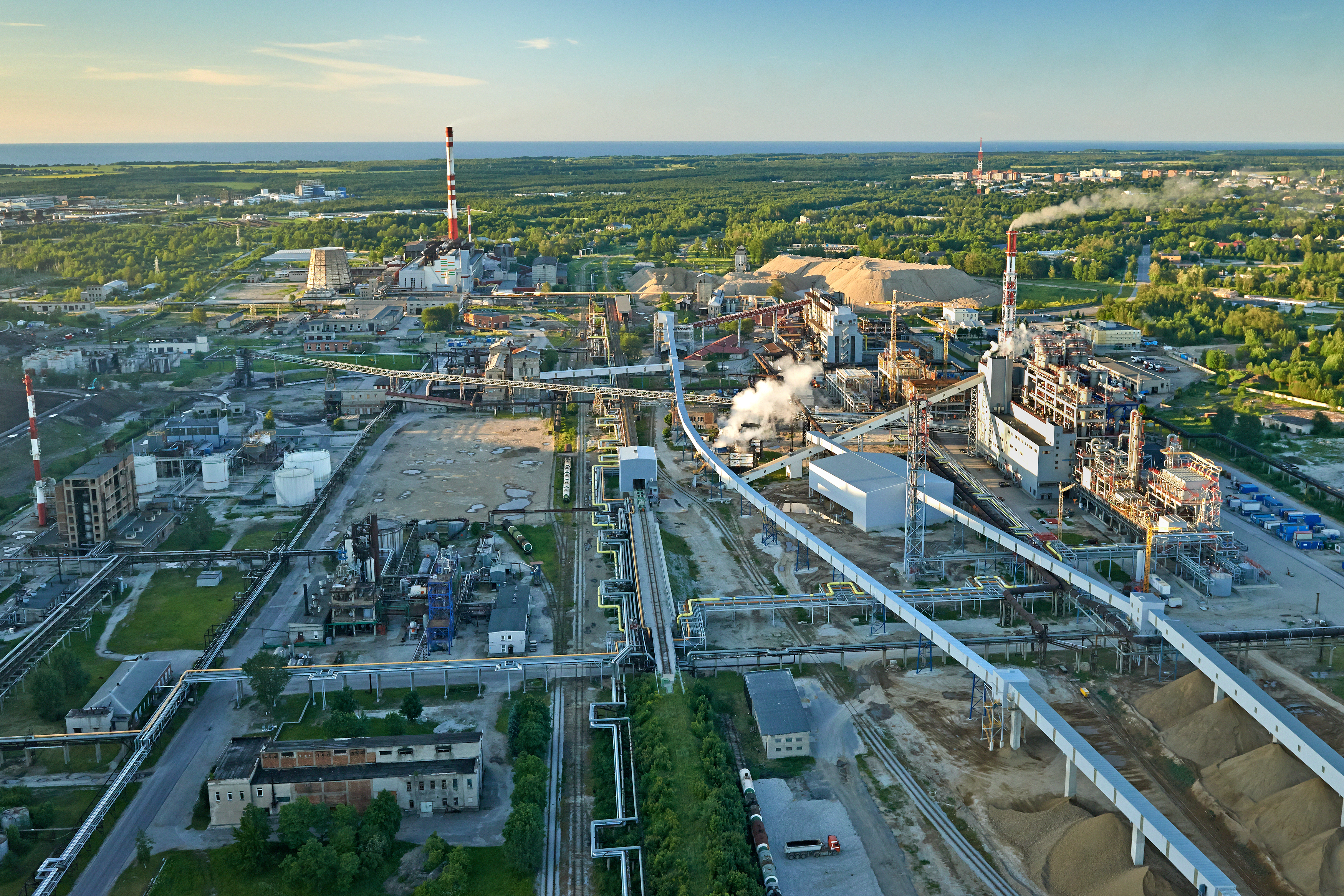
Centrale de VKG à Kohtla-Järve.

Depuis les années 1920, l’Estonie est l’un des rares pays au monde à exploiter à grande échelle le schiste bitumineux pour ses besoins énergétiques. Cette ressource, présente en grande quantité dans le Nord-Est du pays, était d'abord utilisée pour la production de carburant, puis a été orientée vers la production d'électricité. L'exploitation intensive de schiste avant et pendant l'occupation soviétique en a fait une source d'énergie centrale pour le développement du pays.
Héritant d’infrastructures vieillissantes et polluantes lors du rétablissement de l'indépendance, le pays entreprend ensuite une profonde modernisation de ses capacités de production, de distribution et de régulation, au point de représenter à lui seul 70 % de la production mondiale dans les années 2000, et d'exporter son savoir-faire à l'étranger,,. Le fort impact environnemental de l'exploitation de schiste bitumineux (production de déchets, émissions de gaz à effet de serre), et des autres énergies fossiles, ainsi que la dépendance du pays aux importations de ces dernières, pousse l'Estonie a les remplacer par des énergies renouvelables, avec un arrêt total du schiste en 2040.

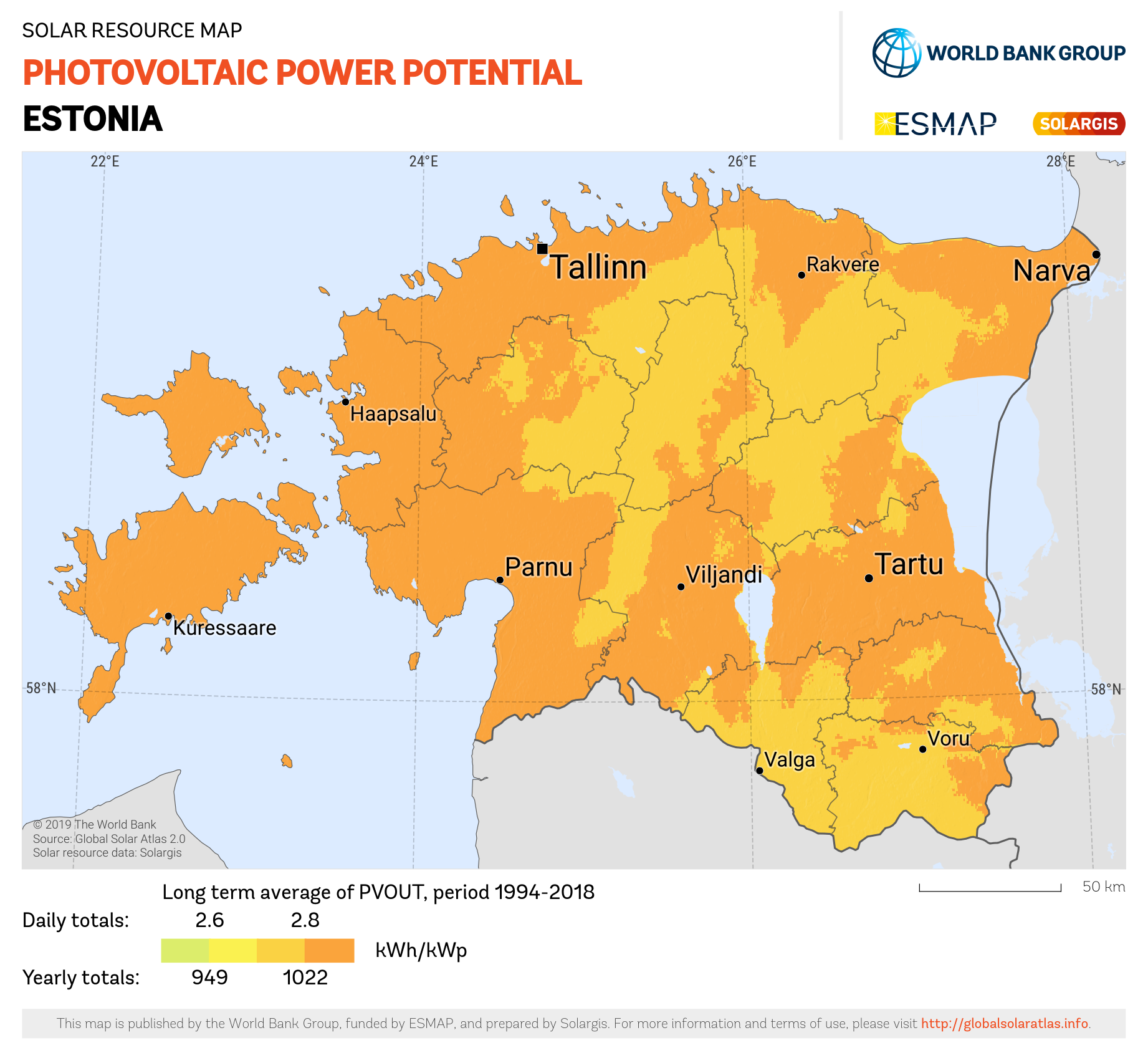
Potentiel photovoltaïque de l'Estonie.

L'Estonie se donne comme objectif de passer sa part d'électricité d'origine renouvelable de 31 % en 2024 à 100 % en 2030, en investissant à grande échelle dans l'optimisation de son réseau électrique, développant également l'éolien et le solaire. Ainsi, les énergies renouvelables, avec en premier lieu la biomasse, représentaient déjà 63 % de la production d'électricité totale du pays en 2024. L'Estonie se dote également d'un programme de construction de centrales nucléaires pour 2030,.
L'entretien et le développement des réseaux électriques et gaziers sont assurés par l'entreprise publique Elering. L'Estonie dispose également d'un fournisseur public d'énergie: Eesti Energia, qui produit entre autres de l'électricité d'origine renouvelable via sa filiale Enefit Green et qui en fournit via son opérateur Elektrilevi.
Depuis 2019, l'Estonie est importatrice nette d'électricité, les importations proviennent majoritairement de Finlande via les câbles sous-marins Estlink 1 et 2. L’Estonie est connectée au réseau du marché nordique Nord Pool, et fait partie depuis 2025 du réseau continental européen de l'électricité,. Si le développement des interconnexions transfrontalières sécurise l’approvisionnement sur le long terme, la phase transitoire d’harmonisation rend le marché de l’énergie estonien temporairement vulnérable. Ainsi, dans les années 2020, la conjonction de plusieurs facteurs — crise énergétique mondiale, transition vers les énergies renouvelables, détérioration de câbles sous-marins reliant l’Estonie à ses voisins, conditions climatiques particulières et synchronisation avec le réseau électrique européen — contribue à une forte volatilité des prix de l’énergie pénalisant l'économie,,,.
La production de gaz naturel en Estonie est quasi inexistante, rendant le pays entièrement dépendant des importations. Désireuse de ne pas participer au financement de l'Invasion de l'Ukraine par la Russie en 2022, l'Estonie a ainsi mis fins aux importations de gaz en provenance de Russie. Elle s’approvisionne désormais auprès de différents pays comme la Norvège ou les États-Unis via les Terminaux LNG de Finlande, Lituanie et plus récemment le nouveau terminal de Paldiski, ainsi qu’à partir des stocks souterrains de Lettonie,. La consommation nationale a fortement diminué ces dernières années, atteignant 3,5 TWh en 2023, soit une baisse de 65 % sur 15 ans. Le pétrole utilisé dans les transports est également entièrement importé, principalement via le raffineur finnois Neste, et provient principalement de Norvège (40 %), des États-Unis (25 %) et du Moyen-Orient (20 %).

#### Finance et assurance

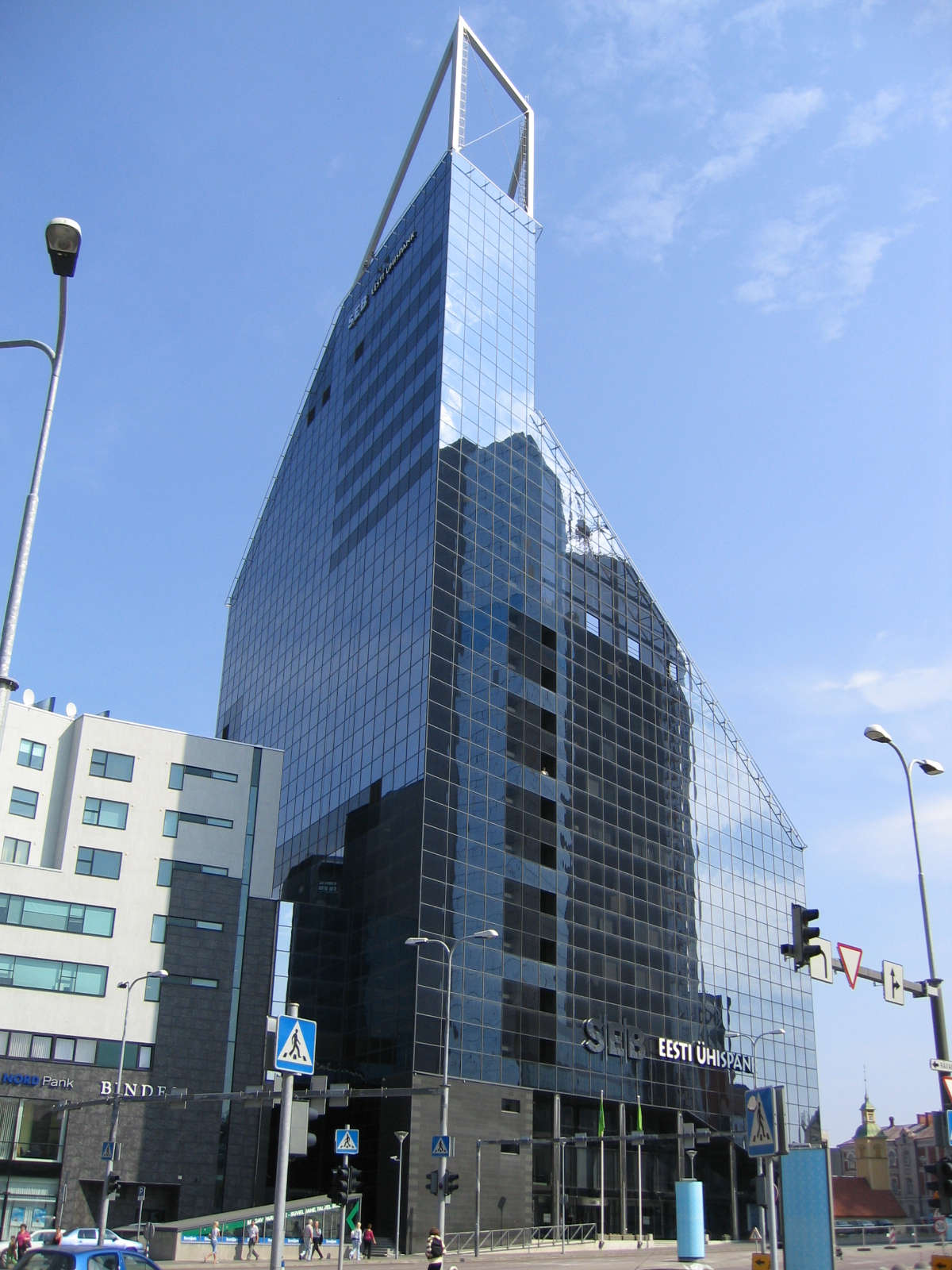
Siège de la banque SEB dans le quartier d'affaires de Maakri, à Tallinn.

Largement refondé lors du rétablissement de l'indépendance, le secteur bancaire connait un important développement depuis l'entrée des pays baltes dans l'Union européenne. Le secteur comptait en 2022 13 établissements de crédits, et est partagé entre la domination d'anciens établissements locaux devenus filiales de banques scandinaves (telles que Swedbank ou SEB) d'un coté, et des banques estoniennes issues de la fusion de sociétés régionales (telles que LHV, Luminor ou Bigbank) de l'autre,. La plupart des établissements bancaires présents en Estonie le sont aussi en Lettonie et Lituanie, ou ils font partie des leaders du secteur,.
75 % des actifs du secteur bancaire sont détenus par les trois plus grandes banques du pays, faisant de l'Estonie un des marchés les plus concentrés de l'UE. Le secteur des assurances (2,4 % du PIB) possède un niveau de concentration similaire: en 2022 86 % des paiements d'assurance vie étaient au profit des trois plus grandes sociétés du secteur. Comme pour les banques, le secteur des assurances est aussi dominé par des filiales de sociétés issues des pays nordiques.
L'unique bourse des valeurs d'Estonie est le Nasdaq Tallinn, opéré par le groupe américain du même nom au sein du système Nasdaq Baltic. Le principal indice d'échange est l'OMX Tallinn.

#### Construction et immobilier
Depuis le rétablissement de l'indépendance en 1991, le marché immobilier estonien a connu une transition rapide vers une économie de marché, marquée par une vaste privatisation. La part du parc immobilier appartenant à l’État est passée de 64 % à seulement 4 % entre 1994 et 2002, faisant de l’Estonie l’un des pays européens avec le plus fort taux de propriété privée (96 % en 2002).
Au début des années 2000, le développement du crédit immobilier a fortement stimulé le marché. Entre 2000 et 2008, les prêts immobiliers ont été multipliés par 29, atteignant 6,2 milliards d’euros, soit 41 % du PIB. Cette dynamique a conduit à une bulle immobilière, avec une hausse des prix de près de 450 % à Tallinn entre 2000 et 2007. La Crise financière mondiale de 2007-2008 a ensuite provoqué une chute des prix d’environ 50 %.
Depuis 2010, les prix de l’immobilier sont repartis à la hausse, triplant entre 2010 et 2023 - la plus forte progression de l’Union européenne - tandis que les loyers augmentaient de 212 % sur la même période. En 2023, le marché a toutefois connu une contraction: la valeur des transactions a reculé de 17 %, et leur nombre de 16 %, sous l’effet d’une inflation élevée et de la hausse des taux.

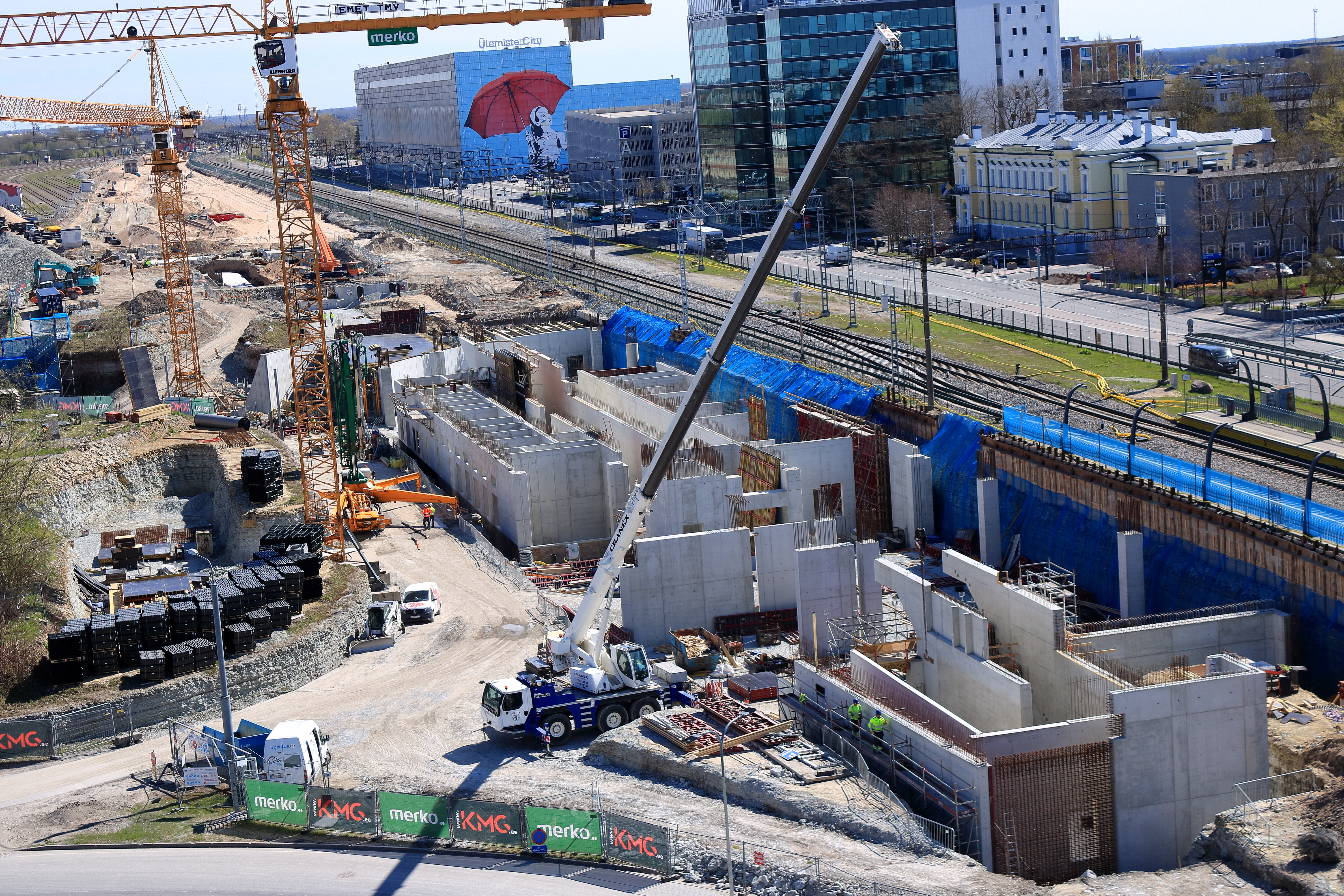
Construction de la gare d'Ülemiste à Tallinn, terminus du réseau ferroviaire européen Rail Baltica.

Le secteur de la construction, qui représentait plus de 8 % du PIB au début des années 2010 du fait des importantes rénovations suivant l'occupation soviétique, a vu son poids relatif reculer à environ 6 % en 2023. L’emploi dans le secteur est passé de 57 670 personnes en mars 2023 à 51 230 fin 2024. En parallèle, la production du secteur a reculé de 5,3 %, et les permis de construire ont chuté de 34,1 % sur les deux premiers trimestres de 2023. Malgré ces difficultés, plusieurs projets publics, comme Rail Baltica, les investissements en infrastructures ou les programmes de rénovation énergétique, permettent de maintenir une activité dynamique et d’offrir des perspectives à moyen terme.
L’Estonie s’est également affirmée comme un pays innovant dans le secteur de la construction, avec une expertise reconnue en construction bois modulaire. Le pays met l’accent sur la durabilité, la numérisation et la performance énergétique. La stratégie « Estonia 2035 » promeut l’adoption de technologies avancées comme la modélisation numérique (BIM), la rénovation verte et la Gestion technique de bâtiment.

#### Commerce et artisanat

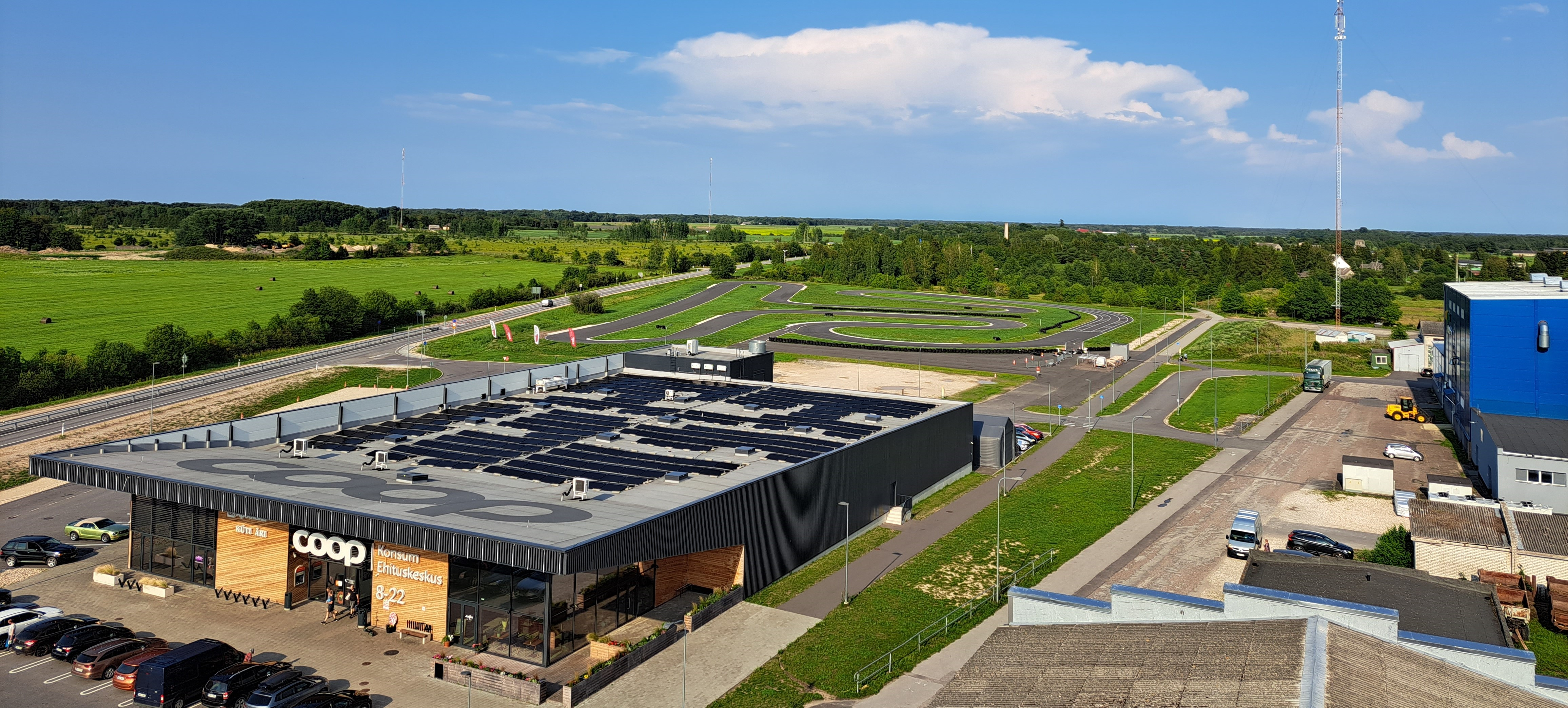
Magasin Coop de Käina à Hiiumaa.

Le secteur de la grande distribution en Estonie s’est formé dans le contexte de la transition vers une économie de marché, après la restauration de l’indépendance en 1991. Dès la fin des années 1990, des chaînes de distribution modernes commencent à s’implanter, marquant un retour rapide vers un modèle occidental, et mettant fin au modèle soviétique planifié, à l'offre restreinte et la qualité de service limitée. Cette période voit également l’essor des centres commerciaux et la généralisation des formats de supermarché et d’hypermarché.
Le commerce de détail en Estonie est un pilier important de l’économie nationale, représentant environ 14 % du PIB en 2023 et employant plus de 90 000 personnes à travers le pays en 2021,.
Le réseau de coopérative alimentaire Coop Eesti, héritier des coopératives des années 1920, demeure le principal acteur du marché,. Son chiffre d'affaires s'élève à 805,9 millions d'euros en 2022 et il compte plus de 300 points de vente points de vente à travers le pays, notamment dans les campagnes et villes moyennes, employant 6 000 personnes,,.Selver, propriété du groupe Tallinna Kaubamaja, détient une part importante du marché urbain. Les autres concurrents majeurs sont la propriété de sociétés issues des pays voisins comme le lituanien Maxima, ou des pays nordiques comme le finnois Prisma, le letton Rimi Baltic (propriété du groupe danois Salling Group),. Dans les années 2020, des multinationales plus spécialisées font leur apparition sur le marché estonien, comme Lidl (alimentaire discount), Decathlon (sports et loisirs) ou Ikea (ameublement),,.

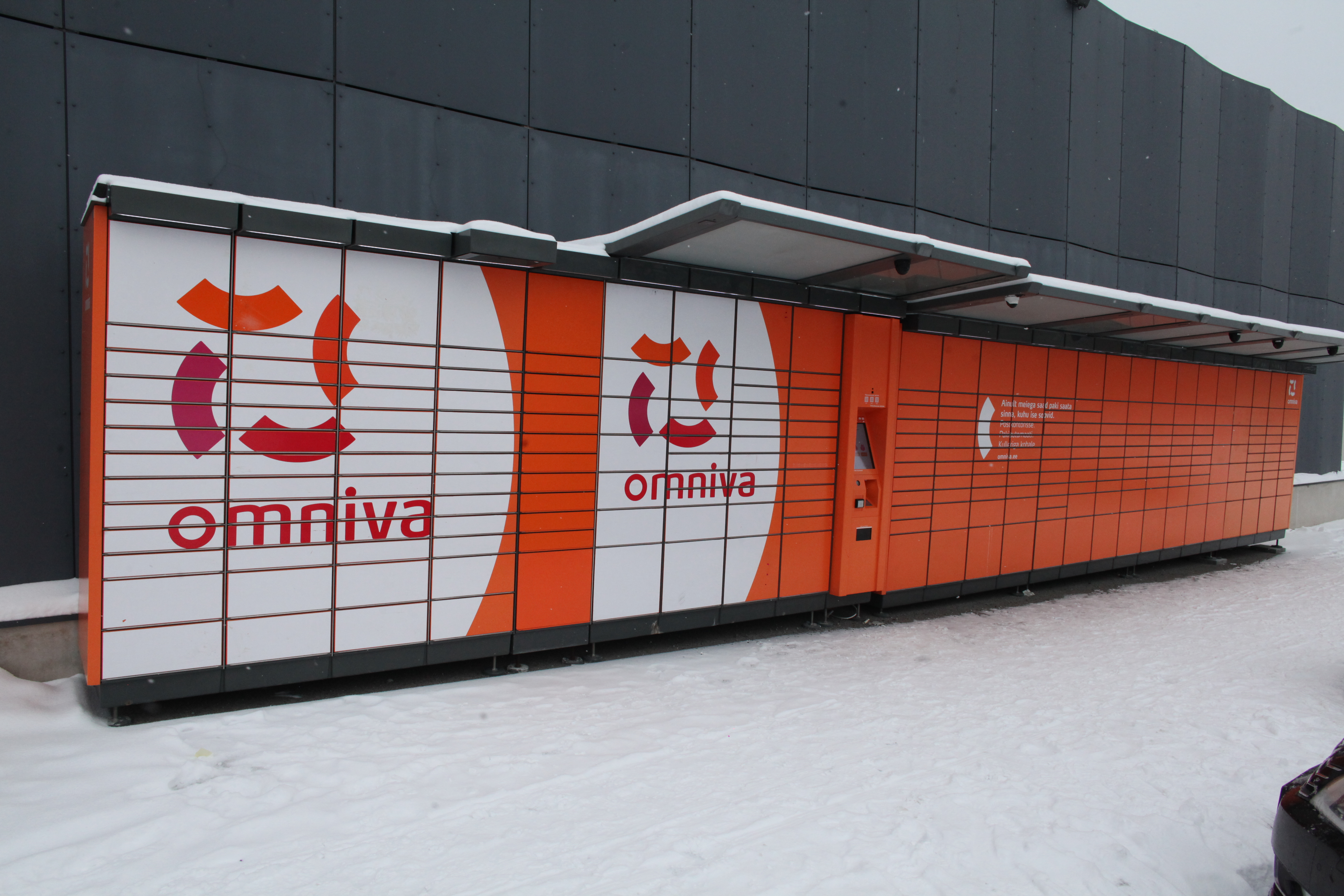
Les consommateurs récupèrent les commandes dans des casiers à colis, répandus à travers le pays.

Le secteur du commerce est marqué par un haut niveau de digitalisation: En mars 2023, un sixième de tous les paiements par carte ont été réalisés via téléphone mobile ou montre connectée et au 1ᵉ trimestre 2023, 66 % des transactions par carte effectuées en Estonie se faisaient via sans-contact. Des équipements tels que les caisse en libre-service et le libre scannage sont très répandus en Estonie, les applications mobiles de scannages de grandes enseignes comme Maxima et Coop comptent chacune 100 000 utilisateurs,. Le taux d'acheteurs de E-commerce est de 73 %, un chiffre comparable à la Belgique, l'Autriche et supérieur à l'Espagne ou l'Italie.
Les entreprises artisanales et les petits détaillants, plus nombreuses mais de très petite taille, jouent un rôle essentiel dans la diversification de l’offre commerciale et la valorisation des produits traditionnels, notamment dans les secteurs du textile, de l’alimentation artisanale, du bois et de la céramique,,,,. Bien qu’elles soient confrontées à la concurrence des grandes surfaces en matière de prix et de logistique, elles tirent parti de leur ancrage local, de la qualité artisanale des produits et de la fidélisation de la clientèle,,,,.

#### Digitalisation
Depuis les années 1990, la république d'Estonie redevenue indépendante se sert de son expertise acquise en STIM lors de l'occupation soviétique pour faire des technologies de l'information la colonne vertébrale de son administration, alors en reconstruction. Le pays initie en 1994 une stratégie visant à créer une "société de l'information" plaçant les technologies digitales au service des besoins quotidiens de ses citoyens selon le principe de l'État plateforme. Ainsi, les services basées sur le numérique pénètrent la société estonienne à un rythme plus soutenu que dans les pays de l'ancien bloc de l'ouest : banques en ligne dès 1996, administration des tâches gouvernementales (e-cabinet), paiements des impôts en ligne et des parkings par téléphone mobile dès l'an 2000,.
En 2001, la conception du système d'échanges de données X-Road, colonne vertébrale de l'administration numérique, puis l'introduction de la carte d'identité à puce et de la signature électronique dès 2002, permettent à l'administration estonienne de proposer de nouveaux services digitalisés à la population: E-santé en 2008 et 2010, portail d'administration routière en 2014, distribution automatique des prestations sociales aux familles et authentification digitale des actes notariés en 2020 et même contrat de mariage en ligne en 2022,. L'Estonie est le premier pays au monde a instaurer le vote en ligne aux élections à partir de 2005.
L'État estonien déclare proposer l'intégralité des services administratifs (600 services à la population et 2400 aux entreprises) en ligne, et estime que la digitalisation permet au pays d'économiser 2 % de son PIB chaque année,,,. En conséquence, l'expertise du pays dans le domaine de l'e-gouvernement fait de l'Estonie un précurseur à l'échelle mondiale,. La dématérialisation permet d'accéder à ses services depuis l'étranger, instaurant une forme d'"état virtuel" accessible au-delà des frontières.

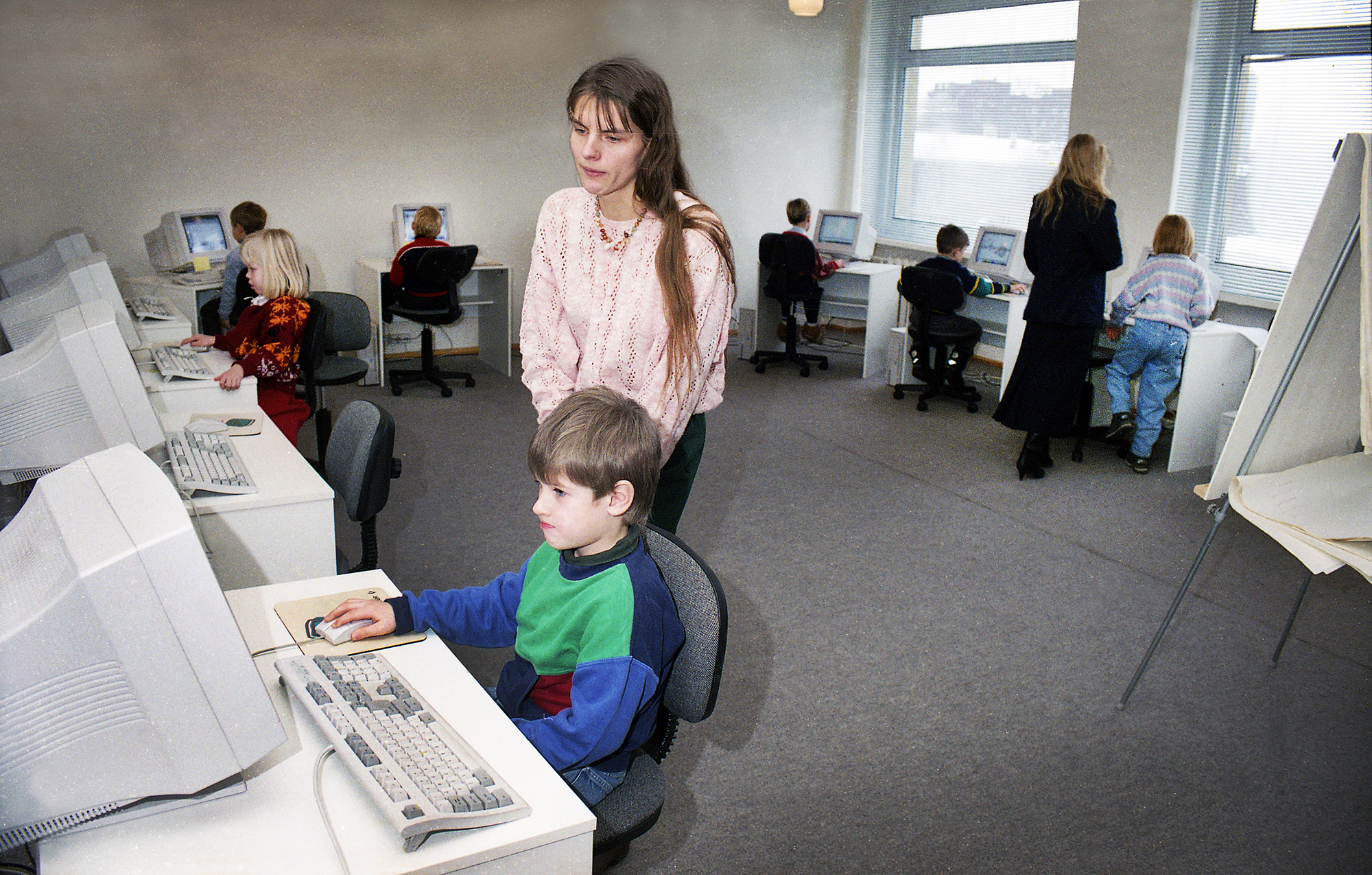
Cours d'initiation à l'informatique dans une école estonienne en 1996.

En parallèle de l'adoption des nouvelles technologies, la politique dite du "Bond du Tigre" (en estonien Tiigrihüpe) genère en 1997 un plan de démocratisation à grande échelle de l'usage et de l'accès à l'informatique: L'état équipe la totalité des écoles du pays en ordinateurs, si bien qu'en 2003, 98 % des écoles du pays ont déjà accès a Internet,. La jeunesse estonienne est ainsi sensibilisée de manière précoce au fonctionnement des ordinateurs et à l'usage d'Internet, à une période ou seulement 17 % de la population mondiale y est connecté,. En 2000, l'Estonie vote une loi déclarant l'accès à Internet comme un "droit human fondamental". Pour ce faire, l'Estonie développe une infrastucture permettant d'amener le réseau Wi-Fi dans les principaux bassins de populations du pays dès 2002. En 2023, 93,2 % de la population avait accès à Internet à domicile. Dans la continuité du Tiigrihüpe, l'Estonie lance en 2025 le TI-hüpe, un programme d'apprentissage des outils d'intelligence artificielle dans les écoles.

#### Économie numérique et startups

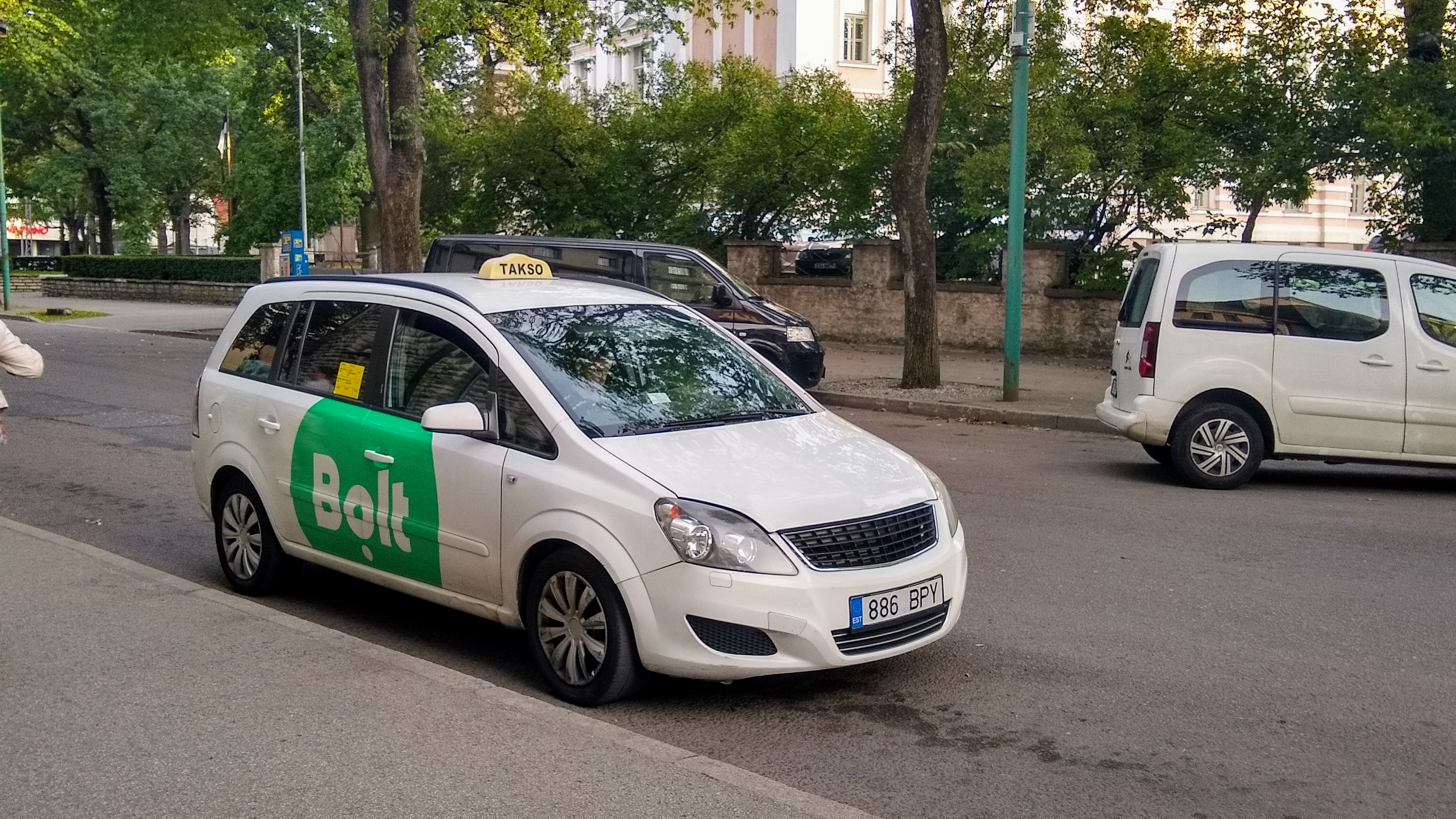
VTC utilisant l'application Bolt.

La politique de développement massif des nouvelles technologies dans les années 1990 génère un intérêt croissant dans la population estonienne. En parallèle, la libéralisation de l'économie qui suit le rétablissement de l'indépendance encourage l'apparition d'une culture entrepreneuriale dans la société,. Dans les années 2000, le succès de la société Skype et de son logiciel développé à Tallinn, consolide le savoir-faire estonien dans ce secteur et renforce la notoriété du pays. De nombreuses entreprises estoniennes connaissent ensuite une expansion internationale, et en 2024 dix d'entres elles avaient le statut de "licornes", c'est-à-dire ayant plus d'1 milliard de dollars de valorisation. Skype est ainsi rejoint entre autres, par Wise (Fintech), Bolt (mobilité), Playtech (casinos en ligne) ou Pipedrive (relation client).

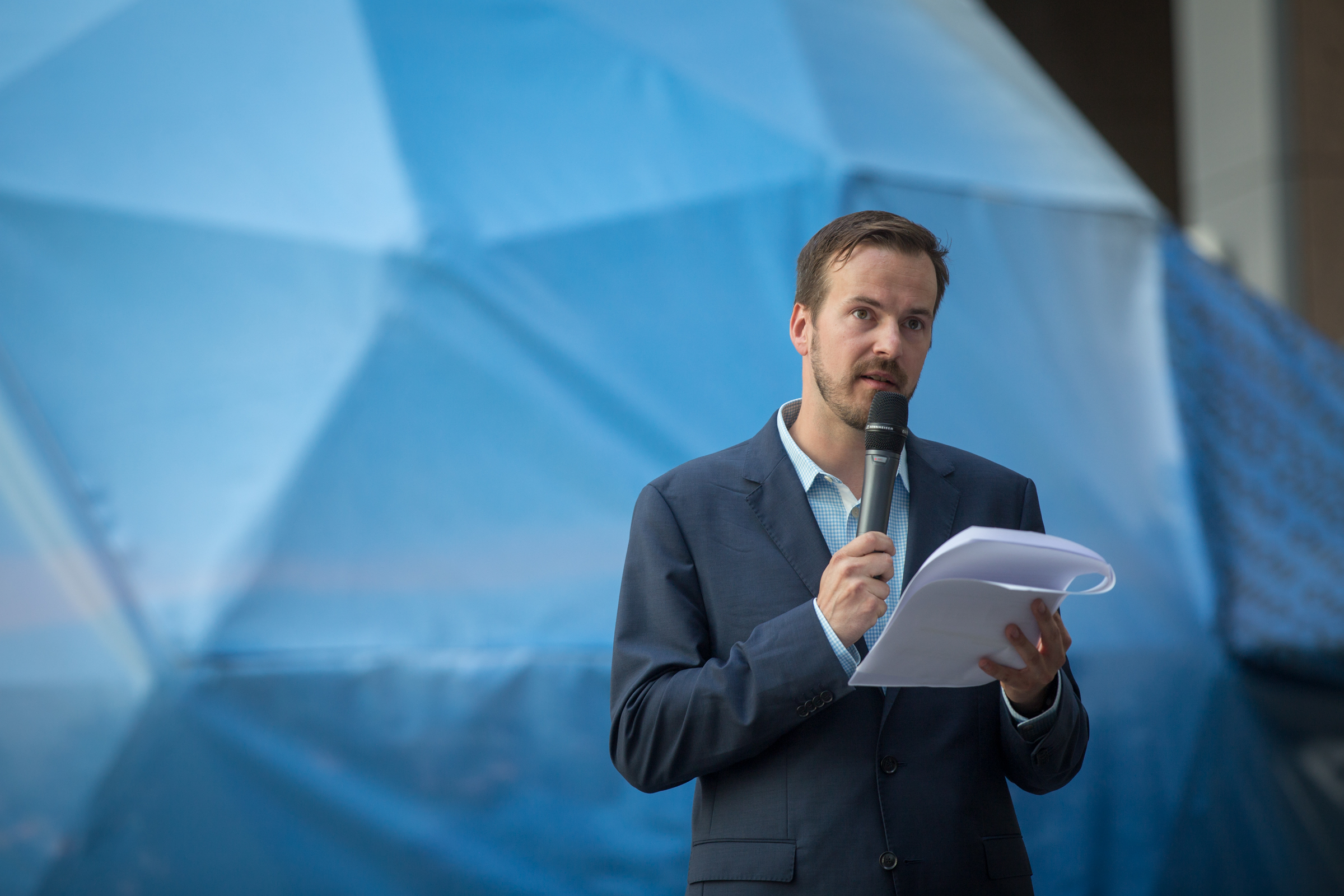
Taavet Hinrikus, ancien employé de Skype devenu co-fondateur de Wise.

La part du secteurs des Technologies de l'information et de la communication (TIC) compte pour 7 % du PIB, ce qui en fait le cinquième secteur économique du pays, et qui place l'Estonie au-dessus de la moyenne dans la zone euro. En Europe, seules Chypre, Malte, la Suède et l'Irlande (réference européenne du domaine) possèdent un secteur TIC plus développé en comparaison de leurs PIB respectifs.
En 2023, les exportations du secteur des TIC comptaient pour 3,6 milliards d'euros, soit 12 % du volume total des exportations du pays. 80 % des exportations concernent le développement logiciel. Le secteur des technologies de l'information comptait en 2023 37 000 employés, soit 5 % de la main-d'œuvre totale du pays, une part en augmentation constante depuis 2010. Les entreprises technologiques estoniennes étant en concurrence sur les marchés mondiaux pour attirer les employés, elles proposent des salaires plus élevés pour des postes plus qualifiés et plus productifs en comparaison des autres secteurs économiques du pays.

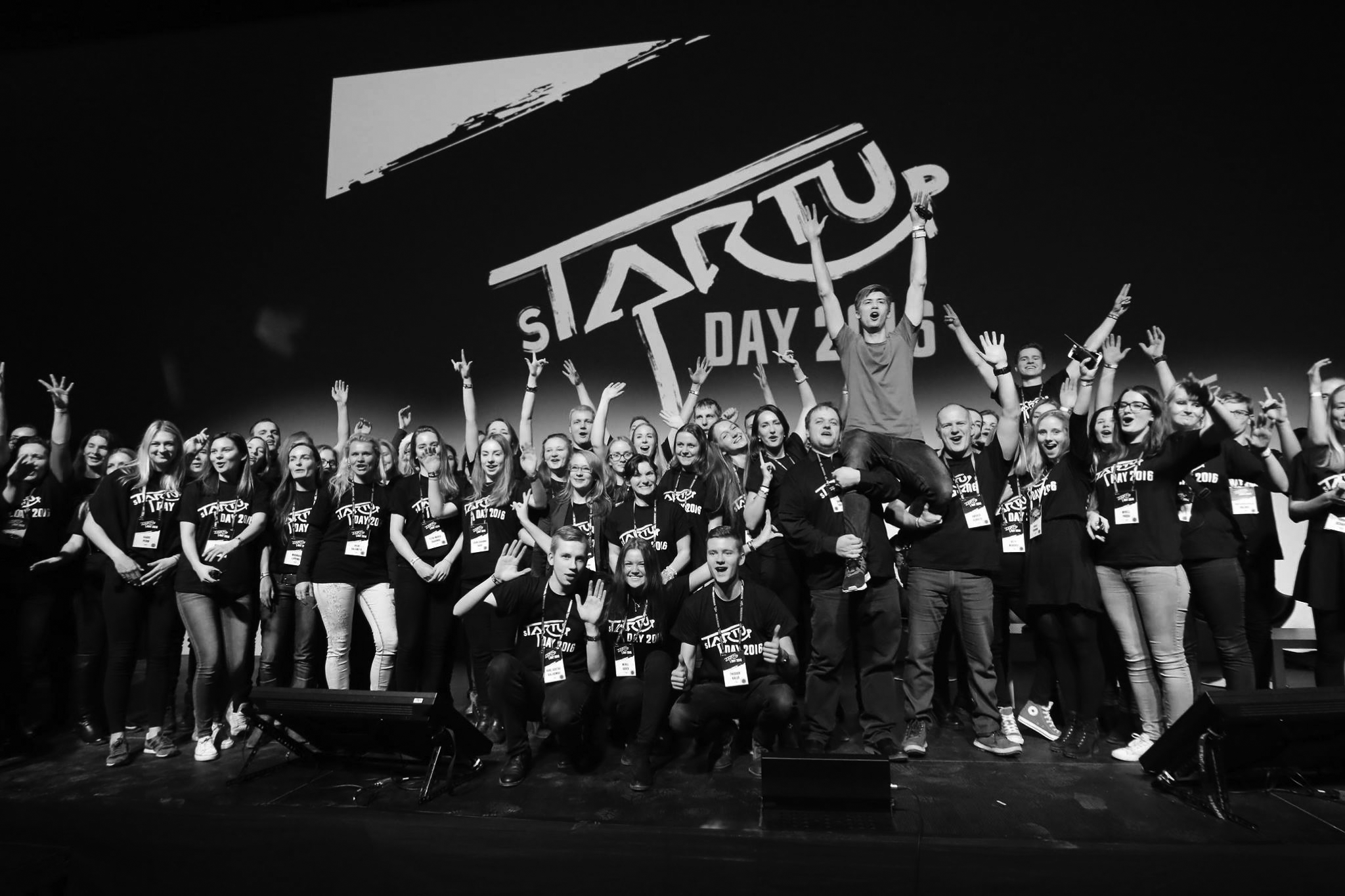
sTARTUp Day, évènement pour les entreprises technologiques et startups ayant lieu chaque année à Tartu.

Les 1500 startups du pays comptaient pour 2 % du PIB en 2023. L'Écosystème estonien des startups est supporté par l'état via des politiques d'attractivités cherchant à attirer les talents (tel que l'accès à des visas spécifiques), des incubateur d'entreprises (tels que Lift99 ou Garage48), ou encore les évènements telles que Latitude49 (Tallinn) ou sTARTUp Day (Tartu),,. En outre, le programme e-Residence permet depuis 2014 de crééer des sociétés estoniennes en ligne depuis l'étranger, un système unique au monde au moment de son instauration.
L'accès au fonds d'investissements constitue également un des points forts du pays: L'Estonie possède en 2022 le plus grand nombre d'investissements en capital risque dans le secteur des TIC en Europe,. L'environnement entrepreneurial du secteur des TIC est tel qu'en 2023, l'Estonie a le plus grands nombre de start-ups et licornes par habitant en Europe tandis que Tallinn est la ville avec le plus de start-ups par habitants au monde,.

#### Science, recherche, développement et innovation

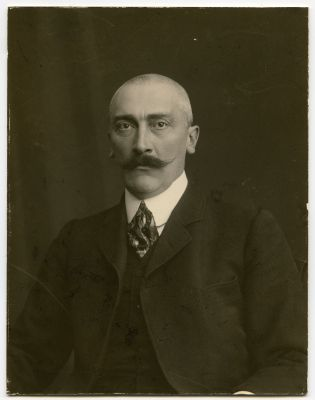
Werner Zoege von Manteuffel, formé à l'Université de Tartu. Premier chirurgien de l'histoire à recommander le ports de gants lors des opérations.

Les activités scientifiques en Estonie remontent à la création de l'université de Tartu en 1632, qui devient un important centre de recherche à partir de sa réouverture au XIXe siècle. De nombreux savants allemands-baltes s'y forment ou y exercent tels que Karl Ernst von Baer (fondateur de l'Embryologie, découvreur des ovules des mammifères), Alexander Schmidt (physiologiste, préfigurateur de la transfusion sanguine), Wilhelm Ostwald (chimiste, Prix Nobel de chimie 1909) ou encore Friedrich Georg Wilhelm von Struve (astronome, inventeur de l'Arc géodésique mesurant la taille de la terre). Usant de leurs liens avec l'Allemagne et l'Europe occidentale, les savants allemands-baltes d'Estonie participent à la fondation du système universitaire et scientifique de la Russie.
La connexion avec les grands centres intellectuels européen contribue également à la diffusion d'idées émancipatrices pour le peuple estonien. Une fois l'indépendance obtenue, l'Estonie renforce ses activités scientifiques avec la création de l'université de technologie de Tallinn en 1918 puis de l'Académie estonienne des sciences en 1938: les savants d'origines indigène succèdent aux germano-baltes avec notamment Ernst Öpik (astronomie), Jaan Einasto (astrophysique) ou Alma Tomingas (pharmacie).
L'occupation soviétique isole l'Estonie des échanges scientifiques internationaux et concentre la recherche sur les sciences dures, notamment mises au service des programmes industriels de l'État soviétique. En parallèle, l'administration de l'URSS exploite le haut niveau d'éducation et de qualification des estoniens (et plus largement des habitants des pays baltes) pour installer sur leurs territoires des laboratoires de recherche en mathématique et informatique. Ainsi, l'Institut de Cybernétique, créée à Tallinn en 1960, modifie et améliore des ordinateurs soviétiques existants, puis fini par développer ses propres modèles. Devenu un centre de recherche majeur de l'URSS, l'institut de cybernétique est alors l'un des rares centres autonomes pouvant entretenir des liens avec l'étranger hors du Bloc de l'Est.

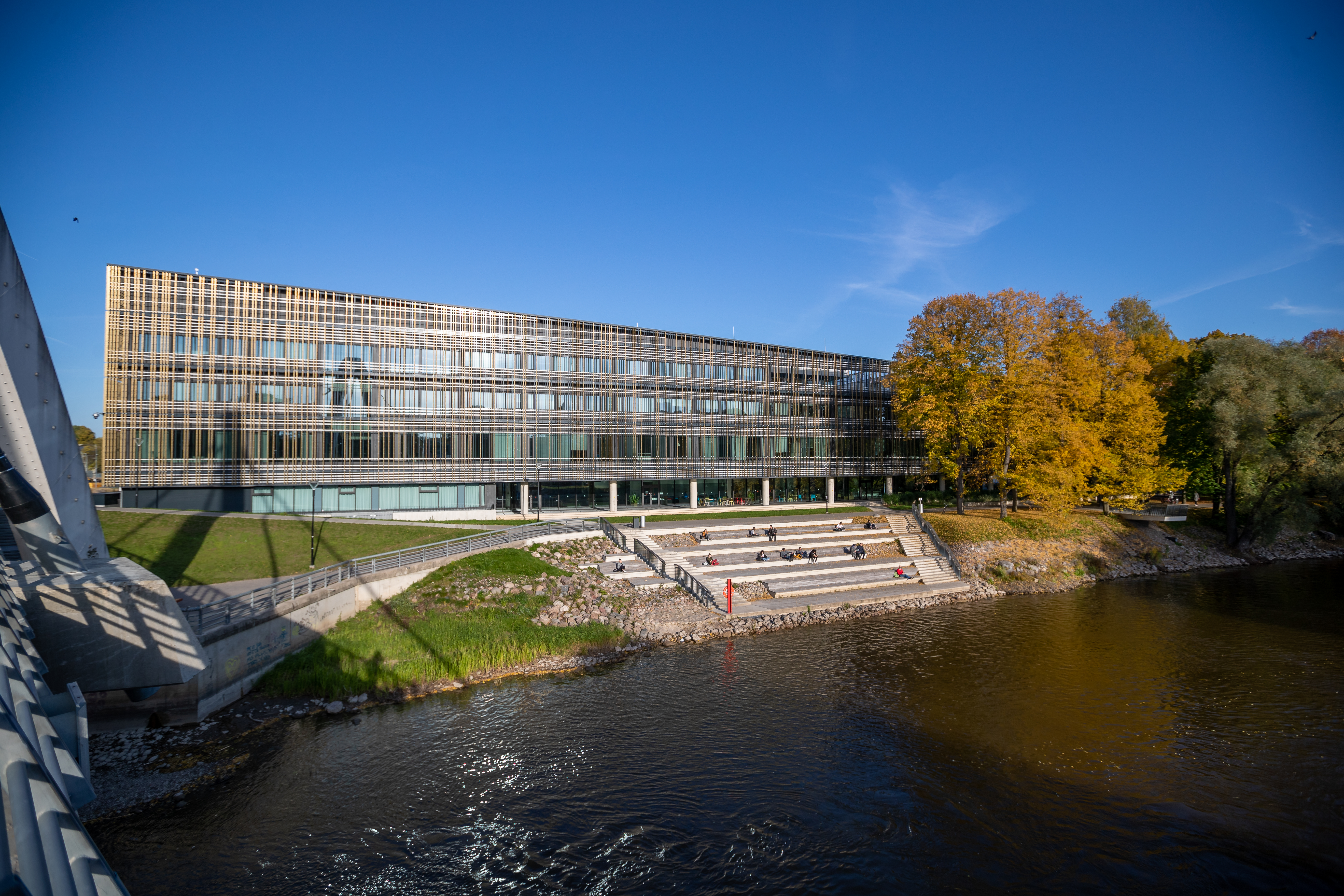
Le Delta, centre d'études et de recherche en technologies de l'information, robotique et intelligence artificielle de l'université de Tartu.

Après la fin de l'occupation, la recherche estonienne fait l'objet d'une large refondation avec une intégration au Processus de Bologne, d'une ouverture à l'international et voit l'instauration de programmes d'envergure tels que le Projet génome Estonie, visant à collecter les données génétiques d'une large partie de la population du pays pour améliorer la santé publique et créant une des plus grandes biobanques du monde.
Les dépenses de l'Estonie pour la recherche sont en constante augmentation depuis les années 1990: En 2023, près de 2 % du PIB estonien est dépensé dans la recherche et l'innovation. Les dépenses totales en recherche et développement s'élevaient à 700 millions d'euros. 138 millions d'euros étaient depensées pour la recherche fondamentale, tandis que 164 millions concernaient la recherche appliquée. L'université de Tartu, considérée comme "l'université nationale", est classée à la 358e place mondiale (sur 1 499 établissements) selon le classement mondial des universités QS.

Depuis la fin de l'occupation, la recherche estonienne est caractérisée par une forte implication et coopération entre les secteurs publics et privés. Ainsi, l'université de Tartu et l'université de technologie de Tallinn ont généré respectivement 55 et 11 spins-offs hébergées en leur sein,,. Apparu dans les années 1990 avec les premiers incubateurs dédiés (Tartu Science Park et Tehnopol), le secteur de la Deep tech (sociétés proposant des produits novateurs basés sur la recherche) connait un essor au milieu des années 2010 puis fait l'objet d'une politique développement dédiée à partir de 2021. Il compte aujourd'hui 132 sociétés. Si les applications des nouvelles technologies couvrent de nombreux domaines, certains secteurs font l'objet d'une attention particulière dans leur développement, tels que le spatial avec l'incubateur de l'Agence spatiale européenne, l'armement avec l'accélérateur DIANA de l'OTAN ou l'Intelligence artificielle avec le programme Kratt,,.

Exemples d'innovations d'origine estonienne
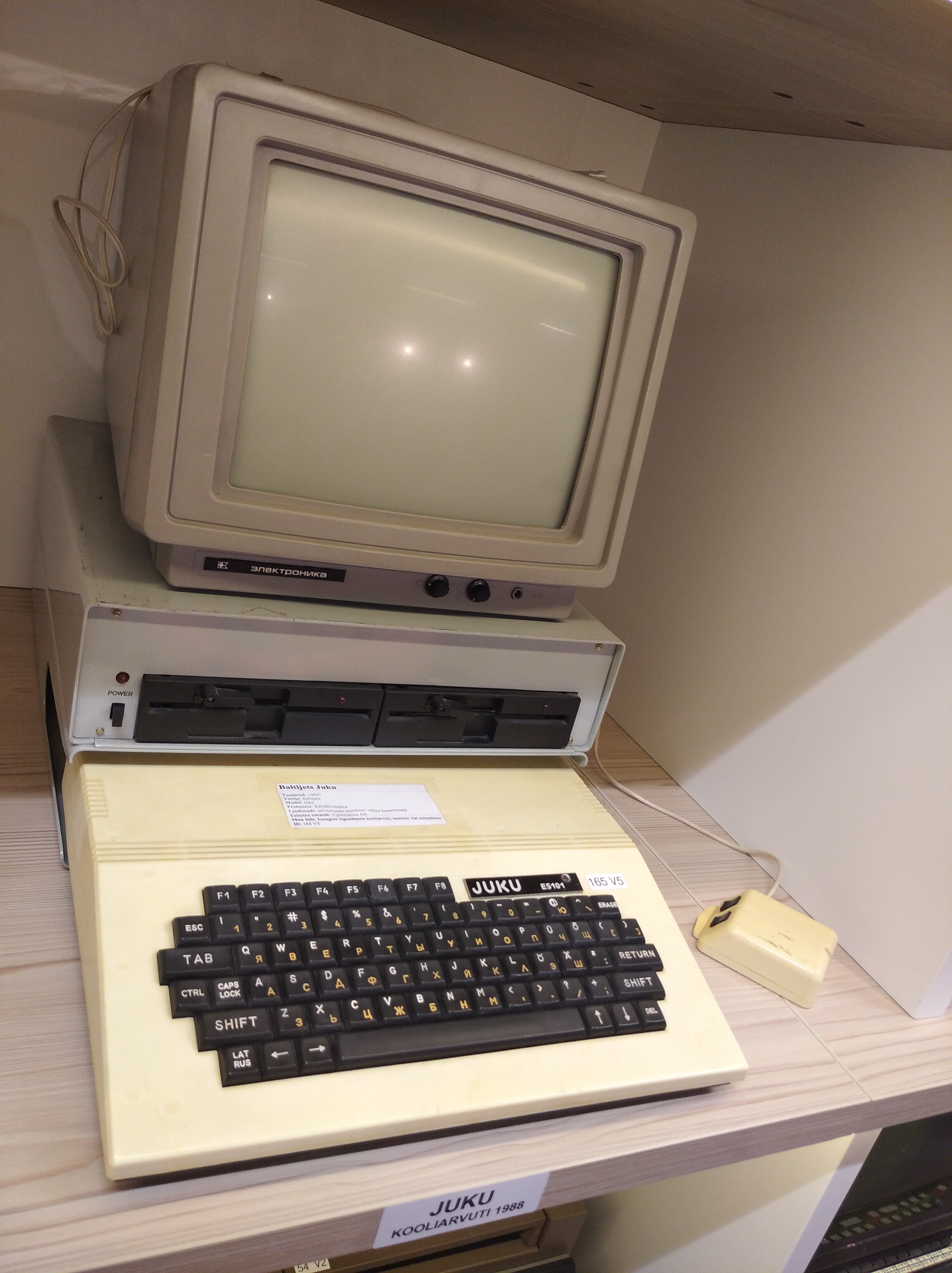
Ordinateur JUKU E5101 (Institut de Cybernétique de Tallinn, 1988).
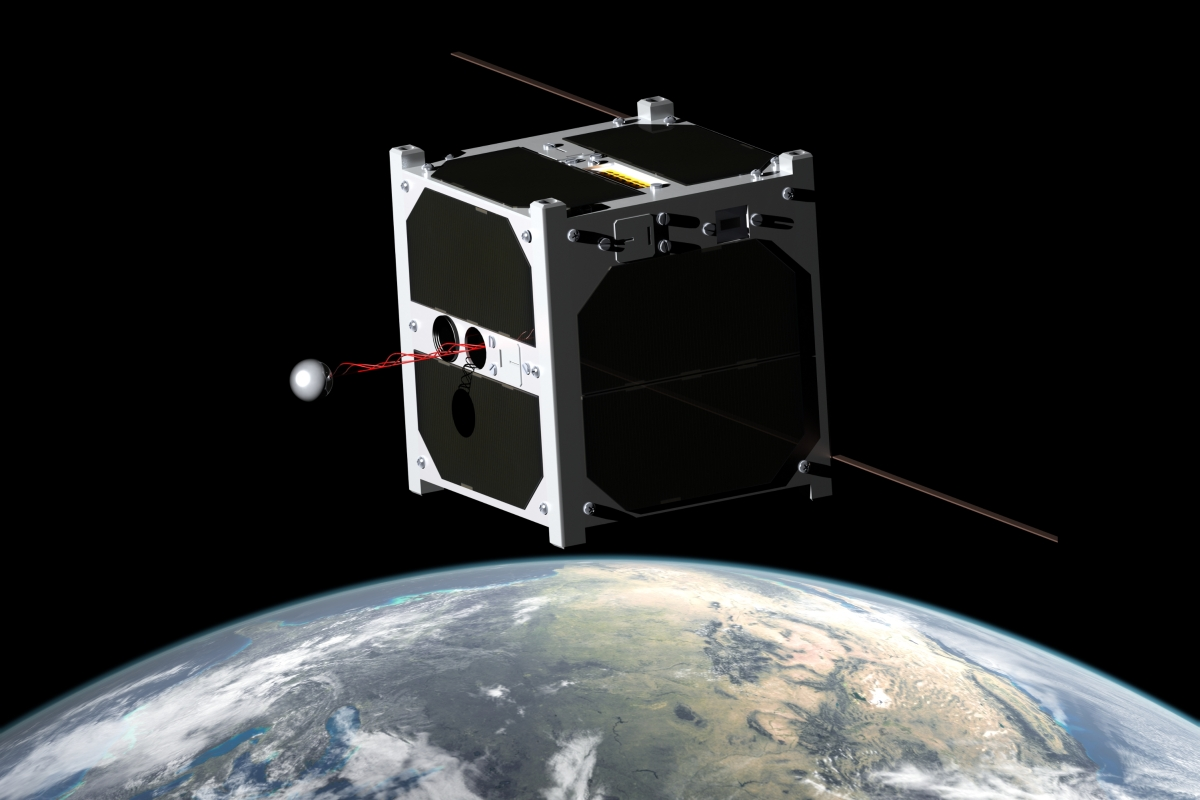
Nanosatellite ESTCube-1 (Université de Tartu, 2013).
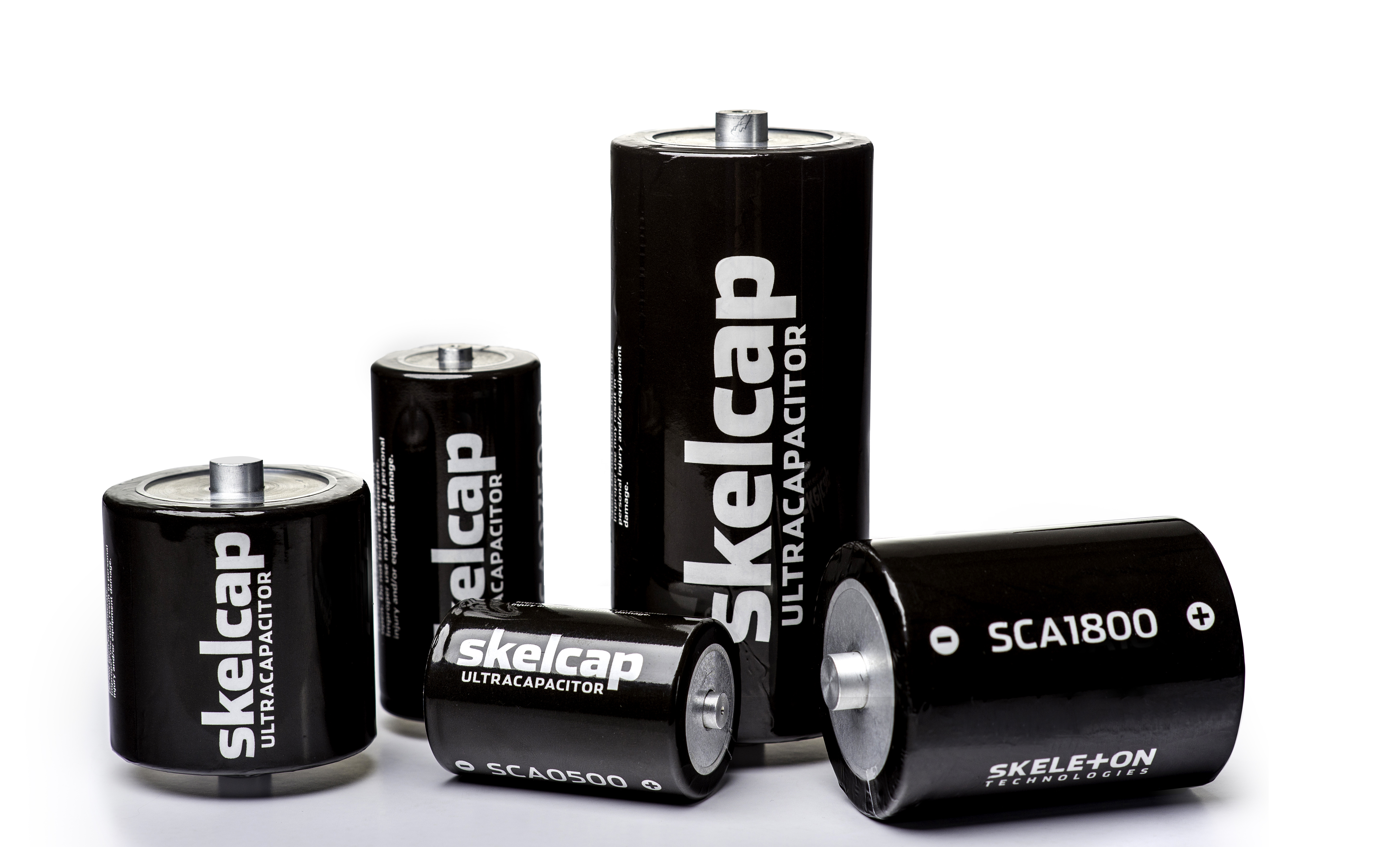
Supercondensateur SkelCap (Skeleton Technologies, 2012).
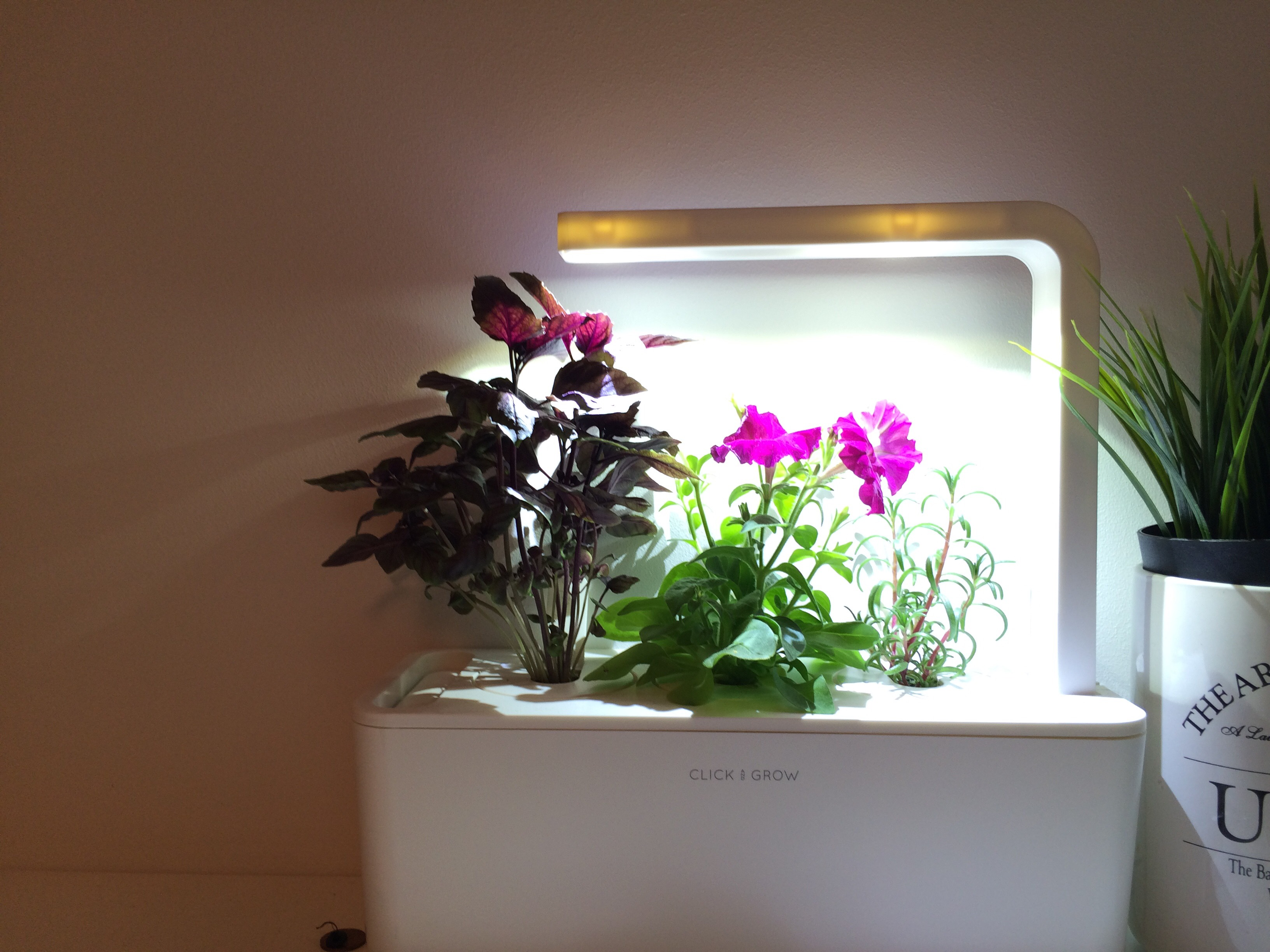
Kit de jardinage intérieur Smart Herb Garden (Click&Grow, 2013).
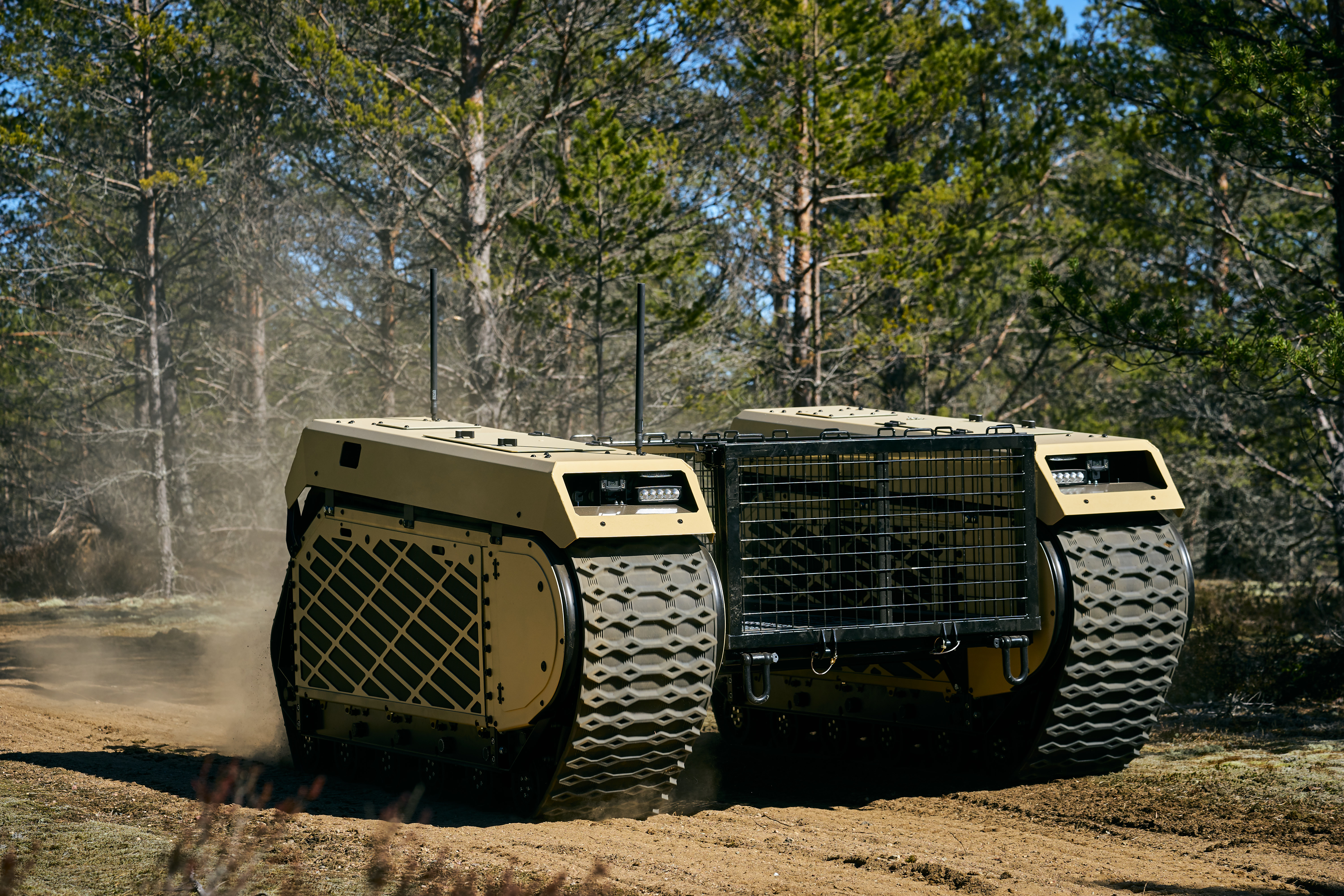
Robot terrestre militaire de transport de charge THeMIS (Milrem Robotics, 2015).
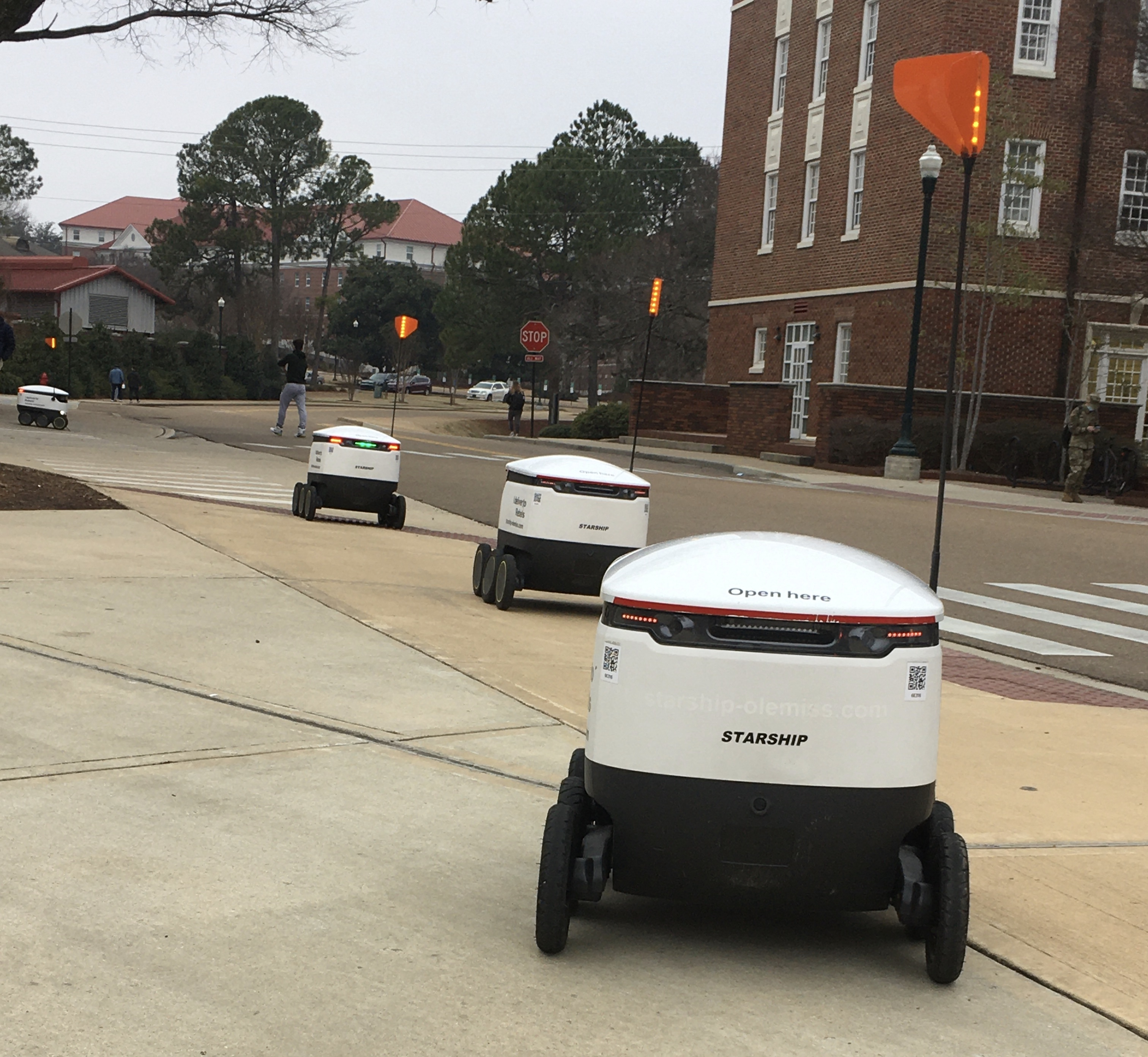
Robot de livraison 6E (Starship Technologies, 2017).
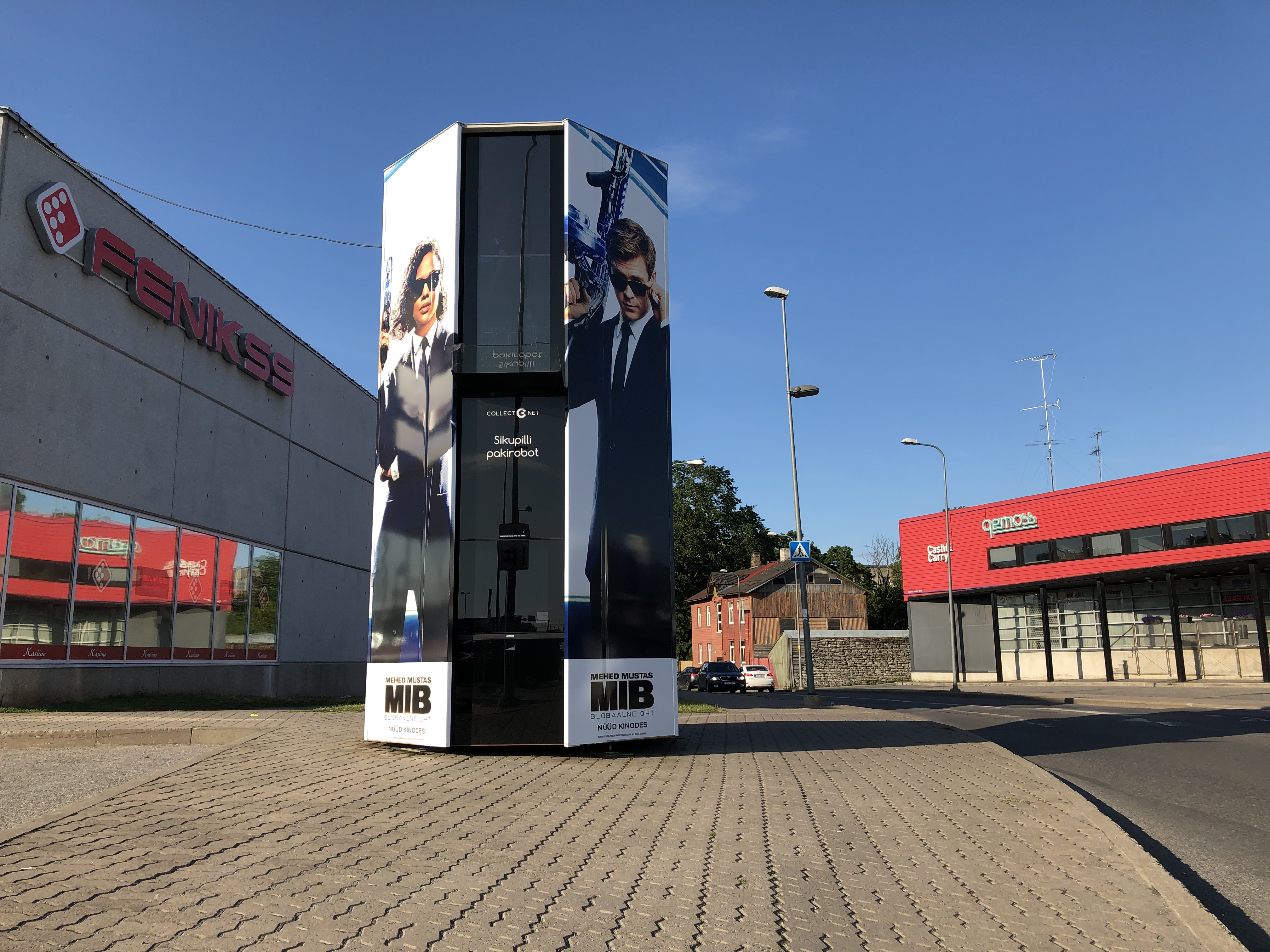
Robot de distribution de colis 401 (Cleveron, 2018).
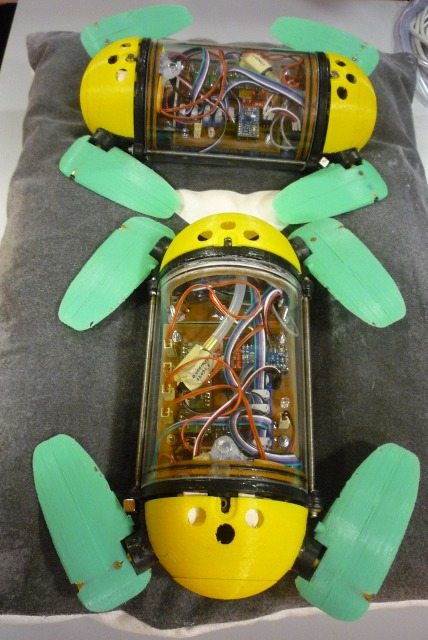
Robot u-CAT pour l'exploration d'épaves (Université de technologie de Tallinn, 2016).

### Place de l'Estonie dans l'économie mondiale
En 2024, selon le FMI, le Produit intérieur brut (PIB) nominal de l'Estonie s'élevait à environ 43 milliards de dollars, ce qui la place au 102e rang mondial selon ce critère. En termes de parité de pouvoir d'achat (PPA), le PIB était estimé à 65,5 milliards de dollars internationaux. Le PIB par habitant était de 31 855 dollars en 2024, reflétant un niveau de vie relativement élevé pour un pays de seulement 1,3 million d’habitants et sorti d'une économie planifiée trois décennies auparavant.
L’économie estonienne est fortement extravertie, avec plus de 70 % de ses exportations destinées aux pays de l’Union européenne. En 2024, les exportations de biens ont atteint 17,4 milliards d’euros, tandis que les importations se sont élevées à 20,7 milliards d’euros, générant un déficit commercial de 3,3 milliards d’euros, en hausse de 275 millions par rapport à l’année précédente. Les exportations principales incluent les équipements électriques, les produits agricoles, le bois et les produits dérivés. Concernant les services, l’Estonie a enregistré au quatrième trimestre 2024 des exportations de 3,267 milliards d’euros contre 2,536 milliards d’euros d’importations, dégageant un excédent significatif. En 2024, le déficit commercial global s’élevait à 3,3 milliards d’euros, en grande partie en raison des importations énergétiques et de biens de consommation. Cette situation résulte aussi de la dynamique de la demande intérieure, alimentée par une hausse des revenus et des investissements.
La balance commerciale des biens reste déficitaire, mais l’excédent dans le secteur des services en atténue l’impact. Par exemple, le Commerce électronique est un secteur en plein essor. En 2024, son chiffre d'affaires a atteint 5,4 milliards d’euros, représentant environ 25 % du commerce global du pays. Sa croissance annuelle, estimée entre 10 et 20 %, laisse entrevoir une part potentielle de 40 à 50 % dans la prochaine décennie.

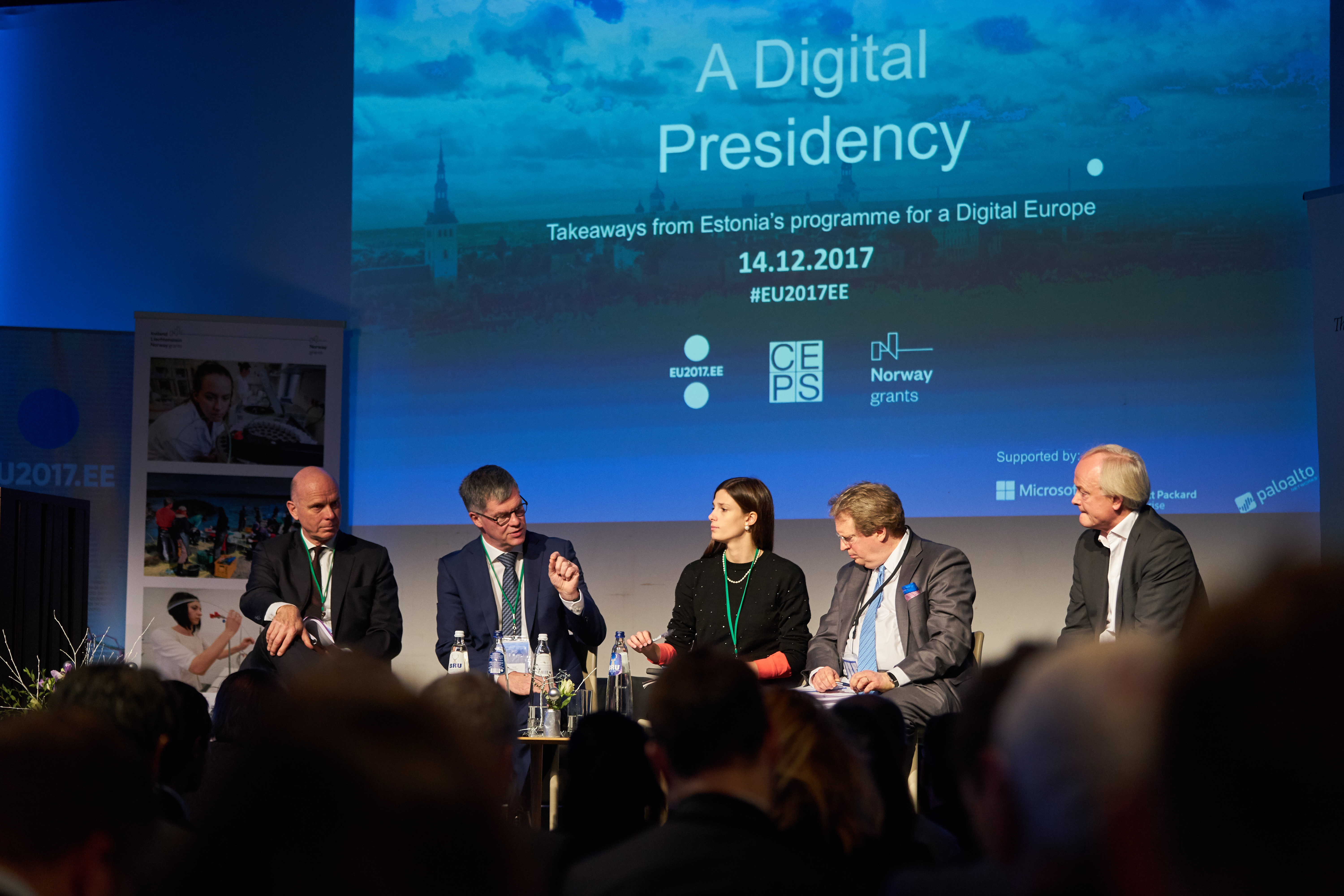
Séminaire sur la digitalisation lors de la Présidence estonienne de l'UE.

D'après le World Competitiveness Ranking 2024 (indice de compétitivité), l’Estonie se classe au 33e rang mondial sur 67 économies évaluées. Bien qu’en recul de sept places par rapport à 2023, ce classement reste remarquable au vu de la taille modeste de son économie. L'Estonie devance ainsi des économies bien plus vastes en termes de population ou de PIB. Cette performance repose principalement sur son environnement réglementaire efficace, la digitalisation avancée de son administration publique, la stabilité macroéconomique et la qualité de sa gouvernance. En matière de compétitivité numérique, l’Estonie figure parmi les leaders européens, avec des infrastructures informatiques solides, un accès généralisé à Internet et une stratégie cohérente d’E-gouvernement.
Le rapport Business Ready 2024 de la Banque mondiale renforce cette image : parmi 50 économies évaluées, l'Estonie a obtenu le meilleur score global en matière de services publics, atteignant 73,31 %. Ce score reflète notamment l’efficacité des processus d’enregistrement des entreprises, l’administration fiscale numérique et l’accès rapide à l’électricité.

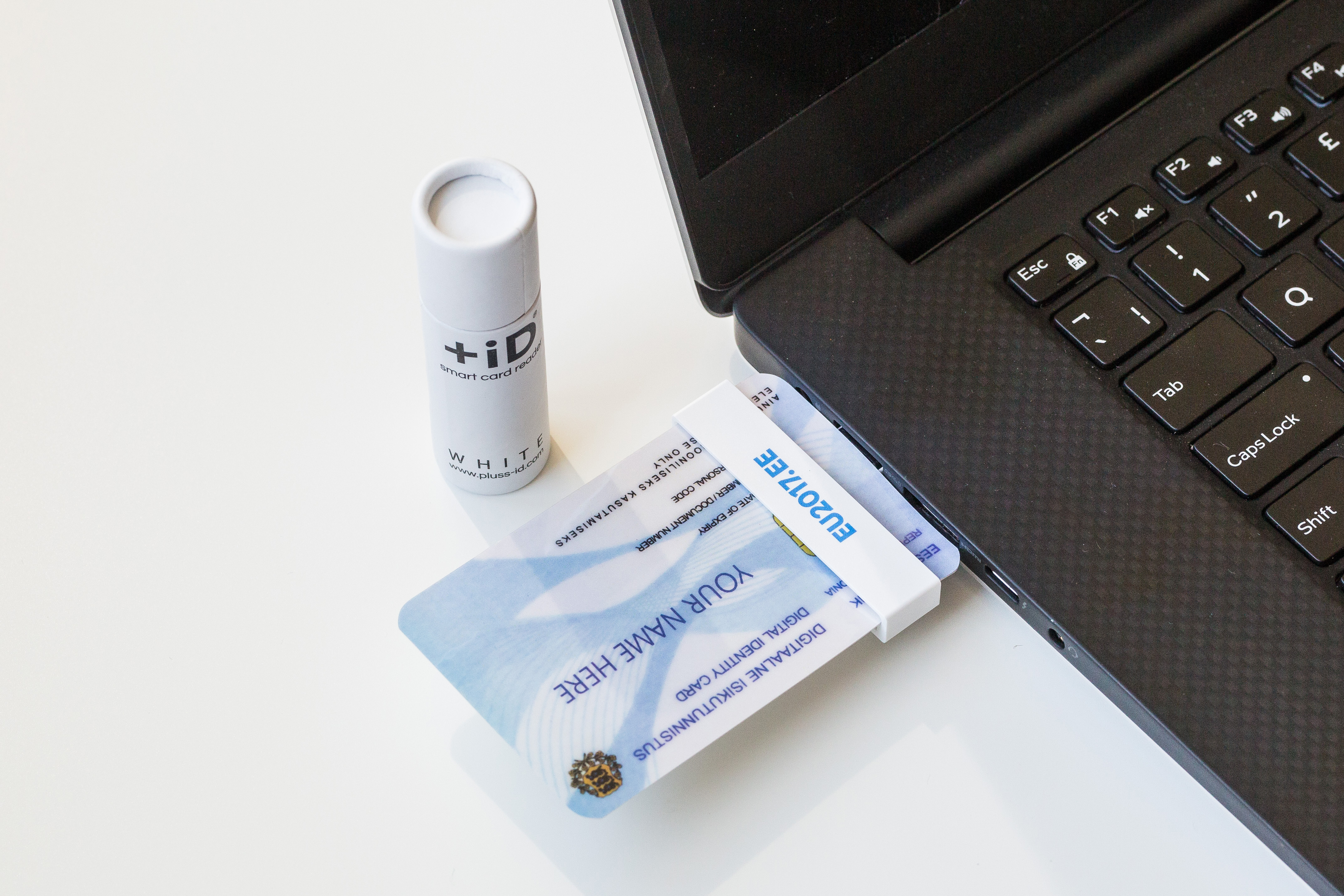
Carte de E-résident permettant d'enregistrer une société estonienne en ligne depuis l'étranger.

L’Estonie est internationalement reconnue pour sa stratégie numérique,,,. En 2023, selon la Commission européenne, 98,9 % des services publics destinés aux entreprises et 95,8 % de ceux destinés aux citoyens étaient disponibles en ligne, positionnant le pays parmi les plus avancés d’Europe en matière de numérisation. Plus largement, la forte concentration d'entreprises technologiques en comparaison de sa population et sa 16e position sur l'Indice mondial de l'innovation donnent à l'Estonie une image d'avant-garde, parfois exagérée, au point de la qualifier de Silicon Valley européenne,,.
Le programme E-residence, lancé en 2014, permet à des personnes du monde entier de créer et gérer une entreprise en Estonie sans y résider physiquement. En 2024, 11 484 nouveaux e-résidents ont rejoint le programme, fondant 4 818 entreprises, soit une augmentation de 5 % par rapport à l’année précédente. Ces entreprises ont généré environ 63,6 millions d’euros de recettes fiscales pour l’État, dont 45 millions d’euros sous forme de taxes sur le travail.

## Culture
La culture indigène estonienne, d’origine nordique fennique, s'est au fil du temps enrichie de multiples éléments extérieurs au contact d'autres peuples, essentiellement germaniques et scandinaves, et dans une moindre mesure baltes et slaves,,,. L'Estonie possède aussi une variété de cultures minoritaires, tant d'origines étrangères qu'autochtones (régionales). De tout temps, l'Estonie a fait partie de l'ensemble culturel européen, elle s'inscrit désormais dans l'espace occidental.
La culture fait l'objet de nombreuses mesures de préservations et de transmissions via le Ministère de la culture et les collectivités locales. Les investissements du pays concernent de nombreux domaines telles que le financement des lieux de culture nationaux et régionaux (musées, opéras, bibliothèques, théâtres, centre d'interprétations...), l'organisation d'évènements, ou encore l'accompagnement d'artistes et d'écrivains.

### Patrimoine
En 2025, l'UNESCO recensait deux sites inscrits en Estonie sur la liste du patrimoine mondial. Le Centre historique (vieille ville) de Tallinn, construit à partir du Moyen Âge, incluant ses fortifications est inscrit depuis 1997. L'Arc géodésique de Struve, réseau de triangulations conçu au XIXe siècle par l'astronome Friedrich Georg Wilhelm von Struve pour mesurer la taille de la terre a été inscrit en 2005. Il s'étend sur des centaines d'installations dans 10 pays différents, dont trois monuments classés sur le territoire estonien.
L'Estonie a inscrit deux éléments au registre international Mémoire du monde: les documents sur l'histoire de la ligue hanséatique (aux côtés de la Pologne, de la Lettonie, du Danemark, de l'Allemagne et de la Belgique) et les reportages sur la Voie balte (aux côtés de la Lettonie et de la Lituanie). À l'échelle européenne, les bâtiments historiques de l'Université de Tartu et la Maison de la Grande Guilde de Tallinn ont reçu le Label du patrimoine européen.
Si l'Estonie ne compte que deux éléments au patrimoine mondial, le pays compte en revanche sept inscriptions sur la liste du patrimoine culturel immatériel. La plupart de ses éléments résultent de traditions indigènes. On retrouve ainsi la culture du Sauna de fumée, variante du sauna emblématique de la région du võrumaa. Les traditions régionales inscrites sont principalement celles des peuples et régions du Sud du pays: traditions de l'ile de Kihnu, chants du Setomaa, la préparation du Mulgi Puder dans le Mulgimaa, ou encore la construction des pirogues des marais de Soomaa.

D'autres éléments de la liste témoignent des interactions entre la culture estonienne et les autres cultures européennes. Ainsi, les célébrations de chants et danses baltes, partagées avec la Lettonie et la Lituanie, constituent un mélange entre les chants et danses respectives de ces pays avec les chorales d'origine germanique. La décoration des œufs à Pâques, partagée avec l'Ukraine, est héritée des quelques influences slaves présentes dans le pays.

Traditions estoniennes inscrites au patrimoine culturel immatériel de l'UNESCO.
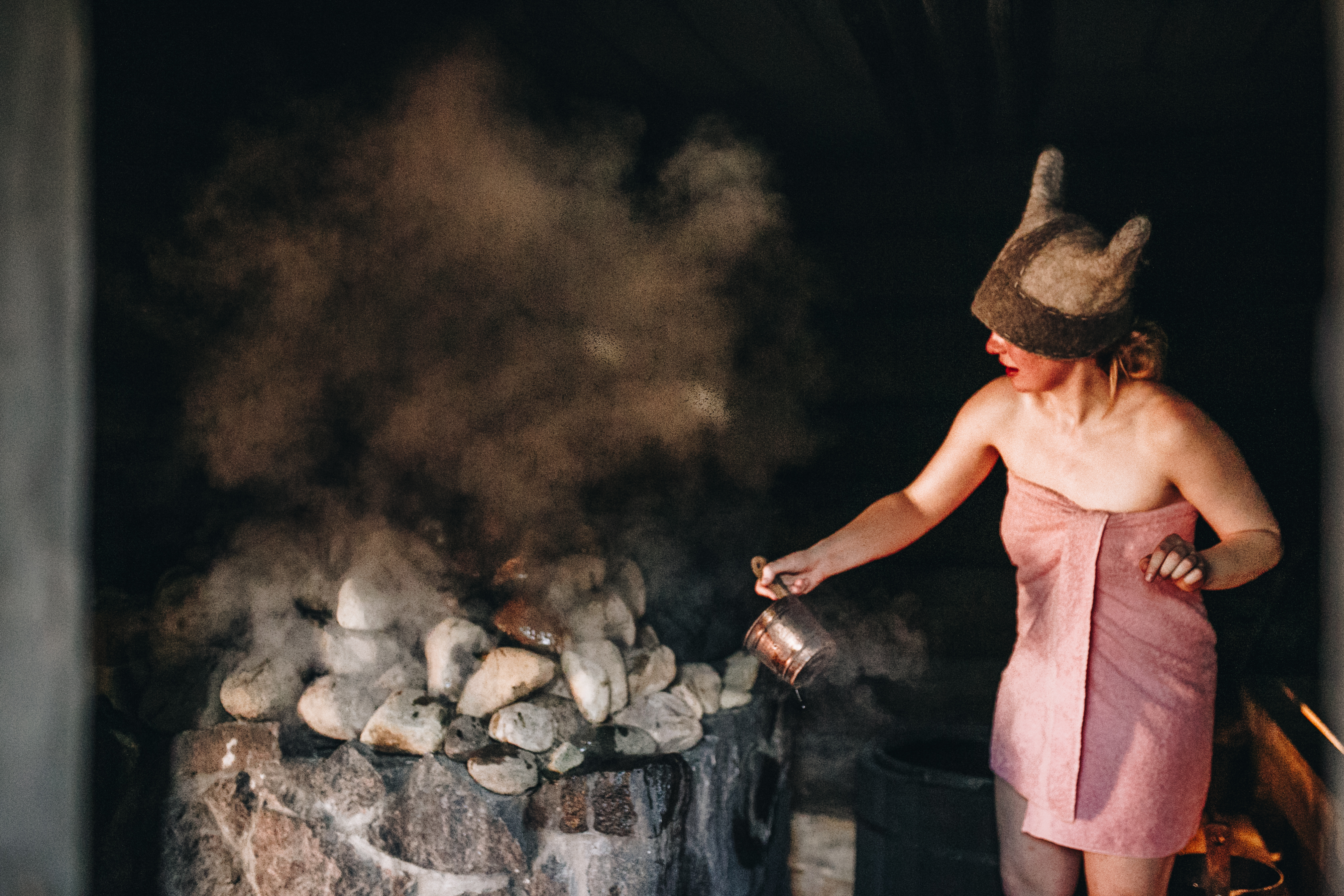
Sauna de fumée de la région du Võromaa.
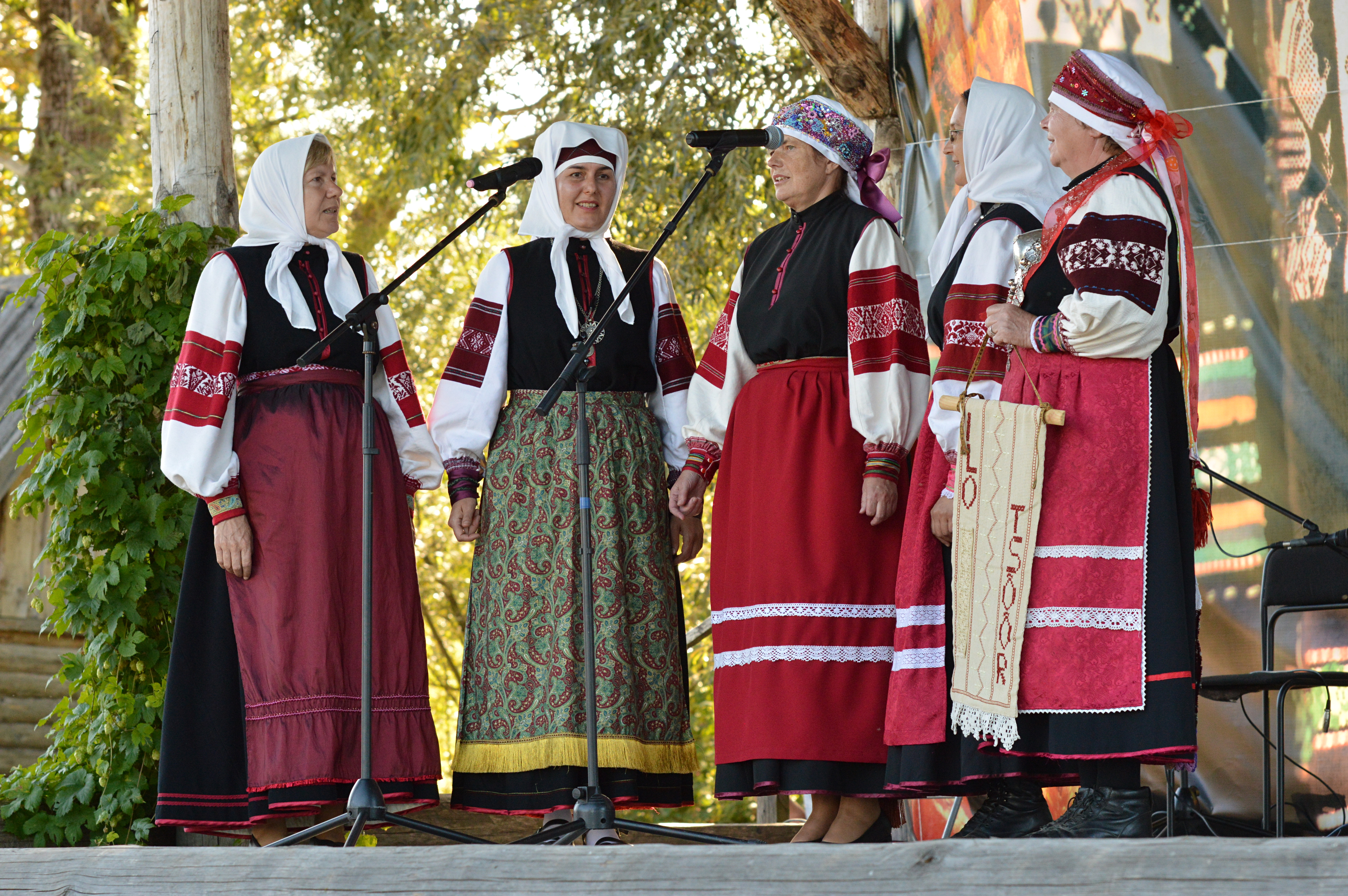
Le Leelo, chant polyphonique du peuple Seto.
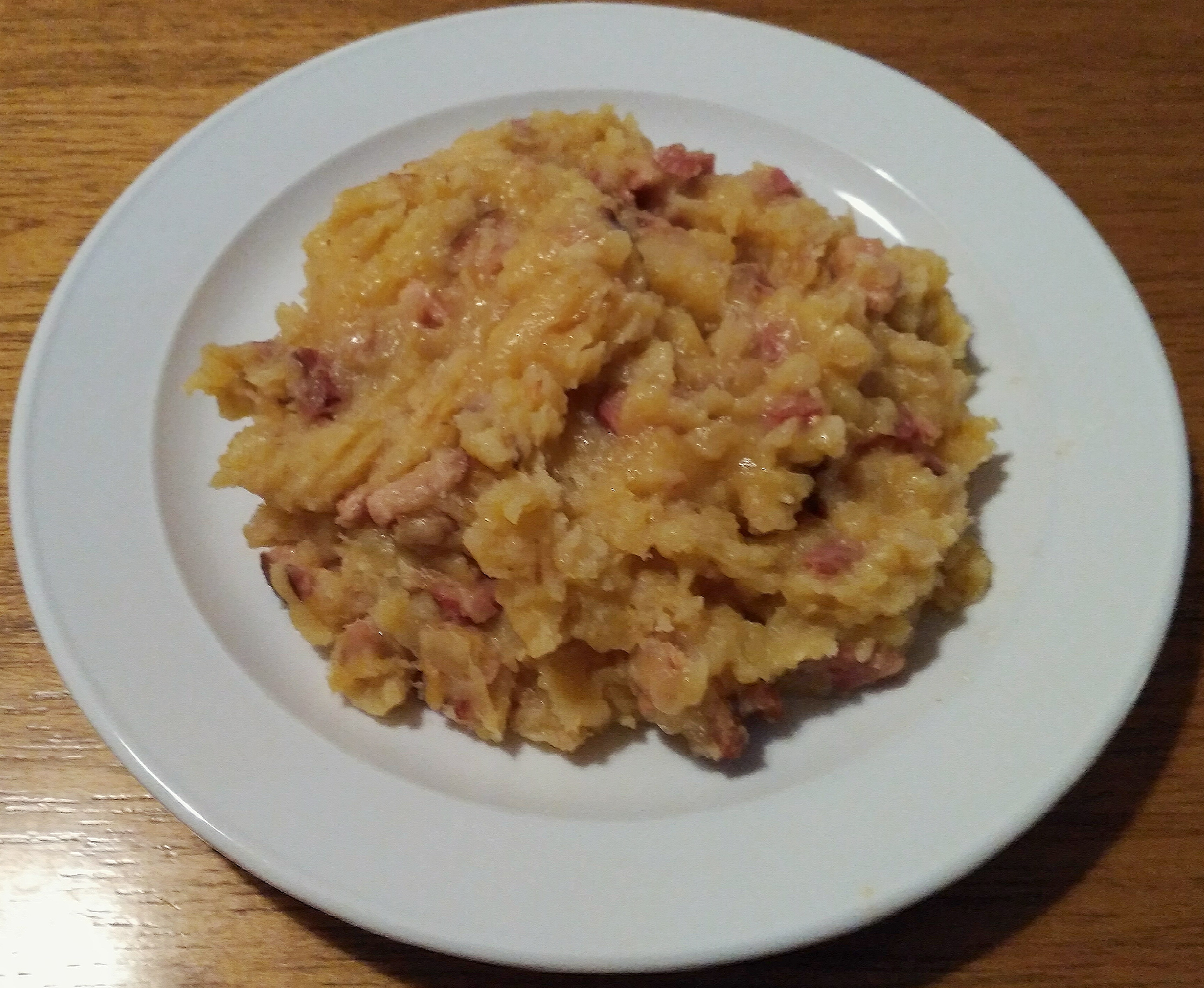
Le Mulgi puder, plat traditionnel estonien (région du Mulgimaa).
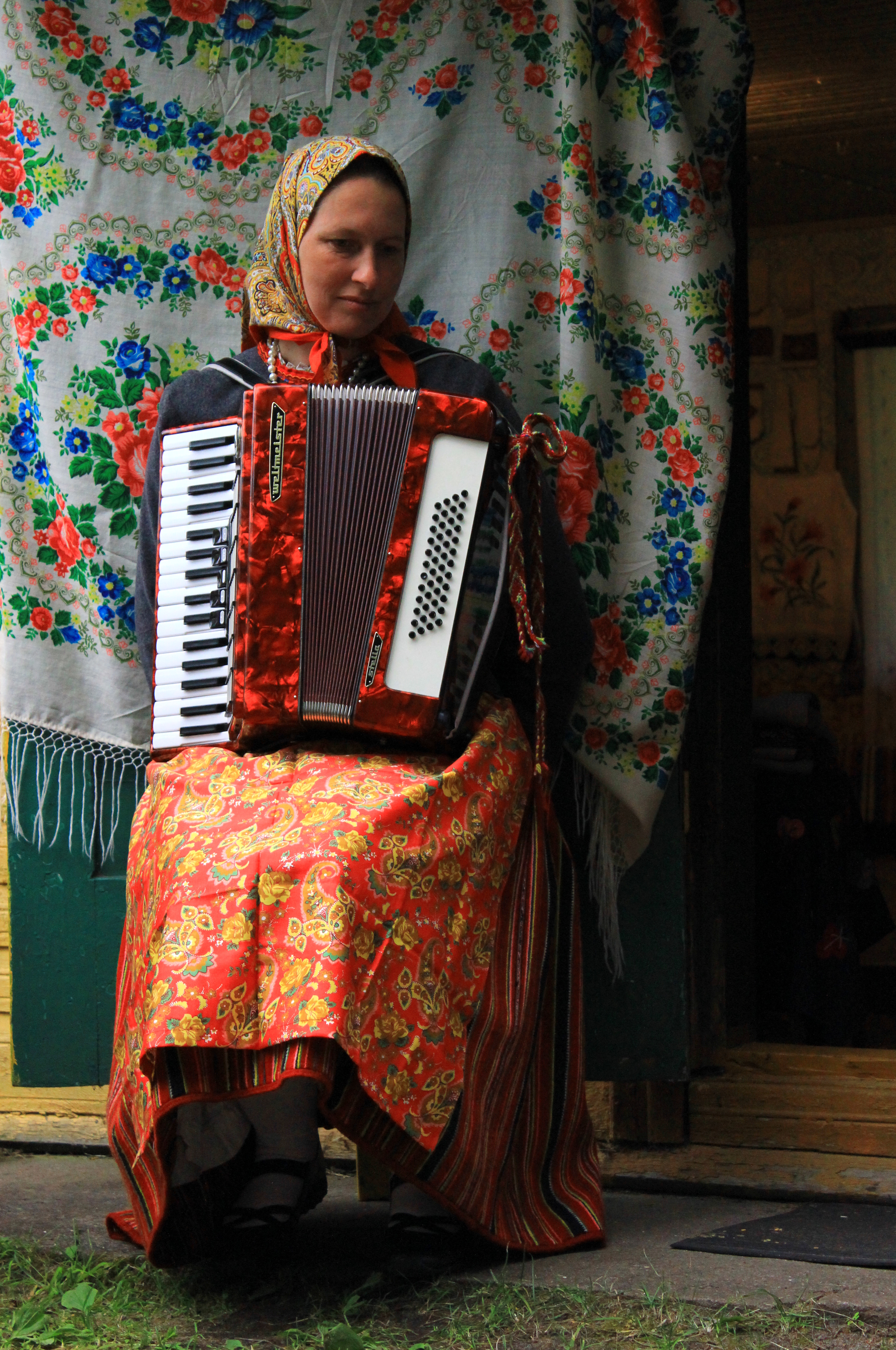
Culture de l'ile de Kihnu (femme en tenue traditionnelle).
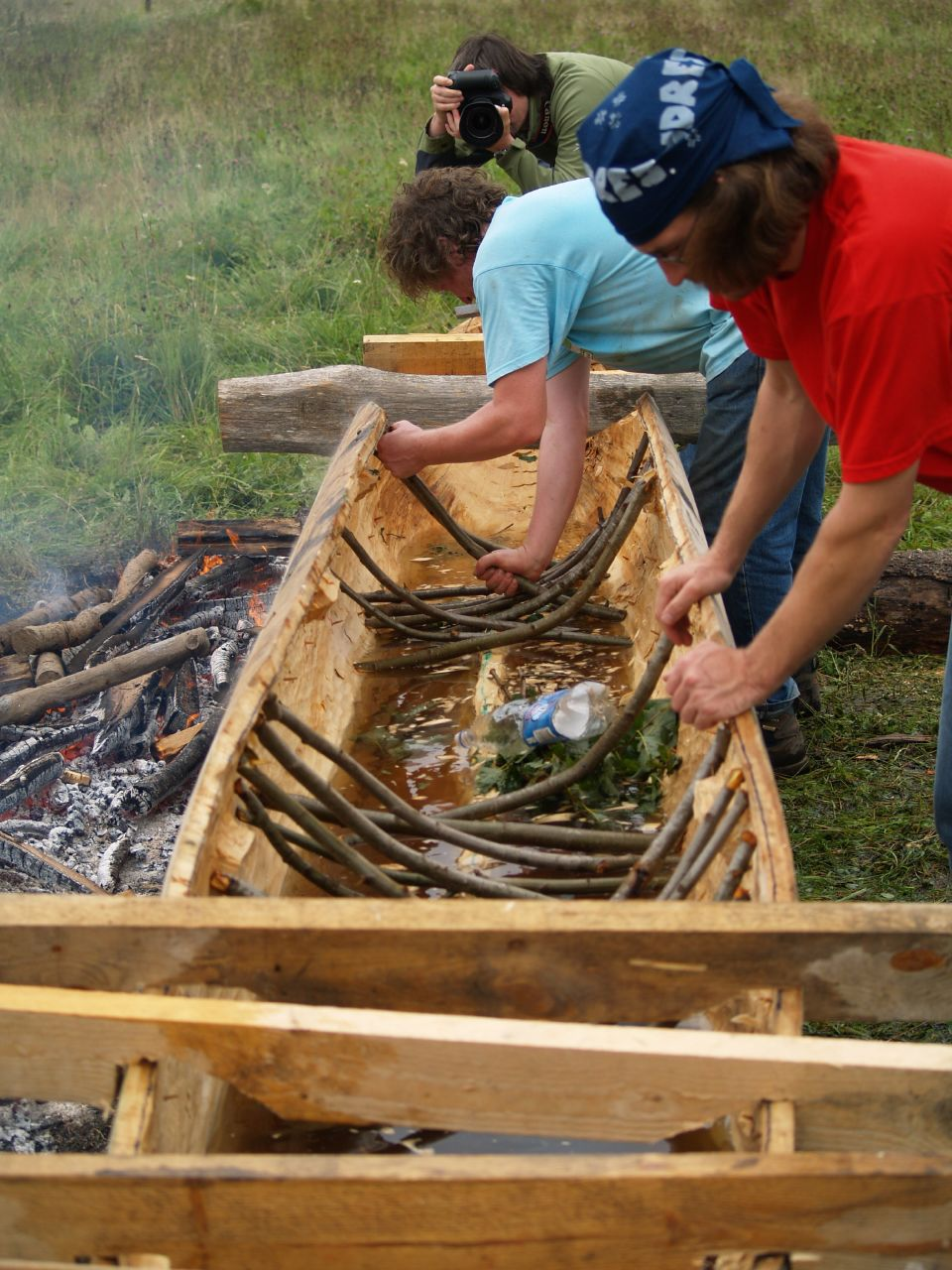
Haabjas, pirogue du Parc national de Soomaa taillée dans un tronc d'arbre.
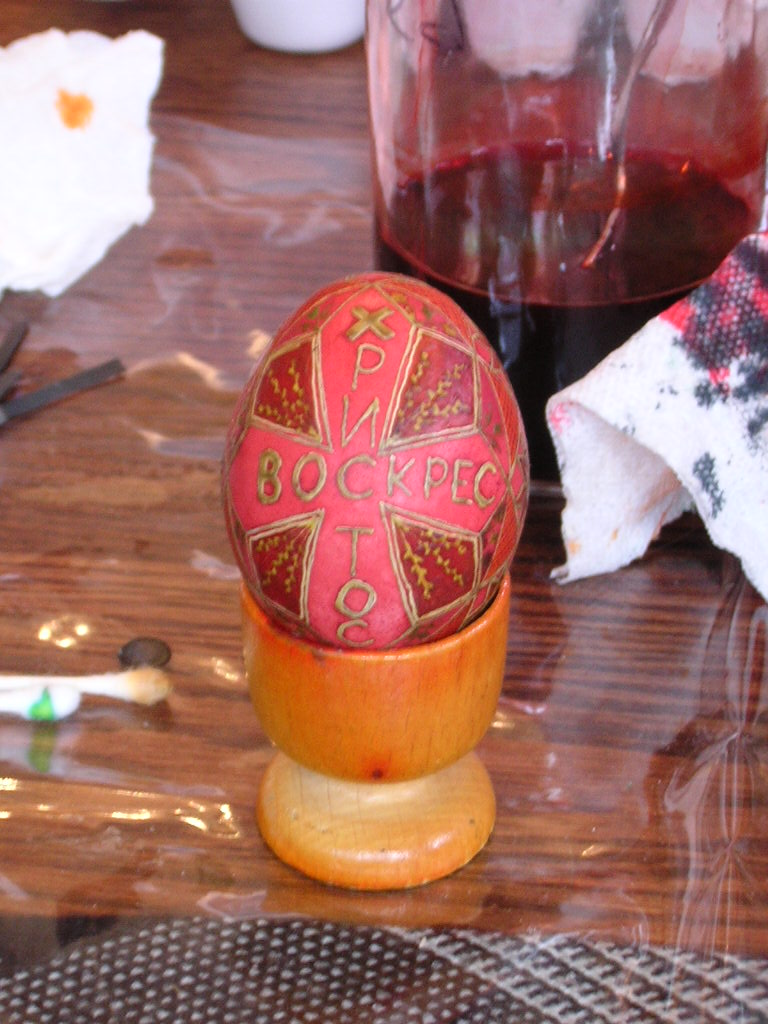
Pysanka, décoration des œufs.
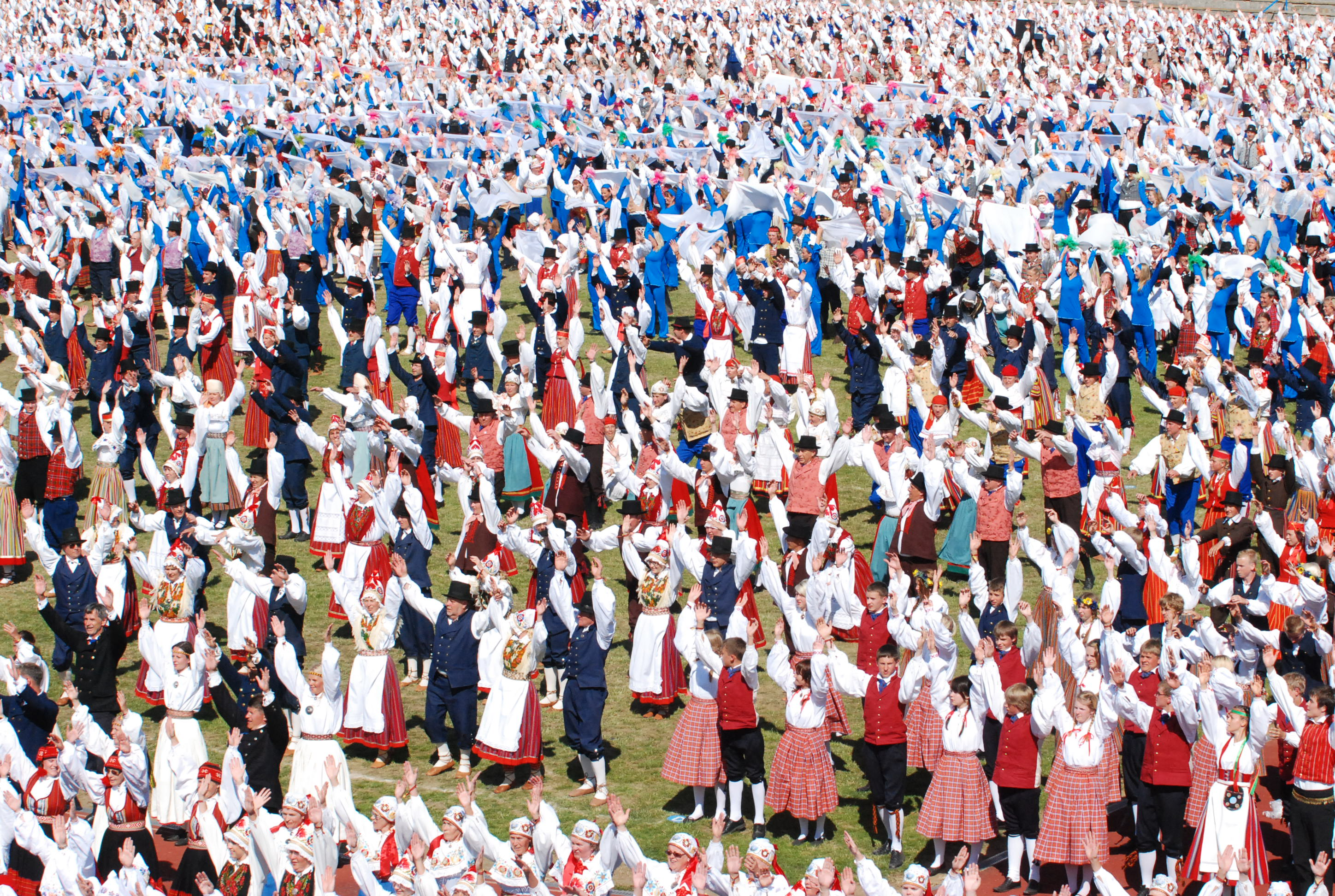
Célébrations de chants et danses baltes.

### Architecture

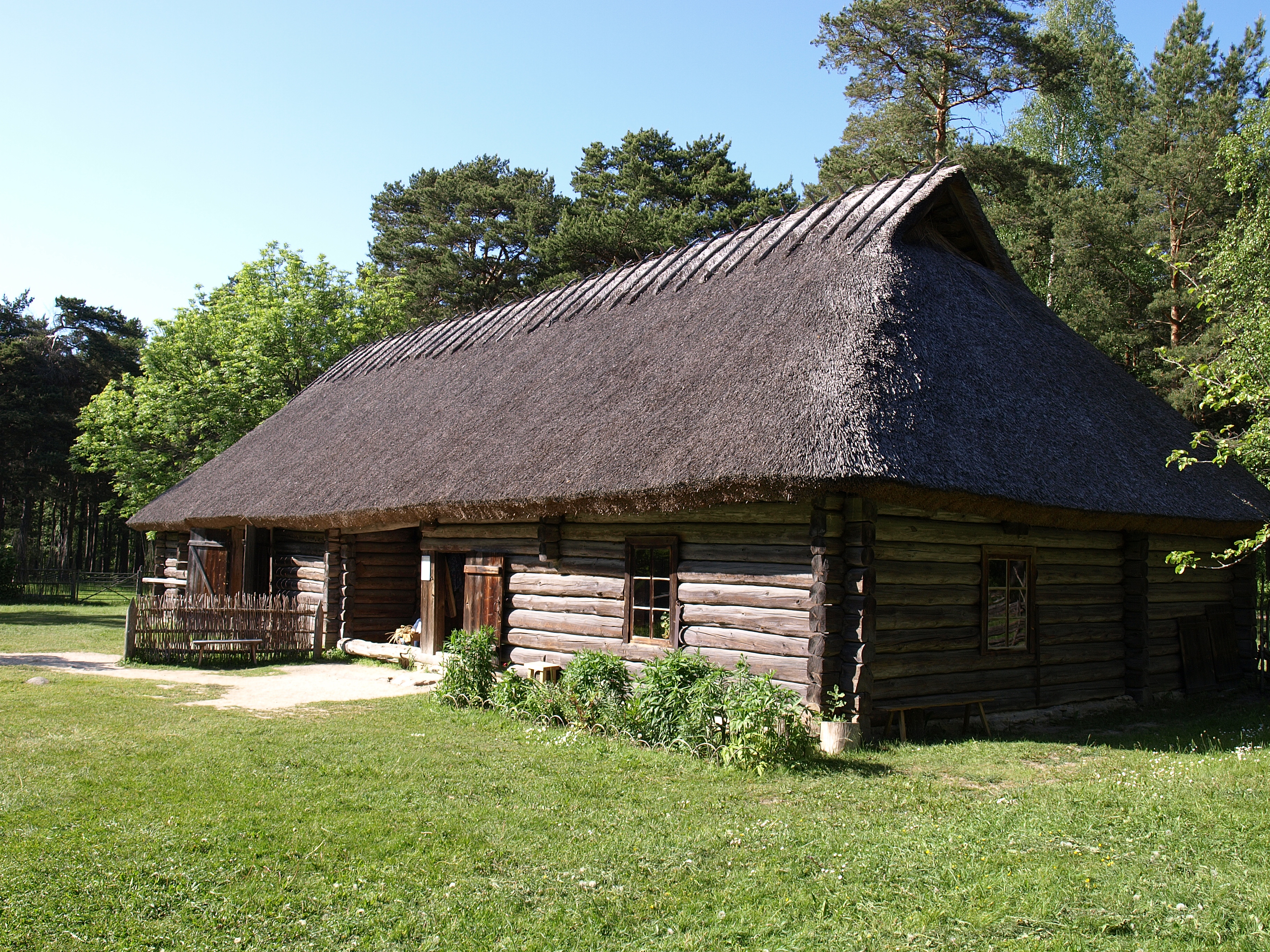
Exemple d'architecture vernaculaire estonienne au Musée estonien en plein air.

L’architecture rurale traditionnelle puise ses racines dans les matériaux disponibles localement et s’adapte aux conditions climatiques rigoureuses. Les formes d’habitat indigène se distinguent notamment par des maisons en rondins de bois, couvertes de toits en chaume. Bien que des différences régionales existent, la structure typique d’une ferme comprend souvent une pièce principale chauffée et un espace de stockage, comme un grenier ou un entrepôt, intégrés dans le même bâtiment,. À partir du XIXe siècle, l’architecture des fermes évolue et se diversifie, avec l’introduction de nouveaux éléments comme les toits en tuiles et le bois découpé.
En parallèle, l'architecture urbaine est principalement le fruit d’influences croisées entre l’Europe nordique et l’Allemagne. Le Moyen Âge marque une utilisation de l'architecture gothique germanique, encore visible notamment dans la vieille ville de Tallinn et dans certains châteaux. Ces structures en pierre (ou brique rouge), aux toits pentus, flèches élevées et ouvertures aux arcs brisés, témoignent du passé commercial, religieux et militaire du pays, notamment pendant la ligue hanséatique.

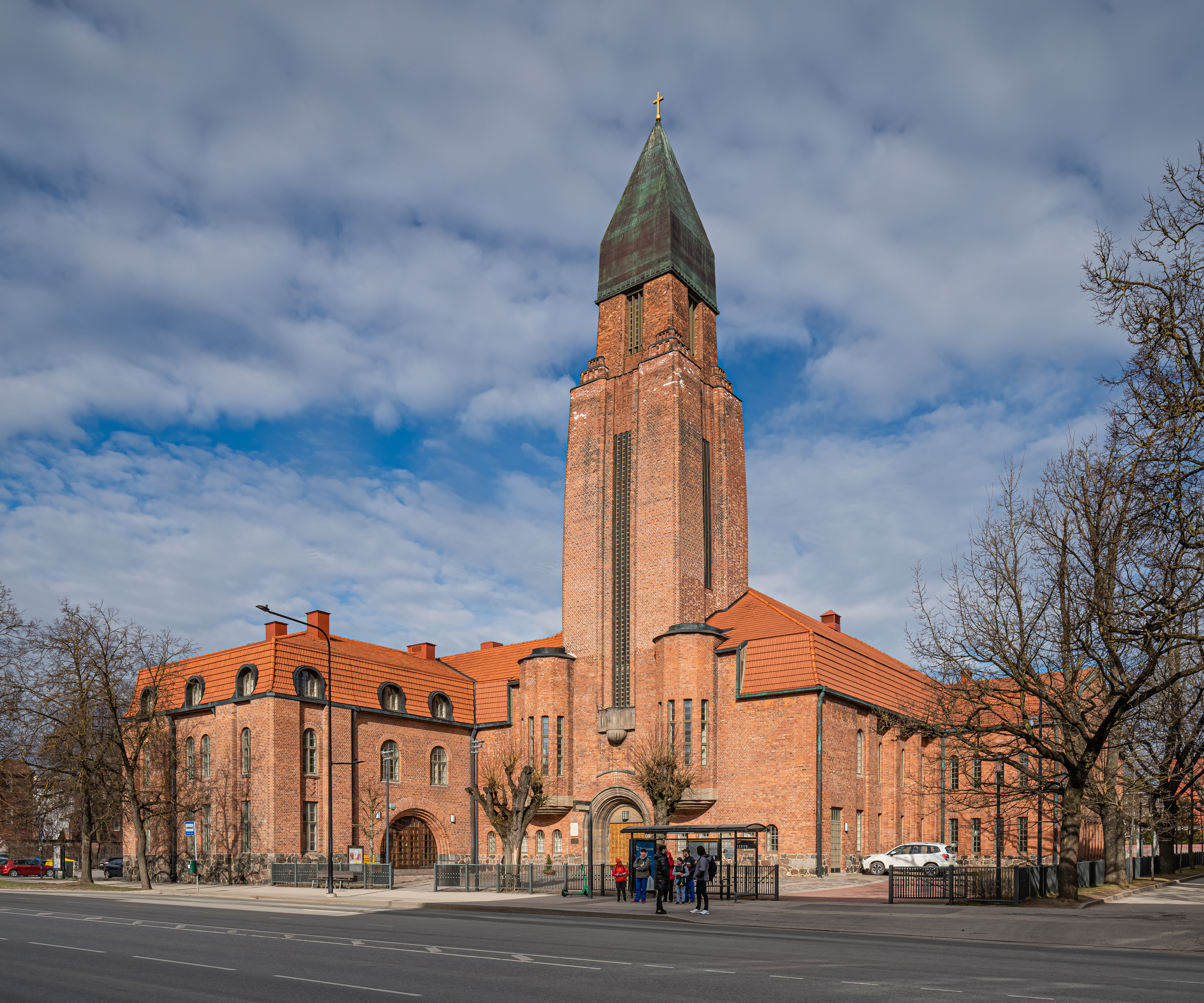
L'Église Saint-Paul de Tartu - style Art nouveau (romantique national nordique) par Eliel Saarinen.

Les XVIIe, XVIIIe et XIXe siècles voient les périodes de colonisation de la Suède puis de la Russie impériale, la puissances des aristocrates et bourgeois allemands-baltes, auxquels s'ajoute la noblesse russe, s'affirme à travers des styles importés d'Allemagne et d'Europe occidentale avec des constructions baroques, rococo et néo-classiques. Le XIXe siècle est une période d'expérimentation qui voit notamment l'apparition de certains styles historicistes comme le style néogothique, le heimatstil allemand, le style romantique-national nordique et plus généralement l'Art nouveau. Dans le même temps, le début d'Exode rural et le développement industriel de la fin du XIXe et le début du XXe siècle voient la construction de maisons urbaines en bois à destinations des classes populaires estoniennes, auxquelles s'ajoutent des décorations provenant des styles historiscistes,,,.
Ensuite, l'Estonie indépendante de l'entre-deux-guerres développe l’architecture fonctionnaliste, influencée par le Bauhaus et le Design scandinave. De nombreuses villas, écoles et bâtiments administratifs adoptent des lignes épurées et des volumes géométriques.

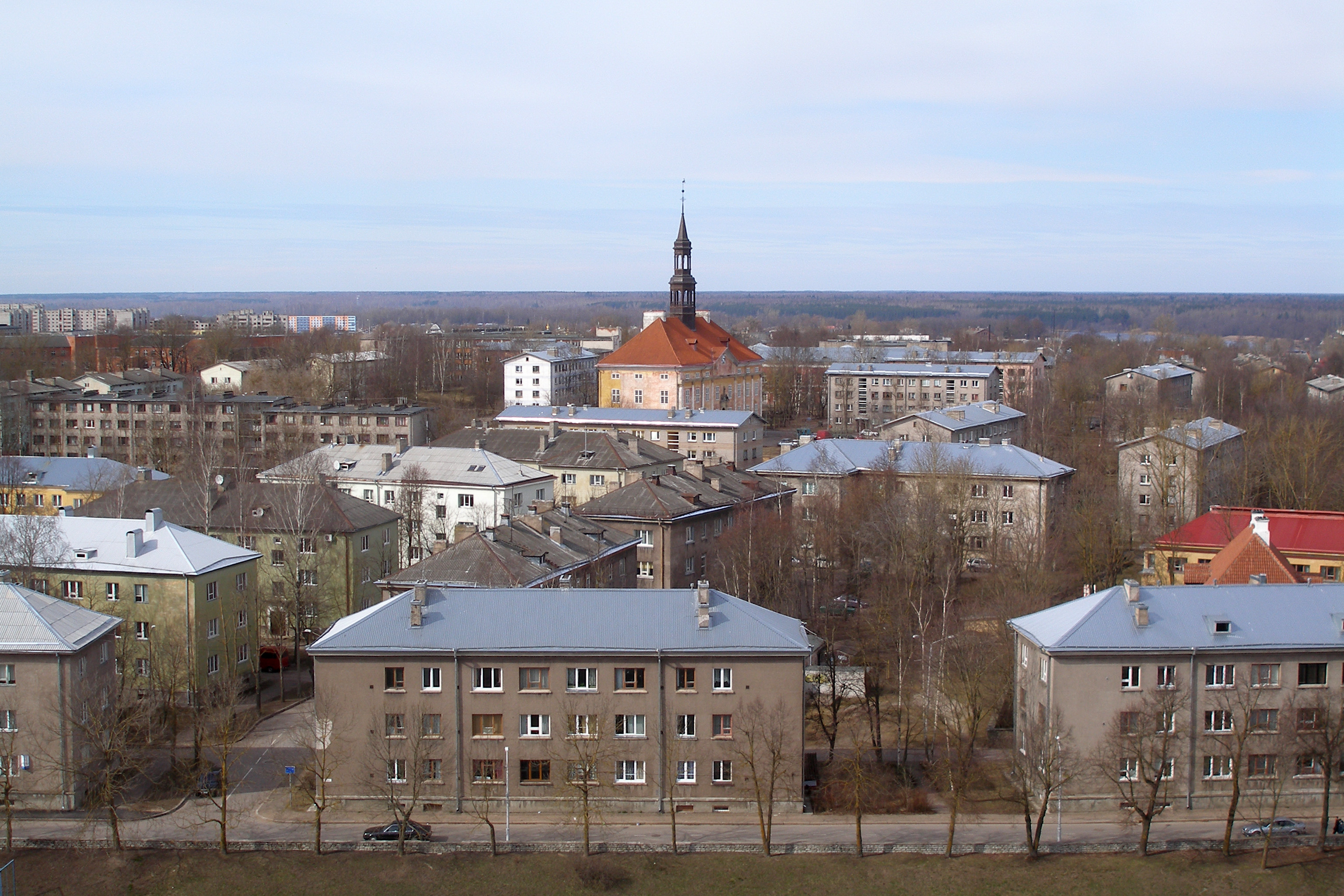
A Narva, l'ancien centre-ville baroque, détruit lors des bombardements de la Seconde Guerre mondiale, a été remplacé par des bâtiments soviétiques. Seul subsiste l'Hôtel de ville (au centre).

Sous l’occupation soviétique, l’architecture devient un outil idéologique, imposant d’abord dans les années 1950 le Style stalinien: monumental et ornementé, il se manifeste dans les bâtiments publics, avec colonnades, frontons et références classiques destinés à glorifier le régime,. À partir de la fin des années 1950, ce style est remplacé par un modernisme fonctionnel, centré sur la préfabrication, l’économie de moyens et la production en masse de logements. Le brutalisme s’impose dans les années 1960–1980, privilégie les structures en béton nu, les volumes rigides et l’absence d’ornement dans les grands ensembles périphériques.
Après le rétablissement de l’indépendance, de nouveaux quartiers voient le jour, caractérisés par une architecture épurée, de larges baies vitrées, parfois en bois, dans un style similaire aux pays nordiques. De nombreux anciens ensembles industriels des XIXe et XXe siècles sont rénovés et modernisés, tout en conservant certains éléments architecturaux d’origine,. Parallèlement, plusieurs bâtiments d’intérêt historique ont été réhabilités et placés sous protection officielle dans le cadre des politiques de préservation du patrimoine.

### Arts visuels et plastiques

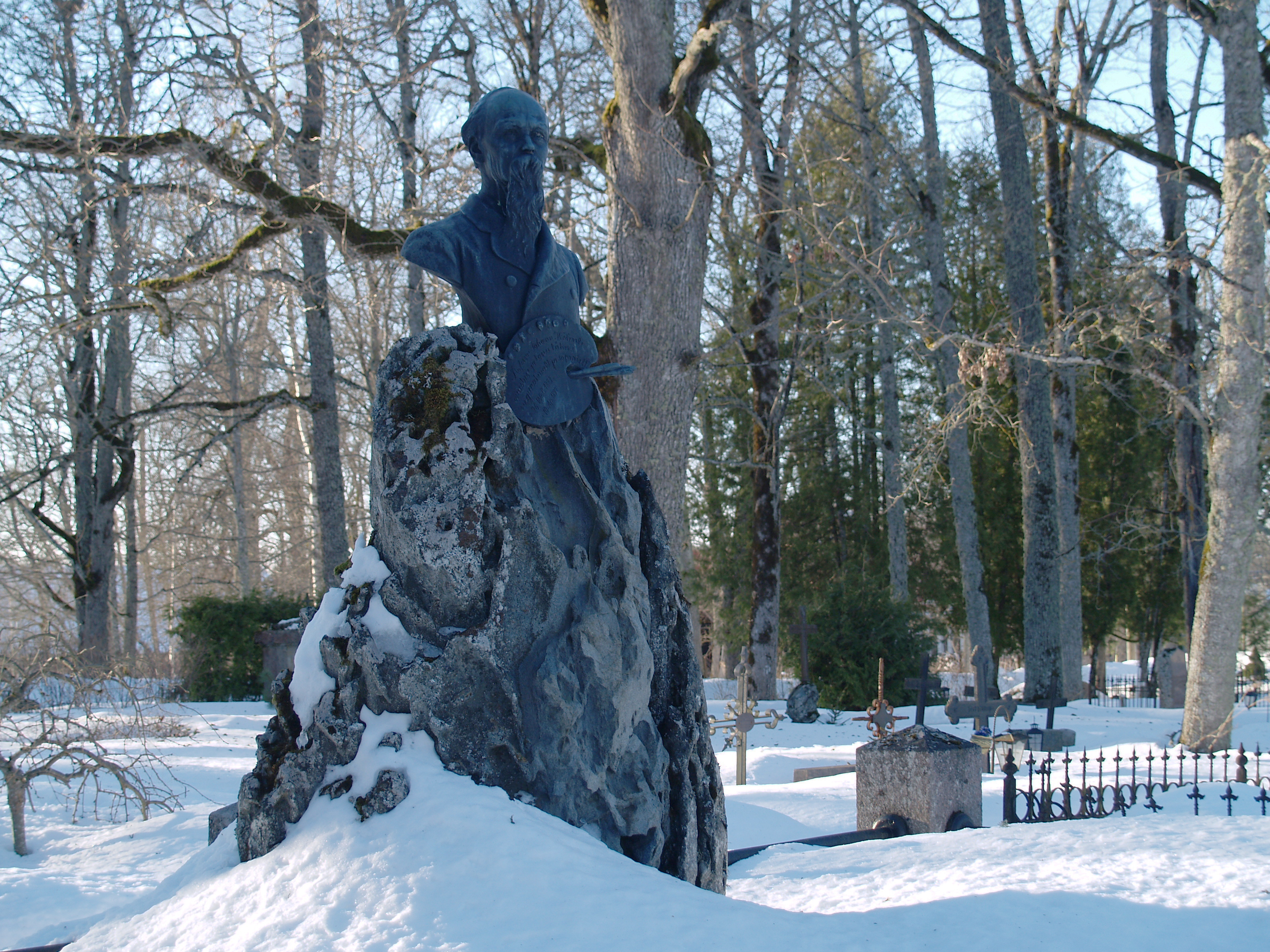
Monument en hommage à Johann Köler réalisé par Amandus Adamson, cimetière de Suure-Jaani à Põhja-Sakala.

Pratiquées par les allemands-baltes depuis la Renaissance (avec notamment Michel Sittow, Gustav Adolf Hippius ou encore Otto Friedrich von Möller), la peinture et la sculpture ne se développent massivement chez les estoniens indigènes qu'à partir du Réveil national, à la fin du XIXe siècle. Johann Köler est souvent considéré comme le premier peintre estonien professionnel. August Weizenberg est considéré comme le premier véritable scuplteur estonien tandis qu'Amandus Adamson a largement contribué à l’essor de la sculpture publique  en Estonie.

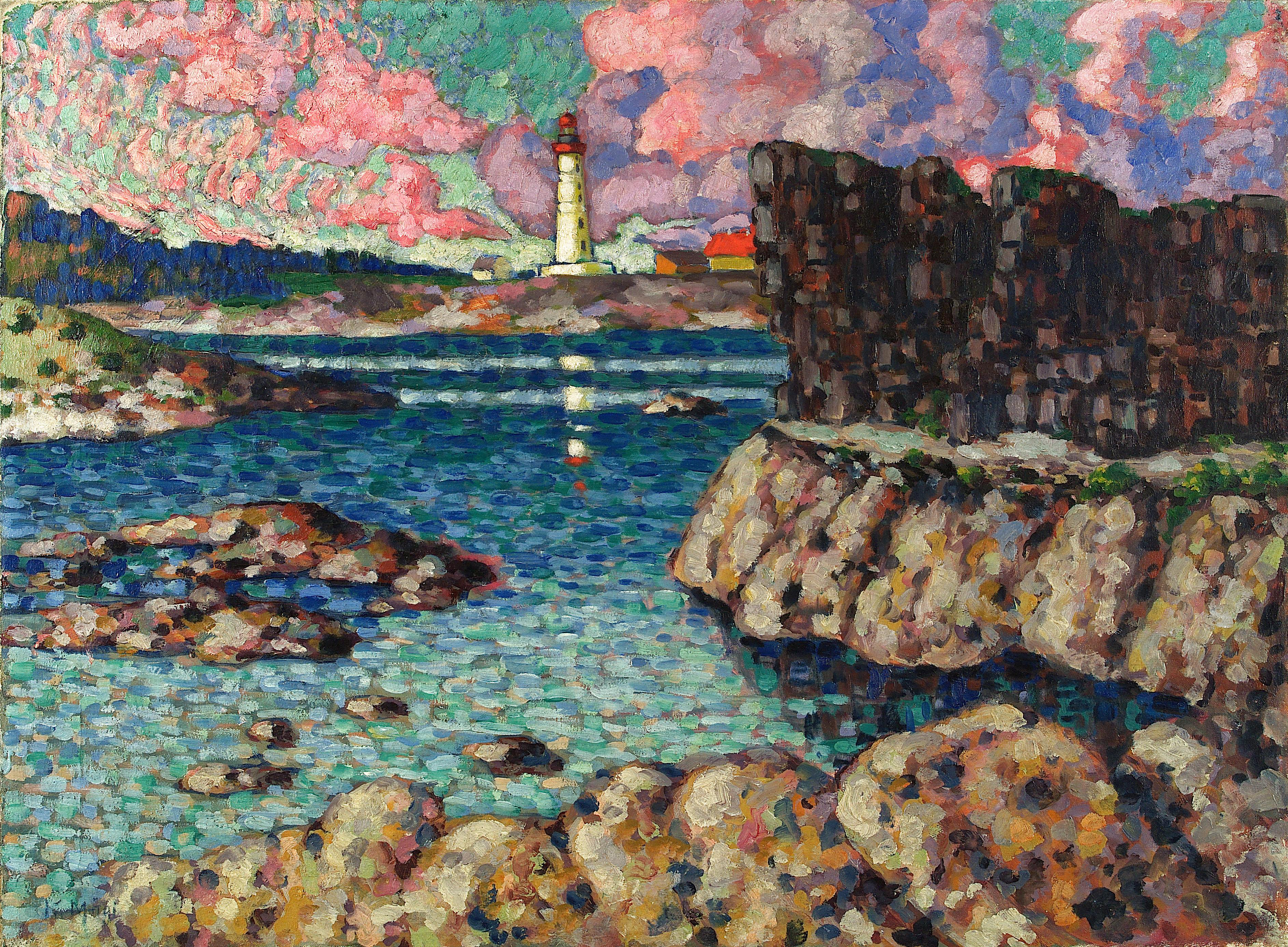
Paysage de Vilsandi par Konrad Mägi.

Au début du XXe siècle, le peintre Konrad Mägi se fait connaitre avec des paysages expressifs, influencés par le fauvisme et l'expressionnisme, incarnent une forme d'identité picturale estonienne. D’autres figures majeures de cette période incluent Nikolai Triik, Ants Laikmaa ou encore Oskar Kallis. La période d'indépendance qui succède voit les peintres Adamson-Eric et Eduard Wiiralt accéder à la notoriété, et l'ouverture de l'École d’Art Pallas de Tartu, première école d'enseignement supérieure artistique du pays. Le domaine de la sculpture se diversifie avec les travaux de Jaan Koort qui mêle expressionnisme et modernisme dans ses bustes et statues.
Les invasions lors de la seconde guerre mondiale entrainent la fuite de nombreux artistes comme Karin Luts, Linda Sõber ou Endel Kübarsepp, qui continuent leurs travaux depuis l'étranger. L’occupation soviétique impose ensuite le réalisme socialiste, centré sur des représentations idéalisées du travail et de la vie collective. Malgré la censure, certains artistes comme Olev Subbi ou Lembit Saarts explorent des formes plus subjectives ou décoratives, échappant partiellement au dogme officiel,.

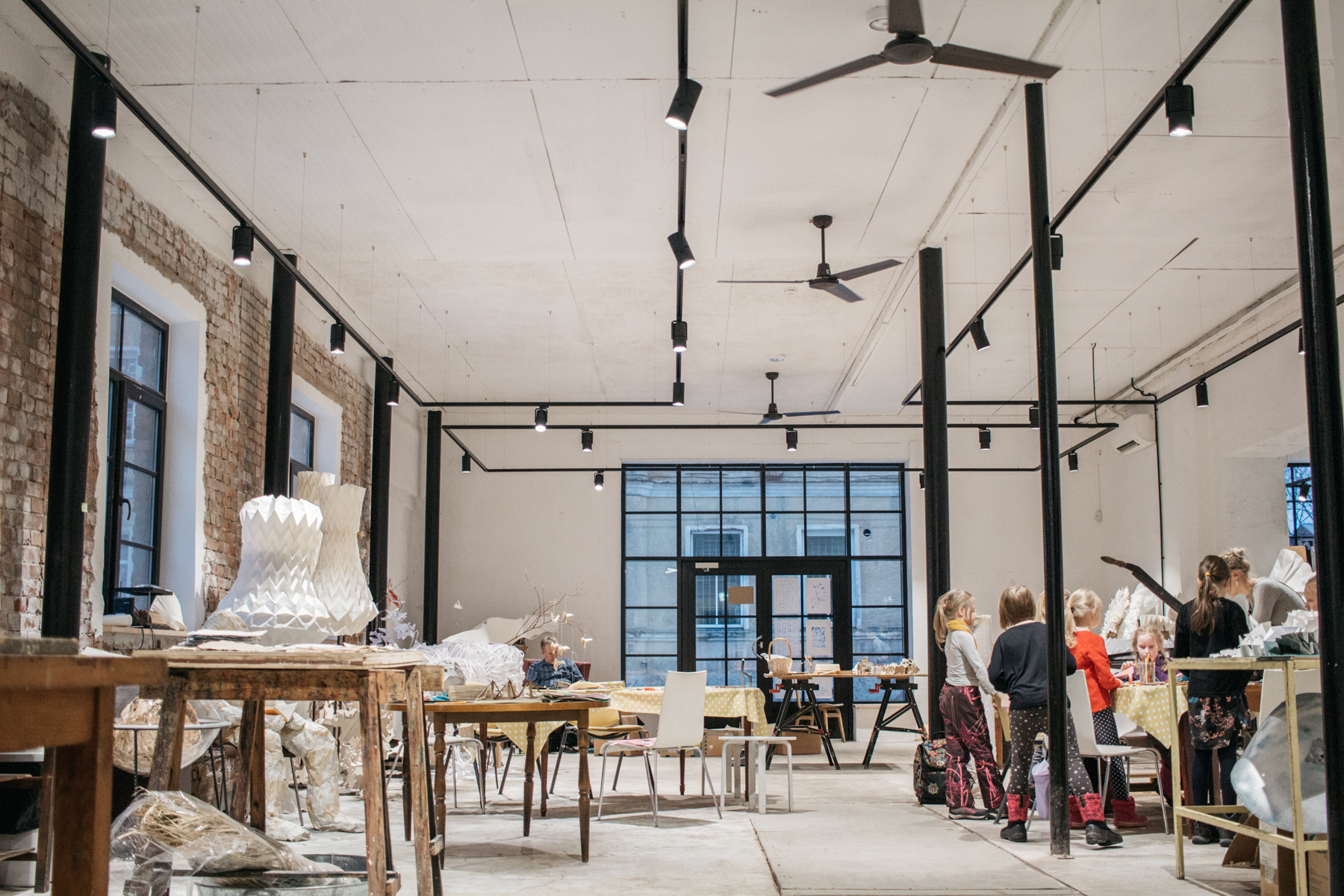
Le Centre TYPA pour l'imprimerie et les arts du papier à Tartu, seule institution des Pays baltes consacrée au paper craft.

À partir des années 1960, l’émergence d’une peinture plus personnelle, parfois abstraite ou conceptuelle, marque une transition vers une plus grande liberté formelle, visible notamment dans le travail de Mare Vint. En outre, des sculpteurs comme Villu Jaanisoo ou Jaak Soans expérimentent des formes plus contemporaines et populaires,. Après 1991, la scène picturale estonienne devient plus ouverte, laissant les artistes expérimenter de nouveaux médiums. Le retour des échanges internationaux permet d'exporter les créations estoniennes à l'étranger. Ainsi, le sculpteur Mati Karmin réalise de nombreux monuments emblématiques tandis que les travaux d'Anu Põder font l'objet d'une reconnaissance internationale à la Biennale de Venise en 2022,. En parallèle, l'Estonie importe de nouvelles formes d'arts visuels sur son territoire, comme le Paper craft ou le Street art, apparu dans les années 2000 et popularisé par le Festival Stencibility de Tartu.

### Littérature et poésie

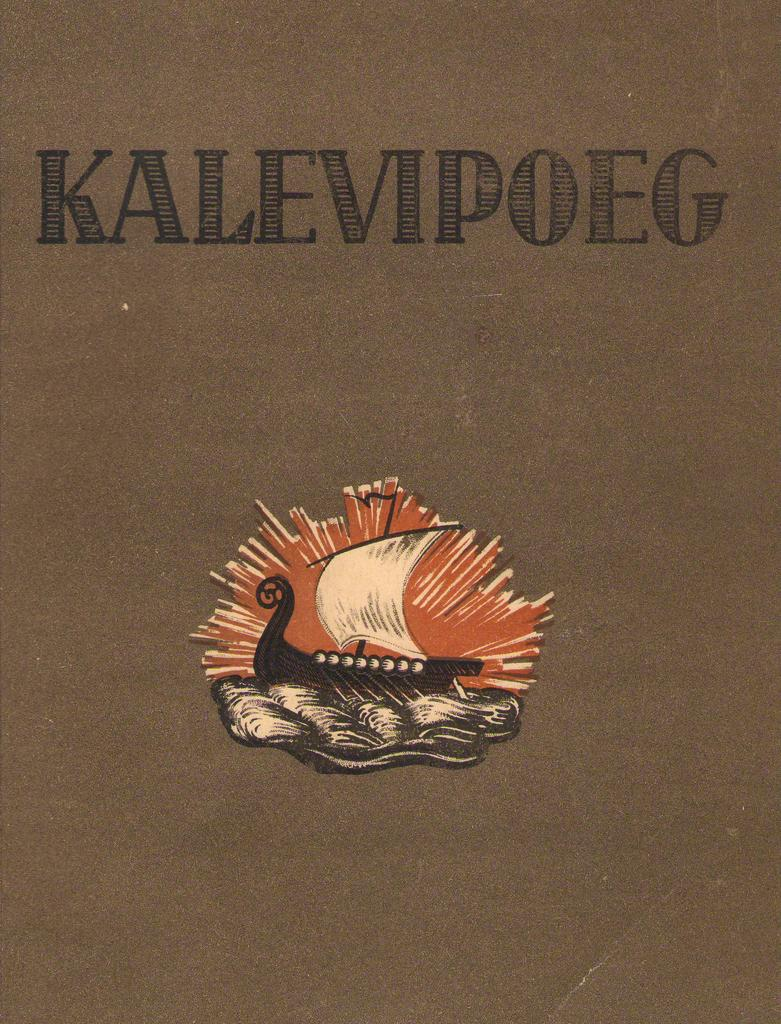
Edition 1935 de Kalevipoeg, épopée nationale estonienne, écrite par Friedrich Reinhold Kreutzwald.

La littérature estonienne, dont les racines remontent aux traditions orales des peuples fenniques, s'est développée d'abord avec l'influence germanique à partir du XIIIe siècle, qui apporte la culture écrite. Les premiers textes en estonien sont alors des traductions religieuses, avec notamment la première Bible complète en estonien en 1739. Au XVIIIe siècle, le mouvement des Lumières favorise l'intérêt pour l’étude du folklore estonien, qui continue au siècle suivant sous l’impulsion du prêtre Jakob Hurt, qui collecte des récits populaires, des chants et proverbes.
À partir du XIXe siècle, l'Estonie se dote ainsi d'une littérature propre, d'abord issue du mélange entre les récits folkloriques locaux et extérieurs, notamment allemands et nordiques. Les œuvres de Kristjan Jaak Peterson, créateur de la poésie estonienne moderne, et de Friedrich Reinhold Kreutzwald, auteur de l'épopée Kalevipoeg, forment les fondations de la culture nationale estonienne en voie d'émancipation,,. Lydia Koidula incarne la poésie patriotique du XIXe siècle et joue un rôle central dans l’éveil national,,.

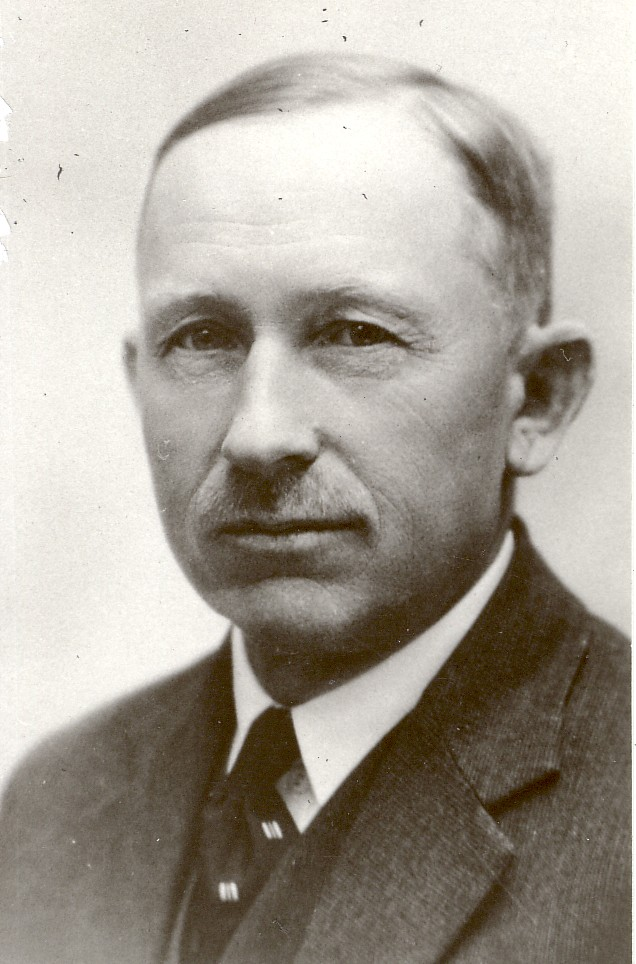
Anton Hansen Tammsaare

À la fin du XIXe siècle, Juhan Liiv et Eduard Vilde modifient en profondeur la poésie estonienne,. Au début du XXe siècle, les mouvements Noor-Eesti ("Jeune Estonie") et Siuru proposent deux styles distincts et comptent des auteurs tels que Johannes Aavik ou Oskar Luts d'un coté, et Marie Under ou Friedebert Tuglas de l'autre,. Durant la période d'indépendance de l'entre-deux-guerres, la littérature estonienne se professionnalise, avec des institutions telles que l’Union des écrivains estoniens (1922) et la revue littéraire Looming (1923), tandis qu’Anton Hansen Tammsaare connait le succès avec son cycle réaliste Tõde ja Õigus (Vérité et Justice),,.

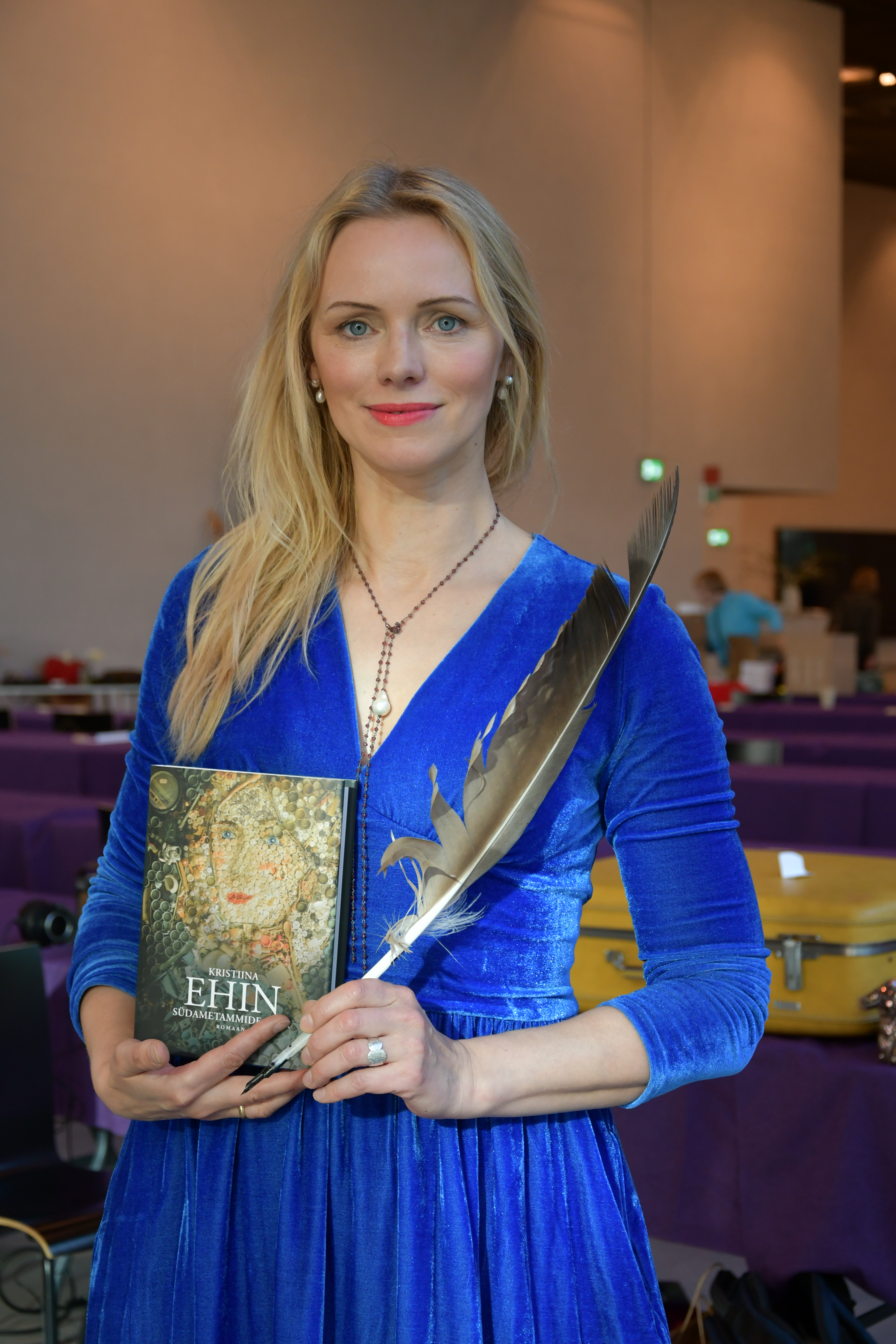
La poètesse Kristiina Ehin et son livre Südametammide taga.

Après la Seconde Guerre mondiale, la littérature estonienne est scindée entre d'un coté les auteurs ayant fui l'occupation soviétique qui participent à la promotion de la culture estonienne à l'étranger, et ceux restés sur le territoire, soumis à la censure et aux pressions du régime comme Jaan Kross ou Jaan Kaplinski,.
Avec le retour de l’indépendance en 1991, une nouvelle génération d’écrivains, tels que Tõnu Õnnepalu ou Sofi Oksanen, explore des questions d’identité, d’histoire et de mémoire. Au XXIe siècle, des auteurs comme Andrus Kivirähk, Rein Raud et Indrek Hargla renouvellent les genres du fantastique, de la satire et du roman historique, tandis que la poésie contemporaine, portée par Jürgen Rooste, Kristiina Ehin, Ivar Sild et Wimberg, témoigne de la diversité de la scène littéraire estonienne.
L'Estonie comme la Finlande se distinguent par un fort attrait de la population envers la littérature, fortement lié à l'attachement porté à l'éducation et à l'accès au savoirs et à la culture,. L'industrie littéraire estonienne continue d'être soutenue par des fonds gouvernementaux, et ses auteurs ont fréquemment recours à l'auto-édition,.

### Théâtre et arts de la scène

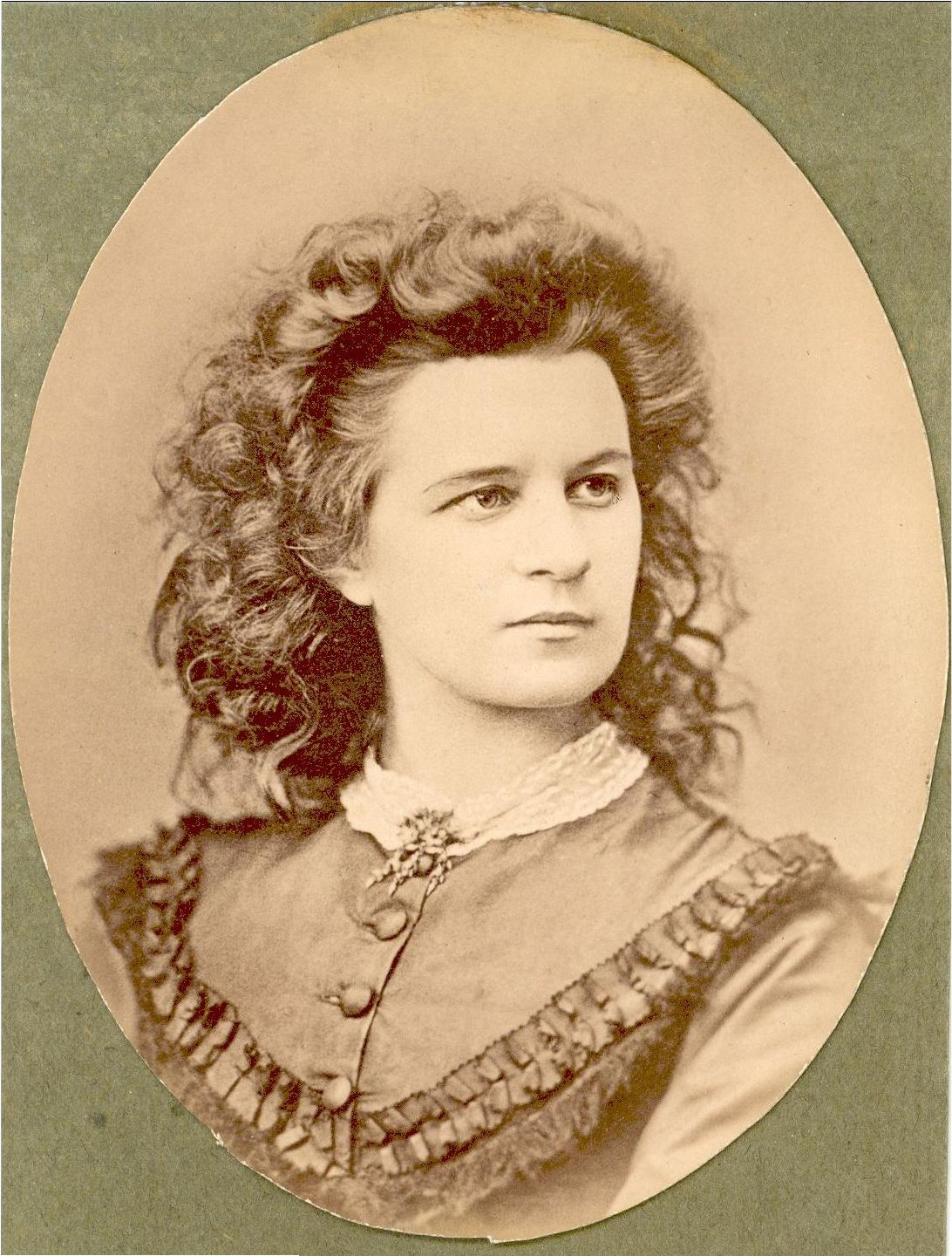
Lydia Koidula

L'Estonie accueille à partir du XVIIe siècle des troupes itinérantes venues d'Allemagne qui proposent des pièces de théâtres et des spectacles de Marionnettes, principalement à destination du public allemand-balte. En outre, la première pièce de théâtre de Suède du XVIIIe siècle est jouée en 1701 en présence du roi sur le territoire estonien, alors colonie suédoise. En 1784, la première troupe locale, le Liebhabertheater Reval, est fondée à Tallinn par August von Kotzebue,.
La société Vanemuine de Tartu, œuvrant au développement de la culture estonienne depuis 1865, propose en 1870 la première pièce en langue estonienne: Saaremaa Onupoeg ("Le cousin de Saaremaa"), adaptation par Lydia Koidula d'une pièce allemande de Theodor Körner. Au fil des années, les créations originales indigènes se mèlent aux adaptations estoniennes de pièces européennes emblématiques comme les œuvres de William Shakespeare.

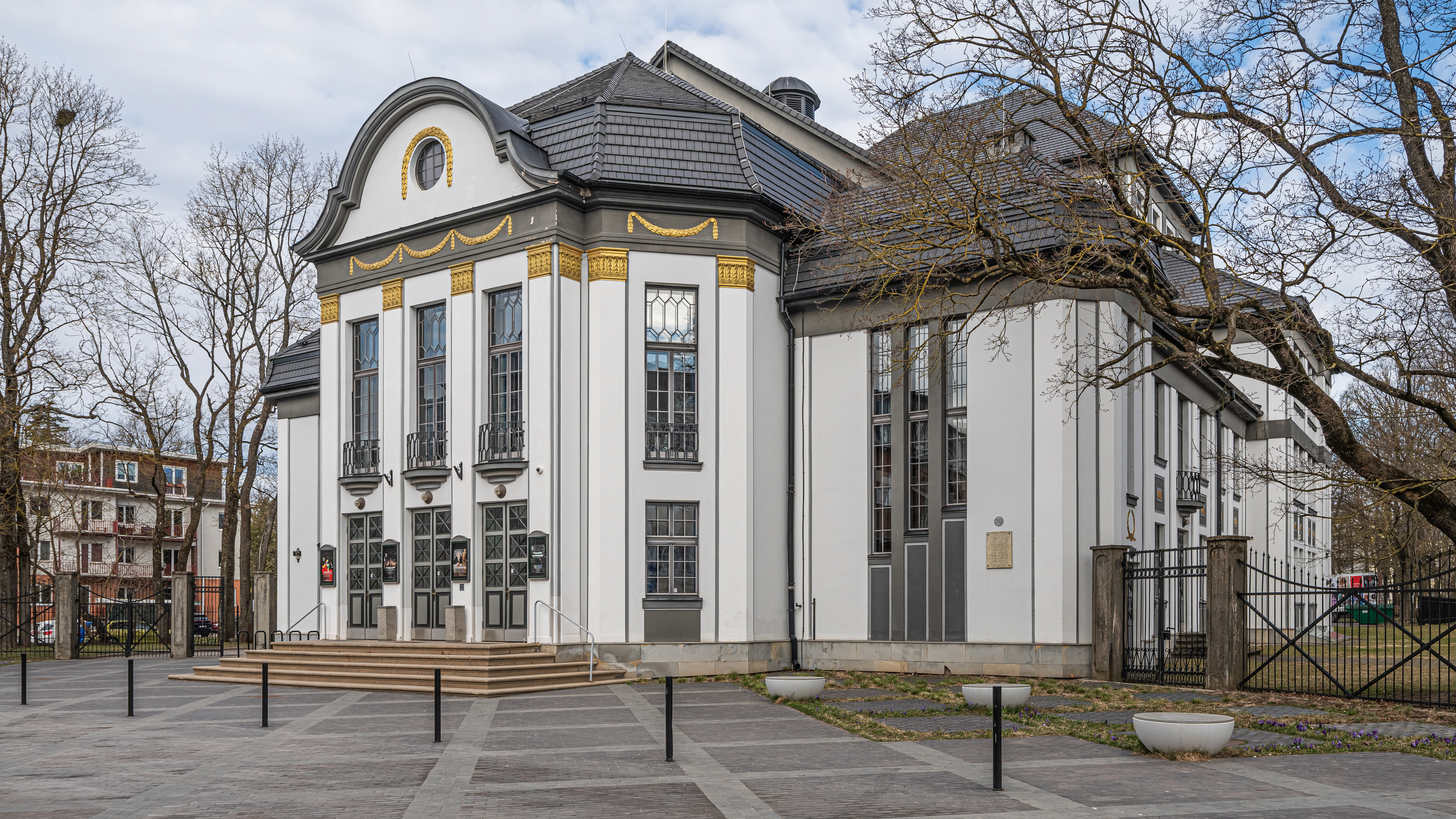
Ancient théâtre de la Société des artisans allemands de Tartu, construit en 1904. Aujourd'hui Annexe du Théâtre de Vanemuine.

Le Théâtre Vanemuine nouvellement construit à Tartu devient l'épicentre de la production théatrale estonienne à partir de 1906. Après 1918 et l'indépendance de l'Estonie, les arts, libérés de la censure impériale russe, se développent avec le soutien de l’État: les troupes de théâtres se professionnalisent sous l'impulsion de figures comme Ants Lauter ou Priit Põldroos, les conditions techniques s'améliorent, et le théâtre devient plus accessible. Le Théâtre dramatique d'Estonie remplace le théâtre allemand de Tallinn en 1924. Influencées par le modernisme dès le début du siècle, les scènes estoniennes explorent le symbolisme et l’expressionnisme dans les années 1920, avant un retour au réalisme dans les années 1930. En parallèle, les premières troupes estoniennes de marionnettes se structurent à la même période.
Sous l’occupation soviétique, la scène estonienne perd sa liberté de création et est contrainte par l'idéologie du régime et la censure. La période stalinienne voit l'importation de pièces soviétiques jugées inintéressantes et désertées par le public. Après 1953, le théâtre estonien amorce une lente renaissance, renouant avec le réalisme poétique et introduisant des influences comme Bertolt Brecht sous l’impulsion de figures comme Voldemar Panso et Kaarel Ird. Dans les années 1960, une nouvelle génération expérimente des formes non réalistes, comme le théâtre de l’absurde, porté par des auteurs tels qu’Artur Alliksaar, Ain Kaalep et Paul-Eerik Rummo. En 1969, les metteurs en scène Jaan Tooming et Evald Hermaküla introduisent style radical, symbolique et physique, qui finit par s’imposer entre 1976 et 1983. Les années 1980 voient un retour du réalisme enrichi, illustré par les œuvres de Enn Vetemaa, Vaino Vahing, Jaan Kruusvall, Rein Saluri et Mikk Mikiver.

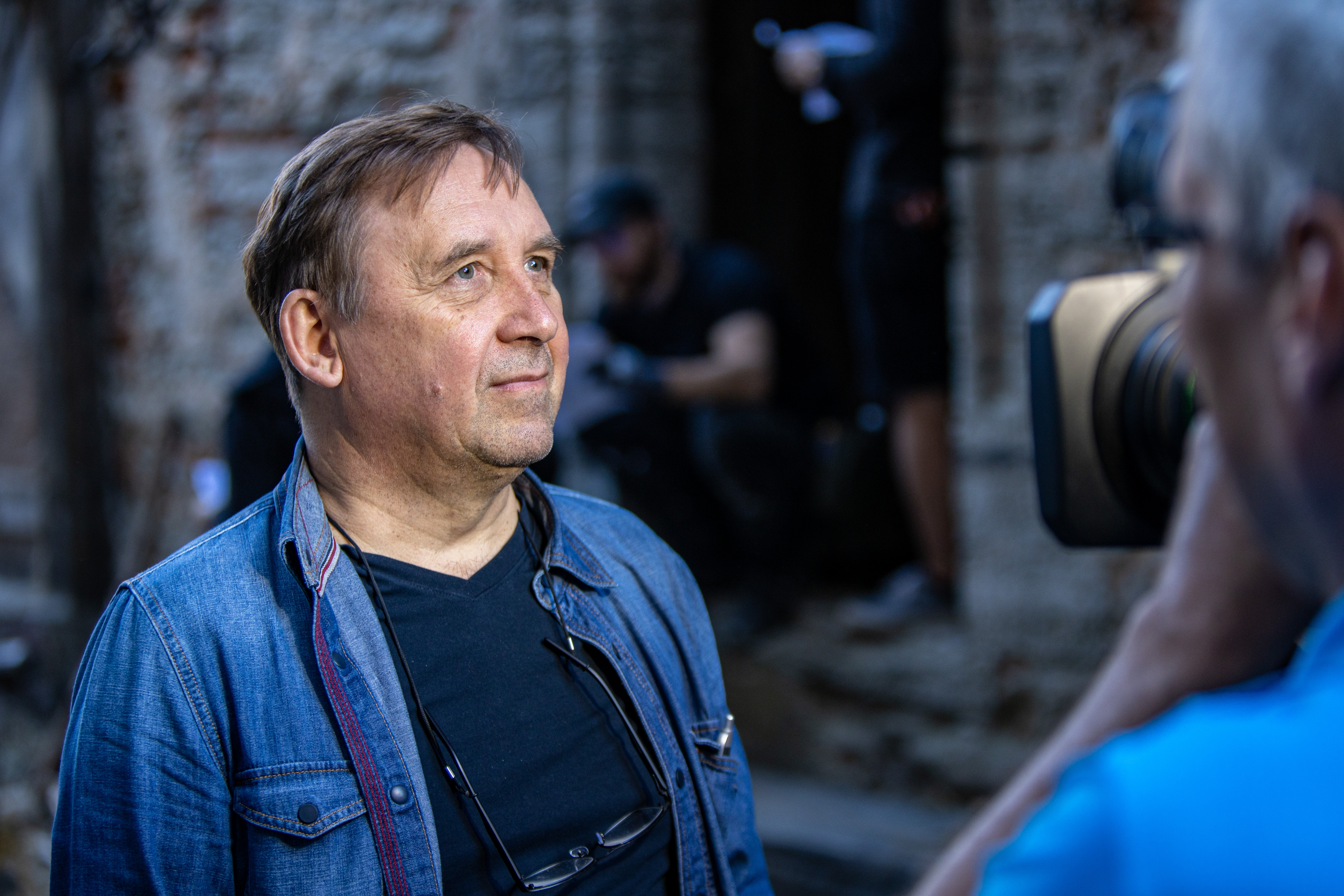
Elmo Nüganen, Comédien, metteur en scène, directeur artistique du Théâtre municipal de Tallinn.

Après le rétablissement de l’indépendance en 1991, le théâtre en Estonie connaît une période de renouvellement et de diversification. La période qui suit voit le développement de nombreux théâtres à Tallinn et l'implication de figures comme Elmo Nüganen. Le théâtre visuel, les performances expérimentales et les créations collectives prennent une place importante dans la scène artistique. Des festivals comme Baltoscandal, organisé à Rakvere, participent à l’ouverture du théâtre estonien à l’international. En outre, la fondation de la troupe Comedy Estonia en 2010 démocratise les spectacles d'humour en Estonie et l'humoriste Ari-Matti Mustonen connait une notoriété naissante à l'étranger.
Le théâtre occupe une place significative dans la vie culturelle estonienne, avec une fréquentation élevée. Il est représenté dans toutes les régions du pays, avec des institutions majeures à Tallinn et Tartu, mais aussi, entre autres, les théâtres Ugala à Viljandi, Endla à Pärnu et le théâtre de Rakvere.

### Danse

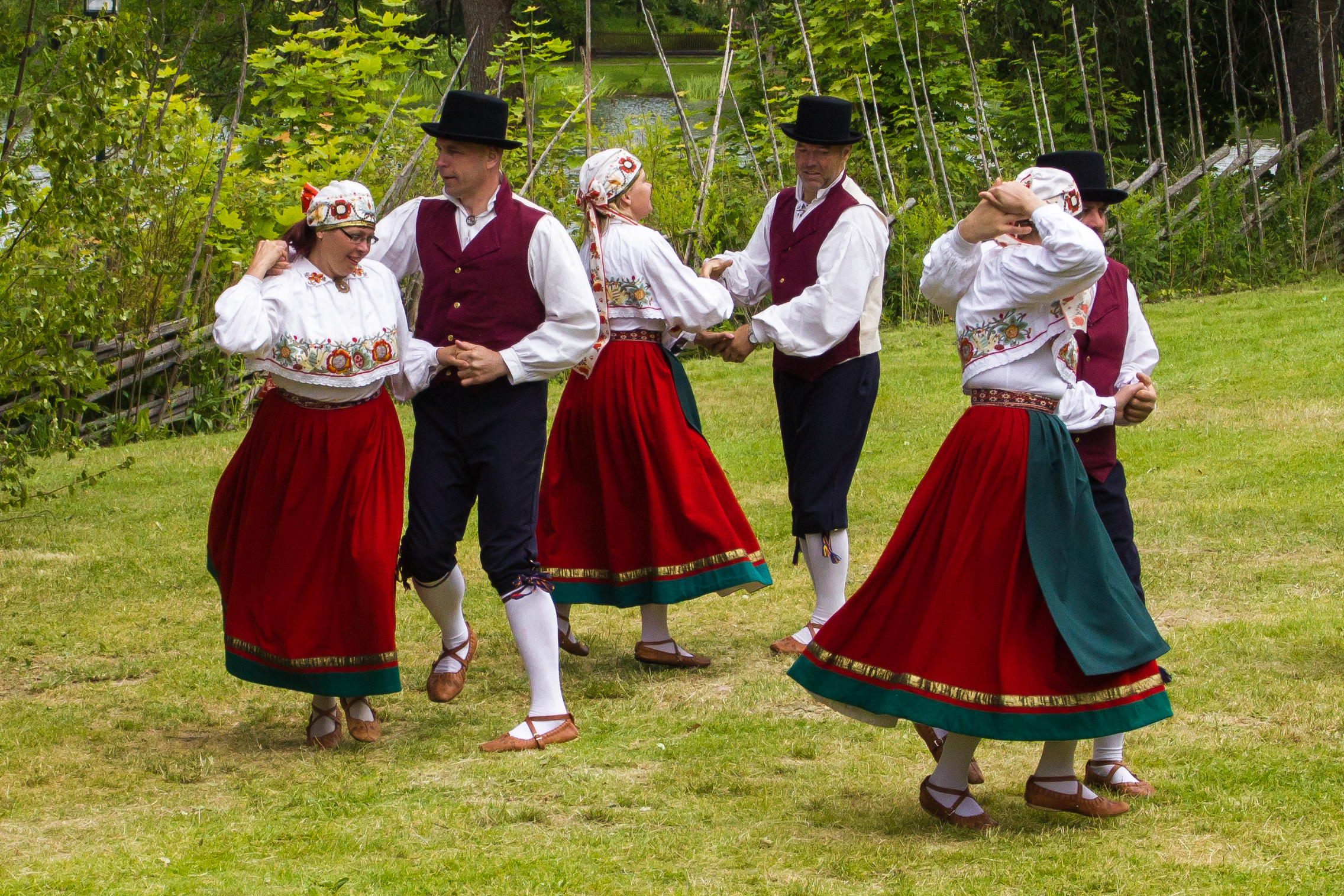
Démonstration de Danse folklorique à Viljandi.

L’intérêt pour la danse a longtemps été marginal en comparaison de la musique, en raison de conditions de vie difficiles et d’un climat peu favorable aux festivités,. Ainsi, peu de danses ont été conservées ou reconnues comme authentiquement nationales,. Kaera-Jaan, une danse comique datant de la fin du XIXe siècle, est longtemps restée la seule identifiée comme typiquement estonienne,. Le réveil national voit néanmoins les premères initiatives de collecte et de formalisation des danses folkloriques,. Sous l’impulsion de personnalités comme Oskar Kallas, les recherches révèlent ainsi que les danses estoniennes partagent de nombreuses similarités avec celles d’autres peuples européens,.

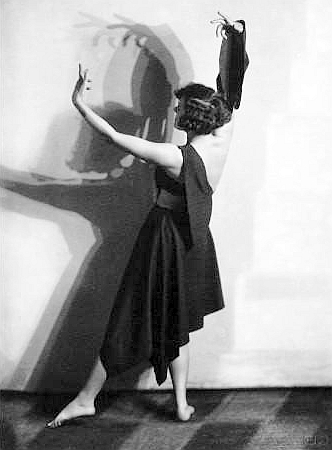
Gerd Neggo danse L'Arabesque en 1928 au Théâtre Vanemuine.

Au début du XXe siècle, des artistes étrangers apportent des danses artistiques en Estonie, se servant des infrastructures nouvellement créées comme l'Estonia, le Vanemuine ou le Théâtre dramatique d'Estonie. Elmerice Parts créé un studio de Danse libre, Eugenie Litvinova une école de Ballet classique et Gerd Neggo un studio de Danse moderne inspiré par Rudolf Laban. La chorégraphe Mai Murdmaa devient en 1938 une figure fondatrice du Ballet estonien,.

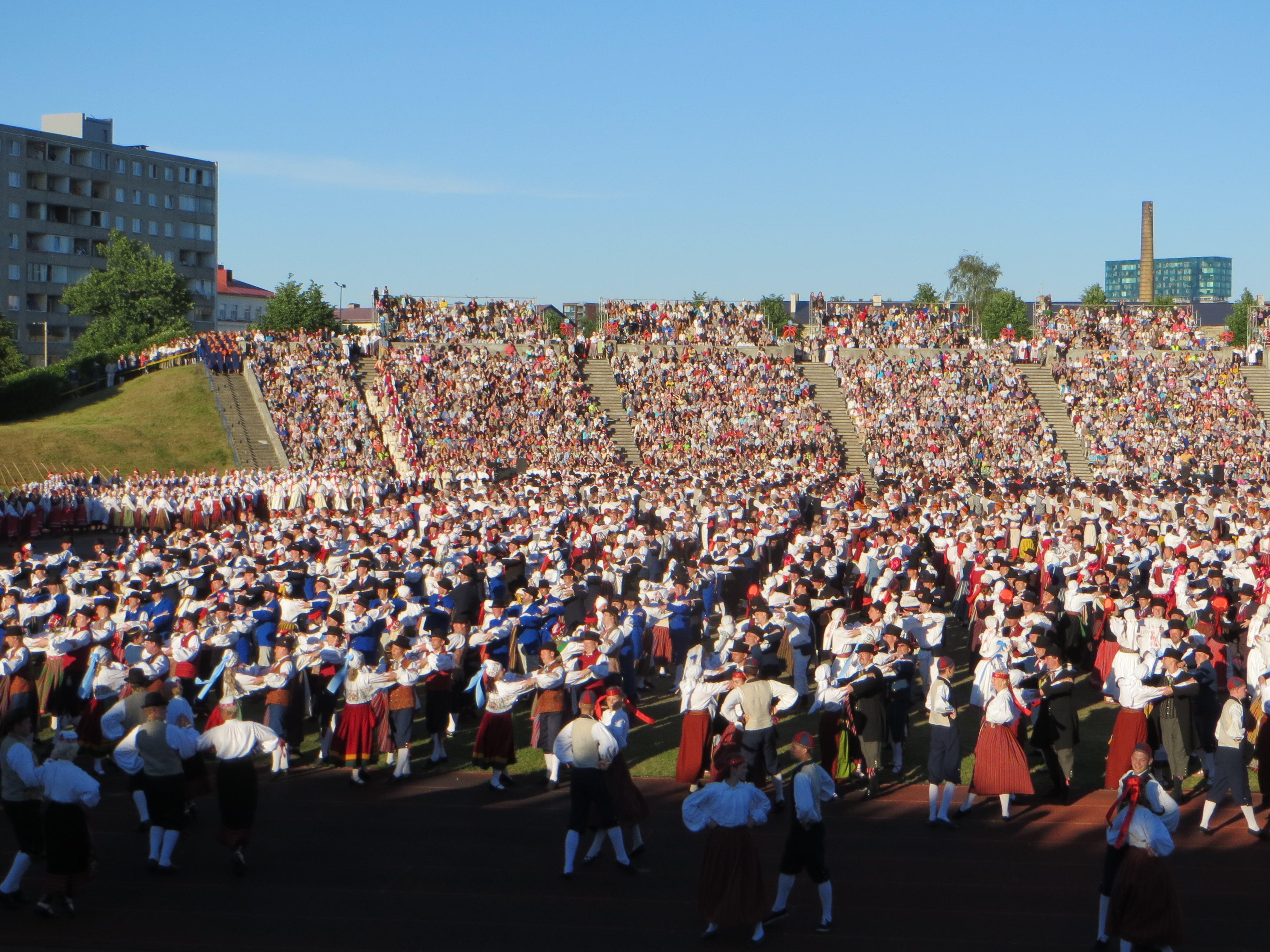
Festival national de Danse en 2014.

En parallèle, les travaux de valorisation d'Anna Raudkats publiés en 1926 permettent l'élaboration d’une identité chorégraphique nationale,. Les danses folkloriques connaissent alors un regain d'intérêt, notamment via la création du premier Festival national de danse en 1934, mais elles ne se répandent pas dans la population, car encore seulement considérées comme des performances athlétiques,,. Sous l'occupation soviétique, la danse folklorique fait l'objet d'une moindre censure contrairement aux autres formes d'arts,,. La pratique continue de se développer sous la direction de Mait Agu, qui à partir de 1976, enseigne et modernise les danses à l'aide de chorégraphies scéniques mêlant folklore, danse de caractère et ballet,.

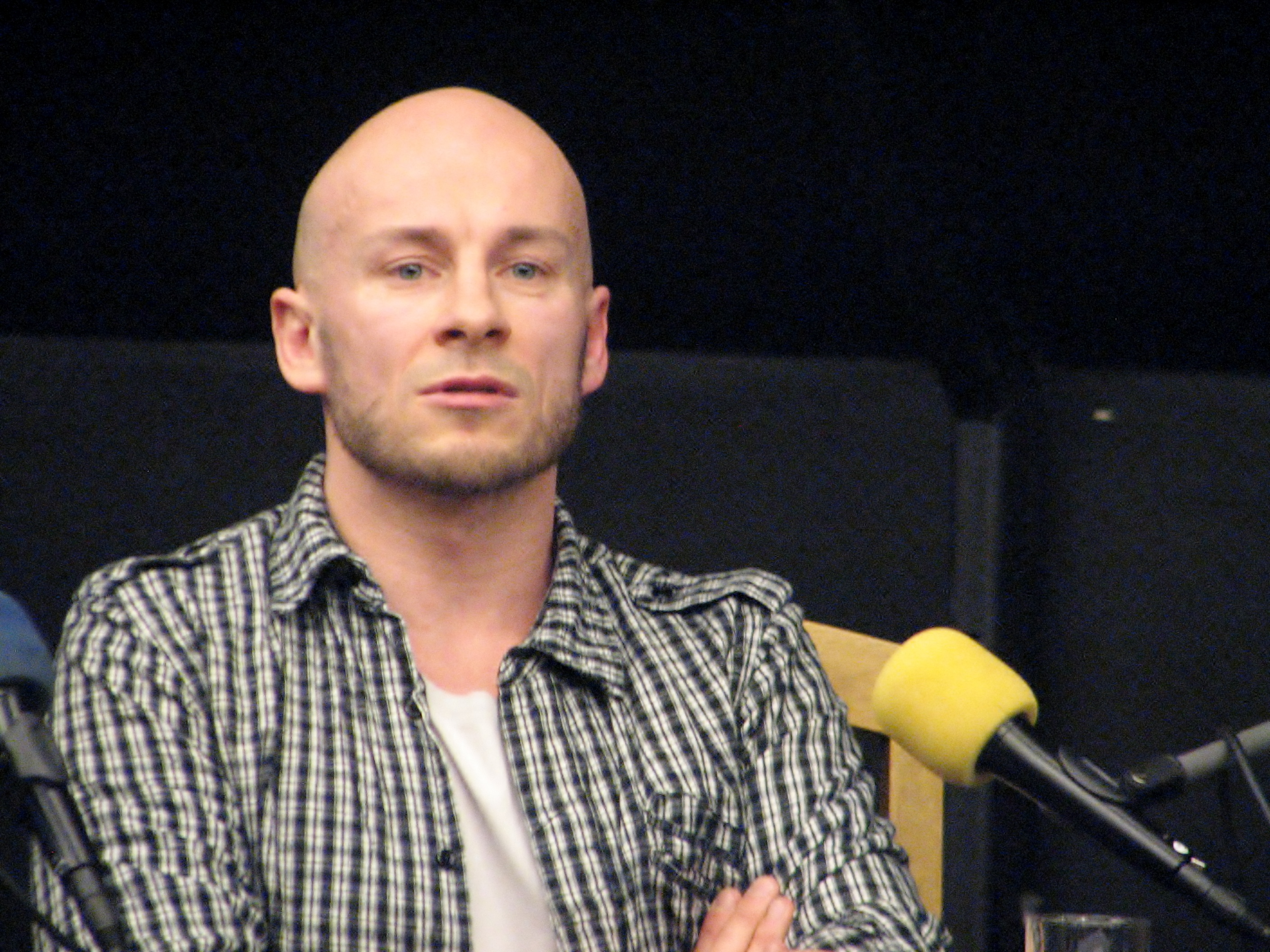
Le chorégraphe Mart Kangro.

La danse connait un véritable essor après l’indépendance en 1991 avec l'apparition de clubs de danses indépendants, couvrant tous types de styles et permettant une pratique populaire. La dimension de performance subsiste, avec de nombreux concours de danse, comme le Kuldne Karikas dédié à la jeunesse. En outre, une nouvelle génération d’artistes émerge dans le domaine de la danse académique, explorant le corps, le mouvement et l’espace de manière expérimentale. La danse contemporaine et interdisciplinaire est notamment représentée par Renate Keerd ou Mart Kangro, et des évènements comme le NU Performance Festival de Tallinn,,.
Les professionnels de la Danse en Estonie sont représentés par l'Union des danseurs ainsi que le conseil estonien de la danse, qui regroupe plusieurs institutions d'enseignements.

### Musique

#### Musique traditionnelle indigène
Les chants runiques (estonien regilaul), poésies orales communes aux peuples fenniques, sont les plus anciennes formes de chants estoniens, utilisés depuis la préhistoire,. Massivement collectés et répertoriés à partir du XIXe siècle, ils inspirent ensuite la création d'épopées comme le Kalevipoeg (qui descend du Kalevala finnois) qui participent à l'éveil de la conscience nationale estonienne,.Les chants runiques subsistent encore dans une forme polyphonique dans certaines régions d'Estonie, comme à Kihnu et dans le Setomaa (avec le Leelo), ou ils sont classées au patrimoine immatériel de l'UNESCO,.

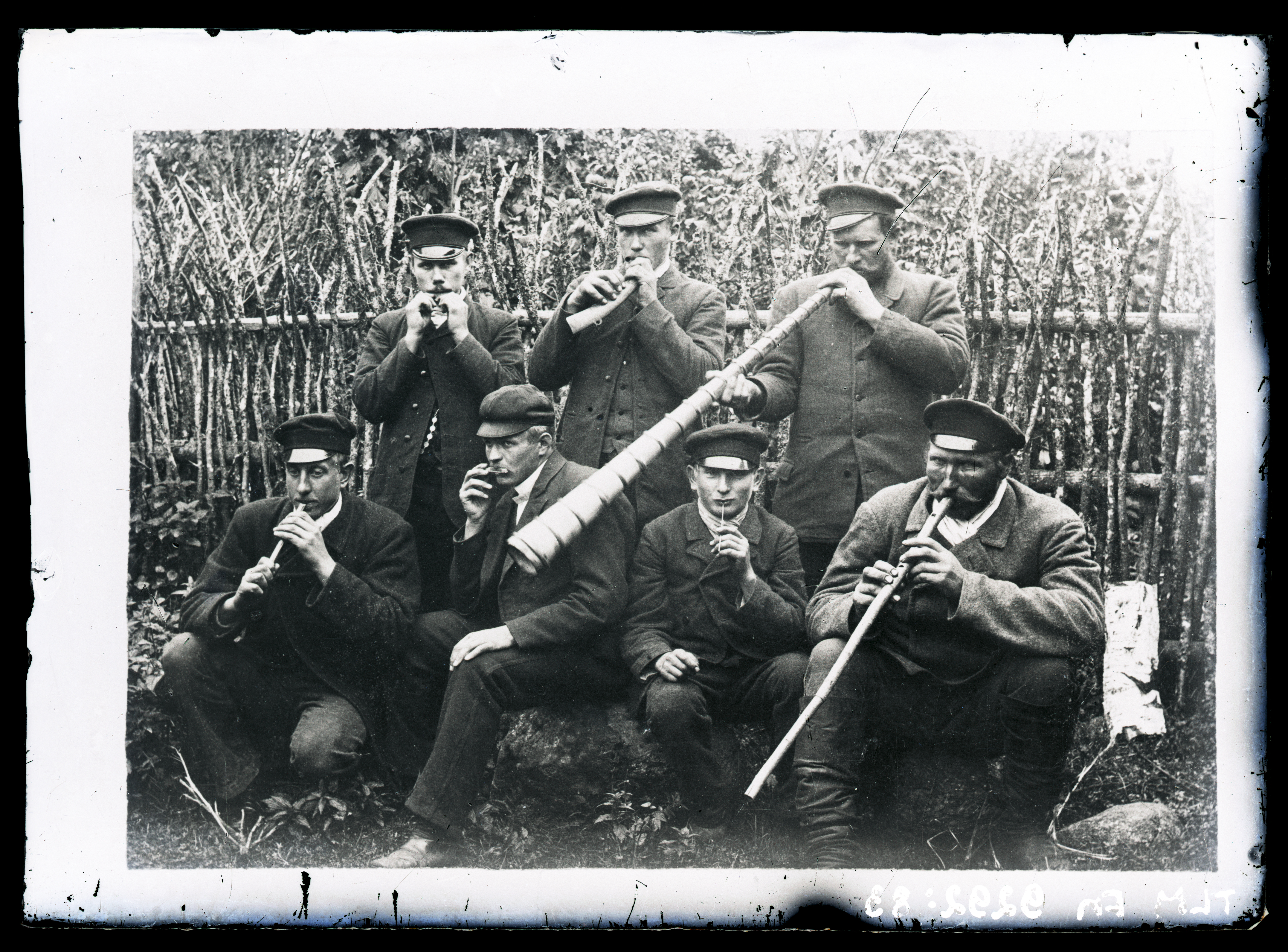
Orchestre jouant des instruments traditionnels en 1887.

Les musiques traditionnelles qui accompagnent, puis remplacent les chants runiques à partir du XVIIIe siècle deviennent des musiques fokloriques rythmiques, jouées à l'aide d'instruments issus de la culture paysanne telles que le Karjapasun, le Vilepill ou encore le Kannel. Un temps menacées et réprimées pendant l'occupation soviétique, les musiques traditionnelles connaissent un regain d'intérêt dans les années 1990, avec notamment la création d'un festival consacré à Viljandi, qui devient l'épicentre de la musique Folk. Les musiques traditionnelles contemporaines se mélangent avec d'autres styles, et parviennent à se populariser, voire à s'exporter dans les nombreux évènements de musique folk à travers l'Europe.

Artistes de musique folklorique estonienne
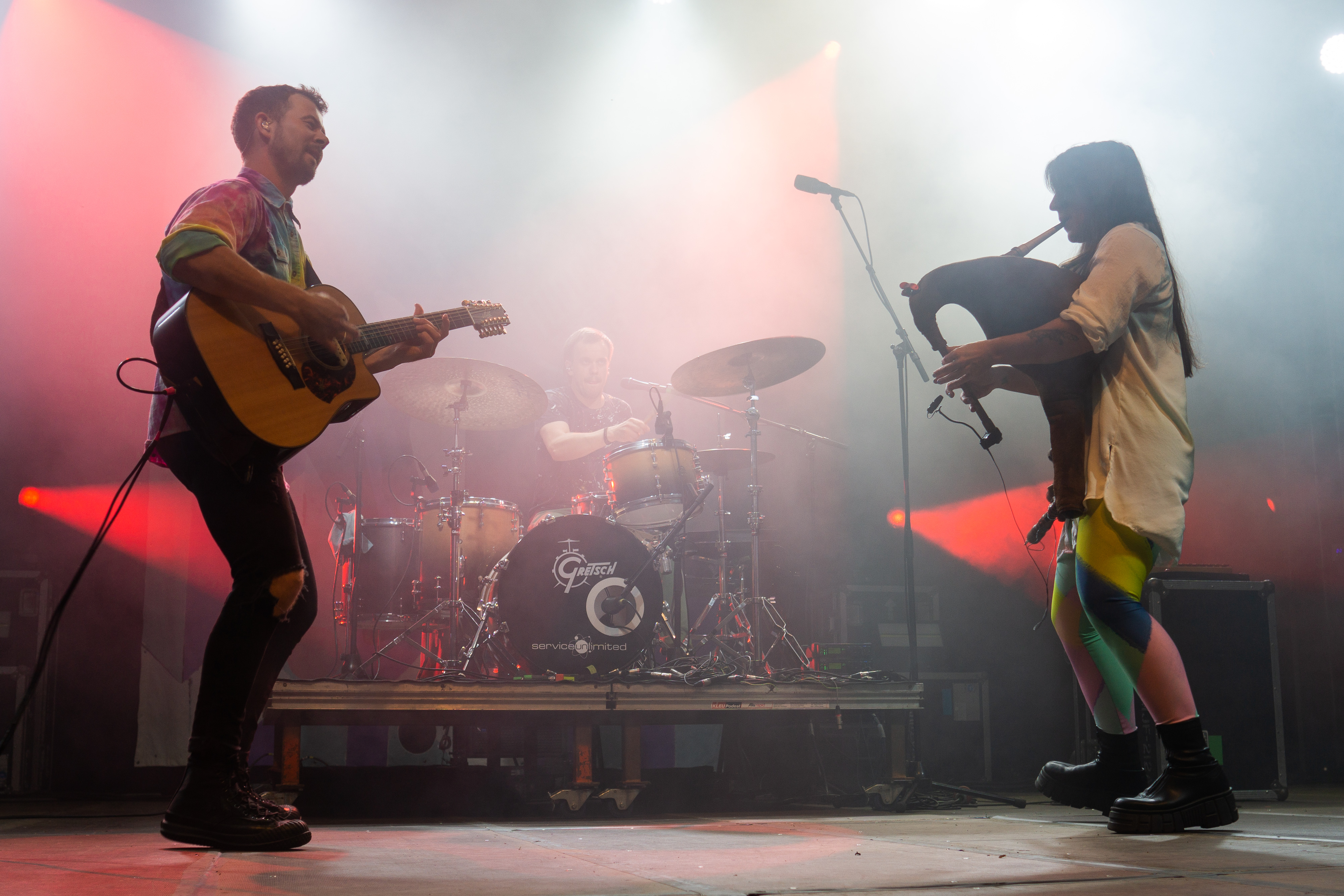
Trad'Attack
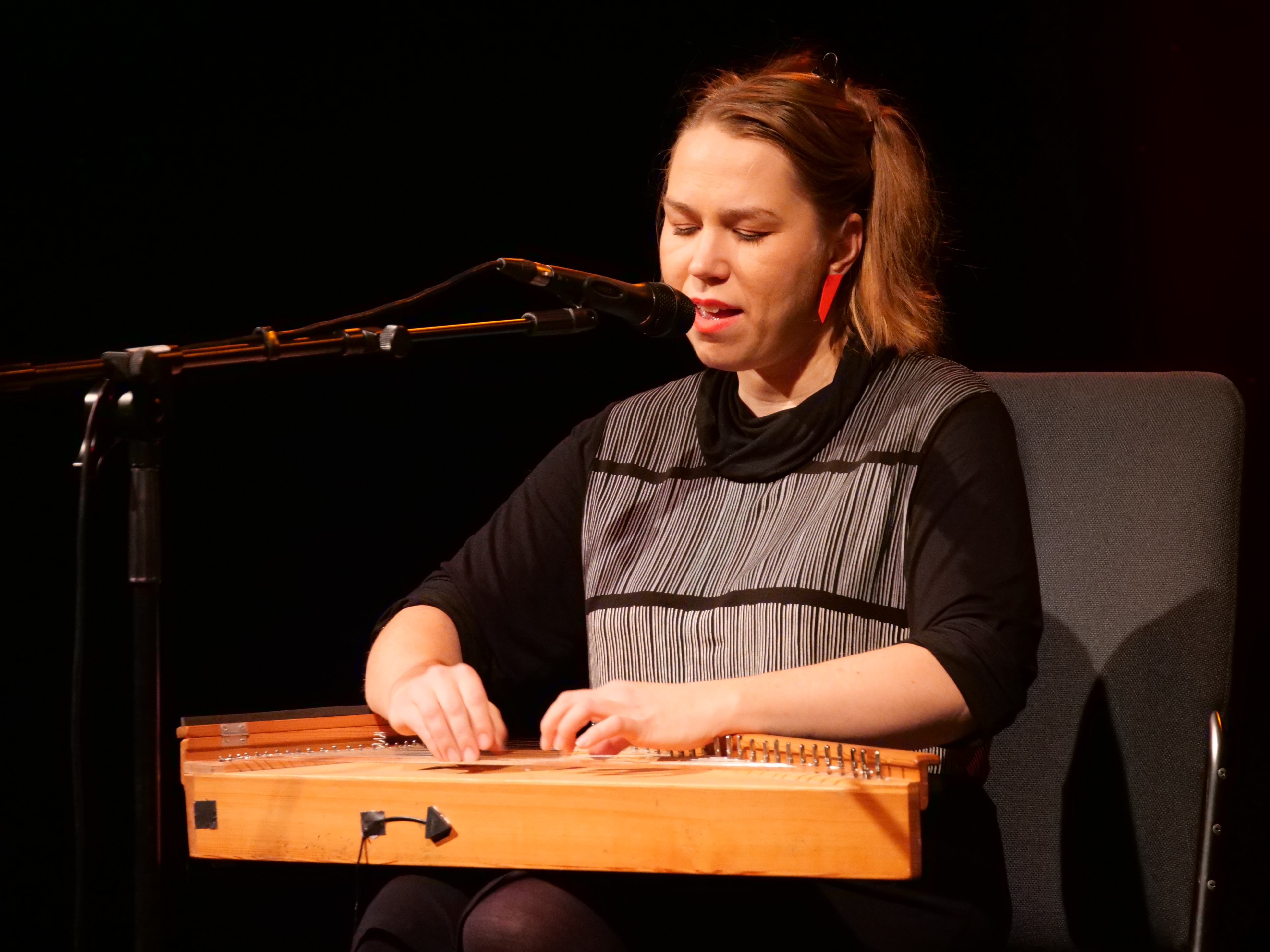
Mari Kalkun
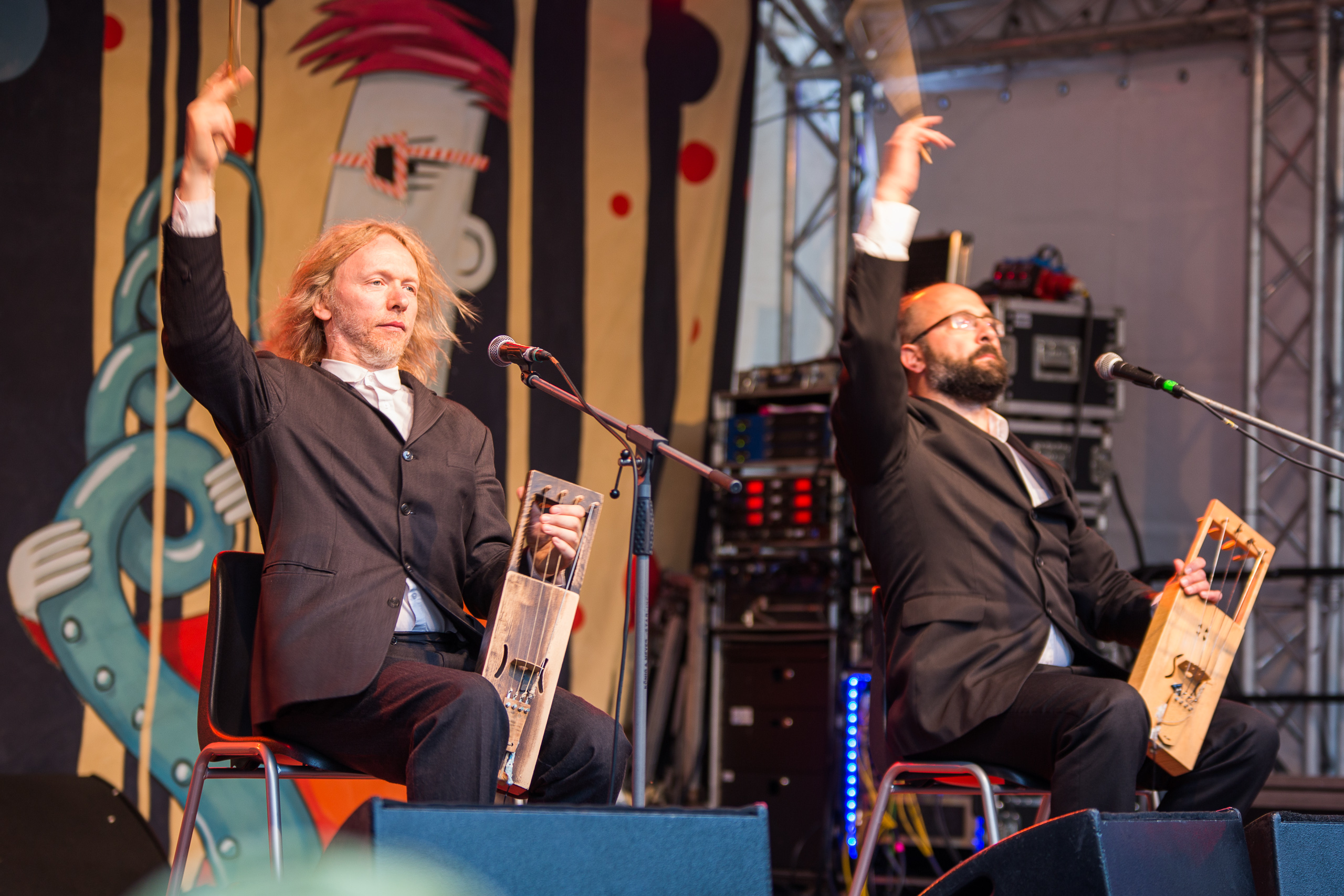
Puuluup
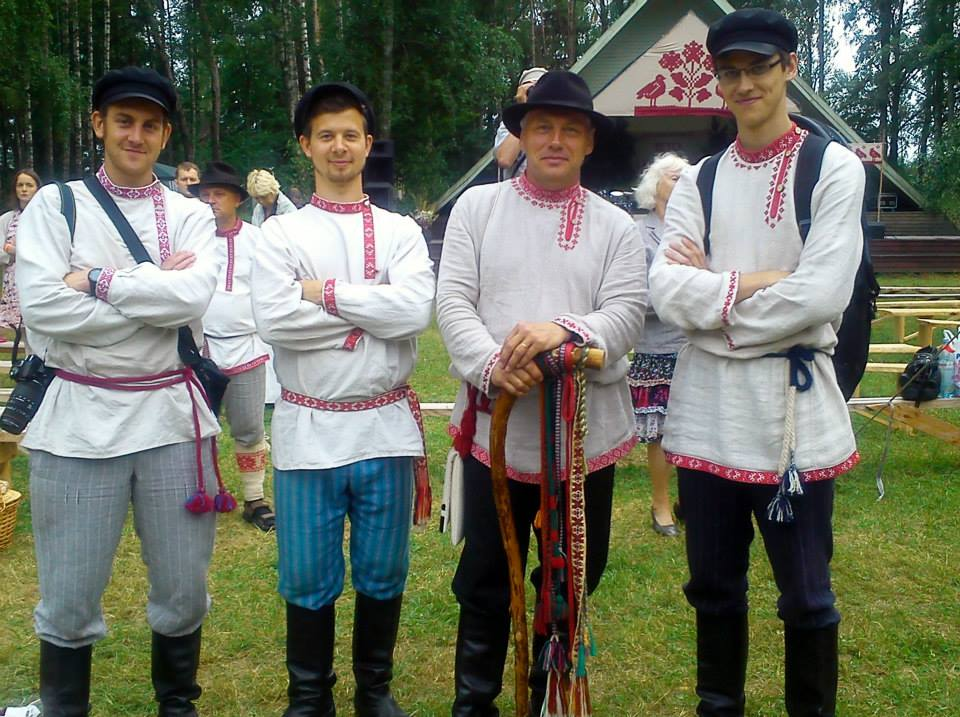
Zetod
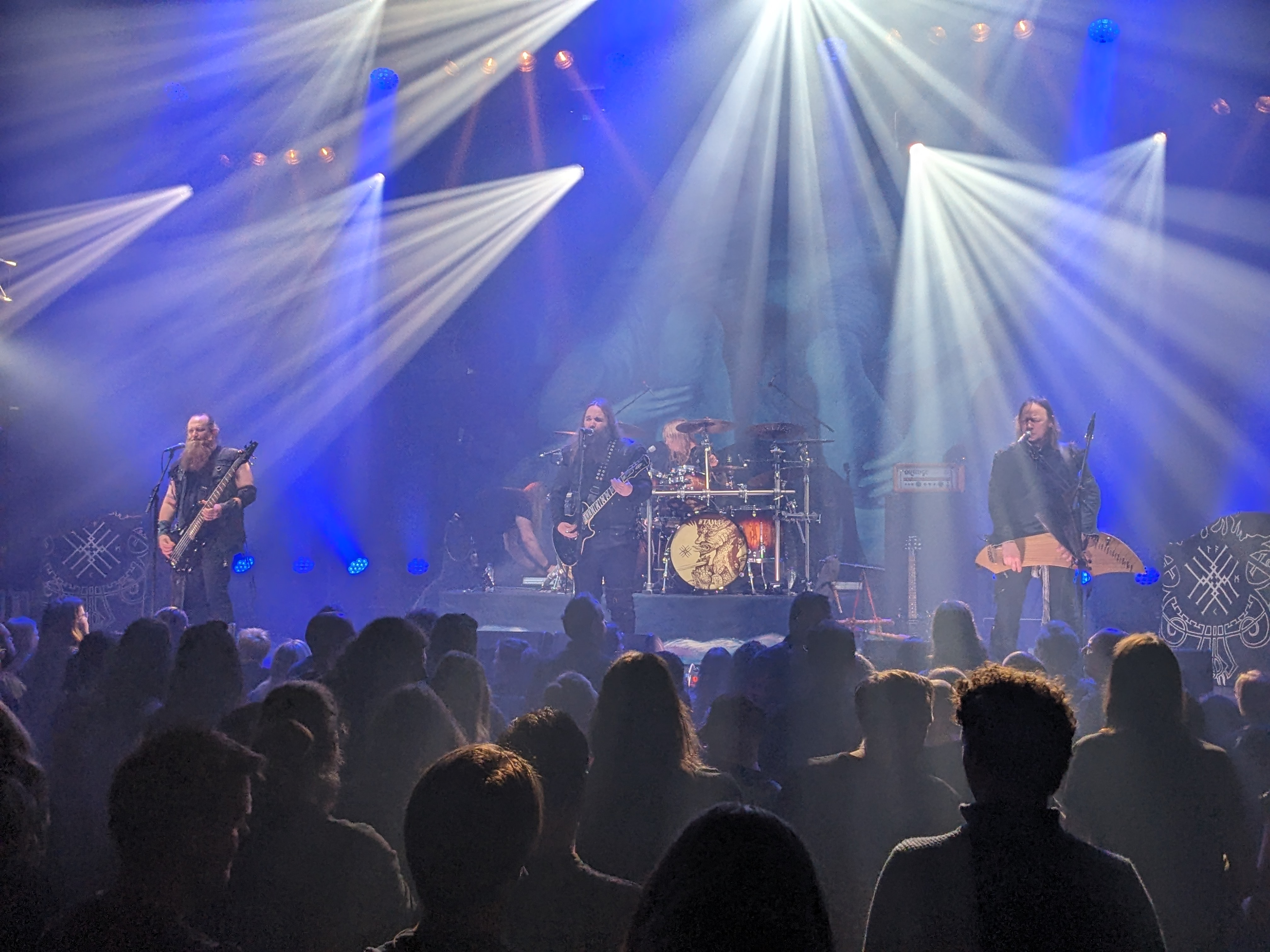
Metsatöll

#### Musique savante et chant choral
Le chant choral, popularisé en Allemagne par les protestants depuis le XVIe siècle, se structure à partir du XIXe siècle, puis s'exporte en Estonie par l'intermédiaire des allemands locaux qui dominent le territoire. Le caractère fédérateur des festivals de chorales allemandes (Liedertafel) inspire les artistes estoniens de la société savante Vanemuine en pleine période de réveil national, qui créent leur propre évènement en 1869: le Festival estonien de la Chanson en mélangeant le répertoire allemand et les chansons indigènes.
Malgré son origine étrangère, le Festival de chant devient un symbole politique de revendications pour l'émancipation du peuple estonien, et de son unité contre les dominations étrangères: d'abord lors de l'indépendance en 1918, puis lors des protestations contre l'occupation soviétique à la fin des années 1980, qui portent le nom de révolution chantante en référence à cette tradition,. Organisé tous les cinq ans, le Festival estonien de la chanson regroupe près de 35 000 chanteurs répartis dans 1 000 chœurs et accueille près de 100 000 spectateurs, ce qui en fait un des plus grands festival de chants au monde.
Le chant choral est l'activité culturelle la plus répandue en Estonie, il concerne plus de 40 000 personnes réparties dans plus de 700 chorales: Ainsi, de nombreuses institutions, entreprises et associations disposent de leurs propres chorales, et les chefs de chœurs connaissent une notoriété à l'echelle nationale,. Les festivals de chants locaux et nationaux se déroulent sur des espaces dédiés : les esplanades de chants (Lauluväljak) ou scènes de chants (Laululava) réparties à travers le pays.

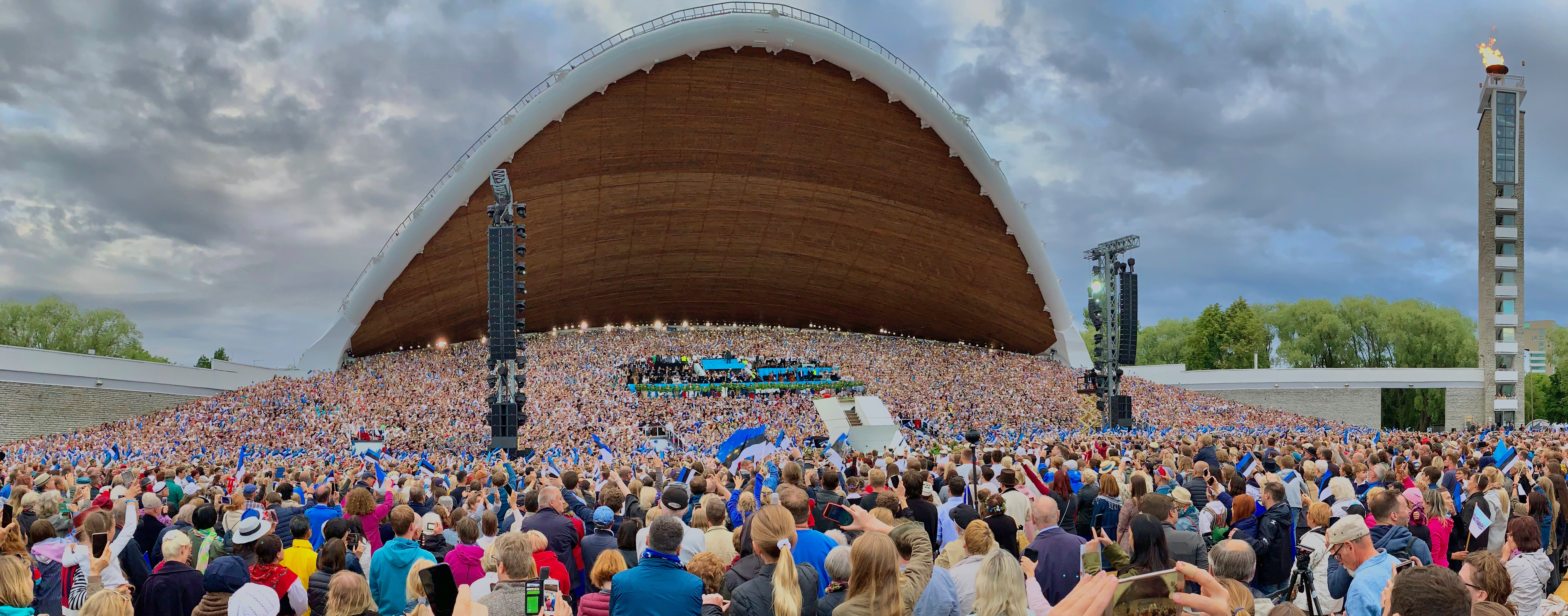
Le Festival estonien de la Chanson (Laulupidu) en 2019.

L'Estonie compte en outre depuis le XIXe siècle une grande variété de compositeurs de musique classique et chefs d'orchestres, tels que Heino Eller, Rudolf Tobias, Eduard Tubin, Raimond Valgre ou Juhan Aavik. Veljo Tormis ainsi que Kristjan Järvi et sa famille font partie des compositeurs contemporains renommés. Arvo Pärt est le compositeur le plus célèbre d'Estonie, il bénéficie d'une renommée internationale, au point d'être l'un des estoniens les plus connus au monde.

L'Estonie possède un opéra national: l'Estonia, et a notamment exporté ses créations avec des chanteurs lyriques tels que Georg Ots, ou plus récemment Elina Nechayeva.

Personnalités notables de la musique classique estonienne
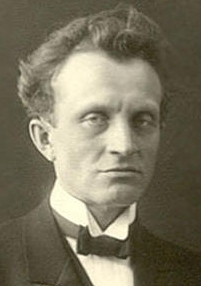
Rudolf Tobias, premier homme compositeur  estonien et Organiste.
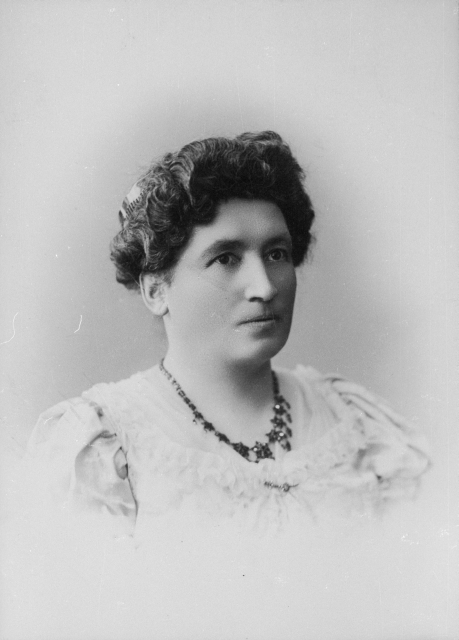
Miina Härma, première femme compositrice estonienne et Cheffe de chœur.
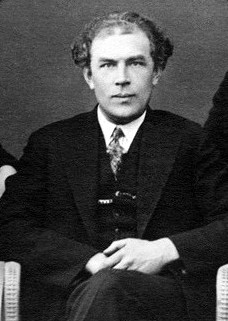
Heino Eller, compositeur, créateur de la musique symphonique estonienne.
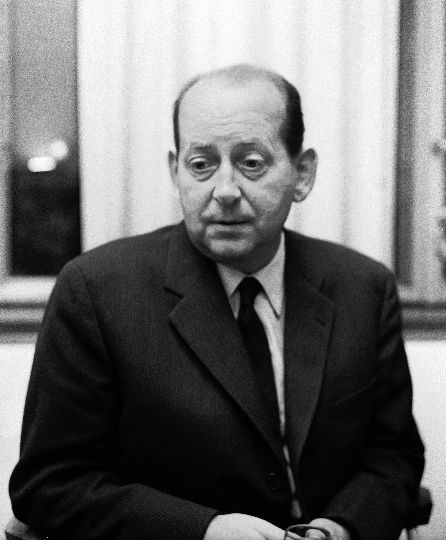
Eduard Tubin, compositeur inspiré par la musique traditionnelle.
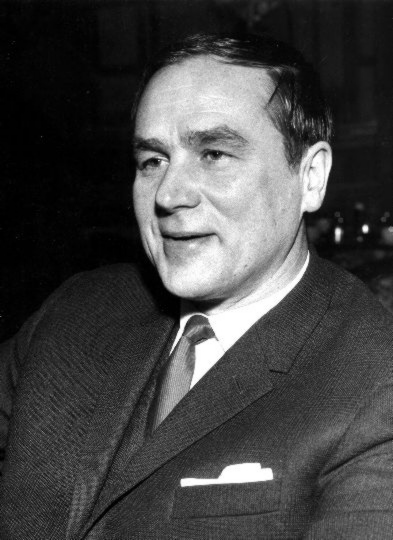
Georg Ots, chanteur lyrique, vedette de l'Union soviétique.
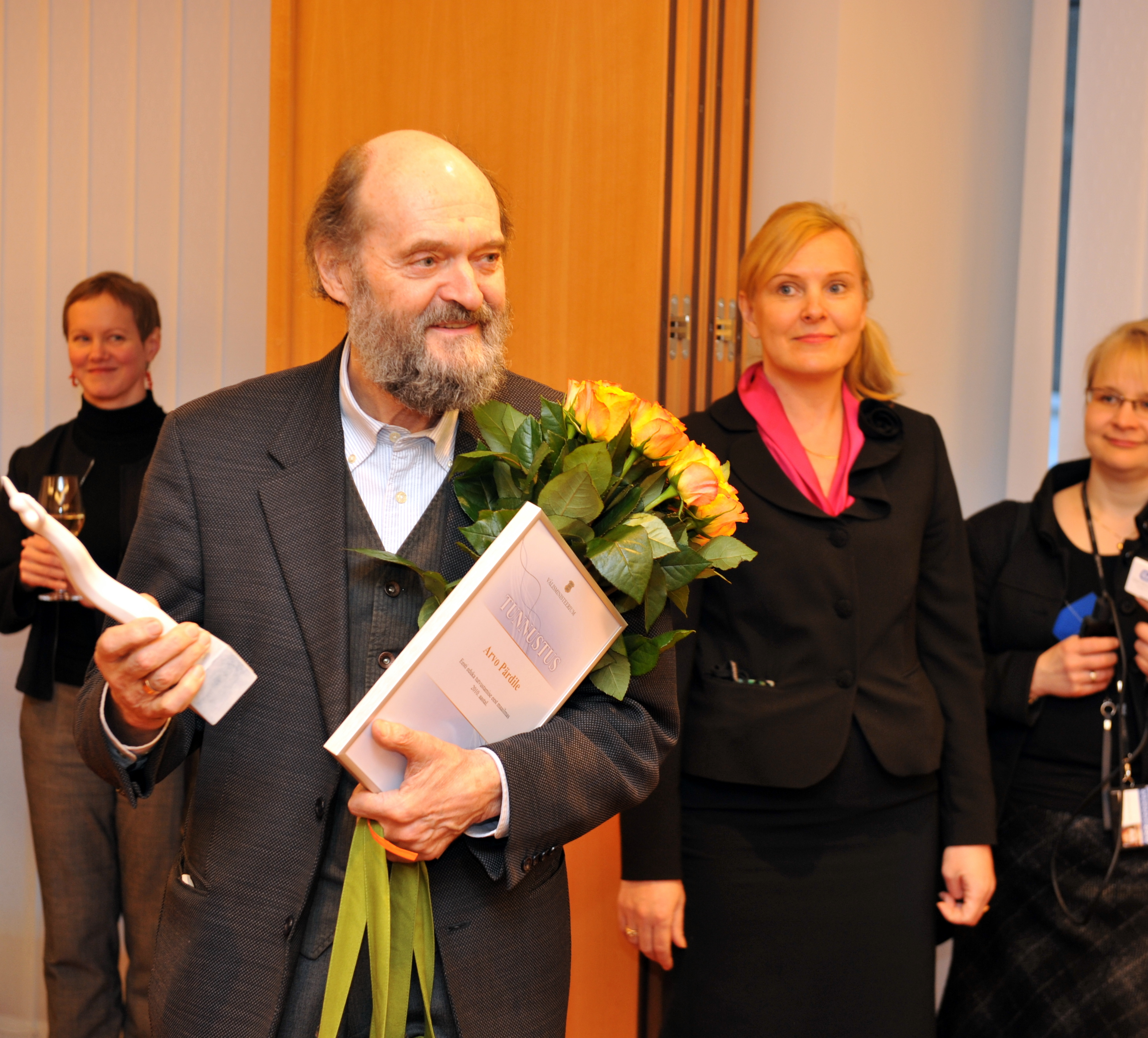
Arvo Pärt, compositeur vivant le plus joué au monde en 2022.
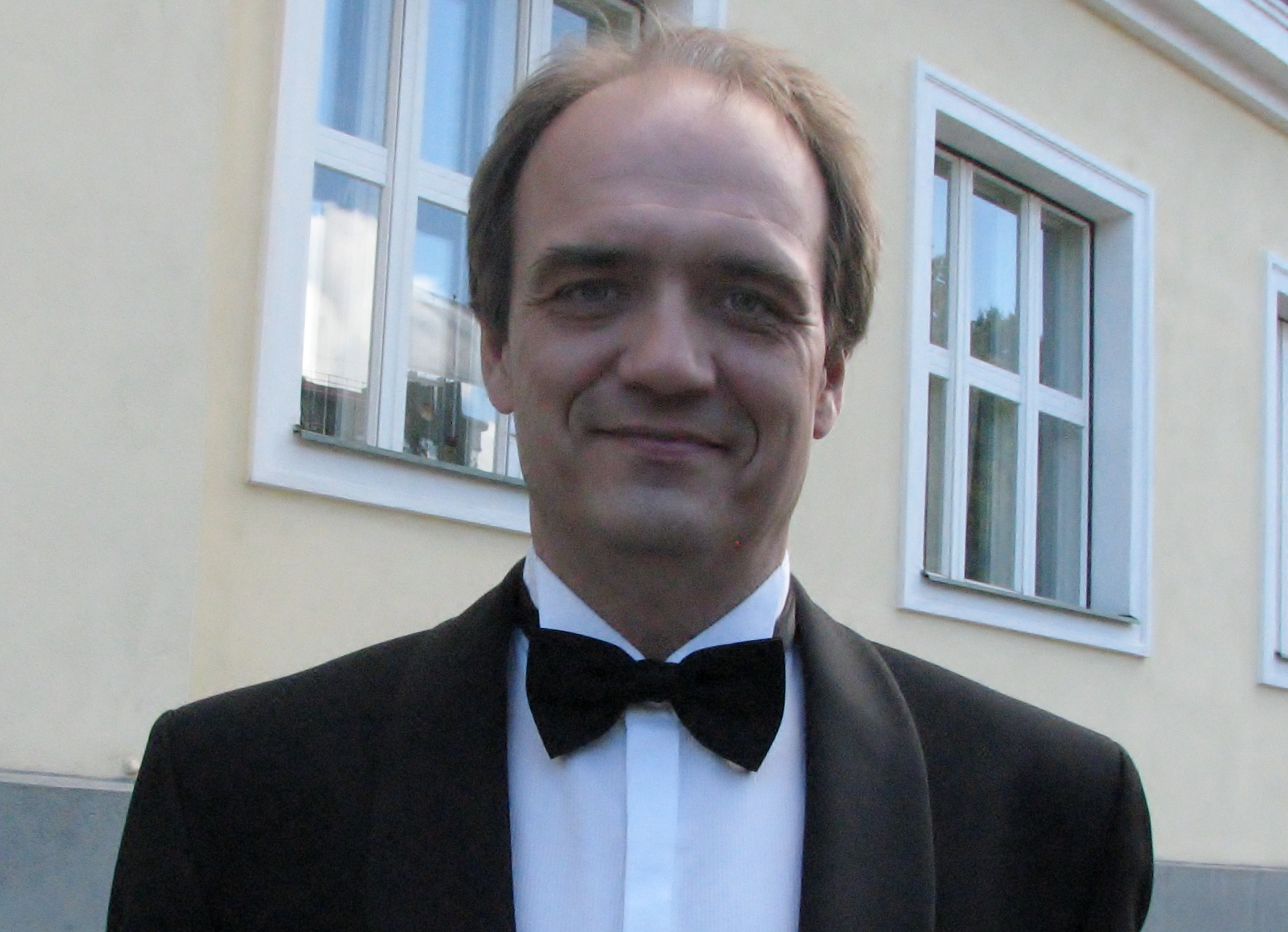
Hirvo Surva, chef de chœur.
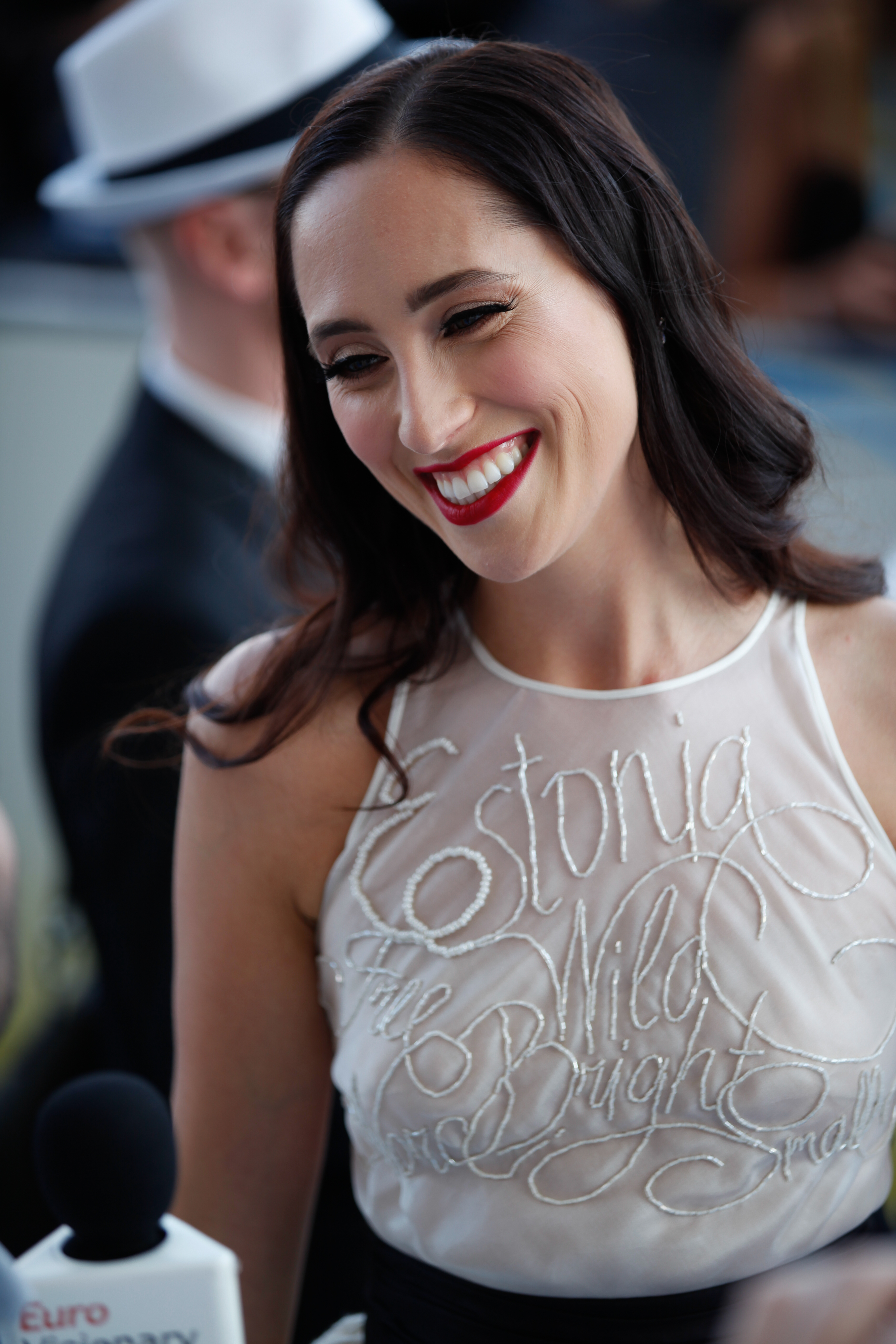
Elina Nechayeva, chanteuse d'opéra.
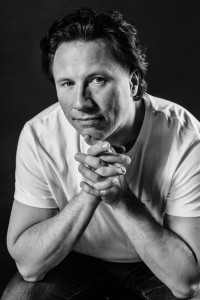
Kristjan Järvi, compositeur   et Chef d'orchestre.

#### Chanson populaire et variétés
La musique populaire estonienne commence à se professionnaliser dans l'Estonie indépendante de l'entres-deux-guerres, mais connait ensuite un coup d'arret en raison de la guerre, puis de la censure exercée par le régime soviétique. Dans les années 1960, le commerce clandestin d'enregistrements musicaux venus de l'Ouest se banalise, et le succès en occident de genres comme le rock progressif atteint l'Estonie: le mouvement Hippie y est même introduit dans les années 1970.
Pour désarmocer l'intérêt envers les musiques de l'ouest, les autorités soviétiques crééent de toute pièces des groupes de musique pop-rock imitant voire reprenant les chansons occidentales, et compatibles avec la censure et la propagande. Si ces groupes connaissent un certains succès, ils ne parviennent pas à enrayer l'attrait pour la musique occidentale. L'Estonie voit ainsi se développer sur son sol des genres comme le Jazz, le Disco ou la Funk dans les années 1970 et 1980. Les années 1980 voient le succès de chanteurs comme Anne Veski ou Ivo Linna, mais aussi de nombreux groupes de Rock estoniens majeurs comme Ruja, Terminaator, Singer Vinger ou Vennaskond. Après le rétablissement de l'indépendance, l'Estonie connait un grand bouleversement dans ses productions avec le développement tardif de nouveaux genres comme la pop (avec notamment Vanilla Ninja, Ines, Koit Toome ou Liis Lemsalu) ou le rap (avec notamment Nublu, 5miinust ou Tommy Cash), tant en estonien qu'en anglais.
Dans les années 1990, l'Estonie développe son industrie musicale, qui voit la création de nouvelles maisons de disque comme Made in Baltics ou Moonwalk Records, et l'arrivée de labels internationaux comme Sony Music. À partir du début des années 2000, l'Estonie développe ses propres cérémonies, telles que les Estonian Music Awards, et de nouvelles infrastructures comme le Suurhall permettant d'accueillir les artistes étrangers internationaux.

En parallèle, l'Estonie participe depuis 1994 au Concours Eurovision de la chanson, qu'elle remporte en 2001. Comme de nombreux pays de faible population et ayant une industrie musicale de taille réduite, l'Estonie se sert du Concours comme d'une plateforme pour faire connaitre ses artistes et exporter ses productions à travers l'Europe. En outre, le concours de sélection à l'Eurovision, l'Eesti Laul, est réputé.

Personnalités notables de la musique populaire estonienne
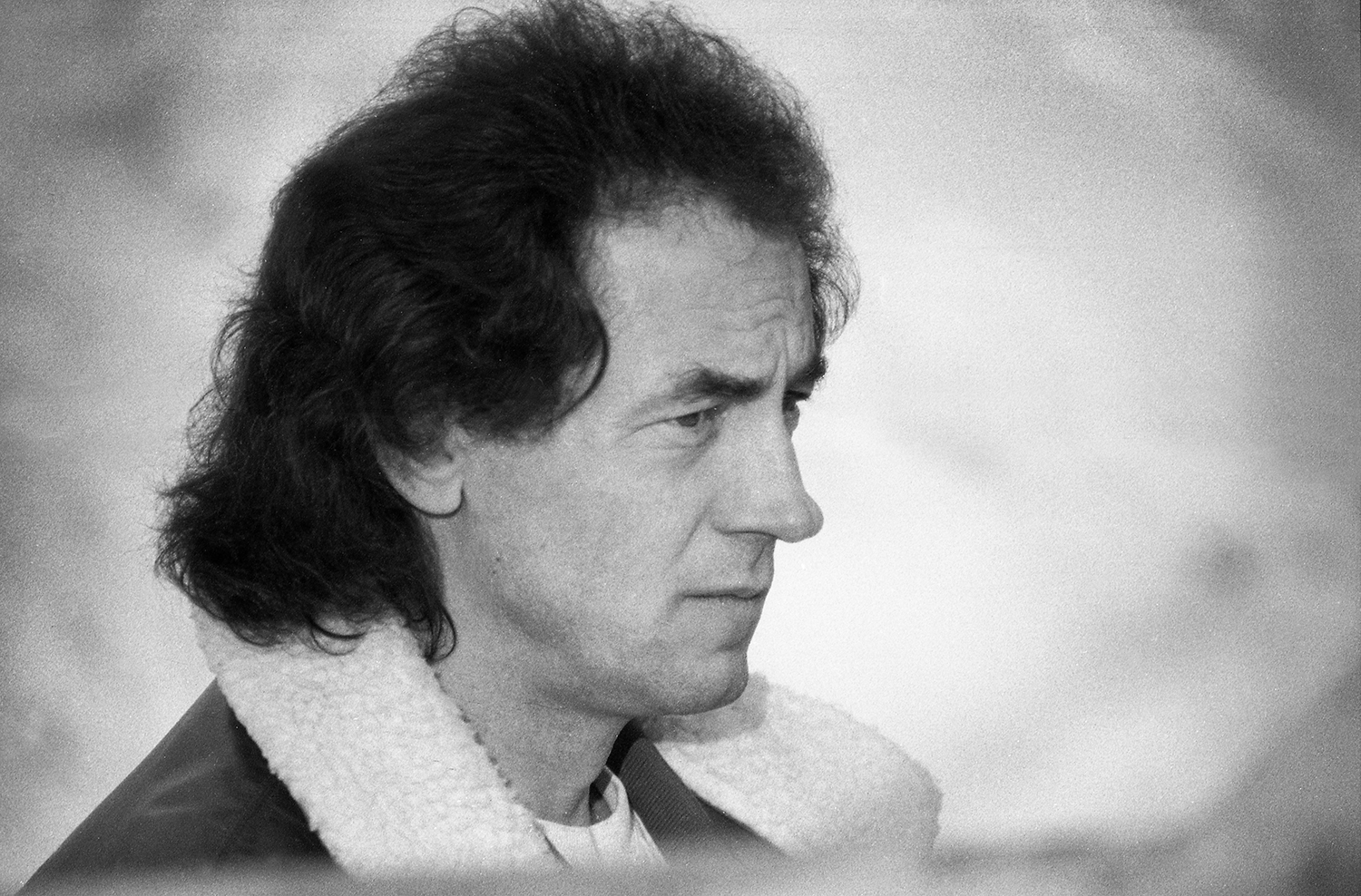
Jaak Joala
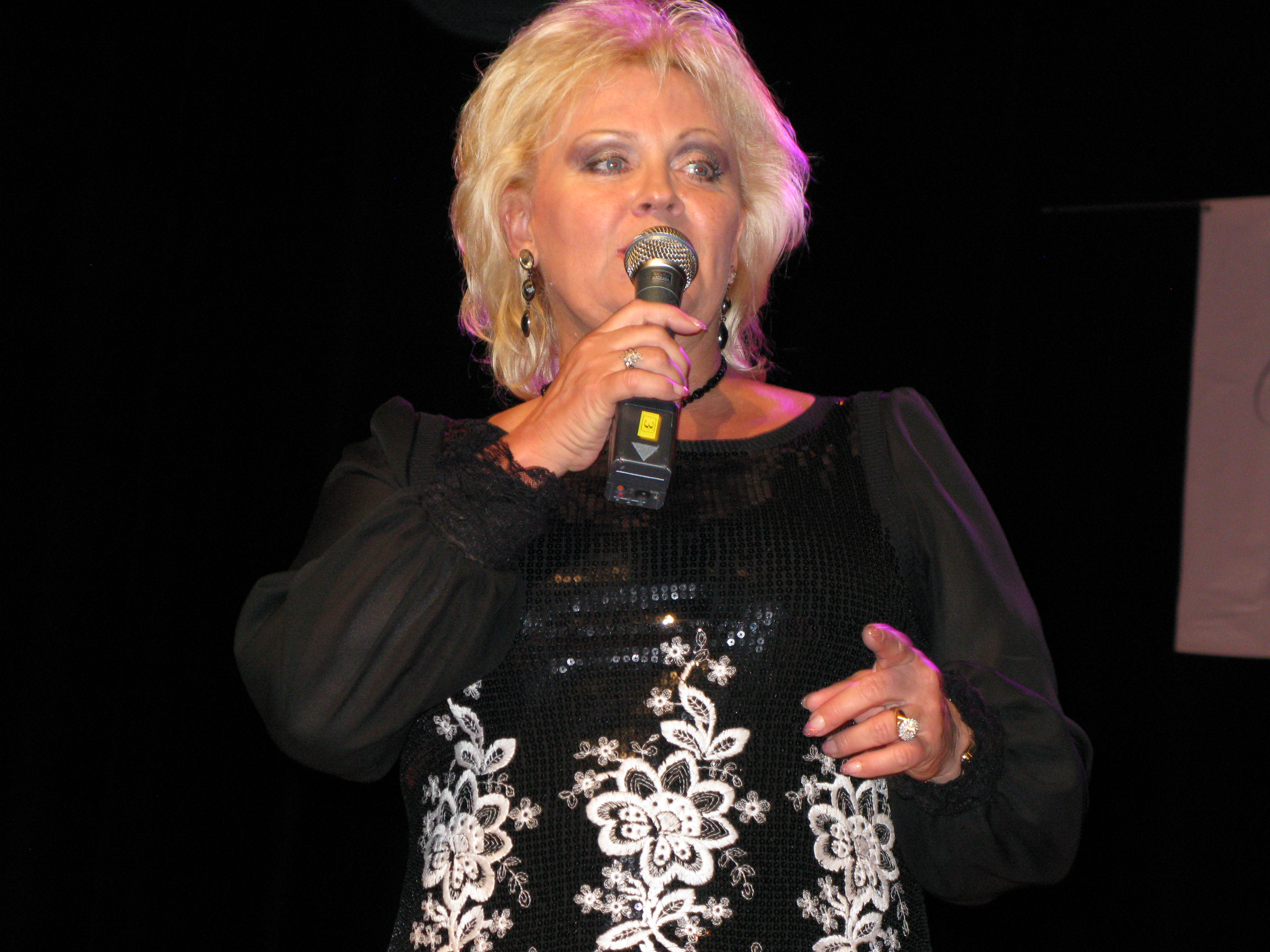
Anne Veski
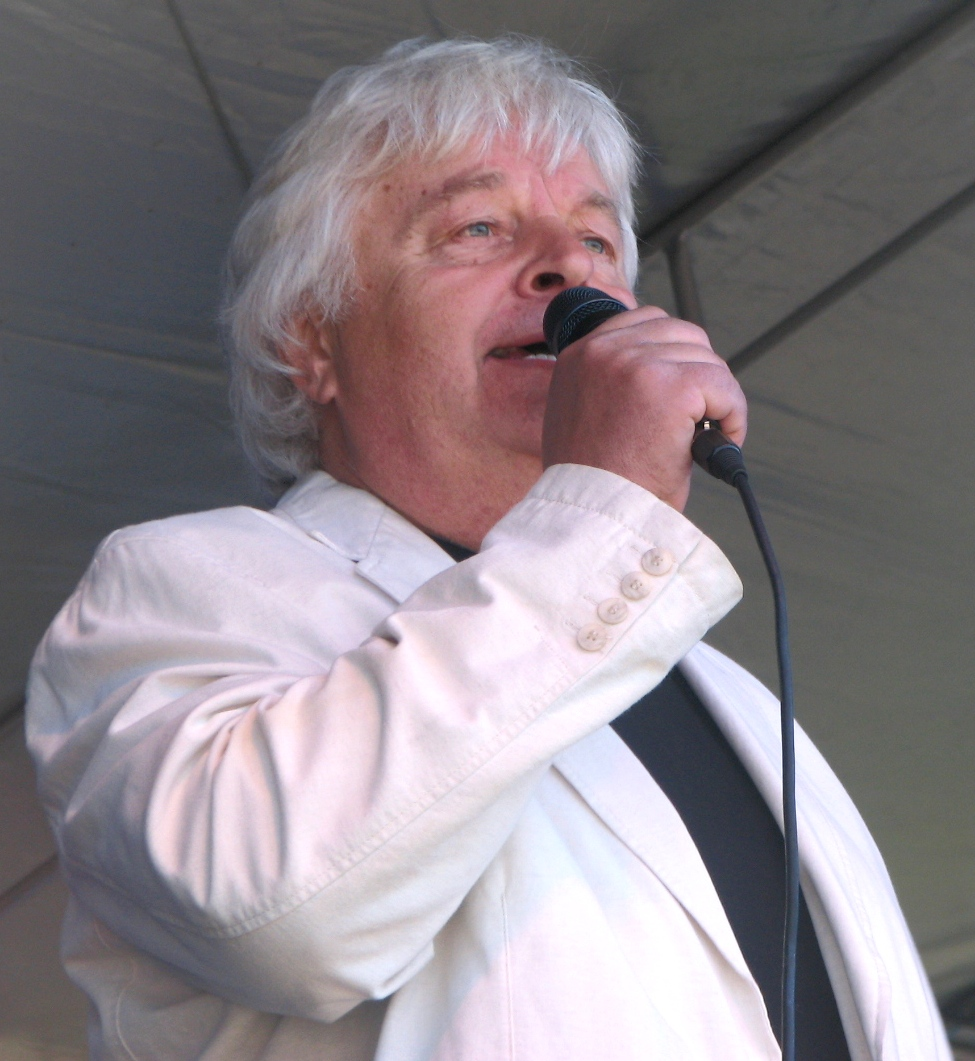
Ivo Linna
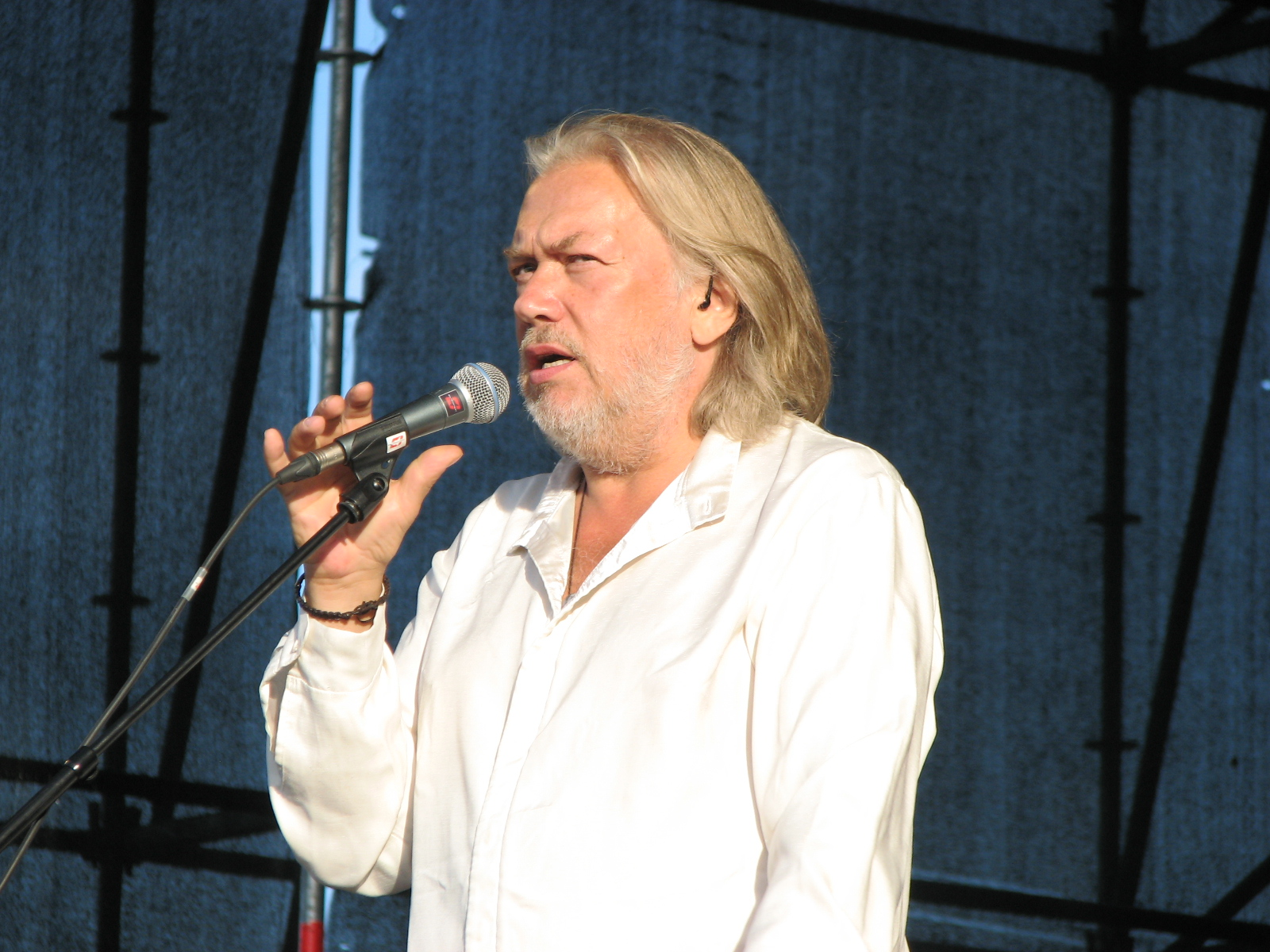
Tõnis Mägi
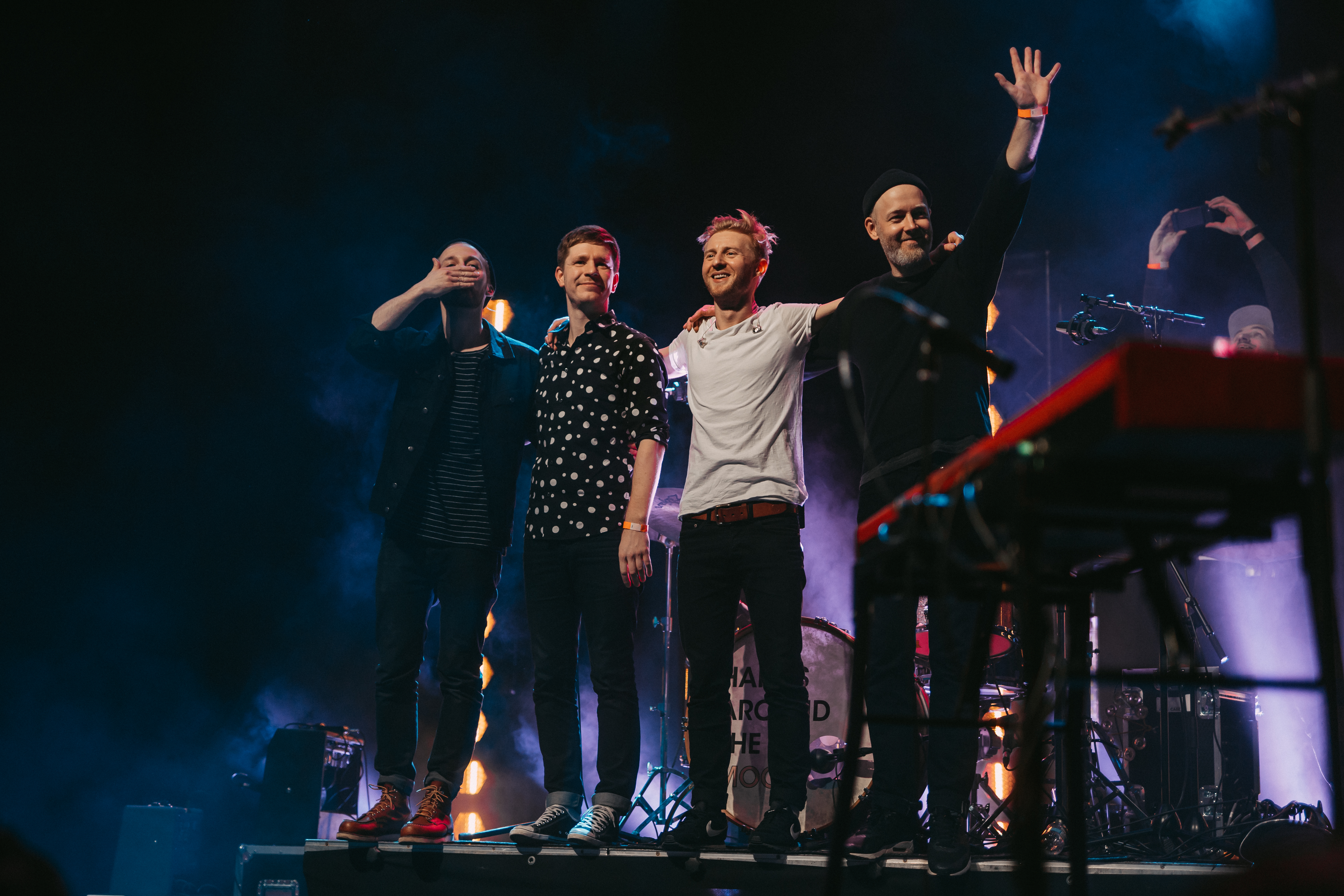
Ewert and The Two Dragons
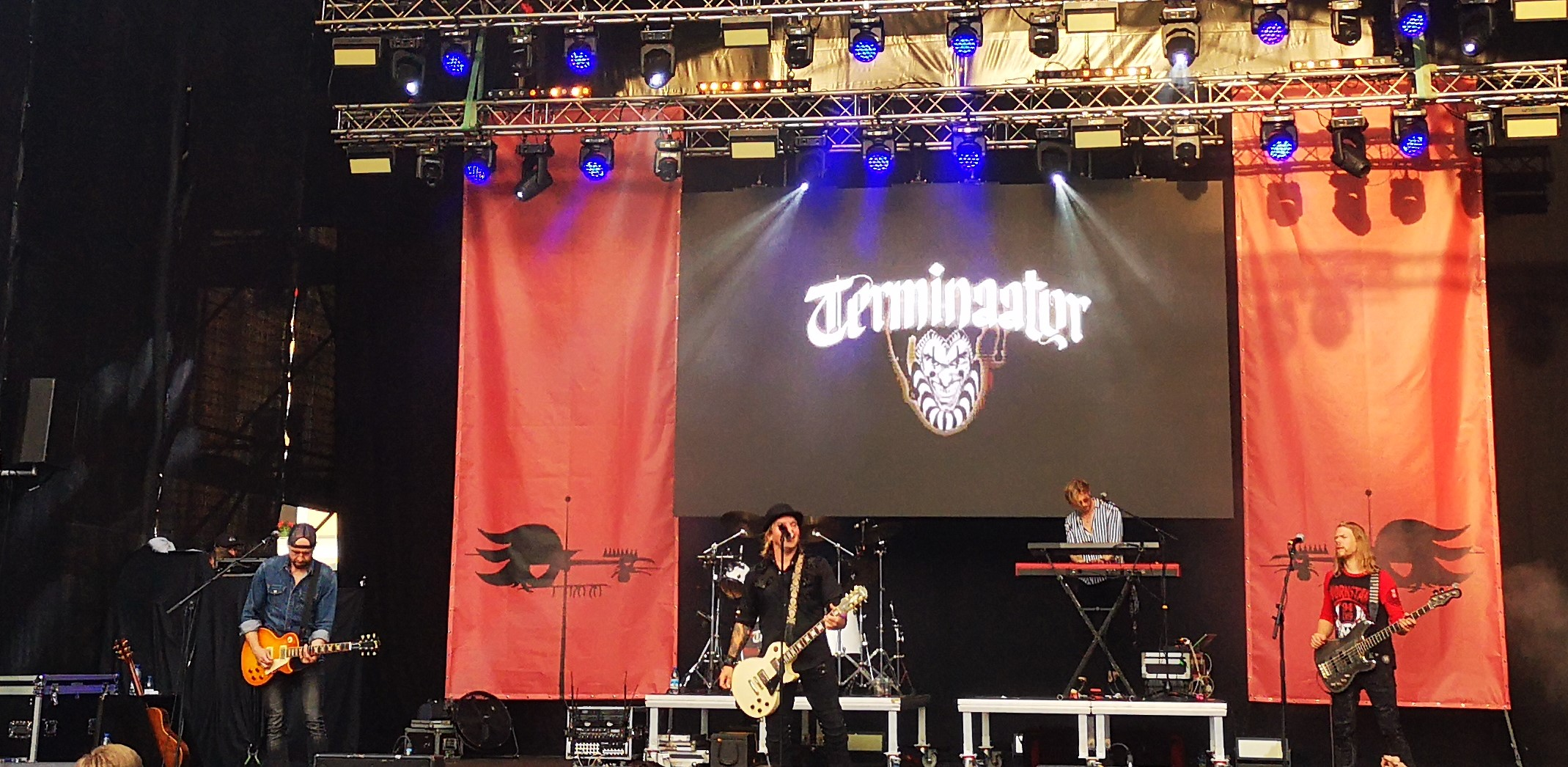
Terminaator
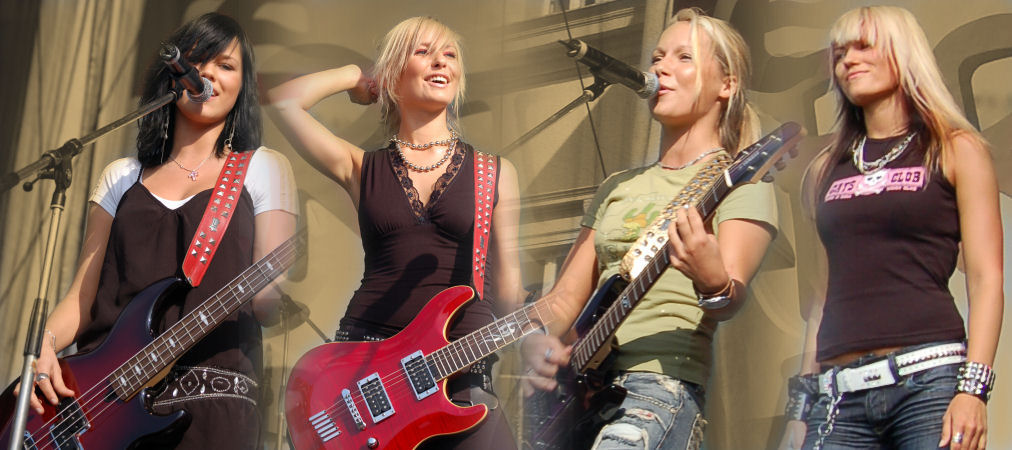
Vanilla Ninja
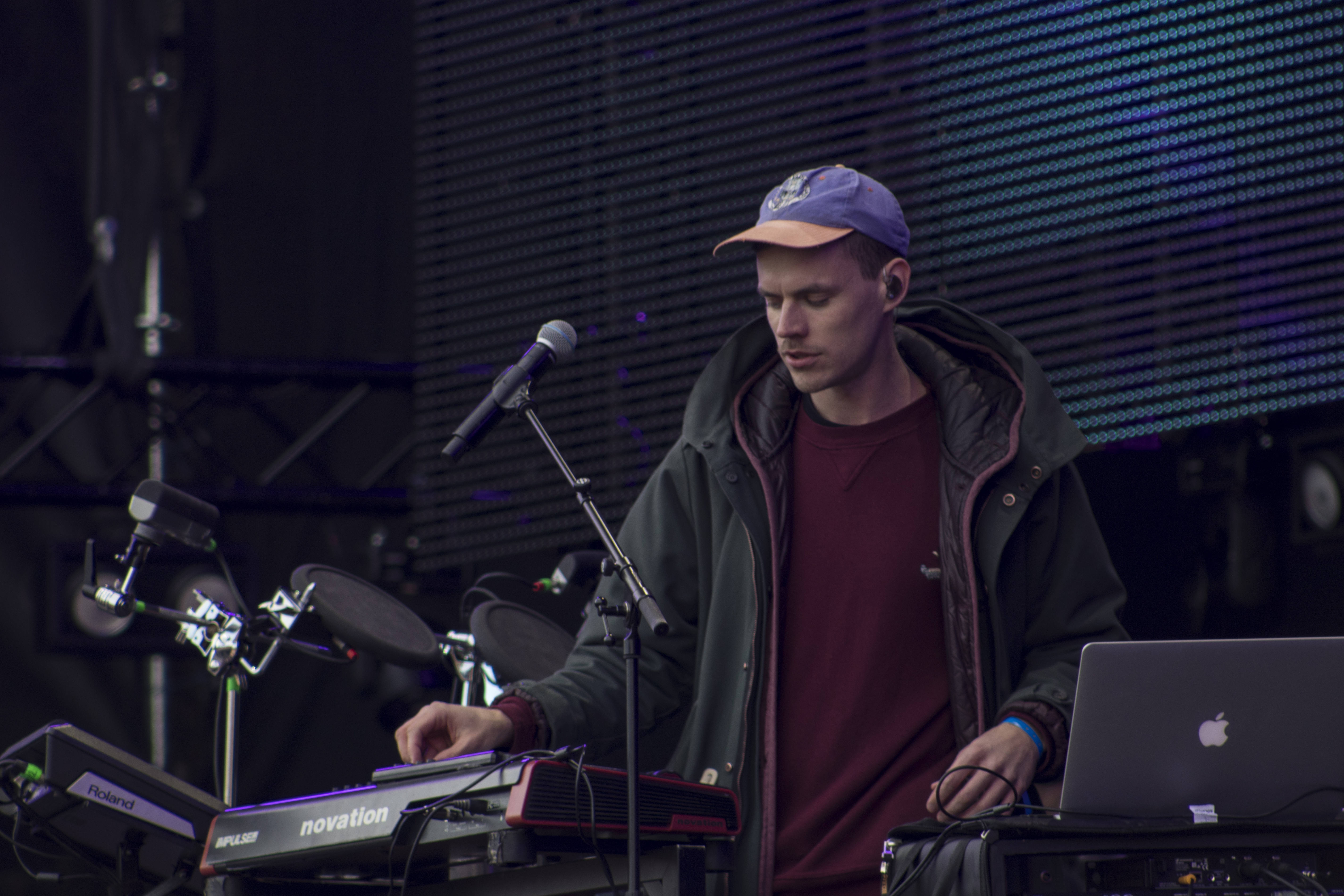
NOËP
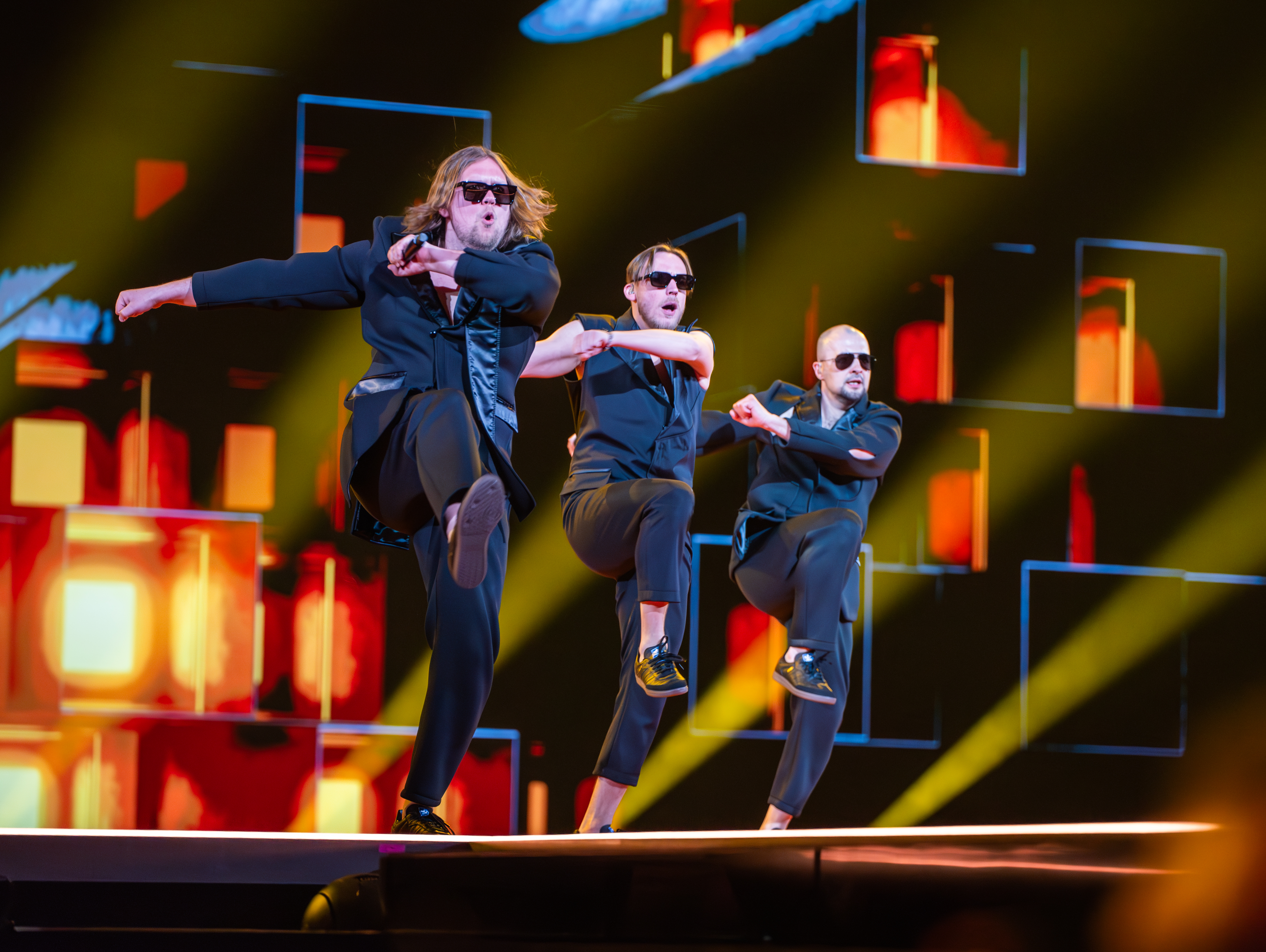
5miinust
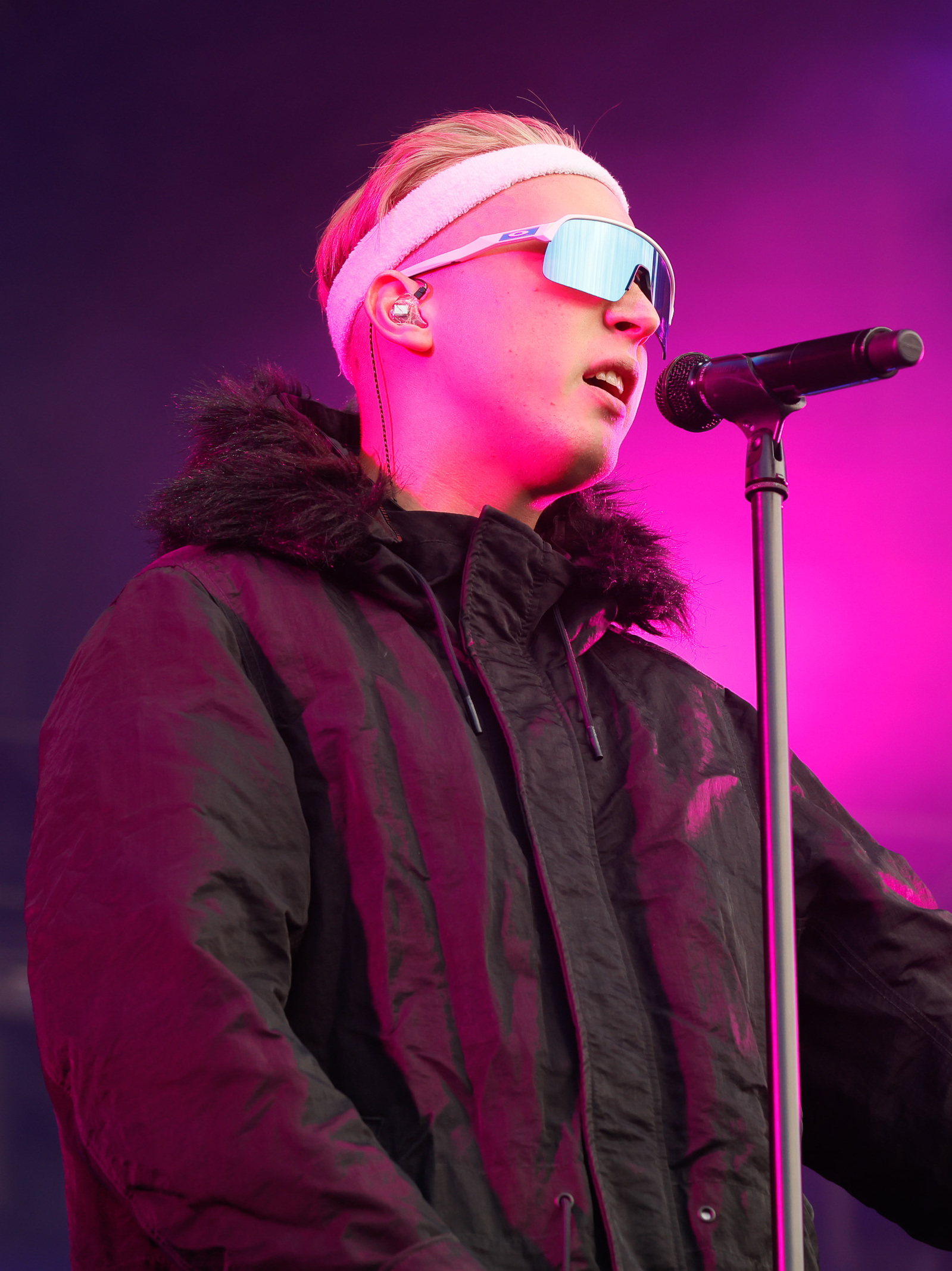
Nublu
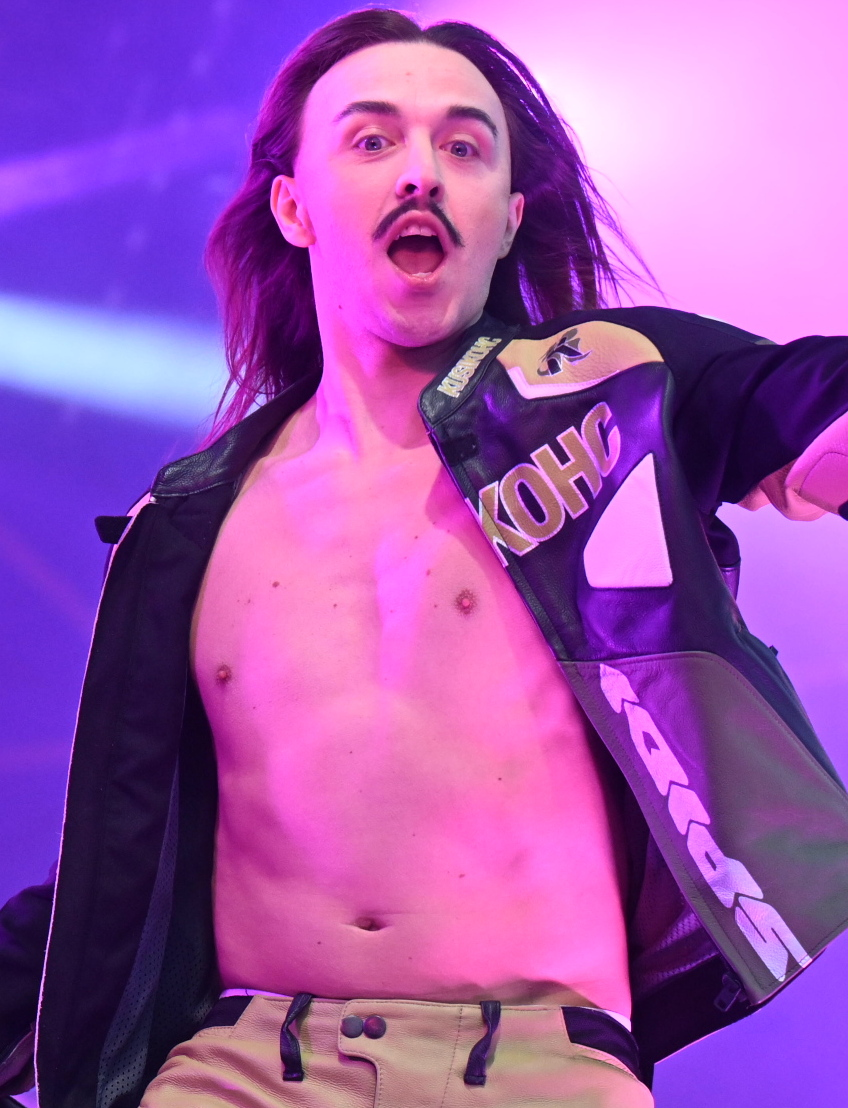
Tommy Cash
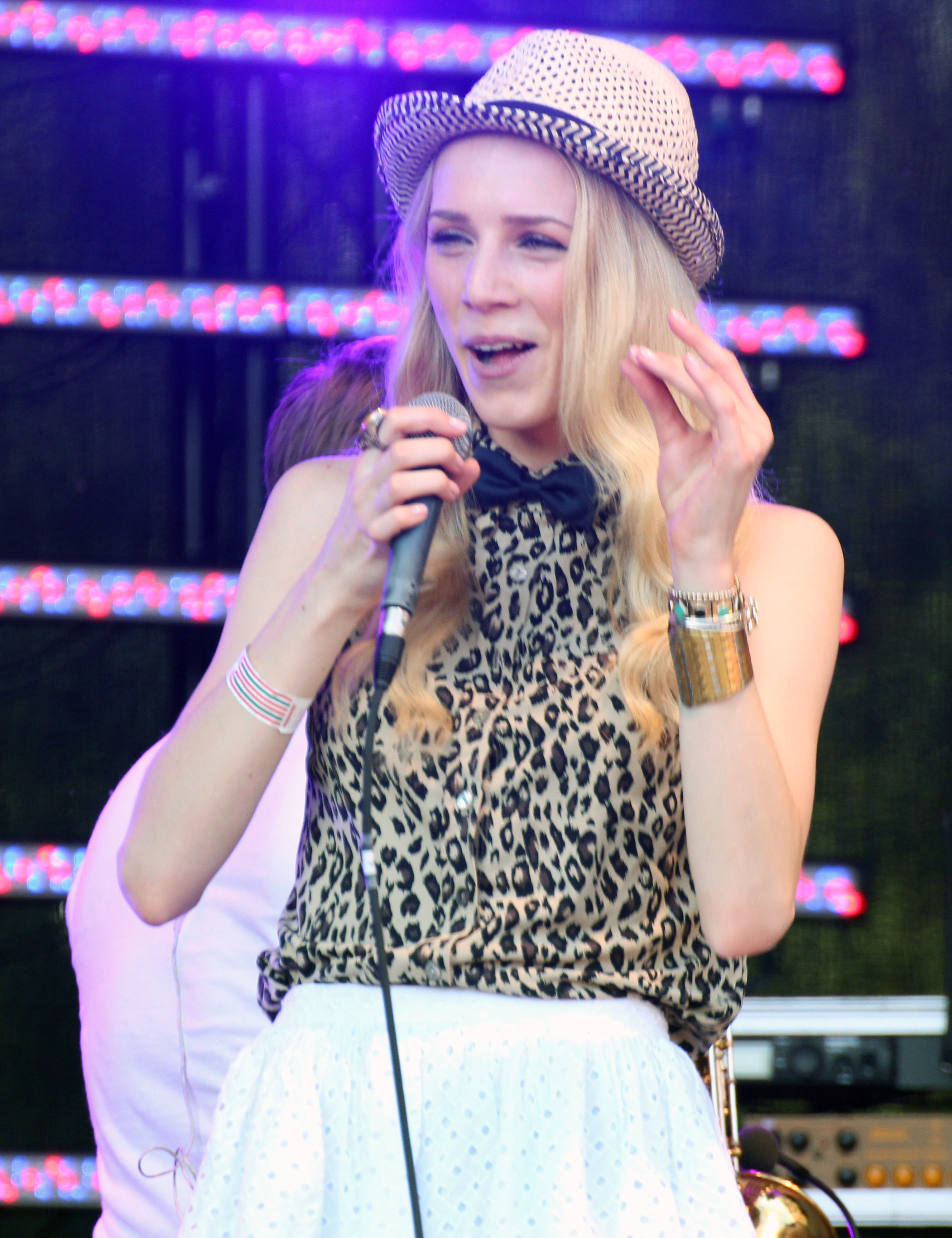
Liis Lemsalu
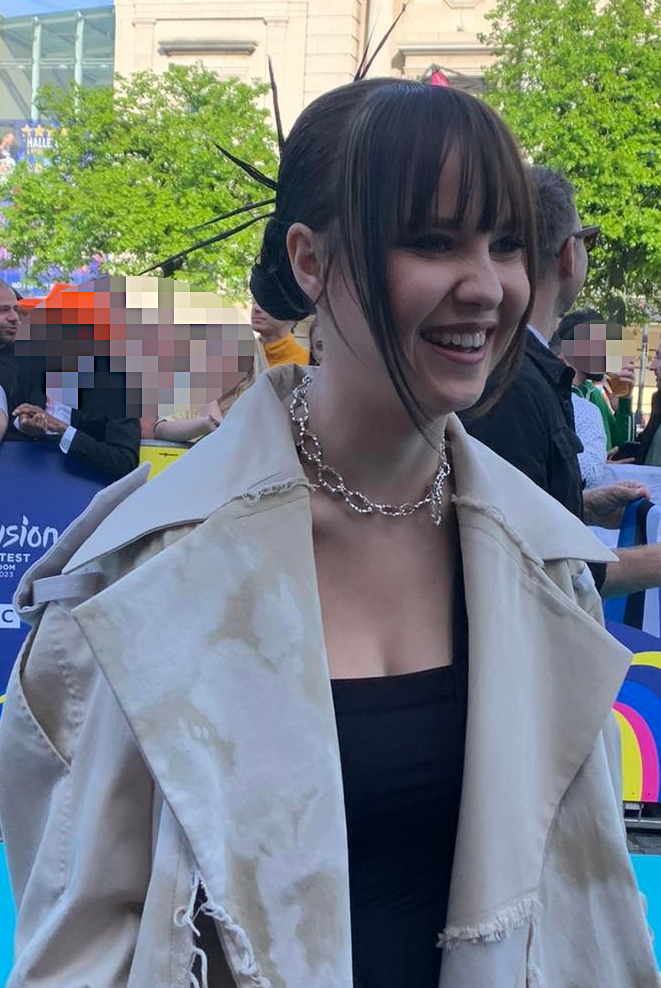
Alika Milova

### Cinéma
Si le cinéma arrive en Estonie à partir de 1896, le cinéma estonien proprement dit se développe au début du XXᵉ siècle. Le premier film tourné en Estonie est réalisé et diffusé en 1912 à Tartu par Johannes Pääsuke, photographe et pionnier du cinéma documentaire estonien. Il réalise également le premier court-métrage de fiction: Karujaht Pärnumaal (Chasse à l’ours en Pärnumaa) en 1914. La création de studios comme Eesti Kultuurfilm dans les années 1930 permet de jeter les bases d'une infrastructure et d'une production cinématographique nationale, d'abords centrées sur les documentaires d’intérêt public soutenus par l’État.

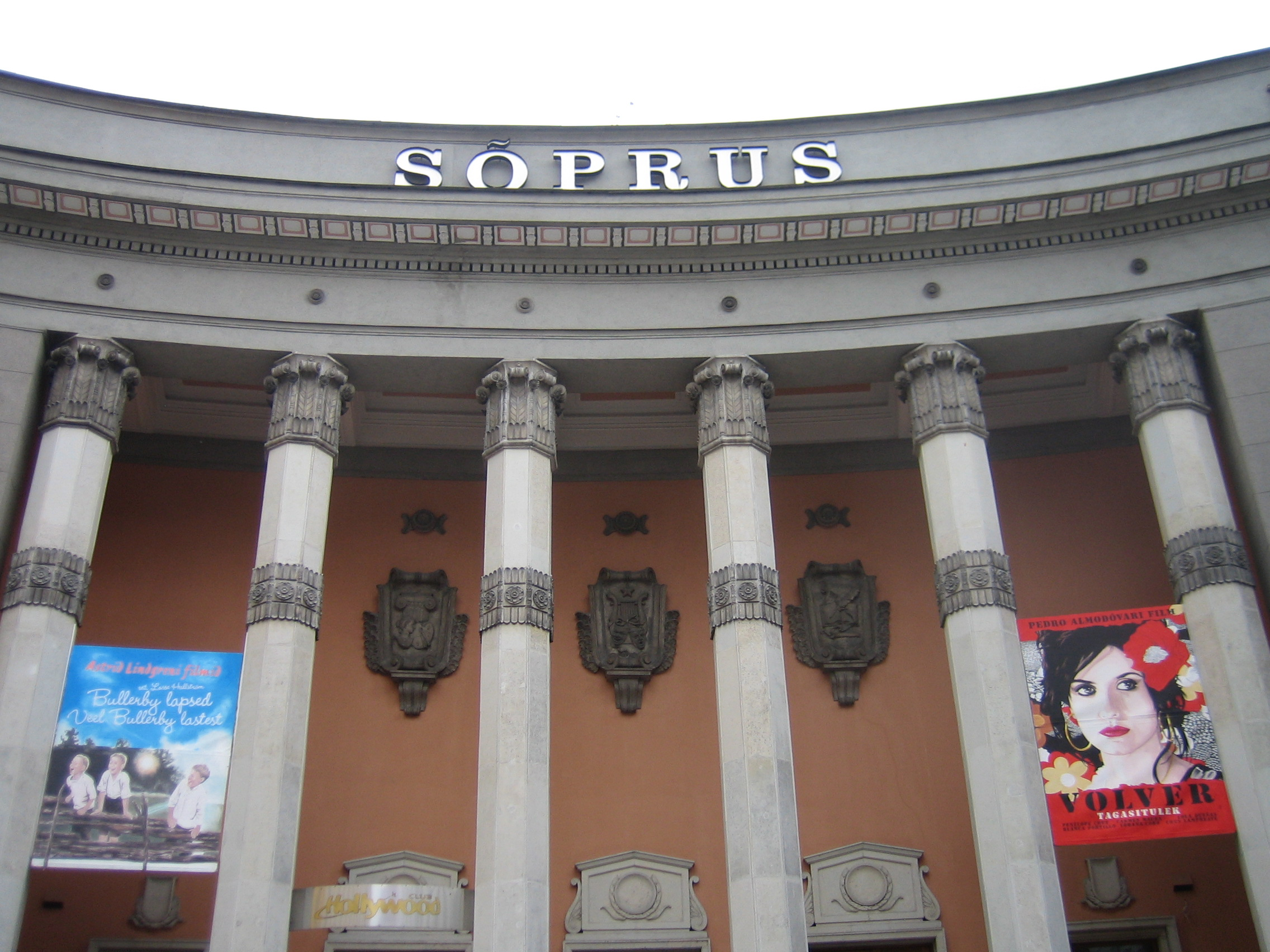
Le Cinéma "Amitié" (Sõprus) de Tallinn, construit sous l'occupation soviétique.

Pendant l'occupation soviétique, la production cinématographique estonienne est intégrée dans le système centralisé du cinéma soviétique. Le studio Tallinnfilm produit alors la majorité des films réalisés sur le territoire. Soumis à la censure idéologique, le cinéma estonien parvient néanmoins à préserver son identité, notamment grâce à l’emploi de la langue estonienne et à la mise en avant de thèmes locaux. Des réalisateurs comme Kaljo Kiisk, Leida Laius, Arvo Kruusement ou Grigori Kromanov marquent cette période avec des œuvres devenues emblématiques, telles que Viimne reliikvia ("La dernière relique", 1969), un film d’aventure historique devenu culte dans toute l'URSS, ou Kevade ("Printemps", 1969), adaptation du roman éponyme d'Oskar Luts. La vieille ville de Tallinn, à l'architecture européenne, est utilisée comme décor pour certains tournages.

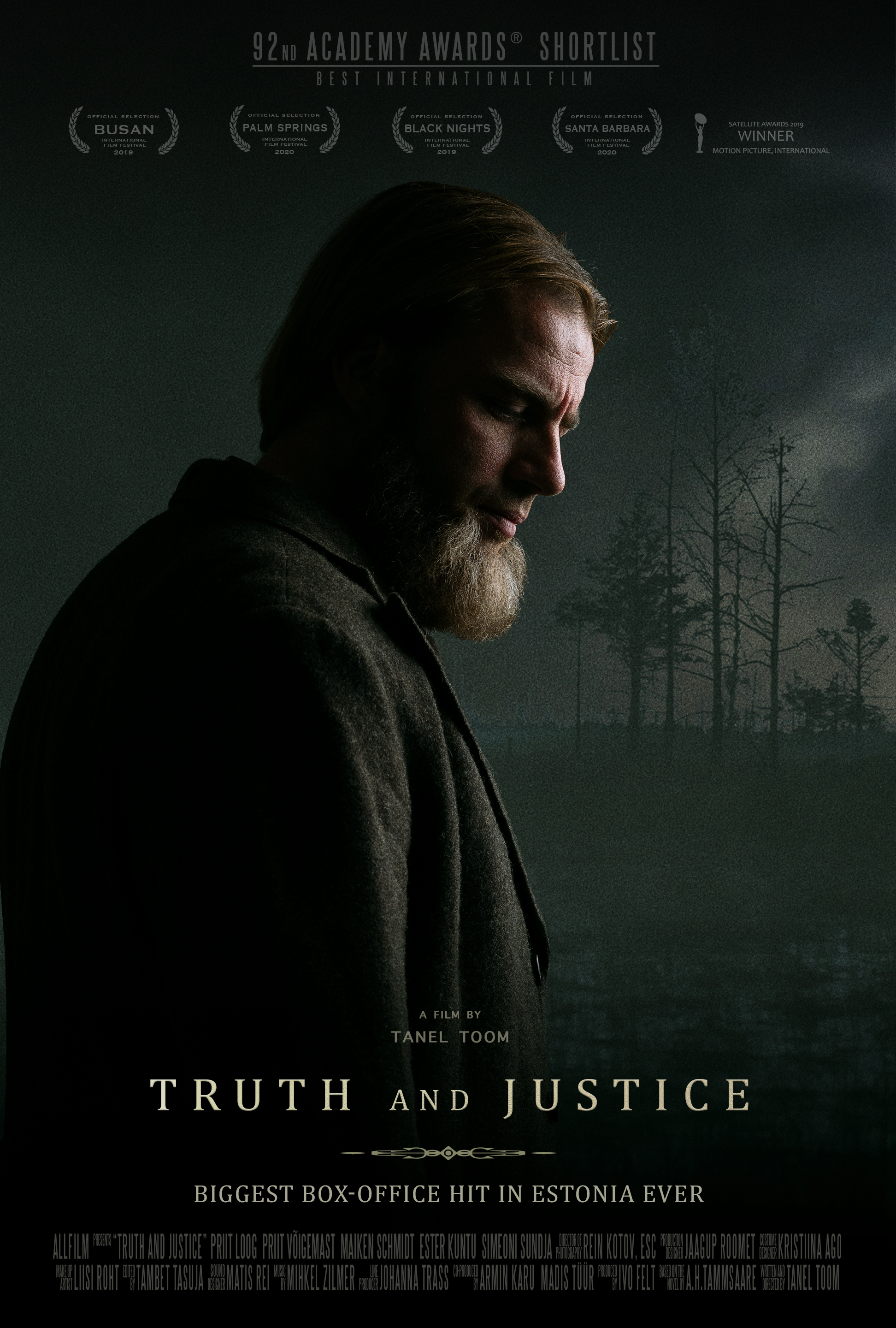
Affiche du film Droit et Justice, adaptation du roman éponyme d'A.H. Tammsaare.

Le volume des productions estoniennes s'effondre après le rétablissement de l’indépendance en 1991 du fait de la transition vers l'économie de marché, le secteur est restructuré à partir de 1997 avec la création de l'Institut estonien du cinéma. Par la suite, le soutien gouvernemental prend la forme d’aides à la production, de financements pour les coproductions internationales, de subventions à l’écriture et à la distribution, ainsi que d’accompagnements vers les festivals étrangers. En outre, le programme Film Estonia propose depuis 2016 des incitations fiscales pour attirer des tournages étrangers en Estonie, notamment pour les productions provenant d'Allemagne et des pays nordiques.
À partir des années 2000, les films estoniens s'exportent et sont remarqués dans des festivals internationaux. Ainsi, les coproductions internationales Mandarines et Le Maître d'escrime sont nommées à l’Oscar du meilleur film étranger, respectivement en 2013 et 2015,. D'autres films sont également salués comme le documentaire Smoke Sauna Sisterhood, lauréat du Prix de la réalisation internationale au Festival de Sundance en 2023, ou l'adaptation cinématographique du roman Droit et Justice, présélectionnée aux Oscars 2020 et qui détient le record d'entrées dans les cinémas estoniens,. En outre, des blockbusters internationaux sont tournés en Estonie, comme Tenet (2020) de Christopher Nolan ou la série The Agency (2024), produite par George Clooney,.

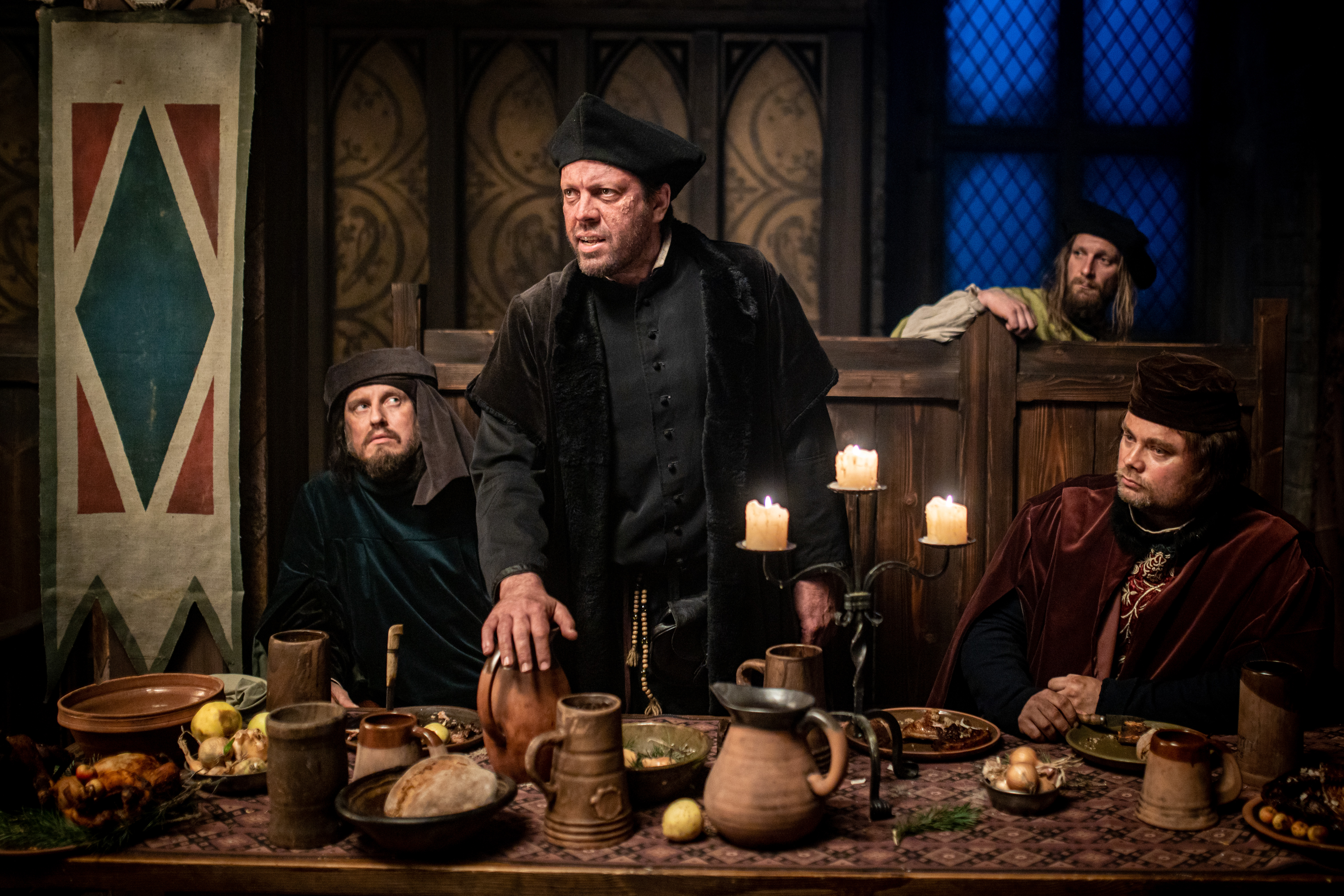
L'acteur Mait Malmsten dans une scène de Melchior, adaptation du roman de Indrek Hargla.

L'Estonie dispose en outre de son propre festival international, le Festival Nuits noires de Tallinn (PÖFF), plateforme pour le cinéma d'Europe du Nord, accrédité par la FIAPF. Ses déclinaisons saisonnières sont le Festival du Film d'Horreur et Fantasy de Haapsalu et le Festival du Film d'Amour de Tartu,.
La projection des films tout publics est notamment assurée par le groupe Apollo, qui possède un quasi-monopole dans le pays. Le marché est dominé par l’importation de films étrangers, provenant d'Europe et des États-Unis. Les sorties de films estoniens varient selon les années, le record date de 2015 avec 64 films proposés en salles. En 2023, 175 films proposés provenaient d'Europe, 163 des États-Unis, 54 d'Estonie et 32 d'autres pays. En 2024, les salles estoniennes ont générées près de 2,47 millions d'entrées.

### Vêtements et mode

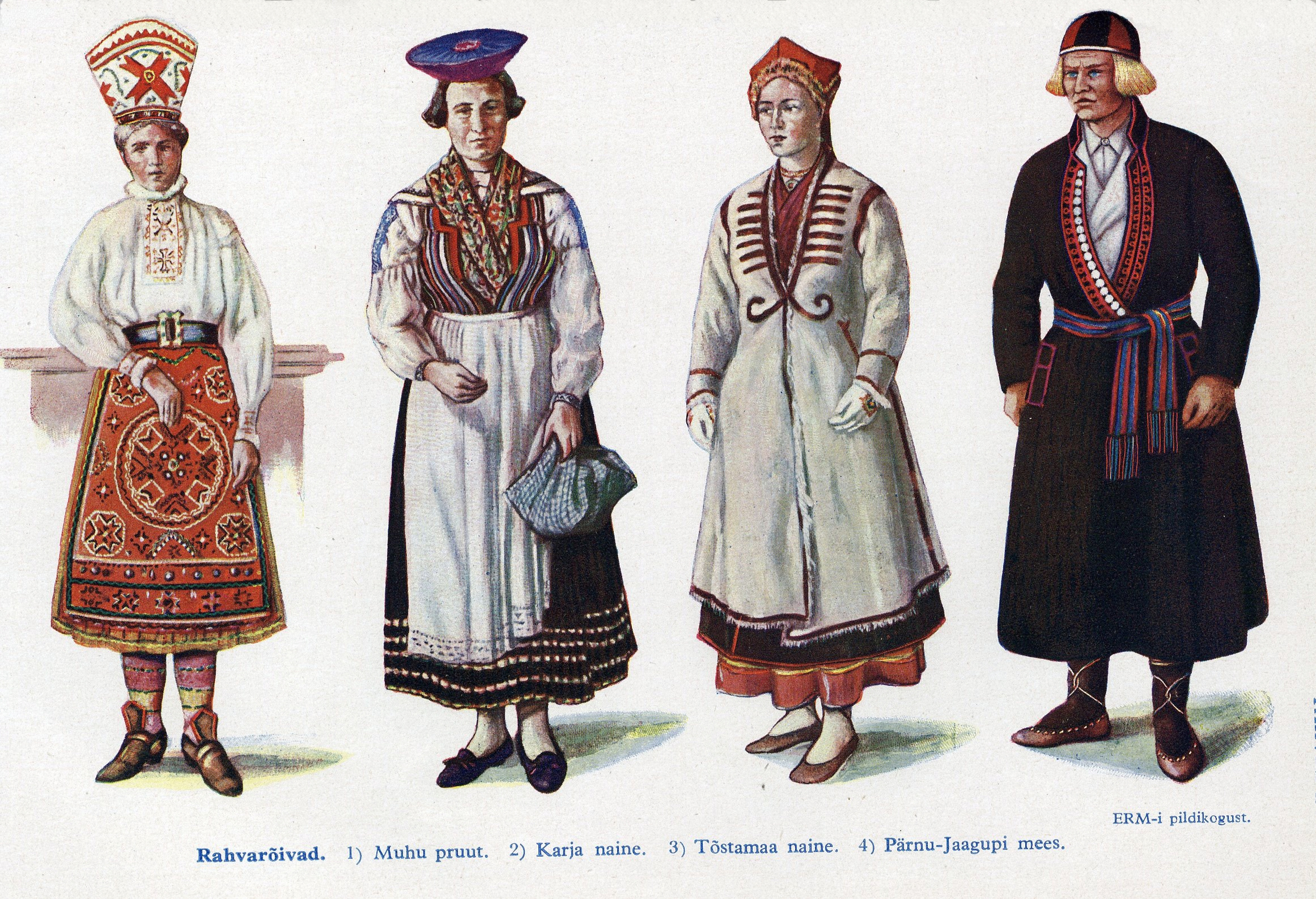
Vêtements traditionnels estoniens.

Les premiers élements d'habillage découverts par les travaux archéologiques remontent au XIe siècle. Les vêtements, en particulier féminins, comprenaient chemises en lin, tuniques ou jupes en laine, châles ornés, bijoux en bronze, et coiffes distinctives selon le statut marital. Du XIIIe   au   XVIIe siècle, les vêtements subissent des influences extérieures, notamment dans les ornements et les accessoires. Aux XVIIe et XVIIIe siècles, les changements s’accentuent : blouses courtes, jupes cousues à rayures, coques rigides pour les femmes, et culottes courtes pour les hommes deviennent courants. Le XVIIIe siècle voit l'affirmation d'une diversification régionale à travers plusieurs motifs et décorations, et de plus grands échanges et commerces de vêtements.

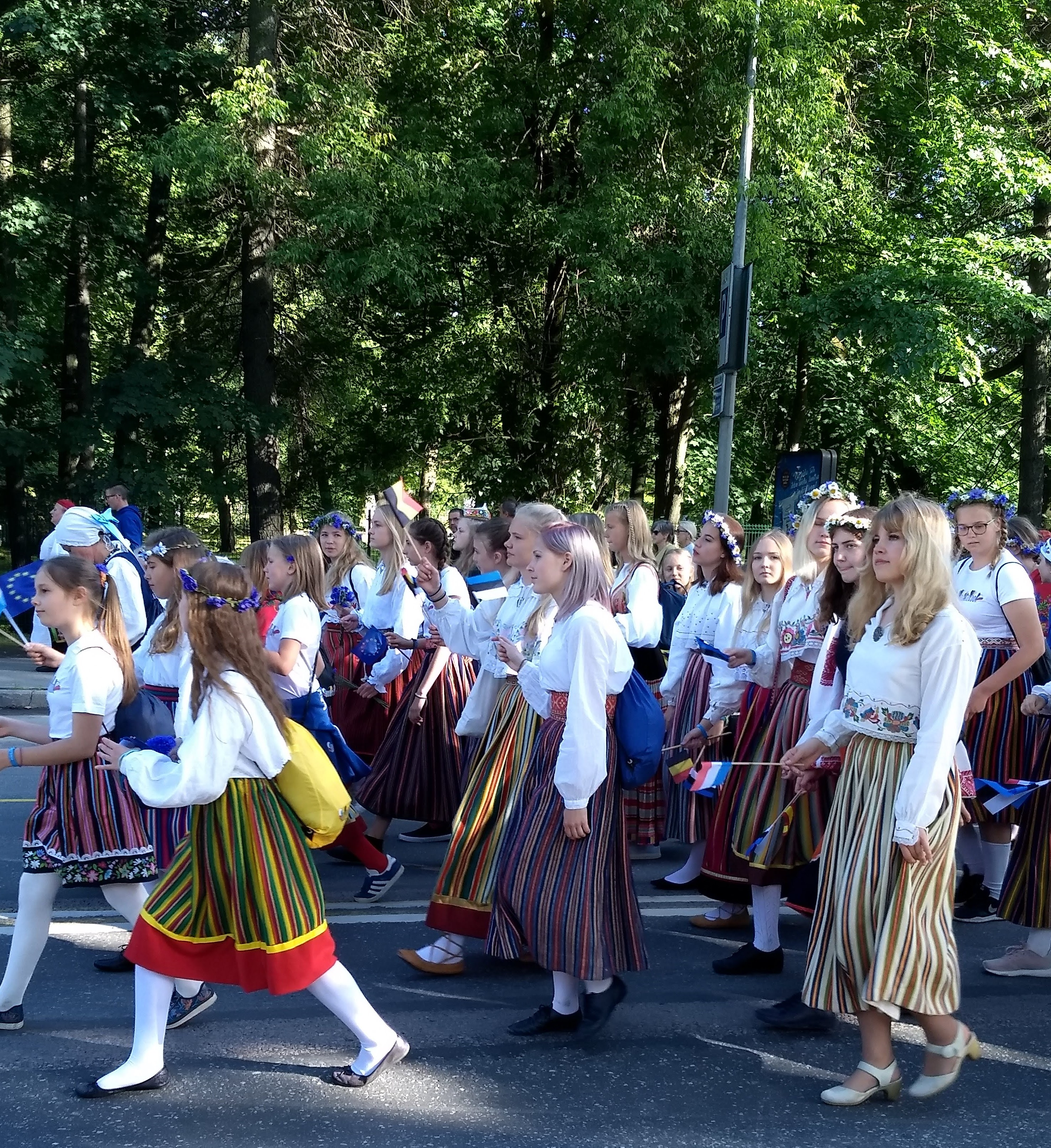
Jeunes filles en costumes traditionnels au Laulupidu 2019.

Au XIXe siècle, les costumes paysans sont inspirées de la mode urbaine européenne du fait de l'influence des villes,. Le costume traditionnel devient ensuite un symbole national, porté lors de festivals ou cérémonies, notamment durant le réveil national, puis au XXe siècle après l'indépendance du pays. En revanche, à la même période, l'usage quotidien des vêtements traditionnels en dehors des évènements spéciaux est progressivement délaissé. Par la suite, l’occupation soviétique tente masquer le caractère national des tenues.
Après le rétablissement de l'indépendance, les costumes traditionnels subsistent comme marqueur identitaire et restent largement utilisés lors des évènements et cérémonies (festivals de chants et danses, mariages, remises de diplômes, anniversaires...). Les spécificités régionales restent valorisées, présentant des coupes, couleurs et accessoires distincts, façonnés par l’histoire locale et les contacts extérieurs.
En parallèle, la mode européenne influence les vêtements du quotidiens depuis la seconde moitié du XIXe siècle, venant d'abord d'Allemagne du fait de la présence germano-balte. L'Estonie indépendante de l'entre-deux-guerres adopte ensuite des inspirations Art déco. Pendant l'occupation soviétique, les estoniens s'organisent pour détourner et réinterpréter les standards de styles fonctionnels imposés par le régime, contournant les interdictions idéologiques et les pénuries. Ainsi, dès 1958, le magazine Siluett de Tallinn lutte contre l'isolement culturel soviétique et relaie la mode des pays nordiques et du Bloc de l'Ouest, et conseille ses lecteurs pour le tricot et la couture à domicile, contribuant à faire de l'Estonie le territoire le plus culturellement occidentalisé de l'URSS,.

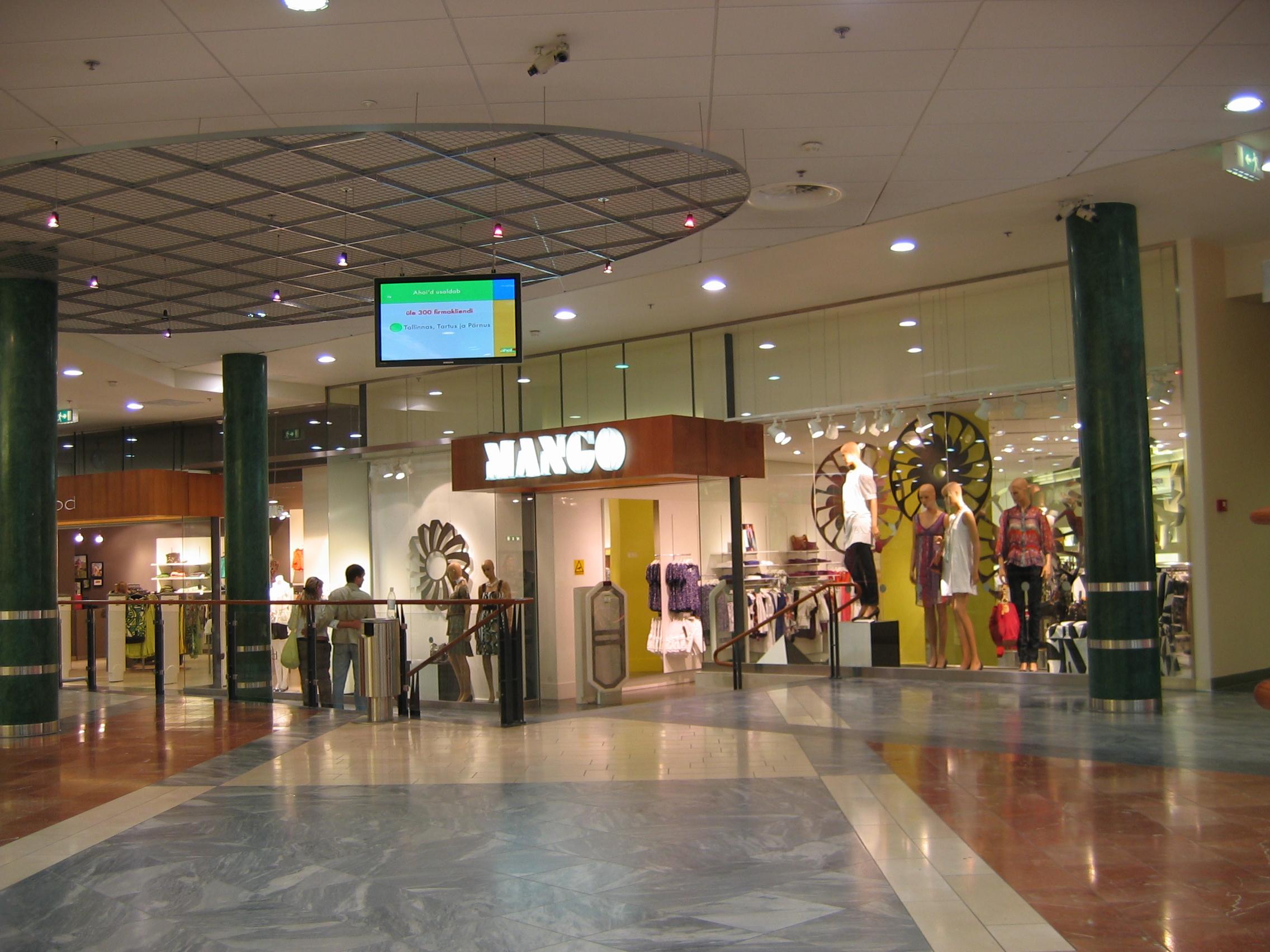
Boutique de l'enseigne espagnole de prêt-à-porter Mango dans le centre de Tallinn.

Depuis le rétablissement de l'indépendance en 1991, l’Estonie voit émerger un secteur de la mode contemporaine. La mode estonienne se caractérise par une esthétique minimaliste, un usage prononcé de matières naturelles, et une sensibilité inspirée du climat, de la lumière et des paysages. Une nouvelle génération de designers formés à l’Académie des arts ou à l’étranger, tels que Jaana Varkki, Karolin Kuusik, Reet Aus ou Lilli Jahilo, contribuent à faire connaitre la mode estonienne,,,. La scène estonienne compte également des festivals comme la Fashion Week de Tallinn, ERKI, ou le Port Noblessner Fashion Showcase.
Parallèlement, la consommation de mode en Estonie s’est largement massifiée et européanisée, avec une forte présence de marques internationales de fast fashion dans les grandes villes. Il existe cependant un marché de la seconde main completé par des plateformes de revente entre particuliers et des ateliers de réparation textile.

### Cuisine et gastronomie
La cuisine estonienne trouve ses racines dans les traditions paysannes de l'agriculture, de l'élevage et de la pêche. La nourriture estonienne est très marquée par la saisonnalité,. Une grande partie des spécialités estoniennes sont communes avec les pays voisins, on compte ainsi de nombreux plats issus ou partagés avec les cuisines allemande, suédoise et finlandaise, mais aussi russe et lettone,.

Les ingrédients les plus typiques sont le pain noir (qui accompagne tous type de plats), le porc, le poisson, la soupe au chou, les pommes de terre, les légumes et les produits laitiers,. Plus spécifiquement, les champignons sauvages, baies de genévrier, airelles ou encore le saumon sont régulièrement intégrés aux plats contemporains. Le printemps et l’été sont les saisons des produits frais ; durant cette période, les Estoniens utilisent des légumes, des baies et des herbes, et avec le climat plus chaud, les Estoniens font griller de la viande en plein air. En hiver, les Estoniens consomment principalement des champignons, des confitures et des aliments conservés.

Plats notables de la cuisine estonienne
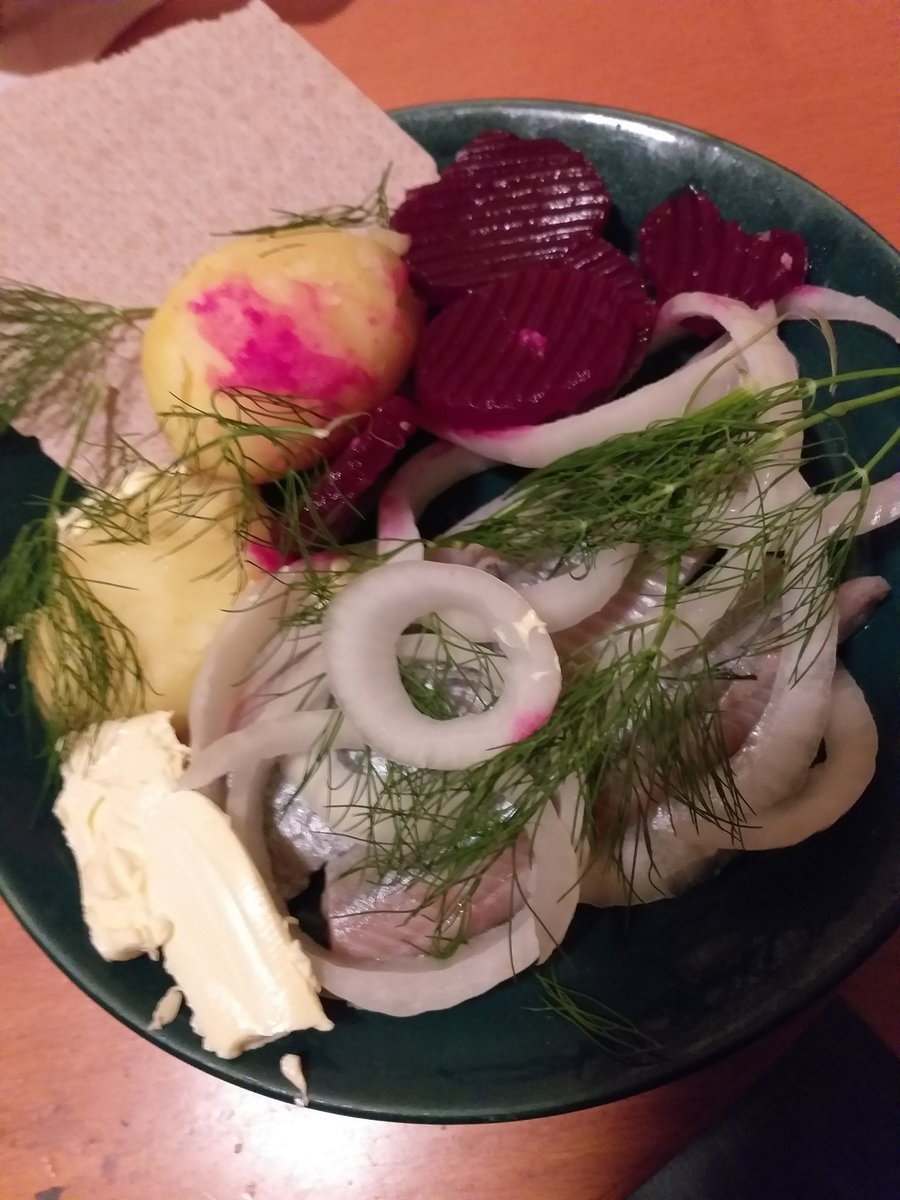
Heeringas, Hareng salé aux oignons.
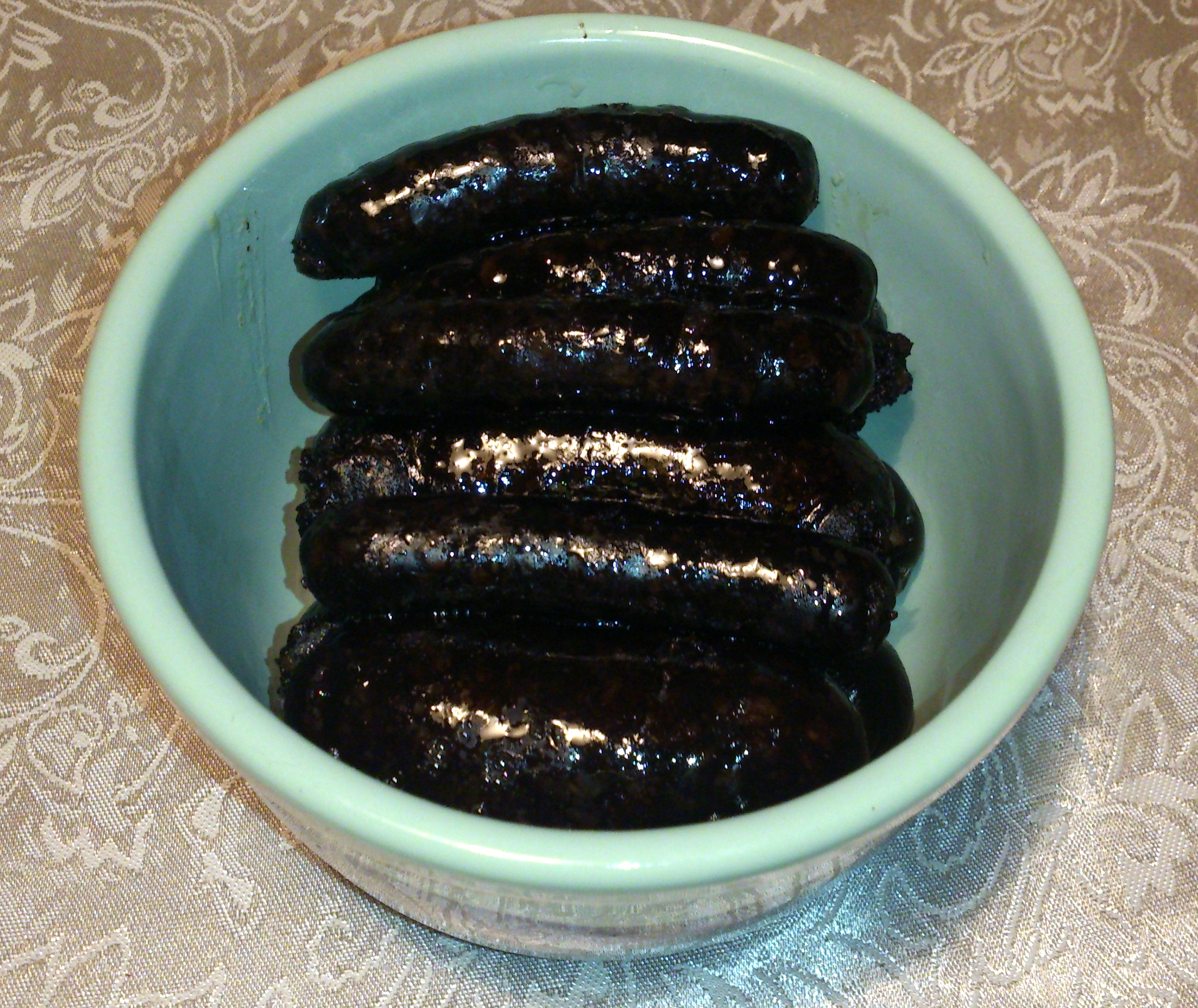
Verivorst, Boudin noir (ici cuit au four).
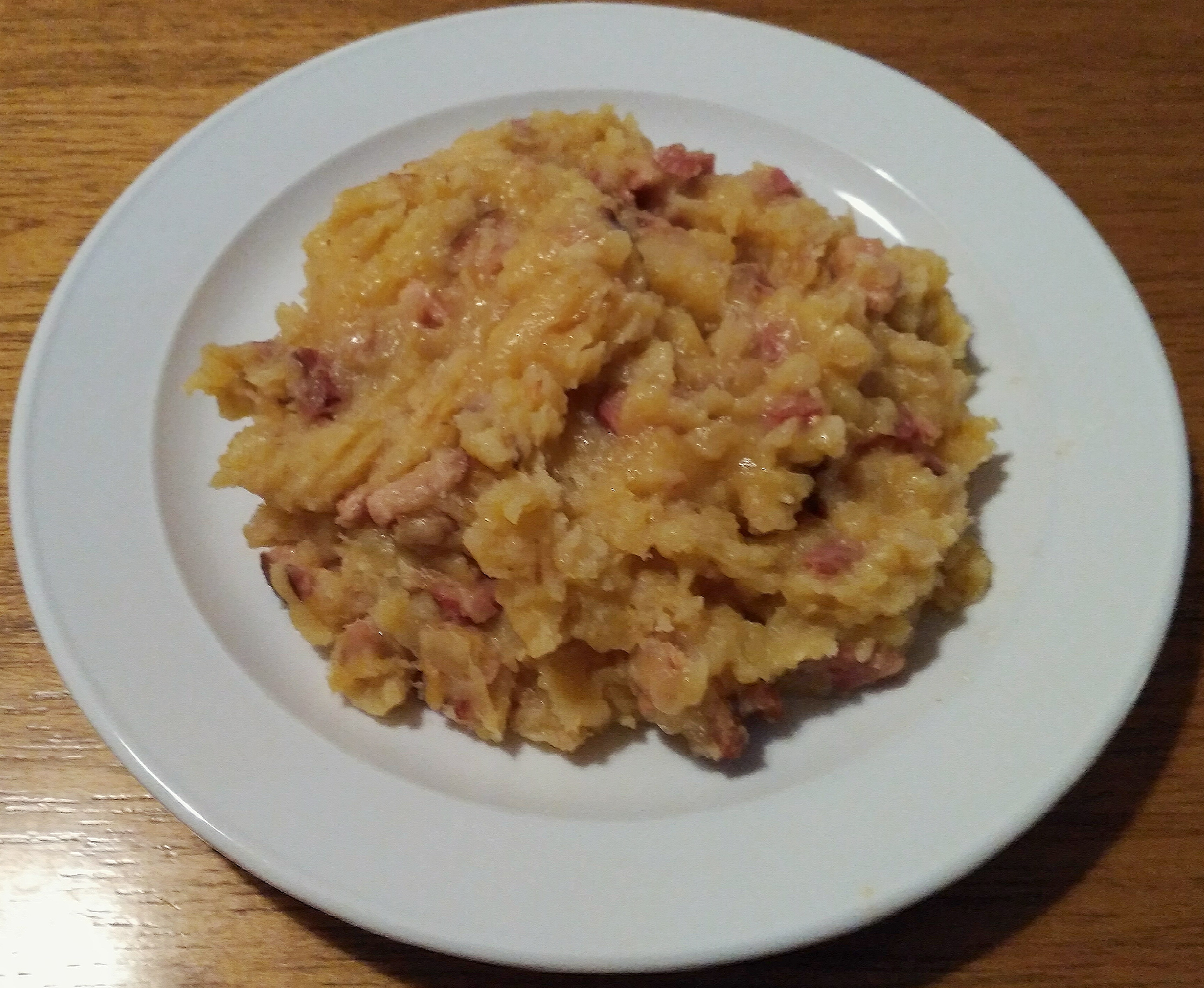
Mulgipuder, purée d'Orge perlé. Inscrite au Patrimoine immatériel de l'UNESCO.
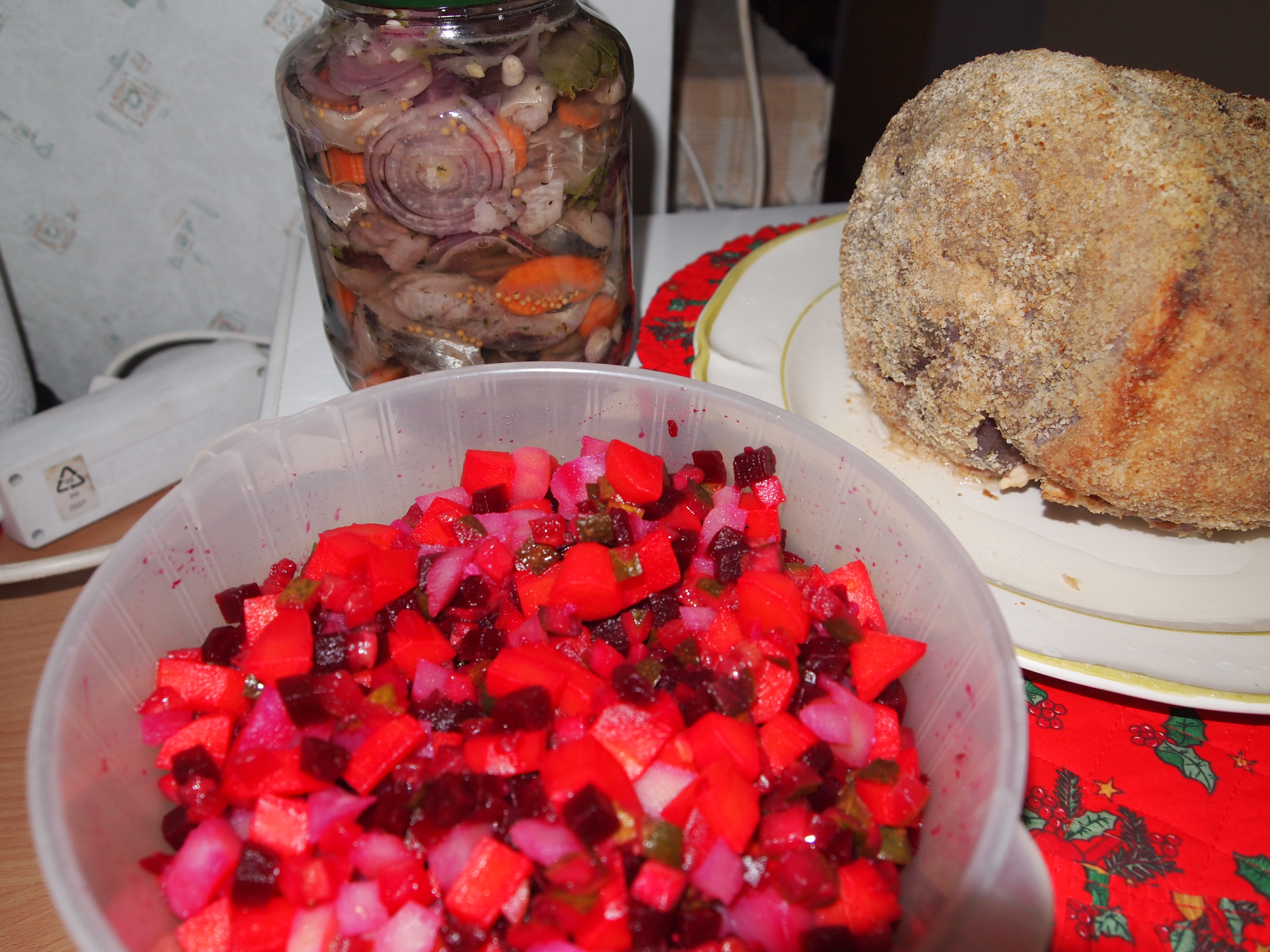
Rosolje, Salade de betteraves et hareng. Spécialité de Noël.
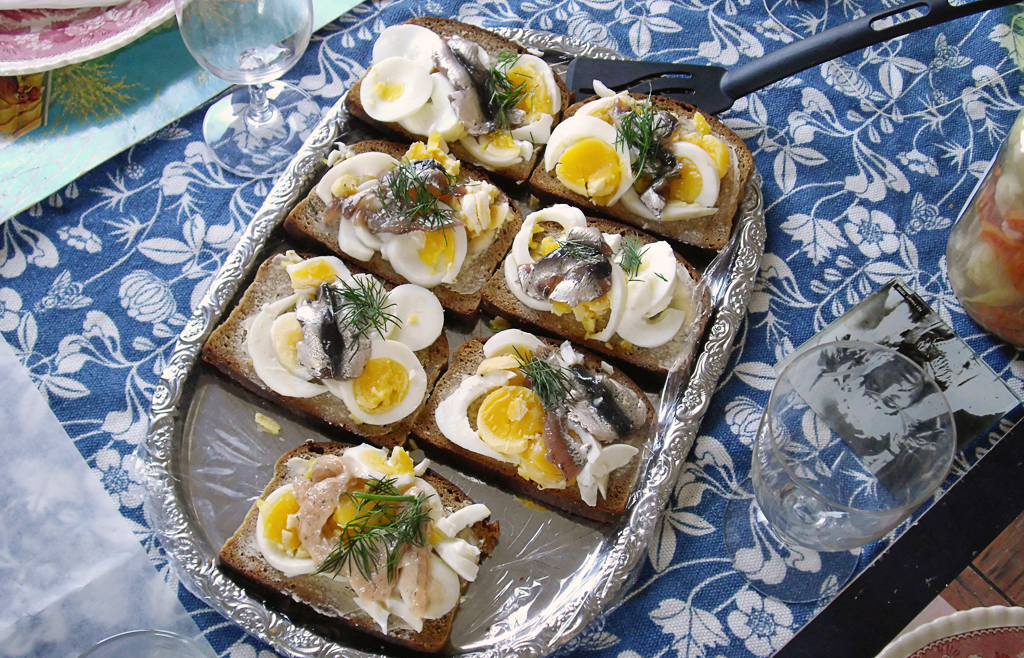
Kiluvõileib, Toast de Sprat aux œufs. Spécialité de la Fête nationale.
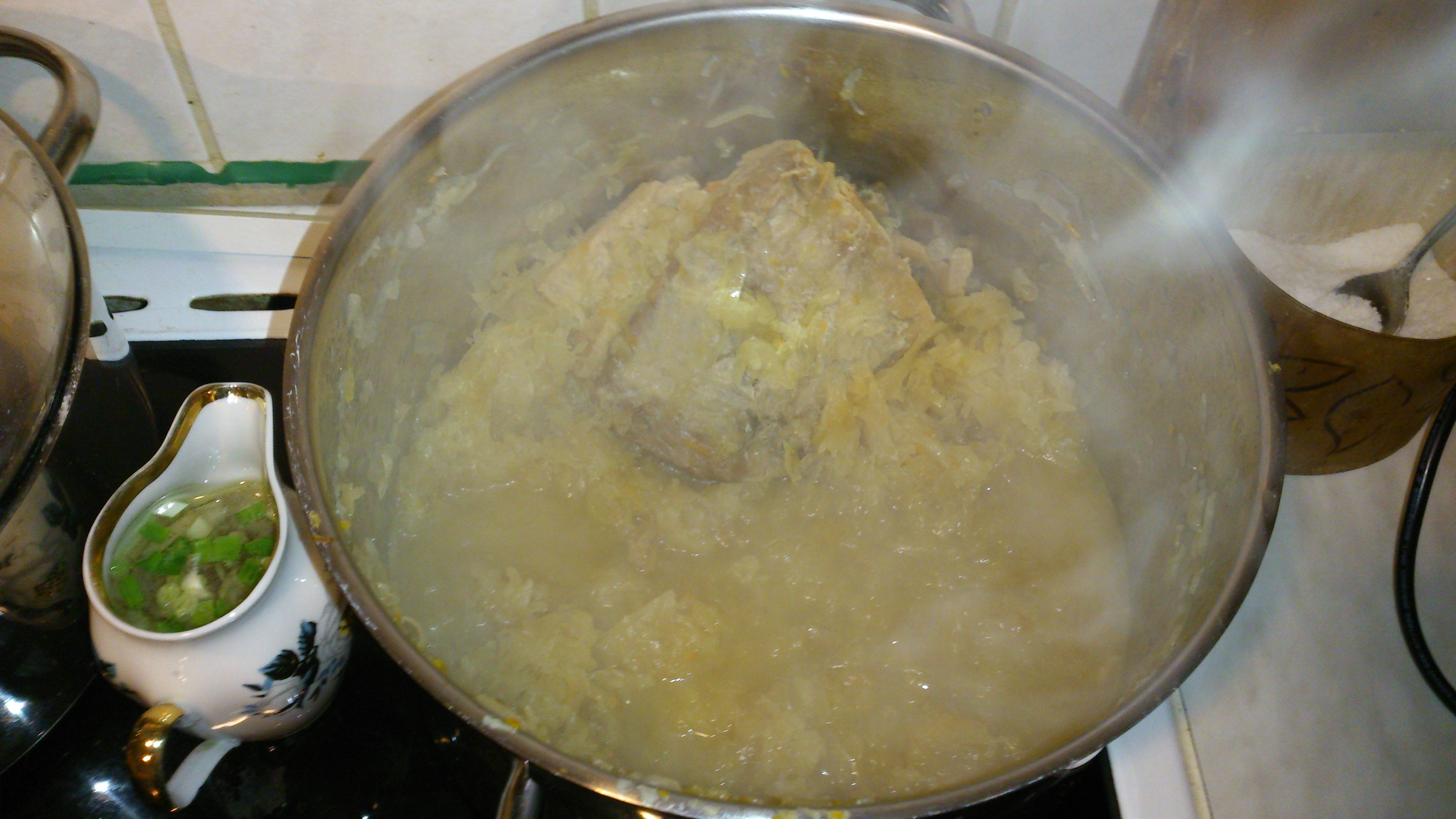
Hapukapsas
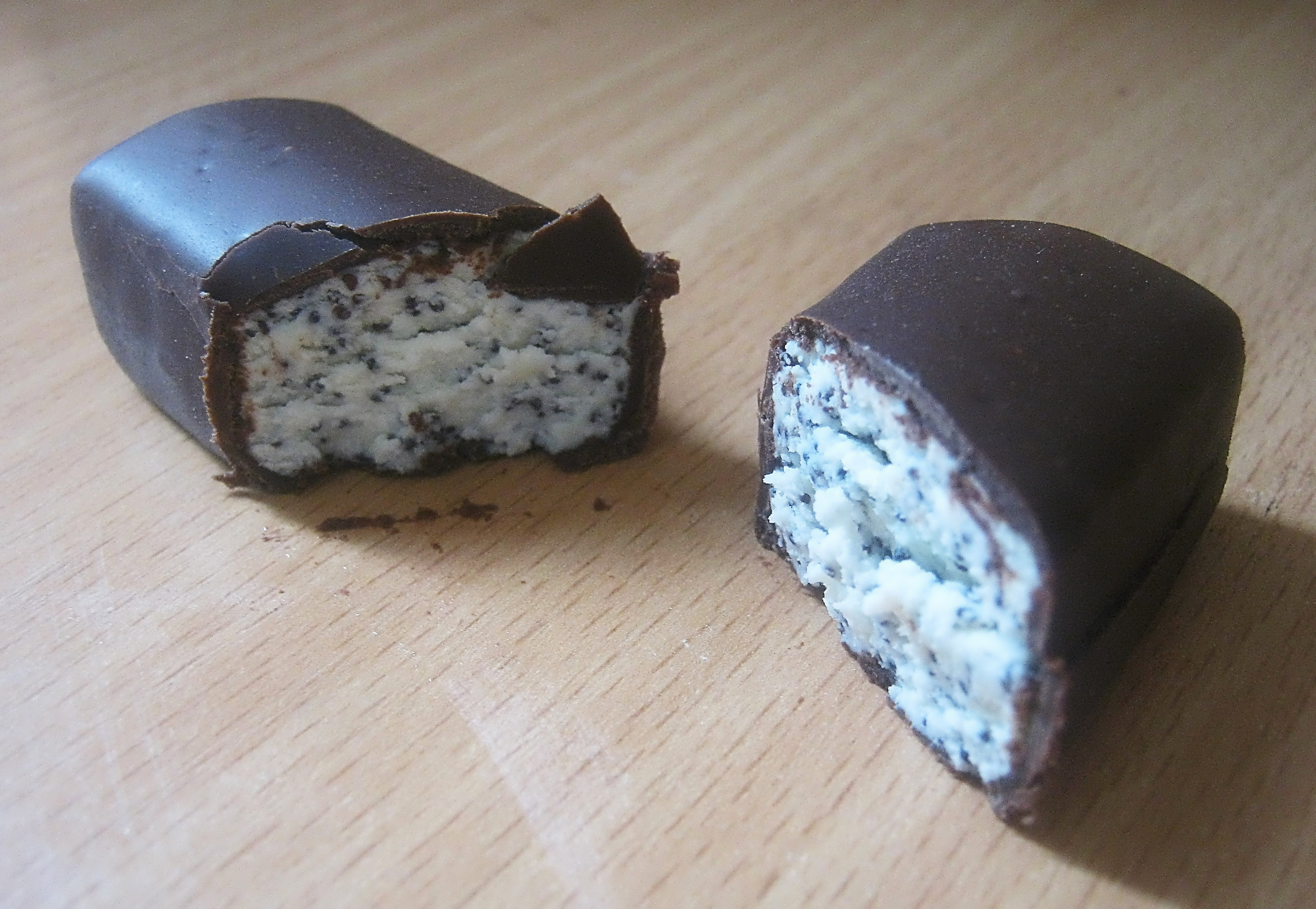
Kohuke, dessert. Populaire dans les Pays baltes.
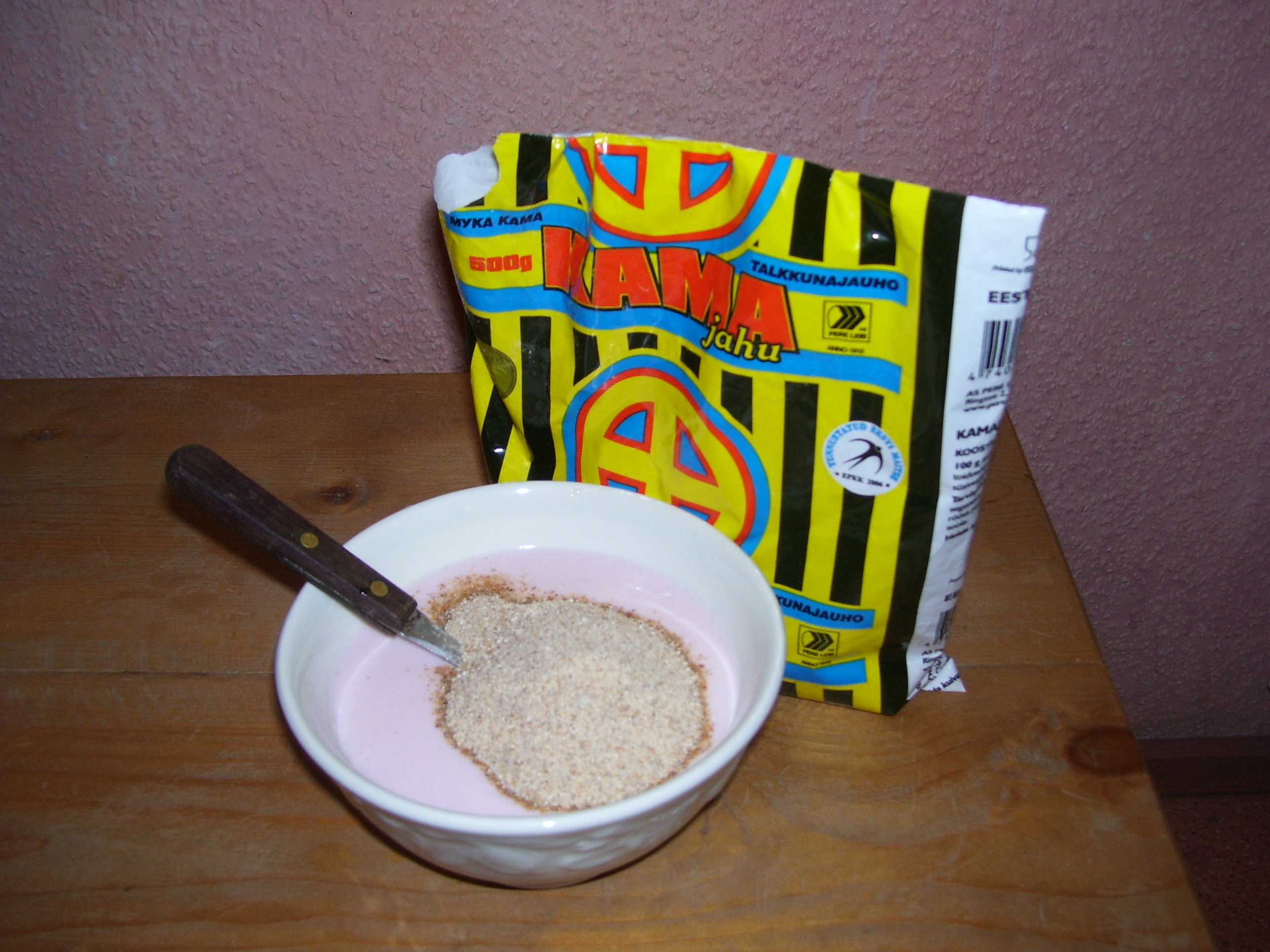
Kama, farine moulue de céréales.
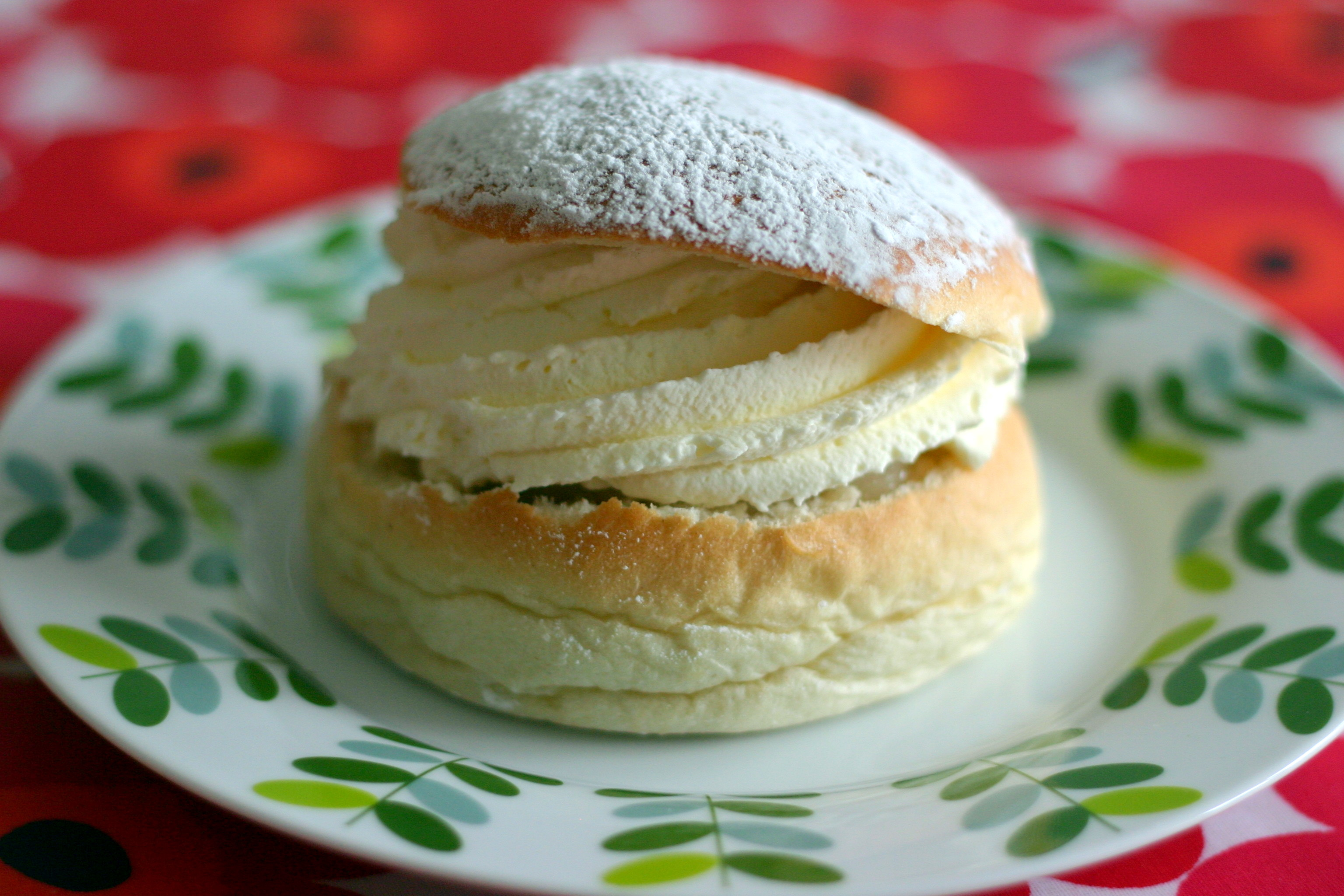
Vastlakukkel, brioche fourrée. Spécialité de Mardi gras.

L'Estonie met en place une politique et une culture de proximité favorisant la production et consommation de nourriture locale provenant des fermes estoniennes,. En parallèle, le développement du tourisme et l'amélioration du niveau de vie permet l'Estonie de se construire un savoir-faire gastronomique, reconnu à partir des années 2020. Ainsi l'Estonie figure depuis 2022 sur le Guide Michelin: les restaurants NOA et 180 de Tallinn possèdent respectivement une et deux étoiles, tandis que d'autres établissements à travers le pays sont labellisés,.

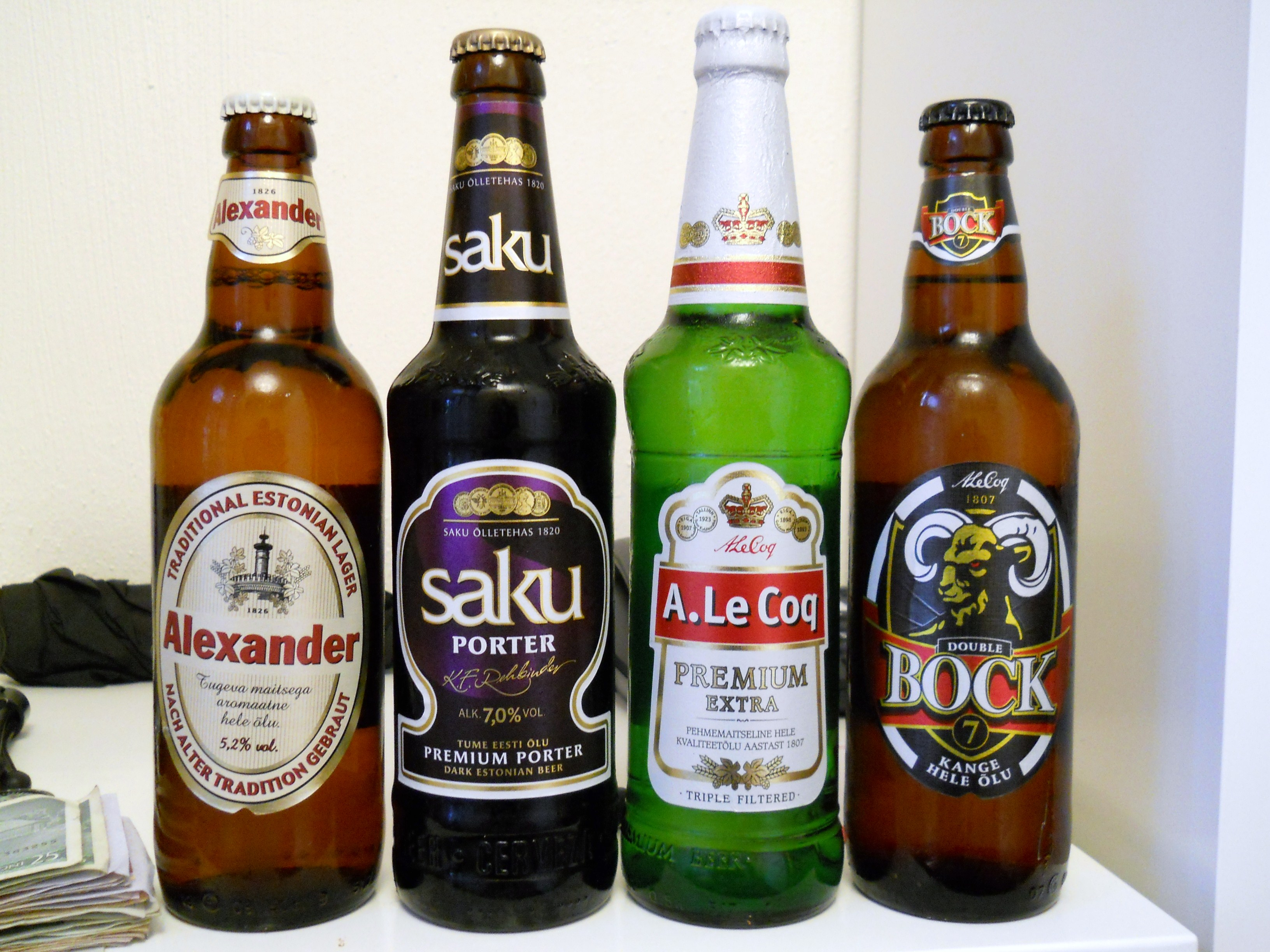
Marques de bières estoniennes.

Les multiples influences culinaires sont également visibles dans le domaine des boissons: la Bière est importée dès le XIIIe siècle lors de la colonisation allemande et les principales sociétés de brasseries actuelles sont fondées au XIXe siècle par des Germano-Baltes,. Des microbrasseries apparaissent dans les années 2010. La Vodka, présente depuis le XVe siècle en Estonie, voit sa production augmenter drastiquement sous l'Empire russe, et est aujourd'hui labellisée,. Déjà présent au Moyen Âge, le vin n'est massivement produit qu'à partir du début du XXe siècle,. La production estonienne compte de nombreux vins alternatifs produits à base de baies,. Spécialité d'Europe de l'Est, le Kvas, peu alcoolisé, est aussi répandu sous le nom de Kali.

### Philosophie, valeurs et tradition intellectuelle

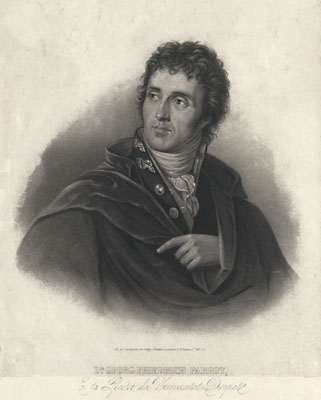
Georges Frédéric Parrot, physicien allemand d'origine française, a contribué à apporter la Philosophie des Lumières en Estonie.

La société estonienne a été traversée par des courants d'idées variées, principalement venus de l'extérieur. Une part significative de l'héritage philosophique provient en particulier de la tradition intellectuelle germanique et du protestantisme. La ville de Tartu est considérée comme le berceau intellectuel du pays.
L’attachement des Estoniens à l’éducation remonte au XVIᵉ siècle, avec l’influence du protestantisme luthérien introduit par les colonisations allemande et suédoise,,. Fondé sur la nécessité pour tous de comprendre les écritures religieuses, ce courant, renforcé par le piétisme, a encouragé la création d’écoles, de l’Université de Tartu, et la diffusion de textes en langue estonienne,,,.
La réouverture de l'Université de Dorpat (Tartu) au XIXᵉ siècle par les allemands-baltes de l'Empire russe permet la reconnexion avec l'Europe occidentale et la diffusion des idées des Lumières comme le libéralisme mais aussi leur déclinaison germanique, l'Aufklärung, influencé par Gottfried Wilhelm Leibniz,,,,. La diffusion de valeurs comme la liberté de pensée, la tolérance religieuse et l'éducation populaire va de pair avec le nationalisme romantique naissant, défendu par le courant Sturm und Drang diffusé par Johann Gottfried von Herder, disciple d'Emmanuel Kant, et Friedrich Maximilian Klinger, conservateur à l'Université de Tartu,.
Les idées d'émancipation se traduisent par un engagement pour améliorer le sort des paysans estoniens,,. Ainsi, des ecclésiastiques luthériens et intellectuels "estophiles" comme Otto Wilhelm Masing, initient la publication de périodiques en estonien et militent pour l’abolition du servage,. Les idées issues du nationalisme romantique inspirent les estoniens dans l'édification de leur nation lors du réveil national (Ärkamisaeg), puis a l'unité politique, l'autonomie, et enfin l'indépendance au XXᵉ siècle. Un ancrage culturel, religieux et politique dans les pays nordiques est revendiqué politiquement lors de l'indépendance, notamment en raison de certaines valeurs civiques communes, entres autres venues du Luthéranisme.

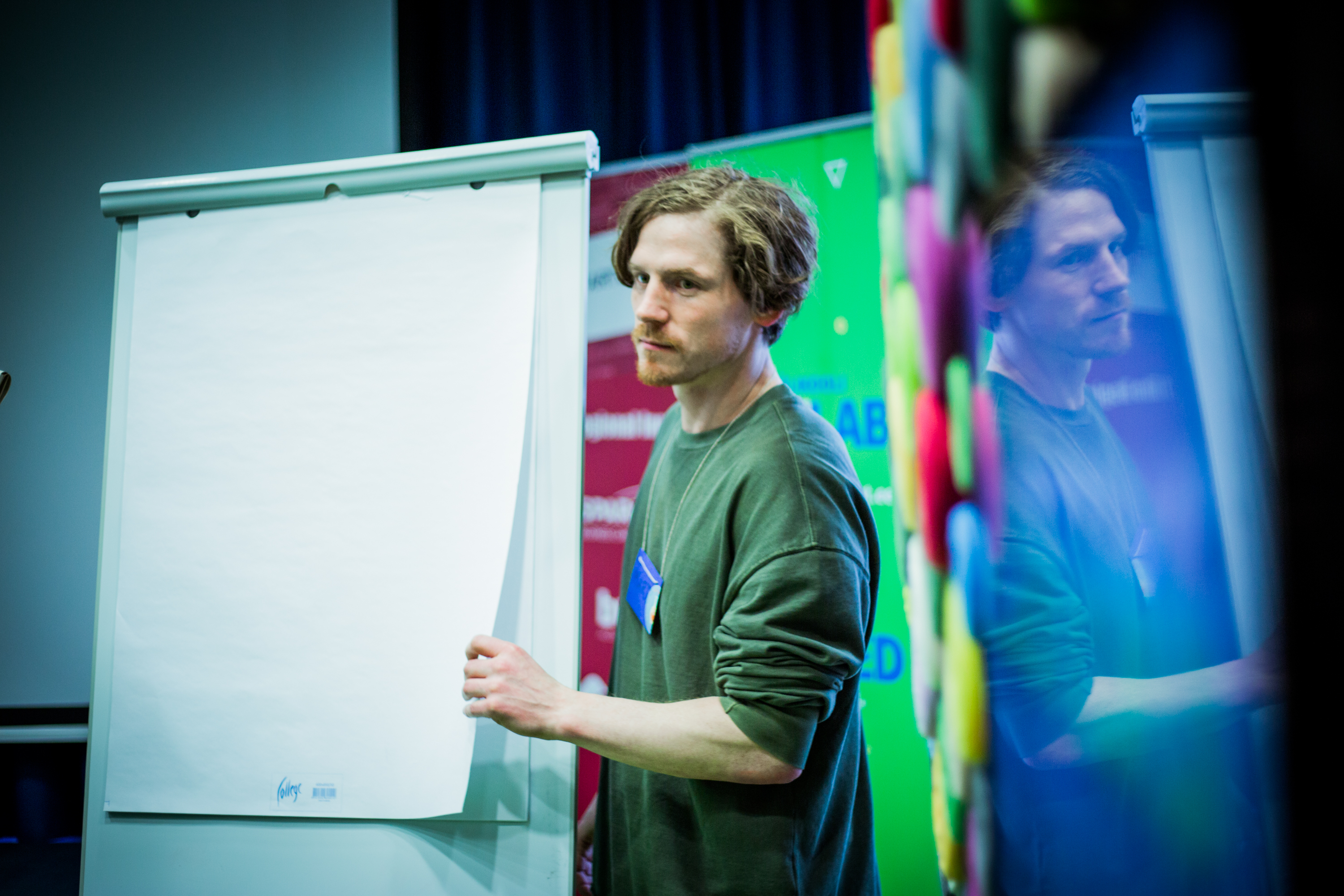
Märt Põder, philosophe estonien contemporain, militant pour l'accès à l'information.

Sous l'occupation soviétique, la société estonienne évolue en une culture sécularisée,. Les sciences humaines et sociales y sont largement surveillées et réprimées. Néanmoins, l'École de Tartu, créée par Jüri Lotman dans les années 1960, instaure une percée majeure en sémiotique de la culture, combinant linguistique structurale et analyse des symboles, et influençant durablement les sciences humaines.
Après la restauration de l’indépendance, l’Estonie adopte une variété de courants contemporains, tels que la philosophie analytique de Madis Kõiv, renouvelant l'intérêt pour la discipline. L'Estonie revendique a nouveau des valeurs communes a celles des pays nordiques, comme la rationalité, ou l'attachement à la liberté et à l'environnement. Néanmoins, si l'influence nordique est notable, d'autres spécificités (telles que la confiance institutionnelle ou l'individualisme) témoignent d’un héritage distinct,,,,,.

### Rituels et coutumes

#### Culture du Sauna

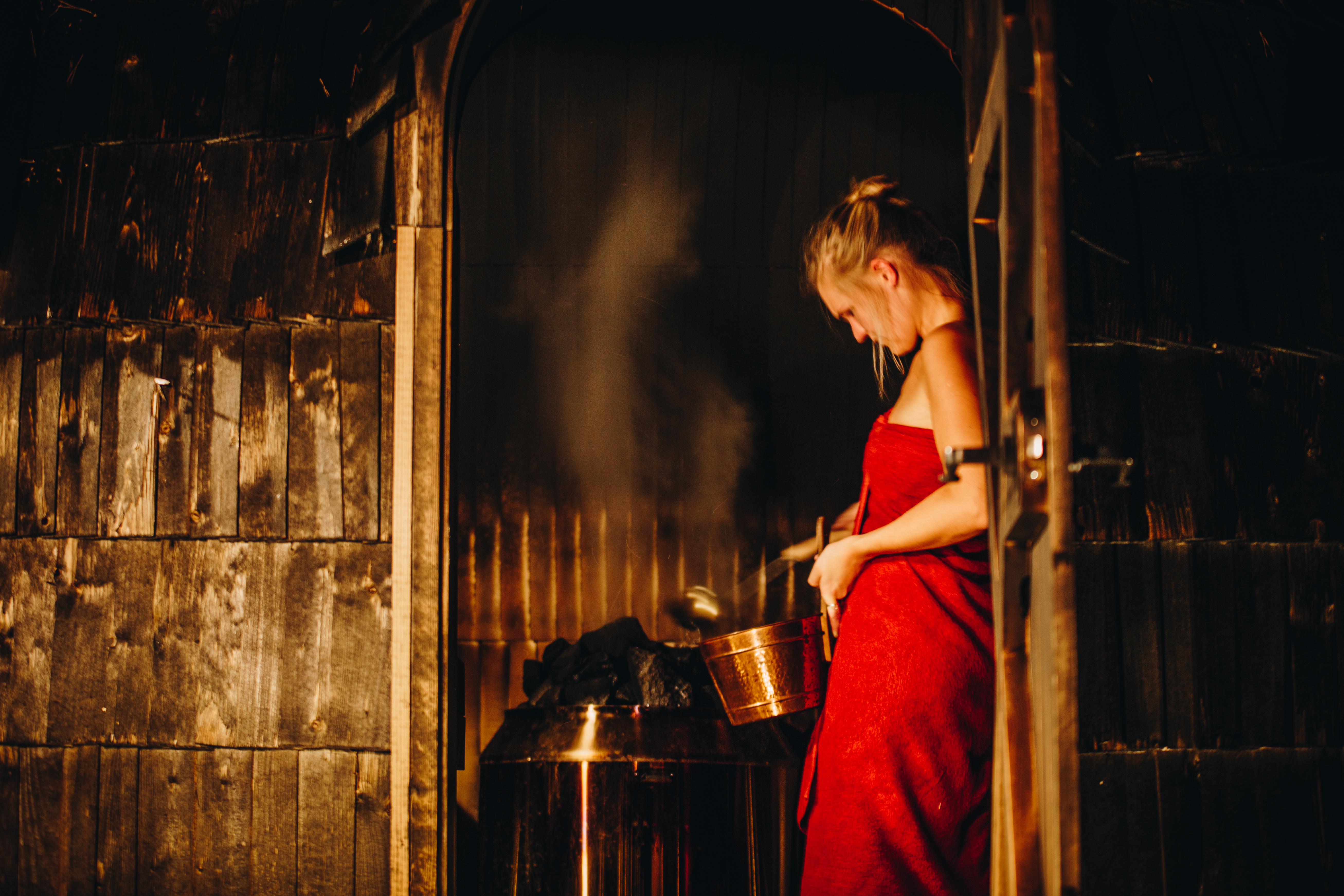
Sauna de fumée au Võrumaa.

Mentionné dans des sources écrites à partir du XIIIe siècle en Estonie, le Sauna (en Estonien Saun) y est une pratique culturelle profondément enracinée au point d’en être un marqueur identitaire majeur,. Si la Finlande, et dans une moindre mesure la Suède, sont les pays les plus fréquemment associés à la pratique du sauna — qu’ils ont largement contribué à diffuser en Europe occidentale et en Amérique du Nord —, l’Estonie occupe également une place centrale dans cette tradition,,.

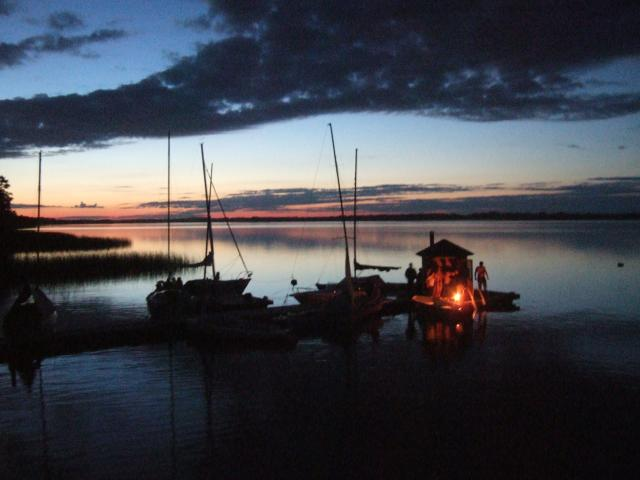
Sauna sur les bords du Lac Saadjärv, à Tartu vald.

Historiquement associé à diverses fonctions servant tout au long de la vie des individus, telles que les naissances, guérisons, rites de passages ou préparatifs funéraires, le Sauna est également un lieu de sociabilité, de rencontres entre amis ou famille, et parfois considéré comme sacré,,. Dans les campagnes, il est souvent isolé des fermes principales et situé à proximité d’une source ou d’un plan d’eau.
Version originelle du Sauna finnois/estonien jusqu'au XIXe siècle, le Sauna dit "de fumée", est encore largement présent en Estonie,. Régulièrement pratiqué dans la région du Võrumaa, le Sauna de fumée est inscrit sur la liste du patrimoine immatériel de l'UNESCO depuis 2014,. Cette forme ancienne est caractérisée par l'absence de cheminée pour évacuer la fuméee, elle nécessite ainsi un savoir-faire particulier pour préparer le bois, le chauffage, l'évacuation et d'autres règles symboliques associées.

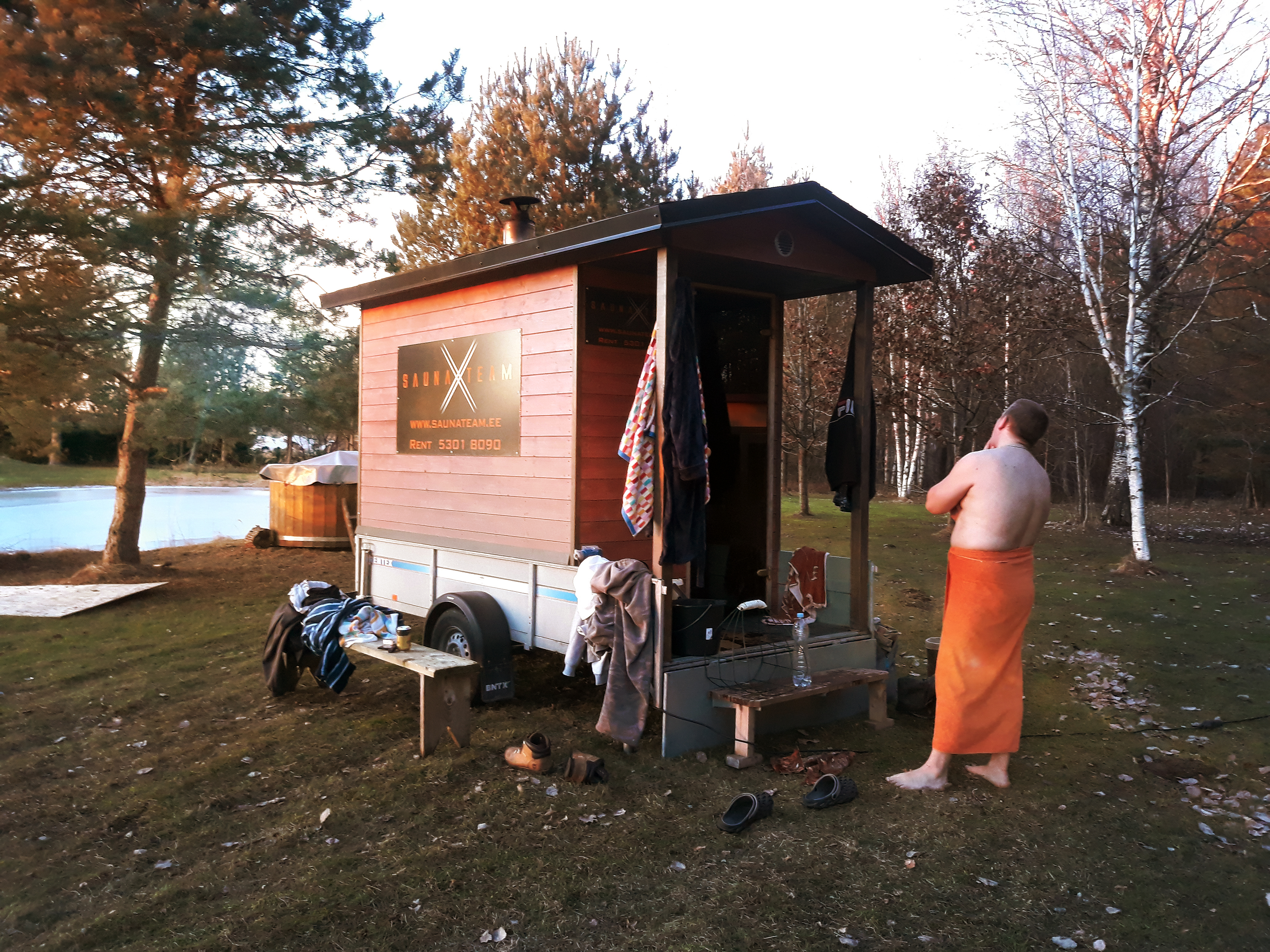
Sauna mobile dans une roulotte.

Depuis le XXe siècle, le sauna finlandais dit "classique" est le plus utilisé en Estonie, du fait de sa facilité d'installation et d'usage. Le Sauna permet au pays de se positionner comme une destination touristique de Bien-être: Avec l'amélioration des technologies, des Saunas plus originaux font également leur apparition: structures mobiles, bus réaménagés, igloos, cabanes flottantes... Le folklore associée au Sauna génère également des traditions burlesques telles que le «Marathon du Sauna» d’Otepää qui rassemble chaque année des centaines de participants, ou une variété de festivals. L'Estonie exporte également son expertise dans la construction de saunas à travers le monde,.

#### Célébrations et évènements
Les rites de passage, tels que les mariages, les baptêmes et les funérailles, conservent parfois certains éléments issus du folklore traditionnel, bien que souvent intégrés à des formes modernes ou religieuses,,,,. Le mariage donne lieu à des rituels symboliques tels que l’enlèvement fictif de la mariée, le changement de coiffe marquant son passage au statut d’épouse ou encore des chants de lamentation lors du départ du foyer familial,,. Ces traditions sont parfois accompagnées de jeux collectifs et d’épreuves à visée humoristique, renforçant l’aspect communautaire de la cérémonie,,.

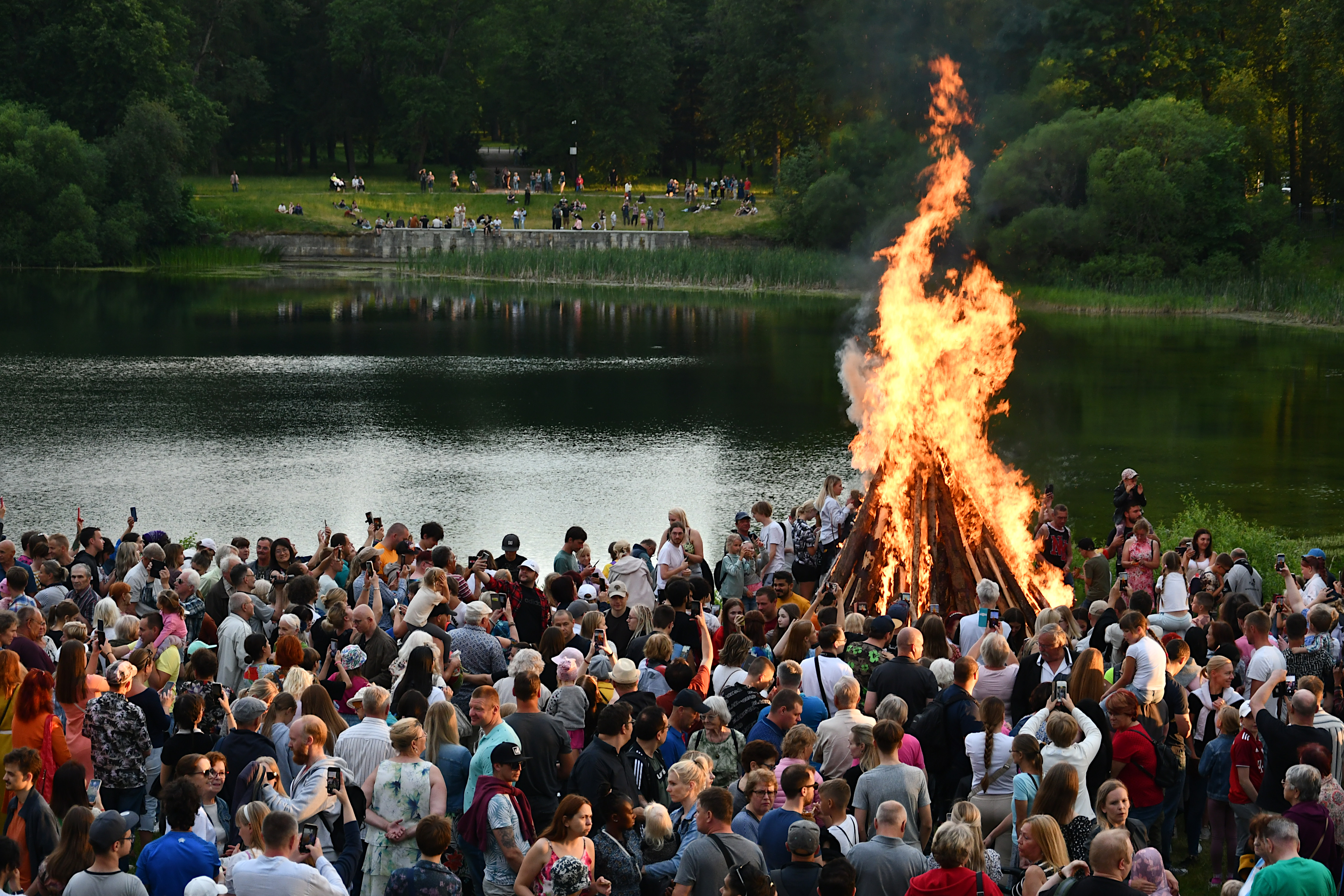
Jaanipäev à Tartu en 2023.

Le calendrier folklorique estonien se distingue par un ensemble de fêtes combinant héritages préchrétiens, traditions agraires et influences chrétiennes germaniques et scandinaves. Jaanipäev ("Jour de Jean"), célébré autour du 23 juin, est la déclinaison estonienne de Midsummer, fête nordique associée au solstice d’été et à la Fête de la Saint-Jean. Comme dans les pays de la région nordique, elle conserve des éléments des anciens cultes solaires, notamment l’allumage de feux de joie, les chants populaires (regilaulud) et des pratiques rituelles comme les sauts au-dessus des flammes ou la recherche symbolique de la "fleur de fougère",.

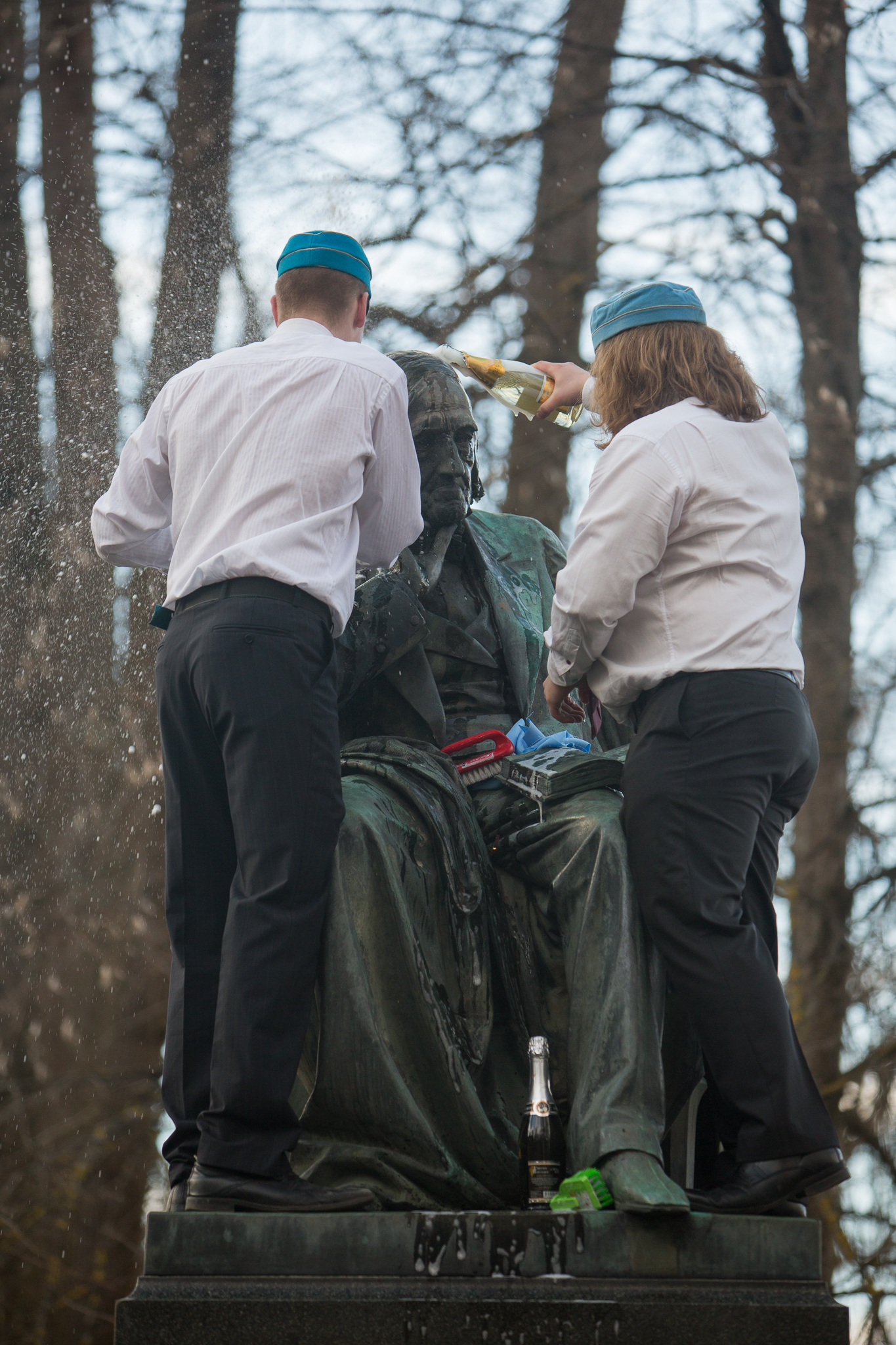
Tradition de Volber: Statue de Karl Ernst von Baer aspergée de vin par des étudiants.

Volber/Volbriöö est la déclinaison estonienne de la Nuit de Walpurgis, une tradition allemande et nordique (équivalent de Vappu en Finlande) qui marque la transition vers l’été. Cette fête, particulièrement populaire dans les milieux étudiants à Tartu, se caractérise par une ambiance carnavalesque et la présence de déguisements évoquant des sorcières ou des figures folkloriques,
D'autres célébrations témoignent du rôle persistant des rituels agraires dans la culture estonienne: Mardipäev ("Jour de Martin", 10 novembre) correspond à la Saint-Martin et Kadripäev ("Jour de Catherine", 25 novembre), correspond à la Sainte-Catherine,. Ces fêtes consistent en visites déguisées de maison en maison par des enfants chantant pour recevoir des dons symboliques, et sont perçues comme un équivalent local d'Halloween,,. Le Vastlapäev est la version estonienne de la fête nordique Fastelavn mélangée à la tradtion de Mardi gras, Précédant le carême chrétien, ce jour donne lieu à des activités hivernales comme la luge,.

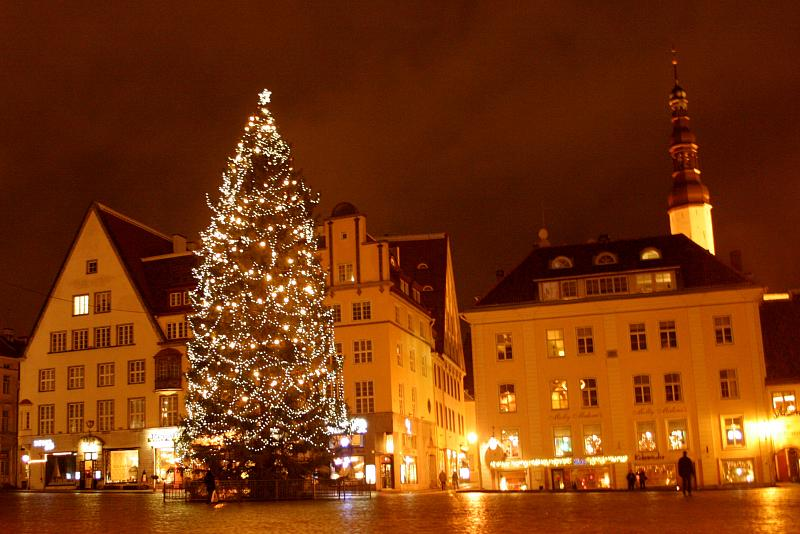
Le Sapin de Noël de Tallinn est l'une des plus anciennes traditions de sapins de Noël du monde.

La fête de Noël en Estonie découle directement de l'appropriation par les allemands-baltes protestants de Yule, l'ancienne fête païenne germanique et nordique du solstice d'hiver, dont elle reprend le nom (en estonien Jõul),. La ville de Tallinn est la première ville au monde a mentionner l'usage d'un sapin pour célebrer Noël en place publique, en 1441.
Plusieurs manifestations contemporaines s’inspirent de traditions anciennes tout en incorporant des dimensions festives ou symboliques renouvelées. La Muinastulede öö ("Nuit des feux anciens"), organisée chaque à la fin août le long du littoral de la Mer Baltique, s’inspire des anciens signaux de feu maritimes et se veut un acte collectif de mémoire et d'hommage à la tradition nordique maritime de l'Estonie,.
D'autres évènements popularisent la culture indigène sous forme humoristique, voire d'autodérision. Le Seto Kuningriigipäev ("Jour du Royaume des Setos"), journée de valorisation de la culture du peuple Seto, propose des mises en scènes burlesques et décalées,. Dans les fêtes de villages (küla peod), on retrouve également des jeux populaires tels que le concours de Porter de femme. Ces evènement permettent de faire vivre les cultures vernaculaires, tout en témoignant d’une capacité à revisiter les croyances ancestrales dans un cadre ludique et souvent distancié.

#### Fêtes et jours fériés officiels

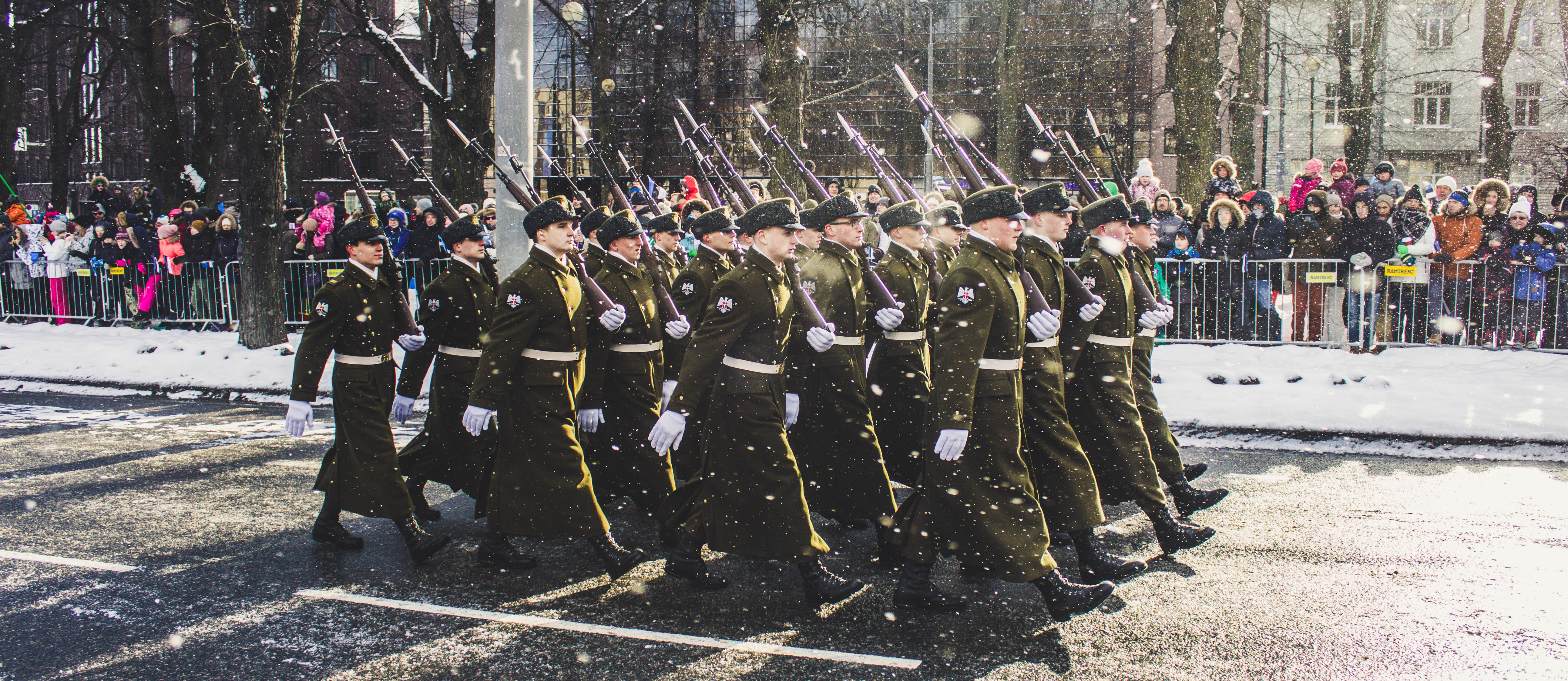
Défilé du bataillon de la Garde lors de la Fête nationale 2018.

En Estonie, 12 Jours fériés légaux sont définis par la Loi.Le 1er janvier, Jour de l'an, célèbre le début de l’année. La fête nationale de l'Estonie est le 24 février, jour de la publication formelle de la déclaration d'indépendance, acte fondateur de la république d'Estonie en 2018. Ce jour fait l'objet d'une parade militaire et de cérémonies.
La période de Pâques comprend deux jours fériés : le Vendredi saint, en mémoire de la crucifixion du Christ, et le Dimanche de Pâques, jour de la résurrection, tous deux profondément enracinés dans le calendrier chrétien. À la même tradition s’ajoute la Pentecôte, célébrée cinquante jours après Pâques. Le 1er mai marque l'héritage du jour de Walburge ainsi que de la Journée internationale des travailleurs, mais est officiellement fériée en tant que Fête de mai pour célebrer l'arrivée du Printemps,.

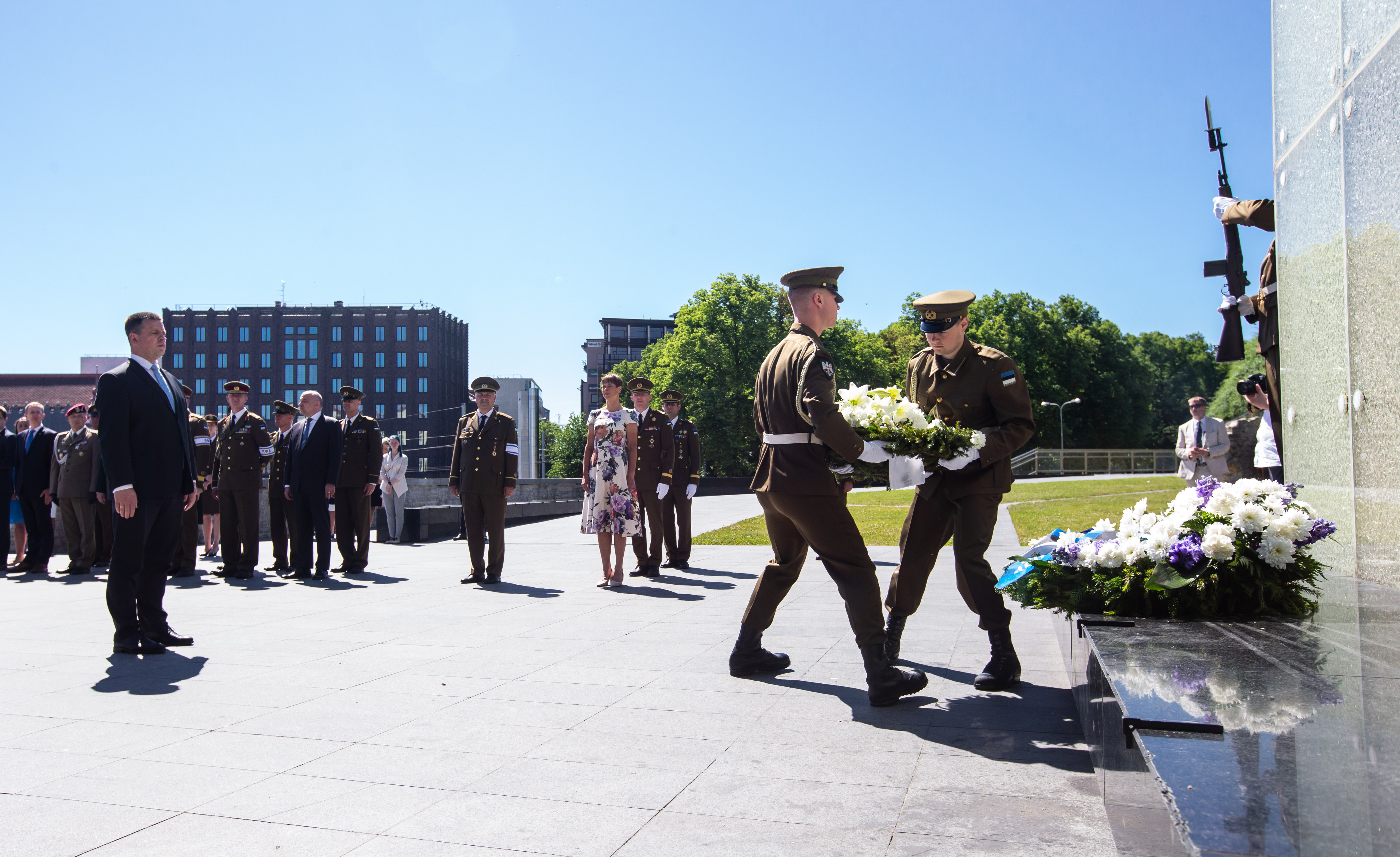
Cérémonie du Jour de la Victoire en 2020. Dépôt de gerbe devant le Premier ministre d'Estonie Jüri Ratas.

Le 23 juin, Journée de la Victoire, honore la mémoire de la Bataille de Cesis (1919), durant la Guerre d'indépendance de l'Estonie. Le lendemain est le jour de la Saint-Jean (Jaanipäev), qui coïncide avec le solstice d’été et reste l’une des fêtes les plus importantes et les plus populaires en Estonie, alliant traditions païennes et fête officielle. Le 20 août célèbre la restauration de l’indépendance de l’Estonie, marquant la fin de l'occupation soviétique en 1991.
La période de Noël constitue un bloc significatif de jours fériés. Le 24 décembre, veille de Noël, est reconnu comme jour de repos officiel ou débute la Paix de Noël. Les 25 et 26 décembre, respectivement Noël et le lendemain de Noël, sont également fériés, dans la continuité des célébrations chrétiennes de la Nativité.

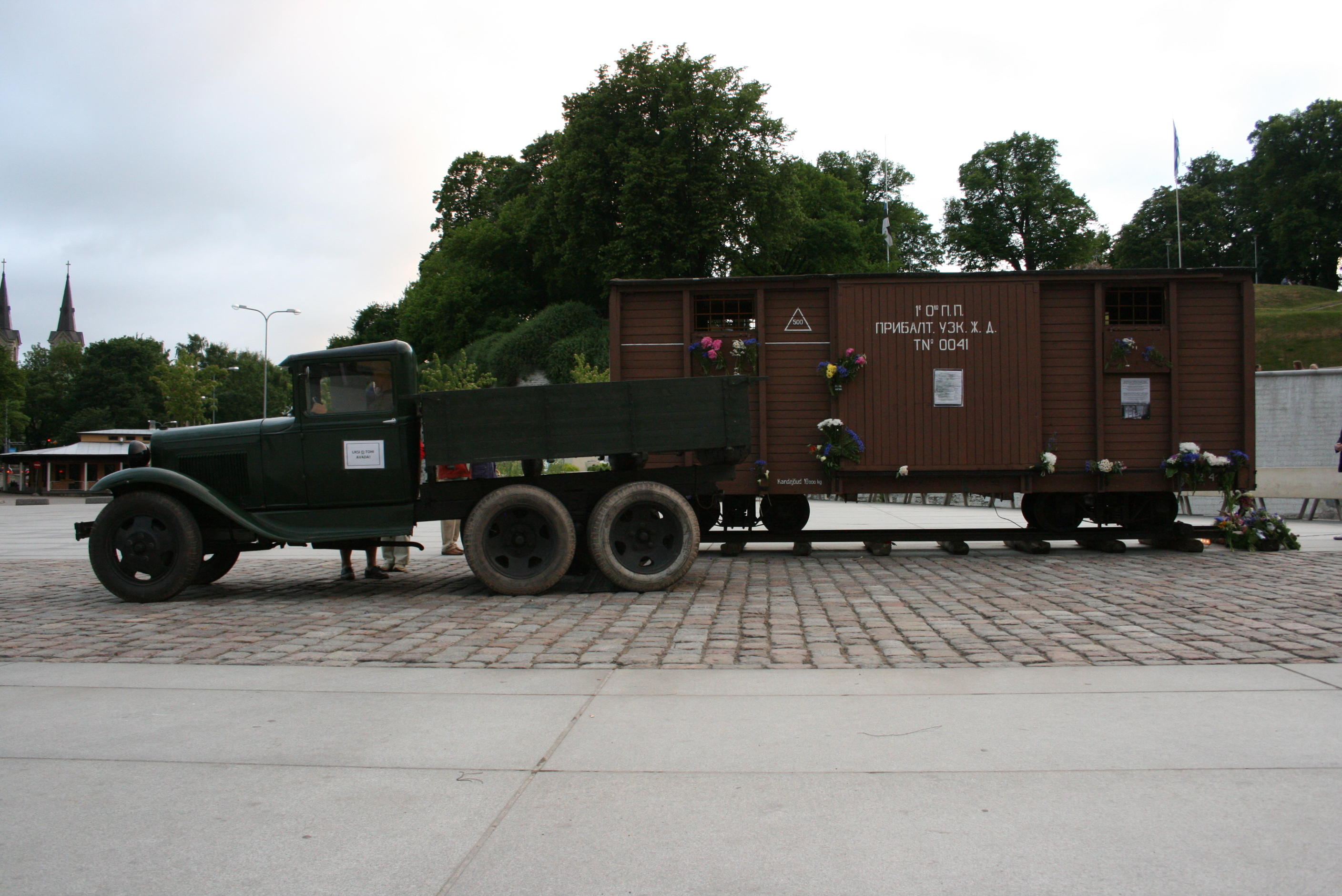
Exposition des wagons ayant servi aux déportations de 1941 le 14 juin 2011.

L'Estonie reconnaît également une série de jours dit "d'importance nationale" dans la loi. Bien que ces journées ne soient pas fériées ou chômées, elles occupent une place symbolique essentielle dans la mémoire collective et l'identité culturelle du pays, particulièrement sur l’histoire politique et les tragédies du XXe siècle. Le 2 février marque l'anniversaire du Traité de Tartu, signé en 1920 entre l’Estonie et la Russie bolchévique, qui reconnaît pour la première fois l’indépendance de la république d’Estonie. Le 14 juin est le jour de deuil national, qui commémore les déportations de la population estonienne par l'Union soviétique. Le 23 août coincide avec la Journée européenne du souvenir, l'anniversaire de la Voie balte et rappelle les conséquences du Pacte germano-soviétique lors de la Seconde Guerre mondiale. Le 22 septembre est le Jour de la résistance, il commémore les luttes pour le rétablissement de l'indépendance pendant les occupations successives. À ces dates s’ajoute le 16 novembre, Jour de la déclaration de souveraineté, qui marque un moment-clé du processus de restauration de l’indépendance en 1988.

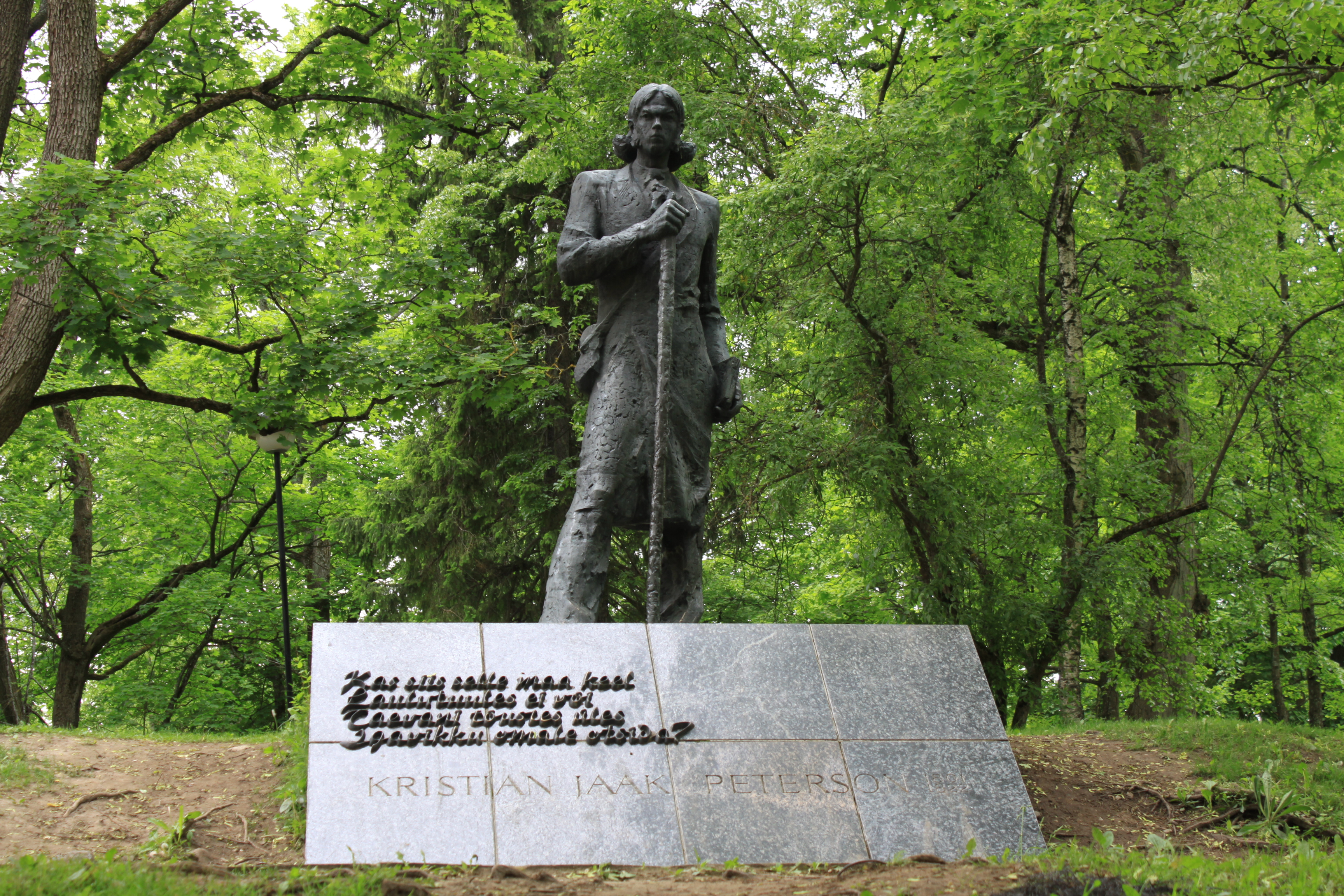
Statue de Kristjan Jaak Peterson, fondateur de la poésie estonienne, à Tartu.

L'Estonie consacre une journée à la langue estonienne: la journée de la langue maternelle, qui à lieu tous les 14 mars, date d'anniversaire du poète et écrivain Kristjan Jaak Peterson. Le 4 juin marque la Journée du drapeau, qui commémore la bénédiction du drapeau national en 1884. Le deuxième samedi d’octobre est la Journée des peuples finno-ougriens, qui souligne l'appartenance linguistique et culturelle de l’Estonie à cette famille ethno-linguistique,. D'autres dates mettent à l’honneur la vie familiale et les valeurs sociales, telles que la Fête des mères (deuxième dimanche de mai), la Fête des pères (deuxième dimanche de novembre) et la Journée des grands-parents (deuxième dimanche de septembre),,. Bien qu’issus de la tradition chrétienne, le Jour des Trois Rois (Épiphanie, le 6 janvier), et le Jour des défunts (2 novembre) sont aussi classés comme jours d’importance nationale,.

### Influences et échanges internationaux

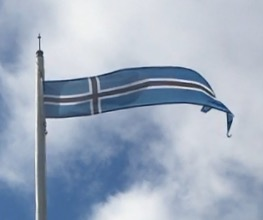
Drapeau estonien arborant une Croix scandinave sur l'ile de Vormsi, représentant la proximité de l'Estonie avec les Pays nordiques.

La culture estonienne résulte d'un héritage indigène fennique commun avec celui de la Finlande auquel se sont ajoutés de fortes influences germaniques venant d'Allemagne et de Scandinavie,,. Dans une moindre mesure, il existe également des influences baltes des pays voisins, mais aussi slaves (ukrainiennes, polonaises et russes) résultant des échanges, et des conquêtes par la Pologne, la Russie et l'Union soviétique.
L’Estonie partage de profonds liens culturels avec les pays nordiques, perceptibles tant dans sa production artistique que dans les modes de vie et valeurs de sa population. Néanmoins, pour des raisons géopolitiques (rattachement habituel aux pays baltes, à l'Europe centrale et orientale, et absence de l'Estonie des structures officielles de coopération nordique), cette proximité culturelle est encore trop rarement reconnue à l'étranger,,. L'identité nordique en général et sa proximité avec la Finlande en particulier ont toutefois été systématiquement revendiquée par l'Estonie à chaque période d’émancipation et de conquête de son indépendance, tant sur les plans politiques que culturels,,,,.

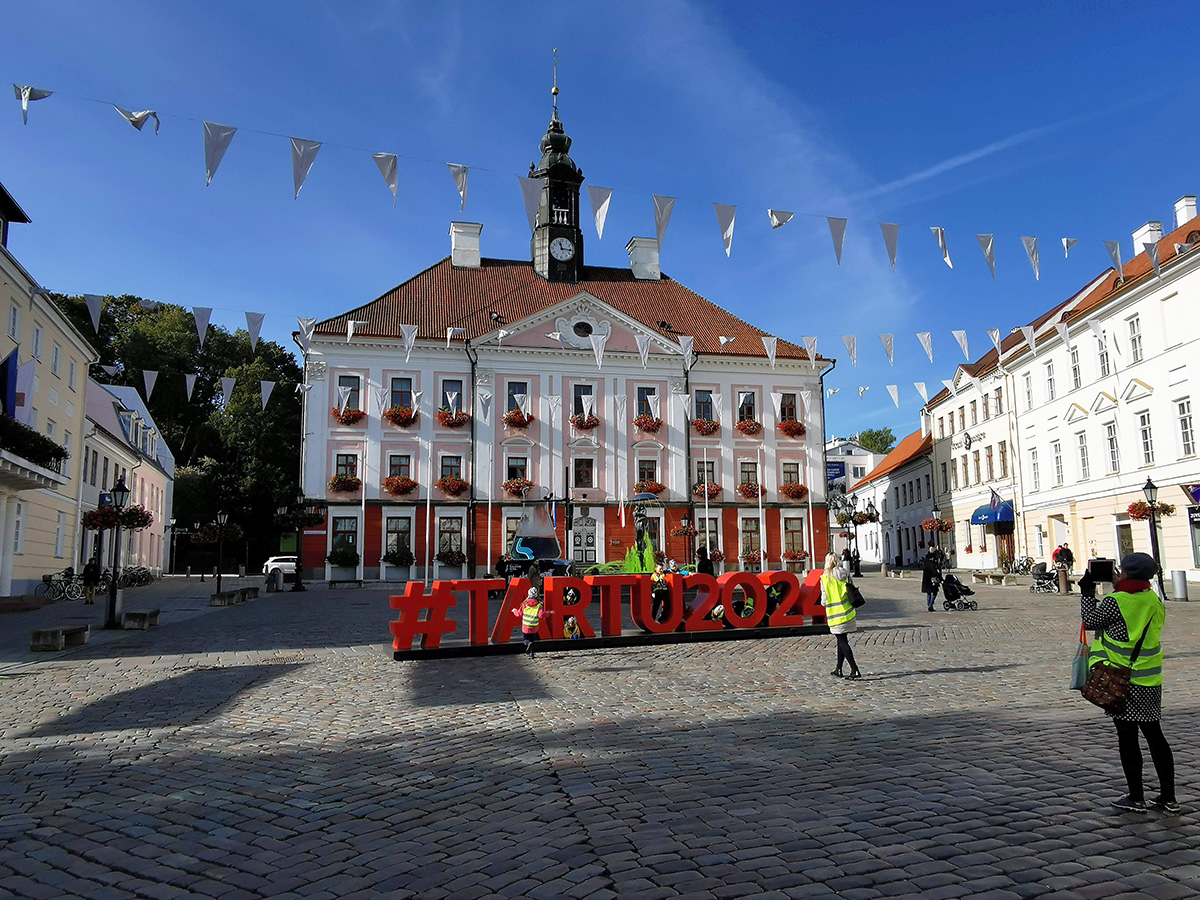
Tartu, élue Capitale européenne de la culture en 2024, après Tallinn en 2011. Logo géant de #TARTU2024 sur la Place de l'Hôtel de ville.

L'Estonie a de tout temps été rattachée à l'espace culturel européen, néanmoins son éloignement géographique et les conquêtes étrangères lui ont valu d'être parfois à la limite du monde occidental. Pendant l'occupation soviétique, l'accès à la culture de l'autre coté du Rideau de fer via les radios et télévisions de la Finlande voisine faisait néanmoins de l'Estonie le territoire le plus occidentalisé de l'URSS. Son intégration dans la mondialisation en fait aujourd'hui un pays sujet à de multiples influences culturelles extérieures.
Plusieurs aspects de la culture estonienne et de son patrimoine, tels que le grand nombre d'espaces naturels, ou les lieux historiques (comme la vieille ville de Tallinn), servent l'attractivité internationale, notamment dans le secteur du tourisme. La ville de Tallinn seule attirait 1,31 Million de touristes étrangers en 2024, avec une augmentation des visiteurs venus d'Allemagne, du Royaume-Uni, des États-Unis et d'Asie. En outre, l'identité culturelle nordique de l'Estonie ainsi que le développement des nouvelles technologies ont permis de développer une véritable image de marque nationale à partir des années 2000,.

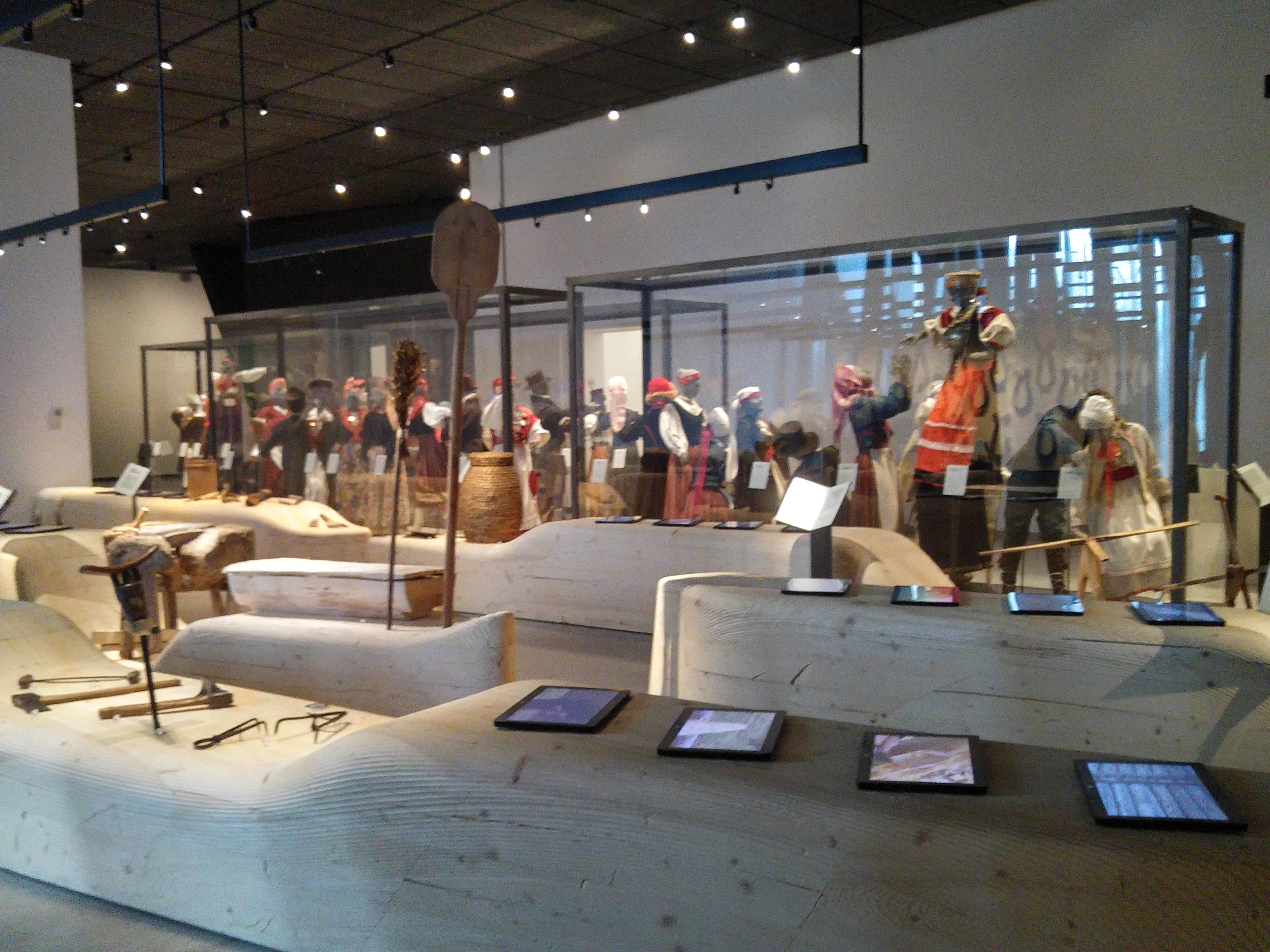
Exposition d'objets et tenues traditionnelles au Musée national estonien (Tartu).

Par ailleurs, la société estonienne est l'une des populations les plus cultivées d'Europe, se classsant 7e pays européen en termes de participation et d'implications dans des activités culturelles en 2022. Elle se distingue en particulier sur des éléments tels que le taux de musées (4e mondial en 2020, hors micro-États) et de visites de musées (1er européen en 2014), le taux de lecteurs réguliers dans la population (3e européen), le nombre de livres par foyer (1er mondial), ou encore la pratique hebdomadaire d'activités artistiques (5e européen) et littéraires (6e européen) par la jeunesse,,,,,,. En outre, d'après le Good Country Index, l'Estonie est le troisième pays du monde qui contribue le plus à la culture mondiale en comparaison de sa taille. Si le patrimoine culturel estonien n'est pas aussi connu que celui de grands pays, le pays figure parmi les pays les plus performants au monde en matière de partage et de diffusion de ses valeurs culturelles.